# Pierre Nolot
Pour les articles homonymes, voir Nolot.
Pierre Nolot est un journaliste. Il a collaboré à de nombreuses revues échiquéennes et scientifiques notamment Europe Échecs, Gambisco, Jeux et Stratégie.
Il est reconnu comme un spécialiste en matière d’ordinateurs d’échecs : il a proposé une grille de tests d'évaluation de la force des ordinateurs d’échecs.

## Tests Nolot
Dans l'édition de mai 1994 de Gambisco, il publie 11 positions réputées insolubles par des ordinateurs, mais cependant trouvées par des joueurs en condition de tournoi. Certaines d'entre elles sont aujourd'hui cependant trouvées par des programmes d'échecs.
|   | a | b | c | d | e | f | g | h |   |
| 8 | Tour noire sur case blanche a8 · Dame noire sur case blanche e8 · Fou noir sur case noire f8 · Roi noir sur case noire h8 · Fou noir sur case blanche b7 · Pion noir sur case noire g7 · Pion noir sur case blanche a6 · Pion noir sur case noire d6 · Tour noire sur case blanche e6 · Pion noir sur case noire h6 · Cavalier noir sur case blanche d5 · Pion blanc sur case blanche a4 · Cavalier noir sur case noire b4 · Pion noir sur case blanche c4 · Cavalier blanc sur case blanche e4 · Cavalier blanc sur case blanche g4 · Tour blanche sur case noire g3 · Pion blanc sur case blanche h3 · Fou blanc sur case noire b2 · Pion blanc sur case noire f2 · Pion blanc sur case blanche g2 · Fou blanc sur case blanche b1 · Dame blanche sur case blanche d1 · Tour blanche sur case noire e1 · Roi blanc sur case noire g1 | Tour noire sur case blanche a8 · Dame noire sur case blanche e8 · Fou noir sur case noire f8 · Roi noir sur case noire h8 · Fou noir sur case blanche b7 · Pion noir sur case noire g7 · Pion noir sur case blanche a6 · Pion noir sur case noire d6 · Tour noire sur case blanche e6 · Pion noir sur case noire h6 · Cavalier noir sur case blanche d5 · Pion blanc sur case blanche a4 · Cavalier noir sur case noire b4 · Pion noir sur case blanche c4 · Cavalier blanc sur case blanche e4 · Cavalier blanc sur case blanche g4 · Tour blanche sur case noire g3 · Pion blanc sur case blanche h3 · Fou blanc sur case noire b2 · Pion blanc sur case noire f2 · Pion blanc sur case blanche g2 · Fou blanc sur case blanche b1 · Dame blanche sur case blanche d1 · Tour blanche sur case noire e1 · Roi blanc sur case noire g1 | Tour noire sur case blanche a8 · Dame noire sur case blanche e8 · Fou noir sur case noire f8 · Roi noir sur case noire h8 · Fou noir sur case blanche b7 · Pion noir sur case noire g7 · Pion noir sur case blanche a6 · Pion noir sur case noire d6 · Tour noire sur case blanche e6 · Pion noir sur case noire h6 · Cavalier noir sur case blanche d5 · Pion blanc sur case blanche a4 · Cavalier noir sur case noire b4 · Pion noir sur case blanche c4 · Cavalier blanc sur case blanche e4 · Cavalier blanc sur case blanche g4 · Tour blanche sur case noire g3 · Pion blanc sur case blanche h3 · Fou blanc sur case noire b2 · Pion blanc sur case noire f2 · Pion blanc sur case blanche g2 · Fou blanc sur case blanche b1 · Dame blanche sur case blanche d1 · Tour blanche sur case noire e1 · Roi blanc sur case noire g1 | Tour noire sur case blanche a8 · Dame noire sur case blanche e8 · Fou noir sur case noire f8 · Roi noir sur case noire h8 · Fou noir sur case blanche b7 · Pion noir sur case noire g7 · Pion noir sur case blanche a6 · Pion noir sur case noire d6 · Tour noire sur case blanche e6 · Pion noir sur case noire h6 · Cavalier noir sur case blanche d5 · Pion blanc sur case blanche a4 · Cavalier noir sur case noire b4 · Pion noir sur case blanche c4 · Cavalier blanc sur case blanche e4 · Cavalier blanc sur case blanche g4 · Tour blanche sur case noire g3 · Pion blanc sur case blanche h3 · Fou blanc sur case noire b2 · Pion blanc sur case noire f2 · Pion blanc sur case blanche g2 · Fou blanc sur case blanche b1 · Dame blanche sur case blanche d1 · Tour blanche sur case noire e1 · Roi blanc sur case noire g1 | Tour noire sur case blanche a8 · Dame noire sur case blanche e8 · Fou noir sur case noire f8 · Roi noir sur case noire h8 · Fou noir sur case blanche b7 · Pion noir sur case noire g7 · Pion noir sur case blanche a6 · Pion noir sur case noire d6 · Tour noire sur case blanche e6 · Pion noir sur case noire h6 · Cavalier noir sur case blanche d5 · Pion blanc sur case blanche a4 · Cavalier noir sur case noire b4 · Pion noir sur case blanche c4 · Cavalier blanc sur case blanche e4 · Cavalier blanc sur case blanche g4 · Tour blanche sur case noire g3 · Pion blanc sur case blanche h3 · Fou blanc sur case noire b2 · Pion blanc sur case noire f2 · Pion blanc sur case blanche g2 · Fou blanc sur case blanche b1 · Dame blanche sur case blanche d1 · Tour blanche sur case noire e1 · Roi blanc sur case noire g1 | Tour noire sur case blanche a8 · Dame noire sur case blanche e8 · Fou noir sur case noire f8 · Roi noir sur case noire h8 · Fou noir sur case blanche b7 · Pion noir sur case noire g7 · Pion noir sur case blanche a6 · Pion noir sur case noire d6 · Tour noire sur case blanche e6 · Pion noir sur case noire h6 · Cavalier noir sur case blanche d5 · Pion blanc sur case blanche a4 · Cavalier noir sur case noire b4 · Pion noir sur case blanche c4 · Cavalier blanc sur case blanche e4 · Cavalier blanc sur case blanche g4 · Tour blanche sur case noire g3 · Pion blanc sur case blanche h3 · Fou blanc sur case noire b2 · Pion blanc sur case noire f2 · Pion blanc sur case blanche g2 · Fou blanc sur case blanche b1 · Dame blanche sur case blanche d1 · Tour blanche sur case noire e1 · Roi blanc sur case noire g1 | Tour noire sur case blanche a8 · Dame noire sur case blanche e8 · Fou noir sur case noire f8 · Roi noir sur case noire h8 · Fou noir sur case blanche b7 · Pion noir sur case noire g7 · Pion noir sur case blanche a6 · Pion noir sur case noire d6 · Tour noire sur case blanche e6 · Pion noir sur case noire h6 · Cavalier noir sur case blanche d5 · Pion blanc sur case blanche a4 · Cavalier noir sur case noire b4 · Pion noir sur case blanche c4 · Cavalier blanc sur case blanche e4 · Cavalier blanc sur case blanche g4 · Tour blanche sur case noire g3 · Pion blanc sur case blanche h3 · Fou blanc sur case noire b2 · Pion blanc sur case noire f2 · Pion blanc sur case blanche g2 · Fou blanc sur case blanche b1 · Dame blanche sur case blanche d1 · Tour blanche sur case noire e1 · Roi blanc sur case noire g1 | Tour noire sur case blanche a8 · Dame noire sur case blanche e8 · Fou noir sur case noire f8 · Roi noir sur case noire h8 · Fou noir sur case blanche b7 · Pion noir sur case noire g7 · Pion noir sur case blanche a6 · Pion noir sur case noire d6 · Tour noire sur case blanche e6 · Pion noir sur case noire h6 · Cavalier noir sur case blanche d5 · Pion blanc sur case blanche a4 · Cavalier noir sur case noire b4 · Pion noir sur case blanche c4 · Cavalier blanc sur case blanche e4 · Cavalier blanc sur case blanche g4 · Tour blanche sur case noire g3 · Pion blanc sur case blanche h3 · Fou blanc sur case noire b2 · Pion blanc sur case noire f2 · Pion blanc sur case blanche g2 · Fou blanc sur case blanche b1 · Dame blanche sur case blanche d1 · Tour blanche sur case noire e1 · Roi blanc sur case noire g1 | 8 |
| 7 | Tour noire sur case blanche a8 · Dame noire sur case blanche e8 · Fou noir sur case noire f8 · Roi noir sur case noire h8 · Fou noir sur case blanche b7 · Pion noir sur case noire g7 · Pion noir sur case blanche a6 · Pion noir sur case noire d6 · Tour noire sur case blanche e6 · Pion noir sur case noire h6 · Cavalier noir sur case blanche d5 · Pion blanc sur case blanche a4 · Cavalier noir sur case noire b4 · Pion noir sur case blanche c4 · Cavalier blanc sur case blanche e4 · Cavalier blanc sur case blanche g4 · Tour blanche sur case noire g3 · Pion blanc sur case blanche h3 · Fou blanc sur case noire b2 · Pion blanc sur case noire f2 · Pion blanc sur case blanche g2 · Fou blanc sur case blanche b1 · Dame blanche sur case blanche d1 · Tour blanche sur case noire e1 · Roi blanc sur case noire g1 | Tour noire sur case blanche a8 · Dame noire sur case blanche e8 · Fou noir sur case noire f8 · Roi noir sur case noire h8 · Fou noir sur case blanche b7 · Pion noir sur case noire g7 · Pion noir sur case blanche a6 · Pion noir sur case noire d6 · Tour noire sur case blanche e6 · Pion noir sur case noire h6 · Cavalier noir sur case blanche d5 · Pion blanc sur case blanche a4 · Cavalier noir sur case noire b4 · Pion noir sur case blanche c4 · Cavalier blanc sur case blanche e4 · Cavalier blanc sur case blanche g4 · Tour blanche sur case noire g3 · Pion blanc sur case blanche h3 · Fou blanc sur case noire b2 · Pion blanc sur case noire f2 · Pion blanc sur case blanche g2 · Fou blanc sur case blanche b1 · Dame blanche sur case blanche d1 · Tour blanche sur case noire e1 · Roi blanc sur case noire g1 | Tour noire sur case blanche a8 · Dame noire sur case blanche e8 · Fou noir sur case noire f8 · Roi noir sur case noire h8 · Fou noir sur case blanche b7 · Pion noir sur case noire g7 · Pion noir sur case blanche a6 · Pion noir sur case noire d6 · Tour noire sur case blanche e6 · Pion noir sur case noire h6 · Cavalier noir sur case blanche d5 · Pion blanc sur case blanche a4 · Cavalier noir sur case noire b4 · Pion noir sur case blanche c4 · Cavalier blanc sur case blanche e4 · Cavalier blanc sur case blanche g4 · Tour blanche sur case noire g3 · Pion blanc sur case blanche h3 · Fou blanc sur case noire b2 · Pion blanc sur case noire f2 · Pion blanc sur case blanche g2 · Fou blanc sur case blanche b1 · Dame blanche sur case blanche d1 · Tour blanche sur case noire e1 · Roi blanc sur case noire g1 | Tour noire sur case blanche a8 · Dame noire sur case blanche e8 · Fou noir sur case noire f8 · Roi noir sur case noire h8 · Fou noir sur case blanche b7 · Pion noir sur case noire g7 · Pion noir sur case blanche a6 · Pion noir sur case noire d6 · Tour noire sur case blanche e6 · Pion noir sur case noire h6 · Cavalier noir sur case blanche d5 · Pion blanc sur case blanche a4 · Cavalier noir sur case noire b4 · Pion noir sur case blanche c4 · Cavalier blanc sur case blanche e4 · Cavalier blanc sur case blanche g4 · Tour blanche sur case noire g3 · Pion blanc sur case blanche h3 · Fou blanc sur case noire b2 · Pion blanc sur case noire f2 · Pion blanc sur case blanche g2 · Fou blanc sur case blanche b1 · Dame blanche sur case blanche d1 · Tour blanche sur case noire e1 · Roi blanc sur case noire g1 | Tour noire sur case blanche a8 · Dame noire sur case blanche e8 · Fou noir sur case noire f8 · Roi noir sur case noire h8 · Fou noir sur case blanche b7 · Pion noir sur case noire g7 · Pion noir sur case blanche a6 · Pion noir sur case noire d6 · Tour noire sur case blanche e6 · Pion noir sur case noire h6 · Cavalier noir sur case blanche d5 · Pion blanc sur case blanche a4 · Cavalier noir sur case noire b4 · Pion noir sur case blanche c4 · Cavalier blanc sur case blanche e4 · Cavalier blanc sur case blanche g4 · Tour blanche sur case noire g3 · Pion blanc sur case blanche h3 · Fou blanc sur case noire b2 · Pion blanc sur case noire f2 · Pion blanc sur case blanche g2 · Fou blanc sur case blanche b1 · Dame blanche sur case blanche d1 · Tour blanche sur case noire e1 · Roi blanc sur case noire g1 | Tour noire sur case blanche a8 · Dame noire sur case blanche e8 · Fou noir sur case noire f8 · Roi noir sur case noire h8 · Fou noir sur case blanche b7 · Pion noir sur case noire g7 · Pion noir sur case blanche a6 · Pion noir sur case noire d6 · Tour noire sur case blanche e6 · Pion noir sur case noire h6 · Cavalier noir sur case blanche d5 · Pion blanc sur case blanche a4 · Cavalier noir sur case noire b4 · Pion noir sur case blanche c4 · Cavalier blanc sur case blanche e4 · Cavalier blanc sur case blanche g4 · Tour blanche sur case noire g3 · Pion blanc sur case blanche h3 · Fou blanc sur case noire b2 · Pion blanc sur case noire f2 · Pion blanc sur case blanche g2 · Fou blanc sur case blanche b1 · Dame blanche sur case blanche d1 · Tour blanche sur case noire e1 · Roi blanc sur case noire g1 | Tour noire sur case blanche a8 · Dame noire sur case blanche e8 · Fou noir sur case noire f8 · Roi noir sur case noire h8 · Fou noir sur case blanche b7 · Pion noir sur case noire g7 · Pion noir sur case blanche a6 · Pion noir sur case noire d6 · Tour noire sur case blanche e6 · Pion noir sur case noire h6 · Cavalier noir sur case blanche d5 · Pion blanc sur case blanche a4 · Cavalier noir sur case noire b4 · Pion noir sur case blanche c4 · Cavalier blanc sur case blanche e4 · Cavalier blanc sur case blanche g4 · Tour blanche sur case noire g3 · Pion blanc sur case blanche h3 · Fou blanc sur case noire b2 · Pion blanc sur case noire f2 · Pion blanc sur case blanche g2 · Fou blanc sur case blanche b1 · Dame blanche sur case blanche d1 · Tour blanche sur case noire e1 · Roi blanc sur case noire g1 | Tour noire sur case blanche a8 · Dame noire sur case blanche e8 · Fou noir sur case noire f8 · Roi noir sur case noire h8 · Fou noir sur case blanche b7 · Pion noir sur case noire g7 · Pion noir sur case blanche a6 · Pion noir sur case noire d6 · Tour noire sur case blanche e6 · Pion noir sur case noire h6 · Cavalier noir sur case blanche d5 · Pion blanc sur case blanche a4 · Cavalier noir sur case noire b4 · Pion noir sur case blanche c4 · Cavalier blanc sur case blanche e4 · Cavalier blanc sur case blanche g4 · Tour blanche sur case noire g3 · Pion blanc sur case blanche h3 · Fou blanc sur case noire b2 · Pion blanc sur case noire f2 · Pion blanc sur case blanche g2 · Fou blanc sur case blanche b1 · Dame blanche sur case blanche d1 · Tour blanche sur case noire e1 · Roi blanc sur case noire g1 | 7 |
| 6 | Tour noire sur case blanche a8 · Dame noire sur case blanche e8 · Fou noir sur case noire f8 · Roi noir sur case noire h8 · Fou noir sur case blanche b7 · Pion noir sur case noire g7 · Pion noir sur case blanche a6 · Pion noir sur case noire d6 · Tour noire sur case blanche e6 · Pion noir sur case noire h6 · Cavalier noir sur case blanche d5 · Pion blanc sur case blanche a4 · Cavalier noir sur case noire b4 · Pion noir sur case blanche c4 · Cavalier blanc sur case blanche e4 · Cavalier blanc sur case blanche g4 · Tour blanche sur case noire g3 · Pion blanc sur case blanche h3 · Fou blanc sur case noire b2 · Pion blanc sur case noire f2 · Pion blanc sur case blanche g2 · Fou blanc sur case blanche b1 · Dame blanche sur case blanche d1 · Tour blanche sur case noire e1 · Roi blanc sur case noire g1 | Tour noire sur case blanche a8 · Dame noire sur case blanche e8 · Fou noir sur case noire f8 · Roi noir sur case noire h8 · Fou noir sur case blanche b7 · Pion noir sur case noire g7 · Pion noir sur case blanche a6 · Pion noir sur case noire d6 · Tour noire sur case blanche e6 · Pion noir sur case noire h6 · Cavalier noir sur case blanche d5 · Pion blanc sur case blanche a4 · Cavalier noir sur case noire b4 · Pion noir sur case blanche c4 · Cavalier blanc sur case blanche e4 · Cavalier blanc sur case blanche g4 · Tour blanche sur case noire g3 · Pion blanc sur case blanche h3 · Fou blanc sur case noire b2 · Pion blanc sur case noire f2 · Pion blanc sur case blanche g2 · Fou blanc sur case blanche b1 · Dame blanche sur case blanche d1 · Tour blanche sur case noire e1 · Roi blanc sur case noire g1 | Tour noire sur case blanche a8 · Dame noire sur case blanche e8 · Fou noir sur case noire f8 · Roi noir sur case noire h8 · Fou noir sur case blanche b7 · Pion noir sur case noire g7 · Pion noir sur case blanche a6 · Pion noir sur case noire d6 · Tour noire sur case blanche e6 · Pion noir sur case noire h6 · Cavalier noir sur case blanche d5 · Pion blanc sur case blanche a4 · Cavalier noir sur case noire b4 · Pion noir sur case blanche c4 · Cavalier blanc sur case blanche e4 · Cavalier blanc sur case blanche g4 · Tour blanche sur case noire g3 · Pion blanc sur case blanche h3 · Fou blanc sur case noire b2 · Pion blanc sur case noire f2 · Pion blanc sur case blanche g2 · Fou blanc sur case blanche b1 · Dame blanche sur case blanche d1 · Tour blanche sur case noire e1 · Roi blanc sur case noire g1 | Tour noire sur case blanche a8 · Dame noire sur case blanche e8 · Fou noir sur case noire f8 · Roi noir sur case noire h8 · Fou noir sur case blanche b7 · Pion noir sur case noire g7 · Pion noir sur case blanche a6 · Pion noir sur case noire d6 · Tour noire sur case blanche e6 · Pion noir sur case noire h6 · Cavalier noir sur case blanche d5 · Pion blanc sur case blanche a4 · Cavalier noir sur case noire b4 · Pion noir sur case blanche c4 · Cavalier blanc sur case blanche e4 · Cavalier blanc sur case blanche g4 · Tour blanche sur case noire g3 · Pion blanc sur case blanche h3 · Fou blanc sur case noire b2 · Pion blanc sur case noire f2 · Pion blanc sur case blanche g2 · Fou blanc sur case blanche b1 · Dame blanche sur case blanche d1 · Tour blanche sur case noire e1 · Roi blanc sur case noire g1 | Tour noire sur case blanche a8 · Dame noire sur case blanche e8 · Fou noir sur case noire f8 · Roi noir sur case noire h8 · Fou noir sur case blanche b7 · Pion noir sur case noire g7 · Pion noir sur case blanche a6 · Pion noir sur case noire d6 · Tour noire sur case blanche e6 · Pion noir sur case noire h6 · Cavalier noir sur case blanche d5 · Pion blanc sur case blanche a4 · Cavalier noir sur case noire b4 · Pion noir sur case blanche c4 · Cavalier blanc sur case blanche e4 · Cavalier blanc sur case blanche g4 · Tour blanche sur case noire g3 · Pion blanc sur case blanche h3 · Fou blanc sur case noire b2 · Pion blanc sur case noire f2 · Pion blanc sur case blanche g2 · Fou blanc sur case blanche b1 · Dame blanche sur case blanche d1 · Tour blanche sur case noire e1 · Roi blanc sur case noire g1 | Tour noire sur case blanche a8 · Dame noire sur case blanche e8 · Fou noir sur case noire f8 · Roi noir sur case noire h8 · Fou noir sur case blanche b7 · Pion noir sur case noire g7 · Pion noir sur case blanche a6 · Pion noir sur case noire d6 · Tour noire sur case blanche e6 · Pion noir sur case noire h6 · Cavalier noir sur case blanche d5 · Pion blanc sur case blanche a4 · Cavalier noir sur case noire b4 · Pion noir sur case blanche c4 · Cavalier blanc sur case blanche e4 · Cavalier blanc sur case blanche g4 · Tour blanche sur case noire g3 · Pion blanc sur case blanche h3 · Fou blanc sur case noire b2 · Pion blanc sur case noire f2 · Pion blanc sur case blanche g2 · Fou blanc sur case blanche b1 · Dame blanche sur case blanche d1 · Tour blanche sur case noire e1 · Roi blanc sur case noire g1 | Tour noire sur case blanche a8 · Dame noire sur case blanche e8 · Fou noir sur case noire f8 · Roi noir sur case noire h8 · Fou noir sur case blanche b7 · Pion noir sur case noire g7 · Pion noir sur case blanche a6 · Pion noir sur case noire d6 · Tour noire sur case blanche e6 · Pion noir sur case noire h6 · Cavalier noir sur case blanche d5 · Pion blanc sur case blanche a4 · Cavalier noir sur case noire b4 · Pion noir sur case blanche c4 · Cavalier blanc sur case blanche e4 · Cavalier blanc sur case blanche g4 · Tour blanche sur case noire g3 · Pion blanc sur case blanche h3 · Fou blanc sur case noire b2 · Pion blanc sur case noire f2 · Pion blanc sur case blanche g2 · Fou blanc sur case blanche b1 · Dame blanche sur case blanche d1 · Tour blanche sur case noire e1 · Roi blanc sur case noire g1 | Tour noire sur case blanche a8 · Dame noire sur case blanche e8 · Fou noir sur case noire f8 · Roi noir sur case noire h8 · Fou noir sur case blanche b7 · Pion noir sur case noire g7 · Pion noir sur case blanche a6 · Pion noir sur case noire d6 · Tour noire sur case blanche e6 · Pion noir sur case noire h6 · Cavalier noir sur case blanche d5 · Pion blanc sur case blanche a4 · Cavalier noir sur case noire b4 · Pion noir sur case blanche c4 · Cavalier blanc sur case blanche e4 · Cavalier blanc sur case blanche g4 · Tour blanche sur case noire g3 · Pion blanc sur case blanche h3 · Fou blanc sur case noire b2 · Pion blanc sur case noire f2 · Pion blanc sur case blanche g2 · Fou blanc sur case blanche b1 · Dame blanche sur case blanche d1 · Tour blanche sur case noire e1 · Roi blanc sur case noire g1 | 6 |
| 5 | Tour noire sur case blanche a8 · Dame noire sur case blanche e8 · Fou noir sur case noire f8 · Roi noir sur case noire h8 · Fou noir sur case blanche b7 · Pion noir sur case noire g7 · Pion noir sur case blanche a6 · Pion noir sur case noire d6 · Tour noire sur case blanche e6 · Pion noir sur case noire h6 · Cavalier noir sur case blanche d5 · Pion blanc sur case blanche a4 · Cavalier noir sur case noire b4 · Pion noir sur case blanche c4 · Cavalier blanc sur case blanche e4 · Cavalier blanc sur case blanche g4 · Tour blanche sur case noire g3 · Pion blanc sur case blanche h3 · Fou blanc sur case noire b2 · Pion blanc sur case noire f2 · Pion blanc sur case blanche g2 · Fou blanc sur case blanche b1 · Dame blanche sur case blanche d1 · Tour blanche sur case noire e1 · Roi blanc sur case noire g1 | Tour noire sur case blanche a8 · Dame noire sur case blanche e8 · Fou noir sur case noire f8 · Roi noir sur case noire h8 · Fou noir sur case blanche b7 · Pion noir sur case noire g7 · Pion noir sur case blanche a6 · Pion noir sur case noire d6 · Tour noire sur case blanche e6 · Pion noir sur case noire h6 · Cavalier noir sur case blanche d5 · Pion blanc sur case blanche a4 · Cavalier noir sur case noire b4 · Pion noir sur case blanche c4 · Cavalier blanc sur case blanche e4 · Cavalier blanc sur case blanche g4 · Tour blanche sur case noire g3 · Pion blanc sur case blanche h3 · Fou blanc sur case noire b2 · Pion blanc sur case noire f2 · Pion blanc sur case blanche g2 · Fou blanc sur case blanche b1 · Dame blanche sur case blanche d1 · Tour blanche sur case noire e1 · Roi blanc sur case noire g1 | Tour noire sur case blanche a8 · Dame noire sur case blanche e8 · Fou noir sur case noire f8 · Roi noir sur case noire h8 · Fou noir sur case blanche b7 · Pion noir sur case noire g7 · Pion noir sur case blanche a6 · Pion noir sur case noire d6 · Tour noire sur case blanche e6 · Pion noir sur case noire h6 · Cavalier noir sur case blanche d5 · Pion blanc sur case blanche a4 · Cavalier noir sur case noire b4 · Pion noir sur case blanche c4 · Cavalier blanc sur case blanche e4 · Cavalier blanc sur case blanche g4 · Tour blanche sur case noire g3 · Pion blanc sur case blanche h3 · Fou blanc sur case noire b2 · Pion blanc sur case noire f2 · Pion blanc sur case blanche g2 · Fou blanc sur case blanche b1 · Dame blanche sur case blanche d1 · Tour blanche sur case noire e1 · Roi blanc sur case noire g1 | Tour noire sur case blanche a8 · Dame noire sur case blanche e8 · Fou noir sur case noire f8 · Roi noir sur case noire h8 · Fou noir sur case blanche b7 · Pion noir sur case noire g7 · Pion noir sur case blanche a6 · Pion noir sur case noire d6 · Tour noire sur case blanche e6 · Pion noir sur case noire h6 · Cavalier noir sur case blanche d5 · Pion blanc sur case blanche a4 · Cavalier noir sur case noire b4 · Pion noir sur case blanche c4 · Cavalier blanc sur case blanche e4 · Cavalier blanc sur case blanche g4 · Tour blanche sur case noire g3 · Pion blanc sur case blanche h3 · Fou blanc sur case noire b2 · Pion blanc sur case noire f2 · Pion blanc sur case blanche g2 · Fou blanc sur case blanche b1 · Dame blanche sur case blanche d1 · Tour blanche sur case noire e1 · Roi blanc sur case noire g1 | Tour noire sur case blanche a8 · Dame noire sur case blanche e8 · Fou noir sur case noire f8 · Roi noir sur case noire h8 · Fou noir sur case blanche b7 · Pion noir sur case noire g7 · Pion noir sur case blanche a6 · Pion noir sur case noire d6 · Tour noire sur case blanche e6 · Pion noir sur case noire h6 · Cavalier noir sur case blanche d5 · Pion blanc sur case blanche a4 · Cavalier noir sur case noire b4 · Pion noir sur case blanche c4 · Cavalier blanc sur case blanche e4 · Cavalier blanc sur case blanche g4 · Tour blanche sur case noire g3 · Pion blanc sur case blanche h3 · Fou blanc sur case noire b2 · Pion blanc sur case noire f2 · Pion blanc sur case blanche g2 · Fou blanc sur case blanche b1 · Dame blanche sur case blanche d1 · Tour blanche sur case noire e1 · Roi blanc sur case noire g1 | Tour noire sur case blanche a8 · Dame noire sur case blanche e8 · Fou noir sur case noire f8 · Roi noir sur case noire h8 · Fou noir sur case blanche b7 · Pion noir sur case noire g7 · Pion noir sur case blanche a6 · Pion noir sur case noire d6 · Tour noire sur case blanche e6 · Pion noir sur case noire h6 · Cavalier noir sur case blanche d5 · Pion blanc sur case blanche a4 · Cavalier noir sur case noire b4 · Pion noir sur case blanche c4 · Cavalier blanc sur case blanche e4 · Cavalier blanc sur case blanche g4 · Tour blanche sur case noire g3 · Pion blanc sur case blanche h3 · Fou blanc sur case noire b2 · Pion blanc sur case noire f2 · Pion blanc sur case blanche g2 · Fou blanc sur case blanche b1 · Dame blanche sur case blanche d1 · Tour blanche sur case noire e1 · Roi blanc sur case noire g1 | Tour noire sur case blanche a8 · Dame noire sur case blanche e8 · Fou noir sur case noire f8 · Roi noir sur case noire h8 · Fou noir sur case blanche b7 · Pion noir sur case noire g7 · Pion noir sur case blanche a6 · Pion noir sur case noire d6 · Tour noire sur case blanche e6 · Pion noir sur case noire h6 · Cavalier noir sur case blanche d5 · Pion blanc sur case blanche a4 · Cavalier noir sur case noire b4 · Pion noir sur case blanche c4 · Cavalier blanc sur case blanche e4 · Cavalier blanc sur case blanche g4 · Tour blanche sur case noire g3 · Pion blanc sur case blanche h3 · Fou blanc sur case noire b2 · Pion blanc sur case noire f2 · Pion blanc sur case blanche g2 · Fou blanc sur case blanche b1 · Dame blanche sur case blanche d1 · Tour blanche sur case noire e1 · Roi blanc sur case noire g1 | Tour noire sur case blanche a8 · Dame noire sur case blanche e8 · Fou noir sur case noire f8 · Roi noir sur case noire h8 · Fou noir sur case blanche b7 · Pion noir sur case noire g7 · Pion noir sur case blanche a6 · Pion noir sur case noire d6 · Tour noire sur case blanche e6 · Pion noir sur case noire h6 · Cavalier noir sur case blanche d5 · Pion blanc sur case blanche a4 · Cavalier noir sur case noire b4 · Pion noir sur case blanche c4 · Cavalier blanc sur case blanche e4 · Cavalier blanc sur case blanche g4 · Tour blanche sur case noire g3 · Pion blanc sur case blanche h3 · Fou blanc sur case noire b2 · Pion blanc sur case noire f2 · Pion blanc sur case blanche g2 · Fou blanc sur case blanche b1 · Dame blanche sur case blanche d1 · Tour blanche sur case noire e1 · Roi blanc sur case noire g1 | 5 |
| 4 | Tour noire sur case blanche a8 · Dame noire sur case blanche e8 · Fou noir sur case noire f8 · Roi noir sur case noire h8 · Fou noir sur case blanche b7 · Pion noir sur case noire g7 · Pion noir sur case blanche a6 · Pion noir sur case noire d6 · Tour noire sur case blanche e6 · Pion noir sur case noire h6 · Cavalier noir sur case blanche d5 · Pion blanc sur case blanche a4 · Cavalier noir sur case noire b4 · Pion noir sur case blanche c4 · Cavalier blanc sur case blanche e4 · Cavalier blanc sur case blanche g4 · Tour blanche sur case noire g3 · Pion blanc sur case blanche h3 · Fou blanc sur case noire b2 · Pion blanc sur case noire f2 · Pion blanc sur case blanche g2 · Fou blanc sur case blanche b1 · Dame blanche sur case blanche d1 · Tour blanche sur case noire e1 · Roi blanc sur case noire g1 | Tour noire sur case blanche a8 · Dame noire sur case blanche e8 · Fou noir sur case noire f8 · Roi noir sur case noire h8 · Fou noir sur case blanche b7 · Pion noir sur case noire g7 · Pion noir sur case blanche a6 · Pion noir sur case noire d6 · Tour noire sur case blanche e6 · Pion noir sur case noire h6 · Cavalier noir sur case blanche d5 · Pion blanc sur case blanche a4 · Cavalier noir sur case noire b4 · Pion noir sur case blanche c4 · Cavalier blanc sur case blanche e4 · Cavalier blanc sur case blanche g4 · Tour blanche sur case noire g3 · Pion blanc sur case blanche h3 · Fou blanc sur case noire b2 · Pion blanc sur case noire f2 · Pion blanc sur case blanche g2 · Fou blanc sur case blanche b1 · Dame blanche sur case blanche d1 · Tour blanche sur case noire e1 · Roi blanc sur case noire g1 | Tour noire sur case blanche a8 · Dame noire sur case blanche e8 · Fou noir sur case noire f8 · Roi noir sur case noire h8 · Fou noir sur case blanche b7 · Pion noir sur case noire g7 · Pion noir sur case blanche a6 · Pion noir sur case noire d6 · Tour noire sur case blanche e6 · Pion noir sur case noire h6 · Cavalier noir sur case blanche d5 · Pion blanc sur case blanche a4 · Cavalier noir sur case noire b4 · Pion noir sur case blanche c4 · Cavalier blanc sur case blanche e4 · Cavalier blanc sur case blanche g4 · Tour blanche sur case noire g3 · Pion blanc sur case blanche h3 · Fou blanc sur case noire b2 · Pion blanc sur case noire f2 · Pion blanc sur case blanche g2 · Fou blanc sur case blanche b1 · Dame blanche sur case blanche d1 · Tour blanche sur case noire e1 · Roi blanc sur case noire g1 | Tour noire sur case blanche a8 · Dame noire sur case blanche e8 · Fou noir sur case noire f8 · Roi noir sur case noire h8 · Fou noir sur case blanche b7 · Pion noir sur case noire g7 · Pion noir sur case blanche a6 · Pion noir sur case noire d6 · Tour noire sur case blanche e6 · Pion noir sur case noire h6 · Cavalier noir sur case blanche d5 · Pion blanc sur case blanche a4 · Cavalier noir sur case noire b4 · Pion noir sur case blanche c4 · Cavalier blanc sur case blanche e4 · Cavalier blanc sur case blanche g4 · Tour blanche sur case noire g3 · Pion blanc sur case blanche h3 · Fou blanc sur case noire b2 · Pion blanc sur case noire f2 · Pion blanc sur case blanche g2 · Fou blanc sur case blanche b1 · Dame blanche sur case blanche d1 · Tour blanche sur case noire e1 · Roi blanc sur case noire g1 | Tour noire sur case blanche a8 · Dame noire sur case blanche e8 · Fou noir sur case noire f8 · Roi noir sur case noire h8 · Fou noir sur case blanche b7 · Pion noir sur case noire g7 · Pion noir sur case blanche a6 · Pion noir sur case noire d6 · Tour noire sur case blanche e6 · Pion noir sur case noire h6 · Cavalier noir sur case blanche d5 · Pion blanc sur case blanche a4 · Cavalier noir sur case noire b4 · Pion noir sur case blanche c4 · Cavalier blanc sur case blanche e4 · Cavalier blanc sur case blanche g4 · Tour blanche sur case noire g3 · Pion blanc sur case blanche h3 · Fou blanc sur case noire b2 · Pion blanc sur case noire f2 · Pion blanc sur case blanche g2 · Fou blanc sur case blanche b1 · Dame blanche sur case blanche d1 · Tour blanche sur case noire e1 · Roi blanc sur case noire g1 | Tour noire sur case blanche a8 · Dame noire sur case blanche e8 · Fou noir sur case noire f8 · Roi noir sur case noire h8 · Fou noir sur case blanche b7 · Pion noir sur case noire g7 · Pion noir sur case blanche a6 · Pion noir sur case noire d6 · Tour noire sur case blanche e6 · Pion noir sur case noire h6 · Cavalier noir sur case blanche d5 · Pion blanc sur case blanche a4 · Cavalier noir sur case noire b4 · Pion noir sur case blanche c4 · Cavalier blanc sur case blanche e4 · Cavalier blanc sur case blanche g4 · Tour blanche sur case noire g3 · Pion blanc sur case blanche h3 · Fou blanc sur case noire b2 · Pion blanc sur case noire f2 · Pion blanc sur case blanche g2 · Fou blanc sur case blanche b1 · Dame blanche sur case blanche d1 · Tour blanche sur case noire e1 · Roi blanc sur case noire g1 | Tour noire sur case blanche a8 · Dame noire sur case blanche e8 · Fou noir sur case noire f8 · Roi noir sur case noire h8 · Fou noir sur case blanche b7 · Pion noir sur case noire g7 · Pion noir sur case blanche a6 · Pion noir sur case noire d6 · Tour noire sur case blanche e6 · Pion noir sur case noire h6 · Cavalier noir sur case blanche d5 · Pion blanc sur case blanche a4 · Cavalier noir sur case noire b4 · Pion noir sur case blanche c4 · Cavalier blanc sur case blanche e4 · Cavalier blanc sur case blanche g4 · Tour blanche sur case noire g3 · Pion blanc sur case blanche h3 · Fou blanc sur case noire b2 · Pion blanc sur case noire f2 · Pion blanc sur case blanche g2 · Fou blanc sur case blanche b1 · Dame blanche sur case blanche d1 · Tour blanche sur case noire e1 · Roi blanc sur case noire g1 | Tour noire sur case blanche a8 · Dame noire sur case blanche e8 · Fou noir sur case noire f8 · Roi noir sur case noire h8 · Fou noir sur case blanche b7 · Pion noir sur case noire g7 · Pion noir sur case blanche a6 · Pion noir sur case noire d6 · Tour noire sur case blanche e6 · Pion noir sur case noire h6 · Cavalier noir sur case blanche d5 · Pion blanc sur case blanche a4 · Cavalier noir sur case noire b4 · Pion noir sur case blanche c4 · Cavalier blanc sur case blanche e4 · Cavalier blanc sur case blanche g4 · Tour blanche sur case noire g3 · Pion blanc sur case blanche h3 · Fou blanc sur case noire b2 · Pion blanc sur case noire f2 · Pion blanc sur case blanche g2 · Fou blanc sur case blanche b1 · Dame blanche sur case blanche d1 · Tour blanche sur case noire e1 · Roi blanc sur case noire g1 | 4 |
| 3 | Tour noire sur case blanche a8 · Dame noire sur case blanche e8 · Fou noir sur case noire f8 · Roi noir sur case noire h8 · Fou noir sur case blanche b7 · Pion noir sur case noire g7 · Pion noir sur case blanche a6 · Pion noir sur case noire d6 · Tour noire sur case blanche e6 · Pion noir sur case noire h6 · Cavalier noir sur case blanche d5 · Pion blanc sur case blanche a4 · Cavalier noir sur case noire b4 · Pion noir sur case blanche c4 · Cavalier blanc sur case blanche e4 · Cavalier blanc sur case blanche g4 · Tour blanche sur case noire g3 · Pion blanc sur case blanche h3 · Fou blanc sur case noire b2 · Pion blanc sur case noire f2 · Pion blanc sur case blanche g2 · Fou blanc sur case blanche b1 · Dame blanche sur case blanche d1 · Tour blanche sur case noire e1 · Roi blanc sur case noire g1 | Tour noire sur case blanche a8 · Dame noire sur case blanche e8 · Fou noir sur case noire f8 · Roi noir sur case noire h8 · Fou noir sur case blanche b7 · Pion noir sur case noire g7 · Pion noir sur case blanche a6 · Pion noir sur case noire d6 · Tour noire sur case blanche e6 · Pion noir sur case noire h6 · Cavalier noir sur case blanche d5 · Pion blanc sur case blanche a4 · Cavalier noir sur case noire b4 · Pion noir sur case blanche c4 · Cavalier blanc sur case blanche e4 · Cavalier blanc sur case blanche g4 · Tour blanche sur case noire g3 · Pion blanc sur case blanche h3 · Fou blanc sur case noire b2 · Pion blanc sur case noire f2 · Pion blanc sur case blanche g2 · Fou blanc sur case blanche b1 · Dame blanche sur case blanche d1 · Tour blanche sur case noire e1 · Roi blanc sur case noire g1 | Tour noire sur case blanche a8 · Dame noire sur case blanche e8 · Fou noir sur case noire f8 · Roi noir sur case noire h8 · Fou noir sur case blanche b7 · Pion noir sur case noire g7 · Pion noir sur case blanche a6 · Pion noir sur case noire d6 · Tour noire sur case blanche e6 · Pion noir sur case noire h6 · Cavalier noir sur case blanche d5 · Pion blanc sur case blanche a4 · Cavalier noir sur case noire b4 · Pion noir sur case blanche c4 · Cavalier blanc sur case blanche e4 · Cavalier blanc sur case blanche g4 · Tour blanche sur case noire g3 · Pion blanc sur case blanche h3 · Fou blanc sur case noire b2 · Pion blanc sur case noire f2 · Pion blanc sur case blanche g2 · Fou blanc sur case blanche b1 · Dame blanche sur case blanche d1 · Tour blanche sur case noire e1 · Roi blanc sur case noire g1 | Tour noire sur case blanche a8 · Dame noire sur case blanche e8 · Fou noir sur case noire f8 · Roi noir sur case noire h8 · Fou noir sur case blanche b7 · Pion noir sur case noire g7 · Pion noir sur case blanche a6 · Pion noir sur case noire d6 · Tour noire sur case blanche e6 · Pion noir sur case noire h6 · Cavalier noir sur case blanche d5 · Pion blanc sur case blanche a4 · Cavalier noir sur case noire b4 · Pion noir sur case blanche c4 · Cavalier blanc sur case blanche e4 · Cavalier blanc sur case blanche g4 · Tour blanche sur case noire g3 · Pion blanc sur case blanche h3 · Fou blanc sur case noire b2 · Pion blanc sur case noire f2 · Pion blanc sur case blanche g2 · Fou blanc sur case blanche b1 · Dame blanche sur case blanche d1 · Tour blanche sur case noire e1 · Roi blanc sur case noire g1 | Tour noire sur case blanche a8 · Dame noire sur case blanche e8 · Fou noir sur case noire f8 · Roi noir sur case noire h8 · Fou noir sur case blanche b7 · Pion noir sur case noire g7 · Pion noir sur case blanche a6 · Pion noir sur case noire d6 · Tour noire sur case blanche e6 · Pion noir sur case noire h6 · Cavalier noir sur case blanche d5 · Pion blanc sur case blanche a4 · Cavalier noir sur case noire b4 · Pion noir sur case blanche c4 · Cavalier blanc sur case blanche e4 · Cavalier blanc sur case blanche g4 · Tour blanche sur case noire g3 · Pion blanc sur case blanche h3 · Fou blanc sur case noire b2 · Pion blanc sur case noire f2 · Pion blanc sur case blanche g2 · Fou blanc sur case blanche b1 · Dame blanche sur case blanche d1 · Tour blanche sur case noire e1 · Roi blanc sur case noire g1 | Tour noire sur case blanche a8 · Dame noire sur case blanche e8 · Fou noir sur case noire f8 · Roi noir sur case noire h8 · Fou noir sur case blanche b7 · Pion noir sur case noire g7 · Pion noir sur case blanche a6 · Pion noir sur case noire d6 · Tour noire sur case blanche e6 · Pion noir sur case noire h6 · Cavalier noir sur case blanche d5 · Pion blanc sur case blanche a4 · Cavalier noir sur case noire b4 · Pion noir sur case blanche c4 · Cavalier blanc sur case blanche e4 · Cavalier blanc sur case blanche g4 · Tour blanche sur case noire g3 · Pion blanc sur case blanche h3 · Fou blanc sur case noire b2 · Pion blanc sur case noire f2 · Pion blanc sur case blanche g2 · Fou blanc sur case blanche b1 · Dame blanche sur case blanche d1 · Tour blanche sur case noire e1 · Roi blanc sur case noire g1 | Tour noire sur case blanche a8 · Dame noire sur case blanche e8 · Fou noir sur case noire f8 · Roi noir sur case noire h8 · Fou noir sur case blanche b7 · Pion noir sur case noire g7 · Pion noir sur case blanche a6 · Pion noir sur case noire d6 · Tour noire sur case blanche e6 · Pion noir sur case noire h6 · Cavalier noir sur case blanche d5 · Pion blanc sur case blanche a4 · Cavalier noir sur case noire b4 · Pion noir sur case blanche c4 · Cavalier blanc sur case blanche e4 · Cavalier blanc sur case blanche g4 · Tour blanche sur case noire g3 · Pion blanc sur case blanche h3 · Fou blanc sur case noire b2 · Pion blanc sur case noire f2 · Pion blanc sur case blanche g2 · Fou blanc sur case blanche b1 · Dame blanche sur case blanche d1 · Tour blanche sur case noire e1 · Roi blanc sur case noire g1 | Tour noire sur case blanche a8 · Dame noire sur case blanche e8 · Fou noir sur case noire f8 · Roi noir sur case noire h8 · Fou noir sur case blanche b7 · Pion noir sur case noire g7 · Pion noir sur case blanche a6 · Pion noir sur case noire d6 · Tour noire sur case blanche e6 · Pion noir sur case noire h6 · Cavalier noir sur case blanche d5 · Pion blanc sur case blanche a4 · Cavalier noir sur case noire b4 · Pion noir sur case blanche c4 · Cavalier blanc sur case blanche e4 · Cavalier blanc sur case blanche g4 · Tour blanche sur case noire g3 · Pion blanc sur case blanche h3 · Fou blanc sur case noire b2 · Pion blanc sur case noire f2 · Pion blanc sur case blanche g2 · Fou blanc sur case blanche b1 · Dame blanche sur case blanche d1 · Tour blanche sur case noire e1 · Roi blanc sur case noire g1 | 3 |
| 2 | Tour noire sur case blanche a8 · Dame noire sur case blanche e8 · Fou noir sur case noire f8 · Roi noir sur case noire h8 · Fou noir sur case blanche b7 · Pion noir sur case noire g7 · Pion noir sur case blanche a6 · Pion noir sur case noire d6 · Tour noire sur case blanche e6 · Pion noir sur case noire h6 · Cavalier noir sur case blanche d5 · Pion blanc sur case blanche a4 · Cavalier noir sur case noire b4 · Pion noir sur case blanche c4 · Cavalier blanc sur case blanche e4 · Cavalier blanc sur case blanche g4 · Tour blanche sur case noire g3 · Pion blanc sur case blanche h3 · Fou blanc sur case noire b2 · Pion blanc sur case noire f2 · Pion blanc sur case blanche g2 · Fou blanc sur case blanche b1 · Dame blanche sur case blanche d1 · Tour blanche sur case noire e1 · Roi blanc sur case noire g1 | Tour noire sur case blanche a8 · Dame noire sur case blanche e8 · Fou noir sur case noire f8 · Roi noir sur case noire h8 · Fou noir sur case blanche b7 · Pion noir sur case noire g7 · Pion noir sur case blanche a6 · Pion noir sur case noire d6 · Tour noire sur case blanche e6 · Pion noir sur case noire h6 · Cavalier noir sur case blanche d5 · Pion blanc sur case blanche a4 · Cavalier noir sur case noire b4 · Pion noir sur case blanche c4 · Cavalier blanc sur case blanche e4 · Cavalier blanc sur case blanche g4 · Tour blanche sur case noire g3 · Pion blanc sur case blanche h3 · Fou blanc sur case noire b2 · Pion blanc sur case noire f2 · Pion blanc sur case blanche g2 · Fou blanc sur case blanche b1 · Dame blanche sur case blanche d1 · Tour blanche sur case noire e1 · Roi blanc sur case noire g1 | Tour noire sur case blanche a8 · Dame noire sur case blanche e8 · Fou noir sur case noire f8 · Roi noir sur case noire h8 · Fou noir sur case blanche b7 · Pion noir sur case noire g7 · Pion noir sur case blanche a6 · Pion noir sur case noire d6 · Tour noire sur case blanche e6 · Pion noir sur case noire h6 · Cavalier noir sur case blanche d5 · Pion blanc sur case blanche a4 · Cavalier noir sur case noire b4 · Pion noir sur case blanche c4 · Cavalier blanc sur case blanche e4 · Cavalier blanc sur case blanche g4 · Tour blanche sur case noire g3 · Pion blanc sur case blanche h3 · Fou blanc sur case noire b2 · Pion blanc sur case noire f2 · Pion blanc sur case blanche g2 · Fou blanc sur case blanche b1 · Dame blanche sur case blanche d1 · Tour blanche sur case noire e1 · Roi blanc sur case noire g1 | Tour noire sur case blanche a8 · Dame noire sur case blanche e8 · Fou noir sur case noire f8 · Roi noir sur case noire h8 · Fou noir sur case blanche b7 · Pion noir sur case noire g7 · Pion noir sur case blanche a6 · Pion noir sur case noire d6 · Tour noire sur case blanche e6 · Pion noir sur case noire h6 · Cavalier noir sur case blanche d5 · Pion blanc sur case blanche a4 · Cavalier noir sur case noire b4 · Pion noir sur case blanche c4 · Cavalier blanc sur case blanche e4 · Cavalier blanc sur case blanche g4 · Tour blanche sur case noire g3 · Pion blanc sur case blanche h3 · Fou blanc sur case noire b2 · Pion blanc sur case noire f2 · Pion blanc sur case blanche g2 · Fou blanc sur case blanche b1 · Dame blanche sur case blanche d1 · Tour blanche sur case noire e1 · Roi blanc sur case noire g1 | Tour noire sur case blanche a8 · Dame noire sur case blanche e8 · Fou noir sur case noire f8 · Roi noir sur case noire h8 · Fou noir sur case blanche b7 · Pion noir sur case noire g7 · Pion noir sur case blanche a6 · Pion noir sur case noire d6 · Tour noire sur case blanche e6 · Pion noir sur case noire h6 · Cavalier noir sur case blanche d5 · Pion blanc sur case blanche a4 · Cavalier noir sur case noire b4 · Pion noir sur case blanche c4 · Cavalier blanc sur case blanche e4 · Cavalier blanc sur case blanche g4 · Tour blanche sur case noire g3 · Pion blanc sur case blanche h3 · Fou blanc sur case noire b2 · Pion blanc sur case noire f2 · Pion blanc sur case blanche g2 · Fou blanc sur case blanche b1 · Dame blanche sur case blanche d1 · Tour blanche sur case noire e1 · Roi blanc sur case noire g1 | Tour noire sur case blanche a8 · Dame noire sur case blanche e8 · Fou noir sur case noire f8 · Roi noir sur case noire h8 · Fou noir sur case blanche b7 · Pion noir sur case noire g7 · Pion noir sur case blanche a6 · Pion noir sur case noire d6 · Tour noire sur case blanche e6 · Pion noir sur case noire h6 · Cavalier noir sur case blanche d5 · Pion blanc sur case blanche a4 · Cavalier noir sur case noire b4 · Pion noir sur case blanche c4 · Cavalier blanc sur case blanche e4 · Cavalier blanc sur case blanche g4 · Tour blanche sur case noire g3 · Pion blanc sur case blanche h3 · Fou blanc sur case noire b2 · Pion blanc sur case noire f2 · Pion blanc sur case blanche g2 · Fou blanc sur case blanche b1 · Dame blanche sur case blanche d1 · Tour blanche sur case noire e1 · Roi blanc sur case noire g1 | Tour noire sur case blanche a8 · Dame noire sur case blanche e8 · Fou noir sur case noire f8 · Roi noir sur case noire h8 · Fou noir sur case blanche b7 · Pion noir sur case noire g7 · Pion noir sur case blanche a6 · Pion noir sur case noire d6 · Tour noire sur case blanche e6 · Pion noir sur case noire h6 · Cavalier noir sur case blanche d5 · Pion blanc sur case blanche a4 · Cavalier noir sur case noire b4 · Pion noir sur case blanche c4 · Cavalier blanc sur case blanche e4 · Cavalier blanc sur case blanche g4 · Tour blanche sur case noire g3 · Pion blanc sur case blanche h3 · Fou blanc sur case noire b2 · Pion blanc sur case noire f2 · Pion blanc sur case blanche g2 · Fou blanc sur case blanche b1 · Dame blanche sur case blanche d1 · Tour blanche sur case noire e1 · Roi blanc sur case noire g1 | Tour noire sur case blanche a8 · Dame noire sur case blanche e8 · Fou noir sur case noire f8 · Roi noir sur case noire h8 · Fou noir sur case blanche b7 · Pion noir sur case noire g7 · Pion noir sur case blanche a6 · Pion noir sur case noire d6 · Tour noire sur case blanche e6 · Pion noir sur case noire h6 · Cavalier noir sur case blanche d5 · Pion blanc sur case blanche a4 · Cavalier noir sur case noire b4 · Pion noir sur case blanche c4 · Cavalier blanc sur case blanche e4 · Cavalier blanc sur case blanche g4 · Tour blanche sur case noire g3 · Pion blanc sur case blanche h3 · Fou blanc sur case noire b2 · Pion blanc sur case noire f2 · Pion blanc sur case blanche g2 · Fou blanc sur case blanche b1 · Dame blanche sur case blanche d1 · Tour blanche sur case noire e1 · Roi blanc sur case noire g1 | 2 |
| 1 | Tour noire sur case blanche a8 · Dame noire sur case blanche e8 · Fou noir sur case noire f8 · Roi noir sur case noire h8 · Fou noir sur case blanche b7 · Pion noir sur case noire g7 · Pion noir sur case blanche a6 · Pion noir sur case noire d6 · Tour noire sur case blanche e6 · Pion noir sur case noire h6 · Cavalier noir sur case blanche d5 · Pion blanc sur case blanche a4 · Cavalier noir sur case noire b4 · Pion noir sur case blanche c4 · Cavalier blanc sur case blanche e4 · Cavalier blanc sur case blanche g4 · Tour blanche sur case noire g3 · Pion blanc sur case blanche h3 · Fou blanc sur case noire b2 · Pion blanc sur case noire f2 · Pion blanc sur case blanche g2 · Fou blanc sur case blanche b1 · Dame blanche sur case blanche d1 · Tour blanche sur case noire e1 · Roi blanc sur case noire g1 | Tour noire sur case blanche a8 · Dame noire sur case blanche e8 · Fou noir sur case noire f8 · Roi noir sur case noire h8 · Fou noir sur case blanche b7 · Pion noir sur case noire g7 · Pion noir sur case blanche a6 · Pion noir sur case noire d6 · Tour noire sur case blanche e6 · Pion noir sur case noire h6 · Cavalier noir sur case blanche d5 · Pion blanc sur case blanche a4 · Cavalier noir sur case noire b4 · Pion noir sur case blanche c4 · Cavalier blanc sur case blanche e4 · Cavalier blanc sur case blanche g4 · Tour blanche sur case noire g3 · Pion blanc sur case blanche h3 · Fou blanc sur case noire b2 · Pion blanc sur case noire f2 · Pion blanc sur case blanche g2 · Fou blanc sur case blanche b1 · Dame blanche sur case blanche d1 · Tour blanche sur case noire e1 · Roi blanc sur case noire g1 | Tour noire sur case blanche a8 · Dame noire sur case blanche e8 · Fou noir sur case noire f8 · Roi noir sur case noire h8 · Fou noir sur case blanche b7 · Pion noir sur case noire g7 · Pion noir sur case blanche a6 · Pion noir sur case noire d6 · Tour noire sur case blanche e6 · Pion noir sur case noire h6 · Cavalier noir sur case blanche d5 · Pion blanc sur case blanche a4 · Cavalier noir sur case noire b4 · Pion noir sur case blanche c4 · Cavalier blanc sur case blanche e4 · Cavalier blanc sur case blanche g4 · Tour blanche sur case noire g3 · Pion blanc sur case blanche h3 · Fou blanc sur case noire b2 · Pion blanc sur case noire f2 · Pion blanc sur case blanche g2 · Fou blanc sur case blanche b1 · Dame blanche sur case blanche d1 · Tour blanche sur case noire e1 · Roi blanc sur case noire g1 | Tour noire sur case blanche a8 · Dame noire sur case blanche e8 · Fou noir sur case noire f8 · Roi noir sur case noire h8 · Fou noir sur case blanche b7 · Pion noir sur case noire g7 · Pion noir sur case blanche a6 · Pion noir sur case noire d6 · Tour noire sur case blanche e6 · Pion noir sur case noire h6 · Cavalier noir sur case blanche d5 · Pion blanc sur case blanche a4 · Cavalier noir sur case noire b4 · Pion noir sur case blanche c4 · Cavalier blanc sur case blanche e4 · Cavalier blanc sur case blanche g4 · Tour blanche sur case noire g3 · Pion blanc sur case blanche h3 · Fou blanc sur case noire b2 · Pion blanc sur case noire f2 · Pion blanc sur case blanche g2 · Fou blanc sur case blanche b1 · Dame blanche sur case blanche d1 · Tour blanche sur case noire e1 · Roi blanc sur case noire g1 | Tour noire sur case blanche a8 · Dame noire sur case blanche e8 · Fou noir sur case noire f8 · Roi noir sur case noire h8 · Fou noir sur case blanche b7 · Pion noir sur case noire g7 · Pion noir sur case blanche a6 · Pion noir sur case noire d6 · Tour noire sur case blanche e6 · Pion noir sur case noire h6 · Cavalier noir sur case blanche d5 · Pion blanc sur case blanche a4 · Cavalier noir sur case noire b4 · Pion noir sur case blanche c4 · Cavalier blanc sur case blanche e4 · Cavalier blanc sur case blanche g4 · Tour blanche sur case noire g3 · Pion blanc sur case blanche h3 · Fou blanc sur case noire b2 · Pion blanc sur case noire f2 · Pion blanc sur case blanche g2 · Fou blanc sur case blanche b1 · Dame blanche sur case blanche d1 · Tour blanche sur case noire e1 · Roi blanc sur case noire g1 | Tour noire sur case blanche a8 · Dame noire sur case blanche e8 · Fou noir sur case noire f8 · Roi noir sur case noire h8 · Fou noir sur case blanche b7 · Pion noir sur case noire g7 · Pion noir sur case blanche a6 · Pion noir sur case noire d6 · Tour noire sur case blanche e6 · Pion noir sur case noire h6 · Cavalier noir sur case blanche d5 · Pion blanc sur case blanche a4 · Cavalier noir sur case noire b4 · Pion noir sur case blanche c4 · Cavalier blanc sur case blanche e4 · Cavalier blanc sur case blanche g4 · Tour blanche sur case noire g3 · Pion blanc sur case blanche h3 · Fou blanc sur case noire b2 · Pion blanc sur case noire f2 · Pion blanc sur case blanche g2 · Fou blanc sur case blanche b1 · Dame blanche sur case blanche d1 · Tour blanche sur case noire e1 · Roi blanc sur case noire g1 | Tour noire sur case blanche a8 · Dame noire sur case blanche e8 · Fou noir sur case noire f8 · Roi noir sur case noire h8 · Fou noir sur case blanche b7 · Pion noir sur case noire g7 · Pion noir sur case blanche a6 · Pion noir sur case noire d6 · Tour noire sur case blanche e6 · Pion noir sur case noire h6 · Cavalier noir sur case blanche d5 · Pion blanc sur case blanche a4 · Cavalier noir sur case noire b4 · Pion noir sur case blanche c4 · Cavalier blanc sur case blanche e4 · Cavalier blanc sur case blanche g4 · Tour blanche sur case noire g3 · Pion blanc sur case blanche h3 · Fou blanc sur case noire b2 · Pion blanc sur case noire f2 · Pion blanc sur case blanche g2 · Fou blanc sur case blanche b1 · Dame blanche sur case blanche d1 · Tour blanche sur case noire e1 · Roi blanc sur case noire g1 | Tour noire sur case blanche a8 · Dame noire sur case blanche e8 · Fou noir sur case noire f8 · Roi noir sur case noire h8 · Fou noir sur case blanche b7 · Pion noir sur case noire g7 · Pion noir sur case blanche a6 · Pion noir sur case noire d6 · Tour noire sur case blanche e6 · Pion noir sur case noire h6 · Cavalier noir sur case blanche d5 · Pion blanc sur case blanche a4 · Cavalier noir sur case noire b4 · Pion noir sur case blanche c4 · Cavalier blanc sur case blanche e4 · Cavalier blanc sur case blanche g4 · Tour blanche sur case noire g3 · Pion blanc sur case blanche h3 · Fou blanc sur case noire b2 · Pion blanc sur case noire f2 · Pion blanc sur case blanche g2 · Fou blanc sur case blanche b1 · Dame blanche sur case blanche d1 · Tour blanche sur case noire e1 · Roi blanc sur case noire g1 | 1 |
|   | a | b | c | d | e | f | g | h |   |

|   | a | b | c | d | e | f | g | h |   |
| 8 | Tour noire sur case blanche a8 · Tour noire sur case noire f8 · Roi noir sur case blanche g8 · Pion noir sur case noire a7 · Pion noir sur case blanche b7 · Cavalier noir sur case blanche d7 · Pion noir sur case blanche f7 · Pion noir sur case blanche h7 · Cavalier noir sur case noire b6 · Dame noire sur case blanche c6 · Pion blanc sur case noire d6 · Pion noir sur case blanche g6 · Fou noir sur case noire c5 · Pion blanc sur case noire e5 · Fou blanc sur case noire g5 · Cavalier blanc sur case blanche e4 · Dame blanche sur case noire f4 · Fou blanc sur case blanche b3 · Pion blanc sur case blanche f3 · Pion blanc sur case blanche a2 · Pion blanc sur case noire b2 · Roi blanc sur case blanche e2 · Pion blanc sur case noire h2 · Tour blanche sur case noire c1 | Tour noire sur case blanche a8 · Tour noire sur case noire f8 · Roi noir sur case blanche g8 · Pion noir sur case noire a7 · Pion noir sur case blanche b7 · Cavalier noir sur case blanche d7 · Pion noir sur case blanche f7 · Pion noir sur case blanche h7 · Cavalier noir sur case noire b6 · Dame noire sur case blanche c6 · Pion blanc sur case noire d6 · Pion noir sur case blanche g6 · Fou noir sur case noire c5 · Pion blanc sur case noire e5 · Fou blanc sur case noire g5 · Cavalier blanc sur case blanche e4 · Dame blanche sur case noire f4 · Fou blanc sur case blanche b3 · Pion blanc sur case blanche f3 · Pion blanc sur case blanche a2 · Pion blanc sur case noire b2 · Roi blanc sur case blanche e2 · Pion blanc sur case noire h2 · Tour blanche sur case noire c1 | Tour noire sur case blanche a8 · Tour noire sur case noire f8 · Roi noir sur case blanche g8 · Pion noir sur case noire a7 · Pion noir sur case blanche b7 · Cavalier noir sur case blanche d7 · Pion noir sur case blanche f7 · Pion noir sur case blanche h7 · Cavalier noir sur case noire b6 · Dame noire sur case blanche c6 · Pion blanc sur case noire d6 · Pion noir sur case blanche g6 · Fou noir sur case noire c5 · Pion blanc sur case noire e5 · Fou blanc sur case noire g5 · Cavalier blanc sur case blanche e4 · Dame blanche sur case noire f4 · Fou blanc sur case blanche b3 · Pion blanc sur case blanche f3 · Pion blanc sur case blanche a2 · Pion blanc sur case noire b2 · Roi blanc sur case blanche e2 · Pion blanc sur case noire h2 · Tour blanche sur case noire c1 | Tour noire sur case blanche a8 · Tour noire sur case noire f8 · Roi noir sur case blanche g8 · Pion noir sur case noire a7 · Pion noir sur case blanche b7 · Cavalier noir sur case blanche d7 · Pion noir sur case blanche f7 · Pion noir sur case blanche h7 · Cavalier noir sur case noire b6 · Dame noire sur case blanche c6 · Pion blanc sur case noire d6 · Pion noir sur case blanche g6 · Fou noir sur case noire c5 · Pion blanc sur case noire e5 · Fou blanc sur case noire g5 · Cavalier blanc sur case blanche e4 · Dame blanche sur case noire f4 · Fou blanc sur case blanche b3 · Pion blanc sur case blanche f3 · Pion blanc sur case blanche a2 · Pion blanc sur case noire b2 · Roi blanc sur case blanche e2 · Pion blanc sur case noire h2 · Tour blanche sur case noire c1 | Tour noire sur case blanche a8 · Tour noire sur case noire f8 · Roi noir sur case blanche g8 · Pion noir sur case noire a7 · Pion noir sur case blanche b7 · Cavalier noir sur case blanche d7 · Pion noir sur case blanche f7 · Pion noir sur case blanche h7 · Cavalier noir sur case noire b6 · Dame noire sur case blanche c6 · Pion blanc sur case noire d6 · Pion noir sur case blanche g6 · Fou noir sur case noire c5 · Pion blanc sur case noire e5 · Fou blanc sur case noire g5 · Cavalier blanc sur case blanche e4 · Dame blanche sur case noire f4 · Fou blanc sur case blanche b3 · Pion blanc sur case blanche f3 · Pion blanc sur case blanche a2 · Pion blanc sur case noire b2 · Roi blanc sur case blanche e2 · Pion blanc sur case noire h2 · Tour blanche sur case noire c1 | Tour noire sur case blanche a8 · Tour noire sur case noire f8 · Roi noir sur case blanche g8 · Pion noir sur case noire a7 · Pion noir sur case blanche b7 · Cavalier noir sur case blanche d7 · Pion noir sur case blanche f7 · Pion noir sur case blanche h7 · Cavalier noir sur case noire b6 · Dame noire sur case blanche c6 · Pion blanc sur case noire d6 · Pion noir sur case blanche g6 · Fou noir sur case noire c5 · Pion blanc sur case noire e5 · Fou blanc sur case noire g5 · Cavalier blanc sur case blanche e4 · Dame blanche sur case noire f4 · Fou blanc sur case blanche b3 · Pion blanc sur case blanche f3 · Pion blanc sur case blanche a2 · Pion blanc sur case noire b2 · Roi blanc sur case blanche e2 · Pion blanc sur case noire h2 · Tour blanche sur case noire c1 | Tour noire sur case blanche a8 · Tour noire sur case noire f8 · Roi noir sur case blanche g8 · Pion noir sur case noire a7 · Pion noir sur case blanche b7 · Cavalier noir sur case blanche d7 · Pion noir sur case blanche f7 · Pion noir sur case blanche h7 · Cavalier noir sur case noire b6 · Dame noire sur case blanche c6 · Pion blanc sur case noire d6 · Pion noir sur case blanche g6 · Fou noir sur case noire c5 · Pion blanc sur case noire e5 · Fou blanc sur case noire g5 · Cavalier blanc sur case blanche e4 · Dame blanche sur case noire f4 · Fou blanc sur case blanche b3 · Pion blanc sur case blanche f3 · Pion blanc sur case blanche a2 · Pion blanc sur case noire b2 · Roi blanc sur case blanche e2 · Pion blanc sur case noire h2 · Tour blanche sur case noire c1 | Tour noire sur case blanche a8 · Tour noire sur case noire f8 · Roi noir sur case blanche g8 · Pion noir sur case noire a7 · Pion noir sur case blanche b7 · Cavalier noir sur case blanche d7 · Pion noir sur case blanche f7 · Pion noir sur case blanche h7 · Cavalier noir sur case noire b6 · Dame noire sur case blanche c6 · Pion blanc sur case noire d6 · Pion noir sur case blanche g6 · Fou noir sur case noire c5 · Pion blanc sur case noire e5 · Fou blanc sur case noire g5 · Cavalier blanc sur case blanche e4 · Dame blanche sur case noire f4 · Fou blanc sur case blanche b3 · Pion blanc sur case blanche f3 · Pion blanc sur case blanche a2 · Pion blanc sur case noire b2 · Roi blanc sur case blanche e2 · Pion blanc sur case noire h2 · Tour blanche sur case noire c1 | 8 |
| 7 | Tour noire sur case blanche a8 · Tour noire sur case noire f8 · Roi noir sur case blanche g8 · Pion noir sur case noire a7 · Pion noir sur case blanche b7 · Cavalier noir sur case blanche d7 · Pion noir sur case blanche f7 · Pion noir sur case blanche h7 · Cavalier noir sur case noire b6 · Dame noire sur case blanche c6 · Pion blanc sur case noire d6 · Pion noir sur case blanche g6 · Fou noir sur case noire c5 · Pion blanc sur case noire e5 · Fou blanc sur case noire g5 · Cavalier blanc sur case blanche e4 · Dame blanche sur case noire f4 · Fou blanc sur case blanche b3 · Pion blanc sur case blanche f3 · Pion blanc sur case blanche a2 · Pion blanc sur case noire b2 · Roi blanc sur case blanche e2 · Pion blanc sur case noire h2 · Tour blanche sur case noire c1 | Tour noire sur case blanche a8 · Tour noire sur case noire f8 · Roi noir sur case blanche g8 · Pion noir sur case noire a7 · Pion noir sur case blanche b7 · Cavalier noir sur case blanche d7 · Pion noir sur case blanche f7 · Pion noir sur case blanche h7 · Cavalier noir sur case noire b6 · Dame noire sur case blanche c6 · Pion blanc sur case noire d6 · Pion noir sur case blanche g6 · Fou noir sur case noire c5 · Pion blanc sur case noire e5 · Fou blanc sur case noire g5 · Cavalier blanc sur case blanche e4 · Dame blanche sur case noire f4 · Fou blanc sur case blanche b3 · Pion blanc sur case blanche f3 · Pion blanc sur case blanche a2 · Pion blanc sur case noire b2 · Roi blanc sur case blanche e2 · Pion blanc sur case noire h2 · Tour blanche sur case noire c1 | Tour noire sur case blanche a8 · Tour noire sur case noire f8 · Roi noir sur case blanche g8 · Pion noir sur case noire a7 · Pion noir sur case blanche b7 · Cavalier noir sur case blanche d7 · Pion noir sur case blanche f7 · Pion noir sur case blanche h7 · Cavalier noir sur case noire b6 · Dame noire sur case blanche c6 · Pion blanc sur case noire d6 · Pion noir sur case blanche g6 · Fou noir sur case noire c5 · Pion blanc sur case noire e5 · Fou blanc sur case noire g5 · Cavalier blanc sur case blanche e4 · Dame blanche sur case noire f4 · Fou blanc sur case blanche b3 · Pion blanc sur case blanche f3 · Pion blanc sur case blanche a2 · Pion blanc sur case noire b2 · Roi blanc sur case blanche e2 · Pion blanc sur case noire h2 · Tour blanche sur case noire c1 | Tour noire sur case blanche a8 · Tour noire sur case noire f8 · Roi noir sur case blanche g8 · Pion noir sur case noire a7 · Pion noir sur case blanche b7 · Cavalier noir sur case blanche d7 · Pion noir sur case blanche f7 · Pion noir sur case blanche h7 · Cavalier noir sur case noire b6 · Dame noire sur case blanche c6 · Pion blanc sur case noire d6 · Pion noir sur case blanche g6 · Fou noir sur case noire c5 · Pion blanc sur case noire e5 · Fou blanc sur case noire g5 · Cavalier blanc sur case blanche e4 · Dame blanche sur case noire f4 · Fou blanc sur case blanche b3 · Pion blanc sur case blanche f3 · Pion blanc sur case blanche a2 · Pion blanc sur case noire b2 · Roi blanc sur case blanche e2 · Pion blanc sur case noire h2 · Tour blanche sur case noire c1 | Tour noire sur case blanche a8 · Tour noire sur case noire f8 · Roi noir sur case blanche g8 · Pion noir sur case noire a7 · Pion noir sur case blanche b7 · Cavalier noir sur case blanche d7 · Pion noir sur case blanche f7 · Pion noir sur case blanche h7 · Cavalier noir sur case noire b6 · Dame noire sur case blanche c6 · Pion blanc sur case noire d6 · Pion noir sur case blanche g6 · Fou noir sur case noire c5 · Pion blanc sur case noire e5 · Fou blanc sur case noire g5 · Cavalier blanc sur case blanche e4 · Dame blanche sur case noire f4 · Fou blanc sur case blanche b3 · Pion blanc sur case blanche f3 · Pion blanc sur case blanche a2 · Pion blanc sur case noire b2 · Roi blanc sur case blanche e2 · Pion blanc sur case noire h2 · Tour blanche sur case noire c1 | Tour noire sur case blanche a8 · Tour noire sur case noire f8 · Roi noir sur case blanche g8 · Pion noir sur case noire a7 · Pion noir sur case blanche b7 · Cavalier noir sur case blanche d7 · Pion noir sur case blanche f7 · Pion noir sur case blanche h7 · Cavalier noir sur case noire b6 · Dame noire sur case blanche c6 · Pion blanc sur case noire d6 · Pion noir sur case blanche g6 · Fou noir sur case noire c5 · Pion blanc sur case noire e5 · Fou blanc sur case noire g5 · Cavalier blanc sur case blanche e4 · Dame blanche sur case noire f4 · Fou blanc sur case blanche b3 · Pion blanc sur case blanche f3 · Pion blanc sur case blanche a2 · Pion blanc sur case noire b2 · Roi blanc sur case blanche e2 · Pion blanc sur case noire h2 · Tour blanche sur case noire c1 | Tour noire sur case blanche a8 · Tour noire sur case noire f8 · Roi noir sur case blanche g8 · Pion noir sur case noire a7 · Pion noir sur case blanche b7 · Cavalier noir sur case blanche d7 · Pion noir sur case blanche f7 · Pion noir sur case blanche h7 · Cavalier noir sur case noire b6 · Dame noire sur case blanche c6 · Pion blanc sur case noire d6 · Pion noir sur case blanche g6 · Fou noir sur case noire c5 · Pion blanc sur case noire e5 · Fou blanc sur case noire g5 · Cavalier blanc sur case blanche e4 · Dame blanche sur case noire f4 · Fou blanc sur case blanche b3 · Pion blanc sur case blanche f3 · Pion blanc sur case blanche a2 · Pion blanc sur case noire b2 · Roi blanc sur case blanche e2 · Pion blanc sur case noire h2 · Tour blanche sur case noire c1 | Tour noire sur case blanche a8 · Tour noire sur case noire f8 · Roi noir sur case blanche g8 · Pion noir sur case noire a7 · Pion noir sur case blanche b7 · Cavalier noir sur case blanche d7 · Pion noir sur case blanche f7 · Pion noir sur case blanche h7 · Cavalier noir sur case noire b6 · Dame noire sur case blanche c6 · Pion blanc sur case noire d6 · Pion noir sur case blanche g6 · Fou noir sur case noire c5 · Pion blanc sur case noire e5 · Fou blanc sur case noire g5 · Cavalier blanc sur case blanche e4 · Dame blanche sur case noire f4 · Fou blanc sur case blanche b3 · Pion blanc sur case blanche f3 · Pion blanc sur case blanche a2 · Pion blanc sur case noire b2 · Roi blanc sur case blanche e2 · Pion blanc sur case noire h2 · Tour blanche sur case noire c1 | 7 |
| 6 | Tour noire sur case blanche a8 · Tour noire sur case noire f8 · Roi noir sur case blanche g8 · Pion noir sur case noire a7 · Pion noir sur case blanche b7 · Cavalier noir sur case blanche d7 · Pion noir sur case blanche f7 · Pion noir sur case blanche h7 · Cavalier noir sur case noire b6 · Dame noire sur case blanche c6 · Pion blanc sur case noire d6 · Pion noir sur case blanche g6 · Fou noir sur case noire c5 · Pion blanc sur case noire e5 · Fou blanc sur case noire g5 · Cavalier blanc sur case blanche e4 · Dame blanche sur case noire f4 · Fou blanc sur case blanche b3 · Pion blanc sur case blanche f3 · Pion blanc sur case blanche a2 · Pion blanc sur case noire b2 · Roi blanc sur case blanche e2 · Pion blanc sur case noire h2 · Tour blanche sur case noire c1 | Tour noire sur case blanche a8 · Tour noire sur case noire f8 · Roi noir sur case blanche g8 · Pion noir sur case noire a7 · Pion noir sur case blanche b7 · Cavalier noir sur case blanche d7 · Pion noir sur case blanche f7 · Pion noir sur case blanche h7 · Cavalier noir sur case noire b6 · Dame noire sur case blanche c6 · Pion blanc sur case noire d6 · Pion noir sur case blanche g6 · Fou noir sur case noire c5 · Pion blanc sur case noire e5 · Fou blanc sur case noire g5 · Cavalier blanc sur case blanche e4 · Dame blanche sur case noire f4 · Fou blanc sur case blanche b3 · Pion blanc sur case blanche f3 · Pion blanc sur case blanche a2 · Pion blanc sur case noire b2 · Roi blanc sur case blanche e2 · Pion blanc sur case noire h2 · Tour blanche sur case noire c1 | Tour noire sur case blanche a8 · Tour noire sur case noire f8 · Roi noir sur case blanche g8 · Pion noir sur case noire a7 · Pion noir sur case blanche b7 · Cavalier noir sur case blanche d7 · Pion noir sur case blanche f7 · Pion noir sur case blanche h7 · Cavalier noir sur case noire b6 · Dame noire sur case blanche c6 · Pion blanc sur case noire d6 · Pion noir sur case blanche g6 · Fou noir sur case noire c5 · Pion blanc sur case noire e5 · Fou blanc sur case noire g5 · Cavalier blanc sur case blanche e4 · Dame blanche sur case noire f4 · Fou blanc sur case blanche b3 · Pion blanc sur case blanche f3 · Pion blanc sur case blanche a2 · Pion blanc sur case noire b2 · Roi blanc sur case blanche e2 · Pion blanc sur case noire h2 · Tour blanche sur case noire c1 | Tour noire sur case blanche a8 · Tour noire sur case noire f8 · Roi noir sur case blanche g8 · Pion noir sur case noire a7 · Pion noir sur case blanche b7 · Cavalier noir sur case blanche d7 · Pion noir sur case blanche f7 · Pion noir sur case blanche h7 · Cavalier noir sur case noire b6 · Dame noire sur case blanche c6 · Pion blanc sur case noire d6 · Pion noir sur case blanche g6 · Fou noir sur case noire c5 · Pion blanc sur case noire e5 · Fou blanc sur case noire g5 · Cavalier blanc sur case blanche e4 · Dame blanche sur case noire f4 · Fou blanc sur case blanche b3 · Pion blanc sur case blanche f3 · Pion blanc sur case blanche a2 · Pion blanc sur case noire b2 · Roi blanc sur case blanche e2 · Pion blanc sur case noire h2 · Tour blanche sur case noire c1 | Tour noire sur case blanche a8 · Tour noire sur case noire f8 · Roi noir sur case blanche g8 · Pion noir sur case noire a7 · Pion noir sur case blanche b7 · Cavalier noir sur case blanche d7 · Pion noir sur case blanche f7 · Pion noir sur case blanche h7 · Cavalier noir sur case noire b6 · Dame noire sur case blanche c6 · Pion blanc sur case noire d6 · Pion noir sur case blanche g6 · Fou noir sur case noire c5 · Pion blanc sur case noire e5 · Fou blanc sur case noire g5 · Cavalier blanc sur case blanche e4 · Dame blanche sur case noire f4 · Fou blanc sur case blanche b3 · Pion blanc sur case blanche f3 · Pion blanc sur case blanche a2 · Pion blanc sur case noire b2 · Roi blanc sur case blanche e2 · Pion blanc sur case noire h2 · Tour blanche sur case noire c1 | Tour noire sur case blanche a8 · Tour noire sur case noire f8 · Roi noir sur case blanche g8 · Pion noir sur case noire a7 · Pion noir sur case blanche b7 · Cavalier noir sur case blanche d7 · Pion noir sur case blanche f7 · Pion noir sur case blanche h7 · Cavalier noir sur case noire b6 · Dame noire sur case blanche c6 · Pion blanc sur case noire d6 · Pion noir sur case blanche g6 · Fou noir sur case noire c5 · Pion blanc sur case noire e5 · Fou blanc sur case noire g5 · Cavalier blanc sur case blanche e4 · Dame blanche sur case noire f4 · Fou blanc sur case blanche b3 · Pion blanc sur case blanche f3 · Pion blanc sur case blanche a2 · Pion blanc sur case noire b2 · Roi blanc sur case blanche e2 · Pion blanc sur case noire h2 · Tour blanche sur case noire c1 | Tour noire sur case blanche a8 · Tour noire sur case noire f8 · Roi noir sur case blanche g8 · Pion noir sur case noire a7 · Pion noir sur case blanche b7 · Cavalier noir sur case blanche d7 · Pion noir sur case blanche f7 · Pion noir sur case blanche h7 · Cavalier noir sur case noire b6 · Dame noire sur case blanche c6 · Pion blanc sur case noire d6 · Pion noir sur case blanche g6 · Fou noir sur case noire c5 · Pion blanc sur case noire e5 · Fou blanc sur case noire g5 · Cavalier blanc sur case blanche e4 · Dame blanche sur case noire f4 · Fou blanc sur case blanche b3 · Pion blanc sur case blanche f3 · Pion blanc sur case blanche a2 · Pion blanc sur case noire b2 · Roi blanc sur case blanche e2 · Pion blanc sur case noire h2 · Tour blanche sur case noire c1 | Tour noire sur case blanche a8 · Tour noire sur case noire f8 · Roi noir sur case blanche g8 · Pion noir sur case noire a7 · Pion noir sur case blanche b7 · Cavalier noir sur case blanche d7 · Pion noir sur case blanche f7 · Pion noir sur case blanche h7 · Cavalier noir sur case noire b6 · Dame noire sur case blanche c6 · Pion blanc sur case noire d6 · Pion noir sur case blanche g6 · Fou noir sur case noire c5 · Pion blanc sur case noire e5 · Fou blanc sur case noire g5 · Cavalier blanc sur case blanche e4 · Dame blanche sur case noire f4 · Fou blanc sur case blanche b3 · Pion blanc sur case blanche f3 · Pion blanc sur case blanche a2 · Pion blanc sur case noire b2 · Roi blanc sur case blanche e2 · Pion blanc sur case noire h2 · Tour blanche sur case noire c1 | 6 |
| 5 | Tour noire sur case blanche a8 · Tour noire sur case noire f8 · Roi noir sur case blanche g8 · Pion noir sur case noire a7 · Pion noir sur case blanche b7 · Cavalier noir sur case blanche d7 · Pion noir sur case blanche f7 · Pion noir sur case blanche h7 · Cavalier noir sur case noire b6 · Dame noire sur case blanche c6 · Pion blanc sur case noire d6 · Pion noir sur case blanche g6 · Fou noir sur case noire c5 · Pion blanc sur case noire e5 · Fou blanc sur case noire g5 · Cavalier blanc sur case blanche e4 · Dame blanche sur case noire f4 · Fou blanc sur case blanche b3 · Pion blanc sur case blanche f3 · Pion blanc sur case blanche a2 · Pion blanc sur case noire b2 · Roi blanc sur case blanche e2 · Pion blanc sur case noire h2 · Tour blanche sur case noire c1 | Tour noire sur case blanche a8 · Tour noire sur case noire f8 · Roi noir sur case blanche g8 · Pion noir sur case noire a7 · Pion noir sur case blanche b7 · Cavalier noir sur case blanche d7 · Pion noir sur case blanche f7 · Pion noir sur case blanche h7 · Cavalier noir sur case noire b6 · Dame noire sur case blanche c6 · Pion blanc sur case noire d6 · Pion noir sur case blanche g6 · Fou noir sur case noire c5 · Pion blanc sur case noire e5 · Fou blanc sur case noire g5 · Cavalier blanc sur case blanche e4 · Dame blanche sur case noire f4 · Fou blanc sur case blanche b3 · Pion blanc sur case blanche f3 · Pion blanc sur case blanche a2 · Pion blanc sur case noire b2 · Roi blanc sur case blanche e2 · Pion blanc sur case noire h2 · Tour blanche sur case noire c1 | Tour noire sur case blanche a8 · Tour noire sur case noire f8 · Roi noir sur case blanche g8 · Pion noir sur case noire a7 · Pion noir sur case blanche b7 · Cavalier noir sur case blanche d7 · Pion noir sur case blanche f7 · Pion noir sur case blanche h7 · Cavalier noir sur case noire b6 · Dame noire sur case blanche c6 · Pion blanc sur case noire d6 · Pion noir sur case blanche g6 · Fou noir sur case noire c5 · Pion blanc sur case noire e5 · Fou blanc sur case noire g5 · Cavalier blanc sur case blanche e4 · Dame blanche sur case noire f4 · Fou blanc sur case blanche b3 · Pion blanc sur case blanche f3 · Pion blanc sur case blanche a2 · Pion blanc sur case noire b2 · Roi blanc sur case blanche e2 · Pion blanc sur case noire h2 · Tour blanche sur case noire c1 | Tour noire sur case blanche a8 · Tour noire sur case noire f8 · Roi noir sur case blanche g8 · Pion noir sur case noire a7 · Pion noir sur case blanche b7 · Cavalier noir sur case blanche d7 · Pion noir sur case blanche f7 · Pion noir sur case blanche h7 · Cavalier noir sur case noire b6 · Dame noire sur case blanche c6 · Pion blanc sur case noire d6 · Pion noir sur case blanche g6 · Fou noir sur case noire c5 · Pion blanc sur case noire e5 · Fou blanc sur case noire g5 · Cavalier blanc sur case blanche e4 · Dame blanche sur case noire f4 · Fou blanc sur case blanche b3 · Pion blanc sur case blanche f3 · Pion blanc sur case blanche a2 · Pion blanc sur case noire b2 · Roi blanc sur case blanche e2 · Pion blanc sur case noire h2 · Tour blanche sur case noire c1 | Tour noire sur case blanche a8 · Tour noire sur case noire f8 · Roi noir sur case blanche g8 · Pion noir sur case noire a7 · Pion noir sur case blanche b7 · Cavalier noir sur case blanche d7 · Pion noir sur case blanche f7 · Pion noir sur case blanche h7 · Cavalier noir sur case noire b6 · Dame noire sur case blanche c6 · Pion blanc sur case noire d6 · Pion noir sur case blanche g6 · Fou noir sur case noire c5 · Pion blanc sur case noire e5 · Fou blanc sur case noire g5 · Cavalier blanc sur case blanche e4 · Dame blanche sur case noire f4 · Fou blanc sur case blanche b3 · Pion blanc sur case blanche f3 · Pion blanc sur case blanche a2 · Pion blanc sur case noire b2 · Roi blanc sur case blanche e2 · Pion blanc sur case noire h2 · Tour blanche sur case noire c1 | Tour noire sur case blanche a8 · Tour noire sur case noire f8 · Roi noir sur case blanche g8 · Pion noir sur case noire a7 · Pion noir sur case blanche b7 · Cavalier noir sur case blanche d7 · Pion noir sur case blanche f7 · Pion noir sur case blanche h7 · Cavalier noir sur case noire b6 · Dame noire sur case blanche c6 · Pion blanc sur case noire d6 · Pion noir sur case blanche g6 · Fou noir sur case noire c5 · Pion blanc sur case noire e5 · Fou blanc sur case noire g5 · Cavalier blanc sur case blanche e4 · Dame blanche sur case noire f4 · Fou blanc sur case blanche b3 · Pion blanc sur case blanche f3 · Pion blanc sur case blanche a2 · Pion blanc sur case noire b2 · Roi blanc sur case blanche e2 · Pion blanc sur case noire h2 · Tour blanche sur case noire c1 | Tour noire sur case blanche a8 · Tour noire sur case noire f8 · Roi noir sur case blanche g8 · Pion noir sur case noire a7 · Pion noir sur case blanche b7 · Cavalier noir sur case blanche d7 · Pion noir sur case blanche f7 · Pion noir sur case blanche h7 · Cavalier noir sur case noire b6 · Dame noire sur case blanche c6 · Pion blanc sur case noire d6 · Pion noir sur case blanche g6 · Fou noir sur case noire c5 · Pion blanc sur case noire e5 · Fou blanc sur case noire g5 · Cavalier blanc sur case blanche e4 · Dame blanche sur case noire f4 · Fou blanc sur case blanche b3 · Pion blanc sur case blanche f3 · Pion blanc sur case blanche a2 · Pion blanc sur case noire b2 · Roi blanc sur case blanche e2 · Pion blanc sur case noire h2 · Tour blanche sur case noire c1 | Tour noire sur case blanche a8 · Tour noire sur case noire f8 · Roi noir sur case blanche g8 · Pion noir sur case noire a7 · Pion noir sur case blanche b7 · Cavalier noir sur case blanche d7 · Pion noir sur case blanche f7 · Pion noir sur case blanche h7 · Cavalier noir sur case noire b6 · Dame noire sur case blanche c6 · Pion blanc sur case noire d6 · Pion noir sur case blanche g6 · Fou noir sur case noire c5 · Pion blanc sur case noire e5 · Fou blanc sur case noire g5 · Cavalier blanc sur case blanche e4 · Dame blanche sur case noire f4 · Fou blanc sur case blanche b3 · Pion blanc sur case blanche f3 · Pion blanc sur case blanche a2 · Pion blanc sur case noire b2 · Roi blanc sur case blanche e2 · Pion blanc sur case noire h2 · Tour blanche sur case noire c1 | 5 |
| 4 | Tour noire sur case blanche a8 · Tour noire sur case noire f8 · Roi noir sur case blanche g8 · Pion noir sur case noire a7 · Pion noir sur case blanche b7 · Cavalier noir sur case blanche d7 · Pion noir sur case blanche f7 · Pion noir sur case blanche h7 · Cavalier noir sur case noire b6 · Dame noire sur case blanche c6 · Pion blanc sur case noire d6 · Pion noir sur case blanche g6 · Fou noir sur case noire c5 · Pion blanc sur case noire e5 · Fou blanc sur case noire g5 · Cavalier blanc sur case blanche e4 · Dame blanche sur case noire f4 · Fou blanc sur case blanche b3 · Pion blanc sur case blanche f3 · Pion blanc sur case blanche a2 · Pion blanc sur case noire b2 · Roi blanc sur case blanche e2 · Pion blanc sur case noire h2 · Tour blanche sur case noire c1 | Tour noire sur case blanche a8 · Tour noire sur case noire f8 · Roi noir sur case blanche g8 · Pion noir sur case noire a7 · Pion noir sur case blanche b7 · Cavalier noir sur case blanche d7 · Pion noir sur case blanche f7 · Pion noir sur case blanche h7 · Cavalier noir sur case noire b6 · Dame noire sur case blanche c6 · Pion blanc sur case noire d6 · Pion noir sur case blanche g6 · Fou noir sur case noire c5 · Pion blanc sur case noire e5 · Fou blanc sur case noire g5 · Cavalier blanc sur case blanche e4 · Dame blanche sur case noire f4 · Fou blanc sur case blanche b3 · Pion blanc sur case blanche f3 · Pion blanc sur case blanche a2 · Pion blanc sur case noire b2 · Roi blanc sur case blanche e2 · Pion blanc sur case noire h2 · Tour blanche sur case noire c1 | Tour noire sur case blanche a8 · Tour noire sur case noire f8 · Roi noir sur case blanche g8 · Pion noir sur case noire a7 · Pion noir sur case blanche b7 · Cavalier noir sur case blanche d7 · Pion noir sur case blanche f7 · Pion noir sur case blanche h7 · Cavalier noir sur case noire b6 · Dame noire sur case blanche c6 · Pion blanc sur case noire d6 · Pion noir sur case blanche g6 · Fou noir sur case noire c5 · Pion blanc sur case noire e5 · Fou blanc sur case noire g5 · Cavalier blanc sur case blanche e4 · Dame blanche sur case noire f4 · Fou blanc sur case blanche b3 · Pion blanc sur case blanche f3 · Pion blanc sur case blanche a2 · Pion blanc sur case noire b2 · Roi blanc sur case blanche e2 · Pion blanc sur case noire h2 · Tour blanche sur case noire c1 | Tour noire sur case blanche a8 · Tour noire sur case noire f8 · Roi noir sur case blanche g8 · Pion noir sur case noire a7 · Pion noir sur case blanche b7 · Cavalier noir sur case blanche d7 · Pion noir sur case blanche f7 · Pion noir sur case blanche h7 · Cavalier noir sur case noire b6 · Dame noire sur case blanche c6 · Pion blanc sur case noire d6 · Pion noir sur case blanche g6 · Fou noir sur case noire c5 · Pion blanc sur case noire e5 · Fou blanc sur case noire g5 · Cavalier blanc sur case blanche e4 · Dame blanche sur case noire f4 · Fou blanc sur case blanche b3 · Pion blanc sur case blanche f3 · Pion blanc sur case blanche a2 · Pion blanc sur case noire b2 · Roi blanc sur case blanche e2 · Pion blanc sur case noire h2 · Tour blanche sur case noire c1 | Tour noire sur case blanche a8 · Tour noire sur case noire f8 · Roi noir sur case blanche g8 · Pion noir sur case noire a7 · Pion noir sur case blanche b7 · Cavalier noir sur case blanche d7 · Pion noir sur case blanche f7 · Pion noir sur case blanche h7 · Cavalier noir sur case noire b6 · Dame noire sur case blanche c6 · Pion blanc sur case noire d6 · Pion noir sur case blanche g6 · Fou noir sur case noire c5 · Pion blanc sur case noire e5 · Fou blanc sur case noire g5 · Cavalier blanc sur case blanche e4 · Dame blanche sur case noire f4 · Fou blanc sur case blanche b3 · Pion blanc sur case blanche f3 · Pion blanc sur case blanche a2 · Pion blanc sur case noire b2 · Roi blanc sur case blanche e2 · Pion blanc sur case noire h2 · Tour blanche sur case noire c1 | Tour noire sur case blanche a8 · Tour noire sur case noire f8 · Roi noir sur case blanche g8 · Pion noir sur case noire a7 · Pion noir sur case blanche b7 · Cavalier noir sur case blanche d7 · Pion noir sur case blanche f7 · Pion noir sur case blanche h7 · Cavalier noir sur case noire b6 · Dame noire sur case blanche c6 · Pion blanc sur case noire d6 · Pion noir sur case blanche g6 · Fou noir sur case noire c5 · Pion blanc sur case noire e5 · Fou blanc sur case noire g5 · Cavalier blanc sur case blanche e4 · Dame blanche sur case noire f4 · Fou blanc sur case blanche b3 · Pion blanc sur case blanche f3 · Pion blanc sur case blanche a2 · Pion blanc sur case noire b2 · Roi blanc sur case blanche e2 · Pion blanc sur case noire h2 · Tour blanche sur case noire c1 | Tour noire sur case blanche a8 · Tour noire sur case noire f8 · Roi noir sur case blanche g8 · Pion noir sur case noire a7 · Pion noir sur case blanche b7 · Cavalier noir sur case blanche d7 · Pion noir sur case blanche f7 · Pion noir sur case blanche h7 · Cavalier noir sur case noire b6 · Dame noire sur case blanche c6 · Pion blanc sur case noire d6 · Pion noir sur case blanche g6 · Fou noir sur case noire c5 · Pion blanc sur case noire e5 · Fou blanc sur case noire g5 · Cavalier blanc sur case blanche e4 · Dame blanche sur case noire f4 · Fou blanc sur case blanche b3 · Pion blanc sur case blanche f3 · Pion blanc sur case blanche a2 · Pion blanc sur case noire b2 · Roi blanc sur case blanche e2 · Pion blanc sur case noire h2 · Tour blanche sur case noire c1 | Tour noire sur case blanche a8 · Tour noire sur case noire f8 · Roi noir sur case blanche g8 · Pion noir sur case noire a7 · Pion noir sur case blanche b7 · Cavalier noir sur case blanche d7 · Pion noir sur case blanche f7 · Pion noir sur case blanche h7 · Cavalier noir sur case noire b6 · Dame noire sur case blanche c6 · Pion blanc sur case noire d6 · Pion noir sur case blanche g6 · Fou noir sur case noire c5 · Pion blanc sur case noire e5 · Fou blanc sur case noire g5 · Cavalier blanc sur case blanche e4 · Dame blanche sur case noire f4 · Fou blanc sur case blanche b3 · Pion blanc sur case blanche f3 · Pion blanc sur case blanche a2 · Pion blanc sur case noire b2 · Roi blanc sur case blanche e2 · Pion blanc sur case noire h2 · Tour blanche sur case noire c1 | 4 |
| 3 | Tour noire sur case blanche a8 · Tour noire sur case noire f8 · Roi noir sur case blanche g8 · Pion noir sur case noire a7 · Pion noir sur case blanche b7 · Cavalier noir sur case blanche d7 · Pion noir sur case blanche f7 · Pion noir sur case blanche h7 · Cavalier noir sur case noire b6 · Dame noire sur case blanche c6 · Pion blanc sur case noire d6 · Pion noir sur case blanche g6 · Fou noir sur case noire c5 · Pion blanc sur case noire e5 · Fou blanc sur case noire g5 · Cavalier blanc sur case blanche e4 · Dame blanche sur case noire f4 · Fou blanc sur case blanche b3 · Pion blanc sur case blanche f3 · Pion blanc sur case blanche a2 · Pion blanc sur case noire b2 · Roi blanc sur case blanche e2 · Pion blanc sur case noire h2 · Tour blanche sur case noire c1 | Tour noire sur case blanche a8 · Tour noire sur case noire f8 · Roi noir sur case blanche g8 · Pion noir sur case noire a7 · Pion noir sur case blanche b7 · Cavalier noir sur case blanche d7 · Pion noir sur case blanche f7 · Pion noir sur case blanche h7 · Cavalier noir sur case noire b6 · Dame noire sur case blanche c6 · Pion blanc sur case noire d6 · Pion noir sur case blanche g6 · Fou noir sur case noire c5 · Pion blanc sur case noire e5 · Fou blanc sur case noire g5 · Cavalier blanc sur case blanche e4 · Dame blanche sur case noire f4 · Fou blanc sur case blanche b3 · Pion blanc sur case blanche f3 · Pion blanc sur case blanche a2 · Pion blanc sur case noire b2 · Roi blanc sur case blanche e2 · Pion blanc sur case noire h2 · Tour blanche sur case noire c1 | Tour noire sur case blanche a8 · Tour noire sur case noire f8 · Roi noir sur case blanche g8 · Pion noir sur case noire a7 · Pion noir sur case blanche b7 · Cavalier noir sur case blanche d7 · Pion noir sur case blanche f7 · Pion noir sur case blanche h7 · Cavalier noir sur case noire b6 · Dame noire sur case blanche c6 · Pion blanc sur case noire d6 · Pion noir sur case blanche g6 · Fou noir sur case noire c5 · Pion blanc sur case noire e5 · Fou blanc sur case noire g5 · Cavalier blanc sur case blanche e4 · Dame blanche sur case noire f4 · Fou blanc sur case blanche b3 · Pion blanc sur case blanche f3 · Pion blanc sur case blanche a2 · Pion blanc sur case noire b2 · Roi blanc sur case blanche e2 · Pion blanc sur case noire h2 · Tour blanche sur case noire c1 | Tour noire sur case blanche a8 · Tour noire sur case noire f8 · Roi noir sur case blanche g8 · Pion noir sur case noire a7 · Pion noir sur case blanche b7 · Cavalier noir sur case blanche d7 · Pion noir sur case blanche f7 · Pion noir sur case blanche h7 · Cavalier noir sur case noire b6 · Dame noire sur case blanche c6 · Pion blanc sur case noire d6 · Pion noir sur case blanche g6 · Fou noir sur case noire c5 · Pion blanc sur case noire e5 · Fou blanc sur case noire g5 · Cavalier blanc sur case blanche e4 · Dame blanche sur case noire f4 · Fou blanc sur case blanche b3 · Pion blanc sur case blanche f3 · Pion blanc sur case blanche a2 · Pion blanc sur case noire b2 · Roi blanc sur case blanche e2 · Pion blanc sur case noire h2 · Tour blanche sur case noire c1 | Tour noire sur case blanche a8 · Tour noire sur case noire f8 · Roi noir sur case blanche g8 · Pion noir sur case noire a7 · Pion noir sur case blanche b7 · Cavalier noir sur case blanche d7 · Pion noir sur case blanche f7 · Pion noir sur case blanche h7 · Cavalier noir sur case noire b6 · Dame noire sur case blanche c6 · Pion blanc sur case noire d6 · Pion noir sur case blanche g6 · Fou noir sur case noire c5 · Pion blanc sur case noire e5 · Fou blanc sur case noire g5 · Cavalier blanc sur case blanche e4 · Dame blanche sur case noire f4 · Fou blanc sur case blanche b3 · Pion blanc sur case blanche f3 · Pion blanc sur case blanche a2 · Pion blanc sur case noire b2 · Roi blanc sur case blanche e2 · Pion blanc sur case noire h2 · Tour blanche sur case noire c1 | Tour noire sur case blanche a8 · Tour noire sur case noire f8 · Roi noir sur case blanche g8 · Pion noir sur case noire a7 · Pion noir sur case blanche b7 · Cavalier noir sur case blanche d7 · Pion noir sur case blanche f7 · Pion noir sur case blanche h7 · Cavalier noir sur case noire b6 · Dame noire sur case blanche c6 · Pion blanc sur case noire d6 · Pion noir sur case blanche g6 · Fou noir sur case noire c5 · Pion blanc sur case noire e5 · Fou blanc sur case noire g5 · Cavalier blanc sur case blanche e4 · Dame blanche sur case noire f4 · Fou blanc sur case blanche b3 · Pion blanc sur case blanche f3 · Pion blanc sur case blanche a2 · Pion blanc sur case noire b2 · Roi blanc sur case blanche e2 · Pion blanc sur case noire h2 · Tour blanche sur case noire c1 | Tour noire sur case blanche a8 · Tour noire sur case noire f8 · Roi noir sur case blanche g8 · Pion noir sur case noire a7 · Pion noir sur case blanche b7 · Cavalier noir sur case blanche d7 · Pion noir sur case blanche f7 · Pion noir sur case blanche h7 · Cavalier noir sur case noire b6 · Dame noire sur case blanche c6 · Pion blanc sur case noire d6 · Pion noir sur case blanche g6 · Fou noir sur case noire c5 · Pion blanc sur case noire e5 · Fou blanc sur case noire g5 · Cavalier blanc sur case blanche e4 · Dame blanche sur case noire f4 · Fou blanc sur case blanche b3 · Pion blanc sur case blanche f3 · Pion blanc sur case blanche a2 · Pion blanc sur case noire b2 · Roi blanc sur case blanche e2 · Pion blanc sur case noire h2 · Tour blanche sur case noire c1 | Tour noire sur case blanche a8 · Tour noire sur case noire f8 · Roi noir sur case blanche g8 · Pion noir sur case noire a7 · Pion noir sur case blanche b7 · Cavalier noir sur case blanche d7 · Pion noir sur case blanche f7 · Pion noir sur case blanche h7 · Cavalier noir sur case noire b6 · Dame noire sur case blanche c6 · Pion blanc sur case noire d6 · Pion noir sur case blanche g6 · Fou noir sur case noire c5 · Pion blanc sur case noire e5 · Fou blanc sur case noire g5 · Cavalier blanc sur case blanche e4 · Dame blanche sur case noire f4 · Fou blanc sur case blanche b3 · Pion blanc sur case blanche f3 · Pion blanc sur case blanche a2 · Pion blanc sur case noire b2 · Roi blanc sur case blanche e2 · Pion blanc sur case noire h2 · Tour blanche sur case noire c1 | 3 |
| 2 | Tour noire sur case blanche a8 · Tour noire sur case noire f8 · Roi noir sur case blanche g8 · Pion noir sur case noire a7 · Pion noir sur case blanche b7 · Cavalier noir sur case blanche d7 · Pion noir sur case blanche f7 · Pion noir sur case blanche h7 · Cavalier noir sur case noire b6 · Dame noire sur case blanche c6 · Pion blanc sur case noire d6 · Pion noir sur case blanche g6 · Fou noir sur case noire c5 · Pion blanc sur case noire e5 · Fou blanc sur case noire g5 · Cavalier blanc sur case blanche e4 · Dame blanche sur case noire f4 · Fou blanc sur case blanche b3 · Pion blanc sur case blanche f3 · Pion blanc sur case blanche a2 · Pion blanc sur case noire b2 · Roi blanc sur case blanche e2 · Pion blanc sur case noire h2 · Tour blanche sur case noire c1 | Tour noire sur case blanche a8 · Tour noire sur case noire f8 · Roi noir sur case blanche g8 · Pion noir sur case noire a7 · Pion noir sur case blanche b7 · Cavalier noir sur case blanche d7 · Pion noir sur case blanche f7 · Pion noir sur case blanche h7 · Cavalier noir sur case noire b6 · Dame noire sur case blanche c6 · Pion blanc sur case noire d6 · Pion noir sur case blanche g6 · Fou noir sur case noire c5 · Pion blanc sur case noire e5 · Fou blanc sur case noire g5 · Cavalier blanc sur case blanche e4 · Dame blanche sur case noire f4 · Fou blanc sur case blanche b3 · Pion blanc sur case blanche f3 · Pion blanc sur case blanche a2 · Pion blanc sur case noire b2 · Roi blanc sur case blanche e2 · Pion blanc sur case noire h2 · Tour blanche sur case noire c1 | Tour noire sur case blanche a8 · Tour noire sur case noire f8 · Roi noir sur case blanche g8 · Pion noir sur case noire a7 · Pion noir sur case blanche b7 · Cavalier noir sur case blanche d7 · Pion noir sur case blanche f7 · Pion noir sur case blanche h7 · Cavalier noir sur case noire b6 · Dame noire sur case blanche c6 · Pion blanc sur case noire d6 · Pion noir sur case blanche g6 · Fou noir sur case noire c5 · Pion blanc sur case noire e5 · Fou blanc sur case noire g5 · Cavalier blanc sur case blanche e4 · Dame blanche sur case noire f4 · Fou blanc sur case blanche b3 · Pion blanc sur case blanche f3 · Pion blanc sur case blanche a2 · Pion blanc sur case noire b2 · Roi blanc sur case blanche e2 · Pion blanc sur case noire h2 · Tour blanche sur case noire c1 | Tour noire sur case blanche a8 · Tour noire sur case noire f8 · Roi noir sur case blanche g8 · Pion noir sur case noire a7 · Pion noir sur case blanche b7 · Cavalier noir sur case blanche d7 · Pion noir sur case blanche f7 · Pion noir sur case blanche h7 · Cavalier noir sur case noire b6 · Dame noire sur case blanche c6 · Pion blanc sur case noire d6 · Pion noir sur case blanche g6 · Fou noir sur case noire c5 · Pion blanc sur case noire e5 · Fou blanc sur case noire g5 · Cavalier blanc sur case blanche e4 · Dame blanche sur case noire f4 · Fou blanc sur case blanche b3 · Pion blanc sur case blanche f3 · Pion blanc sur case blanche a2 · Pion blanc sur case noire b2 · Roi blanc sur case blanche e2 · Pion blanc sur case noire h2 · Tour blanche sur case noire c1 | Tour noire sur case blanche a8 · Tour noire sur case noire f8 · Roi noir sur case blanche g8 · Pion noir sur case noire a7 · Pion noir sur case blanche b7 · Cavalier noir sur case blanche d7 · Pion noir sur case blanche f7 · Pion noir sur case blanche h7 · Cavalier noir sur case noire b6 · Dame noire sur case blanche c6 · Pion blanc sur case noire d6 · Pion noir sur case blanche g6 · Fou noir sur case noire c5 · Pion blanc sur case noire e5 · Fou blanc sur case noire g5 · Cavalier blanc sur case blanche e4 · Dame blanche sur case noire f4 · Fou blanc sur case blanche b3 · Pion blanc sur case blanche f3 · Pion blanc sur case blanche a2 · Pion blanc sur case noire b2 · Roi blanc sur case blanche e2 · Pion blanc sur case noire h2 · Tour blanche sur case noire c1 | Tour noire sur case blanche a8 · Tour noire sur case noire f8 · Roi noir sur case blanche g8 · Pion noir sur case noire a7 · Pion noir sur case blanche b7 · Cavalier noir sur case blanche d7 · Pion noir sur case blanche f7 · Pion noir sur case blanche h7 · Cavalier noir sur case noire b6 · Dame noire sur case blanche c6 · Pion blanc sur case noire d6 · Pion noir sur case blanche g6 · Fou noir sur case noire c5 · Pion blanc sur case noire e5 · Fou blanc sur case noire g5 · Cavalier blanc sur case blanche e4 · Dame blanche sur case noire f4 · Fou blanc sur case blanche b3 · Pion blanc sur case blanche f3 · Pion blanc sur case blanche a2 · Pion blanc sur case noire b2 · Roi blanc sur case blanche e2 · Pion blanc sur case noire h2 · Tour blanche sur case noire c1 | Tour noire sur case blanche a8 · Tour noire sur case noire f8 · Roi noir sur case blanche g8 · Pion noir sur case noire a7 · Pion noir sur case blanche b7 · Cavalier noir sur case blanche d7 · Pion noir sur case blanche f7 · Pion noir sur case blanche h7 · Cavalier noir sur case noire b6 · Dame noire sur case blanche c6 · Pion blanc sur case noire d6 · Pion noir sur case blanche g6 · Fou noir sur case noire c5 · Pion blanc sur case noire e5 · Fou blanc sur case noire g5 · Cavalier blanc sur case blanche e4 · Dame blanche sur case noire f4 · Fou blanc sur case blanche b3 · Pion blanc sur case blanche f3 · Pion blanc sur case blanche a2 · Pion blanc sur case noire b2 · Roi blanc sur case blanche e2 · Pion blanc sur case noire h2 · Tour blanche sur case noire c1 | Tour noire sur case blanche a8 · Tour noire sur case noire f8 · Roi noir sur case blanche g8 · Pion noir sur case noire a7 · Pion noir sur case blanche b7 · Cavalier noir sur case blanche d7 · Pion noir sur case blanche f7 · Pion noir sur case blanche h7 · Cavalier noir sur case noire b6 · Dame noire sur case blanche c6 · Pion blanc sur case noire d6 · Pion noir sur case blanche g6 · Fou noir sur case noire c5 · Pion blanc sur case noire e5 · Fou blanc sur case noire g5 · Cavalier blanc sur case blanche e4 · Dame blanche sur case noire f4 · Fou blanc sur case blanche b3 · Pion blanc sur case blanche f3 · Pion blanc sur case blanche a2 · Pion blanc sur case noire b2 · Roi blanc sur case blanche e2 · Pion blanc sur case noire h2 · Tour blanche sur case noire c1 | 2 |
| 1 | Tour noire sur case blanche a8 · Tour noire sur case noire f8 · Roi noir sur case blanche g8 · Pion noir sur case noire a7 · Pion noir sur case blanche b7 · Cavalier noir sur case blanche d7 · Pion noir sur case blanche f7 · Pion noir sur case blanche h7 · Cavalier noir sur case noire b6 · Dame noire sur case blanche c6 · Pion blanc sur case noire d6 · Pion noir sur case blanche g6 · Fou noir sur case noire c5 · Pion blanc sur case noire e5 · Fou blanc sur case noire g5 · Cavalier blanc sur case blanche e4 · Dame blanche sur case noire f4 · Fou blanc sur case blanche b3 · Pion blanc sur case blanche f3 · Pion blanc sur case blanche a2 · Pion blanc sur case noire b2 · Roi blanc sur case blanche e2 · Pion blanc sur case noire h2 · Tour blanche sur case noire c1 | Tour noire sur case blanche a8 · Tour noire sur case noire f8 · Roi noir sur case blanche g8 · Pion noir sur case noire a7 · Pion noir sur case blanche b7 · Cavalier noir sur case blanche d7 · Pion noir sur case blanche f7 · Pion noir sur case blanche h7 · Cavalier noir sur case noire b6 · Dame noire sur case blanche c6 · Pion blanc sur case noire d6 · Pion noir sur case blanche g6 · Fou noir sur case noire c5 · Pion blanc sur case noire e5 · Fou blanc sur case noire g5 · Cavalier blanc sur case blanche e4 · Dame blanche sur case noire f4 · Fou blanc sur case blanche b3 · Pion blanc sur case blanche f3 · Pion blanc sur case blanche a2 · Pion blanc sur case noire b2 · Roi blanc sur case blanche e2 · Pion blanc sur case noire h2 · Tour blanche sur case noire c1 | Tour noire sur case blanche a8 · Tour noire sur case noire f8 · Roi noir sur case blanche g8 · Pion noir sur case noire a7 · Pion noir sur case blanche b7 · Cavalier noir sur case blanche d7 · Pion noir sur case blanche f7 · Pion noir sur case blanche h7 · Cavalier noir sur case noire b6 · Dame noire sur case blanche c6 · Pion blanc sur case noire d6 · Pion noir sur case blanche g6 · Fou noir sur case noire c5 · Pion blanc sur case noire e5 · Fou blanc sur case noire g5 · Cavalier blanc sur case blanche e4 · Dame blanche sur case noire f4 · Fou blanc sur case blanche b3 · Pion blanc sur case blanche f3 · Pion blanc sur case blanche a2 · Pion blanc sur case noire b2 · Roi blanc sur case blanche e2 · Pion blanc sur case noire h2 · Tour blanche sur case noire c1 | Tour noire sur case blanche a8 · Tour noire sur case noire f8 · Roi noir sur case blanche g8 · Pion noir sur case noire a7 · Pion noir sur case blanche b7 · Cavalier noir sur case blanche d7 · Pion noir sur case blanche f7 · Pion noir sur case blanche h7 · Cavalier noir sur case noire b6 · Dame noire sur case blanche c6 · Pion blanc sur case noire d6 · Pion noir sur case blanche g6 · Fou noir sur case noire c5 · Pion blanc sur case noire e5 · Fou blanc sur case noire g5 · Cavalier blanc sur case blanche e4 · Dame blanche sur case noire f4 · Fou blanc sur case blanche b3 · Pion blanc sur case blanche f3 · Pion blanc sur case blanche a2 · Pion blanc sur case noire b2 · Roi blanc sur case blanche e2 · Pion blanc sur case noire h2 · Tour blanche sur case noire c1 | Tour noire sur case blanche a8 · Tour noire sur case noire f8 · Roi noir sur case blanche g8 · Pion noir sur case noire a7 · Pion noir sur case blanche b7 · Cavalier noir sur case blanche d7 · Pion noir sur case blanche f7 · Pion noir sur case blanche h7 · Cavalier noir sur case noire b6 · Dame noire sur case blanche c6 · Pion blanc sur case noire d6 · Pion noir sur case blanche g6 · Fou noir sur case noire c5 · Pion blanc sur case noire e5 · Fou blanc sur case noire g5 · Cavalier blanc sur case blanche e4 · Dame blanche sur case noire f4 · Fou blanc sur case blanche b3 · Pion blanc sur case blanche f3 · Pion blanc sur case blanche a2 · Pion blanc sur case noire b2 · Roi blanc sur case blanche e2 · Pion blanc sur case noire h2 · Tour blanche sur case noire c1 | Tour noire sur case blanche a8 · Tour noire sur case noire f8 · Roi noir sur case blanche g8 · Pion noir sur case noire a7 · Pion noir sur case blanche b7 · Cavalier noir sur case blanche d7 · Pion noir sur case blanche f7 · Pion noir sur case blanche h7 · Cavalier noir sur case noire b6 · Dame noire sur case blanche c6 · Pion blanc sur case noire d6 · Pion noir sur case blanche g6 · Fou noir sur case noire c5 · Pion blanc sur case noire e5 · Fou blanc sur case noire g5 · Cavalier blanc sur case blanche e4 · Dame blanche sur case noire f4 · Fou blanc sur case blanche b3 · Pion blanc sur case blanche f3 · Pion blanc sur case blanche a2 · Pion blanc sur case noire b2 · Roi blanc sur case blanche e2 · Pion blanc sur case noire h2 · Tour blanche sur case noire c1 | Tour noire sur case blanche a8 · Tour noire sur case noire f8 · Roi noir sur case blanche g8 · Pion noir sur case noire a7 · Pion noir sur case blanche b7 · Cavalier noir sur case blanche d7 · Pion noir sur case blanche f7 · Pion noir sur case blanche h7 · Cavalier noir sur case noire b6 · Dame noire sur case blanche c6 · Pion blanc sur case noire d6 · Pion noir sur case blanche g6 · Fou noir sur case noire c5 · Pion blanc sur case noire e5 · Fou blanc sur case noire g5 · Cavalier blanc sur case blanche e4 · Dame blanche sur case noire f4 · Fou blanc sur case blanche b3 · Pion blanc sur case blanche f3 · Pion blanc sur case blanche a2 · Pion blanc sur case noire b2 · Roi blanc sur case blanche e2 · Pion blanc sur case noire h2 · Tour blanche sur case noire c1 | Tour noire sur case blanche a8 · Tour noire sur case noire f8 · Roi noir sur case blanche g8 · Pion noir sur case noire a7 · Pion noir sur case blanche b7 · Cavalier noir sur case blanche d7 · Pion noir sur case blanche f7 · Pion noir sur case blanche h7 · Cavalier noir sur case noire b6 · Dame noire sur case blanche c6 · Pion blanc sur case noire d6 · Pion noir sur case blanche g6 · Fou noir sur case noire c5 · Pion blanc sur case noire e5 · Fou blanc sur case noire g5 · Cavalier blanc sur case blanche e4 · Dame blanche sur case noire f4 · Fou blanc sur case blanche b3 · Pion blanc sur case blanche f3 · Pion blanc sur case blanche a2 · Pion blanc sur case noire b2 · Roi blanc sur case blanche e2 · Pion blanc sur case noire h2 · Tour blanche sur case noire c1 | 1 |
|   | a | b | c | d | e | f | g | h |   |

|   | a | b | c | d | e | f | g | h |   |
| 8 | Tour noire sur case blanche a8 · Dame noire sur case noire d8 · Roi noir sur case blanche e8 · Tour noire sur case noire h8 · Pion noir sur case noire a7 · Pion noir sur case blanche b7 · Pion noir sur case noire c7 · Fou noir sur case noire e7 · Pion noir sur case noire g7 · Pion noir sur case blanche h7 · Cavalier noir sur case blanche c6 · Pion noir sur case blanche e6 · Pion noir sur case blanche d5 · Pion blanc sur case noire e5 · Cavalier noir sur case noire g5 · Pion blanc sur case noire d4 · Fou noir sur case blanche g4 · Pion blanc sur case noire c3 · Fou blanc sur case blanche d3 · Cavalier blanc sur case blanche f3 · Cavalier blanc sur case noire g3 · Pion blanc sur case blanche a2 · Pion blanc sur case noire b2 · Pion blanc sur case blanche g2 · Pion blanc sur case noire h2 · Tour blanche sur case noire a1 · Fou blanc sur case noire c1 · Dame blanche sur case blanche d1 · Roi blanc sur case noire e1 · Tour blanche sur case blanche h1 | Tour noire sur case blanche a8 · Dame noire sur case noire d8 · Roi noir sur case blanche e8 · Tour noire sur case noire h8 · Pion noir sur case noire a7 · Pion noir sur case blanche b7 · Pion noir sur case noire c7 · Fou noir sur case noire e7 · Pion noir sur case noire g7 · Pion noir sur case blanche h7 · Cavalier noir sur case blanche c6 · Pion noir sur case blanche e6 · Pion noir sur case blanche d5 · Pion blanc sur case noire e5 · Cavalier noir sur case noire g5 · Pion blanc sur case noire d4 · Fou noir sur case blanche g4 · Pion blanc sur case noire c3 · Fou blanc sur case blanche d3 · Cavalier blanc sur case blanche f3 · Cavalier blanc sur case noire g3 · Pion blanc sur case blanche a2 · Pion blanc sur case noire b2 · Pion blanc sur case blanche g2 · Pion blanc sur case noire h2 · Tour blanche sur case noire a1 · Fou blanc sur case noire c1 · Dame blanche sur case blanche d1 · Roi blanc sur case noire e1 · Tour blanche sur case blanche h1 | Tour noire sur case blanche a8 · Dame noire sur case noire d8 · Roi noir sur case blanche e8 · Tour noire sur case noire h8 · Pion noir sur case noire a7 · Pion noir sur case blanche b7 · Pion noir sur case noire c7 · Fou noir sur case noire e7 · Pion noir sur case noire g7 · Pion noir sur case blanche h7 · Cavalier noir sur case blanche c6 · Pion noir sur case blanche e6 · Pion noir sur case blanche d5 · Pion blanc sur case noire e5 · Cavalier noir sur case noire g5 · Pion blanc sur case noire d4 · Fou noir sur case blanche g4 · Pion blanc sur case noire c3 · Fou blanc sur case blanche d3 · Cavalier blanc sur case blanche f3 · Cavalier blanc sur case noire g3 · Pion blanc sur case blanche a2 · Pion blanc sur case noire b2 · Pion blanc sur case blanche g2 · Pion blanc sur case noire h2 · Tour blanche sur case noire a1 · Fou blanc sur case noire c1 · Dame blanche sur case blanche d1 · Roi blanc sur case noire e1 · Tour blanche sur case blanche h1 | Tour noire sur case blanche a8 · Dame noire sur case noire d8 · Roi noir sur case blanche e8 · Tour noire sur case noire h8 · Pion noir sur case noire a7 · Pion noir sur case blanche b7 · Pion noir sur case noire c7 · Fou noir sur case noire e7 · Pion noir sur case noire g7 · Pion noir sur case blanche h7 · Cavalier noir sur case blanche c6 · Pion noir sur case blanche e6 · Pion noir sur case blanche d5 · Pion blanc sur case noire e5 · Cavalier noir sur case noire g5 · Pion blanc sur case noire d4 · Fou noir sur case blanche g4 · Pion blanc sur case noire c3 · Fou blanc sur case blanche d3 · Cavalier blanc sur case blanche f3 · Cavalier blanc sur case noire g3 · Pion blanc sur case blanche a2 · Pion blanc sur case noire b2 · Pion blanc sur case blanche g2 · Pion blanc sur case noire h2 · Tour blanche sur case noire a1 · Fou blanc sur case noire c1 · Dame blanche sur case blanche d1 · Roi blanc sur case noire e1 · Tour blanche sur case blanche h1 | Tour noire sur case blanche a8 · Dame noire sur case noire d8 · Roi noir sur case blanche e8 · Tour noire sur case noire h8 · Pion noir sur case noire a7 · Pion noir sur case blanche b7 · Pion noir sur case noire c7 · Fou noir sur case noire e7 · Pion noir sur case noire g7 · Pion noir sur case blanche h7 · Cavalier noir sur case blanche c6 · Pion noir sur case blanche e6 · Pion noir sur case blanche d5 · Pion blanc sur case noire e5 · Cavalier noir sur case noire g5 · Pion blanc sur case noire d4 · Fou noir sur case blanche g4 · Pion blanc sur case noire c3 · Fou blanc sur case blanche d3 · Cavalier blanc sur case blanche f3 · Cavalier blanc sur case noire g3 · Pion blanc sur case blanche a2 · Pion blanc sur case noire b2 · Pion blanc sur case blanche g2 · Pion blanc sur case noire h2 · Tour blanche sur case noire a1 · Fou blanc sur case noire c1 · Dame blanche sur case blanche d1 · Roi blanc sur case noire e1 · Tour blanche sur case blanche h1 | Tour noire sur case blanche a8 · Dame noire sur case noire d8 · Roi noir sur case blanche e8 · Tour noire sur case noire h8 · Pion noir sur case noire a7 · Pion noir sur case blanche b7 · Pion noir sur case noire c7 · Fou noir sur case noire e7 · Pion noir sur case noire g7 · Pion noir sur case blanche h7 · Cavalier noir sur case blanche c6 · Pion noir sur case blanche e6 · Pion noir sur case blanche d5 · Pion blanc sur case noire e5 · Cavalier noir sur case noire g5 · Pion blanc sur case noire d4 · Fou noir sur case blanche g4 · Pion blanc sur case noire c3 · Fou blanc sur case blanche d3 · Cavalier blanc sur case blanche f3 · Cavalier blanc sur case noire g3 · Pion blanc sur case blanche a2 · Pion blanc sur case noire b2 · Pion blanc sur case blanche g2 · Pion blanc sur case noire h2 · Tour blanche sur case noire a1 · Fou blanc sur case noire c1 · Dame blanche sur case blanche d1 · Roi blanc sur case noire e1 · Tour blanche sur case blanche h1 | Tour noire sur case blanche a8 · Dame noire sur case noire d8 · Roi noir sur case blanche e8 · Tour noire sur case noire h8 · Pion noir sur case noire a7 · Pion noir sur case blanche b7 · Pion noir sur case noire c7 · Fou noir sur case noire e7 · Pion noir sur case noire g7 · Pion noir sur case blanche h7 · Cavalier noir sur case blanche c6 · Pion noir sur case blanche e6 · Pion noir sur case blanche d5 · Pion blanc sur case noire e5 · Cavalier noir sur case noire g5 · Pion blanc sur case noire d4 · Fou noir sur case blanche g4 · Pion blanc sur case noire c3 · Fou blanc sur case blanche d3 · Cavalier blanc sur case blanche f3 · Cavalier blanc sur case noire g3 · Pion blanc sur case blanche a2 · Pion blanc sur case noire b2 · Pion blanc sur case blanche g2 · Pion blanc sur case noire h2 · Tour blanche sur case noire a1 · Fou blanc sur case noire c1 · Dame blanche sur case blanche d1 · Roi blanc sur case noire e1 · Tour blanche sur case blanche h1 | Tour noire sur case blanche a8 · Dame noire sur case noire d8 · Roi noir sur case blanche e8 · Tour noire sur case noire h8 · Pion noir sur case noire a7 · Pion noir sur case blanche b7 · Pion noir sur case noire c7 · Fou noir sur case noire e7 · Pion noir sur case noire g7 · Pion noir sur case blanche h7 · Cavalier noir sur case blanche c6 · Pion noir sur case blanche e6 · Pion noir sur case blanche d5 · Pion blanc sur case noire e5 · Cavalier noir sur case noire g5 · Pion blanc sur case noire d4 · Fou noir sur case blanche g4 · Pion blanc sur case noire c3 · Fou blanc sur case blanche d3 · Cavalier blanc sur case blanche f3 · Cavalier blanc sur case noire g3 · Pion blanc sur case blanche a2 · Pion blanc sur case noire b2 · Pion blanc sur case blanche g2 · Pion blanc sur case noire h2 · Tour blanche sur case noire a1 · Fou blanc sur case noire c1 · Dame blanche sur case blanche d1 · Roi blanc sur case noire e1 · Tour blanche sur case blanche h1 | 8 |
| 7 | Tour noire sur case blanche a8 · Dame noire sur case noire d8 · Roi noir sur case blanche e8 · Tour noire sur case noire h8 · Pion noir sur case noire a7 · Pion noir sur case blanche b7 · Pion noir sur case noire c7 · Fou noir sur case noire e7 · Pion noir sur case noire g7 · Pion noir sur case blanche h7 · Cavalier noir sur case blanche c6 · Pion noir sur case blanche e6 · Pion noir sur case blanche d5 · Pion blanc sur case noire e5 · Cavalier noir sur case noire g5 · Pion blanc sur case noire d4 · Fou noir sur case blanche g4 · Pion blanc sur case noire c3 · Fou blanc sur case blanche d3 · Cavalier blanc sur case blanche f3 · Cavalier blanc sur case noire g3 · Pion blanc sur case blanche a2 · Pion blanc sur case noire b2 · Pion blanc sur case blanche g2 · Pion blanc sur case noire h2 · Tour blanche sur case noire a1 · Fou blanc sur case noire c1 · Dame blanche sur case blanche d1 · Roi blanc sur case noire e1 · Tour blanche sur case blanche h1 | Tour noire sur case blanche a8 · Dame noire sur case noire d8 · Roi noir sur case blanche e8 · Tour noire sur case noire h8 · Pion noir sur case noire a7 · Pion noir sur case blanche b7 · Pion noir sur case noire c7 · Fou noir sur case noire e7 · Pion noir sur case noire g7 · Pion noir sur case blanche h7 · Cavalier noir sur case blanche c6 · Pion noir sur case blanche e6 · Pion noir sur case blanche d5 · Pion blanc sur case noire e5 · Cavalier noir sur case noire g5 · Pion blanc sur case noire d4 · Fou noir sur case blanche g4 · Pion blanc sur case noire c3 · Fou blanc sur case blanche d3 · Cavalier blanc sur case blanche f3 · Cavalier blanc sur case noire g3 · Pion blanc sur case blanche a2 · Pion blanc sur case noire b2 · Pion blanc sur case blanche g2 · Pion blanc sur case noire h2 · Tour blanche sur case noire a1 · Fou blanc sur case noire c1 · Dame blanche sur case blanche d1 · Roi blanc sur case noire e1 · Tour blanche sur case blanche h1 | Tour noire sur case blanche a8 · Dame noire sur case noire d8 · Roi noir sur case blanche e8 · Tour noire sur case noire h8 · Pion noir sur case noire a7 · Pion noir sur case blanche b7 · Pion noir sur case noire c7 · Fou noir sur case noire e7 · Pion noir sur case noire g7 · Pion noir sur case blanche h7 · Cavalier noir sur case blanche c6 · Pion noir sur case blanche e6 · Pion noir sur case blanche d5 · Pion blanc sur case noire e5 · Cavalier noir sur case noire g5 · Pion blanc sur case noire d4 · Fou noir sur case blanche g4 · Pion blanc sur case noire c3 · Fou blanc sur case blanche d3 · Cavalier blanc sur case blanche f3 · Cavalier blanc sur case noire g3 · Pion blanc sur case blanche a2 · Pion blanc sur case noire b2 · Pion blanc sur case blanche g2 · Pion blanc sur case noire h2 · Tour blanche sur case noire a1 · Fou blanc sur case noire c1 · Dame blanche sur case blanche d1 · Roi blanc sur case noire e1 · Tour blanche sur case blanche h1 | Tour noire sur case blanche a8 · Dame noire sur case noire d8 · Roi noir sur case blanche e8 · Tour noire sur case noire h8 · Pion noir sur case noire a7 · Pion noir sur case blanche b7 · Pion noir sur case noire c7 · Fou noir sur case noire e7 · Pion noir sur case noire g7 · Pion noir sur case blanche h7 · Cavalier noir sur case blanche c6 · Pion noir sur case blanche e6 · Pion noir sur case blanche d5 · Pion blanc sur case noire e5 · Cavalier noir sur case noire g5 · Pion blanc sur case noire d4 · Fou noir sur case blanche g4 · Pion blanc sur case noire c3 · Fou blanc sur case blanche d3 · Cavalier blanc sur case blanche f3 · Cavalier blanc sur case noire g3 · Pion blanc sur case blanche a2 · Pion blanc sur case noire b2 · Pion blanc sur case blanche g2 · Pion blanc sur case noire h2 · Tour blanche sur case noire a1 · Fou blanc sur case noire c1 · Dame blanche sur case blanche d1 · Roi blanc sur case noire e1 · Tour blanche sur case blanche h1 | Tour noire sur case blanche a8 · Dame noire sur case noire d8 · Roi noir sur case blanche e8 · Tour noire sur case noire h8 · Pion noir sur case noire a7 · Pion noir sur case blanche b7 · Pion noir sur case noire c7 · Fou noir sur case noire e7 · Pion noir sur case noire g7 · Pion noir sur case blanche h7 · Cavalier noir sur case blanche c6 · Pion noir sur case blanche e6 · Pion noir sur case blanche d5 · Pion blanc sur case noire e5 · Cavalier noir sur case noire g5 · Pion blanc sur case noire d4 · Fou noir sur case blanche g4 · Pion blanc sur case noire c3 · Fou blanc sur case blanche d3 · Cavalier blanc sur case blanche f3 · Cavalier blanc sur case noire g3 · Pion blanc sur case blanche a2 · Pion blanc sur case noire b2 · Pion blanc sur case blanche g2 · Pion blanc sur case noire h2 · Tour blanche sur case noire a1 · Fou blanc sur case noire c1 · Dame blanche sur case blanche d1 · Roi blanc sur case noire e1 · Tour blanche sur case blanche h1 | Tour noire sur case blanche a8 · Dame noire sur case noire d8 · Roi noir sur case blanche e8 · Tour noire sur case noire h8 · Pion noir sur case noire a7 · Pion noir sur case blanche b7 · Pion noir sur case noire c7 · Fou noir sur case noire e7 · Pion noir sur case noire g7 · Pion noir sur case blanche h7 · Cavalier noir sur case blanche c6 · Pion noir sur case blanche e6 · Pion noir sur case blanche d5 · Pion blanc sur case noire e5 · Cavalier noir sur case noire g5 · Pion blanc sur case noire d4 · Fou noir sur case blanche g4 · Pion blanc sur case noire c3 · Fou blanc sur case blanche d3 · Cavalier blanc sur case blanche f3 · Cavalier blanc sur case noire g3 · Pion blanc sur case blanche a2 · Pion blanc sur case noire b2 · Pion blanc sur case blanche g2 · Pion blanc sur case noire h2 · Tour blanche sur case noire a1 · Fou blanc sur case noire c1 · Dame blanche sur case blanche d1 · Roi blanc sur case noire e1 · Tour blanche sur case blanche h1 | Tour noire sur case blanche a8 · Dame noire sur case noire d8 · Roi noir sur case blanche e8 · Tour noire sur case noire h8 · Pion noir sur case noire a7 · Pion noir sur case blanche b7 · Pion noir sur case noire c7 · Fou noir sur case noire e7 · Pion noir sur case noire g7 · Pion noir sur case blanche h7 · Cavalier noir sur case blanche c6 · Pion noir sur case blanche e6 · Pion noir sur case blanche d5 · Pion blanc sur case noire e5 · Cavalier noir sur case noire g5 · Pion blanc sur case noire d4 · Fou noir sur case blanche g4 · Pion blanc sur case noire c3 · Fou blanc sur case blanche d3 · Cavalier blanc sur case blanche f3 · Cavalier blanc sur case noire g3 · Pion blanc sur case blanche a2 · Pion blanc sur case noire b2 · Pion blanc sur case blanche g2 · Pion blanc sur case noire h2 · Tour blanche sur case noire a1 · Fou blanc sur case noire c1 · Dame blanche sur case blanche d1 · Roi blanc sur case noire e1 · Tour blanche sur case blanche h1 | Tour noire sur case blanche a8 · Dame noire sur case noire d8 · Roi noir sur case blanche e8 · Tour noire sur case noire h8 · Pion noir sur case noire a7 · Pion noir sur case blanche b7 · Pion noir sur case noire c7 · Fou noir sur case noire e7 · Pion noir sur case noire g7 · Pion noir sur case blanche h7 · Cavalier noir sur case blanche c6 · Pion noir sur case blanche e6 · Pion noir sur case blanche d5 · Pion blanc sur case noire e5 · Cavalier noir sur case noire g5 · Pion blanc sur case noire d4 · Fou noir sur case blanche g4 · Pion blanc sur case noire c3 · Fou blanc sur case blanche d3 · Cavalier blanc sur case blanche f3 · Cavalier blanc sur case noire g3 · Pion blanc sur case blanche a2 · Pion blanc sur case noire b2 · Pion blanc sur case blanche g2 · Pion blanc sur case noire h2 · Tour blanche sur case noire a1 · Fou blanc sur case noire c1 · Dame blanche sur case blanche d1 · Roi blanc sur case noire e1 · Tour blanche sur case blanche h1 | 7 |
| 6 | Tour noire sur case blanche a8 · Dame noire sur case noire d8 · Roi noir sur case blanche e8 · Tour noire sur case noire h8 · Pion noir sur case noire a7 · Pion noir sur case blanche b7 · Pion noir sur case noire c7 · Fou noir sur case noire e7 · Pion noir sur case noire g7 · Pion noir sur case blanche h7 · Cavalier noir sur case blanche c6 · Pion noir sur case blanche e6 · Pion noir sur case blanche d5 · Pion blanc sur case noire e5 · Cavalier noir sur case noire g5 · Pion blanc sur case noire d4 · Fou noir sur case blanche g4 · Pion blanc sur case noire c3 · Fou blanc sur case blanche d3 · Cavalier blanc sur case blanche f3 · Cavalier blanc sur case noire g3 · Pion blanc sur case blanche a2 · Pion blanc sur case noire b2 · Pion blanc sur case blanche g2 · Pion blanc sur case noire h2 · Tour blanche sur case noire a1 · Fou blanc sur case noire c1 · Dame blanche sur case blanche d1 · Roi blanc sur case noire e1 · Tour blanche sur case blanche h1 | Tour noire sur case blanche a8 · Dame noire sur case noire d8 · Roi noir sur case blanche e8 · Tour noire sur case noire h8 · Pion noir sur case noire a7 · Pion noir sur case blanche b7 · Pion noir sur case noire c7 · Fou noir sur case noire e7 · Pion noir sur case noire g7 · Pion noir sur case blanche h7 · Cavalier noir sur case blanche c6 · Pion noir sur case blanche e6 · Pion noir sur case blanche d5 · Pion blanc sur case noire e5 · Cavalier noir sur case noire g5 · Pion blanc sur case noire d4 · Fou noir sur case blanche g4 · Pion blanc sur case noire c3 · Fou blanc sur case blanche d3 · Cavalier blanc sur case blanche f3 · Cavalier blanc sur case noire g3 · Pion blanc sur case blanche a2 · Pion blanc sur case noire b2 · Pion blanc sur case blanche g2 · Pion blanc sur case noire h2 · Tour blanche sur case noire a1 · Fou blanc sur case noire c1 · Dame blanche sur case blanche d1 · Roi blanc sur case noire e1 · Tour blanche sur case blanche h1 | Tour noire sur case blanche a8 · Dame noire sur case noire d8 · Roi noir sur case blanche e8 · Tour noire sur case noire h8 · Pion noir sur case noire a7 · Pion noir sur case blanche b7 · Pion noir sur case noire c7 · Fou noir sur case noire e7 · Pion noir sur case noire g7 · Pion noir sur case blanche h7 · Cavalier noir sur case blanche c6 · Pion noir sur case blanche e6 · Pion noir sur case blanche d5 · Pion blanc sur case noire e5 · Cavalier noir sur case noire g5 · Pion blanc sur case noire d4 · Fou noir sur case blanche g4 · Pion blanc sur case noire c3 · Fou blanc sur case blanche d3 · Cavalier blanc sur case blanche f3 · Cavalier blanc sur case noire g3 · Pion blanc sur case blanche a2 · Pion blanc sur case noire b2 · Pion blanc sur case blanche g2 · Pion blanc sur case noire h2 · Tour blanche sur case noire a1 · Fou blanc sur case noire c1 · Dame blanche sur case blanche d1 · Roi blanc sur case noire e1 · Tour blanche sur case blanche h1 | Tour noire sur case blanche a8 · Dame noire sur case noire d8 · Roi noir sur case blanche e8 · Tour noire sur case noire h8 · Pion noir sur case noire a7 · Pion noir sur case blanche b7 · Pion noir sur case noire c7 · Fou noir sur case noire e7 · Pion noir sur case noire g7 · Pion noir sur case blanche h7 · Cavalier noir sur case blanche c6 · Pion noir sur case blanche e6 · Pion noir sur case blanche d5 · Pion blanc sur case noire e5 · Cavalier noir sur case noire g5 · Pion blanc sur case noire d4 · Fou noir sur case blanche g4 · Pion blanc sur case noire c3 · Fou blanc sur case blanche d3 · Cavalier blanc sur case blanche f3 · Cavalier blanc sur case noire g3 · Pion blanc sur case blanche a2 · Pion blanc sur case noire b2 · Pion blanc sur case blanche g2 · Pion blanc sur case noire h2 · Tour blanche sur case noire a1 · Fou blanc sur case noire c1 · Dame blanche sur case blanche d1 · Roi blanc sur case noire e1 · Tour blanche sur case blanche h1 | Tour noire sur case blanche a8 · Dame noire sur case noire d8 · Roi noir sur case blanche e8 · Tour noire sur case noire h8 · Pion noir sur case noire a7 · Pion noir sur case blanche b7 · Pion noir sur case noire c7 · Fou noir sur case noire e7 · Pion noir sur case noire g7 · Pion noir sur case blanche h7 · Cavalier noir sur case blanche c6 · Pion noir sur case blanche e6 · Pion noir sur case blanche d5 · Pion blanc sur case noire e5 · Cavalier noir sur case noire g5 · Pion blanc sur case noire d4 · Fou noir sur case blanche g4 · Pion blanc sur case noire c3 · Fou blanc sur case blanche d3 · Cavalier blanc sur case blanche f3 · Cavalier blanc sur case noire g3 · Pion blanc sur case blanche a2 · Pion blanc sur case noire b2 · Pion blanc sur case blanche g2 · Pion blanc sur case noire h2 · Tour blanche sur case noire a1 · Fou blanc sur case noire c1 · Dame blanche sur case blanche d1 · Roi blanc sur case noire e1 · Tour blanche sur case blanche h1 | Tour noire sur case blanche a8 · Dame noire sur case noire d8 · Roi noir sur case blanche e8 · Tour noire sur case noire h8 · Pion noir sur case noire a7 · Pion noir sur case blanche b7 · Pion noir sur case noire c7 · Fou noir sur case noire e7 · Pion noir sur case noire g7 · Pion noir sur case blanche h7 · Cavalier noir sur case blanche c6 · Pion noir sur case blanche e6 · Pion noir sur case blanche d5 · Pion blanc sur case noire e5 · Cavalier noir sur case noire g5 · Pion blanc sur case noire d4 · Fou noir sur case blanche g4 · Pion blanc sur case noire c3 · Fou blanc sur case blanche d3 · Cavalier blanc sur case blanche f3 · Cavalier blanc sur case noire g3 · Pion blanc sur case blanche a2 · Pion blanc sur case noire b2 · Pion blanc sur case blanche g2 · Pion blanc sur case noire h2 · Tour blanche sur case noire a1 · Fou blanc sur case noire c1 · Dame blanche sur case blanche d1 · Roi blanc sur case noire e1 · Tour blanche sur case blanche h1 | Tour noire sur case blanche a8 · Dame noire sur case noire d8 · Roi noir sur case blanche e8 · Tour noire sur case noire h8 · Pion noir sur case noire a7 · Pion noir sur case blanche b7 · Pion noir sur case noire c7 · Fou noir sur case noire e7 · Pion noir sur case noire g7 · Pion noir sur case blanche h7 · Cavalier noir sur case blanche c6 · Pion noir sur case blanche e6 · Pion noir sur case blanche d5 · Pion blanc sur case noire e5 · Cavalier noir sur case noire g5 · Pion blanc sur case noire d4 · Fou noir sur case blanche g4 · Pion blanc sur case noire c3 · Fou blanc sur case blanche d3 · Cavalier blanc sur case blanche f3 · Cavalier blanc sur case noire g3 · Pion blanc sur case blanche a2 · Pion blanc sur case noire b2 · Pion blanc sur case blanche g2 · Pion blanc sur case noire h2 · Tour blanche sur case noire a1 · Fou blanc sur case noire c1 · Dame blanche sur case blanche d1 · Roi blanc sur case noire e1 · Tour blanche sur case blanche h1 | Tour noire sur case blanche a8 · Dame noire sur case noire d8 · Roi noir sur case blanche e8 · Tour noire sur case noire h8 · Pion noir sur case noire a7 · Pion noir sur case blanche b7 · Pion noir sur case noire c7 · Fou noir sur case noire e7 · Pion noir sur case noire g7 · Pion noir sur case blanche h7 · Cavalier noir sur case blanche c6 · Pion noir sur case blanche e6 · Pion noir sur case blanche d5 · Pion blanc sur case noire e5 · Cavalier noir sur case noire g5 · Pion blanc sur case noire d4 · Fou noir sur case blanche g4 · Pion blanc sur case noire c3 · Fou blanc sur case blanche d3 · Cavalier blanc sur case blanche f3 · Cavalier blanc sur case noire g3 · Pion blanc sur case blanche a2 · Pion blanc sur case noire b2 · Pion blanc sur case blanche g2 · Pion blanc sur case noire h2 · Tour blanche sur case noire a1 · Fou blanc sur case noire c1 · Dame blanche sur case blanche d1 · Roi blanc sur case noire e1 · Tour blanche sur case blanche h1 | 6 |
| 5 | Tour noire sur case blanche a8 · Dame noire sur case noire d8 · Roi noir sur case blanche e8 · Tour noire sur case noire h8 · Pion noir sur case noire a7 · Pion noir sur case blanche b7 · Pion noir sur case noire c7 · Fou noir sur case noire e7 · Pion noir sur case noire g7 · Pion noir sur case blanche h7 · Cavalier noir sur case blanche c6 · Pion noir sur case blanche e6 · Pion noir sur case blanche d5 · Pion blanc sur case noire e5 · Cavalier noir sur case noire g5 · Pion blanc sur case noire d4 · Fou noir sur case blanche g4 · Pion blanc sur case noire c3 · Fou blanc sur case blanche d3 · Cavalier blanc sur case blanche f3 · Cavalier blanc sur case noire g3 · Pion blanc sur case blanche a2 · Pion blanc sur case noire b2 · Pion blanc sur case blanche g2 · Pion blanc sur case noire h2 · Tour blanche sur case noire a1 · Fou blanc sur case noire c1 · Dame blanche sur case blanche d1 · Roi blanc sur case noire e1 · Tour blanche sur case blanche h1 | Tour noire sur case blanche a8 · Dame noire sur case noire d8 · Roi noir sur case blanche e8 · Tour noire sur case noire h8 · Pion noir sur case noire a7 · Pion noir sur case blanche b7 · Pion noir sur case noire c7 · Fou noir sur case noire e7 · Pion noir sur case noire g7 · Pion noir sur case blanche h7 · Cavalier noir sur case blanche c6 · Pion noir sur case blanche e6 · Pion noir sur case blanche d5 · Pion blanc sur case noire e5 · Cavalier noir sur case noire g5 · Pion blanc sur case noire d4 · Fou noir sur case blanche g4 · Pion blanc sur case noire c3 · Fou blanc sur case blanche d3 · Cavalier blanc sur case blanche f3 · Cavalier blanc sur case noire g3 · Pion blanc sur case blanche a2 · Pion blanc sur case noire b2 · Pion blanc sur case blanche g2 · Pion blanc sur case noire h2 · Tour blanche sur case noire a1 · Fou blanc sur case noire c1 · Dame blanche sur case blanche d1 · Roi blanc sur case noire e1 · Tour blanche sur case blanche h1 | Tour noire sur case blanche a8 · Dame noire sur case noire d8 · Roi noir sur case blanche e8 · Tour noire sur case noire h8 · Pion noir sur case noire a7 · Pion noir sur case blanche b7 · Pion noir sur case noire c7 · Fou noir sur case noire e7 · Pion noir sur case noire g7 · Pion noir sur case blanche h7 · Cavalier noir sur case blanche c6 · Pion noir sur case blanche e6 · Pion noir sur case blanche d5 · Pion blanc sur case noire e5 · Cavalier noir sur case noire g5 · Pion blanc sur case noire d4 · Fou noir sur case blanche g4 · Pion blanc sur case noire c3 · Fou blanc sur case blanche d3 · Cavalier blanc sur case blanche f3 · Cavalier blanc sur case noire g3 · Pion blanc sur case blanche a2 · Pion blanc sur case noire b2 · Pion blanc sur case blanche g2 · Pion blanc sur case noire h2 · Tour blanche sur case noire a1 · Fou blanc sur case noire c1 · Dame blanche sur case blanche d1 · Roi blanc sur case noire e1 · Tour blanche sur case blanche h1 | Tour noire sur case blanche a8 · Dame noire sur case noire d8 · Roi noir sur case blanche e8 · Tour noire sur case noire h8 · Pion noir sur case noire a7 · Pion noir sur case blanche b7 · Pion noir sur case noire c7 · Fou noir sur case noire e7 · Pion noir sur case noire g7 · Pion noir sur case blanche h7 · Cavalier noir sur case blanche c6 · Pion noir sur case blanche e6 · Pion noir sur case blanche d5 · Pion blanc sur case noire e5 · Cavalier noir sur case noire g5 · Pion blanc sur case noire d4 · Fou noir sur case blanche g4 · Pion blanc sur case noire c3 · Fou blanc sur case blanche d3 · Cavalier blanc sur case blanche f3 · Cavalier blanc sur case noire g3 · Pion blanc sur case blanche a2 · Pion blanc sur case noire b2 · Pion blanc sur case blanche g2 · Pion blanc sur case noire h2 · Tour blanche sur case noire a1 · Fou blanc sur case noire c1 · Dame blanche sur case blanche d1 · Roi blanc sur case noire e1 · Tour blanche sur case blanche h1 | Tour noire sur case blanche a8 · Dame noire sur case noire d8 · Roi noir sur case blanche e8 · Tour noire sur case noire h8 · Pion noir sur case noire a7 · Pion noir sur case blanche b7 · Pion noir sur case noire c7 · Fou noir sur case noire e7 · Pion noir sur case noire g7 · Pion noir sur case blanche h7 · Cavalier noir sur case blanche c6 · Pion noir sur case blanche e6 · Pion noir sur case blanche d5 · Pion blanc sur case noire e5 · Cavalier noir sur case noire g5 · Pion blanc sur case noire d4 · Fou noir sur case blanche g4 · Pion blanc sur case noire c3 · Fou blanc sur case blanche d3 · Cavalier blanc sur case blanche f3 · Cavalier blanc sur case noire g3 · Pion blanc sur case blanche a2 · Pion blanc sur case noire b2 · Pion blanc sur case blanche g2 · Pion blanc sur case noire h2 · Tour blanche sur case noire a1 · Fou blanc sur case noire c1 · Dame blanche sur case blanche d1 · Roi blanc sur case noire e1 · Tour blanche sur case blanche h1 | Tour noire sur case blanche a8 · Dame noire sur case noire d8 · Roi noir sur case blanche e8 · Tour noire sur case noire h8 · Pion noir sur case noire a7 · Pion noir sur case blanche b7 · Pion noir sur case noire c7 · Fou noir sur case noire e7 · Pion noir sur case noire g7 · Pion noir sur case blanche h7 · Cavalier noir sur case blanche c6 · Pion noir sur case blanche e6 · Pion noir sur case blanche d5 · Pion blanc sur case noire e5 · Cavalier noir sur case noire g5 · Pion blanc sur case noire d4 · Fou noir sur case blanche g4 · Pion blanc sur case noire c3 · Fou blanc sur case blanche d3 · Cavalier blanc sur case blanche f3 · Cavalier blanc sur case noire g3 · Pion blanc sur case blanche a2 · Pion blanc sur case noire b2 · Pion blanc sur case blanche g2 · Pion blanc sur case noire h2 · Tour blanche sur case noire a1 · Fou blanc sur case noire c1 · Dame blanche sur case blanche d1 · Roi blanc sur case noire e1 · Tour blanche sur case blanche h1 | Tour noire sur case blanche a8 · Dame noire sur case noire d8 · Roi noir sur case blanche e8 · Tour noire sur case noire h8 · Pion noir sur case noire a7 · Pion noir sur case blanche b7 · Pion noir sur case noire c7 · Fou noir sur case noire e7 · Pion noir sur case noire g7 · Pion noir sur case blanche h7 · Cavalier noir sur case blanche c6 · Pion noir sur case blanche e6 · Pion noir sur case blanche d5 · Pion blanc sur case noire e5 · Cavalier noir sur case noire g5 · Pion blanc sur case noire d4 · Fou noir sur case blanche g4 · Pion blanc sur case noire c3 · Fou blanc sur case blanche d3 · Cavalier blanc sur case blanche f3 · Cavalier blanc sur case noire g3 · Pion blanc sur case blanche a2 · Pion blanc sur case noire b2 · Pion blanc sur case blanche g2 · Pion blanc sur case noire h2 · Tour blanche sur case noire a1 · Fou blanc sur case noire c1 · Dame blanche sur case blanche d1 · Roi blanc sur case noire e1 · Tour blanche sur case blanche h1 | Tour noire sur case blanche a8 · Dame noire sur case noire d8 · Roi noir sur case blanche e8 · Tour noire sur case noire h8 · Pion noir sur case noire a7 · Pion noir sur case blanche b7 · Pion noir sur case noire c7 · Fou noir sur case noire e7 · Pion noir sur case noire g7 · Pion noir sur case blanche h7 · Cavalier noir sur case blanche c6 · Pion noir sur case blanche e6 · Pion noir sur case blanche d5 · Pion blanc sur case noire e5 · Cavalier noir sur case noire g5 · Pion blanc sur case noire d4 · Fou noir sur case blanche g4 · Pion blanc sur case noire c3 · Fou blanc sur case blanche d3 · Cavalier blanc sur case blanche f3 · Cavalier blanc sur case noire g3 · Pion blanc sur case blanche a2 · Pion blanc sur case noire b2 · Pion blanc sur case blanche g2 · Pion blanc sur case noire h2 · Tour blanche sur case noire a1 · Fou blanc sur case noire c1 · Dame blanche sur case blanche d1 · Roi blanc sur case noire e1 · Tour blanche sur case blanche h1 | 5 |
| 4 | Tour noire sur case blanche a8 · Dame noire sur case noire d8 · Roi noir sur case blanche e8 · Tour noire sur case noire h8 · Pion noir sur case noire a7 · Pion noir sur case blanche b7 · Pion noir sur case noire c7 · Fou noir sur case noire e7 · Pion noir sur case noire g7 · Pion noir sur case blanche h7 · Cavalier noir sur case blanche c6 · Pion noir sur case blanche e6 · Pion noir sur case blanche d5 · Pion blanc sur case noire e5 · Cavalier noir sur case noire g5 · Pion blanc sur case noire d4 · Fou noir sur case blanche g4 · Pion blanc sur case noire c3 · Fou blanc sur case blanche d3 · Cavalier blanc sur case blanche f3 · Cavalier blanc sur case noire g3 · Pion blanc sur case blanche a2 · Pion blanc sur case noire b2 · Pion blanc sur case blanche g2 · Pion blanc sur case noire h2 · Tour blanche sur case noire a1 · Fou blanc sur case noire c1 · Dame blanche sur case blanche d1 · Roi blanc sur case noire e1 · Tour blanche sur case blanche h1 | Tour noire sur case blanche a8 · Dame noire sur case noire d8 · Roi noir sur case blanche e8 · Tour noire sur case noire h8 · Pion noir sur case noire a7 · Pion noir sur case blanche b7 · Pion noir sur case noire c7 · Fou noir sur case noire e7 · Pion noir sur case noire g7 · Pion noir sur case blanche h7 · Cavalier noir sur case blanche c6 · Pion noir sur case blanche e6 · Pion noir sur case blanche d5 · Pion blanc sur case noire e5 · Cavalier noir sur case noire g5 · Pion blanc sur case noire d4 · Fou noir sur case blanche g4 · Pion blanc sur case noire c3 · Fou blanc sur case blanche d3 · Cavalier blanc sur case blanche f3 · Cavalier blanc sur case noire g3 · Pion blanc sur case blanche a2 · Pion blanc sur case noire b2 · Pion blanc sur case blanche g2 · Pion blanc sur case noire h2 · Tour blanche sur case noire a1 · Fou blanc sur case noire c1 · Dame blanche sur case blanche d1 · Roi blanc sur case noire e1 · Tour blanche sur case blanche h1 | Tour noire sur case blanche a8 · Dame noire sur case noire d8 · Roi noir sur case blanche e8 · Tour noire sur case noire h8 · Pion noir sur case noire a7 · Pion noir sur case blanche b7 · Pion noir sur case noire c7 · Fou noir sur case noire e7 · Pion noir sur case noire g7 · Pion noir sur case blanche h7 · Cavalier noir sur case blanche c6 · Pion noir sur case blanche e6 · Pion noir sur case blanche d5 · Pion blanc sur case noire e5 · Cavalier noir sur case noire g5 · Pion blanc sur case noire d4 · Fou noir sur case blanche g4 · Pion blanc sur case noire c3 · Fou blanc sur case blanche d3 · Cavalier blanc sur case blanche f3 · Cavalier blanc sur case noire g3 · Pion blanc sur case blanche a2 · Pion blanc sur case noire b2 · Pion blanc sur case blanche g2 · Pion blanc sur case noire h2 · Tour blanche sur case noire a1 · Fou blanc sur case noire c1 · Dame blanche sur case blanche d1 · Roi blanc sur case noire e1 · Tour blanche sur case blanche h1 | Tour noire sur case blanche a8 · Dame noire sur case noire d8 · Roi noir sur case blanche e8 · Tour noire sur case noire h8 · Pion noir sur case noire a7 · Pion noir sur case blanche b7 · Pion noir sur case noire c7 · Fou noir sur case noire e7 · Pion noir sur case noire g7 · Pion noir sur case blanche h7 · Cavalier noir sur case blanche c6 · Pion noir sur case blanche e6 · Pion noir sur case blanche d5 · Pion blanc sur case noire e5 · Cavalier noir sur case noire g5 · Pion blanc sur case noire d4 · Fou noir sur case blanche g4 · Pion blanc sur case noire c3 · Fou blanc sur case blanche d3 · Cavalier blanc sur case blanche f3 · Cavalier blanc sur case noire g3 · Pion blanc sur case blanche a2 · Pion blanc sur case noire b2 · Pion blanc sur case blanche g2 · Pion blanc sur case noire h2 · Tour blanche sur case noire a1 · Fou blanc sur case noire c1 · Dame blanche sur case blanche d1 · Roi blanc sur case noire e1 · Tour blanche sur case blanche h1 | Tour noire sur case blanche a8 · Dame noire sur case noire d8 · Roi noir sur case blanche e8 · Tour noire sur case noire h8 · Pion noir sur case noire a7 · Pion noir sur case blanche b7 · Pion noir sur case noire c7 · Fou noir sur case noire e7 · Pion noir sur case noire g7 · Pion noir sur case blanche h7 · Cavalier noir sur case blanche c6 · Pion noir sur case blanche e6 · Pion noir sur case blanche d5 · Pion blanc sur case noire e5 · Cavalier noir sur case noire g5 · Pion blanc sur case noire d4 · Fou noir sur case blanche g4 · Pion blanc sur case noire c3 · Fou blanc sur case blanche d3 · Cavalier blanc sur case blanche f3 · Cavalier blanc sur case noire g3 · Pion blanc sur case blanche a2 · Pion blanc sur case noire b2 · Pion blanc sur case blanche g2 · Pion blanc sur case noire h2 · Tour blanche sur case noire a1 · Fou blanc sur case noire c1 · Dame blanche sur case blanche d1 · Roi blanc sur case noire e1 · Tour blanche sur case blanche h1 | Tour noire sur case blanche a8 · Dame noire sur case noire d8 · Roi noir sur case blanche e8 · Tour noire sur case noire h8 · Pion noir sur case noire a7 · Pion noir sur case blanche b7 · Pion noir sur case noire c7 · Fou noir sur case noire e7 · Pion noir sur case noire g7 · Pion noir sur case blanche h7 · Cavalier noir sur case blanche c6 · Pion noir sur case blanche e6 · Pion noir sur case blanche d5 · Pion blanc sur case noire e5 · Cavalier noir sur case noire g5 · Pion blanc sur case noire d4 · Fou noir sur case blanche g4 · Pion blanc sur case noire c3 · Fou blanc sur case blanche d3 · Cavalier blanc sur case blanche f3 · Cavalier blanc sur case noire g3 · Pion blanc sur case blanche a2 · Pion blanc sur case noire b2 · Pion blanc sur case blanche g2 · Pion blanc sur case noire h2 · Tour blanche sur case noire a1 · Fou blanc sur case noire c1 · Dame blanche sur case blanche d1 · Roi blanc sur case noire e1 · Tour blanche sur case blanche h1 | Tour noire sur case blanche a8 · Dame noire sur case noire d8 · Roi noir sur case blanche e8 · Tour noire sur case noire h8 · Pion noir sur case noire a7 · Pion noir sur case blanche b7 · Pion noir sur case noire c7 · Fou noir sur case noire e7 · Pion noir sur case noire g7 · Pion noir sur case blanche h7 · Cavalier noir sur case blanche c6 · Pion noir sur case blanche e6 · Pion noir sur case blanche d5 · Pion blanc sur case noire e5 · Cavalier noir sur case noire g5 · Pion blanc sur case noire d4 · Fou noir sur case blanche g4 · Pion blanc sur case noire c3 · Fou blanc sur case blanche d3 · Cavalier blanc sur case blanche f3 · Cavalier blanc sur case noire g3 · Pion blanc sur case blanche a2 · Pion blanc sur case noire b2 · Pion blanc sur case blanche g2 · Pion blanc sur case noire h2 · Tour blanche sur case noire a1 · Fou blanc sur case noire c1 · Dame blanche sur case blanche d1 · Roi blanc sur case noire e1 · Tour blanche sur case blanche h1 | Tour noire sur case blanche a8 · Dame noire sur case noire d8 · Roi noir sur case blanche e8 · Tour noire sur case noire h8 · Pion noir sur case noire a7 · Pion noir sur case blanche b7 · Pion noir sur case noire c7 · Fou noir sur case noire e7 · Pion noir sur case noire g7 · Pion noir sur case blanche h7 · Cavalier noir sur case blanche c6 · Pion noir sur case blanche e6 · Pion noir sur case blanche d5 · Pion blanc sur case noire e5 · Cavalier noir sur case noire g5 · Pion blanc sur case noire d4 · Fou noir sur case blanche g4 · Pion blanc sur case noire c3 · Fou blanc sur case blanche d3 · Cavalier blanc sur case blanche f3 · Cavalier blanc sur case noire g3 · Pion blanc sur case blanche a2 · Pion blanc sur case noire b2 · Pion blanc sur case blanche g2 · Pion blanc sur case noire h2 · Tour blanche sur case noire a1 · Fou blanc sur case noire c1 · Dame blanche sur case blanche d1 · Roi blanc sur case noire e1 · Tour blanche sur case blanche h1 | 4 |
| 3 | Tour noire sur case blanche a8 · Dame noire sur case noire d8 · Roi noir sur case blanche e8 · Tour noire sur case noire h8 · Pion noir sur case noire a7 · Pion noir sur case blanche b7 · Pion noir sur case noire c7 · Fou noir sur case noire e7 · Pion noir sur case noire g7 · Pion noir sur case blanche h7 · Cavalier noir sur case blanche c6 · Pion noir sur case blanche e6 · Pion noir sur case blanche d5 · Pion blanc sur case noire e5 · Cavalier noir sur case noire g5 · Pion blanc sur case noire d4 · Fou noir sur case blanche g4 · Pion blanc sur case noire c3 · Fou blanc sur case blanche d3 · Cavalier blanc sur case blanche f3 · Cavalier blanc sur case noire g3 · Pion blanc sur case blanche a2 · Pion blanc sur case noire b2 · Pion blanc sur case blanche g2 · Pion blanc sur case noire h2 · Tour blanche sur case noire a1 · Fou blanc sur case noire c1 · Dame blanche sur case blanche d1 · Roi blanc sur case noire e1 · Tour blanche sur case blanche h1 | Tour noire sur case blanche a8 · Dame noire sur case noire d8 · Roi noir sur case blanche e8 · Tour noire sur case noire h8 · Pion noir sur case noire a7 · Pion noir sur case blanche b7 · Pion noir sur case noire c7 · Fou noir sur case noire e7 · Pion noir sur case noire g7 · Pion noir sur case blanche h7 · Cavalier noir sur case blanche c6 · Pion noir sur case blanche e6 · Pion noir sur case blanche d5 · Pion blanc sur case noire e5 · Cavalier noir sur case noire g5 · Pion blanc sur case noire d4 · Fou noir sur case blanche g4 · Pion blanc sur case noire c3 · Fou blanc sur case blanche d3 · Cavalier blanc sur case blanche f3 · Cavalier blanc sur case noire g3 · Pion blanc sur case blanche a2 · Pion blanc sur case noire b2 · Pion blanc sur case blanche g2 · Pion blanc sur case noire h2 · Tour blanche sur case noire a1 · Fou blanc sur case noire c1 · Dame blanche sur case blanche d1 · Roi blanc sur case noire e1 · Tour blanche sur case blanche h1 | Tour noire sur case blanche a8 · Dame noire sur case noire d8 · Roi noir sur case blanche e8 · Tour noire sur case noire h8 · Pion noir sur case noire a7 · Pion noir sur case blanche b7 · Pion noir sur case noire c7 · Fou noir sur case noire e7 · Pion noir sur case noire g7 · Pion noir sur case blanche h7 · Cavalier noir sur case blanche c6 · Pion noir sur case blanche e6 · Pion noir sur case blanche d5 · Pion blanc sur case noire e5 · Cavalier noir sur case noire g5 · Pion blanc sur case noire d4 · Fou noir sur case blanche g4 · Pion blanc sur case noire c3 · Fou blanc sur case blanche d3 · Cavalier blanc sur case blanche f3 · Cavalier blanc sur case noire g3 · Pion blanc sur case blanche a2 · Pion blanc sur case noire b2 · Pion blanc sur case blanche g2 · Pion blanc sur case noire h2 · Tour blanche sur case noire a1 · Fou blanc sur case noire c1 · Dame blanche sur case blanche d1 · Roi blanc sur case noire e1 · Tour blanche sur case blanche h1 | Tour noire sur case blanche a8 · Dame noire sur case noire d8 · Roi noir sur case blanche e8 · Tour noire sur case noire h8 · Pion noir sur case noire a7 · Pion noir sur case blanche b7 · Pion noir sur case noire c7 · Fou noir sur case noire e7 · Pion noir sur case noire g7 · Pion noir sur case blanche h7 · Cavalier noir sur case blanche c6 · Pion noir sur case blanche e6 · Pion noir sur case blanche d5 · Pion blanc sur case noire e5 · Cavalier noir sur case noire g5 · Pion blanc sur case noire d4 · Fou noir sur case blanche g4 · Pion blanc sur case noire c3 · Fou blanc sur case blanche d3 · Cavalier blanc sur case blanche f3 · Cavalier blanc sur case noire g3 · Pion blanc sur case blanche a2 · Pion blanc sur case noire b2 · Pion blanc sur case blanche g2 · Pion blanc sur case noire h2 · Tour blanche sur case noire a1 · Fou blanc sur case noire c1 · Dame blanche sur case blanche d1 · Roi blanc sur case noire e1 · Tour blanche sur case blanche h1 | Tour noire sur case blanche a8 · Dame noire sur case noire d8 · Roi noir sur case blanche e8 · Tour noire sur case noire h8 · Pion noir sur case noire a7 · Pion noir sur case blanche b7 · Pion noir sur case noire c7 · Fou noir sur case noire e7 · Pion noir sur case noire g7 · Pion noir sur case blanche h7 · Cavalier noir sur case blanche c6 · Pion noir sur case blanche e6 · Pion noir sur case blanche d5 · Pion blanc sur case noire e5 · Cavalier noir sur case noire g5 · Pion blanc sur case noire d4 · Fou noir sur case blanche g4 · Pion blanc sur case noire c3 · Fou blanc sur case blanche d3 · Cavalier blanc sur case blanche f3 · Cavalier blanc sur case noire g3 · Pion blanc sur case blanche a2 · Pion blanc sur case noire b2 · Pion blanc sur case blanche g2 · Pion blanc sur case noire h2 · Tour blanche sur case noire a1 · Fou blanc sur case noire c1 · Dame blanche sur case blanche d1 · Roi blanc sur case noire e1 · Tour blanche sur case blanche h1 | Tour noire sur case blanche a8 · Dame noire sur case noire d8 · Roi noir sur case blanche e8 · Tour noire sur case noire h8 · Pion noir sur case noire a7 · Pion noir sur case blanche b7 · Pion noir sur case noire c7 · Fou noir sur case noire e7 · Pion noir sur case noire g7 · Pion noir sur case blanche h7 · Cavalier noir sur case blanche c6 · Pion noir sur case blanche e6 · Pion noir sur case blanche d5 · Pion blanc sur case noire e5 · Cavalier noir sur case noire g5 · Pion blanc sur case noire d4 · Fou noir sur case blanche g4 · Pion blanc sur case noire c3 · Fou blanc sur case blanche d3 · Cavalier blanc sur case blanche f3 · Cavalier blanc sur case noire g3 · Pion blanc sur case blanche a2 · Pion blanc sur case noire b2 · Pion blanc sur case blanche g2 · Pion blanc sur case noire h2 · Tour blanche sur case noire a1 · Fou blanc sur case noire c1 · Dame blanche sur case blanche d1 · Roi blanc sur case noire e1 · Tour blanche sur case blanche h1 | Tour noire sur case blanche a8 · Dame noire sur case noire d8 · Roi noir sur case blanche e8 · Tour noire sur case noire h8 · Pion noir sur case noire a7 · Pion noir sur case blanche b7 · Pion noir sur case noire c7 · Fou noir sur case noire e7 · Pion noir sur case noire g7 · Pion noir sur case blanche h7 · Cavalier noir sur case blanche c6 · Pion noir sur case blanche e6 · Pion noir sur case blanche d5 · Pion blanc sur case noire e5 · Cavalier noir sur case noire g5 · Pion blanc sur case noire d4 · Fou noir sur case blanche g4 · Pion blanc sur case noire c3 · Fou blanc sur case blanche d3 · Cavalier blanc sur case blanche f3 · Cavalier blanc sur case noire g3 · Pion blanc sur case blanche a2 · Pion blanc sur case noire b2 · Pion blanc sur case blanche g2 · Pion blanc sur case noire h2 · Tour blanche sur case noire a1 · Fou blanc sur case noire c1 · Dame blanche sur case blanche d1 · Roi blanc sur case noire e1 · Tour blanche sur case blanche h1 | Tour noire sur case blanche a8 · Dame noire sur case noire d8 · Roi noir sur case blanche e8 · Tour noire sur case noire h8 · Pion noir sur case noire a7 · Pion noir sur case blanche b7 · Pion noir sur case noire c7 · Fou noir sur case noire e7 · Pion noir sur case noire g7 · Pion noir sur case blanche h7 · Cavalier noir sur case blanche c6 · Pion noir sur case blanche e6 · Pion noir sur case blanche d5 · Pion blanc sur case noire e5 · Cavalier noir sur case noire g5 · Pion blanc sur case noire d4 · Fou noir sur case blanche g4 · Pion blanc sur case noire c3 · Fou blanc sur case blanche d3 · Cavalier blanc sur case blanche f3 · Cavalier blanc sur case noire g3 · Pion blanc sur case blanche a2 · Pion blanc sur case noire b2 · Pion blanc sur case blanche g2 · Pion blanc sur case noire h2 · Tour blanche sur case noire a1 · Fou blanc sur case noire c1 · Dame blanche sur case blanche d1 · Roi blanc sur case noire e1 · Tour blanche sur case blanche h1 | 3 |
| 2 | Tour noire sur case blanche a8 · Dame noire sur case noire d8 · Roi noir sur case blanche e8 · Tour noire sur case noire h8 · Pion noir sur case noire a7 · Pion noir sur case blanche b7 · Pion noir sur case noire c7 · Fou noir sur case noire e7 · Pion noir sur case noire g7 · Pion noir sur case blanche h7 · Cavalier noir sur case blanche c6 · Pion noir sur case blanche e6 · Pion noir sur case blanche d5 · Pion blanc sur case noire e5 · Cavalier noir sur case noire g5 · Pion blanc sur case noire d4 · Fou noir sur case blanche g4 · Pion blanc sur case noire c3 · Fou blanc sur case blanche d3 · Cavalier blanc sur case blanche f3 · Cavalier blanc sur case noire g3 · Pion blanc sur case blanche a2 · Pion blanc sur case noire b2 · Pion blanc sur case blanche g2 · Pion blanc sur case noire h2 · Tour blanche sur case noire a1 · Fou blanc sur case noire c1 · Dame blanche sur case blanche d1 · Roi blanc sur case noire e1 · Tour blanche sur case blanche h1 | Tour noire sur case blanche a8 · Dame noire sur case noire d8 · Roi noir sur case blanche e8 · Tour noire sur case noire h8 · Pion noir sur case noire a7 · Pion noir sur case blanche b7 · Pion noir sur case noire c7 · Fou noir sur case noire e7 · Pion noir sur case noire g7 · Pion noir sur case blanche h7 · Cavalier noir sur case blanche c6 · Pion noir sur case blanche e6 · Pion noir sur case blanche d5 · Pion blanc sur case noire e5 · Cavalier noir sur case noire g5 · Pion blanc sur case noire d4 · Fou noir sur case blanche g4 · Pion blanc sur case noire c3 · Fou blanc sur case blanche d3 · Cavalier blanc sur case blanche f3 · Cavalier blanc sur case noire g3 · Pion blanc sur case blanche a2 · Pion blanc sur case noire b2 · Pion blanc sur case blanche g2 · Pion blanc sur case noire h2 · Tour blanche sur case noire a1 · Fou blanc sur case noire c1 · Dame blanche sur case blanche d1 · Roi blanc sur case noire e1 · Tour blanche sur case blanche h1 | Tour noire sur case blanche a8 · Dame noire sur case noire d8 · Roi noir sur case blanche e8 · Tour noire sur case noire h8 · Pion noir sur case noire a7 · Pion noir sur case blanche b7 · Pion noir sur case noire c7 · Fou noir sur case noire e7 · Pion noir sur case noire g7 · Pion noir sur case blanche h7 · Cavalier noir sur case blanche c6 · Pion noir sur case blanche e6 · Pion noir sur case blanche d5 · Pion blanc sur case noire e5 · Cavalier noir sur case noire g5 · Pion blanc sur case noire d4 · Fou noir sur case blanche g4 · Pion blanc sur case noire c3 · Fou blanc sur case blanche d3 · Cavalier blanc sur case blanche f3 · Cavalier blanc sur case noire g3 · Pion blanc sur case blanche a2 · Pion blanc sur case noire b2 · Pion blanc sur case blanche g2 · Pion blanc sur case noire h2 · Tour blanche sur case noire a1 · Fou blanc sur case noire c1 · Dame blanche sur case blanche d1 · Roi blanc sur case noire e1 · Tour blanche sur case blanche h1 | Tour noire sur case blanche a8 · Dame noire sur case noire d8 · Roi noir sur case blanche e8 · Tour noire sur case noire h8 · Pion noir sur case noire a7 · Pion noir sur case blanche b7 · Pion noir sur case noire c7 · Fou noir sur case noire e7 · Pion noir sur case noire g7 · Pion noir sur case blanche h7 · Cavalier noir sur case blanche c6 · Pion noir sur case blanche e6 · Pion noir sur case blanche d5 · Pion blanc sur case noire e5 · Cavalier noir sur case noire g5 · Pion blanc sur case noire d4 · Fou noir sur case blanche g4 · Pion blanc sur case noire c3 · Fou blanc sur case blanche d3 · Cavalier blanc sur case blanche f3 · Cavalier blanc sur case noire g3 · Pion blanc sur case blanche a2 · Pion blanc sur case noire b2 · Pion blanc sur case blanche g2 · Pion blanc sur case noire h2 · Tour blanche sur case noire a1 · Fou blanc sur case noire c1 · Dame blanche sur case blanche d1 · Roi blanc sur case noire e1 · Tour blanche sur case blanche h1 | Tour noire sur case blanche a8 · Dame noire sur case noire d8 · Roi noir sur case blanche e8 · Tour noire sur case noire h8 · Pion noir sur case noire a7 · Pion noir sur case blanche b7 · Pion noir sur case noire c7 · Fou noir sur case noire e7 · Pion noir sur case noire g7 · Pion noir sur case blanche h7 · Cavalier noir sur case blanche c6 · Pion noir sur case blanche e6 · Pion noir sur case blanche d5 · Pion blanc sur case noire e5 · Cavalier noir sur case noire g5 · Pion blanc sur case noire d4 · Fou noir sur case blanche g4 · Pion blanc sur case noire c3 · Fou blanc sur case blanche d3 · Cavalier blanc sur case blanche f3 · Cavalier blanc sur case noire g3 · Pion blanc sur case blanche a2 · Pion blanc sur case noire b2 · Pion blanc sur case blanche g2 · Pion blanc sur case noire h2 · Tour blanche sur case noire a1 · Fou blanc sur case noire c1 · Dame blanche sur case blanche d1 · Roi blanc sur case noire e1 · Tour blanche sur case blanche h1 | Tour noire sur case blanche a8 · Dame noire sur case noire d8 · Roi noir sur case blanche e8 · Tour noire sur case noire h8 · Pion noir sur case noire a7 · Pion noir sur case blanche b7 · Pion noir sur case noire c7 · Fou noir sur case noire e7 · Pion noir sur case noire g7 · Pion noir sur case blanche h7 · Cavalier noir sur case blanche c6 · Pion noir sur case blanche e6 · Pion noir sur case blanche d5 · Pion blanc sur case noire e5 · Cavalier noir sur case noire g5 · Pion blanc sur case noire d4 · Fou noir sur case blanche g4 · Pion blanc sur case noire c3 · Fou blanc sur case blanche d3 · Cavalier blanc sur case blanche f3 · Cavalier blanc sur case noire g3 · Pion blanc sur case blanche a2 · Pion blanc sur case noire b2 · Pion blanc sur case blanche g2 · Pion blanc sur case noire h2 · Tour blanche sur case noire a1 · Fou blanc sur case noire c1 · Dame blanche sur case blanche d1 · Roi blanc sur case noire e1 · Tour blanche sur case blanche h1 | Tour noire sur case blanche a8 · Dame noire sur case noire d8 · Roi noir sur case blanche e8 · Tour noire sur case noire h8 · Pion noir sur case noire a7 · Pion noir sur case blanche b7 · Pion noir sur case noire c7 · Fou noir sur case noire e7 · Pion noir sur case noire g7 · Pion noir sur case blanche h7 · Cavalier noir sur case blanche c6 · Pion noir sur case blanche e6 · Pion noir sur case blanche d5 · Pion blanc sur case noire e5 · Cavalier noir sur case noire g5 · Pion blanc sur case noire d4 · Fou noir sur case blanche g4 · Pion blanc sur case noire c3 · Fou blanc sur case blanche d3 · Cavalier blanc sur case blanche f3 · Cavalier blanc sur case noire g3 · Pion blanc sur case blanche a2 · Pion blanc sur case noire b2 · Pion blanc sur case blanche g2 · Pion blanc sur case noire h2 · Tour blanche sur case noire a1 · Fou blanc sur case noire c1 · Dame blanche sur case blanche d1 · Roi blanc sur case noire e1 · Tour blanche sur case blanche h1 | Tour noire sur case blanche a8 · Dame noire sur case noire d8 · Roi noir sur case blanche e8 · Tour noire sur case noire h8 · Pion noir sur case noire a7 · Pion noir sur case blanche b7 · Pion noir sur case noire c7 · Fou noir sur case noire e7 · Pion noir sur case noire g7 · Pion noir sur case blanche h7 · Cavalier noir sur case blanche c6 · Pion noir sur case blanche e6 · Pion noir sur case blanche d5 · Pion blanc sur case noire e5 · Cavalier noir sur case noire g5 · Pion blanc sur case noire d4 · Fou noir sur case blanche g4 · Pion blanc sur case noire c3 · Fou blanc sur case blanche d3 · Cavalier blanc sur case blanche f3 · Cavalier blanc sur case noire g3 · Pion blanc sur case blanche a2 · Pion blanc sur case noire b2 · Pion blanc sur case blanche g2 · Pion blanc sur case noire h2 · Tour blanche sur case noire a1 · Fou blanc sur case noire c1 · Dame blanche sur case blanche d1 · Roi blanc sur case noire e1 · Tour blanche sur case blanche h1 | 2 |
| 1 | Tour noire sur case blanche a8 · Dame noire sur case noire d8 · Roi noir sur case blanche e8 · Tour noire sur case noire h8 · Pion noir sur case noire a7 · Pion noir sur case blanche b7 · Pion noir sur case noire c7 · Fou noir sur case noire e7 · Pion noir sur case noire g7 · Pion noir sur case blanche h7 · Cavalier noir sur case blanche c6 · Pion noir sur case blanche e6 · Pion noir sur case blanche d5 · Pion blanc sur case noire e5 · Cavalier noir sur case noire g5 · Pion blanc sur case noire d4 · Fou noir sur case blanche g4 · Pion blanc sur case noire c3 · Fou blanc sur case blanche d3 · Cavalier blanc sur case blanche f3 · Cavalier blanc sur case noire g3 · Pion blanc sur case blanche a2 · Pion blanc sur case noire b2 · Pion blanc sur case blanche g2 · Pion blanc sur case noire h2 · Tour blanche sur case noire a1 · Fou blanc sur case noire c1 · Dame blanche sur case blanche d1 · Roi blanc sur case noire e1 · Tour blanche sur case blanche h1 | Tour noire sur case blanche a8 · Dame noire sur case noire d8 · Roi noir sur case blanche e8 · Tour noire sur case noire h8 · Pion noir sur case noire a7 · Pion noir sur case blanche b7 · Pion noir sur case noire c7 · Fou noir sur case noire e7 · Pion noir sur case noire g7 · Pion noir sur case blanche h7 · Cavalier noir sur case blanche c6 · Pion noir sur case blanche e6 · Pion noir sur case blanche d5 · Pion blanc sur case noire e5 · Cavalier noir sur case noire g5 · Pion blanc sur case noire d4 · Fou noir sur case blanche g4 · Pion blanc sur case noire c3 · Fou blanc sur case blanche d3 · Cavalier blanc sur case blanche f3 · Cavalier blanc sur case noire g3 · Pion blanc sur case blanche a2 · Pion blanc sur case noire b2 · Pion blanc sur case blanche g2 · Pion blanc sur case noire h2 · Tour blanche sur case noire a1 · Fou blanc sur case noire c1 · Dame blanche sur case blanche d1 · Roi blanc sur case noire e1 · Tour blanche sur case blanche h1 | Tour noire sur case blanche a8 · Dame noire sur case noire d8 · Roi noir sur case blanche e8 · Tour noire sur case noire h8 · Pion noir sur case noire a7 · Pion noir sur case blanche b7 · Pion noir sur case noire c7 · Fou noir sur case noire e7 · Pion noir sur case noire g7 · Pion noir sur case blanche h7 · Cavalier noir sur case blanche c6 · Pion noir sur case blanche e6 · Pion noir sur case blanche d5 · Pion blanc sur case noire e5 · Cavalier noir sur case noire g5 · Pion blanc sur case noire d4 · Fou noir sur case blanche g4 · Pion blanc sur case noire c3 · Fou blanc sur case blanche d3 · Cavalier blanc sur case blanche f3 · Cavalier blanc sur case noire g3 · Pion blanc sur case blanche a2 · Pion blanc sur case noire b2 · Pion blanc sur case blanche g2 · Pion blanc sur case noire h2 · Tour blanche sur case noire a1 · Fou blanc sur case noire c1 · Dame blanche sur case blanche d1 · Roi blanc sur case noire e1 · Tour blanche sur case blanche h1 | Tour noire sur case blanche a8 · Dame noire sur case noire d8 · Roi noir sur case blanche e8 · Tour noire sur case noire h8 · Pion noir sur case noire a7 · Pion noir sur case blanche b7 · Pion noir sur case noire c7 · Fou noir sur case noire e7 · Pion noir sur case noire g7 · Pion noir sur case blanche h7 · Cavalier noir sur case blanche c6 · Pion noir sur case blanche e6 · Pion noir sur case blanche d5 · Pion blanc sur case noire e5 · Cavalier noir sur case noire g5 · Pion blanc sur case noire d4 · Fou noir sur case blanche g4 · Pion blanc sur case noire c3 · Fou blanc sur case blanche d3 · Cavalier blanc sur case blanche f3 · Cavalier blanc sur case noire g3 · Pion blanc sur case blanche a2 · Pion blanc sur case noire b2 · Pion blanc sur case blanche g2 · Pion blanc sur case noire h2 · Tour blanche sur case noire a1 · Fou blanc sur case noire c1 · Dame blanche sur case blanche d1 · Roi blanc sur case noire e1 · Tour blanche sur case blanche h1 | Tour noire sur case blanche a8 · Dame noire sur case noire d8 · Roi noir sur case blanche e8 · Tour noire sur case noire h8 · Pion noir sur case noire a7 · Pion noir sur case blanche b7 · Pion noir sur case noire c7 · Fou noir sur case noire e7 · Pion noir sur case noire g7 · Pion noir sur case blanche h7 · Cavalier noir sur case blanche c6 · Pion noir sur case blanche e6 · Pion noir sur case blanche d5 · Pion blanc sur case noire e5 · Cavalier noir sur case noire g5 · Pion blanc sur case noire d4 · Fou noir sur case blanche g4 · Pion blanc sur case noire c3 · Fou blanc sur case blanche d3 · Cavalier blanc sur case blanche f3 · Cavalier blanc sur case noire g3 · Pion blanc sur case blanche a2 · Pion blanc sur case noire b2 · Pion blanc sur case blanche g2 · Pion blanc sur case noire h2 · Tour blanche sur case noire a1 · Fou blanc sur case noire c1 · Dame blanche sur case blanche d1 · Roi blanc sur case noire e1 · Tour blanche sur case blanche h1 | Tour noire sur case blanche a8 · Dame noire sur case noire d8 · Roi noir sur case blanche e8 · Tour noire sur case noire h8 · Pion noir sur case noire a7 · Pion noir sur case blanche b7 · Pion noir sur case noire c7 · Fou noir sur case noire e7 · Pion noir sur case noire g7 · Pion noir sur case blanche h7 · Cavalier noir sur case blanche c6 · Pion noir sur case blanche e6 · Pion noir sur case blanche d5 · Pion blanc sur case noire e5 · Cavalier noir sur case noire g5 · Pion blanc sur case noire d4 · Fou noir sur case blanche g4 · Pion blanc sur case noire c3 · Fou blanc sur case blanche d3 · Cavalier blanc sur case blanche f3 · Cavalier blanc sur case noire g3 · Pion blanc sur case blanche a2 · Pion blanc sur case noire b2 · Pion blanc sur case blanche g2 · Pion blanc sur case noire h2 · Tour blanche sur case noire a1 · Fou blanc sur case noire c1 · Dame blanche sur case blanche d1 · Roi blanc sur case noire e1 · Tour blanche sur case blanche h1 | Tour noire sur case blanche a8 · Dame noire sur case noire d8 · Roi noir sur case blanche e8 · Tour noire sur case noire h8 · Pion noir sur case noire a7 · Pion noir sur case blanche b7 · Pion noir sur case noire c7 · Fou noir sur case noire e7 · Pion noir sur case noire g7 · Pion noir sur case blanche h7 · Cavalier noir sur case blanche c6 · Pion noir sur case blanche e6 · Pion noir sur case blanche d5 · Pion blanc sur case noire e5 · Cavalier noir sur case noire g5 · Pion blanc sur case noire d4 · Fou noir sur case blanche g4 · Pion blanc sur case noire c3 · Fou blanc sur case blanche d3 · Cavalier blanc sur case blanche f3 · Cavalier blanc sur case noire g3 · Pion blanc sur case blanche a2 · Pion blanc sur case noire b2 · Pion blanc sur case blanche g2 · Pion blanc sur case noire h2 · Tour blanche sur case noire a1 · Fou blanc sur case noire c1 · Dame blanche sur case blanche d1 · Roi blanc sur case noire e1 · Tour blanche sur case blanche h1 | Tour noire sur case blanche a8 · Dame noire sur case noire d8 · Roi noir sur case blanche e8 · Tour noire sur case noire h8 · Pion noir sur case noire a7 · Pion noir sur case blanche b7 · Pion noir sur case noire c7 · Fou noir sur case noire e7 · Pion noir sur case noire g7 · Pion noir sur case blanche h7 · Cavalier noir sur case blanche c6 · Pion noir sur case blanche e6 · Pion noir sur case blanche d5 · Pion blanc sur case noire e5 · Cavalier noir sur case noire g5 · Pion blanc sur case noire d4 · Fou noir sur case blanche g4 · Pion blanc sur case noire c3 · Fou blanc sur case blanche d3 · Cavalier blanc sur case blanche f3 · Cavalier blanc sur case noire g3 · Pion blanc sur case blanche a2 · Pion blanc sur case noire b2 · Pion blanc sur case blanche g2 · Pion blanc sur case noire h2 · Tour blanche sur case noire a1 · Fou blanc sur case noire c1 · Dame blanche sur case blanche d1 · Roi blanc sur case noire e1 · Tour blanche sur case blanche h1 | 1 |
|   | a | b | c | d | e | f | g | h |   |

|   | a | b | c | d | e | f | g | h |   |
| 8 | Tour noire sur case blanche a8 · Fou noir sur case blanche c8 · Roi noir sur case blanche e8 · Fou noir sur case noire f8 · Tour noire sur case noire h8 · Pion noir sur case blanche b7 · Cavalier noir sur case blanche d7 · Pion noir sur case blanche f7 · Pion noir sur case noire g7 · Pion noir sur case blanche h7 · Pion noir sur case blanche a6 · Pion noir sur case noire d6 · Pion noir sur case blanche e6 · Cavalier noir sur case noire f6 · Fou blanc sur case noire g5 · Fou blanc sur case blanche h5 · Dame noire sur case blanche c4 · Cavalier blanc sur case noire d4 · Pion blanc sur case blanche e4 · Cavalier blanc sur case noire c3 · Pion blanc sur case blanche a2 · Pion blanc sur case noire b2 · Pion blanc sur case blanche c2 · Pion blanc sur case noire f2 · Pion blanc sur case blanche g2 · Pion blanc sur case noire h2 · Tour blanche sur case noire a1 · Dame blanche sur case blanche d1 · Tour blanche sur case blanche f1 · Roi blanc sur case noire g1 | Tour noire sur case blanche a8 · Fou noir sur case blanche c8 · Roi noir sur case blanche e8 · Fou noir sur case noire f8 · Tour noire sur case noire h8 · Pion noir sur case blanche b7 · Cavalier noir sur case blanche d7 · Pion noir sur case blanche f7 · Pion noir sur case noire g7 · Pion noir sur case blanche h7 · Pion noir sur case blanche a6 · Pion noir sur case noire d6 · Pion noir sur case blanche e6 · Cavalier noir sur case noire f6 · Fou blanc sur case noire g5 · Fou blanc sur case blanche h5 · Dame noire sur case blanche c4 · Cavalier blanc sur case noire d4 · Pion blanc sur case blanche e4 · Cavalier blanc sur case noire c3 · Pion blanc sur case blanche a2 · Pion blanc sur case noire b2 · Pion blanc sur case blanche c2 · Pion blanc sur case noire f2 · Pion blanc sur case blanche g2 · Pion blanc sur case noire h2 · Tour blanche sur case noire a1 · Dame blanche sur case blanche d1 · Tour blanche sur case blanche f1 · Roi blanc sur case noire g1 | Tour noire sur case blanche a8 · Fou noir sur case blanche c8 · Roi noir sur case blanche e8 · Fou noir sur case noire f8 · Tour noire sur case noire h8 · Pion noir sur case blanche b7 · Cavalier noir sur case blanche d7 · Pion noir sur case blanche f7 · Pion noir sur case noire g7 · Pion noir sur case blanche h7 · Pion noir sur case blanche a6 · Pion noir sur case noire d6 · Pion noir sur case blanche e6 · Cavalier noir sur case noire f6 · Fou blanc sur case noire g5 · Fou blanc sur case blanche h5 · Dame noire sur case blanche c4 · Cavalier blanc sur case noire d4 · Pion blanc sur case blanche e4 · Cavalier blanc sur case noire c3 · Pion blanc sur case blanche a2 · Pion blanc sur case noire b2 · Pion blanc sur case blanche c2 · Pion blanc sur case noire f2 · Pion blanc sur case blanche g2 · Pion blanc sur case noire h2 · Tour blanche sur case noire a1 · Dame blanche sur case blanche d1 · Tour blanche sur case blanche f1 · Roi blanc sur case noire g1 | Tour noire sur case blanche a8 · Fou noir sur case blanche c8 · Roi noir sur case blanche e8 · Fou noir sur case noire f8 · Tour noire sur case noire h8 · Pion noir sur case blanche b7 · Cavalier noir sur case blanche d7 · Pion noir sur case blanche f7 · Pion noir sur case noire g7 · Pion noir sur case blanche h7 · Pion noir sur case blanche a6 · Pion noir sur case noire d6 · Pion noir sur case blanche e6 · Cavalier noir sur case noire f6 · Fou blanc sur case noire g5 · Fou blanc sur case blanche h5 · Dame noire sur case blanche c4 · Cavalier blanc sur case noire d4 · Pion blanc sur case blanche e4 · Cavalier blanc sur case noire c3 · Pion blanc sur case blanche a2 · Pion blanc sur case noire b2 · Pion blanc sur case blanche c2 · Pion blanc sur case noire f2 · Pion blanc sur case blanche g2 · Pion blanc sur case noire h2 · Tour blanche sur case noire a1 · Dame blanche sur case blanche d1 · Tour blanche sur case blanche f1 · Roi blanc sur case noire g1 | Tour noire sur case blanche a8 · Fou noir sur case blanche c8 · Roi noir sur case blanche e8 · Fou noir sur case noire f8 · Tour noire sur case noire h8 · Pion noir sur case blanche b7 · Cavalier noir sur case blanche d7 · Pion noir sur case blanche f7 · Pion noir sur case noire g7 · Pion noir sur case blanche h7 · Pion noir sur case blanche a6 · Pion noir sur case noire d6 · Pion noir sur case blanche e6 · Cavalier noir sur case noire f6 · Fou blanc sur case noire g5 · Fou blanc sur case blanche h5 · Dame noire sur case blanche c4 · Cavalier blanc sur case noire d4 · Pion blanc sur case blanche e4 · Cavalier blanc sur case noire c3 · Pion blanc sur case blanche a2 · Pion blanc sur case noire b2 · Pion blanc sur case blanche c2 · Pion blanc sur case noire f2 · Pion blanc sur case blanche g2 · Pion blanc sur case noire h2 · Tour blanche sur case noire a1 · Dame blanche sur case blanche d1 · Tour blanche sur case blanche f1 · Roi blanc sur case noire g1 | Tour noire sur case blanche a8 · Fou noir sur case blanche c8 · Roi noir sur case blanche e8 · Fou noir sur case noire f8 · Tour noire sur case noire h8 · Pion noir sur case blanche b7 · Cavalier noir sur case blanche d7 · Pion noir sur case blanche f7 · Pion noir sur case noire g7 · Pion noir sur case blanche h7 · Pion noir sur case blanche a6 · Pion noir sur case noire d6 · Pion noir sur case blanche e6 · Cavalier noir sur case noire f6 · Fou blanc sur case noire g5 · Fou blanc sur case blanche h5 · Dame noire sur case blanche c4 · Cavalier blanc sur case noire d4 · Pion blanc sur case blanche e4 · Cavalier blanc sur case noire c3 · Pion blanc sur case blanche a2 · Pion blanc sur case noire b2 · Pion blanc sur case blanche c2 · Pion blanc sur case noire f2 · Pion blanc sur case blanche g2 · Pion blanc sur case noire h2 · Tour blanche sur case noire a1 · Dame blanche sur case blanche d1 · Tour blanche sur case blanche f1 · Roi blanc sur case noire g1 | Tour noire sur case blanche a8 · Fou noir sur case blanche c8 · Roi noir sur case blanche e8 · Fou noir sur case noire f8 · Tour noire sur case noire h8 · Pion noir sur case blanche b7 · Cavalier noir sur case blanche d7 · Pion noir sur case blanche f7 · Pion noir sur case noire g7 · Pion noir sur case blanche h7 · Pion noir sur case blanche a6 · Pion noir sur case noire d6 · Pion noir sur case blanche e6 · Cavalier noir sur case noire f6 · Fou blanc sur case noire g5 · Fou blanc sur case blanche h5 · Dame noire sur case blanche c4 · Cavalier blanc sur case noire d4 · Pion blanc sur case blanche e4 · Cavalier blanc sur case noire c3 · Pion blanc sur case blanche a2 · Pion blanc sur case noire b2 · Pion blanc sur case blanche c2 · Pion blanc sur case noire f2 · Pion blanc sur case blanche g2 · Pion blanc sur case noire h2 · Tour blanche sur case noire a1 · Dame blanche sur case blanche d1 · Tour blanche sur case blanche f1 · Roi blanc sur case noire g1 | Tour noire sur case blanche a8 · Fou noir sur case blanche c8 · Roi noir sur case blanche e8 · Fou noir sur case noire f8 · Tour noire sur case noire h8 · Pion noir sur case blanche b7 · Cavalier noir sur case blanche d7 · Pion noir sur case blanche f7 · Pion noir sur case noire g7 · Pion noir sur case blanche h7 · Pion noir sur case blanche a6 · Pion noir sur case noire d6 · Pion noir sur case blanche e6 · Cavalier noir sur case noire f6 · Fou blanc sur case noire g5 · Fou blanc sur case blanche h5 · Dame noire sur case blanche c4 · Cavalier blanc sur case noire d4 · Pion blanc sur case blanche e4 · Cavalier blanc sur case noire c3 · Pion blanc sur case blanche a2 · Pion blanc sur case noire b2 · Pion blanc sur case blanche c2 · Pion blanc sur case noire f2 · Pion blanc sur case blanche g2 · Pion blanc sur case noire h2 · Tour blanche sur case noire a1 · Dame blanche sur case blanche d1 · Tour blanche sur case blanche f1 · Roi blanc sur case noire g1 | 8 |
| 7 | Tour noire sur case blanche a8 · Fou noir sur case blanche c8 · Roi noir sur case blanche e8 · Fou noir sur case noire f8 · Tour noire sur case noire h8 · Pion noir sur case blanche b7 · Cavalier noir sur case blanche d7 · Pion noir sur case blanche f7 · Pion noir sur case noire g7 · Pion noir sur case blanche h7 · Pion noir sur case blanche a6 · Pion noir sur case noire d6 · Pion noir sur case blanche e6 · Cavalier noir sur case noire f6 · Fou blanc sur case noire g5 · Fou blanc sur case blanche h5 · Dame noire sur case blanche c4 · Cavalier blanc sur case noire d4 · Pion blanc sur case blanche e4 · Cavalier blanc sur case noire c3 · Pion blanc sur case blanche a2 · Pion blanc sur case noire b2 · Pion blanc sur case blanche c2 · Pion blanc sur case noire f2 · Pion blanc sur case blanche g2 · Pion blanc sur case noire h2 · Tour blanche sur case noire a1 · Dame blanche sur case blanche d1 · Tour blanche sur case blanche f1 · Roi blanc sur case noire g1 | Tour noire sur case blanche a8 · Fou noir sur case blanche c8 · Roi noir sur case blanche e8 · Fou noir sur case noire f8 · Tour noire sur case noire h8 · Pion noir sur case blanche b7 · Cavalier noir sur case blanche d7 · Pion noir sur case blanche f7 · Pion noir sur case noire g7 · Pion noir sur case blanche h7 · Pion noir sur case blanche a6 · Pion noir sur case noire d6 · Pion noir sur case blanche e6 · Cavalier noir sur case noire f6 · Fou blanc sur case noire g5 · Fou blanc sur case blanche h5 · Dame noire sur case blanche c4 · Cavalier blanc sur case noire d4 · Pion blanc sur case blanche e4 · Cavalier blanc sur case noire c3 · Pion blanc sur case blanche a2 · Pion blanc sur case noire b2 · Pion blanc sur case blanche c2 · Pion blanc sur case noire f2 · Pion blanc sur case blanche g2 · Pion blanc sur case noire h2 · Tour blanche sur case noire a1 · Dame blanche sur case blanche d1 · Tour blanche sur case blanche f1 · Roi blanc sur case noire g1 | Tour noire sur case blanche a8 · Fou noir sur case blanche c8 · Roi noir sur case blanche e8 · Fou noir sur case noire f8 · Tour noire sur case noire h8 · Pion noir sur case blanche b7 · Cavalier noir sur case blanche d7 · Pion noir sur case blanche f7 · Pion noir sur case noire g7 · Pion noir sur case blanche h7 · Pion noir sur case blanche a6 · Pion noir sur case noire d6 · Pion noir sur case blanche e6 · Cavalier noir sur case noire f6 · Fou blanc sur case noire g5 · Fou blanc sur case blanche h5 · Dame noire sur case blanche c4 · Cavalier blanc sur case noire d4 · Pion blanc sur case blanche e4 · Cavalier blanc sur case noire c3 · Pion blanc sur case blanche a2 · Pion blanc sur case noire b2 · Pion blanc sur case blanche c2 · Pion blanc sur case noire f2 · Pion blanc sur case blanche g2 · Pion blanc sur case noire h2 · Tour blanche sur case noire a1 · Dame blanche sur case blanche d1 · Tour blanche sur case blanche f1 · Roi blanc sur case noire g1 | Tour noire sur case blanche a8 · Fou noir sur case blanche c8 · Roi noir sur case blanche e8 · Fou noir sur case noire f8 · Tour noire sur case noire h8 · Pion noir sur case blanche b7 · Cavalier noir sur case blanche d7 · Pion noir sur case blanche f7 · Pion noir sur case noire g7 · Pion noir sur case blanche h7 · Pion noir sur case blanche a6 · Pion noir sur case noire d6 · Pion noir sur case blanche e6 · Cavalier noir sur case noire f6 · Fou blanc sur case noire g5 · Fou blanc sur case blanche h5 · Dame noire sur case blanche c4 · Cavalier blanc sur case noire d4 · Pion blanc sur case blanche e4 · Cavalier blanc sur case noire c3 · Pion blanc sur case blanche a2 · Pion blanc sur case noire b2 · Pion blanc sur case blanche c2 · Pion blanc sur case noire f2 · Pion blanc sur case blanche g2 · Pion blanc sur case noire h2 · Tour blanche sur case noire a1 · Dame blanche sur case blanche d1 · Tour blanche sur case blanche f1 · Roi blanc sur case noire g1 | Tour noire sur case blanche a8 · Fou noir sur case blanche c8 · Roi noir sur case blanche e8 · Fou noir sur case noire f8 · Tour noire sur case noire h8 · Pion noir sur case blanche b7 · Cavalier noir sur case blanche d7 · Pion noir sur case blanche f7 · Pion noir sur case noire g7 · Pion noir sur case blanche h7 · Pion noir sur case blanche a6 · Pion noir sur case noire d6 · Pion noir sur case blanche e6 · Cavalier noir sur case noire f6 · Fou blanc sur case noire g5 · Fou blanc sur case blanche h5 · Dame noire sur case blanche c4 · Cavalier blanc sur case noire d4 · Pion blanc sur case blanche e4 · Cavalier blanc sur case noire c3 · Pion blanc sur case blanche a2 · Pion blanc sur case noire b2 · Pion blanc sur case blanche c2 · Pion blanc sur case noire f2 · Pion blanc sur case blanche g2 · Pion blanc sur case noire h2 · Tour blanche sur case noire a1 · Dame blanche sur case blanche d1 · Tour blanche sur case blanche f1 · Roi blanc sur case noire g1 | Tour noire sur case blanche a8 · Fou noir sur case blanche c8 · Roi noir sur case blanche e8 · Fou noir sur case noire f8 · Tour noire sur case noire h8 · Pion noir sur case blanche b7 · Cavalier noir sur case blanche d7 · Pion noir sur case blanche f7 · Pion noir sur case noire g7 · Pion noir sur case blanche h7 · Pion noir sur case blanche a6 · Pion noir sur case noire d6 · Pion noir sur case blanche e6 · Cavalier noir sur case noire f6 · Fou blanc sur case noire g5 · Fou blanc sur case blanche h5 · Dame noire sur case blanche c4 · Cavalier blanc sur case noire d4 · Pion blanc sur case blanche e4 · Cavalier blanc sur case noire c3 · Pion blanc sur case blanche a2 · Pion blanc sur case noire b2 · Pion blanc sur case blanche c2 · Pion blanc sur case noire f2 · Pion blanc sur case blanche g2 · Pion blanc sur case noire h2 · Tour blanche sur case noire a1 · Dame blanche sur case blanche d1 · Tour blanche sur case blanche f1 · Roi blanc sur case noire g1 | Tour noire sur case blanche a8 · Fou noir sur case blanche c8 · Roi noir sur case blanche e8 · Fou noir sur case noire f8 · Tour noire sur case noire h8 · Pion noir sur case blanche b7 · Cavalier noir sur case blanche d7 · Pion noir sur case blanche f7 · Pion noir sur case noire g7 · Pion noir sur case blanche h7 · Pion noir sur case blanche a6 · Pion noir sur case noire d6 · Pion noir sur case blanche e6 · Cavalier noir sur case noire f6 · Fou blanc sur case noire g5 · Fou blanc sur case blanche h5 · Dame noire sur case blanche c4 · Cavalier blanc sur case noire d4 · Pion blanc sur case blanche e4 · Cavalier blanc sur case noire c3 · Pion blanc sur case blanche a2 · Pion blanc sur case noire b2 · Pion blanc sur case blanche c2 · Pion blanc sur case noire f2 · Pion blanc sur case blanche g2 · Pion blanc sur case noire h2 · Tour blanche sur case noire a1 · Dame blanche sur case blanche d1 · Tour blanche sur case blanche f1 · Roi blanc sur case noire g1 | Tour noire sur case blanche a8 · Fou noir sur case blanche c8 · Roi noir sur case blanche e8 · Fou noir sur case noire f8 · Tour noire sur case noire h8 · Pion noir sur case blanche b7 · Cavalier noir sur case blanche d7 · Pion noir sur case blanche f7 · Pion noir sur case noire g7 · Pion noir sur case blanche h7 · Pion noir sur case blanche a6 · Pion noir sur case noire d6 · Pion noir sur case blanche e6 · Cavalier noir sur case noire f6 · Fou blanc sur case noire g5 · Fou blanc sur case blanche h5 · Dame noire sur case blanche c4 · Cavalier blanc sur case noire d4 · Pion blanc sur case blanche e4 · Cavalier blanc sur case noire c3 · Pion blanc sur case blanche a2 · Pion blanc sur case noire b2 · Pion blanc sur case blanche c2 · Pion blanc sur case noire f2 · Pion blanc sur case blanche g2 · Pion blanc sur case noire h2 · Tour blanche sur case noire a1 · Dame blanche sur case blanche d1 · Tour blanche sur case blanche f1 · Roi blanc sur case noire g1 | 7 |
| 6 | Tour noire sur case blanche a8 · Fou noir sur case blanche c8 · Roi noir sur case blanche e8 · Fou noir sur case noire f8 · Tour noire sur case noire h8 · Pion noir sur case blanche b7 · Cavalier noir sur case blanche d7 · Pion noir sur case blanche f7 · Pion noir sur case noire g7 · Pion noir sur case blanche h7 · Pion noir sur case blanche a6 · Pion noir sur case noire d6 · Pion noir sur case blanche e6 · Cavalier noir sur case noire f6 · Fou blanc sur case noire g5 · Fou blanc sur case blanche h5 · Dame noire sur case blanche c4 · Cavalier blanc sur case noire d4 · Pion blanc sur case blanche e4 · Cavalier blanc sur case noire c3 · Pion blanc sur case blanche a2 · Pion blanc sur case noire b2 · Pion blanc sur case blanche c2 · Pion blanc sur case noire f2 · Pion blanc sur case blanche g2 · Pion blanc sur case noire h2 · Tour blanche sur case noire a1 · Dame blanche sur case blanche d1 · Tour blanche sur case blanche f1 · Roi blanc sur case noire g1 | Tour noire sur case blanche a8 · Fou noir sur case blanche c8 · Roi noir sur case blanche e8 · Fou noir sur case noire f8 · Tour noire sur case noire h8 · Pion noir sur case blanche b7 · Cavalier noir sur case blanche d7 · Pion noir sur case blanche f7 · Pion noir sur case noire g7 · Pion noir sur case blanche h7 · Pion noir sur case blanche a6 · Pion noir sur case noire d6 · Pion noir sur case blanche e6 · Cavalier noir sur case noire f6 · Fou blanc sur case noire g5 · Fou blanc sur case blanche h5 · Dame noire sur case blanche c4 · Cavalier blanc sur case noire d4 · Pion blanc sur case blanche e4 · Cavalier blanc sur case noire c3 · Pion blanc sur case blanche a2 · Pion blanc sur case noire b2 · Pion blanc sur case blanche c2 · Pion blanc sur case noire f2 · Pion blanc sur case blanche g2 · Pion blanc sur case noire h2 · Tour blanche sur case noire a1 · Dame blanche sur case blanche d1 · Tour blanche sur case blanche f1 · Roi blanc sur case noire g1 | Tour noire sur case blanche a8 · Fou noir sur case blanche c8 · Roi noir sur case blanche e8 · Fou noir sur case noire f8 · Tour noire sur case noire h8 · Pion noir sur case blanche b7 · Cavalier noir sur case blanche d7 · Pion noir sur case blanche f7 · Pion noir sur case noire g7 · Pion noir sur case blanche h7 · Pion noir sur case blanche a6 · Pion noir sur case noire d6 · Pion noir sur case blanche e6 · Cavalier noir sur case noire f6 · Fou blanc sur case noire g5 · Fou blanc sur case blanche h5 · Dame noire sur case blanche c4 · Cavalier blanc sur case noire d4 · Pion blanc sur case blanche e4 · Cavalier blanc sur case noire c3 · Pion blanc sur case blanche a2 · Pion blanc sur case noire b2 · Pion blanc sur case blanche c2 · Pion blanc sur case noire f2 · Pion blanc sur case blanche g2 · Pion blanc sur case noire h2 · Tour blanche sur case noire a1 · Dame blanche sur case blanche d1 · Tour blanche sur case blanche f1 · Roi blanc sur case noire g1 | Tour noire sur case blanche a8 · Fou noir sur case blanche c8 · Roi noir sur case blanche e8 · Fou noir sur case noire f8 · Tour noire sur case noire h8 · Pion noir sur case blanche b7 · Cavalier noir sur case blanche d7 · Pion noir sur case blanche f7 · Pion noir sur case noire g7 · Pion noir sur case blanche h7 · Pion noir sur case blanche a6 · Pion noir sur case noire d6 · Pion noir sur case blanche e6 · Cavalier noir sur case noire f6 · Fou blanc sur case noire g5 · Fou blanc sur case blanche h5 · Dame noire sur case blanche c4 · Cavalier blanc sur case noire d4 · Pion blanc sur case blanche e4 · Cavalier blanc sur case noire c3 · Pion blanc sur case blanche a2 · Pion blanc sur case noire b2 · Pion blanc sur case blanche c2 · Pion blanc sur case noire f2 · Pion blanc sur case blanche g2 · Pion blanc sur case noire h2 · Tour blanche sur case noire a1 · Dame blanche sur case blanche d1 · Tour blanche sur case blanche f1 · Roi blanc sur case noire g1 | Tour noire sur case blanche a8 · Fou noir sur case blanche c8 · Roi noir sur case blanche e8 · Fou noir sur case noire f8 · Tour noire sur case noire h8 · Pion noir sur case blanche b7 · Cavalier noir sur case blanche d7 · Pion noir sur case blanche f7 · Pion noir sur case noire g7 · Pion noir sur case blanche h7 · Pion noir sur case blanche a6 · Pion noir sur case noire d6 · Pion noir sur case blanche e6 · Cavalier noir sur case noire f6 · Fou blanc sur case noire g5 · Fou blanc sur case blanche h5 · Dame noire sur case blanche c4 · Cavalier blanc sur case noire d4 · Pion blanc sur case blanche e4 · Cavalier blanc sur case noire c3 · Pion blanc sur case blanche a2 · Pion blanc sur case noire b2 · Pion blanc sur case blanche c2 · Pion blanc sur case noire f2 · Pion blanc sur case blanche g2 · Pion blanc sur case noire h2 · Tour blanche sur case noire a1 · Dame blanche sur case blanche d1 · Tour blanche sur case blanche f1 · Roi blanc sur case noire g1 | Tour noire sur case blanche a8 · Fou noir sur case blanche c8 · Roi noir sur case blanche e8 · Fou noir sur case noire f8 · Tour noire sur case noire h8 · Pion noir sur case blanche b7 · Cavalier noir sur case blanche d7 · Pion noir sur case blanche f7 · Pion noir sur case noire g7 · Pion noir sur case blanche h7 · Pion noir sur case blanche a6 · Pion noir sur case noire d6 · Pion noir sur case blanche e6 · Cavalier noir sur case noire f6 · Fou blanc sur case noire g5 · Fou blanc sur case blanche h5 · Dame noire sur case blanche c4 · Cavalier blanc sur case noire d4 · Pion blanc sur case blanche e4 · Cavalier blanc sur case noire c3 · Pion blanc sur case blanche a2 · Pion blanc sur case noire b2 · Pion blanc sur case blanche c2 · Pion blanc sur case noire f2 · Pion blanc sur case blanche g2 · Pion blanc sur case noire h2 · Tour blanche sur case noire a1 · Dame blanche sur case blanche d1 · Tour blanche sur case blanche f1 · Roi blanc sur case noire g1 | Tour noire sur case blanche a8 · Fou noir sur case blanche c8 · Roi noir sur case blanche e8 · Fou noir sur case noire f8 · Tour noire sur case noire h8 · Pion noir sur case blanche b7 · Cavalier noir sur case blanche d7 · Pion noir sur case blanche f7 · Pion noir sur case noire g7 · Pion noir sur case blanche h7 · Pion noir sur case blanche a6 · Pion noir sur case noire d6 · Pion noir sur case blanche e6 · Cavalier noir sur case noire f6 · Fou blanc sur case noire g5 · Fou blanc sur case blanche h5 · Dame noire sur case blanche c4 · Cavalier blanc sur case noire d4 · Pion blanc sur case blanche e4 · Cavalier blanc sur case noire c3 · Pion blanc sur case blanche a2 · Pion blanc sur case noire b2 · Pion blanc sur case blanche c2 · Pion blanc sur case noire f2 · Pion blanc sur case blanche g2 · Pion blanc sur case noire h2 · Tour blanche sur case noire a1 · Dame blanche sur case blanche d1 · Tour blanche sur case blanche f1 · Roi blanc sur case noire g1 | Tour noire sur case blanche a8 · Fou noir sur case blanche c8 · Roi noir sur case blanche e8 · Fou noir sur case noire f8 · Tour noire sur case noire h8 · Pion noir sur case blanche b7 · Cavalier noir sur case blanche d7 · Pion noir sur case blanche f7 · Pion noir sur case noire g7 · Pion noir sur case blanche h7 · Pion noir sur case blanche a6 · Pion noir sur case noire d6 · Pion noir sur case blanche e6 · Cavalier noir sur case noire f6 · Fou blanc sur case noire g5 · Fou blanc sur case blanche h5 · Dame noire sur case blanche c4 · Cavalier blanc sur case noire d4 · Pion blanc sur case blanche e4 · Cavalier blanc sur case noire c3 · Pion blanc sur case blanche a2 · Pion blanc sur case noire b2 · Pion blanc sur case blanche c2 · Pion blanc sur case noire f2 · Pion blanc sur case blanche g2 · Pion blanc sur case noire h2 · Tour blanche sur case noire a1 · Dame blanche sur case blanche d1 · Tour blanche sur case blanche f1 · Roi blanc sur case noire g1 | 6 |
| 5 | Tour noire sur case blanche a8 · Fou noir sur case blanche c8 · Roi noir sur case blanche e8 · Fou noir sur case noire f8 · Tour noire sur case noire h8 · Pion noir sur case blanche b7 · Cavalier noir sur case blanche d7 · Pion noir sur case blanche f7 · Pion noir sur case noire g7 · Pion noir sur case blanche h7 · Pion noir sur case blanche a6 · Pion noir sur case noire d6 · Pion noir sur case blanche e6 · Cavalier noir sur case noire f6 · Fou blanc sur case noire g5 · Fou blanc sur case blanche h5 · Dame noire sur case blanche c4 · Cavalier blanc sur case noire d4 · Pion blanc sur case blanche e4 · Cavalier blanc sur case noire c3 · Pion blanc sur case blanche a2 · Pion blanc sur case noire b2 · Pion blanc sur case blanche c2 · Pion blanc sur case noire f2 · Pion blanc sur case blanche g2 · Pion blanc sur case noire h2 · Tour blanche sur case noire a1 · Dame blanche sur case blanche d1 · Tour blanche sur case blanche f1 · Roi blanc sur case noire g1 | Tour noire sur case blanche a8 · Fou noir sur case blanche c8 · Roi noir sur case blanche e8 · Fou noir sur case noire f8 · Tour noire sur case noire h8 · Pion noir sur case blanche b7 · Cavalier noir sur case blanche d7 · Pion noir sur case blanche f7 · Pion noir sur case noire g7 · Pion noir sur case blanche h7 · Pion noir sur case blanche a6 · Pion noir sur case noire d6 · Pion noir sur case blanche e6 · Cavalier noir sur case noire f6 · Fou blanc sur case noire g5 · Fou blanc sur case blanche h5 · Dame noire sur case blanche c4 · Cavalier blanc sur case noire d4 · Pion blanc sur case blanche e4 · Cavalier blanc sur case noire c3 · Pion blanc sur case blanche a2 · Pion blanc sur case noire b2 · Pion blanc sur case blanche c2 · Pion blanc sur case noire f2 · Pion blanc sur case blanche g2 · Pion blanc sur case noire h2 · Tour blanche sur case noire a1 · Dame blanche sur case blanche d1 · Tour blanche sur case blanche f1 · Roi blanc sur case noire g1 | Tour noire sur case blanche a8 · Fou noir sur case blanche c8 · Roi noir sur case blanche e8 · Fou noir sur case noire f8 · Tour noire sur case noire h8 · Pion noir sur case blanche b7 · Cavalier noir sur case blanche d7 · Pion noir sur case blanche f7 · Pion noir sur case noire g7 · Pion noir sur case blanche h7 · Pion noir sur case blanche a6 · Pion noir sur case noire d6 · Pion noir sur case blanche e6 · Cavalier noir sur case noire f6 · Fou blanc sur case noire g5 · Fou blanc sur case blanche h5 · Dame noire sur case blanche c4 · Cavalier blanc sur case noire d4 · Pion blanc sur case blanche e4 · Cavalier blanc sur case noire c3 · Pion blanc sur case blanche a2 · Pion blanc sur case noire b2 · Pion blanc sur case blanche c2 · Pion blanc sur case noire f2 · Pion blanc sur case blanche g2 · Pion blanc sur case noire h2 · Tour blanche sur case noire a1 · Dame blanche sur case blanche d1 · Tour blanche sur case blanche f1 · Roi blanc sur case noire g1 | Tour noire sur case blanche a8 · Fou noir sur case blanche c8 · Roi noir sur case blanche e8 · Fou noir sur case noire f8 · Tour noire sur case noire h8 · Pion noir sur case blanche b7 · Cavalier noir sur case blanche d7 · Pion noir sur case blanche f7 · Pion noir sur case noire g7 · Pion noir sur case blanche h7 · Pion noir sur case blanche a6 · Pion noir sur case noire d6 · Pion noir sur case blanche e6 · Cavalier noir sur case noire f6 · Fou blanc sur case noire g5 · Fou blanc sur case blanche h5 · Dame noire sur case blanche c4 · Cavalier blanc sur case noire d4 · Pion blanc sur case blanche e4 · Cavalier blanc sur case noire c3 · Pion blanc sur case blanche a2 · Pion blanc sur case noire b2 · Pion blanc sur case blanche c2 · Pion blanc sur case noire f2 · Pion blanc sur case blanche g2 · Pion blanc sur case noire h2 · Tour blanche sur case noire a1 · Dame blanche sur case blanche d1 · Tour blanche sur case blanche f1 · Roi blanc sur case noire g1 | Tour noire sur case blanche a8 · Fou noir sur case blanche c8 · Roi noir sur case blanche e8 · Fou noir sur case noire f8 · Tour noire sur case noire h8 · Pion noir sur case blanche b7 · Cavalier noir sur case blanche d7 · Pion noir sur case blanche f7 · Pion noir sur case noire g7 · Pion noir sur case blanche h7 · Pion noir sur case blanche a6 · Pion noir sur case noire d6 · Pion noir sur case blanche e6 · Cavalier noir sur case noire f6 · Fou blanc sur case noire g5 · Fou blanc sur case blanche h5 · Dame noire sur case blanche c4 · Cavalier blanc sur case noire d4 · Pion blanc sur case blanche e4 · Cavalier blanc sur case noire c3 · Pion blanc sur case blanche a2 · Pion blanc sur case noire b2 · Pion blanc sur case blanche c2 · Pion blanc sur case noire f2 · Pion blanc sur case blanche g2 · Pion blanc sur case noire h2 · Tour blanche sur case noire a1 · Dame blanche sur case blanche d1 · Tour blanche sur case blanche f1 · Roi blanc sur case noire g1 | Tour noire sur case blanche a8 · Fou noir sur case blanche c8 · Roi noir sur case blanche e8 · Fou noir sur case noire f8 · Tour noire sur case noire h8 · Pion noir sur case blanche b7 · Cavalier noir sur case blanche d7 · Pion noir sur case blanche f7 · Pion noir sur case noire g7 · Pion noir sur case blanche h7 · Pion noir sur case blanche a6 · Pion noir sur case noire d6 · Pion noir sur case blanche e6 · Cavalier noir sur case noire f6 · Fou blanc sur case noire g5 · Fou blanc sur case blanche h5 · Dame noire sur case blanche c4 · Cavalier blanc sur case noire d4 · Pion blanc sur case blanche e4 · Cavalier blanc sur case noire c3 · Pion blanc sur case blanche a2 · Pion blanc sur case noire b2 · Pion blanc sur case blanche c2 · Pion blanc sur case noire f2 · Pion blanc sur case blanche g2 · Pion blanc sur case noire h2 · Tour blanche sur case noire a1 · Dame blanche sur case blanche d1 · Tour blanche sur case blanche f1 · Roi blanc sur case noire g1 | Tour noire sur case blanche a8 · Fou noir sur case blanche c8 · Roi noir sur case blanche e8 · Fou noir sur case noire f8 · Tour noire sur case noire h8 · Pion noir sur case blanche b7 · Cavalier noir sur case blanche d7 · Pion noir sur case blanche f7 · Pion noir sur case noire g7 · Pion noir sur case blanche h7 · Pion noir sur case blanche a6 · Pion noir sur case noire d6 · Pion noir sur case blanche e6 · Cavalier noir sur case noire f6 · Fou blanc sur case noire g5 · Fou blanc sur case blanche h5 · Dame noire sur case blanche c4 · Cavalier blanc sur case noire d4 · Pion blanc sur case blanche e4 · Cavalier blanc sur case noire c3 · Pion blanc sur case blanche a2 · Pion blanc sur case noire b2 · Pion blanc sur case blanche c2 · Pion blanc sur case noire f2 · Pion blanc sur case blanche g2 · Pion blanc sur case noire h2 · Tour blanche sur case noire a1 · Dame blanche sur case blanche d1 · Tour blanche sur case blanche f1 · Roi blanc sur case noire g1 | Tour noire sur case blanche a8 · Fou noir sur case blanche c8 · Roi noir sur case blanche e8 · Fou noir sur case noire f8 · Tour noire sur case noire h8 · Pion noir sur case blanche b7 · Cavalier noir sur case blanche d7 · Pion noir sur case blanche f7 · Pion noir sur case noire g7 · Pion noir sur case blanche h7 · Pion noir sur case blanche a6 · Pion noir sur case noire d6 · Pion noir sur case blanche e6 · Cavalier noir sur case noire f6 · Fou blanc sur case noire g5 · Fou blanc sur case blanche h5 · Dame noire sur case blanche c4 · Cavalier blanc sur case noire d4 · Pion blanc sur case blanche e4 · Cavalier blanc sur case noire c3 · Pion blanc sur case blanche a2 · Pion blanc sur case noire b2 · Pion blanc sur case blanche c2 · Pion blanc sur case noire f2 · Pion blanc sur case blanche g2 · Pion blanc sur case noire h2 · Tour blanche sur case noire a1 · Dame blanche sur case blanche d1 · Tour blanche sur case blanche f1 · Roi blanc sur case noire g1 | 5 |
| 4 | Tour noire sur case blanche a8 · Fou noir sur case blanche c8 · Roi noir sur case blanche e8 · Fou noir sur case noire f8 · Tour noire sur case noire h8 · Pion noir sur case blanche b7 · Cavalier noir sur case blanche d7 · Pion noir sur case blanche f7 · Pion noir sur case noire g7 · Pion noir sur case blanche h7 · Pion noir sur case blanche a6 · Pion noir sur case noire d6 · Pion noir sur case blanche e6 · Cavalier noir sur case noire f6 · Fou blanc sur case noire g5 · Fou blanc sur case blanche h5 · Dame noire sur case blanche c4 · Cavalier blanc sur case noire d4 · Pion blanc sur case blanche e4 · Cavalier blanc sur case noire c3 · Pion blanc sur case blanche a2 · Pion blanc sur case noire b2 · Pion blanc sur case blanche c2 · Pion blanc sur case noire f2 · Pion blanc sur case blanche g2 · Pion blanc sur case noire h2 · Tour blanche sur case noire a1 · Dame blanche sur case blanche d1 · Tour blanche sur case blanche f1 · Roi blanc sur case noire g1 | Tour noire sur case blanche a8 · Fou noir sur case blanche c8 · Roi noir sur case blanche e8 · Fou noir sur case noire f8 · Tour noire sur case noire h8 · Pion noir sur case blanche b7 · Cavalier noir sur case blanche d7 · Pion noir sur case blanche f7 · Pion noir sur case noire g7 · Pion noir sur case blanche h7 · Pion noir sur case blanche a6 · Pion noir sur case noire d6 · Pion noir sur case blanche e6 · Cavalier noir sur case noire f6 · Fou blanc sur case noire g5 · Fou blanc sur case blanche h5 · Dame noire sur case blanche c4 · Cavalier blanc sur case noire d4 · Pion blanc sur case blanche e4 · Cavalier blanc sur case noire c3 · Pion blanc sur case blanche a2 · Pion blanc sur case noire b2 · Pion blanc sur case blanche c2 · Pion blanc sur case noire f2 · Pion blanc sur case blanche g2 · Pion blanc sur case noire h2 · Tour blanche sur case noire a1 · Dame blanche sur case blanche d1 · Tour blanche sur case blanche f1 · Roi blanc sur case noire g1 | Tour noire sur case blanche a8 · Fou noir sur case blanche c8 · Roi noir sur case blanche e8 · Fou noir sur case noire f8 · Tour noire sur case noire h8 · Pion noir sur case blanche b7 · Cavalier noir sur case blanche d7 · Pion noir sur case blanche f7 · Pion noir sur case noire g7 · Pion noir sur case blanche h7 · Pion noir sur case blanche a6 · Pion noir sur case noire d6 · Pion noir sur case blanche e6 · Cavalier noir sur case noire f6 · Fou blanc sur case noire g5 · Fou blanc sur case blanche h5 · Dame noire sur case blanche c4 · Cavalier blanc sur case noire d4 · Pion blanc sur case blanche e4 · Cavalier blanc sur case noire c3 · Pion blanc sur case blanche a2 · Pion blanc sur case noire b2 · Pion blanc sur case blanche c2 · Pion blanc sur case noire f2 · Pion blanc sur case blanche g2 · Pion blanc sur case noire h2 · Tour blanche sur case noire a1 · Dame blanche sur case blanche d1 · Tour blanche sur case blanche f1 · Roi blanc sur case noire g1 | Tour noire sur case blanche a8 · Fou noir sur case blanche c8 · Roi noir sur case blanche e8 · Fou noir sur case noire f8 · Tour noire sur case noire h8 · Pion noir sur case blanche b7 · Cavalier noir sur case blanche d7 · Pion noir sur case blanche f7 · Pion noir sur case noire g7 · Pion noir sur case blanche h7 · Pion noir sur case blanche a6 · Pion noir sur case noire d6 · Pion noir sur case blanche e6 · Cavalier noir sur case noire f6 · Fou blanc sur case noire g5 · Fou blanc sur case blanche h5 · Dame noire sur case blanche c4 · Cavalier blanc sur case noire d4 · Pion blanc sur case blanche e4 · Cavalier blanc sur case noire c3 · Pion blanc sur case blanche a2 · Pion blanc sur case noire b2 · Pion blanc sur case blanche c2 · Pion blanc sur case noire f2 · Pion blanc sur case blanche g2 · Pion blanc sur case noire h2 · Tour blanche sur case noire a1 · Dame blanche sur case blanche d1 · Tour blanche sur case blanche f1 · Roi blanc sur case noire g1 | Tour noire sur case blanche a8 · Fou noir sur case blanche c8 · Roi noir sur case blanche e8 · Fou noir sur case noire f8 · Tour noire sur case noire h8 · Pion noir sur case blanche b7 · Cavalier noir sur case blanche d7 · Pion noir sur case blanche f7 · Pion noir sur case noire g7 · Pion noir sur case blanche h7 · Pion noir sur case blanche a6 · Pion noir sur case noire d6 · Pion noir sur case blanche e6 · Cavalier noir sur case noire f6 · Fou blanc sur case noire g5 · Fou blanc sur case blanche h5 · Dame noire sur case blanche c4 · Cavalier blanc sur case noire d4 · Pion blanc sur case blanche e4 · Cavalier blanc sur case noire c3 · Pion blanc sur case blanche a2 · Pion blanc sur case noire b2 · Pion blanc sur case blanche c2 · Pion blanc sur case noire f2 · Pion blanc sur case blanche g2 · Pion blanc sur case noire h2 · Tour blanche sur case noire a1 · Dame blanche sur case blanche d1 · Tour blanche sur case blanche f1 · Roi blanc sur case noire g1 | Tour noire sur case blanche a8 · Fou noir sur case blanche c8 · Roi noir sur case blanche e8 · Fou noir sur case noire f8 · Tour noire sur case noire h8 · Pion noir sur case blanche b7 · Cavalier noir sur case blanche d7 · Pion noir sur case blanche f7 · Pion noir sur case noire g7 · Pion noir sur case blanche h7 · Pion noir sur case blanche a6 · Pion noir sur case noire d6 · Pion noir sur case blanche e6 · Cavalier noir sur case noire f6 · Fou blanc sur case noire g5 · Fou blanc sur case blanche h5 · Dame noire sur case blanche c4 · Cavalier blanc sur case noire d4 · Pion blanc sur case blanche e4 · Cavalier blanc sur case noire c3 · Pion blanc sur case blanche a2 · Pion blanc sur case noire b2 · Pion blanc sur case blanche c2 · Pion blanc sur case noire f2 · Pion blanc sur case blanche g2 · Pion blanc sur case noire h2 · Tour blanche sur case noire a1 · Dame blanche sur case blanche d1 · Tour blanche sur case blanche f1 · Roi blanc sur case noire g1 | Tour noire sur case blanche a8 · Fou noir sur case blanche c8 · Roi noir sur case blanche e8 · Fou noir sur case noire f8 · Tour noire sur case noire h8 · Pion noir sur case blanche b7 · Cavalier noir sur case blanche d7 · Pion noir sur case blanche f7 · Pion noir sur case noire g7 · Pion noir sur case blanche h7 · Pion noir sur case blanche a6 · Pion noir sur case noire d6 · Pion noir sur case blanche e6 · Cavalier noir sur case noire f6 · Fou blanc sur case noire g5 · Fou blanc sur case blanche h5 · Dame noire sur case blanche c4 · Cavalier blanc sur case noire d4 · Pion blanc sur case blanche e4 · Cavalier blanc sur case noire c3 · Pion blanc sur case blanche a2 · Pion blanc sur case noire b2 · Pion blanc sur case blanche c2 · Pion blanc sur case noire f2 · Pion blanc sur case blanche g2 · Pion blanc sur case noire h2 · Tour blanche sur case noire a1 · Dame blanche sur case blanche d1 · Tour blanche sur case blanche f1 · Roi blanc sur case noire g1 | Tour noire sur case blanche a8 · Fou noir sur case blanche c8 · Roi noir sur case blanche e8 · Fou noir sur case noire f8 · Tour noire sur case noire h8 · Pion noir sur case blanche b7 · Cavalier noir sur case blanche d7 · Pion noir sur case blanche f7 · Pion noir sur case noire g7 · Pion noir sur case blanche h7 · Pion noir sur case blanche a6 · Pion noir sur case noire d6 · Pion noir sur case blanche e6 · Cavalier noir sur case noire f6 · Fou blanc sur case noire g5 · Fou blanc sur case blanche h5 · Dame noire sur case blanche c4 · Cavalier blanc sur case noire d4 · Pion blanc sur case blanche e4 · Cavalier blanc sur case noire c3 · Pion blanc sur case blanche a2 · Pion blanc sur case noire b2 · Pion blanc sur case blanche c2 · Pion blanc sur case noire f2 · Pion blanc sur case blanche g2 · Pion blanc sur case noire h2 · Tour blanche sur case noire a1 · Dame blanche sur case blanche d1 · Tour blanche sur case blanche f1 · Roi blanc sur case noire g1 | 4 |
| 3 | Tour noire sur case blanche a8 · Fou noir sur case blanche c8 · Roi noir sur case blanche e8 · Fou noir sur case noire f8 · Tour noire sur case noire h8 · Pion noir sur case blanche b7 · Cavalier noir sur case blanche d7 · Pion noir sur case blanche f7 · Pion noir sur case noire g7 · Pion noir sur case blanche h7 · Pion noir sur case blanche a6 · Pion noir sur case noire d6 · Pion noir sur case blanche e6 · Cavalier noir sur case noire f6 · Fou blanc sur case noire g5 · Fou blanc sur case blanche h5 · Dame noire sur case blanche c4 · Cavalier blanc sur case noire d4 · Pion blanc sur case blanche e4 · Cavalier blanc sur case noire c3 · Pion blanc sur case blanche a2 · Pion blanc sur case noire b2 · Pion blanc sur case blanche c2 · Pion blanc sur case noire f2 · Pion blanc sur case blanche g2 · Pion blanc sur case noire h2 · Tour blanche sur case noire a1 · Dame blanche sur case blanche d1 · Tour blanche sur case blanche f1 · Roi blanc sur case noire g1 | Tour noire sur case blanche a8 · Fou noir sur case blanche c8 · Roi noir sur case blanche e8 · Fou noir sur case noire f8 · Tour noire sur case noire h8 · Pion noir sur case blanche b7 · Cavalier noir sur case blanche d7 · Pion noir sur case blanche f7 · Pion noir sur case noire g7 · Pion noir sur case blanche h7 · Pion noir sur case blanche a6 · Pion noir sur case noire d6 · Pion noir sur case blanche e6 · Cavalier noir sur case noire f6 · Fou blanc sur case noire g5 · Fou blanc sur case blanche h5 · Dame noire sur case blanche c4 · Cavalier blanc sur case noire d4 · Pion blanc sur case blanche e4 · Cavalier blanc sur case noire c3 · Pion blanc sur case blanche a2 · Pion blanc sur case noire b2 · Pion blanc sur case blanche c2 · Pion blanc sur case noire f2 · Pion blanc sur case blanche g2 · Pion blanc sur case noire h2 · Tour blanche sur case noire a1 · Dame blanche sur case blanche d1 · Tour blanche sur case blanche f1 · Roi blanc sur case noire g1 | Tour noire sur case blanche a8 · Fou noir sur case blanche c8 · Roi noir sur case blanche e8 · Fou noir sur case noire f8 · Tour noire sur case noire h8 · Pion noir sur case blanche b7 · Cavalier noir sur case blanche d7 · Pion noir sur case blanche f7 · Pion noir sur case noire g7 · Pion noir sur case blanche h7 · Pion noir sur case blanche a6 · Pion noir sur case noire d6 · Pion noir sur case blanche e6 · Cavalier noir sur case noire f6 · Fou blanc sur case noire g5 · Fou blanc sur case blanche h5 · Dame noire sur case blanche c4 · Cavalier blanc sur case noire d4 · Pion blanc sur case blanche e4 · Cavalier blanc sur case noire c3 · Pion blanc sur case blanche a2 · Pion blanc sur case noire b2 · Pion blanc sur case blanche c2 · Pion blanc sur case noire f2 · Pion blanc sur case blanche g2 · Pion blanc sur case noire h2 · Tour blanche sur case noire a1 · Dame blanche sur case blanche d1 · Tour blanche sur case blanche f1 · Roi blanc sur case noire g1 | Tour noire sur case blanche a8 · Fou noir sur case blanche c8 · Roi noir sur case blanche e8 · Fou noir sur case noire f8 · Tour noire sur case noire h8 · Pion noir sur case blanche b7 · Cavalier noir sur case blanche d7 · Pion noir sur case blanche f7 · Pion noir sur case noire g7 · Pion noir sur case blanche h7 · Pion noir sur case blanche a6 · Pion noir sur case noire d6 · Pion noir sur case blanche e6 · Cavalier noir sur case noire f6 · Fou blanc sur case noire g5 · Fou blanc sur case blanche h5 · Dame noire sur case blanche c4 · Cavalier blanc sur case noire d4 · Pion blanc sur case blanche e4 · Cavalier blanc sur case noire c3 · Pion blanc sur case blanche a2 · Pion blanc sur case noire b2 · Pion blanc sur case blanche c2 · Pion blanc sur case noire f2 · Pion blanc sur case blanche g2 · Pion blanc sur case noire h2 · Tour blanche sur case noire a1 · Dame blanche sur case blanche d1 · Tour blanche sur case blanche f1 · Roi blanc sur case noire g1 | Tour noire sur case blanche a8 · Fou noir sur case blanche c8 · Roi noir sur case blanche e8 · Fou noir sur case noire f8 · Tour noire sur case noire h8 · Pion noir sur case blanche b7 · Cavalier noir sur case blanche d7 · Pion noir sur case blanche f7 · Pion noir sur case noire g7 · Pion noir sur case blanche h7 · Pion noir sur case blanche a6 · Pion noir sur case noire d6 · Pion noir sur case blanche e6 · Cavalier noir sur case noire f6 · Fou blanc sur case noire g5 · Fou blanc sur case blanche h5 · Dame noire sur case blanche c4 · Cavalier blanc sur case noire d4 · Pion blanc sur case blanche e4 · Cavalier blanc sur case noire c3 · Pion blanc sur case blanche a2 · Pion blanc sur case noire b2 · Pion blanc sur case blanche c2 · Pion blanc sur case noire f2 · Pion blanc sur case blanche g2 · Pion blanc sur case noire h2 · Tour blanche sur case noire a1 · Dame blanche sur case blanche d1 · Tour blanche sur case blanche f1 · Roi blanc sur case noire g1 | Tour noire sur case blanche a8 · Fou noir sur case blanche c8 · Roi noir sur case blanche e8 · Fou noir sur case noire f8 · Tour noire sur case noire h8 · Pion noir sur case blanche b7 · Cavalier noir sur case blanche d7 · Pion noir sur case blanche f7 · Pion noir sur case noire g7 · Pion noir sur case blanche h7 · Pion noir sur case blanche a6 · Pion noir sur case noire d6 · Pion noir sur case blanche e6 · Cavalier noir sur case noire f6 · Fou blanc sur case noire g5 · Fou blanc sur case blanche h5 · Dame noire sur case blanche c4 · Cavalier blanc sur case noire d4 · Pion blanc sur case blanche e4 · Cavalier blanc sur case noire c3 · Pion blanc sur case blanche a2 · Pion blanc sur case noire b2 · Pion blanc sur case blanche c2 · Pion blanc sur case noire f2 · Pion blanc sur case blanche g2 · Pion blanc sur case noire h2 · Tour blanche sur case noire a1 · Dame blanche sur case blanche d1 · Tour blanche sur case blanche f1 · Roi blanc sur case noire g1 | Tour noire sur case blanche a8 · Fou noir sur case blanche c8 · Roi noir sur case blanche e8 · Fou noir sur case noire f8 · Tour noire sur case noire h8 · Pion noir sur case blanche b7 · Cavalier noir sur case blanche d7 · Pion noir sur case blanche f7 · Pion noir sur case noire g7 · Pion noir sur case blanche h7 · Pion noir sur case blanche a6 · Pion noir sur case noire d6 · Pion noir sur case blanche e6 · Cavalier noir sur case noire f6 · Fou blanc sur case noire g5 · Fou blanc sur case blanche h5 · Dame noire sur case blanche c4 · Cavalier blanc sur case noire d4 · Pion blanc sur case blanche e4 · Cavalier blanc sur case noire c3 · Pion blanc sur case blanche a2 · Pion blanc sur case noire b2 · Pion blanc sur case blanche c2 · Pion blanc sur case noire f2 · Pion blanc sur case blanche g2 · Pion blanc sur case noire h2 · Tour blanche sur case noire a1 · Dame blanche sur case blanche d1 · Tour blanche sur case blanche f1 · Roi blanc sur case noire g1 | Tour noire sur case blanche a8 · Fou noir sur case blanche c8 · Roi noir sur case blanche e8 · Fou noir sur case noire f8 · Tour noire sur case noire h8 · Pion noir sur case blanche b7 · Cavalier noir sur case blanche d7 · Pion noir sur case blanche f7 · Pion noir sur case noire g7 · Pion noir sur case blanche h7 · Pion noir sur case blanche a6 · Pion noir sur case noire d6 · Pion noir sur case blanche e6 · Cavalier noir sur case noire f6 · Fou blanc sur case noire g5 · Fou blanc sur case blanche h5 · Dame noire sur case blanche c4 · Cavalier blanc sur case noire d4 · Pion blanc sur case blanche e4 · Cavalier blanc sur case noire c3 · Pion blanc sur case blanche a2 · Pion blanc sur case noire b2 · Pion blanc sur case blanche c2 · Pion blanc sur case noire f2 · Pion blanc sur case blanche g2 · Pion blanc sur case noire h2 · Tour blanche sur case noire a1 · Dame blanche sur case blanche d1 · Tour blanche sur case blanche f1 · Roi blanc sur case noire g1 | 3 |
| 2 | Tour noire sur case blanche a8 · Fou noir sur case blanche c8 · Roi noir sur case blanche e8 · Fou noir sur case noire f8 · Tour noire sur case noire h8 · Pion noir sur case blanche b7 · Cavalier noir sur case blanche d7 · Pion noir sur case blanche f7 · Pion noir sur case noire g7 · Pion noir sur case blanche h7 · Pion noir sur case blanche a6 · Pion noir sur case noire d6 · Pion noir sur case blanche e6 · Cavalier noir sur case noire f6 · Fou blanc sur case noire g5 · Fou blanc sur case blanche h5 · Dame noire sur case blanche c4 · Cavalier blanc sur case noire d4 · Pion blanc sur case blanche e4 · Cavalier blanc sur case noire c3 · Pion blanc sur case blanche a2 · Pion blanc sur case noire b2 · Pion blanc sur case blanche c2 · Pion blanc sur case noire f2 · Pion blanc sur case blanche g2 · Pion blanc sur case noire h2 · Tour blanche sur case noire a1 · Dame blanche sur case blanche d1 · Tour blanche sur case blanche f1 · Roi blanc sur case noire g1 | Tour noire sur case blanche a8 · Fou noir sur case blanche c8 · Roi noir sur case blanche e8 · Fou noir sur case noire f8 · Tour noire sur case noire h8 · Pion noir sur case blanche b7 · Cavalier noir sur case blanche d7 · Pion noir sur case blanche f7 · Pion noir sur case noire g7 · Pion noir sur case blanche h7 · Pion noir sur case blanche a6 · Pion noir sur case noire d6 · Pion noir sur case blanche e6 · Cavalier noir sur case noire f6 · Fou blanc sur case noire g5 · Fou blanc sur case blanche h5 · Dame noire sur case blanche c4 · Cavalier blanc sur case noire d4 · Pion blanc sur case blanche e4 · Cavalier blanc sur case noire c3 · Pion blanc sur case blanche a2 · Pion blanc sur case noire b2 · Pion blanc sur case blanche c2 · Pion blanc sur case noire f2 · Pion blanc sur case blanche g2 · Pion blanc sur case noire h2 · Tour blanche sur case noire a1 · Dame blanche sur case blanche d1 · Tour blanche sur case blanche f1 · Roi blanc sur case noire g1 | Tour noire sur case blanche a8 · Fou noir sur case blanche c8 · Roi noir sur case blanche e8 · Fou noir sur case noire f8 · Tour noire sur case noire h8 · Pion noir sur case blanche b7 · Cavalier noir sur case blanche d7 · Pion noir sur case blanche f7 · Pion noir sur case noire g7 · Pion noir sur case blanche h7 · Pion noir sur case blanche a6 · Pion noir sur case noire d6 · Pion noir sur case blanche e6 · Cavalier noir sur case noire f6 · Fou blanc sur case noire g5 · Fou blanc sur case blanche h5 · Dame noire sur case blanche c4 · Cavalier blanc sur case noire d4 · Pion blanc sur case blanche e4 · Cavalier blanc sur case noire c3 · Pion blanc sur case blanche a2 · Pion blanc sur case noire b2 · Pion blanc sur case blanche c2 · Pion blanc sur case noire f2 · Pion blanc sur case blanche g2 · Pion blanc sur case noire h2 · Tour blanche sur case noire a1 · Dame blanche sur case blanche d1 · Tour blanche sur case blanche f1 · Roi blanc sur case noire g1 | Tour noire sur case blanche a8 · Fou noir sur case blanche c8 · Roi noir sur case blanche e8 · Fou noir sur case noire f8 · Tour noire sur case noire h8 · Pion noir sur case blanche b7 · Cavalier noir sur case blanche d7 · Pion noir sur case blanche f7 · Pion noir sur case noire g7 · Pion noir sur case blanche h7 · Pion noir sur case blanche a6 · Pion noir sur case noire d6 · Pion noir sur case blanche e6 · Cavalier noir sur case noire f6 · Fou blanc sur case noire g5 · Fou blanc sur case blanche h5 · Dame noire sur case blanche c4 · Cavalier blanc sur case noire d4 · Pion blanc sur case blanche e4 · Cavalier blanc sur case noire c3 · Pion blanc sur case blanche a2 · Pion blanc sur case noire b2 · Pion blanc sur case blanche c2 · Pion blanc sur case noire f2 · Pion blanc sur case blanche g2 · Pion blanc sur case noire h2 · Tour blanche sur case noire a1 · Dame blanche sur case blanche d1 · Tour blanche sur case blanche f1 · Roi blanc sur case noire g1 | Tour noire sur case blanche a8 · Fou noir sur case blanche c8 · Roi noir sur case blanche e8 · Fou noir sur case noire f8 · Tour noire sur case noire h8 · Pion noir sur case blanche b7 · Cavalier noir sur case blanche d7 · Pion noir sur case blanche f7 · Pion noir sur case noire g7 · Pion noir sur case blanche h7 · Pion noir sur case blanche a6 · Pion noir sur case noire d6 · Pion noir sur case blanche e6 · Cavalier noir sur case noire f6 · Fou blanc sur case noire g5 · Fou blanc sur case blanche h5 · Dame noire sur case blanche c4 · Cavalier blanc sur case noire d4 · Pion blanc sur case blanche e4 · Cavalier blanc sur case noire c3 · Pion blanc sur case blanche a2 · Pion blanc sur case noire b2 · Pion blanc sur case blanche c2 · Pion blanc sur case noire f2 · Pion blanc sur case blanche g2 · Pion blanc sur case noire h2 · Tour blanche sur case noire a1 · Dame blanche sur case blanche d1 · Tour blanche sur case blanche f1 · Roi blanc sur case noire g1 | Tour noire sur case blanche a8 · Fou noir sur case blanche c8 · Roi noir sur case blanche e8 · Fou noir sur case noire f8 · Tour noire sur case noire h8 · Pion noir sur case blanche b7 · Cavalier noir sur case blanche d7 · Pion noir sur case blanche f7 · Pion noir sur case noire g7 · Pion noir sur case blanche h7 · Pion noir sur case blanche a6 · Pion noir sur case noire d6 · Pion noir sur case blanche e6 · Cavalier noir sur case noire f6 · Fou blanc sur case noire g5 · Fou blanc sur case blanche h5 · Dame noire sur case blanche c4 · Cavalier blanc sur case noire d4 · Pion blanc sur case blanche e4 · Cavalier blanc sur case noire c3 · Pion blanc sur case blanche a2 · Pion blanc sur case noire b2 · Pion blanc sur case blanche c2 · Pion blanc sur case noire f2 · Pion blanc sur case blanche g2 · Pion blanc sur case noire h2 · Tour blanche sur case noire a1 · Dame blanche sur case blanche d1 · Tour blanche sur case blanche f1 · Roi blanc sur case noire g1 | Tour noire sur case blanche a8 · Fou noir sur case blanche c8 · Roi noir sur case blanche e8 · Fou noir sur case noire f8 · Tour noire sur case noire h8 · Pion noir sur case blanche b7 · Cavalier noir sur case blanche d7 · Pion noir sur case blanche f7 · Pion noir sur case noire g7 · Pion noir sur case blanche h7 · Pion noir sur case blanche a6 · Pion noir sur case noire d6 · Pion noir sur case blanche e6 · Cavalier noir sur case noire f6 · Fou blanc sur case noire g5 · Fou blanc sur case blanche h5 · Dame noire sur case blanche c4 · Cavalier blanc sur case noire d4 · Pion blanc sur case blanche e4 · Cavalier blanc sur case noire c3 · Pion blanc sur case blanche a2 · Pion blanc sur case noire b2 · Pion blanc sur case blanche c2 · Pion blanc sur case noire f2 · Pion blanc sur case blanche g2 · Pion blanc sur case noire h2 · Tour blanche sur case noire a1 · Dame blanche sur case blanche d1 · Tour blanche sur case blanche f1 · Roi blanc sur case noire g1 | Tour noire sur case blanche a8 · Fou noir sur case blanche c8 · Roi noir sur case blanche e8 · Fou noir sur case noire f8 · Tour noire sur case noire h8 · Pion noir sur case blanche b7 · Cavalier noir sur case blanche d7 · Pion noir sur case blanche f7 · Pion noir sur case noire g7 · Pion noir sur case blanche h7 · Pion noir sur case blanche a6 · Pion noir sur case noire d6 · Pion noir sur case blanche e6 · Cavalier noir sur case noire f6 · Fou blanc sur case noire g5 · Fou blanc sur case blanche h5 · Dame noire sur case blanche c4 · Cavalier blanc sur case noire d4 · Pion blanc sur case blanche e4 · Cavalier blanc sur case noire c3 · Pion blanc sur case blanche a2 · Pion blanc sur case noire b2 · Pion blanc sur case blanche c2 · Pion blanc sur case noire f2 · Pion blanc sur case blanche g2 · Pion blanc sur case noire h2 · Tour blanche sur case noire a1 · Dame blanche sur case blanche d1 · Tour blanche sur case blanche f1 · Roi blanc sur case noire g1 | 2 |
| 1 | Tour noire sur case blanche a8 · Fou noir sur case blanche c8 · Roi noir sur case blanche e8 · Fou noir sur case noire f8 · Tour noire sur case noire h8 · Pion noir sur case blanche b7 · Cavalier noir sur case blanche d7 · Pion noir sur case blanche f7 · Pion noir sur case noire g7 · Pion noir sur case blanche h7 · Pion noir sur case blanche a6 · Pion noir sur case noire d6 · Pion noir sur case blanche e6 · Cavalier noir sur case noire f6 · Fou blanc sur case noire g5 · Fou blanc sur case blanche h5 · Dame noire sur case blanche c4 · Cavalier blanc sur case noire d4 · Pion blanc sur case blanche e4 · Cavalier blanc sur case noire c3 · Pion blanc sur case blanche a2 · Pion blanc sur case noire b2 · Pion blanc sur case blanche c2 · Pion blanc sur case noire f2 · Pion blanc sur case blanche g2 · Pion blanc sur case noire h2 · Tour blanche sur case noire a1 · Dame blanche sur case blanche d1 · Tour blanche sur case blanche f1 · Roi blanc sur case noire g1 | Tour noire sur case blanche a8 · Fou noir sur case blanche c8 · Roi noir sur case blanche e8 · Fou noir sur case noire f8 · Tour noire sur case noire h8 · Pion noir sur case blanche b7 · Cavalier noir sur case blanche d7 · Pion noir sur case blanche f7 · Pion noir sur case noire g7 · Pion noir sur case blanche h7 · Pion noir sur case blanche a6 · Pion noir sur case noire d6 · Pion noir sur case blanche e6 · Cavalier noir sur case noire f6 · Fou blanc sur case noire g5 · Fou blanc sur case blanche h5 · Dame noire sur case blanche c4 · Cavalier blanc sur case noire d4 · Pion blanc sur case blanche e4 · Cavalier blanc sur case noire c3 · Pion blanc sur case blanche a2 · Pion blanc sur case noire b2 · Pion blanc sur case blanche c2 · Pion blanc sur case noire f2 · Pion blanc sur case blanche g2 · Pion blanc sur case noire h2 · Tour blanche sur case noire a1 · Dame blanche sur case blanche d1 · Tour blanche sur case blanche f1 · Roi blanc sur case noire g1 | Tour noire sur case blanche a8 · Fou noir sur case blanche c8 · Roi noir sur case blanche e8 · Fou noir sur case noire f8 · Tour noire sur case noire h8 · Pion noir sur case blanche b7 · Cavalier noir sur case blanche d7 · Pion noir sur case blanche f7 · Pion noir sur case noire g7 · Pion noir sur case blanche h7 · Pion noir sur case blanche a6 · Pion noir sur case noire d6 · Pion noir sur case blanche e6 · Cavalier noir sur case noire f6 · Fou blanc sur case noire g5 · Fou blanc sur case blanche h5 · Dame noire sur case blanche c4 · Cavalier blanc sur case noire d4 · Pion blanc sur case blanche e4 · Cavalier blanc sur case noire c3 · Pion blanc sur case blanche a2 · Pion blanc sur case noire b2 · Pion blanc sur case blanche c2 · Pion blanc sur case noire f2 · Pion blanc sur case blanche g2 · Pion blanc sur case noire h2 · Tour blanche sur case noire a1 · Dame blanche sur case blanche d1 · Tour blanche sur case blanche f1 · Roi blanc sur case noire g1 | Tour noire sur case blanche a8 · Fou noir sur case blanche c8 · Roi noir sur case blanche e8 · Fou noir sur case noire f8 · Tour noire sur case noire h8 · Pion noir sur case blanche b7 · Cavalier noir sur case blanche d7 · Pion noir sur case blanche f7 · Pion noir sur case noire g7 · Pion noir sur case blanche h7 · Pion noir sur case blanche a6 · Pion noir sur case noire d6 · Pion noir sur case blanche e6 · Cavalier noir sur case noire f6 · Fou blanc sur case noire g5 · Fou blanc sur case blanche h5 · Dame noire sur case blanche c4 · Cavalier blanc sur case noire d4 · Pion blanc sur case blanche e4 · Cavalier blanc sur case noire c3 · Pion blanc sur case blanche a2 · Pion blanc sur case noire b2 · Pion blanc sur case blanche c2 · Pion blanc sur case noire f2 · Pion blanc sur case blanche g2 · Pion blanc sur case noire h2 · Tour blanche sur case noire a1 · Dame blanche sur case blanche d1 · Tour blanche sur case blanche f1 · Roi blanc sur case noire g1 | Tour noire sur case blanche a8 · Fou noir sur case blanche c8 · Roi noir sur case blanche e8 · Fou noir sur case noire f8 · Tour noire sur case noire h8 · Pion noir sur case blanche b7 · Cavalier noir sur case blanche d7 · Pion noir sur case blanche f7 · Pion noir sur case noire g7 · Pion noir sur case blanche h7 · Pion noir sur case blanche a6 · Pion noir sur case noire d6 · Pion noir sur case blanche e6 · Cavalier noir sur case noire f6 · Fou blanc sur case noire g5 · Fou blanc sur case blanche h5 · Dame noire sur case blanche c4 · Cavalier blanc sur case noire d4 · Pion blanc sur case blanche e4 · Cavalier blanc sur case noire c3 · Pion blanc sur case blanche a2 · Pion blanc sur case noire b2 · Pion blanc sur case blanche c2 · Pion blanc sur case noire f2 · Pion blanc sur case blanche g2 · Pion blanc sur case noire h2 · Tour blanche sur case noire a1 · Dame blanche sur case blanche d1 · Tour blanche sur case blanche f1 · Roi blanc sur case noire g1 | Tour noire sur case blanche a8 · Fou noir sur case blanche c8 · Roi noir sur case blanche e8 · Fou noir sur case noire f8 · Tour noire sur case noire h8 · Pion noir sur case blanche b7 · Cavalier noir sur case blanche d7 · Pion noir sur case blanche f7 · Pion noir sur case noire g7 · Pion noir sur case blanche h7 · Pion noir sur case blanche a6 · Pion noir sur case noire d6 · Pion noir sur case blanche e6 · Cavalier noir sur case noire f6 · Fou blanc sur case noire g5 · Fou blanc sur case blanche h5 · Dame noire sur case blanche c4 · Cavalier blanc sur case noire d4 · Pion blanc sur case blanche e4 · Cavalier blanc sur case noire c3 · Pion blanc sur case blanche a2 · Pion blanc sur case noire b2 · Pion blanc sur case blanche c2 · Pion blanc sur case noire f2 · Pion blanc sur case blanche g2 · Pion blanc sur case noire h2 · Tour blanche sur case noire a1 · Dame blanche sur case blanche d1 · Tour blanche sur case blanche f1 · Roi blanc sur case noire g1 | Tour noire sur case blanche a8 · Fou noir sur case blanche c8 · Roi noir sur case blanche e8 · Fou noir sur case noire f8 · Tour noire sur case noire h8 · Pion noir sur case blanche b7 · Cavalier noir sur case blanche d7 · Pion noir sur case blanche f7 · Pion noir sur case noire g7 · Pion noir sur case blanche h7 · Pion noir sur case blanche a6 · Pion noir sur case noire d6 · Pion noir sur case blanche e6 · Cavalier noir sur case noire f6 · Fou blanc sur case noire g5 · Fou blanc sur case blanche h5 · Dame noire sur case blanche c4 · Cavalier blanc sur case noire d4 · Pion blanc sur case blanche e4 · Cavalier blanc sur case noire c3 · Pion blanc sur case blanche a2 · Pion blanc sur case noire b2 · Pion blanc sur case blanche c2 · Pion blanc sur case noire f2 · Pion blanc sur case blanche g2 · Pion blanc sur case noire h2 · Tour blanche sur case noire a1 · Dame blanche sur case blanche d1 · Tour blanche sur case blanche f1 · Roi blanc sur case noire g1 | Tour noire sur case blanche a8 · Fou noir sur case blanche c8 · Roi noir sur case blanche e8 · Fou noir sur case noire f8 · Tour noire sur case noire h8 · Pion noir sur case blanche b7 · Cavalier noir sur case blanche d7 · Pion noir sur case blanche f7 · Pion noir sur case noire g7 · Pion noir sur case blanche h7 · Pion noir sur case blanche a6 · Pion noir sur case noire d6 · Pion noir sur case blanche e6 · Cavalier noir sur case noire f6 · Fou blanc sur case noire g5 · Fou blanc sur case blanche h5 · Dame noire sur case blanche c4 · Cavalier blanc sur case noire d4 · Pion blanc sur case blanche e4 · Cavalier blanc sur case noire c3 · Pion blanc sur case blanche a2 · Pion blanc sur case noire b2 · Pion blanc sur case blanche c2 · Pion blanc sur case noire f2 · Pion blanc sur case blanche g2 · Pion blanc sur case noire h2 · Tour blanche sur case noire a1 · Dame blanche sur case blanche d1 · Tour blanche sur case blanche f1 · Roi blanc sur case noire g1 | 1 |
|   | a | b | c | d | e | f | g | h |   |

|   | a | b | c | d | e | f | g | h |   |
| 8 | Tour noire sur case blanche a8 · Dame noire sur case noire d8 · Tour noire sur case blanche e8 · Fou noir sur case noire f8 · Roi noir sur case noire h8 · Pion noir sur case blanche b7 · Fou noir sur case blanche d7 · Pion noir sur case noire g7 · Pion noir sur case blanche a6 · Pion noir sur case noire d6 · Pion noir sur case blanche e6 · Cavalier noir sur case noire f6 · Pion noir sur case noire h6 · Cavalier blanc sur case noire d4 · Pion blanc sur case blanche e4 · Fou blanc sur case blanche b3 · Cavalier blanc sur case noire c3 · Pion blanc sur case blanche a2 · Pion blanc sur case noire b2 · Pion blanc sur case blanche c2 · Dame blanche sur case blanche g2 · Pion blanc sur case noire h2 · Roi blanc sur case blanche b1 · Tour blanche sur case blanche f1 · Tour blanche sur case noire g1 | Tour noire sur case blanche a8 · Dame noire sur case noire d8 · Tour noire sur case blanche e8 · Fou noir sur case noire f8 · Roi noir sur case noire h8 · Pion noir sur case blanche b7 · Fou noir sur case blanche d7 · Pion noir sur case noire g7 · Pion noir sur case blanche a6 · Pion noir sur case noire d6 · Pion noir sur case blanche e6 · Cavalier noir sur case noire f6 · Pion noir sur case noire h6 · Cavalier blanc sur case noire d4 · Pion blanc sur case blanche e4 · Fou blanc sur case blanche b3 · Cavalier blanc sur case noire c3 · Pion blanc sur case blanche a2 · Pion blanc sur case noire b2 · Pion blanc sur case blanche c2 · Dame blanche sur case blanche g2 · Pion blanc sur case noire h2 · Roi blanc sur case blanche b1 · Tour blanche sur case blanche f1 · Tour blanche sur case noire g1 | Tour noire sur case blanche a8 · Dame noire sur case noire d8 · Tour noire sur case blanche e8 · Fou noir sur case noire f8 · Roi noir sur case noire h8 · Pion noir sur case blanche b7 · Fou noir sur case blanche d7 · Pion noir sur case noire g7 · Pion noir sur case blanche a6 · Pion noir sur case noire d6 · Pion noir sur case blanche e6 · Cavalier noir sur case noire f6 · Pion noir sur case noire h6 · Cavalier blanc sur case noire d4 · Pion blanc sur case blanche e4 · Fou blanc sur case blanche b3 · Cavalier blanc sur case noire c3 · Pion blanc sur case blanche a2 · Pion blanc sur case noire b2 · Pion blanc sur case blanche c2 · Dame blanche sur case blanche g2 · Pion blanc sur case noire h2 · Roi blanc sur case blanche b1 · Tour blanche sur case blanche f1 · Tour blanche sur case noire g1 | Tour noire sur case blanche a8 · Dame noire sur case noire d8 · Tour noire sur case blanche e8 · Fou noir sur case noire f8 · Roi noir sur case noire h8 · Pion noir sur case blanche b7 · Fou noir sur case blanche d7 · Pion noir sur case noire g7 · Pion noir sur case blanche a6 · Pion noir sur case noire d6 · Pion noir sur case blanche e6 · Cavalier noir sur case noire f6 · Pion noir sur case noire h6 · Cavalier blanc sur case noire d4 · Pion blanc sur case blanche e4 · Fou blanc sur case blanche b3 · Cavalier blanc sur case noire c3 · Pion blanc sur case blanche a2 · Pion blanc sur case noire b2 · Pion blanc sur case blanche c2 · Dame blanche sur case blanche g2 · Pion blanc sur case noire h2 · Roi blanc sur case blanche b1 · Tour blanche sur case blanche f1 · Tour blanche sur case noire g1 | Tour noire sur case blanche a8 · Dame noire sur case noire d8 · Tour noire sur case blanche e8 · Fou noir sur case noire f8 · Roi noir sur case noire h8 · Pion noir sur case blanche b7 · Fou noir sur case blanche d7 · Pion noir sur case noire g7 · Pion noir sur case blanche a6 · Pion noir sur case noire d6 · Pion noir sur case blanche e6 · Cavalier noir sur case noire f6 · Pion noir sur case noire h6 · Cavalier blanc sur case noire d4 · Pion blanc sur case blanche e4 · Fou blanc sur case blanche b3 · Cavalier blanc sur case noire c3 · Pion blanc sur case blanche a2 · Pion blanc sur case noire b2 · Pion blanc sur case blanche c2 · Dame blanche sur case blanche g2 · Pion blanc sur case noire h2 · Roi blanc sur case blanche b1 · Tour blanche sur case blanche f1 · Tour blanche sur case noire g1 | Tour noire sur case blanche a8 · Dame noire sur case noire d8 · Tour noire sur case blanche e8 · Fou noir sur case noire f8 · Roi noir sur case noire h8 · Pion noir sur case blanche b7 · Fou noir sur case blanche d7 · Pion noir sur case noire g7 · Pion noir sur case blanche a6 · Pion noir sur case noire d6 · Pion noir sur case blanche e6 · Cavalier noir sur case noire f6 · Pion noir sur case noire h6 · Cavalier blanc sur case noire d4 · Pion blanc sur case blanche e4 · Fou blanc sur case blanche b3 · Cavalier blanc sur case noire c3 · Pion blanc sur case blanche a2 · Pion blanc sur case noire b2 · Pion blanc sur case blanche c2 · Dame blanche sur case blanche g2 · Pion blanc sur case noire h2 · Roi blanc sur case blanche b1 · Tour blanche sur case blanche f1 · Tour blanche sur case noire g1 | Tour noire sur case blanche a8 · Dame noire sur case noire d8 · Tour noire sur case blanche e8 · Fou noir sur case noire f8 · Roi noir sur case noire h8 · Pion noir sur case blanche b7 · Fou noir sur case blanche d7 · Pion noir sur case noire g7 · Pion noir sur case blanche a6 · Pion noir sur case noire d6 · Pion noir sur case blanche e6 · Cavalier noir sur case noire f6 · Pion noir sur case noire h6 · Cavalier blanc sur case noire d4 · Pion blanc sur case blanche e4 · Fou blanc sur case blanche b3 · Cavalier blanc sur case noire c3 · Pion blanc sur case blanche a2 · Pion blanc sur case noire b2 · Pion blanc sur case blanche c2 · Dame blanche sur case blanche g2 · Pion blanc sur case noire h2 · Roi blanc sur case blanche b1 · Tour blanche sur case blanche f1 · Tour blanche sur case noire g1 | Tour noire sur case blanche a8 · Dame noire sur case noire d8 · Tour noire sur case blanche e8 · Fou noir sur case noire f8 · Roi noir sur case noire h8 · Pion noir sur case blanche b7 · Fou noir sur case blanche d7 · Pion noir sur case noire g7 · Pion noir sur case blanche a6 · Pion noir sur case noire d6 · Pion noir sur case blanche e6 · Cavalier noir sur case noire f6 · Pion noir sur case noire h6 · Cavalier blanc sur case noire d4 · Pion blanc sur case blanche e4 · Fou blanc sur case blanche b3 · Cavalier blanc sur case noire c3 · Pion blanc sur case blanche a2 · Pion blanc sur case noire b2 · Pion blanc sur case blanche c2 · Dame blanche sur case blanche g2 · Pion blanc sur case noire h2 · Roi blanc sur case blanche b1 · Tour blanche sur case blanche f1 · Tour blanche sur case noire g1 | 8 |
| 7 | Tour noire sur case blanche a8 · Dame noire sur case noire d8 · Tour noire sur case blanche e8 · Fou noir sur case noire f8 · Roi noir sur case noire h8 · Pion noir sur case blanche b7 · Fou noir sur case blanche d7 · Pion noir sur case noire g7 · Pion noir sur case blanche a6 · Pion noir sur case noire d6 · Pion noir sur case blanche e6 · Cavalier noir sur case noire f6 · Pion noir sur case noire h6 · Cavalier blanc sur case noire d4 · Pion blanc sur case blanche e4 · Fou blanc sur case blanche b3 · Cavalier blanc sur case noire c3 · Pion blanc sur case blanche a2 · Pion blanc sur case noire b2 · Pion blanc sur case blanche c2 · Dame blanche sur case blanche g2 · Pion blanc sur case noire h2 · Roi blanc sur case blanche b1 · Tour blanche sur case blanche f1 · Tour blanche sur case noire g1 | Tour noire sur case blanche a8 · Dame noire sur case noire d8 · Tour noire sur case blanche e8 · Fou noir sur case noire f8 · Roi noir sur case noire h8 · Pion noir sur case blanche b7 · Fou noir sur case blanche d7 · Pion noir sur case noire g7 · Pion noir sur case blanche a6 · Pion noir sur case noire d6 · Pion noir sur case blanche e6 · Cavalier noir sur case noire f6 · Pion noir sur case noire h6 · Cavalier blanc sur case noire d4 · Pion blanc sur case blanche e4 · Fou blanc sur case blanche b3 · Cavalier blanc sur case noire c3 · Pion blanc sur case blanche a2 · Pion blanc sur case noire b2 · Pion blanc sur case blanche c2 · Dame blanche sur case blanche g2 · Pion blanc sur case noire h2 · Roi blanc sur case blanche b1 · Tour blanche sur case blanche f1 · Tour blanche sur case noire g1 | Tour noire sur case blanche a8 · Dame noire sur case noire d8 · Tour noire sur case blanche e8 · Fou noir sur case noire f8 · Roi noir sur case noire h8 · Pion noir sur case blanche b7 · Fou noir sur case blanche d7 · Pion noir sur case noire g7 · Pion noir sur case blanche a6 · Pion noir sur case noire d6 · Pion noir sur case blanche e6 · Cavalier noir sur case noire f6 · Pion noir sur case noire h6 · Cavalier blanc sur case noire d4 · Pion blanc sur case blanche e4 · Fou blanc sur case blanche b3 · Cavalier blanc sur case noire c3 · Pion blanc sur case blanche a2 · Pion blanc sur case noire b2 · Pion blanc sur case blanche c2 · Dame blanche sur case blanche g2 · Pion blanc sur case noire h2 · Roi blanc sur case blanche b1 · Tour blanche sur case blanche f1 · Tour blanche sur case noire g1 | Tour noire sur case blanche a8 · Dame noire sur case noire d8 · Tour noire sur case blanche e8 · Fou noir sur case noire f8 · Roi noir sur case noire h8 · Pion noir sur case blanche b7 · Fou noir sur case blanche d7 · Pion noir sur case noire g7 · Pion noir sur case blanche a6 · Pion noir sur case noire d6 · Pion noir sur case blanche e6 · Cavalier noir sur case noire f6 · Pion noir sur case noire h6 · Cavalier blanc sur case noire d4 · Pion blanc sur case blanche e4 · Fou blanc sur case blanche b3 · Cavalier blanc sur case noire c3 · Pion blanc sur case blanche a2 · Pion blanc sur case noire b2 · Pion blanc sur case blanche c2 · Dame blanche sur case blanche g2 · Pion blanc sur case noire h2 · Roi blanc sur case blanche b1 · Tour blanche sur case blanche f1 · Tour blanche sur case noire g1 | Tour noire sur case blanche a8 · Dame noire sur case noire d8 · Tour noire sur case blanche e8 · Fou noir sur case noire f8 · Roi noir sur case noire h8 · Pion noir sur case blanche b7 · Fou noir sur case blanche d7 · Pion noir sur case noire g7 · Pion noir sur case blanche a6 · Pion noir sur case noire d6 · Pion noir sur case blanche e6 · Cavalier noir sur case noire f6 · Pion noir sur case noire h6 · Cavalier blanc sur case noire d4 · Pion blanc sur case blanche e4 · Fou blanc sur case blanche b3 · Cavalier blanc sur case noire c3 · Pion blanc sur case blanche a2 · Pion blanc sur case noire b2 · Pion blanc sur case blanche c2 · Dame blanche sur case blanche g2 · Pion blanc sur case noire h2 · Roi blanc sur case blanche b1 · Tour blanche sur case blanche f1 · Tour blanche sur case noire g1 | Tour noire sur case blanche a8 · Dame noire sur case noire d8 · Tour noire sur case blanche e8 · Fou noir sur case noire f8 · Roi noir sur case noire h8 · Pion noir sur case blanche b7 · Fou noir sur case blanche d7 · Pion noir sur case noire g7 · Pion noir sur case blanche a6 · Pion noir sur case noire d6 · Pion noir sur case blanche e6 · Cavalier noir sur case noire f6 · Pion noir sur case noire h6 · Cavalier blanc sur case noire d4 · Pion blanc sur case blanche e4 · Fou blanc sur case blanche b3 · Cavalier blanc sur case noire c3 · Pion blanc sur case blanche a2 · Pion blanc sur case noire b2 · Pion blanc sur case blanche c2 · Dame blanche sur case blanche g2 · Pion blanc sur case noire h2 · Roi blanc sur case blanche b1 · Tour blanche sur case blanche f1 · Tour blanche sur case noire g1 | Tour noire sur case blanche a8 · Dame noire sur case noire d8 · Tour noire sur case blanche e8 · Fou noir sur case noire f8 · Roi noir sur case noire h8 · Pion noir sur case blanche b7 · Fou noir sur case blanche d7 · Pion noir sur case noire g7 · Pion noir sur case blanche a6 · Pion noir sur case noire d6 · Pion noir sur case blanche e6 · Cavalier noir sur case noire f6 · Pion noir sur case noire h6 · Cavalier blanc sur case noire d4 · Pion blanc sur case blanche e4 · Fou blanc sur case blanche b3 · Cavalier blanc sur case noire c3 · Pion blanc sur case blanche a2 · Pion blanc sur case noire b2 · Pion blanc sur case blanche c2 · Dame blanche sur case blanche g2 · Pion blanc sur case noire h2 · Roi blanc sur case blanche b1 · Tour blanche sur case blanche f1 · Tour blanche sur case noire g1 | Tour noire sur case blanche a8 · Dame noire sur case noire d8 · Tour noire sur case blanche e8 · Fou noir sur case noire f8 · Roi noir sur case noire h8 · Pion noir sur case blanche b7 · Fou noir sur case blanche d7 · Pion noir sur case noire g7 · Pion noir sur case blanche a6 · Pion noir sur case noire d6 · Pion noir sur case blanche e6 · Cavalier noir sur case noire f6 · Pion noir sur case noire h6 · Cavalier blanc sur case noire d4 · Pion blanc sur case blanche e4 · Fou blanc sur case blanche b3 · Cavalier blanc sur case noire c3 · Pion blanc sur case blanche a2 · Pion blanc sur case noire b2 · Pion blanc sur case blanche c2 · Dame blanche sur case blanche g2 · Pion blanc sur case noire h2 · Roi blanc sur case blanche b1 · Tour blanche sur case blanche f1 · Tour blanche sur case noire g1 | 7 |
| 6 | Tour noire sur case blanche a8 · Dame noire sur case noire d8 · Tour noire sur case blanche e8 · Fou noir sur case noire f8 · Roi noir sur case noire h8 · Pion noir sur case blanche b7 · Fou noir sur case blanche d7 · Pion noir sur case noire g7 · Pion noir sur case blanche a6 · Pion noir sur case noire d6 · Pion noir sur case blanche e6 · Cavalier noir sur case noire f6 · Pion noir sur case noire h6 · Cavalier blanc sur case noire d4 · Pion blanc sur case blanche e4 · Fou blanc sur case blanche b3 · Cavalier blanc sur case noire c3 · Pion blanc sur case blanche a2 · Pion blanc sur case noire b2 · Pion blanc sur case blanche c2 · Dame blanche sur case blanche g2 · Pion blanc sur case noire h2 · Roi blanc sur case blanche b1 · Tour blanche sur case blanche f1 · Tour blanche sur case noire g1 | Tour noire sur case blanche a8 · Dame noire sur case noire d8 · Tour noire sur case blanche e8 · Fou noir sur case noire f8 · Roi noir sur case noire h8 · Pion noir sur case blanche b7 · Fou noir sur case blanche d7 · Pion noir sur case noire g7 · Pion noir sur case blanche a6 · Pion noir sur case noire d6 · Pion noir sur case blanche e6 · Cavalier noir sur case noire f6 · Pion noir sur case noire h6 · Cavalier blanc sur case noire d4 · Pion blanc sur case blanche e4 · Fou blanc sur case blanche b3 · Cavalier blanc sur case noire c3 · Pion blanc sur case blanche a2 · Pion blanc sur case noire b2 · Pion blanc sur case blanche c2 · Dame blanche sur case blanche g2 · Pion blanc sur case noire h2 · Roi blanc sur case blanche b1 · Tour blanche sur case blanche f1 · Tour blanche sur case noire g1 | Tour noire sur case blanche a8 · Dame noire sur case noire d8 · Tour noire sur case blanche e8 · Fou noir sur case noire f8 · Roi noir sur case noire h8 · Pion noir sur case blanche b7 · Fou noir sur case blanche d7 · Pion noir sur case noire g7 · Pion noir sur case blanche a6 · Pion noir sur case noire d6 · Pion noir sur case blanche e6 · Cavalier noir sur case noire f6 · Pion noir sur case noire h6 · Cavalier blanc sur case noire d4 · Pion blanc sur case blanche e4 · Fou blanc sur case blanche b3 · Cavalier blanc sur case noire c3 · Pion blanc sur case blanche a2 · Pion blanc sur case noire b2 · Pion blanc sur case blanche c2 · Dame blanche sur case blanche g2 · Pion blanc sur case noire h2 · Roi blanc sur case blanche b1 · Tour blanche sur case blanche f1 · Tour blanche sur case noire g1 | Tour noire sur case blanche a8 · Dame noire sur case noire d8 · Tour noire sur case blanche e8 · Fou noir sur case noire f8 · Roi noir sur case noire h8 · Pion noir sur case blanche b7 · Fou noir sur case blanche d7 · Pion noir sur case noire g7 · Pion noir sur case blanche a6 · Pion noir sur case noire d6 · Pion noir sur case blanche e6 · Cavalier noir sur case noire f6 · Pion noir sur case noire h6 · Cavalier blanc sur case noire d4 · Pion blanc sur case blanche e4 · Fou blanc sur case blanche b3 · Cavalier blanc sur case noire c3 · Pion blanc sur case blanche a2 · Pion blanc sur case noire b2 · Pion blanc sur case blanche c2 · Dame blanche sur case blanche g2 · Pion blanc sur case noire h2 · Roi blanc sur case blanche b1 · Tour blanche sur case blanche f1 · Tour blanche sur case noire g1 | Tour noire sur case blanche a8 · Dame noire sur case noire d8 · Tour noire sur case blanche e8 · Fou noir sur case noire f8 · Roi noir sur case noire h8 · Pion noir sur case blanche b7 · Fou noir sur case blanche d7 · Pion noir sur case noire g7 · Pion noir sur case blanche a6 · Pion noir sur case noire d6 · Pion noir sur case blanche e6 · Cavalier noir sur case noire f6 · Pion noir sur case noire h6 · Cavalier blanc sur case noire d4 · Pion blanc sur case blanche e4 · Fou blanc sur case blanche b3 · Cavalier blanc sur case noire c3 · Pion blanc sur case blanche a2 · Pion blanc sur case noire b2 · Pion blanc sur case blanche c2 · Dame blanche sur case blanche g2 · Pion blanc sur case noire h2 · Roi blanc sur case blanche b1 · Tour blanche sur case blanche f1 · Tour blanche sur case noire g1 | Tour noire sur case blanche a8 · Dame noire sur case noire d8 · Tour noire sur case blanche e8 · Fou noir sur case noire f8 · Roi noir sur case noire h8 · Pion noir sur case blanche b7 · Fou noir sur case blanche d7 · Pion noir sur case noire g7 · Pion noir sur case blanche a6 · Pion noir sur case noire d6 · Pion noir sur case blanche e6 · Cavalier noir sur case noire f6 · Pion noir sur case noire h6 · Cavalier blanc sur case noire d4 · Pion blanc sur case blanche e4 · Fou blanc sur case blanche b3 · Cavalier blanc sur case noire c3 · Pion blanc sur case blanche a2 · Pion blanc sur case noire b2 · Pion blanc sur case blanche c2 · Dame blanche sur case blanche g2 · Pion blanc sur case noire h2 · Roi blanc sur case blanche b1 · Tour blanche sur case blanche f1 · Tour blanche sur case noire g1 | Tour noire sur case blanche a8 · Dame noire sur case noire d8 · Tour noire sur case blanche e8 · Fou noir sur case noire f8 · Roi noir sur case noire h8 · Pion noir sur case blanche b7 · Fou noir sur case blanche d7 · Pion noir sur case noire g7 · Pion noir sur case blanche a6 · Pion noir sur case noire d6 · Pion noir sur case blanche e6 · Cavalier noir sur case noire f6 · Pion noir sur case noire h6 · Cavalier blanc sur case noire d4 · Pion blanc sur case blanche e4 · Fou blanc sur case blanche b3 · Cavalier blanc sur case noire c3 · Pion blanc sur case blanche a2 · Pion blanc sur case noire b2 · Pion blanc sur case blanche c2 · Dame blanche sur case blanche g2 · Pion blanc sur case noire h2 · Roi blanc sur case blanche b1 · Tour blanche sur case blanche f1 · Tour blanche sur case noire g1 | Tour noire sur case blanche a8 · Dame noire sur case noire d8 · Tour noire sur case blanche e8 · Fou noir sur case noire f8 · Roi noir sur case noire h8 · Pion noir sur case blanche b7 · Fou noir sur case blanche d7 · Pion noir sur case noire g7 · Pion noir sur case blanche a6 · Pion noir sur case noire d6 · Pion noir sur case blanche e6 · Cavalier noir sur case noire f6 · Pion noir sur case noire h6 · Cavalier blanc sur case noire d4 · Pion blanc sur case blanche e4 · Fou blanc sur case blanche b3 · Cavalier blanc sur case noire c3 · Pion blanc sur case blanche a2 · Pion blanc sur case noire b2 · Pion blanc sur case blanche c2 · Dame blanche sur case blanche g2 · Pion blanc sur case noire h2 · Roi blanc sur case blanche b1 · Tour blanche sur case blanche f1 · Tour blanche sur case noire g1 | 6 |
| 5 | Tour noire sur case blanche a8 · Dame noire sur case noire d8 · Tour noire sur case blanche e8 · Fou noir sur case noire f8 · Roi noir sur case noire h8 · Pion noir sur case blanche b7 · Fou noir sur case blanche d7 · Pion noir sur case noire g7 · Pion noir sur case blanche a6 · Pion noir sur case noire d6 · Pion noir sur case blanche e6 · Cavalier noir sur case noire f6 · Pion noir sur case noire h6 · Cavalier blanc sur case noire d4 · Pion blanc sur case blanche e4 · Fou blanc sur case blanche b3 · Cavalier blanc sur case noire c3 · Pion blanc sur case blanche a2 · Pion blanc sur case noire b2 · Pion blanc sur case blanche c2 · Dame blanche sur case blanche g2 · Pion blanc sur case noire h2 · Roi blanc sur case blanche b1 · Tour blanche sur case blanche f1 · Tour blanche sur case noire g1 | Tour noire sur case blanche a8 · Dame noire sur case noire d8 · Tour noire sur case blanche e8 · Fou noir sur case noire f8 · Roi noir sur case noire h8 · Pion noir sur case blanche b7 · Fou noir sur case blanche d7 · Pion noir sur case noire g7 · Pion noir sur case blanche a6 · Pion noir sur case noire d6 · Pion noir sur case blanche e6 · Cavalier noir sur case noire f6 · Pion noir sur case noire h6 · Cavalier blanc sur case noire d4 · Pion blanc sur case blanche e4 · Fou blanc sur case blanche b3 · Cavalier blanc sur case noire c3 · Pion blanc sur case blanche a2 · Pion blanc sur case noire b2 · Pion blanc sur case blanche c2 · Dame blanche sur case blanche g2 · Pion blanc sur case noire h2 · Roi blanc sur case blanche b1 · Tour blanche sur case blanche f1 · Tour blanche sur case noire g1 | Tour noire sur case blanche a8 · Dame noire sur case noire d8 · Tour noire sur case blanche e8 · Fou noir sur case noire f8 · Roi noir sur case noire h8 · Pion noir sur case blanche b7 · Fou noir sur case blanche d7 · Pion noir sur case noire g7 · Pion noir sur case blanche a6 · Pion noir sur case noire d6 · Pion noir sur case blanche e6 · Cavalier noir sur case noire f6 · Pion noir sur case noire h6 · Cavalier blanc sur case noire d4 · Pion blanc sur case blanche e4 · Fou blanc sur case blanche b3 · Cavalier blanc sur case noire c3 · Pion blanc sur case blanche a2 · Pion blanc sur case noire b2 · Pion blanc sur case blanche c2 · Dame blanche sur case blanche g2 · Pion blanc sur case noire h2 · Roi blanc sur case blanche b1 · Tour blanche sur case blanche f1 · Tour blanche sur case noire g1 | Tour noire sur case blanche a8 · Dame noire sur case noire d8 · Tour noire sur case blanche e8 · Fou noir sur case noire f8 · Roi noir sur case noire h8 · Pion noir sur case blanche b7 · Fou noir sur case blanche d7 · Pion noir sur case noire g7 · Pion noir sur case blanche a6 · Pion noir sur case noire d6 · Pion noir sur case blanche e6 · Cavalier noir sur case noire f6 · Pion noir sur case noire h6 · Cavalier blanc sur case noire d4 · Pion blanc sur case blanche e4 · Fou blanc sur case blanche b3 · Cavalier blanc sur case noire c3 · Pion blanc sur case blanche a2 · Pion blanc sur case noire b2 · Pion blanc sur case blanche c2 · Dame blanche sur case blanche g2 · Pion blanc sur case noire h2 · Roi blanc sur case blanche b1 · Tour blanche sur case blanche f1 · Tour blanche sur case noire g1 | Tour noire sur case blanche a8 · Dame noire sur case noire d8 · Tour noire sur case blanche e8 · Fou noir sur case noire f8 · Roi noir sur case noire h8 · Pion noir sur case blanche b7 · Fou noir sur case blanche d7 · Pion noir sur case noire g7 · Pion noir sur case blanche a6 · Pion noir sur case noire d6 · Pion noir sur case blanche e6 · Cavalier noir sur case noire f6 · Pion noir sur case noire h6 · Cavalier blanc sur case noire d4 · Pion blanc sur case blanche e4 · Fou blanc sur case blanche b3 · Cavalier blanc sur case noire c3 · Pion blanc sur case blanche a2 · Pion blanc sur case noire b2 · Pion blanc sur case blanche c2 · Dame blanche sur case blanche g2 · Pion blanc sur case noire h2 · Roi blanc sur case blanche b1 · Tour blanche sur case blanche f1 · Tour blanche sur case noire g1 | Tour noire sur case blanche a8 · Dame noire sur case noire d8 · Tour noire sur case blanche e8 · Fou noir sur case noire f8 · Roi noir sur case noire h8 · Pion noir sur case blanche b7 · Fou noir sur case blanche d7 · Pion noir sur case noire g7 · Pion noir sur case blanche a6 · Pion noir sur case noire d6 · Pion noir sur case blanche e6 · Cavalier noir sur case noire f6 · Pion noir sur case noire h6 · Cavalier blanc sur case noire d4 · Pion blanc sur case blanche e4 · Fou blanc sur case blanche b3 · Cavalier blanc sur case noire c3 · Pion blanc sur case blanche a2 · Pion blanc sur case noire b2 · Pion blanc sur case blanche c2 · Dame blanche sur case blanche g2 · Pion blanc sur case noire h2 · Roi blanc sur case blanche b1 · Tour blanche sur case blanche f1 · Tour blanche sur case noire g1 | Tour noire sur case blanche a8 · Dame noire sur case noire d8 · Tour noire sur case blanche e8 · Fou noir sur case noire f8 · Roi noir sur case noire h8 · Pion noir sur case blanche b7 · Fou noir sur case blanche d7 · Pion noir sur case noire g7 · Pion noir sur case blanche a6 · Pion noir sur case noire d6 · Pion noir sur case blanche e6 · Cavalier noir sur case noire f6 · Pion noir sur case noire h6 · Cavalier blanc sur case noire d4 · Pion blanc sur case blanche e4 · Fou blanc sur case blanche b3 · Cavalier blanc sur case noire c3 · Pion blanc sur case blanche a2 · Pion blanc sur case noire b2 · Pion blanc sur case blanche c2 · Dame blanche sur case blanche g2 · Pion blanc sur case noire h2 · Roi blanc sur case blanche b1 · Tour blanche sur case blanche f1 · Tour blanche sur case noire g1 | Tour noire sur case blanche a8 · Dame noire sur case noire d8 · Tour noire sur case blanche e8 · Fou noir sur case noire f8 · Roi noir sur case noire h8 · Pion noir sur case blanche b7 · Fou noir sur case blanche d7 · Pion noir sur case noire g7 · Pion noir sur case blanche a6 · Pion noir sur case noire d6 · Pion noir sur case blanche e6 · Cavalier noir sur case noire f6 · Pion noir sur case noire h6 · Cavalier blanc sur case noire d4 · Pion blanc sur case blanche e4 · Fou blanc sur case blanche b3 · Cavalier blanc sur case noire c3 · Pion blanc sur case blanche a2 · Pion blanc sur case noire b2 · Pion blanc sur case blanche c2 · Dame blanche sur case blanche g2 · Pion blanc sur case noire h2 · Roi blanc sur case blanche b1 · Tour blanche sur case blanche f1 · Tour blanche sur case noire g1 | 5 |
| 4 | Tour noire sur case blanche a8 · Dame noire sur case noire d8 · Tour noire sur case blanche e8 · Fou noir sur case noire f8 · Roi noir sur case noire h8 · Pion noir sur case blanche b7 · Fou noir sur case blanche d7 · Pion noir sur case noire g7 · Pion noir sur case blanche a6 · Pion noir sur case noire d6 · Pion noir sur case blanche e6 · Cavalier noir sur case noire f6 · Pion noir sur case noire h6 · Cavalier blanc sur case noire d4 · Pion blanc sur case blanche e4 · Fou blanc sur case blanche b3 · Cavalier blanc sur case noire c3 · Pion blanc sur case blanche a2 · Pion blanc sur case noire b2 · Pion blanc sur case blanche c2 · Dame blanche sur case blanche g2 · Pion blanc sur case noire h2 · Roi blanc sur case blanche b1 · Tour blanche sur case blanche f1 · Tour blanche sur case noire g1 | Tour noire sur case blanche a8 · Dame noire sur case noire d8 · Tour noire sur case blanche e8 · Fou noir sur case noire f8 · Roi noir sur case noire h8 · Pion noir sur case blanche b7 · Fou noir sur case blanche d7 · Pion noir sur case noire g7 · Pion noir sur case blanche a6 · Pion noir sur case noire d6 · Pion noir sur case blanche e6 · Cavalier noir sur case noire f6 · Pion noir sur case noire h6 · Cavalier blanc sur case noire d4 · Pion blanc sur case blanche e4 · Fou blanc sur case blanche b3 · Cavalier blanc sur case noire c3 · Pion blanc sur case blanche a2 · Pion blanc sur case noire b2 · Pion blanc sur case blanche c2 · Dame blanche sur case blanche g2 · Pion blanc sur case noire h2 · Roi blanc sur case blanche b1 · Tour blanche sur case blanche f1 · Tour blanche sur case noire g1 | Tour noire sur case blanche a8 · Dame noire sur case noire d8 · Tour noire sur case blanche e8 · Fou noir sur case noire f8 · Roi noir sur case noire h8 · Pion noir sur case blanche b7 · Fou noir sur case blanche d7 · Pion noir sur case noire g7 · Pion noir sur case blanche a6 · Pion noir sur case noire d6 · Pion noir sur case blanche e6 · Cavalier noir sur case noire f6 · Pion noir sur case noire h6 · Cavalier blanc sur case noire d4 · Pion blanc sur case blanche e4 · Fou blanc sur case blanche b3 · Cavalier blanc sur case noire c3 · Pion blanc sur case blanche a2 · Pion blanc sur case noire b2 · Pion blanc sur case blanche c2 · Dame blanche sur case blanche g2 · Pion blanc sur case noire h2 · Roi blanc sur case blanche b1 · Tour blanche sur case blanche f1 · Tour blanche sur case noire g1 | Tour noire sur case blanche a8 · Dame noire sur case noire d8 · Tour noire sur case blanche e8 · Fou noir sur case noire f8 · Roi noir sur case noire h8 · Pion noir sur case blanche b7 · Fou noir sur case blanche d7 · Pion noir sur case noire g7 · Pion noir sur case blanche a6 · Pion noir sur case noire d6 · Pion noir sur case blanche e6 · Cavalier noir sur case noire f6 · Pion noir sur case noire h6 · Cavalier blanc sur case noire d4 · Pion blanc sur case blanche e4 · Fou blanc sur case blanche b3 · Cavalier blanc sur case noire c3 · Pion blanc sur case blanche a2 · Pion blanc sur case noire b2 · Pion blanc sur case blanche c2 · Dame blanche sur case blanche g2 · Pion blanc sur case noire h2 · Roi blanc sur case blanche b1 · Tour blanche sur case blanche f1 · Tour blanche sur case noire g1 | Tour noire sur case blanche a8 · Dame noire sur case noire d8 · Tour noire sur case blanche e8 · Fou noir sur case noire f8 · Roi noir sur case noire h8 · Pion noir sur case blanche b7 · Fou noir sur case blanche d7 · Pion noir sur case noire g7 · Pion noir sur case blanche a6 · Pion noir sur case noire d6 · Pion noir sur case blanche e6 · Cavalier noir sur case noire f6 · Pion noir sur case noire h6 · Cavalier blanc sur case noire d4 · Pion blanc sur case blanche e4 · Fou blanc sur case blanche b3 · Cavalier blanc sur case noire c3 · Pion blanc sur case blanche a2 · Pion blanc sur case noire b2 · Pion blanc sur case blanche c2 · Dame blanche sur case blanche g2 · Pion blanc sur case noire h2 · Roi blanc sur case blanche b1 · Tour blanche sur case blanche f1 · Tour blanche sur case noire g1 | Tour noire sur case blanche a8 · Dame noire sur case noire d8 · Tour noire sur case blanche e8 · Fou noir sur case noire f8 · Roi noir sur case noire h8 · Pion noir sur case blanche b7 · Fou noir sur case blanche d7 · Pion noir sur case noire g7 · Pion noir sur case blanche a6 · Pion noir sur case noire d6 · Pion noir sur case blanche e6 · Cavalier noir sur case noire f6 · Pion noir sur case noire h6 · Cavalier blanc sur case noire d4 · Pion blanc sur case blanche e4 · Fou blanc sur case blanche b3 · Cavalier blanc sur case noire c3 · Pion blanc sur case blanche a2 · Pion blanc sur case noire b2 · Pion blanc sur case blanche c2 · Dame blanche sur case blanche g2 · Pion blanc sur case noire h2 · Roi blanc sur case blanche b1 · Tour blanche sur case blanche f1 · Tour blanche sur case noire g1 | Tour noire sur case blanche a8 · Dame noire sur case noire d8 · Tour noire sur case blanche e8 · Fou noir sur case noire f8 · Roi noir sur case noire h8 · Pion noir sur case blanche b7 · Fou noir sur case blanche d7 · Pion noir sur case noire g7 · Pion noir sur case blanche a6 · Pion noir sur case noire d6 · Pion noir sur case blanche e6 · Cavalier noir sur case noire f6 · Pion noir sur case noire h6 · Cavalier blanc sur case noire d4 · Pion blanc sur case blanche e4 · Fou blanc sur case blanche b3 · Cavalier blanc sur case noire c3 · Pion blanc sur case blanche a2 · Pion blanc sur case noire b2 · Pion blanc sur case blanche c2 · Dame blanche sur case blanche g2 · Pion blanc sur case noire h2 · Roi blanc sur case blanche b1 · Tour blanche sur case blanche f1 · Tour blanche sur case noire g1 | Tour noire sur case blanche a8 · Dame noire sur case noire d8 · Tour noire sur case blanche e8 · Fou noir sur case noire f8 · Roi noir sur case noire h8 · Pion noir sur case blanche b7 · Fou noir sur case blanche d7 · Pion noir sur case noire g7 · Pion noir sur case blanche a6 · Pion noir sur case noire d6 · Pion noir sur case blanche e6 · Cavalier noir sur case noire f6 · Pion noir sur case noire h6 · Cavalier blanc sur case noire d4 · Pion blanc sur case blanche e4 · Fou blanc sur case blanche b3 · Cavalier blanc sur case noire c3 · Pion blanc sur case blanche a2 · Pion blanc sur case noire b2 · Pion blanc sur case blanche c2 · Dame blanche sur case blanche g2 · Pion blanc sur case noire h2 · Roi blanc sur case blanche b1 · Tour blanche sur case blanche f1 · Tour blanche sur case noire g1 | 4 |
| 3 | Tour noire sur case blanche a8 · Dame noire sur case noire d8 · Tour noire sur case blanche e8 · Fou noir sur case noire f8 · Roi noir sur case noire h8 · Pion noir sur case blanche b7 · Fou noir sur case blanche d7 · Pion noir sur case noire g7 · Pion noir sur case blanche a6 · Pion noir sur case noire d6 · Pion noir sur case blanche e6 · Cavalier noir sur case noire f6 · Pion noir sur case noire h6 · Cavalier blanc sur case noire d4 · Pion blanc sur case blanche e4 · Fou blanc sur case blanche b3 · Cavalier blanc sur case noire c3 · Pion blanc sur case blanche a2 · Pion blanc sur case noire b2 · Pion blanc sur case blanche c2 · Dame blanche sur case blanche g2 · Pion blanc sur case noire h2 · Roi blanc sur case blanche b1 · Tour blanche sur case blanche f1 · Tour blanche sur case noire g1 | Tour noire sur case blanche a8 · Dame noire sur case noire d8 · Tour noire sur case blanche e8 · Fou noir sur case noire f8 · Roi noir sur case noire h8 · Pion noir sur case blanche b7 · Fou noir sur case blanche d7 · Pion noir sur case noire g7 · Pion noir sur case blanche a6 · Pion noir sur case noire d6 · Pion noir sur case blanche e6 · Cavalier noir sur case noire f6 · Pion noir sur case noire h6 · Cavalier blanc sur case noire d4 · Pion blanc sur case blanche e4 · Fou blanc sur case blanche b3 · Cavalier blanc sur case noire c3 · Pion blanc sur case blanche a2 · Pion blanc sur case noire b2 · Pion blanc sur case blanche c2 · Dame blanche sur case blanche g2 · Pion blanc sur case noire h2 · Roi blanc sur case blanche b1 · Tour blanche sur case blanche f1 · Tour blanche sur case noire g1 | Tour noire sur case blanche a8 · Dame noire sur case noire d8 · Tour noire sur case blanche e8 · Fou noir sur case noire f8 · Roi noir sur case noire h8 · Pion noir sur case blanche b7 · Fou noir sur case blanche d7 · Pion noir sur case noire g7 · Pion noir sur case blanche a6 · Pion noir sur case noire d6 · Pion noir sur case blanche e6 · Cavalier noir sur case noire f6 · Pion noir sur case noire h6 · Cavalier blanc sur case noire d4 · Pion blanc sur case blanche e4 · Fou blanc sur case blanche b3 · Cavalier blanc sur case noire c3 · Pion blanc sur case blanche a2 · Pion blanc sur case noire b2 · Pion blanc sur case blanche c2 · Dame blanche sur case blanche g2 · Pion blanc sur case noire h2 · Roi blanc sur case blanche b1 · Tour blanche sur case blanche f1 · Tour blanche sur case noire g1 | Tour noire sur case blanche a8 · Dame noire sur case noire d8 · Tour noire sur case blanche e8 · Fou noir sur case noire f8 · Roi noir sur case noire h8 · Pion noir sur case blanche b7 · Fou noir sur case blanche d7 · Pion noir sur case noire g7 · Pion noir sur case blanche a6 · Pion noir sur case noire d6 · Pion noir sur case blanche e6 · Cavalier noir sur case noire f6 · Pion noir sur case noire h6 · Cavalier blanc sur case noire d4 · Pion blanc sur case blanche e4 · Fou blanc sur case blanche b3 · Cavalier blanc sur case noire c3 · Pion blanc sur case blanche a2 · Pion blanc sur case noire b2 · Pion blanc sur case blanche c2 · Dame blanche sur case blanche g2 · Pion blanc sur case noire h2 · Roi blanc sur case blanche b1 · Tour blanche sur case blanche f1 · Tour blanche sur case noire g1 | Tour noire sur case blanche a8 · Dame noire sur case noire d8 · Tour noire sur case blanche e8 · Fou noir sur case noire f8 · Roi noir sur case noire h8 · Pion noir sur case blanche b7 · Fou noir sur case blanche d7 · Pion noir sur case noire g7 · Pion noir sur case blanche a6 · Pion noir sur case noire d6 · Pion noir sur case blanche e6 · Cavalier noir sur case noire f6 · Pion noir sur case noire h6 · Cavalier blanc sur case noire d4 · Pion blanc sur case blanche e4 · Fou blanc sur case blanche b3 · Cavalier blanc sur case noire c3 · Pion blanc sur case blanche a2 · Pion blanc sur case noire b2 · Pion blanc sur case blanche c2 · Dame blanche sur case blanche g2 · Pion blanc sur case noire h2 · Roi blanc sur case blanche b1 · Tour blanche sur case blanche f1 · Tour blanche sur case noire g1 | Tour noire sur case blanche a8 · Dame noire sur case noire d8 · Tour noire sur case blanche e8 · Fou noir sur case noire f8 · Roi noir sur case noire h8 · Pion noir sur case blanche b7 · Fou noir sur case blanche d7 · Pion noir sur case noire g7 · Pion noir sur case blanche a6 · Pion noir sur case noire d6 · Pion noir sur case blanche e6 · Cavalier noir sur case noire f6 · Pion noir sur case noire h6 · Cavalier blanc sur case noire d4 · Pion blanc sur case blanche e4 · Fou blanc sur case blanche b3 · Cavalier blanc sur case noire c3 · Pion blanc sur case blanche a2 · Pion blanc sur case noire b2 · Pion blanc sur case blanche c2 · Dame blanche sur case blanche g2 · Pion blanc sur case noire h2 · Roi blanc sur case blanche b1 · Tour blanche sur case blanche f1 · Tour blanche sur case noire g1 | Tour noire sur case blanche a8 · Dame noire sur case noire d8 · Tour noire sur case blanche e8 · Fou noir sur case noire f8 · Roi noir sur case noire h8 · Pion noir sur case blanche b7 · Fou noir sur case blanche d7 · Pion noir sur case noire g7 · Pion noir sur case blanche a6 · Pion noir sur case noire d6 · Pion noir sur case blanche e6 · Cavalier noir sur case noire f6 · Pion noir sur case noire h6 · Cavalier blanc sur case noire d4 · Pion blanc sur case blanche e4 · Fou blanc sur case blanche b3 · Cavalier blanc sur case noire c3 · Pion blanc sur case blanche a2 · Pion blanc sur case noire b2 · Pion blanc sur case blanche c2 · Dame blanche sur case blanche g2 · Pion blanc sur case noire h2 · Roi blanc sur case blanche b1 · Tour blanche sur case blanche f1 · Tour blanche sur case noire g1 | Tour noire sur case blanche a8 · Dame noire sur case noire d8 · Tour noire sur case blanche e8 · Fou noir sur case noire f8 · Roi noir sur case noire h8 · Pion noir sur case blanche b7 · Fou noir sur case blanche d7 · Pion noir sur case noire g7 · Pion noir sur case blanche a6 · Pion noir sur case noire d6 · Pion noir sur case blanche e6 · Cavalier noir sur case noire f6 · Pion noir sur case noire h6 · Cavalier blanc sur case noire d4 · Pion blanc sur case blanche e4 · Fou blanc sur case blanche b3 · Cavalier blanc sur case noire c3 · Pion blanc sur case blanche a2 · Pion blanc sur case noire b2 · Pion blanc sur case blanche c2 · Dame blanche sur case blanche g2 · Pion blanc sur case noire h2 · Roi blanc sur case blanche b1 · Tour blanche sur case blanche f1 · Tour blanche sur case noire g1 | 3 |
| 2 | Tour noire sur case blanche a8 · Dame noire sur case noire d8 · Tour noire sur case blanche e8 · Fou noir sur case noire f8 · Roi noir sur case noire h8 · Pion noir sur case blanche b7 · Fou noir sur case blanche d7 · Pion noir sur case noire g7 · Pion noir sur case blanche a6 · Pion noir sur case noire d6 · Pion noir sur case blanche e6 · Cavalier noir sur case noire f6 · Pion noir sur case noire h6 · Cavalier blanc sur case noire d4 · Pion blanc sur case blanche e4 · Fou blanc sur case blanche b3 · Cavalier blanc sur case noire c3 · Pion blanc sur case blanche a2 · Pion blanc sur case noire b2 · Pion blanc sur case blanche c2 · Dame blanche sur case blanche g2 · Pion blanc sur case noire h2 · Roi blanc sur case blanche b1 · Tour blanche sur case blanche f1 · Tour blanche sur case noire g1 | Tour noire sur case blanche a8 · Dame noire sur case noire d8 · Tour noire sur case blanche e8 · Fou noir sur case noire f8 · Roi noir sur case noire h8 · Pion noir sur case blanche b7 · Fou noir sur case blanche d7 · Pion noir sur case noire g7 · Pion noir sur case blanche a6 · Pion noir sur case noire d6 · Pion noir sur case blanche e6 · Cavalier noir sur case noire f6 · Pion noir sur case noire h6 · Cavalier blanc sur case noire d4 · Pion blanc sur case blanche e4 · Fou blanc sur case blanche b3 · Cavalier blanc sur case noire c3 · Pion blanc sur case blanche a2 · Pion blanc sur case noire b2 · Pion blanc sur case blanche c2 · Dame blanche sur case blanche g2 · Pion blanc sur case noire h2 · Roi blanc sur case blanche b1 · Tour blanche sur case blanche f1 · Tour blanche sur case noire g1 | Tour noire sur case blanche a8 · Dame noire sur case noire d8 · Tour noire sur case blanche e8 · Fou noir sur case noire f8 · Roi noir sur case noire h8 · Pion noir sur case blanche b7 · Fou noir sur case blanche d7 · Pion noir sur case noire g7 · Pion noir sur case blanche a6 · Pion noir sur case noire d6 · Pion noir sur case blanche e6 · Cavalier noir sur case noire f6 · Pion noir sur case noire h6 · Cavalier blanc sur case noire d4 · Pion blanc sur case blanche e4 · Fou blanc sur case blanche b3 · Cavalier blanc sur case noire c3 · Pion blanc sur case blanche a2 · Pion blanc sur case noire b2 · Pion blanc sur case blanche c2 · Dame blanche sur case blanche g2 · Pion blanc sur case noire h2 · Roi blanc sur case blanche b1 · Tour blanche sur case blanche f1 · Tour blanche sur case noire g1 | Tour noire sur case blanche a8 · Dame noire sur case noire d8 · Tour noire sur case blanche e8 · Fou noir sur case noire f8 · Roi noir sur case noire h8 · Pion noir sur case blanche b7 · Fou noir sur case blanche d7 · Pion noir sur case noire g7 · Pion noir sur case blanche a6 · Pion noir sur case noire d6 · Pion noir sur case blanche e6 · Cavalier noir sur case noire f6 · Pion noir sur case noire h6 · Cavalier blanc sur case noire d4 · Pion blanc sur case blanche e4 · Fou blanc sur case blanche b3 · Cavalier blanc sur case noire c3 · Pion blanc sur case blanche a2 · Pion blanc sur case noire b2 · Pion blanc sur case blanche c2 · Dame blanche sur case blanche g2 · Pion blanc sur case noire h2 · Roi blanc sur case blanche b1 · Tour blanche sur case blanche f1 · Tour blanche sur case noire g1 | Tour noire sur case blanche a8 · Dame noire sur case noire d8 · Tour noire sur case blanche e8 · Fou noir sur case noire f8 · Roi noir sur case noire h8 · Pion noir sur case blanche b7 · Fou noir sur case blanche d7 · Pion noir sur case noire g7 · Pion noir sur case blanche a6 · Pion noir sur case noire d6 · Pion noir sur case blanche e6 · Cavalier noir sur case noire f6 · Pion noir sur case noire h6 · Cavalier blanc sur case noire d4 · Pion blanc sur case blanche e4 · Fou blanc sur case blanche b3 · Cavalier blanc sur case noire c3 · Pion blanc sur case blanche a2 · Pion blanc sur case noire b2 · Pion blanc sur case blanche c2 · Dame blanche sur case blanche g2 · Pion blanc sur case noire h2 · Roi blanc sur case blanche b1 · Tour blanche sur case blanche f1 · Tour blanche sur case noire g1 | Tour noire sur case blanche a8 · Dame noire sur case noire d8 · Tour noire sur case blanche e8 · Fou noir sur case noire f8 · Roi noir sur case noire h8 · Pion noir sur case blanche b7 · Fou noir sur case blanche d7 · Pion noir sur case noire g7 · Pion noir sur case blanche a6 · Pion noir sur case noire d6 · Pion noir sur case blanche e6 · Cavalier noir sur case noire f6 · Pion noir sur case noire h6 · Cavalier blanc sur case noire d4 · Pion blanc sur case blanche e4 · Fou blanc sur case blanche b3 · Cavalier blanc sur case noire c3 · Pion blanc sur case blanche a2 · Pion blanc sur case noire b2 · Pion blanc sur case blanche c2 · Dame blanche sur case blanche g2 · Pion blanc sur case noire h2 · Roi blanc sur case blanche b1 · Tour blanche sur case blanche f1 · Tour blanche sur case noire g1 | Tour noire sur case blanche a8 · Dame noire sur case noire d8 · Tour noire sur case blanche e8 · Fou noir sur case noire f8 · Roi noir sur case noire h8 · Pion noir sur case blanche b7 · Fou noir sur case blanche d7 · Pion noir sur case noire g7 · Pion noir sur case blanche a6 · Pion noir sur case noire d6 · Pion noir sur case blanche e6 · Cavalier noir sur case noire f6 · Pion noir sur case noire h6 · Cavalier blanc sur case noire d4 · Pion blanc sur case blanche e4 · Fou blanc sur case blanche b3 · Cavalier blanc sur case noire c3 · Pion blanc sur case blanche a2 · Pion blanc sur case noire b2 · Pion blanc sur case blanche c2 · Dame blanche sur case blanche g2 · Pion blanc sur case noire h2 · Roi blanc sur case blanche b1 · Tour blanche sur case blanche f1 · Tour blanche sur case noire g1 | Tour noire sur case blanche a8 · Dame noire sur case noire d8 · Tour noire sur case blanche e8 · Fou noir sur case noire f8 · Roi noir sur case noire h8 · Pion noir sur case blanche b7 · Fou noir sur case blanche d7 · Pion noir sur case noire g7 · Pion noir sur case blanche a6 · Pion noir sur case noire d6 · Pion noir sur case blanche e6 · Cavalier noir sur case noire f6 · Pion noir sur case noire h6 · Cavalier blanc sur case noire d4 · Pion blanc sur case blanche e4 · Fou blanc sur case blanche b3 · Cavalier blanc sur case noire c3 · Pion blanc sur case blanche a2 · Pion blanc sur case noire b2 · Pion blanc sur case blanche c2 · Dame blanche sur case blanche g2 · Pion blanc sur case noire h2 · Roi blanc sur case blanche b1 · Tour blanche sur case blanche f1 · Tour blanche sur case noire g1 | 2 |
| 1 | Tour noire sur case blanche a8 · Dame noire sur case noire d8 · Tour noire sur case blanche e8 · Fou noir sur case noire f8 · Roi noir sur case noire h8 · Pion noir sur case blanche b7 · Fou noir sur case blanche d7 · Pion noir sur case noire g7 · Pion noir sur case blanche a6 · Pion noir sur case noire d6 · Pion noir sur case blanche e6 · Cavalier noir sur case noire f6 · Pion noir sur case noire h6 · Cavalier blanc sur case noire d4 · Pion blanc sur case blanche e4 · Fou blanc sur case blanche b3 · Cavalier blanc sur case noire c3 · Pion blanc sur case blanche a2 · Pion blanc sur case noire b2 · Pion blanc sur case blanche c2 · Dame blanche sur case blanche g2 · Pion blanc sur case noire h2 · Roi blanc sur case blanche b1 · Tour blanche sur case blanche f1 · Tour blanche sur case noire g1 | Tour noire sur case blanche a8 · Dame noire sur case noire d8 · Tour noire sur case blanche e8 · Fou noir sur case noire f8 · Roi noir sur case noire h8 · Pion noir sur case blanche b7 · Fou noir sur case blanche d7 · Pion noir sur case noire g7 · Pion noir sur case blanche a6 · Pion noir sur case noire d6 · Pion noir sur case blanche e6 · Cavalier noir sur case noire f6 · Pion noir sur case noire h6 · Cavalier blanc sur case noire d4 · Pion blanc sur case blanche e4 · Fou blanc sur case blanche b3 · Cavalier blanc sur case noire c3 · Pion blanc sur case blanche a2 · Pion blanc sur case noire b2 · Pion blanc sur case blanche c2 · Dame blanche sur case blanche g2 · Pion blanc sur case noire h2 · Roi blanc sur case blanche b1 · Tour blanche sur case blanche f1 · Tour blanche sur case noire g1 | Tour noire sur case blanche a8 · Dame noire sur case noire d8 · Tour noire sur case blanche e8 · Fou noir sur case noire f8 · Roi noir sur case noire h8 · Pion noir sur case blanche b7 · Fou noir sur case blanche d7 · Pion noir sur case noire g7 · Pion noir sur case blanche a6 · Pion noir sur case noire d6 · Pion noir sur case blanche e6 · Cavalier noir sur case noire f6 · Pion noir sur case noire h6 · Cavalier blanc sur case noire d4 · Pion blanc sur case blanche e4 · Fou blanc sur case blanche b3 · Cavalier blanc sur case noire c3 · Pion blanc sur case blanche a2 · Pion blanc sur case noire b2 · Pion blanc sur case blanche c2 · Dame blanche sur case blanche g2 · Pion blanc sur case noire h2 · Roi blanc sur case blanche b1 · Tour blanche sur case blanche f1 · Tour blanche sur case noire g1 | Tour noire sur case blanche a8 · Dame noire sur case noire d8 · Tour noire sur case blanche e8 · Fou noir sur case noire f8 · Roi noir sur case noire h8 · Pion noir sur case blanche b7 · Fou noir sur case blanche d7 · Pion noir sur case noire g7 · Pion noir sur case blanche a6 · Pion noir sur case noire d6 · Pion noir sur case blanche e6 · Cavalier noir sur case noire f6 · Pion noir sur case noire h6 · Cavalier blanc sur case noire d4 · Pion blanc sur case blanche e4 · Fou blanc sur case blanche b3 · Cavalier blanc sur case noire c3 · Pion blanc sur case blanche a2 · Pion blanc sur case noire b2 · Pion blanc sur case blanche c2 · Dame blanche sur case blanche g2 · Pion blanc sur case noire h2 · Roi blanc sur case blanche b1 · Tour blanche sur case blanche f1 · Tour blanche sur case noire g1 | Tour noire sur case blanche a8 · Dame noire sur case noire d8 · Tour noire sur case blanche e8 · Fou noir sur case noire f8 · Roi noir sur case noire h8 · Pion noir sur case blanche b7 · Fou noir sur case blanche d7 · Pion noir sur case noire g7 · Pion noir sur case blanche a6 · Pion noir sur case noire d6 · Pion noir sur case blanche e6 · Cavalier noir sur case noire f6 · Pion noir sur case noire h6 · Cavalier blanc sur case noire d4 · Pion blanc sur case blanche e4 · Fou blanc sur case blanche b3 · Cavalier blanc sur case noire c3 · Pion blanc sur case blanche a2 · Pion blanc sur case noire b2 · Pion blanc sur case blanche c2 · Dame blanche sur case blanche g2 · Pion blanc sur case noire h2 · Roi blanc sur case blanche b1 · Tour blanche sur case blanche f1 · Tour blanche sur case noire g1 | Tour noire sur case blanche a8 · Dame noire sur case noire d8 · Tour noire sur case blanche e8 · Fou noir sur case noire f8 · Roi noir sur case noire h8 · Pion noir sur case blanche b7 · Fou noir sur case blanche d7 · Pion noir sur case noire g7 · Pion noir sur case blanche a6 · Pion noir sur case noire d6 · Pion noir sur case blanche e6 · Cavalier noir sur case noire f6 · Pion noir sur case noire h6 · Cavalier blanc sur case noire d4 · Pion blanc sur case blanche e4 · Fou blanc sur case blanche b3 · Cavalier blanc sur case noire c3 · Pion blanc sur case blanche a2 · Pion blanc sur case noire b2 · Pion blanc sur case blanche c2 · Dame blanche sur case blanche g2 · Pion blanc sur case noire h2 · Roi blanc sur case blanche b1 · Tour blanche sur case blanche f1 · Tour blanche sur case noire g1 | Tour noire sur case blanche a8 · Dame noire sur case noire d8 · Tour noire sur case blanche e8 · Fou noir sur case noire f8 · Roi noir sur case noire h8 · Pion noir sur case blanche b7 · Fou noir sur case blanche d7 · Pion noir sur case noire g7 · Pion noir sur case blanche a6 · Pion noir sur case noire d6 · Pion noir sur case blanche e6 · Cavalier noir sur case noire f6 · Pion noir sur case noire h6 · Cavalier blanc sur case noire d4 · Pion blanc sur case blanche e4 · Fou blanc sur case blanche b3 · Cavalier blanc sur case noire c3 · Pion blanc sur case blanche a2 · Pion blanc sur case noire b2 · Pion blanc sur case blanche c2 · Dame blanche sur case blanche g2 · Pion blanc sur case noire h2 · Roi blanc sur case blanche b1 · Tour blanche sur case blanche f1 · Tour blanche sur case noire g1 | Tour noire sur case blanche a8 · Dame noire sur case noire d8 · Tour noire sur case blanche e8 · Fou noir sur case noire f8 · Roi noir sur case noire h8 · Pion noir sur case blanche b7 · Fou noir sur case blanche d7 · Pion noir sur case noire g7 · Pion noir sur case blanche a6 · Pion noir sur case noire d6 · Pion noir sur case blanche e6 · Cavalier noir sur case noire f6 · Pion noir sur case noire h6 · Cavalier blanc sur case noire d4 · Pion blanc sur case blanche e4 · Fou blanc sur case blanche b3 · Cavalier blanc sur case noire c3 · Pion blanc sur case blanche a2 · Pion blanc sur case noire b2 · Pion blanc sur case blanche c2 · Dame blanche sur case blanche g2 · Pion blanc sur case noire h2 · Roi blanc sur case blanche b1 · Tour blanche sur case blanche f1 · Tour blanche sur case noire g1 | 1 |
|   | a | b | c | d | e | f | g | h |   |

|   | a | b | c | d | e | f | g | h |   |
| 8 | Tour noire sur case blanche a8 · Cavalier noir sur case noire b8 · Fou noir sur case blanche c8 · Dame noire sur case noire d8 · Roi noir sur case blanche e8 · Tour noire sur case noire h8 · Pion noir sur case blanche b7 · Pion noir sur case blanche f7 · Pion noir sur case noire g7 · Pion noir sur case blanche h7 · Pion noir sur case blanche a6 · Cavalier blanc sur case blanche b5 · Pion noir sur case noire c5 · Pion blanc sur case blanche d5 · Pion noir sur case noire e5 · Dame blanche sur case blanche a4 · Pion blanc sur case noire b4 · Pion blanc sur case blanche c4 · Pion blanc sur case blanche e4 · Cavalier noir sur case blanche g4 · Pion blanc sur case noire a3 · Cavalier blanc sur case blanche f3 · Roi blanc sur case blanche e2 · Fou noir sur case noire f2 · Pion blanc sur case blanche g2 · Pion blanc sur case noire h2 · Tour blanche sur case noire a1 · Fou blanc sur case noire c1 · Fou blanc sur case blanche f1 · Tour blanche sur case blanche h1 | Tour noire sur case blanche a8 · Cavalier noir sur case noire b8 · Fou noir sur case blanche c8 · Dame noire sur case noire d8 · Roi noir sur case blanche e8 · Tour noire sur case noire h8 · Pion noir sur case blanche b7 · Pion noir sur case blanche f7 · Pion noir sur case noire g7 · Pion noir sur case blanche h7 · Pion noir sur case blanche a6 · Cavalier blanc sur case blanche b5 · Pion noir sur case noire c5 · Pion blanc sur case blanche d5 · Pion noir sur case noire e5 · Dame blanche sur case blanche a4 · Pion blanc sur case noire b4 · Pion blanc sur case blanche c4 · Pion blanc sur case blanche e4 · Cavalier noir sur case blanche g4 · Pion blanc sur case noire a3 · Cavalier blanc sur case blanche f3 · Roi blanc sur case blanche e2 · Fou noir sur case noire f2 · Pion blanc sur case blanche g2 · Pion blanc sur case noire h2 · Tour blanche sur case noire a1 · Fou blanc sur case noire c1 · Fou blanc sur case blanche f1 · Tour blanche sur case blanche h1 | Tour noire sur case blanche a8 · Cavalier noir sur case noire b8 · Fou noir sur case blanche c8 · Dame noire sur case noire d8 · Roi noir sur case blanche e8 · Tour noire sur case noire h8 · Pion noir sur case blanche b7 · Pion noir sur case blanche f7 · Pion noir sur case noire g7 · Pion noir sur case blanche h7 · Pion noir sur case blanche a6 · Cavalier blanc sur case blanche b5 · Pion noir sur case noire c5 · Pion blanc sur case blanche d5 · Pion noir sur case noire e5 · Dame blanche sur case blanche a4 · Pion blanc sur case noire b4 · Pion blanc sur case blanche c4 · Pion blanc sur case blanche e4 · Cavalier noir sur case blanche g4 · Pion blanc sur case noire a3 · Cavalier blanc sur case blanche f3 · Roi blanc sur case blanche e2 · Fou noir sur case noire f2 · Pion blanc sur case blanche g2 · Pion blanc sur case noire h2 · Tour blanche sur case noire a1 · Fou blanc sur case noire c1 · Fou blanc sur case blanche f1 · Tour blanche sur case blanche h1 | Tour noire sur case blanche a8 · Cavalier noir sur case noire b8 · Fou noir sur case blanche c8 · Dame noire sur case noire d8 · Roi noir sur case blanche e8 · Tour noire sur case noire h8 · Pion noir sur case blanche b7 · Pion noir sur case blanche f7 · Pion noir sur case noire g7 · Pion noir sur case blanche h7 · Pion noir sur case blanche a6 · Cavalier blanc sur case blanche b5 · Pion noir sur case noire c5 · Pion blanc sur case blanche d5 · Pion noir sur case noire e5 · Dame blanche sur case blanche a4 · Pion blanc sur case noire b4 · Pion blanc sur case blanche c4 · Pion blanc sur case blanche e4 · Cavalier noir sur case blanche g4 · Pion blanc sur case noire a3 · Cavalier blanc sur case blanche f3 · Roi blanc sur case blanche e2 · Fou noir sur case noire f2 · Pion blanc sur case blanche g2 · Pion blanc sur case noire h2 · Tour blanche sur case noire a1 · Fou blanc sur case noire c1 · Fou blanc sur case blanche f1 · Tour blanche sur case blanche h1 | Tour noire sur case blanche a8 · Cavalier noir sur case noire b8 · Fou noir sur case blanche c8 · Dame noire sur case noire d8 · Roi noir sur case blanche e8 · Tour noire sur case noire h8 · Pion noir sur case blanche b7 · Pion noir sur case blanche f7 · Pion noir sur case noire g7 · Pion noir sur case blanche h7 · Pion noir sur case blanche a6 · Cavalier blanc sur case blanche b5 · Pion noir sur case noire c5 · Pion blanc sur case blanche d5 · Pion noir sur case noire e5 · Dame blanche sur case blanche a4 · Pion blanc sur case noire b4 · Pion blanc sur case blanche c4 · Pion blanc sur case blanche e4 · Cavalier noir sur case blanche g4 · Pion blanc sur case noire a3 · Cavalier blanc sur case blanche f3 · Roi blanc sur case blanche e2 · Fou noir sur case noire f2 · Pion blanc sur case blanche g2 · Pion blanc sur case noire h2 · Tour blanche sur case noire a1 · Fou blanc sur case noire c1 · Fou blanc sur case blanche f1 · Tour blanche sur case blanche h1 | Tour noire sur case blanche a8 · Cavalier noir sur case noire b8 · Fou noir sur case blanche c8 · Dame noire sur case noire d8 · Roi noir sur case blanche e8 · Tour noire sur case noire h8 · Pion noir sur case blanche b7 · Pion noir sur case blanche f7 · Pion noir sur case noire g7 · Pion noir sur case blanche h7 · Pion noir sur case blanche a6 · Cavalier blanc sur case blanche b5 · Pion noir sur case noire c5 · Pion blanc sur case blanche d5 · Pion noir sur case noire e5 · Dame blanche sur case blanche a4 · Pion blanc sur case noire b4 · Pion blanc sur case blanche c4 · Pion blanc sur case blanche e4 · Cavalier noir sur case blanche g4 · Pion blanc sur case noire a3 · Cavalier blanc sur case blanche f3 · Roi blanc sur case blanche e2 · Fou noir sur case noire f2 · Pion blanc sur case blanche g2 · Pion blanc sur case noire h2 · Tour blanche sur case noire a1 · Fou blanc sur case noire c1 · Fou blanc sur case blanche f1 · Tour blanche sur case blanche h1 | Tour noire sur case blanche a8 · Cavalier noir sur case noire b8 · Fou noir sur case blanche c8 · Dame noire sur case noire d8 · Roi noir sur case blanche e8 · Tour noire sur case noire h8 · Pion noir sur case blanche b7 · Pion noir sur case blanche f7 · Pion noir sur case noire g7 · Pion noir sur case blanche h7 · Pion noir sur case blanche a6 · Cavalier blanc sur case blanche b5 · Pion noir sur case noire c5 · Pion blanc sur case blanche d5 · Pion noir sur case noire e5 · Dame blanche sur case blanche a4 · Pion blanc sur case noire b4 · Pion blanc sur case blanche c4 · Pion blanc sur case blanche e4 · Cavalier noir sur case blanche g4 · Pion blanc sur case noire a3 · Cavalier blanc sur case blanche f3 · Roi blanc sur case blanche e2 · Fou noir sur case noire f2 · Pion blanc sur case blanche g2 · Pion blanc sur case noire h2 · Tour blanche sur case noire a1 · Fou blanc sur case noire c1 · Fou blanc sur case blanche f1 · Tour blanche sur case blanche h1 | Tour noire sur case blanche a8 · Cavalier noir sur case noire b8 · Fou noir sur case blanche c8 · Dame noire sur case noire d8 · Roi noir sur case blanche e8 · Tour noire sur case noire h8 · Pion noir sur case blanche b7 · Pion noir sur case blanche f7 · Pion noir sur case noire g7 · Pion noir sur case blanche h7 · Pion noir sur case blanche a6 · Cavalier blanc sur case blanche b5 · Pion noir sur case noire c5 · Pion blanc sur case blanche d5 · Pion noir sur case noire e5 · Dame blanche sur case blanche a4 · Pion blanc sur case noire b4 · Pion blanc sur case blanche c4 · Pion blanc sur case blanche e4 · Cavalier noir sur case blanche g4 · Pion blanc sur case noire a3 · Cavalier blanc sur case blanche f3 · Roi blanc sur case blanche e2 · Fou noir sur case noire f2 · Pion blanc sur case blanche g2 · Pion blanc sur case noire h2 · Tour blanche sur case noire a1 · Fou blanc sur case noire c1 · Fou blanc sur case blanche f1 · Tour blanche sur case blanche h1 | 8 |
| 7 | Tour noire sur case blanche a8 · Cavalier noir sur case noire b8 · Fou noir sur case blanche c8 · Dame noire sur case noire d8 · Roi noir sur case blanche e8 · Tour noire sur case noire h8 · Pion noir sur case blanche b7 · Pion noir sur case blanche f7 · Pion noir sur case noire g7 · Pion noir sur case blanche h7 · Pion noir sur case blanche a6 · Cavalier blanc sur case blanche b5 · Pion noir sur case noire c5 · Pion blanc sur case blanche d5 · Pion noir sur case noire e5 · Dame blanche sur case blanche a4 · Pion blanc sur case noire b4 · Pion blanc sur case blanche c4 · Pion blanc sur case blanche e4 · Cavalier noir sur case blanche g4 · Pion blanc sur case noire a3 · Cavalier blanc sur case blanche f3 · Roi blanc sur case blanche e2 · Fou noir sur case noire f2 · Pion blanc sur case blanche g2 · Pion blanc sur case noire h2 · Tour blanche sur case noire a1 · Fou blanc sur case noire c1 · Fou blanc sur case blanche f1 · Tour blanche sur case blanche h1 | Tour noire sur case blanche a8 · Cavalier noir sur case noire b8 · Fou noir sur case blanche c8 · Dame noire sur case noire d8 · Roi noir sur case blanche e8 · Tour noire sur case noire h8 · Pion noir sur case blanche b7 · Pion noir sur case blanche f7 · Pion noir sur case noire g7 · Pion noir sur case blanche h7 · Pion noir sur case blanche a6 · Cavalier blanc sur case blanche b5 · Pion noir sur case noire c5 · Pion blanc sur case blanche d5 · Pion noir sur case noire e5 · Dame blanche sur case blanche a4 · Pion blanc sur case noire b4 · Pion blanc sur case blanche c4 · Pion blanc sur case blanche e4 · Cavalier noir sur case blanche g4 · Pion blanc sur case noire a3 · Cavalier blanc sur case blanche f3 · Roi blanc sur case blanche e2 · Fou noir sur case noire f2 · Pion blanc sur case blanche g2 · Pion blanc sur case noire h2 · Tour blanche sur case noire a1 · Fou blanc sur case noire c1 · Fou blanc sur case blanche f1 · Tour blanche sur case blanche h1 | Tour noire sur case blanche a8 · Cavalier noir sur case noire b8 · Fou noir sur case blanche c8 · Dame noire sur case noire d8 · Roi noir sur case blanche e8 · Tour noire sur case noire h8 · Pion noir sur case blanche b7 · Pion noir sur case blanche f7 · Pion noir sur case noire g7 · Pion noir sur case blanche h7 · Pion noir sur case blanche a6 · Cavalier blanc sur case blanche b5 · Pion noir sur case noire c5 · Pion blanc sur case blanche d5 · Pion noir sur case noire e5 · Dame blanche sur case blanche a4 · Pion blanc sur case noire b4 · Pion blanc sur case blanche c4 · Pion blanc sur case blanche e4 · Cavalier noir sur case blanche g4 · Pion blanc sur case noire a3 · Cavalier blanc sur case blanche f3 · Roi blanc sur case blanche e2 · Fou noir sur case noire f2 · Pion blanc sur case blanche g2 · Pion blanc sur case noire h2 · Tour blanche sur case noire a1 · Fou blanc sur case noire c1 · Fou blanc sur case blanche f1 · Tour blanche sur case blanche h1 | Tour noire sur case blanche a8 · Cavalier noir sur case noire b8 · Fou noir sur case blanche c8 · Dame noire sur case noire d8 · Roi noir sur case blanche e8 · Tour noire sur case noire h8 · Pion noir sur case blanche b7 · Pion noir sur case blanche f7 · Pion noir sur case noire g7 · Pion noir sur case blanche h7 · Pion noir sur case blanche a6 · Cavalier blanc sur case blanche b5 · Pion noir sur case noire c5 · Pion blanc sur case blanche d5 · Pion noir sur case noire e5 · Dame blanche sur case blanche a4 · Pion blanc sur case noire b4 · Pion blanc sur case blanche c4 · Pion blanc sur case blanche e4 · Cavalier noir sur case blanche g4 · Pion blanc sur case noire a3 · Cavalier blanc sur case blanche f3 · Roi blanc sur case blanche e2 · Fou noir sur case noire f2 · Pion blanc sur case blanche g2 · Pion blanc sur case noire h2 · Tour blanche sur case noire a1 · Fou blanc sur case noire c1 · Fou blanc sur case blanche f1 · Tour blanche sur case blanche h1 | Tour noire sur case blanche a8 · Cavalier noir sur case noire b8 · Fou noir sur case blanche c8 · Dame noire sur case noire d8 · Roi noir sur case blanche e8 · Tour noire sur case noire h8 · Pion noir sur case blanche b7 · Pion noir sur case blanche f7 · Pion noir sur case noire g7 · Pion noir sur case blanche h7 · Pion noir sur case blanche a6 · Cavalier blanc sur case blanche b5 · Pion noir sur case noire c5 · Pion blanc sur case blanche d5 · Pion noir sur case noire e5 · Dame blanche sur case blanche a4 · Pion blanc sur case noire b4 · Pion blanc sur case blanche c4 · Pion blanc sur case blanche e4 · Cavalier noir sur case blanche g4 · Pion blanc sur case noire a3 · Cavalier blanc sur case blanche f3 · Roi blanc sur case blanche e2 · Fou noir sur case noire f2 · Pion blanc sur case blanche g2 · Pion blanc sur case noire h2 · Tour blanche sur case noire a1 · Fou blanc sur case noire c1 · Fou blanc sur case blanche f1 · Tour blanche sur case blanche h1 | Tour noire sur case blanche a8 · Cavalier noir sur case noire b8 · Fou noir sur case blanche c8 · Dame noire sur case noire d8 · Roi noir sur case blanche e8 · Tour noire sur case noire h8 · Pion noir sur case blanche b7 · Pion noir sur case blanche f7 · Pion noir sur case noire g7 · Pion noir sur case blanche h7 · Pion noir sur case blanche a6 · Cavalier blanc sur case blanche b5 · Pion noir sur case noire c5 · Pion blanc sur case blanche d5 · Pion noir sur case noire e5 · Dame blanche sur case blanche a4 · Pion blanc sur case noire b4 · Pion blanc sur case blanche c4 · Pion blanc sur case blanche e4 · Cavalier noir sur case blanche g4 · Pion blanc sur case noire a3 · Cavalier blanc sur case blanche f3 · Roi blanc sur case blanche e2 · Fou noir sur case noire f2 · Pion blanc sur case blanche g2 · Pion blanc sur case noire h2 · Tour blanche sur case noire a1 · Fou blanc sur case noire c1 · Fou blanc sur case blanche f1 · Tour blanche sur case blanche h1 | Tour noire sur case blanche a8 · Cavalier noir sur case noire b8 · Fou noir sur case blanche c8 · Dame noire sur case noire d8 · Roi noir sur case blanche e8 · Tour noire sur case noire h8 · Pion noir sur case blanche b7 · Pion noir sur case blanche f7 · Pion noir sur case noire g7 · Pion noir sur case blanche h7 · Pion noir sur case blanche a6 · Cavalier blanc sur case blanche b5 · Pion noir sur case noire c5 · Pion blanc sur case blanche d5 · Pion noir sur case noire e5 · Dame blanche sur case blanche a4 · Pion blanc sur case noire b4 · Pion blanc sur case blanche c4 · Pion blanc sur case blanche e4 · Cavalier noir sur case blanche g4 · Pion blanc sur case noire a3 · Cavalier blanc sur case blanche f3 · Roi blanc sur case blanche e2 · Fou noir sur case noire f2 · Pion blanc sur case blanche g2 · Pion blanc sur case noire h2 · Tour blanche sur case noire a1 · Fou blanc sur case noire c1 · Fou blanc sur case blanche f1 · Tour blanche sur case blanche h1 | Tour noire sur case blanche a8 · Cavalier noir sur case noire b8 · Fou noir sur case blanche c8 · Dame noire sur case noire d8 · Roi noir sur case blanche e8 · Tour noire sur case noire h8 · Pion noir sur case blanche b7 · Pion noir sur case blanche f7 · Pion noir sur case noire g7 · Pion noir sur case blanche h7 · Pion noir sur case blanche a6 · Cavalier blanc sur case blanche b5 · Pion noir sur case noire c5 · Pion blanc sur case blanche d5 · Pion noir sur case noire e5 · Dame blanche sur case blanche a4 · Pion blanc sur case noire b4 · Pion blanc sur case blanche c4 · Pion blanc sur case blanche e4 · Cavalier noir sur case blanche g4 · Pion blanc sur case noire a3 · Cavalier blanc sur case blanche f3 · Roi blanc sur case blanche e2 · Fou noir sur case noire f2 · Pion blanc sur case blanche g2 · Pion blanc sur case noire h2 · Tour blanche sur case noire a1 · Fou blanc sur case noire c1 · Fou blanc sur case blanche f1 · Tour blanche sur case blanche h1 | 7 |
| 6 | Tour noire sur case blanche a8 · Cavalier noir sur case noire b8 · Fou noir sur case blanche c8 · Dame noire sur case noire d8 · Roi noir sur case blanche e8 · Tour noire sur case noire h8 · Pion noir sur case blanche b7 · Pion noir sur case blanche f7 · Pion noir sur case noire g7 · Pion noir sur case blanche h7 · Pion noir sur case blanche a6 · Cavalier blanc sur case blanche b5 · Pion noir sur case noire c5 · Pion blanc sur case blanche d5 · Pion noir sur case noire e5 · Dame blanche sur case blanche a4 · Pion blanc sur case noire b4 · Pion blanc sur case blanche c4 · Pion blanc sur case blanche e4 · Cavalier noir sur case blanche g4 · Pion blanc sur case noire a3 · Cavalier blanc sur case blanche f3 · Roi blanc sur case blanche e2 · Fou noir sur case noire f2 · Pion blanc sur case blanche g2 · Pion blanc sur case noire h2 · Tour blanche sur case noire a1 · Fou blanc sur case noire c1 · Fou blanc sur case blanche f1 · Tour blanche sur case blanche h1 | Tour noire sur case blanche a8 · Cavalier noir sur case noire b8 · Fou noir sur case blanche c8 · Dame noire sur case noire d8 · Roi noir sur case blanche e8 · Tour noire sur case noire h8 · Pion noir sur case blanche b7 · Pion noir sur case blanche f7 · Pion noir sur case noire g7 · Pion noir sur case blanche h7 · Pion noir sur case blanche a6 · Cavalier blanc sur case blanche b5 · Pion noir sur case noire c5 · Pion blanc sur case blanche d5 · Pion noir sur case noire e5 · Dame blanche sur case blanche a4 · Pion blanc sur case noire b4 · Pion blanc sur case blanche c4 · Pion blanc sur case blanche e4 · Cavalier noir sur case blanche g4 · Pion blanc sur case noire a3 · Cavalier blanc sur case blanche f3 · Roi blanc sur case blanche e2 · Fou noir sur case noire f2 · Pion blanc sur case blanche g2 · Pion blanc sur case noire h2 · Tour blanche sur case noire a1 · Fou blanc sur case noire c1 · Fou blanc sur case blanche f1 · Tour blanche sur case blanche h1 | Tour noire sur case blanche a8 · Cavalier noir sur case noire b8 · Fou noir sur case blanche c8 · Dame noire sur case noire d8 · Roi noir sur case blanche e8 · Tour noire sur case noire h8 · Pion noir sur case blanche b7 · Pion noir sur case blanche f7 · Pion noir sur case noire g7 · Pion noir sur case blanche h7 · Pion noir sur case blanche a6 · Cavalier blanc sur case blanche b5 · Pion noir sur case noire c5 · Pion blanc sur case blanche d5 · Pion noir sur case noire e5 · Dame blanche sur case blanche a4 · Pion blanc sur case noire b4 · Pion blanc sur case blanche c4 · Pion blanc sur case blanche e4 · Cavalier noir sur case blanche g4 · Pion blanc sur case noire a3 · Cavalier blanc sur case blanche f3 · Roi blanc sur case blanche e2 · Fou noir sur case noire f2 · Pion blanc sur case blanche g2 · Pion blanc sur case noire h2 · Tour blanche sur case noire a1 · Fou blanc sur case noire c1 · Fou blanc sur case blanche f1 · Tour blanche sur case blanche h1 | Tour noire sur case blanche a8 · Cavalier noir sur case noire b8 · Fou noir sur case blanche c8 · Dame noire sur case noire d8 · Roi noir sur case blanche e8 · Tour noire sur case noire h8 · Pion noir sur case blanche b7 · Pion noir sur case blanche f7 · Pion noir sur case noire g7 · Pion noir sur case blanche h7 · Pion noir sur case blanche a6 · Cavalier blanc sur case blanche b5 · Pion noir sur case noire c5 · Pion blanc sur case blanche d5 · Pion noir sur case noire e5 · Dame blanche sur case blanche a4 · Pion blanc sur case noire b4 · Pion blanc sur case blanche c4 · Pion blanc sur case blanche e4 · Cavalier noir sur case blanche g4 · Pion blanc sur case noire a3 · Cavalier blanc sur case blanche f3 · Roi blanc sur case blanche e2 · Fou noir sur case noire f2 · Pion blanc sur case blanche g2 · Pion blanc sur case noire h2 · Tour blanche sur case noire a1 · Fou blanc sur case noire c1 · Fou blanc sur case blanche f1 · Tour blanche sur case blanche h1 | Tour noire sur case blanche a8 · Cavalier noir sur case noire b8 · Fou noir sur case blanche c8 · Dame noire sur case noire d8 · Roi noir sur case blanche e8 · Tour noire sur case noire h8 · Pion noir sur case blanche b7 · Pion noir sur case blanche f7 · Pion noir sur case noire g7 · Pion noir sur case blanche h7 · Pion noir sur case blanche a6 · Cavalier blanc sur case blanche b5 · Pion noir sur case noire c5 · Pion blanc sur case blanche d5 · Pion noir sur case noire e5 · Dame blanche sur case blanche a4 · Pion blanc sur case noire b4 · Pion blanc sur case blanche c4 · Pion blanc sur case blanche e4 · Cavalier noir sur case blanche g4 · Pion blanc sur case noire a3 · Cavalier blanc sur case blanche f3 · Roi blanc sur case blanche e2 · Fou noir sur case noire f2 · Pion blanc sur case blanche g2 · Pion blanc sur case noire h2 · Tour blanche sur case noire a1 · Fou blanc sur case noire c1 · Fou blanc sur case blanche f1 · Tour blanche sur case blanche h1 | Tour noire sur case blanche a8 · Cavalier noir sur case noire b8 · Fou noir sur case blanche c8 · Dame noire sur case noire d8 · Roi noir sur case blanche e8 · Tour noire sur case noire h8 · Pion noir sur case blanche b7 · Pion noir sur case blanche f7 · Pion noir sur case noire g7 · Pion noir sur case blanche h7 · Pion noir sur case blanche a6 · Cavalier blanc sur case blanche b5 · Pion noir sur case noire c5 · Pion blanc sur case blanche d5 · Pion noir sur case noire e5 · Dame blanche sur case blanche a4 · Pion blanc sur case noire b4 · Pion blanc sur case blanche c4 · Pion blanc sur case blanche e4 · Cavalier noir sur case blanche g4 · Pion blanc sur case noire a3 · Cavalier blanc sur case blanche f3 · Roi blanc sur case blanche e2 · Fou noir sur case noire f2 · Pion blanc sur case blanche g2 · Pion blanc sur case noire h2 · Tour blanche sur case noire a1 · Fou blanc sur case noire c1 · Fou blanc sur case blanche f1 · Tour blanche sur case blanche h1 | Tour noire sur case blanche a8 · Cavalier noir sur case noire b8 · Fou noir sur case blanche c8 · Dame noire sur case noire d8 · Roi noir sur case blanche e8 · Tour noire sur case noire h8 · Pion noir sur case blanche b7 · Pion noir sur case blanche f7 · Pion noir sur case noire g7 · Pion noir sur case blanche h7 · Pion noir sur case blanche a6 · Cavalier blanc sur case blanche b5 · Pion noir sur case noire c5 · Pion blanc sur case blanche d5 · Pion noir sur case noire e5 · Dame blanche sur case blanche a4 · Pion blanc sur case noire b4 · Pion blanc sur case blanche c4 · Pion blanc sur case blanche e4 · Cavalier noir sur case blanche g4 · Pion blanc sur case noire a3 · Cavalier blanc sur case blanche f3 · Roi blanc sur case blanche e2 · Fou noir sur case noire f2 · Pion blanc sur case blanche g2 · Pion blanc sur case noire h2 · Tour blanche sur case noire a1 · Fou blanc sur case noire c1 · Fou blanc sur case blanche f1 · Tour blanche sur case blanche h1 | Tour noire sur case blanche a8 · Cavalier noir sur case noire b8 · Fou noir sur case blanche c8 · Dame noire sur case noire d8 · Roi noir sur case blanche e8 · Tour noire sur case noire h8 · Pion noir sur case blanche b7 · Pion noir sur case blanche f7 · Pion noir sur case noire g7 · Pion noir sur case blanche h7 · Pion noir sur case blanche a6 · Cavalier blanc sur case blanche b5 · Pion noir sur case noire c5 · Pion blanc sur case blanche d5 · Pion noir sur case noire e5 · Dame blanche sur case blanche a4 · Pion blanc sur case noire b4 · Pion blanc sur case blanche c4 · Pion blanc sur case blanche e4 · Cavalier noir sur case blanche g4 · Pion blanc sur case noire a3 · Cavalier blanc sur case blanche f3 · Roi blanc sur case blanche e2 · Fou noir sur case noire f2 · Pion blanc sur case blanche g2 · Pion blanc sur case noire h2 · Tour blanche sur case noire a1 · Fou blanc sur case noire c1 · Fou blanc sur case blanche f1 · Tour blanche sur case blanche h1 | 6 |
| 5 | Tour noire sur case blanche a8 · Cavalier noir sur case noire b8 · Fou noir sur case blanche c8 · Dame noire sur case noire d8 · Roi noir sur case blanche e8 · Tour noire sur case noire h8 · Pion noir sur case blanche b7 · Pion noir sur case blanche f7 · Pion noir sur case noire g7 · Pion noir sur case blanche h7 · Pion noir sur case blanche a6 · Cavalier blanc sur case blanche b5 · Pion noir sur case noire c5 · Pion blanc sur case blanche d5 · Pion noir sur case noire e5 · Dame blanche sur case blanche a4 · Pion blanc sur case noire b4 · Pion blanc sur case blanche c4 · Pion blanc sur case blanche e4 · Cavalier noir sur case blanche g4 · Pion blanc sur case noire a3 · Cavalier blanc sur case blanche f3 · Roi blanc sur case blanche e2 · Fou noir sur case noire f2 · Pion blanc sur case blanche g2 · Pion blanc sur case noire h2 · Tour blanche sur case noire a1 · Fou blanc sur case noire c1 · Fou blanc sur case blanche f1 · Tour blanche sur case blanche h1 | Tour noire sur case blanche a8 · Cavalier noir sur case noire b8 · Fou noir sur case blanche c8 · Dame noire sur case noire d8 · Roi noir sur case blanche e8 · Tour noire sur case noire h8 · Pion noir sur case blanche b7 · Pion noir sur case blanche f7 · Pion noir sur case noire g7 · Pion noir sur case blanche h7 · Pion noir sur case blanche a6 · Cavalier blanc sur case blanche b5 · Pion noir sur case noire c5 · Pion blanc sur case blanche d5 · Pion noir sur case noire e5 · Dame blanche sur case blanche a4 · Pion blanc sur case noire b4 · Pion blanc sur case blanche c4 · Pion blanc sur case blanche e4 · Cavalier noir sur case blanche g4 · Pion blanc sur case noire a3 · Cavalier blanc sur case blanche f3 · Roi blanc sur case blanche e2 · Fou noir sur case noire f2 · Pion blanc sur case blanche g2 · Pion blanc sur case noire h2 · Tour blanche sur case noire a1 · Fou blanc sur case noire c1 · Fou blanc sur case blanche f1 · Tour blanche sur case blanche h1 | Tour noire sur case blanche a8 · Cavalier noir sur case noire b8 · Fou noir sur case blanche c8 · Dame noire sur case noire d8 · Roi noir sur case blanche e8 · Tour noire sur case noire h8 · Pion noir sur case blanche b7 · Pion noir sur case blanche f7 · Pion noir sur case noire g7 · Pion noir sur case blanche h7 · Pion noir sur case blanche a6 · Cavalier blanc sur case blanche b5 · Pion noir sur case noire c5 · Pion blanc sur case blanche d5 · Pion noir sur case noire e5 · Dame blanche sur case blanche a4 · Pion blanc sur case noire b4 · Pion blanc sur case blanche c4 · Pion blanc sur case blanche e4 · Cavalier noir sur case blanche g4 · Pion blanc sur case noire a3 · Cavalier blanc sur case blanche f3 · Roi blanc sur case blanche e2 · Fou noir sur case noire f2 · Pion blanc sur case blanche g2 · Pion blanc sur case noire h2 · Tour blanche sur case noire a1 · Fou blanc sur case noire c1 · Fou blanc sur case blanche f1 · Tour blanche sur case blanche h1 | Tour noire sur case blanche a8 · Cavalier noir sur case noire b8 · Fou noir sur case blanche c8 · Dame noire sur case noire d8 · Roi noir sur case blanche e8 · Tour noire sur case noire h8 · Pion noir sur case blanche b7 · Pion noir sur case blanche f7 · Pion noir sur case noire g7 · Pion noir sur case blanche h7 · Pion noir sur case blanche a6 · Cavalier blanc sur case blanche b5 · Pion noir sur case noire c5 · Pion blanc sur case blanche d5 · Pion noir sur case noire e5 · Dame blanche sur case blanche a4 · Pion blanc sur case noire b4 · Pion blanc sur case blanche c4 · Pion blanc sur case blanche e4 · Cavalier noir sur case blanche g4 · Pion blanc sur case noire a3 · Cavalier blanc sur case blanche f3 · Roi blanc sur case blanche e2 · Fou noir sur case noire f2 · Pion blanc sur case blanche g2 · Pion blanc sur case noire h2 · Tour blanche sur case noire a1 · Fou blanc sur case noire c1 · Fou blanc sur case blanche f1 · Tour blanche sur case blanche h1 | Tour noire sur case blanche a8 · Cavalier noir sur case noire b8 · Fou noir sur case blanche c8 · Dame noire sur case noire d8 · Roi noir sur case blanche e8 · Tour noire sur case noire h8 · Pion noir sur case blanche b7 · Pion noir sur case blanche f7 · Pion noir sur case noire g7 · Pion noir sur case blanche h7 · Pion noir sur case blanche a6 · Cavalier blanc sur case blanche b5 · Pion noir sur case noire c5 · Pion blanc sur case blanche d5 · Pion noir sur case noire e5 · Dame blanche sur case blanche a4 · Pion blanc sur case noire b4 · Pion blanc sur case blanche c4 · Pion blanc sur case blanche e4 · Cavalier noir sur case blanche g4 · Pion blanc sur case noire a3 · Cavalier blanc sur case blanche f3 · Roi blanc sur case blanche e2 · Fou noir sur case noire f2 · Pion blanc sur case blanche g2 · Pion blanc sur case noire h2 · Tour blanche sur case noire a1 · Fou blanc sur case noire c1 · Fou blanc sur case blanche f1 · Tour blanche sur case blanche h1 | Tour noire sur case blanche a8 · Cavalier noir sur case noire b8 · Fou noir sur case blanche c8 · Dame noire sur case noire d8 · Roi noir sur case blanche e8 · Tour noire sur case noire h8 · Pion noir sur case blanche b7 · Pion noir sur case blanche f7 · Pion noir sur case noire g7 · Pion noir sur case blanche h7 · Pion noir sur case blanche a6 · Cavalier blanc sur case blanche b5 · Pion noir sur case noire c5 · Pion blanc sur case blanche d5 · Pion noir sur case noire e5 · Dame blanche sur case blanche a4 · Pion blanc sur case noire b4 · Pion blanc sur case blanche c4 · Pion blanc sur case blanche e4 · Cavalier noir sur case blanche g4 · Pion blanc sur case noire a3 · Cavalier blanc sur case blanche f3 · Roi blanc sur case blanche e2 · Fou noir sur case noire f2 · Pion blanc sur case blanche g2 · Pion blanc sur case noire h2 · Tour blanche sur case noire a1 · Fou blanc sur case noire c1 · Fou blanc sur case blanche f1 · Tour blanche sur case blanche h1 | Tour noire sur case blanche a8 · Cavalier noir sur case noire b8 · Fou noir sur case blanche c8 · Dame noire sur case noire d8 · Roi noir sur case blanche e8 · Tour noire sur case noire h8 · Pion noir sur case blanche b7 · Pion noir sur case blanche f7 · Pion noir sur case noire g7 · Pion noir sur case blanche h7 · Pion noir sur case blanche a6 · Cavalier blanc sur case blanche b5 · Pion noir sur case noire c5 · Pion blanc sur case blanche d5 · Pion noir sur case noire e5 · Dame blanche sur case blanche a4 · Pion blanc sur case noire b4 · Pion blanc sur case blanche c4 · Pion blanc sur case blanche e4 · Cavalier noir sur case blanche g4 · Pion blanc sur case noire a3 · Cavalier blanc sur case blanche f3 · Roi blanc sur case blanche e2 · Fou noir sur case noire f2 · Pion blanc sur case blanche g2 · Pion blanc sur case noire h2 · Tour blanche sur case noire a1 · Fou blanc sur case noire c1 · Fou blanc sur case blanche f1 · Tour blanche sur case blanche h1 | Tour noire sur case blanche a8 · Cavalier noir sur case noire b8 · Fou noir sur case blanche c8 · Dame noire sur case noire d8 · Roi noir sur case blanche e8 · Tour noire sur case noire h8 · Pion noir sur case blanche b7 · Pion noir sur case blanche f7 · Pion noir sur case noire g7 · Pion noir sur case blanche h7 · Pion noir sur case blanche a6 · Cavalier blanc sur case blanche b5 · Pion noir sur case noire c5 · Pion blanc sur case blanche d5 · Pion noir sur case noire e5 · Dame blanche sur case blanche a4 · Pion blanc sur case noire b4 · Pion blanc sur case blanche c4 · Pion blanc sur case blanche e4 · Cavalier noir sur case blanche g4 · Pion blanc sur case noire a3 · Cavalier blanc sur case blanche f3 · Roi blanc sur case blanche e2 · Fou noir sur case noire f2 · Pion blanc sur case blanche g2 · Pion blanc sur case noire h2 · Tour blanche sur case noire a1 · Fou blanc sur case noire c1 · Fou blanc sur case blanche f1 · Tour blanche sur case blanche h1 | 5 |
| 4 | Tour noire sur case blanche a8 · Cavalier noir sur case noire b8 · Fou noir sur case blanche c8 · Dame noire sur case noire d8 · Roi noir sur case blanche e8 · Tour noire sur case noire h8 · Pion noir sur case blanche b7 · Pion noir sur case blanche f7 · Pion noir sur case noire g7 · Pion noir sur case blanche h7 · Pion noir sur case blanche a6 · Cavalier blanc sur case blanche b5 · Pion noir sur case noire c5 · Pion blanc sur case blanche d5 · Pion noir sur case noire e5 · Dame blanche sur case blanche a4 · Pion blanc sur case noire b4 · Pion blanc sur case blanche c4 · Pion blanc sur case blanche e4 · Cavalier noir sur case blanche g4 · Pion blanc sur case noire a3 · Cavalier blanc sur case blanche f3 · Roi blanc sur case blanche e2 · Fou noir sur case noire f2 · Pion blanc sur case blanche g2 · Pion blanc sur case noire h2 · Tour blanche sur case noire a1 · Fou blanc sur case noire c1 · Fou blanc sur case blanche f1 · Tour blanche sur case blanche h1 | Tour noire sur case blanche a8 · Cavalier noir sur case noire b8 · Fou noir sur case blanche c8 · Dame noire sur case noire d8 · Roi noir sur case blanche e8 · Tour noire sur case noire h8 · Pion noir sur case blanche b7 · Pion noir sur case blanche f7 · Pion noir sur case noire g7 · Pion noir sur case blanche h7 · Pion noir sur case blanche a6 · Cavalier blanc sur case blanche b5 · Pion noir sur case noire c5 · Pion blanc sur case blanche d5 · Pion noir sur case noire e5 · Dame blanche sur case blanche a4 · Pion blanc sur case noire b4 · Pion blanc sur case blanche c4 · Pion blanc sur case blanche e4 · Cavalier noir sur case blanche g4 · Pion blanc sur case noire a3 · Cavalier blanc sur case blanche f3 · Roi blanc sur case blanche e2 · Fou noir sur case noire f2 · Pion blanc sur case blanche g2 · Pion blanc sur case noire h2 · Tour blanche sur case noire a1 · Fou blanc sur case noire c1 · Fou blanc sur case blanche f1 · Tour blanche sur case blanche h1 | Tour noire sur case blanche a8 · Cavalier noir sur case noire b8 · Fou noir sur case blanche c8 · Dame noire sur case noire d8 · Roi noir sur case blanche e8 · Tour noire sur case noire h8 · Pion noir sur case blanche b7 · Pion noir sur case blanche f7 · Pion noir sur case noire g7 · Pion noir sur case blanche h7 · Pion noir sur case blanche a6 · Cavalier blanc sur case blanche b5 · Pion noir sur case noire c5 · Pion blanc sur case blanche d5 · Pion noir sur case noire e5 · Dame blanche sur case blanche a4 · Pion blanc sur case noire b4 · Pion blanc sur case blanche c4 · Pion blanc sur case blanche e4 · Cavalier noir sur case blanche g4 · Pion blanc sur case noire a3 · Cavalier blanc sur case blanche f3 · Roi blanc sur case blanche e2 · Fou noir sur case noire f2 · Pion blanc sur case blanche g2 · Pion blanc sur case noire h2 · Tour blanche sur case noire a1 · Fou blanc sur case noire c1 · Fou blanc sur case blanche f1 · Tour blanche sur case blanche h1 | Tour noire sur case blanche a8 · Cavalier noir sur case noire b8 · Fou noir sur case blanche c8 · Dame noire sur case noire d8 · Roi noir sur case blanche e8 · Tour noire sur case noire h8 · Pion noir sur case blanche b7 · Pion noir sur case blanche f7 · Pion noir sur case noire g7 · Pion noir sur case blanche h7 · Pion noir sur case blanche a6 · Cavalier blanc sur case blanche b5 · Pion noir sur case noire c5 · Pion blanc sur case blanche d5 · Pion noir sur case noire e5 · Dame blanche sur case blanche a4 · Pion blanc sur case noire b4 · Pion blanc sur case blanche c4 · Pion blanc sur case blanche e4 · Cavalier noir sur case blanche g4 · Pion blanc sur case noire a3 · Cavalier blanc sur case blanche f3 · Roi blanc sur case blanche e2 · Fou noir sur case noire f2 · Pion blanc sur case blanche g2 · Pion blanc sur case noire h2 · Tour blanche sur case noire a1 · Fou blanc sur case noire c1 · Fou blanc sur case blanche f1 · Tour blanche sur case blanche h1 | Tour noire sur case blanche a8 · Cavalier noir sur case noire b8 · Fou noir sur case blanche c8 · Dame noire sur case noire d8 · Roi noir sur case blanche e8 · Tour noire sur case noire h8 · Pion noir sur case blanche b7 · Pion noir sur case blanche f7 · Pion noir sur case noire g7 · Pion noir sur case blanche h7 · Pion noir sur case blanche a6 · Cavalier blanc sur case blanche b5 · Pion noir sur case noire c5 · Pion blanc sur case blanche d5 · Pion noir sur case noire e5 · Dame blanche sur case blanche a4 · Pion blanc sur case noire b4 · Pion blanc sur case blanche c4 · Pion blanc sur case blanche e4 · Cavalier noir sur case blanche g4 · Pion blanc sur case noire a3 · Cavalier blanc sur case blanche f3 · Roi blanc sur case blanche e2 · Fou noir sur case noire f2 · Pion blanc sur case blanche g2 · Pion blanc sur case noire h2 · Tour blanche sur case noire a1 · Fou blanc sur case noire c1 · Fou blanc sur case blanche f1 · Tour blanche sur case blanche h1 | Tour noire sur case blanche a8 · Cavalier noir sur case noire b8 · Fou noir sur case blanche c8 · Dame noire sur case noire d8 · Roi noir sur case blanche e8 · Tour noire sur case noire h8 · Pion noir sur case blanche b7 · Pion noir sur case blanche f7 · Pion noir sur case noire g7 · Pion noir sur case blanche h7 · Pion noir sur case blanche a6 · Cavalier blanc sur case blanche b5 · Pion noir sur case noire c5 · Pion blanc sur case blanche d5 · Pion noir sur case noire e5 · Dame blanche sur case blanche a4 · Pion blanc sur case noire b4 · Pion blanc sur case blanche c4 · Pion blanc sur case blanche e4 · Cavalier noir sur case blanche g4 · Pion blanc sur case noire a3 · Cavalier blanc sur case blanche f3 · Roi blanc sur case blanche e2 · Fou noir sur case noire f2 · Pion blanc sur case blanche g2 · Pion blanc sur case noire h2 · Tour blanche sur case noire a1 · Fou blanc sur case noire c1 · Fou blanc sur case blanche f1 · Tour blanche sur case blanche h1 | Tour noire sur case blanche a8 · Cavalier noir sur case noire b8 · Fou noir sur case blanche c8 · Dame noire sur case noire d8 · Roi noir sur case blanche e8 · Tour noire sur case noire h8 · Pion noir sur case blanche b7 · Pion noir sur case blanche f7 · Pion noir sur case noire g7 · Pion noir sur case blanche h7 · Pion noir sur case blanche a6 · Cavalier blanc sur case blanche b5 · Pion noir sur case noire c5 · Pion blanc sur case blanche d5 · Pion noir sur case noire e5 · Dame blanche sur case blanche a4 · Pion blanc sur case noire b4 · Pion blanc sur case blanche c4 · Pion blanc sur case blanche e4 · Cavalier noir sur case blanche g4 · Pion blanc sur case noire a3 · Cavalier blanc sur case blanche f3 · Roi blanc sur case blanche e2 · Fou noir sur case noire f2 · Pion blanc sur case blanche g2 · Pion blanc sur case noire h2 · Tour blanche sur case noire a1 · Fou blanc sur case noire c1 · Fou blanc sur case blanche f1 · Tour blanche sur case blanche h1 | Tour noire sur case blanche a8 · Cavalier noir sur case noire b8 · Fou noir sur case blanche c8 · Dame noire sur case noire d8 · Roi noir sur case blanche e8 · Tour noire sur case noire h8 · Pion noir sur case blanche b7 · Pion noir sur case blanche f7 · Pion noir sur case noire g7 · Pion noir sur case blanche h7 · Pion noir sur case blanche a6 · Cavalier blanc sur case blanche b5 · Pion noir sur case noire c5 · Pion blanc sur case blanche d5 · Pion noir sur case noire e5 · Dame blanche sur case blanche a4 · Pion blanc sur case noire b4 · Pion blanc sur case blanche c4 · Pion blanc sur case blanche e4 · Cavalier noir sur case blanche g4 · Pion blanc sur case noire a3 · Cavalier blanc sur case blanche f3 · Roi blanc sur case blanche e2 · Fou noir sur case noire f2 · Pion blanc sur case blanche g2 · Pion blanc sur case noire h2 · Tour blanche sur case noire a1 · Fou blanc sur case noire c1 · Fou blanc sur case blanche f1 · Tour blanche sur case blanche h1 | 4 |
| 3 | Tour noire sur case blanche a8 · Cavalier noir sur case noire b8 · Fou noir sur case blanche c8 · Dame noire sur case noire d8 · Roi noir sur case blanche e8 · Tour noire sur case noire h8 · Pion noir sur case blanche b7 · Pion noir sur case blanche f7 · Pion noir sur case noire g7 · Pion noir sur case blanche h7 · Pion noir sur case blanche a6 · Cavalier blanc sur case blanche b5 · Pion noir sur case noire c5 · Pion blanc sur case blanche d5 · Pion noir sur case noire e5 · Dame blanche sur case blanche a4 · Pion blanc sur case noire b4 · Pion blanc sur case blanche c4 · Pion blanc sur case blanche e4 · Cavalier noir sur case blanche g4 · Pion blanc sur case noire a3 · Cavalier blanc sur case blanche f3 · Roi blanc sur case blanche e2 · Fou noir sur case noire f2 · Pion blanc sur case blanche g2 · Pion blanc sur case noire h2 · Tour blanche sur case noire a1 · Fou blanc sur case noire c1 · Fou blanc sur case blanche f1 · Tour blanche sur case blanche h1 | Tour noire sur case blanche a8 · Cavalier noir sur case noire b8 · Fou noir sur case blanche c8 · Dame noire sur case noire d8 · Roi noir sur case blanche e8 · Tour noire sur case noire h8 · Pion noir sur case blanche b7 · Pion noir sur case blanche f7 · Pion noir sur case noire g7 · Pion noir sur case blanche h7 · Pion noir sur case blanche a6 · Cavalier blanc sur case blanche b5 · Pion noir sur case noire c5 · Pion blanc sur case blanche d5 · Pion noir sur case noire e5 · Dame blanche sur case blanche a4 · Pion blanc sur case noire b4 · Pion blanc sur case blanche c4 · Pion blanc sur case blanche e4 · Cavalier noir sur case blanche g4 · Pion blanc sur case noire a3 · Cavalier blanc sur case blanche f3 · Roi blanc sur case blanche e2 · Fou noir sur case noire f2 · Pion blanc sur case blanche g2 · Pion blanc sur case noire h2 · Tour blanche sur case noire a1 · Fou blanc sur case noire c1 · Fou blanc sur case blanche f1 · Tour blanche sur case blanche h1 | Tour noire sur case blanche a8 · Cavalier noir sur case noire b8 · Fou noir sur case blanche c8 · Dame noire sur case noire d8 · Roi noir sur case blanche e8 · Tour noire sur case noire h8 · Pion noir sur case blanche b7 · Pion noir sur case blanche f7 · Pion noir sur case noire g7 · Pion noir sur case blanche h7 · Pion noir sur case blanche a6 · Cavalier blanc sur case blanche b5 · Pion noir sur case noire c5 · Pion blanc sur case blanche d5 · Pion noir sur case noire e5 · Dame blanche sur case blanche a4 · Pion blanc sur case noire b4 · Pion blanc sur case blanche c4 · Pion blanc sur case blanche e4 · Cavalier noir sur case blanche g4 · Pion blanc sur case noire a3 · Cavalier blanc sur case blanche f3 · Roi blanc sur case blanche e2 · Fou noir sur case noire f2 · Pion blanc sur case blanche g2 · Pion blanc sur case noire h2 · Tour blanche sur case noire a1 · Fou blanc sur case noire c1 · Fou blanc sur case blanche f1 · Tour blanche sur case blanche h1 | Tour noire sur case blanche a8 · Cavalier noir sur case noire b8 · Fou noir sur case blanche c8 · Dame noire sur case noire d8 · Roi noir sur case blanche e8 · Tour noire sur case noire h8 · Pion noir sur case blanche b7 · Pion noir sur case blanche f7 · Pion noir sur case noire g7 · Pion noir sur case blanche h7 · Pion noir sur case blanche a6 · Cavalier blanc sur case blanche b5 · Pion noir sur case noire c5 · Pion blanc sur case blanche d5 · Pion noir sur case noire e5 · Dame blanche sur case blanche a4 · Pion blanc sur case noire b4 · Pion blanc sur case blanche c4 · Pion blanc sur case blanche e4 · Cavalier noir sur case blanche g4 · Pion blanc sur case noire a3 · Cavalier blanc sur case blanche f3 · Roi blanc sur case blanche e2 · Fou noir sur case noire f2 · Pion blanc sur case blanche g2 · Pion blanc sur case noire h2 · Tour blanche sur case noire a1 · Fou blanc sur case noire c1 · Fou blanc sur case blanche f1 · Tour blanche sur case blanche h1 | Tour noire sur case blanche a8 · Cavalier noir sur case noire b8 · Fou noir sur case blanche c8 · Dame noire sur case noire d8 · Roi noir sur case blanche e8 · Tour noire sur case noire h8 · Pion noir sur case blanche b7 · Pion noir sur case blanche f7 · Pion noir sur case noire g7 · Pion noir sur case blanche h7 · Pion noir sur case blanche a6 · Cavalier blanc sur case blanche b5 · Pion noir sur case noire c5 · Pion blanc sur case blanche d5 · Pion noir sur case noire e5 · Dame blanche sur case blanche a4 · Pion blanc sur case noire b4 · Pion blanc sur case blanche c4 · Pion blanc sur case blanche e4 · Cavalier noir sur case blanche g4 · Pion blanc sur case noire a3 · Cavalier blanc sur case blanche f3 · Roi blanc sur case blanche e2 · Fou noir sur case noire f2 · Pion blanc sur case blanche g2 · Pion blanc sur case noire h2 · Tour blanche sur case noire a1 · Fou blanc sur case noire c1 · Fou blanc sur case blanche f1 · Tour blanche sur case blanche h1 | Tour noire sur case blanche a8 · Cavalier noir sur case noire b8 · Fou noir sur case blanche c8 · Dame noire sur case noire d8 · Roi noir sur case blanche e8 · Tour noire sur case noire h8 · Pion noir sur case blanche b7 · Pion noir sur case blanche f7 · Pion noir sur case noire g7 · Pion noir sur case blanche h7 · Pion noir sur case blanche a6 · Cavalier blanc sur case blanche b5 · Pion noir sur case noire c5 · Pion blanc sur case blanche d5 · Pion noir sur case noire e5 · Dame blanche sur case blanche a4 · Pion blanc sur case noire b4 · Pion blanc sur case blanche c4 · Pion blanc sur case blanche e4 · Cavalier noir sur case blanche g4 · Pion blanc sur case noire a3 · Cavalier blanc sur case blanche f3 · Roi blanc sur case blanche e2 · Fou noir sur case noire f2 · Pion blanc sur case blanche g2 · Pion blanc sur case noire h2 · Tour blanche sur case noire a1 · Fou blanc sur case noire c1 · Fou blanc sur case blanche f1 · Tour blanche sur case blanche h1 | Tour noire sur case blanche a8 · Cavalier noir sur case noire b8 · Fou noir sur case blanche c8 · Dame noire sur case noire d8 · Roi noir sur case blanche e8 · Tour noire sur case noire h8 · Pion noir sur case blanche b7 · Pion noir sur case blanche f7 · Pion noir sur case noire g7 · Pion noir sur case blanche h7 · Pion noir sur case blanche a6 · Cavalier blanc sur case blanche b5 · Pion noir sur case noire c5 · Pion blanc sur case blanche d5 · Pion noir sur case noire e5 · Dame blanche sur case blanche a4 · Pion blanc sur case noire b4 · Pion blanc sur case blanche c4 · Pion blanc sur case blanche e4 · Cavalier noir sur case blanche g4 · Pion blanc sur case noire a3 · Cavalier blanc sur case blanche f3 · Roi blanc sur case blanche e2 · Fou noir sur case noire f2 · Pion blanc sur case blanche g2 · Pion blanc sur case noire h2 · Tour blanche sur case noire a1 · Fou blanc sur case noire c1 · Fou blanc sur case blanche f1 · Tour blanche sur case blanche h1 | Tour noire sur case blanche a8 · Cavalier noir sur case noire b8 · Fou noir sur case blanche c8 · Dame noire sur case noire d8 · Roi noir sur case blanche e8 · Tour noire sur case noire h8 · Pion noir sur case blanche b7 · Pion noir sur case blanche f7 · Pion noir sur case noire g7 · Pion noir sur case blanche h7 · Pion noir sur case blanche a6 · Cavalier blanc sur case blanche b5 · Pion noir sur case noire c5 · Pion blanc sur case blanche d5 · Pion noir sur case noire e5 · Dame blanche sur case blanche a4 · Pion blanc sur case noire b4 · Pion blanc sur case blanche c4 · Pion blanc sur case blanche e4 · Cavalier noir sur case blanche g4 · Pion blanc sur case noire a3 · Cavalier blanc sur case blanche f3 · Roi blanc sur case blanche e2 · Fou noir sur case noire f2 · Pion blanc sur case blanche g2 · Pion blanc sur case noire h2 · Tour blanche sur case noire a1 · Fou blanc sur case noire c1 · Fou blanc sur case blanche f1 · Tour blanche sur case blanche h1 | 3 |
| 2 | Tour noire sur case blanche a8 · Cavalier noir sur case noire b8 · Fou noir sur case blanche c8 · Dame noire sur case noire d8 · Roi noir sur case blanche e8 · Tour noire sur case noire h8 · Pion noir sur case blanche b7 · Pion noir sur case blanche f7 · Pion noir sur case noire g7 · Pion noir sur case blanche h7 · Pion noir sur case blanche a6 · Cavalier blanc sur case blanche b5 · Pion noir sur case noire c5 · Pion blanc sur case blanche d5 · Pion noir sur case noire e5 · Dame blanche sur case blanche a4 · Pion blanc sur case noire b4 · Pion blanc sur case blanche c4 · Pion blanc sur case blanche e4 · Cavalier noir sur case blanche g4 · Pion blanc sur case noire a3 · Cavalier blanc sur case blanche f3 · Roi blanc sur case blanche e2 · Fou noir sur case noire f2 · Pion blanc sur case blanche g2 · Pion blanc sur case noire h2 · Tour blanche sur case noire a1 · Fou blanc sur case noire c1 · Fou blanc sur case blanche f1 · Tour blanche sur case blanche h1 | Tour noire sur case blanche a8 · Cavalier noir sur case noire b8 · Fou noir sur case blanche c8 · Dame noire sur case noire d8 · Roi noir sur case blanche e8 · Tour noire sur case noire h8 · Pion noir sur case blanche b7 · Pion noir sur case blanche f7 · Pion noir sur case noire g7 · Pion noir sur case blanche h7 · Pion noir sur case blanche a6 · Cavalier blanc sur case blanche b5 · Pion noir sur case noire c5 · Pion blanc sur case blanche d5 · Pion noir sur case noire e5 · Dame blanche sur case blanche a4 · Pion blanc sur case noire b4 · Pion blanc sur case blanche c4 · Pion blanc sur case blanche e4 · Cavalier noir sur case blanche g4 · Pion blanc sur case noire a3 · Cavalier blanc sur case blanche f3 · Roi blanc sur case blanche e2 · Fou noir sur case noire f2 · Pion blanc sur case blanche g2 · Pion blanc sur case noire h2 · Tour blanche sur case noire a1 · Fou blanc sur case noire c1 · Fou blanc sur case blanche f1 · Tour blanche sur case blanche h1 | Tour noire sur case blanche a8 · Cavalier noir sur case noire b8 · Fou noir sur case blanche c8 · Dame noire sur case noire d8 · Roi noir sur case blanche e8 · Tour noire sur case noire h8 · Pion noir sur case blanche b7 · Pion noir sur case blanche f7 · Pion noir sur case noire g7 · Pion noir sur case blanche h7 · Pion noir sur case blanche a6 · Cavalier blanc sur case blanche b5 · Pion noir sur case noire c5 · Pion blanc sur case blanche d5 · Pion noir sur case noire e5 · Dame blanche sur case blanche a4 · Pion blanc sur case noire b4 · Pion blanc sur case blanche c4 · Pion blanc sur case blanche e4 · Cavalier noir sur case blanche g4 · Pion blanc sur case noire a3 · Cavalier blanc sur case blanche f3 · Roi blanc sur case blanche e2 · Fou noir sur case noire f2 · Pion blanc sur case blanche g2 · Pion blanc sur case noire h2 · Tour blanche sur case noire a1 · Fou blanc sur case noire c1 · Fou blanc sur case blanche f1 · Tour blanche sur case blanche h1 | Tour noire sur case blanche a8 · Cavalier noir sur case noire b8 · Fou noir sur case blanche c8 · Dame noire sur case noire d8 · Roi noir sur case blanche e8 · Tour noire sur case noire h8 · Pion noir sur case blanche b7 · Pion noir sur case blanche f7 · Pion noir sur case noire g7 · Pion noir sur case blanche h7 · Pion noir sur case blanche a6 · Cavalier blanc sur case blanche b5 · Pion noir sur case noire c5 · Pion blanc sur case blanche d5 · Pion noir sur case noire e5 · Dame blanche sur case blanche a4 · Pion blanc sur case noire b4 · Pion blanc sur case blanche c4 · Pion blanc sur case blanche e4 · Cavalier noir sur case blanche g4 · Pion blanc sur case noire a3 · Cavalier blanc sur case blanche f3 · Roi blanc sur case blanche e2 · Fou noir sur case noire f2 · Pion blanc sur case blanche g2 · Pion blanc sur case noire h2 · Tour blanche sur case noire a1 · Fou blanc sur case noire c1 · Fou blanc sur case blanche f1 · Tour blanche sur case blanche h1 | Tour noire sur case blanche a8 · Cavalier noir sur case noire b8 · Fou noir sur case blanche c8 · Dame noire sur case noire d8 · Roi noir sur case blanche e8 · Tour noire sur case noire h8 · Pion noir sur case blanche b7 · Pion noir sur case blanche f7 · Pion noir sur case noire g7 · Pion noir sur case blanche h7 · Pion noir sur case blanche a6 · Cavalier blanc sur case blanche b5 · Pion noir sur case noire c5 · Pion blanc sur case blanche d5 · Pion noir sur case noire e5 · Dame blanche sur case blanche a4 · Pion blanc sur case noire b4 · Pion blanc sur case blanche c4 · Pion blanc sur case blanche e4 · Cavalier noir sur case blanche g4 · Pion blanc sur case noire a3 · Cavalier blanc sur case blanche f3 · Roi blanc sur case blanche e2 · Fou noir sur case noire f2 · Pion blanc sur case blanche g2 · Pion blanc sur case noire h2 · Tour blanche sur case noire a1 · Fou blanc sur case noire c1 · Fou blanc sur case blanche f1 · Tour blanche sur case blanche h1 | Tour noire sur case blanche a8 · Cavalier noir sur case noire b8 · Fou noir sur case blanche c8 · Dame noire sur case noire d8 · Roi noir sur case blanche e8 · Tour noire sur case noire h8 · Pion noir sur case blanche b7 · Pion noir sur case blanche f7 · Pion noir sur case noire g7 · Pion noir sur case blanche h7 · Pion noir sur case blanche a6 · Cavalier blanc sur case blanche b5 · Pion noir sur case noire c5 · Pion blanc sur case blanche d5 · Pion noir sur case noire e5 · Dame blanche sur case blanche a4 · Pion blanc sur case noire b4 · Pion blanc sur case blanche c4 · Pion blanc sur case blanche e4 · Cavalier noir sur case blanche g4 · Pion blanc sur case noire a3 · Cavalier blanc sur case blanche f3 · Roi blanc sur case blanche e2 · Fou noir sur case noire f2 · Pion blanc sur case blanche g2 · Pion blanc sur case noire h2 · Tour blanche sur case noire a1 · Fou blanc sur case noire c1 · Fou blanc sur case blanche f1 · Tour blanche sur case blanche h1 | Tour noire sur case blanche a8 · Cavalier noir sur case noire b8 · Fou noir sur case blanche c8 · Dame noire sur case noire d8 · Roi noir sur case blanche e8 · Tour noire sur case noire h8 · Pion noir sur case blanche b7 · Pion noir sur case blanche f7 · Pion noir sur case noire g7 · Pion noir sur case blanche h7 · Pion noir sur case blanche a6 · Cavalier blanc sur case blanche b5 · Pion noir sur case noire c5 · Pion blanc sur case blanche d5 · Pion noir sur case noire e5 · Dame blanche sur case blanche a4 · Pion blanc sur case noire b4 · Pion blanc sur case blanche c4 · Pion blanc sur case blanche e4 · Cavalier noir sur case blanche g4 · Pion blanc sur case noire a3 · Cavalier blanc sur case blanche f3 · Roi blanc sur case blanche e2 · Fou noir sur case noire f2 · Pion blanc sur case blanche g2 · Pion blanc sur case noire h2 · Tour blanche sur case noire a1 · Fou blanc sur case noire c1 · Fou blanc sur case blanche f1 · Tour blanche sur case blanche h1 | Tour noire sur case blanche a8 · Cavalier noir sur case noire b8 · Fou noir sur case blanche c8 · Dame noire sur case noire d8 · Roi noir sur case blanche e8 · Tour noire sur case noire h8 · Pion noir sur case blanche b7 · Pion noir sur case blanche f7 · Pion noir sur case noire g7 · Pion noir sur case blanche h7 · Pion noir sur case blanche a6 · Cavalier blanc sur case blanche b5 · Pion noir sur case noire c5 · Pion blanc sur case blanche d5 · Pion noir sur case noire e5 · Dame blanche sur case blanche a4 · Pion blanc sur case noire b4 · Pion blanc sur case blanche c4 · Pion blanc sur case blanche e4 · Cavalier noir sur case blanche g4 · Pion blanc sur case noire a3 · Cavalier blanc sur case blanche f3 · Roi blanc sur case blanche e2 · Fou noir sur case noire f2 · Pion blanc sur case blanche g2 · Pion blanc sur case noire h2 · Tour blanche sur case noire a1 · Fou blanc sur case noire c1 · Fou blanc sur case blanche f1 · Tour blanche sur case blanche h1 | 2 |
| 1 | Tour noire sur case blanche a8 · Cavalier noir sur case noire b8 · Fou noir sur case blanche c8 · Dame noire sur case noire d8 · Roi noir sur case blanche e8 · Tour noire sur case noire h8 · Pion noir sur case blanche b7 · Pion noir sur case blanche f7 · Pion noir sur case noire g7 · Pion noir sur case blanche h7 · Pion noir sur case blanche a6 · Cavalier blanc sur case blanche b5 · Pion noir sur case noire c5 · Pion blanc sur case blanche d5 · Pion noir sur case noire e5 · Dame blanche sur case blanche a4 · Pion blanc sur case noire b4 · Pion blanc sur case blanche c4 · Pion blanc sur case blanche e4 · Cavalier noir sur case blanche g4 · Pion blanc sur case noire a3 · Cavalier blanc sur case blanche f3 · Roi blanc sur case blanche e2 · Fou noir sur case noire f2 · Pion blanc sur case blanche g2 · Pion blanc sur case noire h2 · Tour blanche sur case noire a1 · Fou blanc sur case noire c1 · Fou blanc sur case blanche f1 · Tour blanche sur case blanche h1 | Tour noire sur case blanche a8 · Cavalier noir sur case noire b8 · Fou noir sur case blanche c8 · Dame noire sur case noire d8 · Roi noir sur case blanche e8 · Tour noire sur case noire h8 · Pion noir sur case blanche b7 · Pion noir sur case blanche f7 · Pion noir sur case noire g7 · Pion noir sur case blanche h7 · Pion noir sur case blanche a6 · Cavalier blanc sur case blanche b5 · Pion noir sur case noire c5 · Pion blanc sur case blanche d5 · Pion noir sur case noire e5 · Dame blanche sur case blanche a4 · Pion blanc sur case noire b4 · Pion blanc sur case blanche c4 · Pion blanc sur case blanche e4 · Cavalier noir sur case blanche g4 · Pion blanc sur case noire a3 · Cavalier blanc sur case blanche f3 · Roi blanc sur case blanche e2 · Fou noir sur case noire f2 · Pion blanc sur case blanche g2 · Pion blanc sur case noire h2 · Tour blanche sur case noire a1 · Fou blanc sur case noire c1 · Fou blanc sur case blanche f1 · Tour blanche sur case blanche h1 | Tour noire sur case blanche a8 · Cavalier noir sur case noire b8 · Fou noir sur case blanche c8 · Dame noire sur case noire d8 · Roi noir sur case blanche e8 · Tour noire sur case noire h8 · Pion noir sur case blanche b7 · Pion noir sur case blanche f7 · Pion noir sur case noire g7 · Pion noir sur case blanche h7 · Pion noir sur case blanche a6 · Cavalier blanc sur case blanche b5 · Pion noir sur case noire c5 · Pion blanc sur case blanche d5 · Pion noir sur case noire e5 · Dame blanche sur case blanche a4 · Pion blanc sur case noire b4 · Pion blanc sur case blanche c4 · Pion blanc sur case blanche e4 · Cavalier noir sur case blanche g4 · Pion blanc sur case noire a3 · Cavalier blanc sur case blanche f3 · Roi blanc sur case blanche e2 · Fou noir sur case noire f2 · Pion blanc sur case blanche g2 · Pion blanc sur case noire h2 · Tour blanche sur case noire a1 · Fou blanc sur case noire c1 · Fou blanc sur case blanche f1 · Tour blanche sur case blanche h1 | Tour noire sur case blanche a8 · Cavalier noir sur case noire b8 · Fou noir sur case blanche c8 · Dame noire sur case noire d8 · Roi noir sur case blanche e8 · Tour noire sur case noire h8 · Pion noir sur case blanche b7 · Pion noir sur case blanche f7 · Pion noir sur case noire g7 · Pion noir sur case blanche h7 · Pion noir sur case blanche a6 · Cavalier blanc sur case blanche b5 · Pion noir sur case noire c5 · Pion blanc sur case blanche d5 · Pion noir sur case noire e5 · Dame blanche sur case blanche a4 · Pion blanc sur case noire b4 · Pion blanc sur case blanche c4 · Pion blanc sur case blanche e4 · Cavalier noir sur case blanche g4 · Pion blanc sur case noire a3 · Cavalier blanc sur case blanche f3 · Roi blanc sur case blanche e2 · Fou noir sur case noire f2 · Pion blanc sur case blanche g2 · Pion blanc sur case noire h2 · Tour blanche sur case noire a1 · Fou blanc sur case noire c1 · Fou blanc sur case blanche f1 · Tour blanche sur case blanche h1 | Tour noire sur case blanche a8 · Cavalier noir sur case noire b8 · Fou noir sur case blanche c8 · Dame noire sur case noire d8 · Roi noir sur case blanche e8 · Tour noire sur case noire h8 · Pion noir sur case blanche b7 · Pion noir sur case blanche f7 · Pion noir sur case noire g7 · Pion noir sur case blanche h7 · Pion noir sur case blanche a6 · Cavalier blanc sur case blanche b5 · Pion noir sur case noire c5 · Pion blanc sur case blanche d5 · Pion noir sur case noire e5 · Dame blanche sur case blanche a4 · Pion blanc sur case noire b4 · Pion blanc sur case blanche c4 · Pion blanc sur case blanche e4 · Cavalier noir sur case blanche g4 · Pion blanc sur case noire a3 · Cavalier blanc sur case blanche f3 · Roi blanc sur case blanche e2 · Fou noir sur case noire f2 · Pion blanc sur case blanche g2 · Pion blanc sur case noire h2 · Tour blanche sur case noire a1 · Fou blanc sur case noire c1 · Fou blanc sur case blanche f1 · Tour blanche sur case blanche h1 | Tour noire sur case blanche a8 · Cavalier noir sur case noire b8 · Fou noir sur case blanche c8 · Dame noire sur case noire d8 · Roi noir sur case blanche e8 · Tour noire sur case noire h8 · Pion noir sur case blanche b7 · Pion noir sur case blanche f7 · Pion noir sur case noire g7 · Pion noir sur case blanche h7 · Pion noir sur case blanche a6 · Cavalier blanc sur case blanche b5 · Pion noir sur case noire c5 · Pion blanc sur case blanche d5 · Pion noir sur case noire e5 · Dame blanche sur case blanche a4 · Pion blanc sur case noire b4 · Pion blanc sur case blanche c4 · Pion blanc sur case blanche e4 · Cavalier noir sur case blanche g4 · Pion blanc sur case noire a3 · Cavalier blanc sur case blanche f3 · Roi blanc sur case blanche e2 · Fou noir sur case noire f2 · Pion blanc sur case blanche g2 · Pion blanc sur case noire h2 · Tour blanche sur case noire a1 · Fou blanc sur case noire c1 · Fou blanc sur case blanche f1 · Tour blanche sur case blanche h1 | Tour noire sur case blanche a8 · Cavalier noir sur case noire b8 · Fou noir sur case blanche c8 · Dame noire sur case noire d8 · Roi noir sur case blanche e8 · Tour noire sur case noire h8 · Pion noir sur case blanche b7 · Pion noir sur case blanche f7 · Pion noir sur case noire g7 · Pion noir sur case blanche h7 · Pion noir sur case blanche a6 · Cavalier blanc sur case blanche b5 · Pion noir sur case noire c5 · Pion blanc sur case blanche d5 · Pion noir sur case noire e5 · Dame blanche sur case blanche a4 · Pion blanc sur case noire b4 · Pion blanc sur case blanche c4 · Pion blanc sur case blanche e4 · Cavalier noir sur case blanche g4 · Pion blanc sur case noire a3 · Cavalier blanc sur case blanche f3 · Roi blanc sur case blanche e2 · Fou noir sur case noire f2 · Pion blanc sur case blanche g2 · Pion blanc sur case noire h2 · Tour blanche sur case noire a1 · Fou blanc sur case noire c1 · Fou blanc sur case blanche f1 · Tour blanche sur case blanche h1 | Tour noire sur case blanche a8 · Cavalier noir sur case noire b8 · Fou noir sur case blanche c8 · Dame noire sur case noire d8 · Roi noir sur case blanche e8 · Tour noire sur case noire h8 · Pion noir sur case blanche b7 · Pion noir sur case blanche f7 · Pion noir sur case noire g7 · Pion noir sur case blanche h7 · Pion noir sur case blanche a6 · Cavalier blanc sur case blanche b5 · Pion noir sur case noire c5 · Pion blanc sur case blanche d5 · Pion noir sur case noire e5 · Dame blanche sur case blanche a4 · Pion blanc sur case noire b4 · Pion blanc sur case blanche c4 · Pion blanc sur case blanche e4 · Cavalier noir sur case blanche g4 · Pion blanc sur case noire a3 · Cavalier blanc sur case blanche f3 · Roi blanc sur case blanche e2 · Fou noir sur case noire f2 · Pion blanc sur case blanche g2 · Pion blanc sur case noire h2 · Tour blanche sur case noire a1 · Fou blanc sur case noire c1 · Fou blanc sur case blanche f1 · Tour blanche sur case blanche h1 | 1 |
|   | a | b | c | d | e | f | g | h |   |

|   | a | b | c | d | e | f | g | h |   |
| 8 | Tour noire sur case noire b8 · Fou noir sur case noire d8 · Roi noir sur case blanche e8 · Tour noire sur case noire h8 · Tour blanche sur case noire c7 · Pion noir sur case blanche f7 · Pion noir sur case noire g7 · Pion noir sur case blanche h7 · Pion noir sur case blanche a6 · Pion noir sur case blanche e6 · Fou noir sur case blanche b5 · Pion blanc sur case noire e5 · Dame noire sur case blanche h5 · Dame blanche sur case blanche e4 · Pion blanc sur case noire f4 · Cavalier blanc sur case noire e3 · Fou blanc sur case noire b2 · Pion blanc sur case blanche g2 · Pion blanc sur case noire h2 · Tour blanche sur case blanche d1 · Roi blanc sur case noire g1 | Tour noire sur case noire b8 · Fou noir sur case noire d8 · Roi noir sur case blanche e8 · Tour noire sur case noire h8 · Tour blanche sur case noire c7 · Pion noir sur case blanche f7 · Pion noir sur case noire g7 · Pion noir sur case blanche h7 · Pion noir sur case blanche a6 · Pion noir sur case blanche e6 · Fou noir sur case blanche b5 · Pion blanc sur case noire e5 · Dame noire sur case blanche h5 · Dame blanche sur case blanche e4 · Pion blanc sur case noire f4 · Cavalier blanc sur case noire e3 · Fou blanc sur case noire b2 · Pion blanc sur case blanche g2 · Pion blanc sur case noire h2 · Tour blanche sur case blanche d1 · Roi blanc sur case noire g1 | Tour noire sur case noire b8 · Fou noir sur case noire d8 · Roi noir sur case blanche e8 · Tour noire sur case noire h8 · Tour blanche sur case noire c7 · Pion noir sur case blanche f7 · Pion noir sur case noire g7 · Pion noir sur case blanche h7 · Pion noir sur case blanche a6 · Pion noir sur case blanche e6 · Fou noir sur case blanche b5 · Pion blanc sur case noire e5 · Dame noire sur case blanche h5 · Dame blanche sur case blanche e4 · Pion blanc sur case noire f4 · Cavalier blanc sur case noire e3 · Fou blanc sur case noire b2 · Pion blanc sur case blanche g2 · Pion blanc sur case noire h2 · Tour blanche sur case blanche d1 · Roi blanc sur case noire g1 | Tour noire sur case noire b8 · Fou noir sur case noire d8 · Roi noir sur case blanche e8 · Tour noire sur case noire h8 · Tour blanche sur case noire c7 · Pion noir sur case blanche f7 · Pion noir sur case noire g7 · Pion noir sur case blanche h7 · Pion noir sur case blanche a6 · Pion noir sur case blanche e6 · Fou noir sur case blanche b5 · Pion blanc sur case noire e5 · Dame noire sur case blanche h5 · Dame blanche sur case blanche e4 · Pion blanc sur case noire f4 · Cavalier blanc sur case noire e3 · Fou blanc sur case noire b2 · Pion blanc sur case blanche g2 · Pion blanc sur case noire h2 · Tour blanche sur case blanche d1 · Roi blanc sur case noire g1 | Tour noire sur case noire b8 · Fou noir sur case noire d8 · Roi noir sur case blanche e8 · Tour noire sur case noire h8 · Tour blanche sur case noire c7 · Pion noir sur case blanche f7 · Pion noir sur case noire g7 · Pion noir sur case blanche h7 · Pion noir sur case blanche a6 · Pion noir sur case blanche e6 · Fou noir sur case blanche b5 · Pion blanc sur case noire e5 · Dame noire sur case blanche h5 · Dame blanche sur case blanche e4 · Pion blanc sur case noire f4 · Cavalier blanc sur case noire e3 · Fou blanc sur case noire b2 · Pion blanc sur case blanche g2 · Pion blanc sur case noire h2 · Tour blanche sur case blanche d1 · Roi blanc sur case noire g1 | Tour noire sur case noire b8 · Fou noir sur case noire d8 · Roi noir sur case blanche e8 · Tour noire sur case noire h8 · Tour blanche sur case noire c7 · Pion noir sur case blanche f7 · Pion noir sur case noire g7 · Pion noir sur case blanche h7 · Pion noir sur case blanche a6 · Pion noir sur case blanche e6 · Fou noir sur case blanche b5 · Pion blanc sur case noire e5 · Dame noire sur case blanche h5 · Dame blanche sur case blanche e4 · Pion blanc sur case noire f4 · Cavalier blanc sur case noire e3 · Fou blanc sur case noire b2 · Pion blanc sur case blanche g2 · Pion blanc sur case noire h2 · Tour blanche sur case blanche d1 · Roi blanc sur case noire g1 | Tour noire sur case noire b8 · Fou noir sur case noire d8 · Roi noir sur case blanche e8 · Tour noire sur case noire h8 · Tour blanche sur case noire c7 · Pion noir sur case blanche f7 · Pion noir sur case noire g7 · Pion noir sur case blanche h7 · Pion noir sur case blanche a6 · Pion noir sur case blanche e6 · Fou noir sur case blanche b5 · Pion blanc sur case noire e5 · Dame noire sur case blanche h5 · Dame blanche sur case blanche e4 · Pion blanc sur case noire f4 · Cavalier blanc sur case noire e3 · Fou blanc sur case noire b2 · Pion blanc sur case blanche g2 · Pion blanc sur case noire h2 · Tour blanche sur case blanche d1 · Roi blanc sur case noire g1 | Tour noire sur case noire b8 · Fou noir sur case noire d8 · Roi noir sur case blanche e8 · Tour noire sur case noire h8 · Tour blanche sur case noire c7 · Pion noir sur case blanche f7 · Pion noir sur case noire g7 · Pion noir sur case blanche h7 · Pion noir sur case blanche a6 · Pion noir sur case blanche e6 · Fou noir sur case blanche b5 · Pion blanc sur case noire e5 · Dame noire sur case blanche h5 · Dame blanche sur case blanche e4 · Pion blanc sur case noire f4 · Cavalier blanc sur case noire e3 · Fou blanc sur case noire b2 · Pion blanc sur case blanche g2 · Pion blanc sur case noire h2 · Tour blanche sur case blanche d1 · Roi blanc sur case noire g1 | 8 |
| 7 | Tour noire sur case noire b8 · Fou noir sur case noire d8 · Roi noir sur case blanche e8 · Tour noire sur case noire h8 · Tour blanche sur case noire c7 · Pion noir sur case blanche f7 · Pion noir sur case noire g7 · Pion noir sur case blanche h7 · Pion noir sur case blanche a6 · Pion noir sur case blanche e6 · Fou noir sur case blanche b5 · Pion blanc sur case noire e5 · Dame noire sur case blanche h5 · Dame blanche sur case blanche e4 · Pion blanc sur case noire f4 · Cavalier blanc sur case noire e3 · Fou blanc sur case noire b2 · Pion blanc sur case blanche g2 · Pion blanc sur case noire h2 · Tour blanche sur case blanche d1 · Roi blanc sur case noire g1 | Tour noire sur case noire b8 · Fou noir sur case noire d8 · Roi noir sur case blanche e8 · Tour noire sur case noire h8 · Tour blanche sur case noire c7 · Pion noir sur case blanche f7 · Pion noir sur case noire g7 · Pion noir sur case blanche h7 · Pion noir sur case blanche a6 · Pion noir sur case blanche e6 · Fou noir sur case blanche b5 · Pion blanc sur case noire e5 · Dame noire sur case blanche h5 · Dame blanche sur case blanche e4 · Pion blanc sur case noire f4 · Cavalier blanc sur case noire e3 · Fou blanc sur case noire b2 · Pion blanc sur case blanche g2 · Pion blanc sur case noire h2 · Tour blanche sur case blanche d1 · Roi blanc sur case noire g1 | Tour noire sur case noire b8 · Fou noir sur case noire d8 · Roi noir sur case blanche e8 · Tour noire sur case noire h8 · Tour blanche sur case noire c7 · Pion noir sur case blanche f7 · Pion noir sur case noire g7 · Pion noir sur case blanche h7 · Pion noir sur case blanche a6 · Pion noir sur case blanche e6 · Fou noir sur case blanche b5 · Pion blanc sur case noire e5 · Dame noire sur case blanche h5 · Dame blanche sur case blanche e4 · Pion blanc sur case noire f4 · Cavalier blanc sur case noire e3 · Fou blanc sur case noire b2 · Pion blanc sur case blanche g2 · Pion blanc sur case noire h2 · Tour blanche sur case blanche d1 · Roi blanc sur case noire g1 | Tour noire sur case noire b8 · Fou noir sur case noire d8 · Roi noir sur case blanche e8 · Tour noire sur case noire h8 · Tour blanche sur case noire c7 · Pion noir sur case blanche f7 · Pion noir sur case noire g7 · Pion noir sur case blanche h7 · Pion noir sur case blanche a6 · Pion noir sur case blanche e6 · Fou noir sur case blanche b5 · Pion blanc sur case noire e5 · Dame noire sur case blanche h5 · Dame blanche sur case blanche e4 · Pion blanc sur case noire f4 · Cavalier blanc sur case noire e3 · Fou blanc sur case noire b2 · Pion blanc sur case blanche g2 · Pion blanc sur case noire h2 · Tour blanche sur case blanche d1 · Roi blanc sur case noire g1 | Tour noire sur case noire b8 · Fou noir sur case noire d8 · Roi noir sur case blanche e8 · Tour noire sur case noire h8 · Tour blanche sur case noire c7 · Pion noir sur case blanche f7 · Pion noir sur case noire g7 · Pion noir sur case blanche h7 · Pion noir sur case blanche a6 · Pion noir sur case blanche e6 · Fou noir sur case blanche b5 · Pion blanc sur case noire e5 · Dame noire sur case blanche h5 · Dame blanche sur case blanche e4 · Pion blanc sur case noire f4 · Cavalier blanc sur case noire e3 · Fou blanc sur case noire b2 · Pion blanc sur case blanche g2 · Pion blanc sur case noire h2 · Tour blanche sur case blanche d1 · Roi blanc sur case noire g1 | Tour noire sur case noire b8 · Fou noir sur case noire d8 · Roi noir sur case blanche e8 · Tour noire sur case noire h8 · Tour blanche sur case noire c7 · Pion noir sur case blanche f7 · Pion noir sur case noire g7 · Pion noir sur case blanche h7 · Pion noir sur case blanche a6 · Pion noir sur case blanche e6 · Fou noir sur case blanche b5 · Pion blanc sur case noire e5 · Dame noire sur case blanche h5 · Dame blanche sur case blanche e4 · Pion blanc sur case noire f4 · Cavalier blanc sur case noire e3 · Fou blanc sur case noire b2 · Pion blanc sur case blanche g2 · Pion blanc sur case noire h2 · Tour blanche sur case blanche d1 · Roi blanc sur case noire g1 | Tour noire sur case noire b8 · Fou noir sur case noire d8 · Roi noir sur case blanche e8 · Tour noire sur case noire h8 · Tour blanche sur case noire c7 · Pion noir sur case blanche f7 · Pion noir sur case noire g7 · Pion noir sur case blanche h7 · Pion noir sur case blanche a6 · Pion noir sur case blanche e6 · Fou noir sur case blanche b5 · Pion blanc sur case noire e5 · Dame noire sur case blanche h5 · Dame blanche sur case blanche e4 · Pion blanc sur case noire f4 · Cavalier blanc sur case noire e3 · Fou blanc sur case noire b2 · Pion blanc sur case blanche g2 · Pion blanc sur case noire h2 · Tour blanche sur case blanche d1 · Roi blanc sur case noire g1 | Tour noire sur case noire b8 · Fou noir sur case noire d8 · Roi noir sur case blanche e8 · Tour noire sur case noire h8 · Tour blanche sur case noire c7 · Pion noir sur case blanche f7 · Pion noir sur case noire g7 · Pion noir sur case blanche h7 · Pion noir sur case blanche a6 · Pion noir sur case blanche e6 · Fou noir sur case blanche b5 · Pion blanc sur case noire e5 · Dame noire sur case blanche h5 · Dame blanche sur case blanche e4 · Pion blanc sur case noire f4 · Cavalier blanc sur case noire e3 · Fou blanc sur case noire b2 · Pion blanc sur case blanche g2 · Pion blanc sur case noire h2 · Tour blanche sur case blanche d1 · Roi blanc sur case noire g1 | 7 |
| 6 | Tour noire sur case noire b8 · Fou noir sur case noire d8 · Roi noir sur case blanche e8 · Tour noire sur case noire h8 · Tour blanche sur case noire c7 · Pion noir sur case blanche f7 · Pion noir sur case noire g7 · Pion noir sur case blanche h7 · Pion noir sur case blanche a6 · Pion noir sur case blanche e6 · Fou noir sur case blanche b5 · Pion blanc sur case noire e5 · Dame noire sur case blanche h5 · Dame blanche sur case blanche e4 · Pion blanc sur case noire f4 · Cavalier blanc sur case noire e3 · Fou blanc sur case noire b2 · Pion blanc sur case blanche g2 · Pion blanc sur case noire h2 · Tour blanche sur case blanche d1 · Roi blanc sur case noire g1 | Tour noire sur case noire b8 · Fou noir sur case noire d8 · Roi noir sur case blanche e8 · Tour noire sur case noire h8 · Tour blanche sur case noire c7 · Pion noir sur case blanche f7 · Pion noir sur case noire g7 · Pion noir sur case blanche h7 · Pion noir sur case blanche a6 · Pion noir sur case blanche e6 · Fou noir sur case blanche b5 · Pion blanc sur case noire e5 · Dame noire sur case blanche h5 · Dame blanche sur case blanche e4 · Pion blanc sur case noire f4 · Cavalier blanc sur case noire e3 · Fou blanc sur case noire b2 · Pion blanc sur case blanche g2 · Pion blanc sur case noire h2 · Tour blanche sur case blanche d1 · Roi blanc sur case noire g1 | Tour noire sur case noire b8 · Fou noir sur case noire d8 · Roi noir sur case blanche e8 · Tour noire sur case noire h8 · Tour blanche sur case noire c7 · Pion noir sur case blanche f7 · Pion noir sur case noire g7 · Pion noir sur case blanche h7 · Pion noir sur case blanche a6 · Pion noir sur case blanche e6 · Fou noir sur case blanche b5 · Pion blanc sur case noire e5 · Dame noire sur case blanche h5 · Dame blanche sur case blanche e4 · Pion blanc sur case noire f4 · Cavalier blanc sur case noire e3 · Fou blanc sur case noire b2 · Pion blanc sur case blanche g2 · Pion blanc sur case noire h2 · Tour blanche sur case blanche d1 · Roi blanc sur case noire g1 | Tour noire sur case noire b8 · Fou noir sur case noire d8 · Roi noir sur case blanche e8 · Tour noire sur case noire h8 · Tour blanche sur case noire c7 · Pion noir sur case blanche f7 · Pion noir sur case noire g7 · Pion noir sur case blanche h7 · Pion noir sur case blanche a6 · Pion noir sur case blanche e6 · Fou noir sur case blanche b5 · Pion blanc sur case noire e5 · Dame noire sur case blanche h5 · Dame blanche sur case blanche e4 · Pion blanc sur case noire f4 · Cavalier blanc sur case noire e3 · Fou blanc sur case noire b2 · Pion blanc sur case blanche g2 · Pion blanc sur case noire h2 · Tour blanche sur case blanche d1 · Roi blanc sur case noire g1 | Tour noire sur case noire b8 · Fou noir sur case noire d8 · Roi noir sur case blanche e8 · Tour noire sur case noire h8 · Tour blanche sur case noire c7 · Pion noir sur case blanche f7 · Pion noir sur case noire g7 · Pion noir sur case blanche h7 · Pion noir sur case blanche a6 · Pion noir sur case blanche e6 · Fou noir sur case blanche b5 · Pion blanc sur case noire e5 · Dame noire sur case blanche h5 · Dame blanche sur case blanche e4 · Pion blanc sur case noire f4 · Cavalier blanc sur case noire e3 · Fou blanc sur case noire b2 · Pion blanc sur case blanche g2 · Pion blanc sur case noire h2 · Tour blanche sur case blanche d1 · Roi blanc sur case noire g1 | Tour noire sur case noire b8 · Fou noir sur case noire d8 · Roi noir sur case blanche e8 · Tour noire sur case noire h8 · Tour blanche sur case noire c7 · Pion noir sur case blanche f7 · Pion noir sur case noire g7 · Pion noir sur case blanche h7 · Pion noir sur case blanche a6 · Pion noir sur case blanche e6 · Fou noir sur case blanche b5 · Pion blanc sur case noire e5 · Dame noire sur case blanche h5 · Dame blanche sur case blanche e4 · Pion blanc sur case noire f4 · Cavalier blanc sur case noire e3 · Fou blanc sur case noire b2 · Pion blanc sur case blanche g2 · Pion blanc sur case noire h2 · Tour blanche sur case blanche d1 · Roi blanc sur case noire g1 | Tour noire sur case noire b8 · Fou noir sur case noire d8 · Roi noir sur case blanche e8 · Tour noire sur case noire h8 · Tour blanche sur case noire c7 · Pion noir sur case blanche f7 · Pion noir sur case noire g7 · Pion noir sur case blanche h7 · Pion noir sur case blanche a6 · Pion noir sur case blanche e6 · Fou noir sur case blanche b5 · Pion blanc sur case noire e5 · Dame noire sur case blanche h5 · Dame blanche sur case blanche e4 · Pion blanc sur case noire f4 · Cavalier blanc sur case noire e3 · Fou blanc sur case noire b2 · Pion blanc sur case blanche g2 · Pion blanc sur case noire h2 · Tour blanche sur case blanche d1 · Roi blanc sur case noire g1 | Tour noire sur case noire b8 · Fou noir sur case noire d8 · Roi noir sur case blanche e8 · Tour noire sur case noire h8 · Tour blanche sur case noire c7 · Pion noir sur case blanche f7 · Pion noir sur case noire g7 · Pion noir sur case blanche h7 · Pion noir sur case blanche a6 · Pion noir sur case blanche e6 · Fou noir sur case blanche b5 · Pion blanc sur case noire e5 · Dame noire sur case blanche h5 · Dame blanche sur case blanche e4 · Pion blanc sur case noire f4 · Cavalier blanc sur case noire e3 · Fou blanc sur case noire b2 · Pion blanc sur case blanche g2 · Pion blanc sur case noire h2 · Tour blanche sur case blanche d1 · Roi blanc sur case noire g1 | 6 |
| 5 | Tour noire sur case noire b8 · Fou noir sur case noire d8 · Roi noir sur case blanche e8 · Tour noire sur case noire h8 · Tour blanche sur case noire c7 · Pion noir sur case blanche f7 · Pion noir sur case noire g7 · Pion noir sur case blanche h7 · Pion noir sur case blanche a6 · Pion noir sur case blanche e6 · Fou noir sur case blanche b5 · Pion blanc sur case noire e5 · Dame noire sur case blanche h5 · Dame blanche sur case blanche e4 · Pion blanc sur case noire f4 · Cavalier blanc sur case noire e3 · Fou blanc sur case noire b2 · Pion blanc sur case blanche g2 · Pion blanc sur case noire h2 · Tour blanche sur case blanche d1 · Roi blanc sur case noire g1 | Tour noire sur case noire b8 · Fou noir sur case noire d8 · Roi noir sur case blanche e8 · Tour noire sur case noire h8 · Tour blanche sur case noire c7 · Pion noir sur case blanche f7 · Pion noir sur case noire g7 · Pion noir sur case blanche h7 · Pion noir sur case blanche a6 · Pion noir sur case blanche e6 · Fou noir sur case blanche b5 · Pion blanc sur case noire e5 · Dame noire sur case blanche h5 · Dame blanche sur case blanche e4 · Pion blanc sur case noire f4 · Cavalier blanc sur case noire e3 · Fou blanc sur case noire b2 · Pion blanc sur case blanche g2 · Pion blanc sur case noire h2 · Tour blanche sur case blanche d1 · Roi blanc sur case noire g1 | Tour noire sur case noire b8 · Fou noir sur case noire d8 · Roi noir sur case blanche e8 · Tour noire sur case noire h8 · Tour blanche sur case noire c7 · Pion noir sur case blanche f7 · Pion noir sur case noire g7 · Pion noir sur case blanche h7 · Pion noir sur case blanche a6 · Pion noir sur case blanche e6 · Fou noir sur case blanche b5 · Pion blanc sur case noire e5 · Dame noire sur case blanche h5 · Dame blanche sur case blanche e4 · Pion blanc sur case noire f4 · Cavalier blanc sur case noire e3 · Fou blanc sur case noire b2 · Pion blanc sur case blanche g2 · Pion blanc sur case noire h2 · Tour blanche sur case blanche d1 · Roi blanc sur case noire g1 | Tour noire sur case noire b8 · Fou noir sur case noire d8 · Roi noir sur case blanche e8 · Tour noire sur case noire h8 · Tour blanche sur case noire c7 · Pion noir sur case blanche f7 · Pion noir sur case noire g7 · Pion noir sur case blanche h7 · Pion noir sur case blanche a6 · Pion noir sur case blanche e6 · Fou noir sur case blanche b5 · Pion blanc sur case noire e5 · Dame noire sur case blanche h5 · Dame blanche sur case blanche e4 · Pion blanc sur case noire f4 · Cavalier blanc sur case noire e3 · Fou blanc sur case noire b2 · Pion blanc sur case blanche g2 · Pion blanc sur case noire h2 · Tour blanche sur case blanche d1 · Roi blanc sur case noire g1 | Tour noire sur case noire b8 · Fou noir sur case noire d8 · Roi noir sur case blanche e8 · Tour noire sur case noire h8 · Tour blanche sur case noire c7 · Pion noir sur case blanche f7 · Pion noir sur case noire g7 · Pion noir sur case blanche h7 · Pion noir sur case blanche a6 · Pion noir sur case blanche e6 · Fou noir sur case blanche b5 · Pion blanc sur case noire e5 · Dame noire sur case blanche h5 · Dame blanche sur case blanche e4 · Pion blanc sur case noire f4 · Cavalier blanc sur case noire e3 · Fou blanc sur case noire b2 · Pion blanc sur case blanche g2 · Pion blanc sur case noire h2 · Tour blanche sur case blanche d1 · Roi blanc sur case noire g1 | Tour noire sur case noire b8 · Fou noir sur case noire d8 · Roi noir sur case blanche e8 · Tour noire sur case noire h8 · Tour blanche sur case noire c7 · Pion noir sur case blanche f7 · Pion noir sur case noire g7 · Pion noir sur case blanche h7 · Pion noir sur case blanche a6 · Pion noir sur case blanche e6 · Fou noir sur case blanche b5 · Pion blanc sur case noire e5 · Dame noire sur case blanche h5 · Dame blanche sur case blanche e4 · Pion blanc sur case noire f4 · Cavalier blanc sur case noire e3 · Fou blanc sur case noire b2 · Pion blanc sur case blanche g2 · Pion blanc sur case noire h2 · Tour blanche sur case blanche d1 · Roi blanc sur case noire g1 | Tour noire sur case noire b8 · Fou noir sur case noire d8 · Roi noir sur case blanche e8 · Tour noire sur case noire h8 · Tour blanche sur case noire c7 · Pion noir sur case blanche f7 · Pion noir sur case noire g7 · Pion noir sur case blanche h7 · Pion noir sur case blanche a6 · Pion noir sur case blanche e6 · Fou noir sur case blanche b5 · Pion blanc sur case noire e5 · Dame noire sur case blanche h5 · Dame blanche sur case blanche e4 · Pion blanc sur case noire f4 · Cavalier blanc sur case noire e3 · Fou blanc sur case noire b2 · Pion blanc sur case blanche g2 · Pion blanc sur case noire h2 · Tour blanche sur case blanche d1 · Roi blanc sur case noire g1 | Tour noire sur case noire b8 · Fou noir sur case noire d8 · Roi noir sur case blanche e8 · Tour noire sur case noire h8 · Tour blanche sur case noire c7 · Pion noir sur case blanche f7 · Pion noir sur case noire g7 · Pion noir sur case blanche h7 · Pion noir sur case blanche a6 · Pion noir sur case blanche e6 · Fou noir sur case blanche b5 · Pion blanc sur case noire e5 · Dame noire sur case blanche h5 · Dame blanche sur case blanche e4 · Pion blanc sur case noire f4 · Cavalier blanc sur case noire e3 · Fou blanc sur case noire b2 · Pion blanc sur case blanche g2 · Pion blanc sur case noire h2 · Tour blanche sur case blanche d1 · Roi blanc sur case noire g1 | 5 |
| 4 | Tour noire sur case noire b8 · Fou noir sur case noire d8 · Roi noir sur case blanche e8 · Tour noire sur case noire h8 · Tour blanche sur case noire c7 · Pion noir sur case blanche f7 · Pion noir sur case noire g7 · Pion noir sur case blanche h7 · Pion noir sur case blanche a6 · Pion noir sur case blanche e6 · Fou noir sur case blanche b5 · Pion blanc sur case noire e5 · Dame noire sur case blanche h5 · Dame blanche sur case blanche e4 · Pion blanc sur case noire f4 · Cavalier blanc sur case noire e3 · Fou blanc sur case noire b2 · Pion blanc sur case blanche g2 · Pion blanc sur case noire h2 · Tour blanche sur case blanche d1 · Roi blanc sur case noire g1 | Tour noire sur case noire b8 · Fou noir sur case noire d8 · Roi noir sur case blanche e8 · Tour noire sur case noire h8 · Tour blanche sur case noire c7 · Pion noir sur case blanche f7 · Pion noir sur case noire g7 · Pion noir sur case blanche h7 · Pion noir sur case blanche a6 · Pion noir sur case blanche e6 · Fou noir sur case blanche b5 · Pion blanc sur case noire e5 · Dame noire sur case blanche h5 · Dame blanche sur case blanche e4 · Pion blanc sur case noire f4 · Cavalier blanc sur case noire e3 · Fou blanc sur case noire b2 · Pion blanc sur case blanche g2 · Pion blanc sur case noire h2 · Tour blanche sur case blanche d1 · Roi blanc sur case noire g1 | Tour noire sur case noire b8 · Fou noir sur case noire d8 · Roi noir sur case blanche e8 · Tour noire sur case noire h8 · Tour blanche sur case noire c7 · Pion noir sur case blanche f7 · Pion noir sur case noire g7 · Pion noir sur case blanche h7 · Pion noir sur case blanche a6 · Pion noir sur case blanche e6 · Fou noir sur case blanche b5 · Pion blanc sur case noire e5 · Dame noire sur case blanche h5 · Dame blanche sur case blanche e4 · Pion blanc sur case noire f4 · Cavalier blanc sur case noire e3 · Fou blanc sur case noire b2 · Pion blanc sur case blanche g2 · Pion blanc sur case noire h2 · Tour blanche sur case blanche d1 · Roi blanc sur case noire g1 | Tour noire sur case noire b8 · Fou noir sur case noire d8 · Roi noir sur case blanche e8 · Tour noire sur case noire h8 · Tour blanche sur case noire c7 · Pion noir sur case blanche f7 · Pion noir sur case noire g7 · Pion noir sur case blanche h7 · Pion noir sur case blanche a6 · Pion noir sur case blanche e6 · Fou noir sur case blanche b5 · Pion blanc sur case noire e5 · Dame noire sur case blanche h5 · Dame blanche sur case blanche e4 · Pion blanc sur case noire f4 · Cavalier blanc sur case noire e3 · Fou blanc sur case noire b2 · Pion blanc sur case blanche g2 · Pion blanc sur case noire h2 · Tour blanche sur case blanche d1 · Roi blanc sur case noire g1 | Tour noire sur case noire b8 · Fou noir sur case noire d8 · Roi noir sur case blanche e8 · Tour noire sur case noire h8 · Tour blanche sur case noire c7 · Pion noir sur case blanche f7 · Pion noir sur case noire g7 · Pion noir sur case blanche h7 · Pion noir sur case blanche a6 · Pion noir sur case blanche e6 · Fou noir sur case blanche b5 · Pion blanc sur case noire e5 · Dame noire sur case blanche h5 · Dame blanche sur case blanche e4 · Pion blanc sur case noire f4 · Cavalier blanc sur case noire e3 · Fou blanc sur case noire b2 · Pion blanc sur case blanche g2 · Pion blanc sur case noire h2 · Tour blanche sur case blanche d1 · Roi blanc sur case noire g1 | Tour noire sur case noire b8 · Fou noir sur case noire d8 · Roi noir sur case blanche e8 · Tour noire sur case noire h8 · Tour blanche sur case noire c7 · Pion noir sur case blanche f7 · Pion noir sur case noire g7 · Pion noir sur case blanche h7 · Pion noir sur case blanche a6 · Pion noir sur case blanche e6 · Fou noir sur case blanche b5 · Pion blanc sur case noire e5 · Dame noire sur case blanche h5 · Dame blanche sur case blanche e4 · Pion blanc sur case noire f4 · Cavalier blanc sur case noire e3 · Fou blanc sur case noire b2 · Pion blanc sur case blanche g2 · Pion blanc sur case noire h2 · Tour blanche sur case blanche d1 · Roi blanc sur case noire g1 | Tour noire sur case noire b8 · Fou noir sur case noire d8 · Roi noir sur case blanche e8 · Tour noire sur case noire h8 · Tour blanche sur case noire c7 · Pion noir sur case blanche f7 · Pion noir sur case noire g7 · Pion noir sur case blanche h7 · Pion noir sur case blanche a6 · Pion noir sur case blanche e6 · Fou noir sur case blanche b5 · Pion blanc sur case noire e5 · Dame noire sur case blanche h5 · Dame blanche sur case blanche e4 · Pion blanc sur case noire f4 · Cavalier blanc sur case noire e3 · Fou blanc sur case noire b2 · Pion blanc sur case blanche g2 · Pion blanc sur case noire h2 · Tour blanche sur case blanche d1 · Roi blanc sur case noire g1 | Tour noire sur case noire b8 · Fou noir sur case noire d8 · Roi noir sur case blanche e8 · Tour noire sur case noire h8 · Tour blanche sur case noire c7 · Pion noir sur case blanche f7 · Pion noir sur case noire g7 · Pion noir sur case blanche h7 · Pion noir sur case blanche a6 · Pion noir sur case blanche e6 · Fou noir sur case blanche b5 · Pion blanc sur case noire e5 · Dame noire sur case blanche h5 · Dame blanche sur case blanche e4 · Pion blanc sur case noire f4 · Cavalier blanc sur case noire e3 · Fou blanc sur case noire b2 · Pion blanc sur case blanche g2 · Pion blanc sur case noire h2 · Tour blanche sur case blanche d1 · Roi blanc sur case noire g1 | 4 |
| 3 | Tour noire sur case noire b8 · Fou noir sur case noire d8 · Roi noir sur case blanche e8 · Tour noire sur case noire h8 · Tour blanche sur case noire c7 · Pion noir sur case blanche f7 · Pion noir sur case noire g7 · Pion noir sur case blanche h7 · Pion noir sur case blanche a6 · Pion noir sur case blanche e6 · Fou noir sur case blanche b5 · Pion blanc sur case noire e5 · Dame noire sur case blanche h5 · Dame blanche sur case blanche e4 · Pion blanc sur case noire f4 · Cavalier blanc sur case noire e3 · Fou blanc sur case noire b2 · Pion blanc sur case blanche g2 · Pion blanc sur case noire h2 · Tour blanche sur case blanche d1 · Roi blanc sur case noire g1 | Tour noire sur case noire b8 · Fou noir sur case noire d8 · Roi noir sur case blanche e8 · Tour noire sur case noire h8 · Tour blanche sur case noire c7 · Pion noir sur case blanche f7 · Pion noir sur case noire g7 · Pion noir sur case blanche h7 · Pion noir sur case blanche a6 · Pion noir sur case blanche e6 · Fou noir sur case blanche b5 · Pion blanc sur case noire e5 · Dame noire sur case blanche h5 · Dame blanche sur case blanche e4 · Pion blanc sur case noire f4 · Cavalier blanc sur case noire e3 · Fou blanc sur case noire b2 · Pion blanc sur case blanche g2 · Pion blanc sur case noire h2 · Tour blanche sur case blanche d1 · Roi blanc sur case noire g1 | Tour noire sur case noire b8 · Fou noir sur case noire d8 · Roi noir sur case blanche e8 · Tour noire sur case noire h8 · Tour blanche sur case noire c7 · Pion noir sur case blanche f7 · Pion noir sur case noire g7 · Pion noir sur case blanche h7 · Pion noir sur case blanche a6 · Pion noir sur case blanche e6 · Fou noir sur case blanche b5 · Pion blanc sur case noire e5 · Dame noire sur case blanche h5 · Dame blanche sur case blanche e4 · Pion blanc sur case noire f4 · Cavalier blanc sur case noire e3 · Fou blanc sur case noire b2 · Pion blanc sur case blanche g2 · Pion blanc sur case noire h2 · Tour blanche sur case blanche d1 · Roi blanc sur case noire g1 | Tour noire sur case noire b8 · Fou noir sur case noire d8 · Roi noir sur case blanche e8 · Tour noire sur case noire h8 · Tour blanche sur case noire c7 · Pion noir sur case blanche f7 · Pion noir sur case noire g7 · Pion noir sur case blanche h7 · Pion noir sur case blanche a6 · Pion noir sur case blanche e6 · Fou noir sur case blanche b5 · Pion blanc sur case noire e5 · Dame noire sur case blanche h5 · Dame blanche sur case blanche e4 · Pion blanc sur case noire f4 · Cavalier blanc sur case noire e3 · Fou blanc sur case noire b2 · Pion blanc sur case blanche g2 · Pion blanc sur case noire h2 · Tour blanche sur case blanche d1 · Roi blanc sur case noire g1 | Tour noire sur case noire b8 · Fou noir sur case noire d8 · Roi noir sur case blanche e8 · Tour noire sur case noire h8 · Tour blanche sur case noire c7 · Pion noir sur case blanche f7 · Pion noir sur case noire g7 · Pion noir sur case blanche h7 · Pion noir sur case blanche a6 · Pion noir sur case blanche e6 · Fou noir sur case blanche b5 · Pion blanc sur case noire e5 · Dame noire sur case blanche h5 · Dame blanche sur case blanche e4 · Pion blanc sur case noire f4 · Cavalier blanc sur case noire e3 · Fou blanc sur case noire b2 · Pion blanc sur case blanche g2 · Pion blanc sur case noire h2 · Tour blanche sur case blanche d1 · Roi blanc sur case noire g1 | Tour noire sur case noire b8 · Fou noir sur case noire d8 · Roi noir sur case blanche e8 · Tour noire sur case noire h8 · Tour blanche sur case noire c7 · Pion noir sur case blanche f7 · Pion noir sur case noire g7 · Pion noir sur case blanche h7 · Pion noir sur case blanche a6 · Pion noir sur case blanche e6 · Fou noir sur case blanche b5 · Pion blanc sur case noire e5 · Dame noire sur case blanche h5 · Dame blanche sur case blanche e4 · Pion blanc sur case noire f4 · Cavalier blanc sur case noire e3 · Fou blanc sur case noire b2 · Pion blanc sur case blanche g2 · Pion blanc sur case noire h2 · Tour blanche sur case blanche d1 · Roi blanc sur case noire g1 | Tour noire sur case noire b8 · Fou noir sur case noire d8 · Roi noir sur case blanche e8 · Tour noire sur case noire h8 · Tour blanche sur case noire c7 · Pion noir sur case blanche f7 · Pion noir sur case noire g7 · Pion noir sur case blanche h7 · Pion noir sur case blanche a6 · Pion noir sur case blanche e6 · Fou noir sur case blanche b5 · Pion blanc sur case noire e5 · Dame noire sur case blanche h5 · Dame blanche sur case blanche e4 · Pion blanc sur case noire f4 · Cavalier blanc sur case noire e3 · Fou blanc sur case noire b2 · Pion blanc sur case blanche g2 · Pion blanc sur case noire h2 · Tour blanche sur case blanche d1 · Roi blanc sur case noire g1 | Tour noire sur case noire b8 · Fou noir sur case noire d8 · Roi noir sur case blanche e8 · Tour noire sur case noire h8 · Tour blanche sur case noire c7 · Pion noir sur case blanche f7 · Pion noir sur case noire g7 · Pion noir sur case blanche h7 · Pion noir sur case blanche a6 · Pion noir sur case blanche e6 · Fou noir sur case blanche b5 · Pion blanc sur case noire e5 · Dame noire sur case blanche h5 · Dame blanche sur case blanche e4 · Pion blanc sur case noire f4 · Cavalier blanc sur case noire e3 · Fou blanc sur case noire b2 · Pion blanc sur case blanche g2 · Pion blanc sur case noire h2 · Tour blanche sur case blanche d1 · Roi blanc sur case noire g1 | 3 |
| 2 | Tour noire sur case noire b8 · Fou noir sur case noire d8 · Roi noir sur case blanche e8 · Tour noire sur case noire h8 · Tour blanche sur case noire c7 · Pion noir sur case blanche f7 · Pion noir sur case noire g7 · Pion noir sur case blanche h7 · Pion noir sur case blanche a6 · Pion noir sur case blanche e6 · Fou noir sur case blanche b5 · Pion blanc sur case noire e5 · Dame noire sur case blanche h5 · Dame blanche sur case blanche e4 · Pion blanc sur case noire f4 · Cavalier blanc sur case noire e3 · Fou blanc sur case noire b2 · Pion blanc sur case blanche g2 · Pion blanc sur case noire h2 · Tour blanche sur case blanche d1 · Roi blanc sur case noire g1 | Tour noire sur case noire b8 · Fou noir sur case noire d8 · Roi noir sur case blanche e8 · Tour noire sur case noire h8 · Tour blanche sur case noire c7 · Pion noir sur case blanche f7 · Pion noir sur case noire g7 · Pion noir sur case blanche h7 · Pion noir sur case blanche a6 · Pion noir sur case blanche e6 · Fou noir sur case blanche b5 · Pion blanc sur case noire e5 · Dame noire sur case blanche h5 · Dame blanche sur case blanche e4 · Pion blanc sur case noire f4 · Cavalier blanc sur case noire e3 · Fou blanc sur case noire b2 · Pion blanc sur case blanche g2 · Pion blanc sur case noire h2 · Tour blanche sur case blanche d1 · Roi blanc sur case noire g1 | Tour noire sur case noire b8 · Fou noir sur case noire d8 · Roi noir sur case blanche e8 · Tour noire sur case noire h8 · Tour blanche sur case noire c7 · Pion noir sur case blanche f7 · Pion noir sur case noire g7 · Pion noir sur case blanche h7 · Pion noir sur case blanche a6 · Pion noir sur case blanche e6 · Fou noir sur case blanche b5 · Pion blanc sur case noire e5 · Dame noire sur case blanche h5 · Dame blanche sur case blanche e4 · Pion blanc sur case noire f4 · Cavalier blanc sur case noire e3 · Fou blanc sur case noire b2 · Pion blanc sur case blanche g2 · Pion blanc sur case noire h2 · Tour blanche sur case blanche d1 · Roi blanc sur case noire g1 | Tour noire sur case noire b8 · Fou noir sur case noire d8 · Roi noir sur case blanche e8 · Tour noire sur case noire h8 · Tour blanche sur case noire c7 · Pion noir sur case blanche f7 · Pion noir sur case noire g7 · Pion noir sur case blanche h7 · Pion noir sur case blanche a6 · Pion noir sur case blanche e6 · Fou noir sur case blanche b5 · Pion blanc sur case noire e5 · Dame noire sur case blanche h5 · Dame blanche sur case blanche e4 · Pion blanc sur case noire f4 · Cavalier blanc sur case noire e3 · Fou blanc sur case noire b2 · Pion blanc sur case blanche g2 · Pion blanc sur case noire h2 · Tour blanche sur case blanche d1 · Roi blanc sur case noire g1 | Tour noire sur case noire b8 · Fou noir sur case noire d8 · Roi noir sur case blanche e8 · Tour noire sur case noire h8 · Tour blanche sur case noire c7 · Pion noir sur case blanche f7 · Pion noir sur case noire g7 · Pion noir sur case blanche h7 · Pion noir sur case blanche a6 · Pion noir sur case blanche e6 · Fou noir sur case blanche b5 · Pion blanc sur case noire e5 · Dame noire sur case blanche h5 · Dame blanche sur case blanche e4 · Pion blanc sur case noire f4 · Cavalier blanc sur case noire e3 · Fou blanc sur case noire b2 · Pion blanc sur case blanche g2 · Pion blanc sur case noire h2 · Tour blanche sur case blanche d1 · Roi blanc sur case noire g1 | Tour noire sur case noire b8 · Fou noir sur case noire d8 · Roi noir sur case blanche e8 · Tour noire sur case noire h8 · Tour blanche sur case noire c7 · Pion noir sur case blanche f7 · Pion noir sur case noire g7 · Pion noir sur case blanche h7 · Pion noir sur case blanche a6 · Pion noir sur case blanche e6 · Fou noir sur case blanche b5 · Pion blanc sur case noire e5 · Dame noire sur case blanche h5 · Dame blanche sur case blanche e4 · Pion blanc sur case noire f4 · Cavalier blanc sur case noire e3 · Fou blanc sur case noire b2 · Pion blanc sur case blanche g2 · Pion blanc sur case noire h2 · Tour blanche sur case blanche d1 · Roi blanc sur case noire g1 | Tour noire sur case noire b8 · Fou noir sur case noire d8 · Roi noir sur case blanche e8 · Tour noire sur case noire h8 · Tour blanche sur case noire c7 · Pion noir sur case blanche f7 · Pion noir sur case noire g7 · Pion noir sur case blanche h7 · Pion noir sur case blanche a6 · Pion noir sur case blanche e6 · Fou noir sur case blanche b5 · Pion blanc sur case noire e5 · Dame noire sur case blanche h5 · Dame blanche sur case blanche e4 · Pion blanc sur case noire f4 · Cavalier blanc sur case noire e3 · Fou blanc sur case noire b2 · Pion blanc sur case blanche g2 · Pion blanc sur case noire h2 · Tour blanche sur case blanche d1 · Roi blanc sur case noire g1 | Tour noire sur case noire b8 · Fou noir sur case noire d8 · Roi noir sur case blanche e8 · Tour noire sur case noire h8 · Tour blanche sur case noire c7 · Pion noir sur case blanche f7 · Pion noir sur case noire g7 · Pion noir sur case blanche h7 · Pion noir sur case blanche a6 · Pion noir sur case blanche e6 · Fou noir sur case blanche b5 · Pion blanc sur case noire e5 · Dame noire sur case blanche h5 · Dame blanche sur case blanche e4 · Pion blanc sur case noire f4 · Cavalier blanc sur case noire e3 · Fou blanc sur case noire b2 · Pion blanc sur case blanche g2 · Pion blanc sur case noire h2 · Tour blanche sur case blanche d1 · Roi blanc sur case noire g1 | 2 |
| 1 | Tour noire sur case noire b8 · Fou noir sur case noire d8 · Roi noir sur case blanche e8 · Tour noire sur case noire h8 · Tour blanche sur case noire c7 · Pion noir sur case blanche f7 · Pion noir sur case noire g7 · Pion noir sur case blanche h7 · Pion noir sur case blanche a6 · Pion noir sur case blanche e6 · Fou noir sur case blanche b5 · Pion blanc sur case noire e5 · Dame noire sur case blanche h5 · Dame blanche sur case blanche e4 · Pion blanc sur case noire f4 · Cavalier blanc sur case noire e3 · Fou blanc sur case noire b2 · Pion blanc sur case blanche g2 · Pion blanc sur case noire h2 · Tour blanche sur case blanche d1 · Roi blanc sur case noire g1 | Tour noire sur case noire b8 · Fou noir sur case noire d8 · Roi noir sur case blanche e8 · Tour noire sur case noire h8 · Tour blanche sur case noire c7 · Pion noir sur case blanche f7 · Pion noir sur case noire g7 · Pion noir sur case blanche h7 · Pion noir sur case blanche a6 · Pion noir sur case blanche e6 · Fou noir sur case blanche b5 · Pion blanc sur case noire e5 · Dame noire sur case blanche h5 · Dame blanche sur case blanche e4 · Pion blanc sur case noire f4 · Cavalier blanc sur case noire e3 · Fou blanc sur case noire b2 · Pion blanc sur case blanche g2 · Pion blanc sur case noire h2 · Tour blanche sur case blanche d1 · Roi blanc sur case noire g1 | Tour noire sur case noire b8 · Fou noir sur case noire d8 · Roi noir sur case blanche e8 · Tour noire sur case noire h8 · Tour blanche sur case noire c7 · Pion noir sur case blanche f7 · Pion noir sur case noire g7 · Pion noir sur case blanche h7 · Pion noir sur case blanche a6 · Pion noir sur case blanche e6 · Fou noir sur case blanche b5 · Pion blanc sur case noire e5 · Dame noire sur case blanche h5 · Dame blanche sur case blanche e4 · Pion blanc sur case noire f4 · Cavalier blanc sur case noire e3 · Fou blanc sur case noire b2 · Pion blanc sur case blanche g2 · Pion blanc sur case noire h2 · Tour blanche sur case blanche d1 · Roi blanc sur case noire g1 | Tour noire sur case noire b8 · Fou noir sur case noire d8 · Roi noir sur case blanche e8 · Tour noire sur case noire h8 · Tour blanche sur case noire c7 · Pion noir sur case blanche f7 · Pion noir sur case noire g7 · Pion noir sur case blanche h7 · Pion noir sur case blanche a6 · Pion noir sur case blanche e6 · Fou noir sur case blanche b5 · Pion blanc sur case noire e5 · Dame noire sur case blanche h5 · Dame blanche sur case blanche e4 · Pion blanc sur case noire f4 · Cavalier blanc sur case noire e3 · Fou blanc sur case noire b2 · Pion blanc sur case blanche g2 · Pion blanc sur case noire h2 · Tour blanche sur case blanche d1 · Roi blanc sur case noire g1 | Tour noire sur case noire b8 · Fou noir sur case noire d8 · Roi noir sur case blanche e8 · Tour noire sur case noire h8 · Tour blanche sur case noire c7 · Pion noir sur case blanche f7 · Pion noir sur case noire g7 · Pion noir sur case blanche h7 · Pion noir sur case blanche a6 · Pion noir sur case blanche e6 · Fou noir sur case blanche b5 · Pion blanc sur case noire e5 · Dame noire sur case blanche h5 · Dame blanche sur case blanche e4 · Pion blanc sur case noire f4 · Cavalier blanc sur case noire e3 · Fou blanc sur case noire b2 · Pion blanc sur case blanche g2 · Pion blanc sur case noire h2 · Tour blanche sur case blanche d1 · Roi blanc sur case noire g1 | Tour noire sur case noire b8 · Fou noir sur case noire d8 · Roi noir sur case blanche e8 · Tour noire sur case noire h8 · Tour blanche sur case noire c7 · Pion noir sur case blanche f7 · Pion noir sur case noire g7 · Pion noir sur case blanche h7 · Pion noir sur case blanche a6 · Pion noir sur case blanche e6 · Fou noir sur case blanche b5 · Pion blanc sur case noire e5 · Dame noire sur case blanche h5 · Dame blanche sur case blanche e4 · Pion blanc sur case noire f4 · Cavalier blanc sur case noire e3 · Fou blanc sur case noire b2 · Pion blanc sur case blanche g2 · Pion blanc sur case noire h2 · Tour blanche sur case blanche d1 · Roi blanc sur case noire g1 | Tour noire sur case noire b8 · Fou noir sur case noire d8 · Roi noir sur case blanche e8 · Tour noire sur case noire h8 · Tour blanche sur case noire c7 · Pion noir sur case blanche f7 · Pion noir sur case noire g7 · Pion noir sur case blanche h7 · Pion noir sur case blanche a6 · Pion noir sur case blanche e6 · Fou noir sur case blanche b5 · Pion blanc sur case noire e5 · Dame noire sur case blanche h5 · Dame blanche sur case blanche e4 · Pion blanc sur case noire f4 · Cavalier blanc sur case noire e3 · Fou blanc sur case noire b2 · Pion blanc sur case blanche g2 · Pion blanc sur case noire h2 · Tour blanche sur case blanche d1 · Roi blanc sur case noire g1 | Tour noire sur case noire b8 · Fou noir sur case noire d8 · Roi noir sur case blanche e8 · Tour noire sur case noire h8 · Tour blanche sur case noire c7 · Pion noir sur case blanche f7 · Pion noir sur case noire g7 · Pion noir sur case blanche h7 · Pion noir sur case blanche a6 · Pion noir sur case blanche e6 · Fou noir sur case blanche b5 · Pion blanc sur case noire e5 · Dame noire sur case blanche h5 · Dame blanche sur case blanche e4 · Pion blanc sur case noire f4 · Cavalier blanc sur case noire e3 · Fou blanc sur case noire b2 · Pion blanc sur case blanche g2 · Pion blanc sur case noire h2 · Tour blanche sur case blanche d1 · Roi blanc sur case noire g1 | 1 |
|   | a | b | c | d | e | f | g | h |   |

|   | a | b | c | d | e | f | g | h |   |
| 8 | Tour noire sur case blanche a8 · Tour noire sur case blanche e8 · Fou noir sur case noire f8 · Roi noir sur case blanche g8 · Pion noir sur case noire a7 · Pion noir sur case blanche b7 · Dame noire sur case noire c7 · Pion noir sur case blanche f7 · Pion noir sur case noire g7 · Pion noir sur case blanche h7 · Fou noir sur case blanche c6 · Pion noir sur case blanche e6 · Fou blanc sur case noire f6 · Dame blanche sur case blanche g4 · Pion blanc sur case blanche b3 · Fou blanc sur case blanche d3 · Pion blanc sur case blanche h3 · Pion blanc sur case blanche a2 · Pion blanc sur case blanche c2 · Pion blanc sur case noire f2 · Pion blanc sur case blanche g2 · Tour blanche sur case noire a1 · Tour blanche sur case blanche d1 · Roi blanc sur case noire g1 | Tour noire sur case blanche a8 · Tour noire sur case blanche e8 · Fou noir sur case noire f8 · Roi noir sur case blanche g8 · Pion noir sur case noire a7 · Pion noir sur case blanche b7 · Dame noire sur case noire c7 · Pion noir sur case blanche f7 · Pion noir sur case noire g7 · Pion noir sur case blanche h7 · Fou noir sur case blanche c6 · Pion noir sur case blanche e6 · Fou blanc sur case noire f6 · Dame blanche sur case blanche g4 · Pion blanc sur case blanche b3 · Fou blanc sur case blanche d3 · Pion blanc sur case blanche h3 · Pion blanc sur case blanche a2 · Pion blanc sur case blanche c2 · Pion blanc sur case noire f2 · Pion blanc sur case blanche g2 · Tour blanche sur case noire a1 · Tour blanche sur case blanche d1 · Roi blanc sur case noire g1 | Tour noire sur case blanche a8 · Tour noire sur case blanche e8 · Fou noir sur case noire f8 · Roi noir sur case blanche g8 · Pion noir sur case noire a7 · Pion noir sur case blanche b7 · Dame noire sur case noire c7 · Pion noir sur case blanche f7 · Pion noir sur case noire g7 · Pion noir sur case blanche h7 · Fou noir sur case blanche c6 · Pion noir sur case blanche e6 · Fou blanc sur case noire f6 · Dame blanche sur case blanche g4 · Pion blanc sur case blanche b3 · Fou blanc sur case blanche d3 · Pion blanc sur case blanche h3 · Pion blanc sur case blanche a2 · Pion blanc sur case blanche c2 · Pion blanc sur case noire f2 · Pion blanc sur case blanche g2 · Tour blanche sur case noire a1 · Tour blanche sur case blanche d1 · Roi blanc sur case noire g1 | Tour noire sur case blanche a8 · Tour noire sur case blanche e8 · Fou noir sur case noire f8 · Roi noir sur case blanche g8 · Pion noir sur case noire a7 · Pion noir sur case blanche b7 · Dame noire sur case noire c7 · Pion noir sur case blanche f7 · Pion noir sur case noire g7 · Pion noir sur case blanche h7 · Fou noir sur case blanche c6 · Pion noir sur case blanche e6 · Fou blanc sur case noire f6 · Dame blanche sur case blanche g4 · Pion blanc sur case blanche b3 · Fou blanc sur case blanche d3 · Pion blanc sur case blanche h3 · Pion blanc sur case blanche a2 · Pion blanc sur case blanche c2 · Pion blanc sur case noire f2 · Pion blanc sur case blanche g2 · Tour blanche sur case noire a1 · Tour blanche sur case blanche d1 · Roi blanc sur case noire g1 | Tour noire sur case blanche a8 · Tour noire sur case blanche e8 · Fou noir sur case noire f8 · Roi noir sur case blanche g8 · Pion noir sur case noire a7 · Pion noir sur case blanche b7 · Dame noire sur case noire c7 · Pion noir sur case blanche f7 · Pion noir sur case noire g7 · Pion noir sur case blanche h7 · Fou noir sur case blanche c6 · Pion noir sur case blanche e6 · Fou blanc sur case noire f6 · Dame blanche sur case blanche g4 · Pion blanc sur case blanche b3 · Fou blanc sur case blanche d3 · Pion blanc sur case blanche h3 · Pion blanc sur case blanche a2 · Pion blanc sur case blanche c2 · Pion blanc sur case noire f2 · Pion blanc sur case blanche g2 · Tour blanche sur case noire a1 · Tour blanche sur case blanche d1 · Roi blanc sur case noire g1 | Tour noire sur case blanche a8 · Tour noire sur case blanche e8 · Fou noir sur case noire f8 · Roi noir sur case blanche g8 · Pion noir sur case noire a7 · Pion noir sur case blanche b7 · Dame noire sur case noire c7 · Pion noir sur case blanche f7 · Pion noir sur case noire g7 · Pion noir sur case blanche h7 · Fou noir sur case blanche c6 · Pion noir sur case blanche e6 · Fou blanc sur case noire f6 · Dame blanche sur case blanche g4 · Pion blanc sur case blanche b3 · Fou blanc sur case blanche d3 · Pion blanc sur case blanche h3 · Pion blanc sur case blanche a2 · Pion blanc sur case blanche c2 · Pion blanc sur case noire f2 · Pion blanc sur case blanche g2 · Tour blanche sur case noire a1 · Tour blanche sur case blanche d1 · Roi blanc sur case noire g1 | Tour noire sur case blanche a8 · Tour noire sur case blanche e8 · Fou noir sur case noire f8 · Roi noir sur case blanche g8 · Pion noir sur case noire a7 · Pion noir sur case blanche b7 · Dame noire sur case noire c7 · Pion noir sur case blanche f7 · Pion noir sur case noire g7 · Pion noir sur case blanche h7 · Fou noir sur case blanche c6 · Pion noir sur case blanche e6 · Fou blanc sur case noire f6 · Dame blanche sur case blanche g4 · Pion blanc sur case blanche b3 · Fou blanc sur case blanche d3 · Pion blanc sur case blanche h3 · Pion blanc sur case blanche a2 · Pion blanc sur case blanche c2 · Pion blanc sur case noire f2 · Pion blanc sur case blanche g2 · Tour blanche sur case noire a1 · Tour blanche sur case blanche d1 · Roi blanc sur case noire g1 | Tour noire sur case blanche a8 · Tour noire sur case blanche e8 · Fou noir sur case noire f8 · Roi noir sur case blanche g8 · Pion noir sur case noire a7 · Pion noir sur case blanche b7 · Dame noire sur case noire c7 · Pion noir sur case blanche f7 · Pion noir sur case noire g7 · Pion noir sur case blanche h7 · Fou noir sur case blanche c6 · Pion noir sur case blanche e6 · Fou blanc sur case noire f6 · Dame blanche sur case blanche g4 · Pion blanc sur case blanche b3 · Fou blanc sur case blanche d3 · Pion blanc sur case blanche h3 · Pion blanc sur case blanche a2 · Pion blanc sur case blanche c2 · Pion blanc sur case noire f2 · Pion blanc sur case blanche g2 · Tour blanche sur case noire a1 · Tour blanche sur case blanche d1 · Roi blanc sur case noire g1 | 8 |
| 7 | Tour noire sur case blanche a8 · Tour noire sur case blanche e8 · Fou noir sur case noire f8 · Roi noir sur case blanche g8 · Pion noir sur case noire a7 · Pion noir sur case blanche b7 · Dame noire sur case noire c7 · Pion noir sur case blanche f7 · Pion noir sur case noire g7 · Pion noir sur case blanche h7 · Fou noir sur case blanche c6 · Pion noir sur case blanche e6 · Fou blanc sur case noire f6 · Dame blanche sur case blanche g4 · Pion blanc sur case blanche b3 · Fou blanc sur case blanche d3 · Pion blanc sur case blanche h3 · Pion blanc sur case blanche a2 · Pion blanc sur case blanche c2 · Pion blanc sur case noire f2 · Pion blanc sur case blanche g2 · Tour blanche sur case noire a1 · Tour blanche sur case blanche d1 · Roi blanc sur case noire g1 | Tour noire sur case blanche a8 · Tour noire sur case blanche e8 · Fou noir sur case noire f8 · Roi noir sur case blanche g8 · Pion noir sur case noire a7 · Pion noir sur case blanche b7 · Dame noire sur case noire c7 · Pion noir sur case blanche f7 · Pion noir sur case noire g7 · Pion noir sur case blanche h7 · Fou noir sur case blanche c6 · Pion noir sur case blanche e6 · Fou blanc sur case noire f6 · Dame blanche sur case blanche g4 · Pion blanc sur case blanche b3 · Fou blanc sur case blanche d3 · Pion blanc sur case blanche h3 · Pion blanc sur case blanche a2 · Pion blanc sur case blanche c2 · Pion blanc sur case noire f2 · Pion blanc sur case blanche g2 · Tour blanche sur case noire a1 · Tour blanche sur case blanche d1 · Roi blanc sur case noire g1 | Tour noire sur case blanche a8 · Tour noire sur case blanche e8 · Fou noir sur case noire f8 · Roi noir sur case blanche g8 · Pion noir sur case noire a7 · Pion noir sur case blanche b7 · Dame noire sur case noire c7 · Pion noir sur case blanche f7 · Pion noir sur case noire g7 · Pion noir sur case blanche h7 · Fou noir sur case blanche c6 · Pion noir sur case blanche e6 · Fou blanc sur case noire f6 · Dame blanche sur case blanche g4 · Pion blanc sur case blanche b3 · Fou blanc sur case blanche d3 · Pion blanc sur case blanche h3 · Pion blanc sur case blanche a2 · Pion blanc sur case blanche c2 · Pion blanc sur case noire f2 · Pion blanc sur case blanche g2 · Tour blanche sur case noire a1 · Tour blanche sur case blanche d1 · Roi blanc sur case noire g1 | Tour noire sur case blanche a8 · Tour noire sur case blanche e8 · Fou noir sur case noire f8 · Roi noir sur case blanche g8 · Pion noir sur case noire a7 · Pion noir sur case blanche b7 · Dame noire sur case noire c7 · Pion noir sur case blanche f7 · Pion noir sur case noire g7 · Pion noir sur case blanche h7 · Fou noir sur case blanche c6 · Pion noir sur case blanche e6 · Fou blanc sur case noire f6 · Dame blanche sur case blanche g4 · Pion blanc sur case blanche b3 · Fou blanc sur case blanche d3 · Pion blanc sur case blanche h3 · Pion blanc sur case blanche a2 · Pion blanc sur case blanche c2 · Pion blanc sur case noire f2 · Pion blanc sur case blanche g2 · Tour blanche sur case noire a1 · Tour blanche sur case blanche d1 · Roi blanc sur case noire g1 | Tour noire sur case blanche a8 · Tour noire sur case blanche e8 · Fou noir sur case noire f8 · Roi noir sur case blanche g8 · Pion noir sur case noire a7 · Pion noir sur case blanche b7 · Dame noire sur case noire c7 · Pion noir sur case blanche f7 · Pion noir sur case noire g7 · Pion noir sur case blanche h7 · Fou noir sur case blanche c6 · Pion noir sur case blanche e6 · Fou blanc sur case noire f6 · Dame blanche sur case blanche g4 · Pion blanc sur case blanche b3 · Fou blanc sur case blanche d3 · Pion blanc sur case blanche h3 · Pion blanc sur case blanche a2 · Pion blanc sur case blanche c2 · Pion blanc sur case noire f2 · Pion blanc sur case blanche g2 · Tour blanche sur case noire a1 · Tour blanche sur case blanche d1 · Roi blanc sur case noire g1 | Tour noire sur case blanche a8 · Tour noire sur case blanche e8 · Fou noir sur case noire f8 · Roi noir sur case blanche g8 · Pion noir sur case noire a7 · Pion noir sur case blanche b7 · Dame noire sur case noire c7 · Pion noir sur case blanche f7 · Pion noir sur case noire g7 · Pion noir sur case blanche h7 · Fou noir sur case blanche c6 · Pion noir sur case blanche e6 · Fou blanc sur case noire f6 · Dame blanche sur case blanche g4 · Pion blanc sur case blanche b3 · Fou blanc sur case blanche d3 · Pion blanc sur case blanche h3 · Pion blanc sur case blanche a2 · Pion blanc sur case blanche c2 · Pion blanc sur case noire f2 · Pion blanc sur case blanche g2 · Tour blanche sur case noire a1 · Tour blanche sur case blanche d1 · Roi blanc sur case noire g1 | Tour noire sur case blanche a8 · Tour noire sur case blanche e8 · Fou noir sur case noire f8 · Roi noir sur case blanche g8 · Pion noir sur case noire a7 · Pion noir sur case blanche b7 · Dame noire sur case noire c7 · Pion noir sur case blanche f7 · Pion noir sur case noire g7 · Pion noir sur case blanche h7 · Fou noir sur case blanche c6 · Pion noir sur case blanche e6 · Fou blanc sur case noire f6 · Dame blanche sur case blanche g4 · Pion blanc sur case blanche b3 · Fou blanc sur case blanche d3 · Pion blanc sur case blanche h3 · Pion blanc sur case blanche a2 · Pion blanc sur case blanche c2 · Pion blanc sur case noire f2 · Pion blanc sur case blanche g2 · Tour blanche sur case noire a1 · Tour blanche sur case blanche d1 · Roi blanc sur case noire g1 | Tour noire sur case blanche a8 · Tour noire sur case blanche e8 · Fou noir sur case noire f8 · Roi noir sur case blanche g8 · Pion noir sur case noire a7 · Pion noir sur case blanche b7 · Dame noire sur case noire c7 · Pion noir sur case blanche f7 · Pion noir sur case noire g7 · Pion noir sur case blanche h7 · Fou noir sur case blanche c6 · Pion noir sur case blanche e6 · Fou blanc sur case noire f6 · Dame blanche sur case blanche g4 · Pion blanc sur case blanche b3 · Fou blanc sur case blanche d3 · Pion blanc sur case blanche h3 · Pion blanc sur case blanche a2 · Pion blanc sur case blanche c2 · Pion blanc sur case noire f2 · Pion blanc sur case blanche g2 · Tour blanche sur case noire a1 · Tour blanche sur case blanche d1 · Roi blanc sur case noire g1 | 7 |
| 6 | Tour noire sur case blanche a8 · Tour noire sur case blanche e8 · Fou noir sur case noire f8 · Roi noir sur case blanche g8 · Pion noir sur case noire a7 · Pion noir sur case blanche b7 · Dame noire sur case noire c7 · Pion noir sur case blanche f7 · Pion noir sur case noire g7 · Pion noir sur case blanche h7 · Fou noir sur case blanche c6 · Pion noir sur case blanche e6 · Fou blanc sur case noire f6 · Dame blanche sur case blanche g4 · Pion blanc sur case blanche b3 · Fou blanc sur case blanche d3 · Pion blanc sur case blanche h3 · Pion blanc sur case blanche a2 · Pion blanc sur case blanche c2 · Pion blanc sur case noire f2 · Pion blanc sur case blanche g2 · Tour blanche sur case noire a1 · Tour blanche sur case blanche d1 · Roi blanc sur case noire g1 | Tour noire sur case blanche a8 · Tour noire sur case blanche e8 · Fou noir sur case noire f8 · Roi noir sur case blanche g8 · Pion noir sur case noire a7 · Pion noir sur case blanche b7 · Dame noire sur case noire c7 · Pion noir sur case blanche f7 · Pion noir sur case noire g7 · Pion noir sur case blanche h7 · Fou noir sur case blanche c6 · Pion noir sur case blanche e6 · Fou blanc sur case noire f6 · Dame blanche sur case blanche g4 · Pion blanc sur case blanche b3 · Fou blanc sur case blanche d3 · Pion blanc sur case blanche h3 · Pion blanc sur case blanche a2 · Pion blanc sur case blanche c2 · Pion blanc sur case noire f2 · Pion blanc sur case blanche g2 · Tour blanche sur case noire a1 · Tour blanche sur case blanche d1 · Roi blanc sur case noire g1 | Tour noire sur case blanche a8 · Tour noire sur case blanche e8 · Fou noir sur case noire f8 · Roi noir sur case blanche g8 · Pion noir sur case noire a7 · Pion noir sur case blanche b7 · Dame noire sur case noire c7 · Pion noir sur case blanche f7 · Pion noir sur case noire g7 · Pion noir sur case blanche h7 · Fou noir sur case blanche c6 · Pion noir sur case blanche e6 · Fou blanc sur case noire f6 · Dame blanche sur case blanche g4 · Pion blanc sur case blanche b3 · Fou blanc sur case blanche d3 · Pion blanc sur case blanche h3 · Pion blanc sur case blanche a2 · Pion blanc sur case blanche c2 · Pion blanc sur case noire f2 · Pion blanc sur case blanche g2 · Tour blanche sur case noire a1 · Tour blanche sur case blanche d1 · Roi blanc sur case noire g1 | Tour noire sur case blanche a8 · Tour noire sur case blanche e8 · Fou noir sur case noire f8 · Roi noir sur case blanche g8 · Pion noir sur case noire a7 · Pion noir sur case blanche b7 · Dame noire sur case noire c7 · Pion noir sur case blanche f7 · Pion noir sur case noire g7 · Pion noir sur case blanche h7 · Fou noir sur case blanche c6 · Pion noir sur case blanche e6 · Fou blanc sur case noire f6 · Dame blanche sur case blanche g4 · Pion blanc sur case blanche b3 · Fou blanc sur case blanche d3 · Pion blanc sur case blanche h3 · Pion blanc sur case blanche a2 · Pion blanc sur case blanche c2 · Pion blanc sur case noire f2 · Pion blanc sur case blanche g2 · Tour blanche sur case noire a1 · Tour blanche sur case blanche d1 · Roi blanc sur case noire g1 | Tour noire sur case blanche a8 · Tour noire sur case blanche e8 · Fou noir sur case noire f8 · Roi noir sur case blanche g8 · Pion noir sur case noire a7 · Pion noir sur case blanche b7 · Dame noire sur case noire c7 · Pion noir sur case blanche f7 · Pion noir sur case noire g7 · Pion noir sur case blanche h7 · Fou noir sur case blanche c6 · Pion noir sur case blanche e6 · Fou blanc sur case noire f6 · Dame blanche sur case blanche g4 · Pion blanc sur case blanche b3 · Fou blanc sur case blanche d3 · Pion blanc sur case blanche h3 · Pion blanc sur case blanche a2 · Pion blanc sur case blanche c2 · Pion blanc sur case noire f2 · Pion blanc sur case blanche g2 · Tour blanche sur case noire a1 · Tour blanche sur case blanche d1 · Roi blanc sur case noire g1 | Tour noire sur case blanche a8 · Tour noire sur case blanche e8 · Fou noir sur case noire f8 · Roi noir sur case blanche g8 · Pion noir sur case noire a7 · Pion noir sur case blanche b7 · Dame noire sur case noire c7 · Pion noir sur case blanche f7 · Pion noir sur case noire g7 · Pion noir sur case blanche h7 · Fou noir sur case blanche c6 · Pion noir sur case blanche e6 · Fou blanc sur case noire f6 · Dame blanche sur case blanche g4 · Pion blanc sur case blanche b3 · Fou blanc sur case blanche d3 · Pion blanc sur case blanche h3 · Pion blanc sur case blanche a2 · Pion blanc sur case blanche c2 · Pion blanc sur case noire f2 · Pion blanc sur case blanche g2 · Tour blanche sur case noire a1 · Tour blanche sur case blanche d1 · Roi blanc sur case noire g1 | Tour noire sur case blanche a8 · Tour noire sur case blanche e8 · Fou noir sur case noire f8 · Roi noir sur case blanche g8 · Pion noir sur case noire a7 · Pion noir sur case blanche b7 · Dame noire sur case noire c7 · Pion noir sur case blanche f7 · Pion noir sur case noire g7 · Pion noir sur case blanche h7 · Fou noir sur case blanche c6 · Pion noir sur case blanche e6 · Fou blanc sur case noire f6 · Dame blanche sur case blanche g4 · Pion blanc sur case blanche b3 · Fou blanc sur case blanche d3 · Pion blanc sur case blanche h3 · Pion blanc sur case blanche a2 · Pion blanc sur case blanche c2 · Pion blanc sur case noire f2 · Pion blanc sur case blanche g2 · Tour blanche sur case noire a1 · Tour blanche sur case blanche d1 · Roi blanc sur case noire g1 | Tour noire sur case blanche a8 · Tour noire sur case blanche e8 · Fou noir sur case noire f8 · Roi noir sur case blanche g8 · Pion noir sur case noire a7 · Pion noir sur case blanche b7 · Dame noire sur case noire c7 · Pion noir sur case blanche f7 · Pion noir sur case noire g7 · Pion noir sur case blanche h7 · Fou noir sur case blanche c6 · Pion noir sur case blanche e6 · Fou blanc sur case noire f6 · Dame blanche sur case blanche g4 · Pion blanc sur case blanche b3 · Fou blanc sur case blanche d3 · Pion blanc sur case blanche h3 · Pion blanc sur case blanche a2 · Pion blanc sur case blanche c2 · Pion blanc sur case noire f2 · Pion blanc sur case blanche g2 · Tour blanche sur case noire a1 · Tour blanche sur case blanche d1 · Roi blanc sur case noire g1 | 6 |
| 5 | Tour noire sur case blanche a8 · Tour noire sur case blanche e8 · Fou noir sur case noire f8 · Roi noir sur case blanche g8 · Pion noir sur case noire a7 · Pion noir sur case blanche b7 · Dame noire sur case noire c7 · Pion noir sur case blanche f7 · Pion noir sur case noire g7 · Pion noir sur case blanche h7 · Fou noir sur case blanche c6 · Pion noir sur case blanche e6 · Fou blanc sur case noire f6 · Dame blanche sur case blanche g4 · Pion blanc sur case blanche b3 · Fou blanc sur case blanche d3 · Pion blanc sur case blanche h3 · Pion blanc sur case blanche a2 · Pion blanc sur case blanche c2 · Pion blanc sur case noire f2 · Pion blanc sur case blanche g2 · Tour blanche sur case noire a1 · Tour blanche sur case blanche d1 · Roi blanc sur case noire g1 | Tour noire sur case blanche a8 · Tour noire sur case blanche e8 · Fou noir sur case noire f8 · Roi noir sur case blanche g8 · Pion noir sur case noire a7 · Pion noir sur case blanche b7 · Dame noire sur case noire c7 · Pion noir sur case blanche f7 · Pion noir sur case noire g7 · Pion noir sur case blanche h7 · Fou noir sur case blanche c6 · Pion noir sur case blanche e6 · Fou blanc sur case noire f6 · Dame blanche sur case blanche g4 · Pion blanc sur case blanche b3 · Fou blanc sur case blanche d3 · Pion blanc sur case blanche h3 · Pion blanc sur case blanche a2 · Pion blanc sur case blanche c2 · Pion blanc sur case noire f2 · Pion blanc sur case blanche g2 · Tour blanche sur case noire a1 · Tour blanche sur case blanche d1 · Roi blanc sur case noire g1 | Tour noire sur case blanche a8 · Tour noire sur case blanche e8 · Fou noir sur case noire f8 · Roi noir sur case blanche g8 · Pion noir sur case noire a7 · Pion noir sur case blanche b7 · Dame noire sur case noire c7 · Pion noir sur case blanche f7 · Pion noir sur case noire g7 · Pion noir sur case blanche h7 · Fou noir sur case blanche c6 · Pion noir sur case blanche e6 · Fou blanc sur case noire f6 · Dame blanche sur case blanche g4 · Pion blanc sur case blanche b3 · Fou blanc sur case blanche d3 · Pion blanc sur case blanche h3 · Pion blanc sur case blanche a2 · Pion blanc sur case blanche c2 · Pion blanc sur case noire f2 · Pion blanc sur case blanche g2 · Tour blanche sur case noire a1 · Tour blanche sur case blanche d1 · Roi blanc sur case noire g1 | Tour noire sur case blanche a8 · Tour noire sur case blanche e8 · Fou noir sur case noire f8 · Roi noir sur case blanche g8 · Pion noir sur case noire a7 · Pion noir sur case blanche b7 · Dame noire sur case noire c7 · Pion noir sur case blanche f7 · Pion noir sur case noire g7 · Pion noir sur case blanche h7 · Fou noir sur case blanche c6 · Pion noir sur case blanche e6 · Fou blanc sur case noire f6 · Dame blanche sur case blanche g4 · Pion blanc sur case blanche b3 · Fou blanc sur case blanche d3 · Pion blanc sur case blanche h3 · Pion blanc sur case blanche a2 · Pion blanc sur case blanche c2 · Pion blanc sur case noire f2 · Pion blanc sur case blanche g2 · Tour blanche sur case noire a1 · Tour blanche sur case blanche d1 · Roi blanc sur case noire g1 | Tour noire sur case blanche a8 · Tour noire sur case blanche e8 · Fou noir sur case noire f8 · Roi noir sur case blanche g8 · Pion noir sur case noire a7 · Pion noir sur case blanche b7 · Dame noire sur case noire c7 · Pion noir sur case blanche f7 · Pion noir sur case noire g7 · Pion noir sur case blanche h7 · Fou noir sur case blanche c6 · Pion noir sur case blanche e6 · Fou blanc sur case noire f6 · Dame blanche sur case blanche g4 · Pion blanc sur case blanche b3 · Fou blanc sur case blanche d3 · Pion blanc sur case blanche h3 · Pion blanc sur case blanche a2 · Pion blanc sur case blanche c2 · Pion blanc sur case noire f2 · Pion blanc sur case blanche g2 · Tour blanche sur case noire a1 · Tour blanche sur case blanche d1 · Roi blanc sur case noire g1 | Tour noire sur case blanche a8 · Tour noire sur case blanche e8 · Fou noir sur case noire f8 · Roi noir sur case blanche g8 · Pion noir sur case noire a7 · Pion noir sur case blanche b7 · Dame noire sur case noire c7 · Pion noir sur case blanche f7 · Pion noir sur case noire g7 · Pion noir sur case blanche h7 · Fou noir sur case blanche c6 · Pion noir sur case blanche e6 · Fou blanc sur case noire f6 · Dame blanche sur case blanche g4 · Pion blanc sur case blanche b3 · Fou blanc sur case blanche d3 · Pion blanc sur case blanche h3 · Pion blanc sur case blanche a2 · Pion blanc sur case blanche c2 · Pion blanc sur case noire f2 · Pion blanc sur case blanche g2 · Tour blanche sur case noire a1 · Tour blanche sur case blanche d1 · Roi blanc sur case noire g1 | Tour noire sur case blanche a8 · Tour noire sur case blanche e8 · Fou noir sur case noire f8 · Roi noir sur case blanche g8 · Pion noir sur case noire a7 · Pion noir sur case blanche b7 · Dame noire sur case noire c7 · Pion noir sur case blanche f7 · Pion noir sur case noire g7 · Pion noir sur case blanche h7 · Fou noir sur case blanche c6 · Pion noir sur case blanche e6 · Fou blanc sur case noire f6 · Dame blanche sur case blanche g4 · Pion blanc sur case blanche b3 · Fou blanc sur case blanche d3 · Pion blanc sur case blanche h3 · Pion blanc sur case blanche a2 · Pion blanc sur case blanche c2 · Pion blanc sur case noire f2 · Pion blanc sur case blanche g2 · Tour blanche sur case noire a1 · Tour blanche sur case blanche d1 · Roi blanc sur case noire g1 | Tour noire sur case blanche a8 · Tour noire sur case blanche e8 · Fou noir sur case noire f8 · Roi noir sur case blanche g8 · Pion noir sur case noire a7 · Pion noir sur case blanche b7 · Dame noire sur case noire c7 · Pion noir sur case blanche f7 · Pion noir sur case noire g7 · Pion noir sur case blanche h7 · Fou noir sur case blanche c6 · Pion noir sur case blanche e6 · Fou blanc sur case noire f6 · Dame blanche sur case blanche g4 · Pion blanc sur case blanche b3 · Fou blanc sur case blanche d3 · Pion blanc sur case blanche h3 · Pion blanc sur case blanche a2 · Pion blanc sur case blanche c2 · Pion blanc sur case noire f2 · Pion blanc sur case blanche g2 · Tour blanche sur case noire a1 · Tour blanche sur case blanche d1 · Roi blanc sur case noire g1 | 5 |
| 4 | Tour noire sur case blanche a8 · Tour noire sur case blanche e8 · Fou noir sur case noire f8 · Roi noir sur case blanche g8 · Pion noir sur case noire a7 · Pion noir sur case blanche b7 · Dame noire sur case noire c7 · Pion noir sur case blanche f7 · Pion noir sur case noire g7 · Pion noir sur case blanche h7 · Fou noir sur case blanche c6 · Pion noir sur case blanche e6 · Fou blanc sur case noire f6 · Dame blanche sur case blanche g4 · Pion blanc sur case blanche b3 · Fou blanc sur case blanche d3 · Pion blanc sur case blanche h3 · Pion blanc sur case blanche a2 · Pion blanc sur case blanche c2 · Pion blanc sur case noire f2 · Pion blanc sur case blanche g2 · Tour blanche sur case noire a1 · Tour blanche sur case blanche d1 · Roi blanc sur case noire g1 | Tour noire sur case blanche a8 · Tour noire sur case blanche e8 · Fou noir sur case noire f8 · Roi noir sur case blanche g8 · Pion noir sur case noire a7 · Pion noir sur case blanche b7 · Dame noire sur case noire c7 · Pion noir sur case blanche f7 · Pion noir sur case noire g7 · Pion noir sur case blanche h7 · Fou noir sur case blanche c6 · Pion noir sur case blanche e6 · Fou blanc sur case noire f6 · Dame blanche sur case blanche g4 · Pion blanc sur case blanche b3 · Fou blanc sur case blanche d3 · Pion blanc sur case blanche h3 · Pion blanc sur case blanche a2 · Pion blanc sur case blanche c2 · Pion blanc sur case noire f2 · Pion blanc sur case blanche g2 · Tour blanche sur case noire a1 · Tour blanche sur case blanche d1 · Roi blanc sur case noire g1 | Tour noire sur case blanche a8 · Tour noire sur case blanche e8 · Fou noir sur case noire f8 · Roi noir sur case blanche g8 · Pion noir sur case noire a7 · Pion noir sur case blanche b7 · Dame noire sur case noire c7 · Pion noir sur case blanche f7 · Pion noir sur case noire g7 · Pion noir sur case blanche h7 · Fou noir sur case blanche c6 · Pion noir sur case blanche e6 · Fou blanc sur case noire f6 · Dame blanche sur case blanche g4 · Pion blanc sur case blanche b3 · Fou blanc sur case blanche d3 · Pion blanc sur case blanche h3 · Pion blanc sur case blanche a2 · Pion blanc sur case blanche c2 · Pion blanc sur case noire f2 · Pion blanc sur case blanche g2 · Tour blanche sur case noire a1 · Tour blanche sur case blanche d1 · Roi blanc sur case noire g1 | Tour noire sur case blanche a8 · Tour noire sur case blanche e8 · Fou noir sur case noire f8 · Roi noir sur case blanche g8 · Pion noir sur case noire a7 · Pion noir sur case blanche b7 · Dame noire sur case noire c7 · Pion noir sur case blanche f7 · Pion noir sur case noire g7 · Pion noir sur case blanche h7 · Fou noir sur case blanche c6 · Pion noir sur case blanche e6 · Fou blanc sur case noire f6 · Dame blanche sur case blanche g4 · Pion blanc sur case blanche b3 · Fou blanc sur case blanche d3 · Pion blanc sur case blanche h3 · Pion blanc sur case blanche a2 · Pion blanc sur case blanche c2 · Pion blanc sur case noire f2 · Pion blanc sur case blanche g2 · Tour blanche sur case noire a1 · Tour blanche sur case blanche d1 · Roi blanc sur case noire g1 | Tour noire sur case blanche a8 · Tour noire sur case blanche e8 · Fou noir sur case noire f8 · Roi noir sur case blanche g8 · Pion noir sur case noire a7 · Pion noir sur case blanche b7 · Dame noire sur case noire c7 · Pion noir sur case blanche f7 · Pion noir sur case noire g7 · Pion noir sur case blanche h7 · Fou noir sur case blanche c6 · Pion noir sur case blanche e6 · Fou blanc sur case noire f6 · Dame blanche sur case blanche g4 · Pion blanc sur case blanche b3 · Fou blanc sur case blanche d3 · Pion blanc sur case blanche h3 · Pion blanc sur case blanche a2 · Pion blanc sur case blanche c2 · Pion blanc sur case noire f2 · Pion blanc sur case blanche g2 · Tour blanche sur case noire a1 · Tour blanche sur case blanche d1 · Roi blanc sur case noire g1 | Tour noire sur case blanche a8 · Tour noire sur case blanche e8 · Fou noir sur case noire f8 · Roi noir sur case blanche g8 · Pion noir sur case noire a7 · Pion noir sur case blanche b7 · Dame noire sur case noire c7 · Pion noir sur case blanche f7 · Pion noir sur case noire g7 · Pion noir sur case blanche h7 · Fou noir sur case blanche c6 · Pion noir sur case blanche e6 · Fou blanc sur case noire f6 · Dame blanche sur case blanche g4 · Pion blanc sur case blanche b3 · Fou blanc sur case blanche d3 · Pion blanc sur case blanche h3 · Pion blanc sur case blanche a2 · Pion blanc sur case blanche c2 · Pion blanc sur case noire f2 · Pion blanc sur case blanche g2 · Tour blanche sur case noire a1 · Tour blanche sur case blanche d1 · Roi blanc sur case noire g1 | Tour noire sur case blanche a8 · Tour noire sur case blanche e8 · Fou noir sur case noire f8 · Roi noir sur case blanche g8 · Pion noir sur case noire a7 · Pion noir sur case blanche b7 · Dame noire sur case noire c7 · Pion noir sur case blanche f7 · Pion noir sur case noire g7 · Pion noir sur case blanche h7 · Fou noir sur case blanche c6 · Pion noir sur case blanche e6 · Fou blanc sur case noire f6 · Dame blanche sur case blanche g4 · Pion blanc sur case blanche b3 · Fou blanc sur case blanche d3 · Pion blanc sur case blanche h3 · Pion blanc sur case blanche a2 · Pion blanc sur case blanche c2 · Pion blanc sur case noire f2 · Pion blanc sur case blanche g2 · Tour blanche sur case noire a1 · Tour blanche sur case blanche d1 · Roi blanc sur case noire g1 | Tour noire sur case blanche a8 · Tour noire sur case blanche e8 · Fou noir sur case noire f8 · Roi noir sur case blanche g8 · Pion noir sur case noire a7 · Pion noir sur case blanche b7 · Dame noire sur case noire c7 · Pion noir sur case blanche f7 · Pion noir sur case noire g7 · Pion noir sur case blanche h7 · Fou noir sur case blanche c6 · Pion noir sur case blanche e6 · Fou blanc sur case noire f6 · Dame blanche sur case blanche g4 · Pion blanc sur case blanche b3 · Fou blanc sur case blanche d3 · Pion blanc sur case blanche h3 · Pion blanc sur case blanche a2 · Pion blanc sur case blanche c2 · Pion blanc sur case noire f2 · Pion blanc sur case blanche g2 · Tour blanche sur case noire a1 · Tour blanche sur case blanche d1 · Roi blanc sur case noire g1 | 4 |
| 3 | Tour noire sur case blanche a8 · Tour noire sur case blanche e8 · Fou noir sur case noire f8 · Roi noir sur case blanche g8 · Pion noir sur case noire a7 · Pion noir sur case blanche b7 · Dame noire sur case noire c7 · Pion noir sur case blanche f7 · Pion noir sur case noire g7 · Pion noir sur case blanche h7 · Fou noir sur case blanche c6 · Pion noir sur case blanche e6 · Fou blanc sur case noire f6 · Dame blanche sur case blanche g4 · Pion blanc sur case blanche b3 · Fou blanc sur case blanche d3 · Pion blanc sur case blanche h3 · Pion blanc sur case blanche a2 · Pion blanc sur case blanche c2 · Pion blanc sur case noire f2 · Pion blanc sur case blanche g2 · Tour blanche sur case noire a1 · Tour blanche sur case blanche d1 · Roi blanc sur case noire g1 | Tour noire sur case blanche a8 · Tour noire sur case blanche e8 · Fou noir sur case noire f8 · Roi noir sur case blanche g8 · Pion noir sur case noire a7 · Pion noir sur case blanche b7 · Dame noire sur case noire c7 · Pion noir sur case blanche f7 · Pion noir sur case noire g7 · Pion noir sur case blanche h7 · Fou noir sur case blanche c6 · Pion noir sur case blanche e6 · Fou blanc sur case noire f6 · Dame blanche sur case blanche g4 · Pion blanc sur case blanche b3 · Fou blanc sur case blanche d3 · Pion blanc sur case blanche h3 · Pion blanc sur case blanche a2 · Pion blanc sur case blanche c2 · Pion blanc sur case noire f2 · Pion blanc sur case blanche g2 · Tour blanche sur case noire a1 · Tour blanche sur case blanche d1 · Roi blanc sur case noire g1 | Tour noire sur case blanche a8 · Tour noire sur case blanche e8 · Fou noir sur case noire f8 · Roi noir sur case blanche g8 · Pion noir sur case noire a7 · Pion noir sur case blanche b7 · Dame noire sur case noire c7 · Pion noir sur case blanche f7 · Pion noir sur case noire g7 · Pion noir sur case blanche h7 · Fou noir sur case blanche c6 · Pion noir sur case blanche e6 · Fou blanc sur case noire f6 · Dame blanche sur case blanche g4 · Pion blanc sur case blanche b3 · Fou blanc sur case blanche d3 · Pion blanc sur case blanche h3 · Pion blanc sur case blanche a2 · Pion blanc sur case blanche c2 · Pion blanc sur case noire f2 · Pion blanc sur case blanche g2 · Tour blanche sur case noire a1 · Tour blanche sur case blanche d1 · Roi blanc sur case noire g1 | Tour noire sur case blanche a8 · Tour noire sur case blanche e8 · Fou noir sur case noire f8 · Roi noir sur case blanche g8 · Pion noir sur case noire a7 · Pion noir sur case blanche b7 · Dame noire sur case noire c7 · Pion noir sur case blanche f7 · Pion noir sur case noire g7 · Pion noir sur case blanche h7 · Fou noir sur case blanche c6 · Pion noir sur case blanche e6 · Fou blanc sur case noire f6 · Dame blanche sur case blanche g4 · Pion blanc sur case blanche b3 · Fou blanc sur case blanche d3 · Pion blanc sur case blanche h3 · Pion blanc sur case blanche a2 · Pion blanc sur case blanche c2 · Pion blanc sur case noire f2 · Pion blanc sur case blanche g2 · Tour blanche sur case noire a1 · Tour blanche sur case blanche d1 · Roi blanc sur case noire g1 | Tour noire sur case blanche a8 · Tour noire sur case blanche e8 · Fou noir sur case noire f8 · Roi noir sur case blanche g8 · Pion noir sur case noire a7 · Pion noir sur case blanche b7 · Dame noire sur case noire c7 · Pion noir sur case blanche f7 · Pion noir sur case noire g7 · Pion noir sur case blanche h7 · Fou noir sur case blanche c6 · Pion noir sur case blanche e6 · Fou blanc sur case noire f6 · Dame blanche sur case blanche g4 · Pion blanc sur case blanche b3 · Fou blanc sur case blanche d3 · Pion blanc sur case blanche h3 · Pion blanc sur case blanche a2 · Pion blanc sur case blanche c2 · Pion blanc sur case noire f2 · Pion blanc sur case blanche g2 · Tour blanche sur case noire a1 · Tour blanche sur case blanche d1 · Roi blanc sur case noire g1 | Tour noire sur case blanche a8 · Tour noire sur case blanche e8 · Fou noir sur case noire f8 · Roi noir sur case blanche g8 · Pion noir sur case noire a7 · Pion noir sur case blanche b7 · Dame noire sur case noire c7 · Pion noir sur case blanche f7 · Pion noir sur case noire g7 · Pion noir sur case blanche h7 · Fou noir sur case blanche c6 · Pion noir sur case blanche e6 · Fou blanc sur case noire f6 · Dame blanche sur case blanche g4 · Pion blanc sur case blanche b3 · Fou blanc sur case blanche d3 · Pion blanc sur case blanche h3 · Pion blanc sur case blanche a2 · Pion blanc sur case blanche c2 · Pion blanc sur case noire f2 · Pion blanc sur case blanche g2 · Tour blanche sur case noire a1 · Tour blanche sur case blanche d1 · Roi blanc sur case noire g1 | Tour noire sur case blanche a8 · Tour noire sur case blanche e8 · Fou noir sur case noire f8 · Roi noir sur case blanche g8 · Pion noir sur case noire a7 · Pion noir sur case blanche b7 · Dame noire sur case noire c7 · Pion noir sur case blanche f7 · Pion noir sur case noire g7 · Pion noir sur case blanche h7 · Fou noir sur case blanche c6 · Pion noir sur case blanche e6 · Fou blanc sur case noire f6 · Dame blanche sur case blanche g4 · Pion blanc sur case blanche b3 · Fou blanc sur case blanche d3 · Pion blanc sur case blanche h3 · Pion blanc sur case blanche a2 · Pion blanc sur case blanche c2 · Pion blanc sur case noire f2 · Pion blanc sur case blanche g2 · Tour blanche sur case noire a1 · Tour blanche sur case blanche d1 · Roi blanc sur case noire g1 | Tour noire sur case blanche a8 · Tour noire sur case blanche e8 · Fou noir sur case noire f8 · Roi noir sur case blanche g8 · Pion noir sur case noire a7 · Pion noir sur case blanche b7 · Dame noire sur case noire c7 · Pion noir sur case blanche f7 · Pion noir sur case noire g7 · Pion noir sur case blanche h7 · Fou noir sur case blanche c6 · Pion noir sur case blanche e6 · Fou blanc sur case noire f6 · Dame blanche sur case blanche g4 · Pion blanc sur case blanche b3 · Fou blanc sur case blanche d3 · Pion blanc sur case blanche h3 · Pion blanc sur case blanche a2 · Pion blanc sur case blanche c2 · Pion blanc sur case noire f2 · Pion blanc sur case blanche g2 · Tour blanche sur case noire a1 · Tour blanche sur case blanche d1 · Roi blanc sur case noire g1 | 3 |
| 2 | Tour noire sur case blanche a8 · Tour noire sur case blanche e8 · Fou noir sur case noire f8 · Roi noir sur case blanche g8 · Pion noir sur case noire a7 · Pion noir sur case blanche b7 · Dame noire sur case noire c7 · Pion noir sur case blanche f7 · Pion noir sur case noire g7 · Pion noir sur case blanche h7 · Fou noir sur case blanche c6 · Pion noir sur case blanche e6 · Fou blanc sur case noire f6 · Dame blanche sur case blanche g4 · Pion blanc sur case blanche b3 · Fou blanc sur case blanche d3 · Pion blanc sur case blanche h3 · Pion blanc sur case blanche a2 · Pion blanc sur case blanche c2 · Pion blanc sur case noire f2 · Pion blanc sur case blanche g2 · Tour blanche sur case noire a1 · Tour blanche sur case blanche d1 · Roi blanc sur case noire g1 | Tour noire sur case blanche a8 · Tour noire sur case blanche e8 · Fou noir sur case noire f8 · Roi noir sur case blanche g8 · Pion noir sur case noire a7 · Pion noir sur case blanche b7 · Dame noire sur case noire c7 · Pion noir sur case blanche f7 · Pion noir sur case noire g7 · Pion noir sur case blanche h7 · Fou noir sur case blanche c6 · Pion noir sur case blanche e6 · Fou blanc sur case noire f6 · Dame blanche sur case blanche g4 · Pion blanc sur case blanche b3 · Fou blanc sur case blanche d3 · Pion blanc sur case blanche h3 · Pion blanc sur case blanche a2 · Pion blanc sur case blanche c2 · Pion blanc sur case noire f2 · Pion blanc sur case blanche g2 · Tour blanche sur case noire a1 · Tour blanche sur case blanche d1 · Roi blanc sur case noire g1 | Tour noire sur case blanche a8 · Tour noire sur case blanche e8 · Fou noir sur case noire f8 · Roi noir sur case blanche g8 · Pion noir sur case noire a7 · Pion noir sur case blanche b7 · Dame noire sur case noire c7 · Pion noir sur case blanche f7 · Pion noir sur case noire g7 · Pion noir sur case blanche h7 · Fou noir sur case blanche c6 · Pion noir sur case blanche e6 · Fou blanc sur case noire f6 · Dame blanche sur case blanche g4 · Pion blanc sur case blanche b3 · Fou blanc sur case blanche d3 · Pion blanc sur case blanche h3 · Pion blanc sur case blanche a2 · Pion blanc sur case blanche c2 · Pion blanc sur case noire f2 · Pion blanc sur case blanche g2 · Tour blanche sur case noire a1 · Tour blanche sur case blanche d1 · Roi blanc sur case noire g1 | Tour noire sur case blanche a8 · Tour noire sur case blanche e8 · Fou noir sur case noire f8 · Roi noir sur case blanche g8 · Pion noir sur case noire a7 · Pion noir sur case blanche b7 · Dame noire sur case noire c7 · Pion noir sur case blanche f7 · Pion noir sur case noire g7 · Pion noir sur case blanche h7 · Fou noir sur case blanche c6 · Pion noir sur case blanche e6 · Fou blanc sur case noire f6 · Dame blanche sur case blanche g4 · Pion blanc sur case blanche b3 · Fou blanc sur case blanche d3 · Pion blanc sur case blanche h3 · Pion blanc sur case blanche a2 · Pion blanc sur case blanche c2 · Pion blanc sur case noire f2 · Pion blanc sur case blanche g2 · Tour blanche sur case noire a1 · Tour blanche sur case blanche d1 · Roi blanc sur case noire g1 | Tour noire sur case blanche a8 · Tour noire sur case blanche e8 · Fou noir sur case noire f8 · Roi noir sur case blanche g8 · Pion noir sur case noire a7 · Pion noir sur case blanche b7 · Dame noire sur case noire c7 · Pion noir sur case blanche f7 · Pion noir sur case noire g7 · Pion noir sur case blanche h7 · Fou noir sur case blanche c6 · Pion noir sur case blanche e6 · Fou blanc sur case noire f6 · Dame blanche sur case blanche g4 · Pion blanc sur case blanche b3 · Fou blanc sur case blanche d3 · Pion blanc sur case blanche h3 · Pion blanc sur case blanche a2 · Pion blanc sur case blanche c2 · Pion blanc sur case noire f2 · Pion blanc sur case blanche g2 · Tour blanche sur case noire a1 · Tour blanche sur case blanche d1 · Roi blanc sur case noire g1 | Tour noire sur case blanche a8 · Tour noire sur case blanche e8 · Fou noir sur case noire f8 · Roi noir sur case blanche g8 · Pion noir sur case noire a7 · Pion noir sur case blanche b7 · Dame noire sur case noire c7 · Pion noir sur case blanche f7 · Pion noir sur case noire g7 · Pion noir sur case blanche h7 · Fou noir sur case blanche c6 · Pion noir sur case blanche e6 · Fou blanc sur case noire f6 · Dame blanche sur case blanche g4 · Pion blanc sur case blanche b3 · Fou blanc sur case blanche d3 · Pion blanc sur case blanche h3 · Pion blanc sur case blanche a2 · Pion blanc sur case blanche c2 · Pion blanc sur case noire f2 · Pion blanc sur case blanche g2 · Tour blanche sur case noire a1 · Tour blanche sur case blanche d1 · Roi blanc sur case noire g1 | Tour noire sur case blanche a8 · Tour noire sur case blanche e8 · Fou noir sur case noire f8 · Roi noir sur case blanche g8 · Pion noir sur case noire a7 · Pion noir sur case blanche b7 · Dame noire sur case noire c7 · Pion noir sur case blanche f7 · Pion noir sur case noire g7 · Pion noir sur case blanche h7 · Fou noir sur case blanche c6 · Pion noir sur case blanche e6 · Fou blanc sur case noire f6 · Dame blanche sur case blanche g4 · Pion blanc sur case blanche b3 · Fou blanc sur case blanche d3 · Pion blanc sur case blanche h3 · Pion blanc sur case blanche a2 · Pion blanc sur case blanche c2 · Pion blanc sur case noire f2 · Pion blanc sur case blanche g2 · Tour blanche sur case noire a1 · Tour blanche sur case blanche d1 · Roi blanc sur case noire g1 | Tour noire sur case blanche a8 · Tour noire sur case blanche e8 · Fou noir sur case noire f8 · Roi noir sur case blanche g8 · Pion noir sur case noire a7 · Pion noir sur case blanche b7 · Dame noire sur case noire c7 · Pion noir sur case blanche f7 · Pion noir sur case noire g7 · Pion noir sur case blanche h7 · Fou noir sur case blanche c6 · Pion noir sur case blanche e6 · Fou blanc sur case noire f6 · Dame blanche sur case blanche g4 · Pion blanc sur case blanche b3 · Fou blanc sur case blanche d3 · Pion blanc sur case blanche h3 · Pion blanc sur case blanche a2 · Pion blanc sur case blanche c2 · Pion blanc sur case noire f2 · Pion blanc sur case blanche g2 · Tour blanche sur case noire a1 · Tour blanche sur case blanche d1 · Roi blanc sur case noire g1 | 2 |
| 1 | Tour noire sur case blanche a8 · Tour noire sur case blanche e8 · Fou noir sur case noire f8 · Roi noir sur case blanche g8 · Pion noir sur case noire a7 · Pion noir sur case blanche b7 · Dame noire sur case noire c7 · Pion noir sur case blanche f7 · Pion noir sur case noire g7 · Pion noir sur case blanche h7 · Fou noir sur case blanche c6 · Pion noir sur case blanche e6 · Fou blanc sur case noire f6 · Dame blanche sur case blanche g4 · Pion blanc sur case blanche b3 · Fou blanc sur case blanche d3 · Pion blanc sur case blanche h3 · Pion blanc sur case blanche a2 · Pion blanc sur case blanche c2 · Pion blanc sur case noire f2 · Pion blanc sur case blanche g2 · Tour blanche sur case noire a1 · Tour blanche sur case blanche d1 · Roi blanc sur case noire g1 | Tour noire sur case blanche a8 · Tour noire sur case blanche e8 · Fou noir sur case noire f8 · Roi noir sur case blanche g8 · Pion noir sur case noire a7 · Pion noir sur case blanche b7 · Dame noire sur case noire c7 · Pion noir sur case blanche f7 · Pion noir sur case noire g7 · Pion noir sur case blanche h7 · Fou noir sur case blanche c6 · Pion noir sur case blanche e6 · Fou blanc sur case noire f6 · Dame blanche sur case blanche g4 · Pion blanc sur case blanche b3 · Fou blanc sur case blanche d3 · Pion blanc sur case blanche h3 · Pion blanc sur case blanche a2 · Pion blanc sur case blanche c2 · Pion blanc sur case noire f2 · Pion blanc sur case blanche g2 · Tour blanche sur case noire a1 · Tour blanche sur case blanche d1 · Roi blanc sur case noire g1 | Tour noire sur case blanche a8 · Tour noire sur case blanche e8 · Fou noir sur case noire f8 · Roi noir sur case blanche g8 · Pion noir sur case noire a7 · Pion noir sur case blanche b7 · Dame noire sur case noire c7 · Pion noir sur case blanche f7 · Pion noir sur case noire g7 · Pion noir sur case blanche h7 · Fou noir sur case blanche c6 · Pion noir sur case blanche e6 · Fou blanc sur case noire f6 · Dame blanche sur case blanche g4 · Pion blanc sur case blanche b3 · Fou blanc sur case blanche d3 · Pion blanc sur case blanche h3 · Pion blanc sur case blanche a2 · Pion blanc sur case blanche c2 · Pion blanc sur case noire f2 · Pion blanc sur case blanche g2 · Tour blanche sur case noire a1 · Tour blanche sur case blanche d1 · Roi blanc sur case noire g1 | Tour noire sur case blanche a8 · Tour noire sur case blanche e8 · Fou noir sur case noire f8 · Roi noir sur case blanche g8 · Pion noir sur case noire a7 · Pion noir sur case blanche b7 · Dame noire sur case noire c7 · Pion noir sur case blanche f7 · Pion noir sur case noire g7 · Pion noir sur case blanche h7 · Fou noir sur case blanche c6 · Pion noir sur case blanche e6 · Fou blanc sur case noire f6 · Dame blanche sur case blanche g4 · Pion blanc sur case blanche b3 · Fou blanc sur case blanche d3 · Pion blanc sur case blanche h3 · Pion blanc sur case blanche a2 · Pion blanc sur case blanche c2 · Pion blanc sur case noire f2 · Pion blanc sur case blanche g2 · Tour blanche sur case noire a1 · Tour blanche sur case blanche d1 · Roi blanc sur case noire g1 | Tour noire sur case blanche a8 · Tour noire sur case blanche e8 · Fou noir sur case noire f8 · Roi noir sur case blanche g8 · Pion noir sur case noire a7 · Pion noir sur case blanche b7 · Dame noire sur case noire c7 · Pion noir sur case blanche f7 · Pion noir sur case noire g7 · Pion noir sur case blanche h7 · Fou noir sur case blanche c6 · Pion noir sur case blanche e6 · Fou blanc sur case noire f6 · Dame blanche sur case blanche g4 · Pion blanc sur case blanche b3 · Fou blanc sur case blanche d3 · Pion blanc sur case blanche h3 · Pion blanc sur case blanche a2 · Pion blanc sur case blanche c2 · Pion blanc sur case noire f2 · Pion blanc sur case blanche g2 · Tour blanche sur case noire a1 · Tour blanche sur case blanche d1 · Roi blanc sur case noire g1 | Tour noire sur case blanche a8 · Tour noire sur case blanche e8 · Fou noir sur case noire f8 · Roi noir sur case blanche g8 · Pion noir sur case noire a7 · Pion noir sur case blanche b7 · Dame noire sur case noire c7 · Pion noir sur case blanche f7 · Pion noir sur case noire g7 · Pion noir sur case blanche h7 · Fou noir sur case blanche c6 · Pion noir sur case blanche e6 · Fou blanc sur case noire f6 · Dame blanche sur case blanche g4 · Pion blanc sur case blanche b3 · Fou blanc sur case blanche d3 · Pion blanc sur case blanche h3 · Pion blanc sur case blanche a2 · Pion blanc sur case blanche c2 · Pion blanc sur case noire f2 · Pion blanc sur case blanche g2 · Tour blanche sur case noire a1 · Tour blanche sur case blanche d1 · Roi blanc sur case noire g1 | Tour noire sur case blanche a8 · Tour noire sur case blanche e8 · Fou noir sur case noire f8 · Roi noir sur case blanche g8 · Pion noir sur case noire a7 · Pion noir sur case blanche b7 · Dame noire sur case noire c7 · Pion noir sur case blanche f7 · Pion noir sur case noire g7 · Pion noir sur case blanche h7 · Fou noir sur case blanche c6 · Pion noir sur case blanche e6 · Fou blanc sur case noire f6 · Dame blanche sur case blanche g4 · Pion blanc sur case blanche b3 · Fou blanc sur case blanche d3 · Pion blanc sur case blanche h3 · Pion blanc sur case blanche a2 · Pion blanc sur case blanche c2 · Pion blanc sur case noire f2 · Pion blanc sur case blanche g2 · Tour blanche sur case noire a1 · Tour blanche sur case blanche d1 · Roi blanc sur case noire g1 | Tour noire sur case blanche a8 · Tour noire sur case blanche e8 · Fou noir sur case noire f8 · Roi noir sur case blanche g8 · Pion noir sur case noire a7 · Pion noir sur case blanche b7 · Dame noire sur case noire c7 · Pion noir sur case blanche f7 · Pion noir sur case noire g7 · Pion noir sur case blanche h7 · Fou noir sur case blanche c6 · Pion noir sur case blanche e6 · Fou blanc sur case noire f6 · Dame blanche sur case blanche g4 · Pion blanc sur case blanche b3 · Fou blanc sur case blanche d3 · Pion blanc sur case blanche h3 · Pion blanc sur case blanche a2 · Pion blanc sur case blanche c2 · Pion blanc sur case noire f2 · Pion blanc sur case blanche g2 · Tour blanche sur case noire a1 · Tour blanche sur case blanche d1 · Roi blanc sur case noire g1 | 1 |
|   | a | b | c | d | e | f | g | h |   |

|   | a | b | c | d | e | f | g | h |   |
| 8 | Tour noire sur case blanche a8 · Tour noire sur case noire f8 · Roi noir sur case noire h8 · Fou noir sur case noire e7 · Pion noir sur case blanche f7 · Pion noir sur case noire g7 · Fou noir sur case blanche h7 · Cavalier noir sur case blanche c6 · Pion noir sur case blanche e6 · Pion noir sur case noire h6 · Pion noir sur case noire a5 · Cavalier noir sur case noire c5 · Pion blanc sur case noire e5 · Pion noir sur case noire b4 · Pion noir sur case noire d4 · Fou blanc sur case noire f4 · Cavalier blanc sur case blanche g4 · Pion blanc sur case noire h4 · Pion blanc sur case blanche d3 · Cavalier blanc sur case blanche f3 · Pion blanc sur case noire g3 · Dame noire sur case blanche a2 · Pion blanc sur case noire b2 · Dame blanche sur case blanche e2 · Pion blanc sur case noire f2 · Fou blanc sur case blanche g2 · Tour blanche sur case noire c1 · Tour blanche sur case blanche d1 · Roi blanc sur case noire g1 | Tour noire sur case blanche a8 · Tour noire sur case noire f8 · Roi noir sur case noire h8 · Fou noir sur case noire e7 · Pion noir sur case blanche f7 · Pion noir sur case noire g7 · Fou noir sur case blanche h7 · Cavalier noir sur case blanche c6 · Pion noir sur case blanche e6 · Pion noir sur case noire h6 · Pion noir sur case noire a5 · Cavalier noir sur case noire c5 · Pion blanc sur case noire e5 · Pion noir sur case noire b4 · Pion noir sur case noire d4 · Fou blanc sur case noire f4 · Cavalier blanc sur case blanche g4 · Pion blanc sur case noire h4 · Pion blanc sur case blanche d3 · Cavalier blanc sur case blanche f3 · Pion blanc sur case noire g3 · Dame noire sur case blanche a2 · Pion blanc sur case noire b2 · Dame blanche sur case blanche e2 · Pion blanc sur case noire f2 · Fou blanc sur case blanche g2 · Tour blanche sur case noire c1 · Tour blanche sur case blanche d1 · Roi blanc sur case noire g1 | Tour noire sur case blanche a8 · Tour noire sur case noire f8 · Roi noir sur case noire h8 · Fou noir sur case noire e7 · Pion noir sur case blanche f7 · Pion noir sur case noire g7 · Fou noir sur case blanche h7 · Cavalier noir sur case blanche c6 · Pion noir sur case blanche e6 · Pion noir sur case noire h6 · Pion noir sur case noire a5 · Cavalier noir sur case noire c5 · Pion blanc sur case noire e5 · Pion noir sur case noire b4 · Pion noir sur case noire d4 · Fou blanc sur case noire f4 · Cavalier blanc sur case blanche g4 · Pion blanc sur case noire h4 · Pion blanc sur case blanche d3 · Cavalier blanc sur case blanche f3 · Pion blanc sur case noire g3 · Dame noire sur case blanche a2 · Pion blanc sur case noire b2 · Dame blanche sur case blanche e2 · Pion blanc sur case noire f2 · Fou blanc sur case blanche g2 · Tour blanche sur case noire c1 · Tour blanche sur case blanche d1 · Roi blanc sur case noire g1 | Tour noire sur case blanche a8 · Tour noire sur case noire f8 · Roi noir sur case noire h8 · Fou noir sur case noire e7 · Pion noir sur case blanche f7 · Pion noir sur case noire g7 · Fou noir sur case blanche h7 · Cavalier noir sur case blanche c6 · Pion noir sur case blanche e6 · Pion noir sur case noire h6 · Pion noir sur case noire a5 · Cavalier noir sur case noire c5 · Pion blanc sur case noire e5 · Pion noir sur case noire b4 · Pion noir sur case noire d4 · Fou blanc sur case noire f4 · Cavalier blanc sur case blanche g4 · Pion blanc sur case noire h4 · Pion blanc sur case blanche d3 · Cavalier blanc sur case blanche f3 · Pion blanc sur case noire g3 · Dame noire sur case blanche a2 · Pion blanc sur case noire b2 · Dame blanche sur case blanche e2 · Pion blanc sur case noire f2 · Fou blanc sur case blanche g2 · Tour blanche sur case noire c1 · Tour blanche sur case blanche d1 · Roi blanc sur case noire g1 | Tour noire sur case blanche a8 · Tour noire sur case noire f8 · Roi noir sur case noire h8 · Fou noir sur case noire e7 · Pion noir sur case blanche f7 · Pion noir sur case noire g7 · Fou noir sur case blanche h7 · Cavalier noir sur case blanche c6 · Pion noir sur case blanche e6 · Pion noir sur case noire h6 · Pion noir sur case noire a5 · Cavalier noir sur case noire c5 · Pion blanc sur case noire e5 · Pion noir sur case noire b4 · Pion noir sur case noire d4 · Fou blanc sur case noire f4 · Cavalier blanc sur case blanche g4 · Pion blanc sur case noire h4 · Pion blanc sur case blanche d3 · Cavalier blanc sur case blanche f3 · Pion blanc sur case noire g3 · Dame noire sur case blanche a2 · Pion blanc sur case noire b2 · Dame blanche sur case blanche e2 · Pion blanc sur case noire f2 · Fou blanc sur case blanche g2 · Tour blanche sur case noire c1 · Tour blanche sur case blanche d1 · Roi blanc sur case noire g1 | Tour noire sur case blanche a8 · Tour noire sur case noire f8 · Roi noir sur case noire h8 · Fou noir sur case noire e7 · Pion noir sur case blanche f7 · Pion noir sur case noire g7 · Fou noir sur case blanche h7 · Cavalier noir sur case blanche c6 · Pion noir sur case blanche e6 · Pion noir sur case noire h6 · Pion noir sur case noire a5 · Cavalier noir sur case noire c5 · Pion blanc sur case noire e5 · Pion noir sur case noire b4 · Pion noir sur case noire d4 · Fou blanc sur case noire f4 · Cavalier blanc sur case blanche g4 · Pion blanc sur case noire h4 · Pion blanc sur case blanche d3 · Cavalier blanc sur case blanche f3 · Pion blanc sur case noire g3 · Dame noire sur case blanche a2 · Pion blanc sur case noire b2 · Dame blanche sur case blanche e2 · Pion blanc sur case noire f2 · Fou blanc sur case blanche g2 · Tour blanche sur case noire c1 · Tour blanche sur case blanche d1 · Roi blanc sur case noire g1 | Tour noire sur case blanche a8 · Tour noire sur case noire f8 · Roi noir sur case noire h8 · Fou noir sur case noire e7 · Pion noir sur case blanche f7 · Pion noir sur case noire g7 · Fou noir sur case blanche h7 · Cavalier noir sur case blanche c6 · Pion noir sur case blanche e6 · Pion noir sur case noire h6 · Pion noir sur case noire a5 · Cavalier noir sur case noire c5 · Pion blanc sur case noire e5 · Pion noir sur case noire b4 · Pion noir sur case noire d4 · Fou blanc sur case noire f4 · Cavalier blanc sur case blanche g4 · Pion blanc sur case noire h4 · Pion blanc sur case blanche d3 · Cavalier blanc sur case blanche f3 · Pion blanc sur case noire g3 · Dame noire sur case blanche a2 · Pion blanc sur case noire b2 · Dame blanche sur case blanche e2 · Pion blanc sur case noire f2 · Fou blanc sur case blanche g2 · Tour blanche sur case noire c1 · Tour blanche sur case blanche d1 · Roi blanc sur case noire g1 | Tour noire sur case blanche a8 · Tour noire sur case noire f8 · Roi noir sur case noire h8 · Fou noir sur case noire e7 · Pion noir sur case blanche f7 · Pion noir sur case noire g7 · Fou noir sur case blanche h7 · Cavalier noir sur case blanche c6 · Pion noir sur case blanche e6 · Pion noir sur case noire h6 · Pion noir sur case noire a5 · Cavalier noir sur case noire c5 · Pion blanc sur case noire e5 · Pion noir sur case noire b4 · Pion noir sur case noire d4 · Fou blanc sur case noire f4 · Cavalier blanc sur case blanche g4 · Pion blanc sur case noire h4 · Pion blanc sur case blanche d3 · Cavalier blanc sur case blanche f3 · Pion blanc sur case noire g3 · Dame noire sur case blanche a2 · Pion blanc sur case noire b2 · Dame blanche sur case blanche e2 · Pion blanc sur case noire f2 · Fou blanc sur case blanche g2 · Tour blanche sur case noire c1 · Tour blanche sur case blanche d1 · Roi blanc sur case noire g1 | 8 |
| 7 | Tour noire sur case blanche a8 · Tour noire sur case noire f8 · Roi noir sur case noire h8 · Fou noir sur case noire e7 · Pion noir sur case blanche f7 · Pion noir sur case noire g7 · Fou noir sur case blanche h7 · Cavalier noir sur case blanche c6 · Pion noir sur case blanche e6 · Pion noir sur case noire h6 · Pion noir sur case noire a5 · Cavalier noir sur case noire c5 · Pion blanc sur case noire e5 · Pion noir sur case noire b4 · Pion noir sur case noire d4 · Fou blanc sur case noire f4 · Cavalier blanc sur case blanche g4 · Pion blanc sur case noire h4 · Pion blanc sur case blanche d3 · Cavalier blanc sur case blanche f3 · Pion blanc sur case noire g3 · Dame noire sur case blanche a2 · Pion blanc sur case noire b2 · Dame blanche sur case blanche e2 · Pion blanc sur case noire f2 · Fou blanc sur case blanche g2 · Tour blanche sur case noire c1 · Tour blanche sur case blanche d1 · Roi blanc sur case noire g1 | Tour noire sur case blanche a8 · Tour noire sur case noire f8 · Roi noir sur case noire h8 · Fou noir sur case noire e7 · Pion noir sur case blanche f7 · Pion noir sur case noire g7 · Fou noir sur case blanche h7 · Cavalier noir sur case blanche c6 · Pion noir sur case blanche e6 · Pion noir sur case noire h6 · Pion noir sur case noire a5 · Cavalier noir sur case noire c5 · Pion blanc sur case noire e5 · Pion noir sur case noire b4 · Pion noir sur case noire d4 · Fou blanc sur case noire f4 · Cavalier blanc sur case blanche g4 · Pion blanc sur case noire h4 · Pion blanc sur case blanche d3 · Cavalier blanc sur case blanche f3 · Pion blanc sur case noire g3 · Dame noire sur case blanche a2 · Pion blanc sur case noire b2 · Dame blanche sur case blanche e2 · Pion blanc sur case noire f2 · Fou blanc sur case blanche g2 · Tour blanche sur case noire c1 · Tour blanche sur case blanche d1 · Roi blanc sur case noire g1 | Tour noire sur case blanche a8 · Tour noire sur case noire f8 · Roi noir sur case noire h8 · Fou noir sur case noire e7 · Pion noir sur case blanche f7 · Pion noir sur case noire g7 · Fou noir sur case blanche h7 · Cavalier noir sur case blanche c6 · Pion noir sur case blanche e6 · Pion noir sur case noire h6 · Pion noir sur case noire a5 · Cavalier noir sur case noire c5 · Pion blanc sur case noire e5 · Pion noir sur case noire b4 · Pion noir sur case noire d4 · Fou blanc sur case noire f4 · Cavalier blanc sur case blanche g4 · Pion blanc sur case noire h4 · Pion blanc sur case blanche d3 · Cavalier blanc sur case blanche f3 · Pion blanc sur case noire g3 · Dame noire sur case blanche a2 · Pion blanc sur case noire b2 · Dame blanche sur case blanche e2 · Pion blanc sur case noire f2 · Fou blanc sur case blanche g2 · Tour blanche sur case noire c1 · Tour blanche sur case blanche d1 · Roi blanc sur case noire g1 | Tour noire sur case blanche a8 · Tour noire sur case noire f8 · Roi noir sur case noire h8 · Fou noir sur case noire e7 · Pion noir sur case blanche f7 · Pion noir sur case noire g7 · Fou noir sur case blanche h7 · Cavalier noir sur case blanche c6 · Pion noir sur case blanche e6 · Pion noir sur case noire h6 · Pion noir sur case noire a5 · Cavalier noir sur case noire c5 · Pion blanc sur case noire e5 · Pion noir sur case noire b4 · Pion noir sur case noire d4 · Fou blanc sur case noire f4 · Cavalier blanc sur case blanche g4 · Pion blanc sur case noire h4 · Pion blanc sur case blanche d3 · Cavalier blanc sur case blanche f3 · Pion blanc sur case noire g3 · Dame noire sur case blanche a2 · Pion blanc sur case noire b2 · Dame blanche sur case blanche e2 · Pion blanc sur case noire f2 · Fou blanc sur case blanche g2 · Tour blanche sur case noire c1 · Tour blanche sur case blanche d1 · Roi blanc sur case noire g1 | Tour noire sur case blanche a8 · Tour noire sur case noire f8 · Roi noir sur case noire h8 · Fou noir sur case noire e7 · Pion noir sur case blanche f7 · Pion noir sur case noire g7 · Fou noir sur case blanche h7 · Cavalier noir sur case blanche c6 · Pion noir sur case blanche e6 · Pion noir sur case noire h6 · Pion noir sur case noire a5 · Cavalier noir sur case noire c5 · Pion blanc sur case noire e5 · Pion noir sur case noire b4 · Pion noir sur case noire d4 · Fou blanc sur case noire f4 · Cavalier blanc sur case blanche g4 · Pion blanc sur case noire h4 · Pion blanc sur case blanche d3 · Cavalier blanc sur case blanche f3 · Pion blanc sur case noire g3 · Dame noire sur case blanche a2 · Pion blanc sur case noire b2 · Dame blanche sur case blanche e2 · Pion blanc sur case noire f2 · Fou blanc sur case blanche g2 · Tour blanche sur case noire c1 · Tour blanche sur case blanche d1 · Roi blanc sur case noire g1 | Tour noire sur case blanche a8 · Tour noire sur case noire f8 · Roi noir sur case noire h8 · Fou noir sur case noire e7 · Pion noir sur case blanche f7 · Pion noir sur case noire g7 · Fou noir sur case blanche h7 · Cavalier noir sur case blanche c6 · Pion noir sur case blanche e6 · Pion noir sur case noire h6 · Pion noir sur case noire a5 · Cavalier noir sur case noire c5 · Pion blanc sur case noire e5 · Pion noir sur case noire b4 · Pion noir sur case noire d4 · Fou blanc sur case noire f4 · Cavalier blanc sur case blanche g4 · Pion blanc sur case noire h4 · Pion blanc sur case blanche d3 · Cavalier blanc sur case blanche f3 · Pion blanc sur case noire g3 · Dame noire sur case blanche a2 · Pion blanc sur case noire b2 · Dame blanche sur case blanche e2 · Pion blanc sur case noire f2 · Fou blanc sur case blanche g2 · Tour blanche sur case noire c1 · Tour blanche sur case blanche d1 · Roi blanc sur case noire g1 | Tour noire sur case blanche a8 · Tour noire sur case noire f8 · Roi noir sur case noire h8 · Fou noir sur case noire e7 · Pion noir sur case blanche f7 · Pion noir sur case noire g7 · Fou noir sur case blanche h7 · Cavalier noir sur case blanche c6 · Pion noir sur case blanche e6 · Pion noir sur case noire h6 · Pion noir sur case noire a5 · Cavalier noir sur case noire c5 · Pion blanc sur case noire e5 · Pion noir sur case noire b4 · Pion noir sur case noire d4 · Fou blanc sur case noire f4 · Cavalier blanc sur case blanche g4 · Pion blanc sur case noire h4 · Pion blanc sur case blanche d3 · Cavalier blanc sur case blanche f3 · Pion blanc sur case noire g3 · Dame noire sur case blanche a2 · Pion blanc sur case noire b2 · Dame blanche sur case blanche e2 · Pion blanc sur case noire f2 · Fou blanc sur case blanche g2 · Tour blanche sur case noire c1 · Tour blanche sur case blanche d1 · Roi blanc sur case noire g1 | Tour noire sur case blanche a8 · Tour noire sur case noire f8 · Roi noir sur case noire h8 · Fou noir sur case noire e7 · Pion noir sur case blanche f7 · Pion noir sur case noire g7 · Fou noir sur case blanche h7 · Cavalier noir sur case blanche c6 · Pion noir sur case blanche e6 · Pion noir sur case noire h6 · Pion noir sur case noire a5 · Cavalier noir sur case noire c5 · Pion blanc sur case noire e5 · Pion noir sur case noire b4 · Pion noir sur case noire d4 · Fou blanc sur case noire f4 · Cavalier blanc sur case blanche g4 · Pion blanc sur case noire h4 · Pion blanc sur case blanche d3 · Cavalier blanc sur case blanche f3 · Pion blanc sur case noire g3 · Dame noire sur case blanche a2 · Pion blanc sur case noire b2 · Dame blanche sur case blanche e2 · Pion blanc sur case noire f2 · Fou blanc sur case blanche g2 · Tour blanche sur case noire c1 · Tour blanche sur case blanche d1 · Roi blanc sur case noire g1 | 7 |
| 6 | Tour noire sur case blanche a8 · Tour noire sur case noire f8 · Roi noir sur case noire h8 · Fou noir sur case noire e7 · Pion noir sur case blanche f7 · Pion noir sur case noire g7 · Fou noir sur case blanche h7 · Cavalier noir sur case blanche c6 · Pion noir sur case blanche e6 · Pion noir sur case noire h6 · Pion noir sur case noire a5 · Cavalier noir sur case noire c5 · Pion blanc sur case noire e5 · Pion noir sur case noire b4 · Pion noir sur case noire d4 · Fou blanc sur case noire f4 · Cavalier blanc sur case blanche g4 · Pion blanc sur case noire h4 · Pion blanc sur case blanche d3 · Cavalier blanc sur case blanche f3 · Pion blanc sur case noire g3 · Dame noire sur case blanche a2 · Pion blanc sur case noire b2 · Dame blanche sur case blanche e2 · Pion blanc sur case noire f2 · Fou blanc sur case blanche g2 · Tour blanche sur case noire c1 · Tour blanche sur case blanche d1 · Roi blanc sur case noire g1 | Tour noire sur case blanche a8 · Tour noire sur case noire f8 · Roi noir sur case noire h8 · Fou noir sur case noire e7 · Pion noir sur case blanche f7 · Pion noir sur case noire g7 · Fou noir sur case blanche h7 · Cavalier noir sur case blanche c6 · Pion noir sur case blanche e6 · Pion noir sur case noire h6 · Pion noir sur case noire a5 · Cavalier noir sur case noire c5 · Pion blanc sur case noire e5 · Pion noir sur case noire b4 · Pion noir sur case noire d4 · Fou blanc sur case noire f4 · Cavalier blanc sur case blanche g4 · Pion blanc sur case noire h4 · Pion blanc sur case blanche d3 · Cavalier blanc sur case blanche f3 · Pion blanc sur case noire g3 · Dame noire sur case blanche a2 · Pion blanc sur case noire b2 · Dame blanche sur case blanche e2 · Pion blanc sur case noire f2 · Fou blanc sur case blanche g2 · Tour blanche sur case noire c1 · Tour blanche sur case blanche d1 · Roi blanc sur case noire g1 | Tour noire sur case blanche a8 · Tour noire sur case noire f8 · Roi noir sur case noire h8 · Fou noir sur case noire e7 · Pion noir sur case blanche f7 · Pion noir sur case noire g7 · Fou noir sur case blanche h7 · Cavalier noir sur case blanche c6 · Pion noir sur case blanche e6 · Pion noir sur case noire h6 · Pion noir sur case noire a5 · Cavalier noir sur case noire c5 · Pion blanc sur case noire e5 · Pion noir sur case noire b4 · Pion noir sur case noire d4 · Fou blanc sur case noire f4 · Cavalier blanc sur case blanche g4 · Pion blanc sur case noire h4 · Pion blanc sur case blanche d3 · Cavalier blanc sur case blanche f3 · Pion blanc sur case noire g3 · Dame noire sur case blanche a2 · Pion blanc sur case noire b2 · Dame blanche sur case blanche e2 · Pion blanc sur case noire f2 · Fou blanc sur case blanche g2 · Tour blanche sur case noire c1 · Tour blanche sur case blanche d1 · Roi blanc sur case noire g1 | Tour noire sur case blanche a8 · Tour noire sur case noire f8 · Roi noir sur case noire h8 · Fou noir sur case noire e7 · Pion noir sur case blanche f7 · Pion noir sur case noire g7 · Fou noir sur case blanche h7 · Cavalier noir sur case blanche c6 · Pion noir sur case blanche e6 · Pion noir sur case noire h6 · Pion noir sur case noire a5 · Cavalier noir sur case noire c5 · Pion blanc sur case noire e5 · Pion noir sur case noire b4 · Pion noir sur case noire d4 · Fou blanc sur case noire f4 · Cavalier blanc sur case blanche g4 · Pion blanc sur case noire h4 · Pion blanc sur case blanche d3 · Cavalier blanc sur case blanche f3 · Pion blanc sur case noire g3 · Dame noire sur case blanche a2 · Pion blanc sur case noire b2 · Dame blanche sur case blanche e2 · Pion blanc sur case noire f2 · Fou blanc sur case blanche g2 · Tour blanche sur case noire c1 · Tour blanche sur case blanche d1 · Roi blanc sur case noire g1 | Tour noire sur case blanche a8 · Tour noire sur case noire f8 · Roi noir sur case noire h8 · Fou noir sur case noire e7 · Pion noir sur case blanche f7 · Pion noir sur case noire g7 · Fou noir sur case blanche h7 · Cavalier noir sur case blanche c6 · Pion noir sur case blanche e6 · Pion noir sur case noire h6 · Pion noir sur case noire a5 · Cavalier noir sur case noire c5 · Pion blanc sur case noire e5 · Pion noir sur case noire b4 · Pion noir sur case noire d4 · Fou blanc sur case noire f4 · Cavalier blanc sur case blanche g4 · Pion blanc sur case noire h4 · Pion blanc sur case blanche d3 · Cavalier blanc sur case blanche f3 · Pion blanc sur case noire g3 · Dame noire sur case blanche a2 · Pion blanc sur case noire b2 · Dame blanche sur case blanche e2 · Pion blanc sur case noire f2 · Fou blanc sur case blanche g2 · Tour blanche sur case noire c1 · Tour blanche sur case blanche d1 · Roi blanc sur case noire g1 | Tour noire sur case blanche a8 · Tour noire sur case noire f8 · Roi noir sur case noire h8 · Fou noir sur case noire e7 · Pion noir sur case blanche f7 · Pion noir sur case noire g7 · Fou noir sur case blanche h7 · Cavalier noir sur case blanche c6 · Pion noir sur case blanche e6 · Pion noir sur case noire h6 · Pion noir sur case noire a5 · Cavalier noir sur case noire c5 · Pion blanc sur case noire e5 · Pion noir sur case noire b4 · Pion noir sur case noire d4 · Fou blanc sur case noire f4 · Cavalier blanc sur case blanche g4 · Pion blanc sur case noire h4 · Pion blanc sur case blanche d3 · Cavalier blanc sur case blanche f3 · Pion blanc sur case noire g3 · Dame noire sur case blanche a2 · Pion blanc sur case noire b2 · Dame blanche sur case blanche e2 · Pion blanc sur case noire f2 · Fou blanc sur case blanche g2 · Tour blanche sur case noire c1 · Tour blanche sur case blanche d1 · Roi blanc sur case noire g1 | Tour noire sur case blanche a8 · Tour noire sur case noire f8 · Roi noir sur case noire h8 · Fou noir sur case noire e7 · Pion noir sur case blanche f7 · Pion noir sur case noire g7 · Fou noir sur case blanche h7 · Cavalier noir sur case blanche c6 · Pion noir sur case blanche e6 · Pion noir sur case noire h6 · Pion noir sur case noire a5 · Cavalier noir sur case noire c5 · Pion blanc sur case noire e5 · Pion noir sur case noire b4 · Pion noir sur case noire d4 · Fou blanc sur case noire f4 · Cavalier blanc sur case blanche g4 · Pion blanc sur case noire h4 · Pion blanc sur case blanche d3 · Cavalier blanc sur case blanche f3 · Pion blanc sur case noire g3 · Dame noire sur case blanche a2 · Pion blanc sur case noire b2 · Dame blanche sur case blanche e2 · Pion blanc sur case noire f2 · Fou blanc sur case blanche g2 · Tour blanche sur case noire c1 · Tour blanche sur case blanche d1 · Roi blanc sur case noire g1 | Tour noire sur case blanche a8 · Tour noire sur case noire f8 · Roi noir sur case noire h8 · Fou noir sur case noire e7 · Pion noir sur case blanche f7 · Pion noir sur case noire g7 · Fou noir sur case blanche h7 · Cavalier noir sur case blanche c6 · Pion noir sur case blanche e6 · Pion noir sur case noire h6 · Pion noir sur case noire a5 · Cavalier noir sur case noire c5 · Pion blanc sur case noire e5 · Pion noir sur case noire b4 · Pion noir sur case noire d4 · Fou blanc sur case noire f4 · Cavalier blanc sur case blanche g4 · Pion blanc sur case noire h4 · Pion blanc sur case blanche d3 · Cavalier blanc sur case blanche f3 · Pion blanc sur case noire g3 · Dame noire sur case blanche a2 · Pion blanc sur case noire b2 · Dame blanche sur case blanche e2 · Pion blanc sur case noire f2 · Fou blanc sur case blanche g2 · Tour blanche sur case noire c1 · Tour blanche sur case blanche d1 · Roi blanc sur case noire g1 | 6 |
| 5 | Tour noire sur case blanche a8 · Tour noire sur case noire f8 · Roi noir sur case noire h8 · Fou noir sur case noire e7 · Pion noir sur case blanche f7 · Pion noir sur case noire g7 · Fou noir sur case blanche h7 · Cavalier noir sur case blanche c6 · Pion noir sur case blanche e6 · Pion noir sur case noire h6 · Pion noir sur case noire a5 · Cavalier noir sur case noire c5 · Pion blanc sur case noire e5 · Pion noir sur case noire b4 · Pion noir sur case noire d4 · Fou blanc sur case noire f4 · Cavalier blanc sur case blanche g4 · Pion blanc sur case noire h4 · Pion blanc sur case blanche d3 · Cavalier blanc sur case blanche f3 · Pion blanc sur case noire g3 · Dame noire sur case blanche a2 · Pion blanc sur case noire b2 · Dame blanche sur case blanche e2 · Pion blanc sur case noire f2 · Fou blanc sur case blanche g2 · Tour blanche sur case noire c1 · Tour blanche sur case blanche d1 · Roi blanc sur case noire g1 | Tour noire sur case blanche a8 · Tour noire sur case noire f8 · Roi noir sur case noire h8 · Fou noir sur case noire e7 · Pion noir sur case blanche f7 · Pion noir sur case noire g7 · Fou noir sur case blanche h7 · Cavalier noir sur case blanche c6 · Pion noir sur case blanche e6 · Pion noir sur case noire h6 · Pion noir sur case noire a5 · Cavalier noir sur case noire c5 · Pion blanc sur case noire e5 · Pion noir sur case noire b4 · Pion noir sur case noire d4 · Fou blanc sur case noire f4 · Cavalier blanc sur case blanche g4 · Pion blanc sur case noire h4 · Pion blanc sur case blanche d3 · Cavalier blanc sur case blanche f3 · Pion blanc sur case noire g3 · Dame noire sur case blanche a2 · Pion blanc sur case noire b2 · Dame blanche sur case blanche e2 · Pion blanc sur case noire f2 · Fou blanc sur case blanche g2 · Tour blanche sur case noire c1 · Tour blanche sur case blanche d1 · Roi blanc sur case noire g1 | Tour noire sur case blanche a8 · Tour noire sur case noire f8 · Roi noir sur case noire h8 · Fou noir sur case noire e7 · Pion noir sur case blanche f7 · Pion noir sur case noire g7 · Fou noir sur case blanche h7 · Cavalier noir sur case blanche c6 · Pion noir sur case blanche e6 · Pion noir sur case noire h6 · Pion noir sur case noire a5 · Cavalier noir sur case noire c5 · Pion blanc sur case noire e5 · Pion noir sur case noire b4 · Pion noir sur case noire d4 · Fou blanc sur case noire f4 · Cavalier blanc sur case blanche g4 · Pion blanc sur case noire h4 · Pion blanc sur case blanche d3 · Cavalier blanc sur case blanche f3 · Pion blanc sur case noire g3 · Dame noire sur case blanche a2 · Pion blanc sur case noire b2 · Dame blanche sur case blanche e2 · Pion blanc sur case noire f2 · Fou blanc sur case blanche g2 · Tour blanche sur case noire c1 · Tour blanche sur case blanche d1 · Roi blanc sur case noire g1 | Tour noire sur case blanche a8 · Tour noire sur case noire f8 · Roi noir sur case noire h8 · Fou noir sur case noire e7 · Pion noir sur case blanche f7 · Pion noir sur case noire g7 · Fou noir sur case blanche h7 · Cavalier noir sur case blanche c6 · Pion noir sur case blanche e6 · Pion noir sur case noire h6 · Pion noir sur case noire a5 · Cavalier noir sur case noire c5 · Pion blanc sur case noire e5 · Pion noir sur case noire b4 · Pion noir sur case noire d4 · Fou blanc sur case noire f4 · Cavalier blanc sur case blanche g4 · Pion blanc sur case noire h4 · Pion blanc sur case blanche d3 · Cavalier blanc sur case blanche f3 · Pion blanc sur case noire g3 · Dame noire sur case blanche a2 · Pion blanc sur case noire b2 · Dame blanche sur case blanche e2 · Pion blanc sur case noire f2 · Fou blanc sur case blanche g2 · Tour blanche sur case noire c1 · Tour blanche sur case blanche d1 · Roi blanc sur case noire g1 | Tour noire sur case blanche a8 · Tour noire sur case noire f8 · Roi noir sur case noire h8 · Fou noir sur case noire e7 · Pion noir sur case blanche f7 · Pion noir sur case noire g7 · Fou noir sur case blanche h7 · Cavalier noir sur case blanche c6 · Pion noir sur case blanche e6 · Pion noir sur case noire h6 · Pion noir sur case noire a5 · Cavalier noir sur case noire c5 · Pion blanc sur case noire e5 · Pion noir sur case noire b4 · Pion noir sur case noire d4 · Fou blanc sur case noire f4 · Cavalier blanc sur case blanche g4 · Pion blanc sur case noire h4 · Pion blanc sur case blanche d3 · Cavalier blanc sur case blanche f3 · Pion blanc sur case noire g3 · Dame noire sur case blanche a2 · Pion blanc sur case noire b2 · Dame blanche sur case blanche e2 · Pion blanc sur case noire f2 · Fou blanc sur case blanche g2 · Tour blanche sur case noire c1 · Tour blanche sur case blanche d1 · Roi blanc sur case noire g1 | Tour noire sur case blanche a8 · Tour noire sur case noire f8 · Roi noir sur case noire h8 · Fou noir sur case noire e7 · Pion noir sur case blanche f7 · Pion noir sur case noire g7 · Fou noir sur case blanche h7 · Cavalier noir sur case blanche c6 · Pion noir sur case blanche e6 · Pion noir sur case noire h6 · Pion noir sur case noire a5 · Cavalier noir sur case noire c5 · Pion blanc sur case noire e5 · Pion noir sur case noire b4 · Pion noir sur case noire d4 · Fou blanc sur case noire f4 · Cavalier blanc sur case blanche g4 · Pion blanc sur case noire h4 · Pion blanc sur case blanche d3 · Cavalier blanc sur case blanche f3 · Pion blanc sur case noire g3 · Dame noire sur case blanche a2 · Pion blanc sur case noire b2 · Dame blanche sur case blanche e2 · Pion blanc sur case noire f2 · Fou blanc sur case blanche g2 · Tour blanche sur case noire c1 · Tour blanche sur case blanche d1 · Roi blanc sur case noire g1 | Tour noire sur case blanche a8 · Tour noire sur case noire f8 · Roi noir sur case noire h8 · Fou noir sur case noire e7 · Pion noir sur case blanche f7 · Pion noir sur case noire g7 · Fou noir sur case blanche h7 · Cavalier noir sur case blanche c6 · Pion noir sur case blanche e6 · Pion noir sur case noire h6 · Pion noir sur case noire a5 · Cavalier noir sur case noire c5 · Pion blanc sur case noire e5 · Pion noir sur case noire b4 · Pion noir sur case noire d4 · Fou blanc sur case noire f4 · Cavalier blanc sur case blanche g4 · Pion blanc sur case noire h4 · Pion blanc sur case blanche d3 · Cavalier blanc sur case blanche f3 · Pion blanc sur case noire g3 · Dame noire sur case blanche a2 · Pion blanc sur case noire b2 · Dame blanche sur case blanche e2 · Pion blanc sur case noire f2 · Fou blanc sur case blanche g2 · Tour blanche sur case noire c1 · Tour blanche sur case blanche d1 · Roi blanc sur case noire g1 | Tour noire sur case blanche a8 · Tour noire sur case noire f8 · Roi noir sur case noire h8 · Fou noir sur case noire e7 · Pion noir sur case blanche f7 · Pion noir sur case noire g7 · Fou noir sur case blanche h7 · Cavalier noir sur case blanche c6 · Pion noir sur case blanche e6 · Pion noir sur case noire h6 · Pion noir sur case noire a5 · Cavalier noir sur case noire c5 · Pion blanc sur case noire e5 · Pion noir sur case noire b4 · Pion noir sur case noire d4 · Fou blanc sur case noire f4 · Cavalier blanc sur case blanche g4 · Pion blanc sur case noire h4 · Pion blanc sur case blanche d3 · Cavalier blanc sur case blanche f3 · Pion blanc sur case noire g3 · Dame noire sur case blanche a2 · Pion blanc sur case noire b2 · Dame blanche sur case blanche e2 · Pion blanc sur case noire f2 · Fou blanc sur case blanche g2 · Tour blanche sur case noire c1 · Tour blanche sur case blanche d1 · Roi blanc sur case noire g1 | 5 |
| 4 | Tour noire sur case blanche a8 · Tour noire sur case noire f8 · Roi noir sur case noire h8 · Fou noir sur case noire e7 · Pion noir sur case blanche f7 · Pion noir sur case noire g7 · Fou noir sur case blanche h7 · Cavalier noir sur case blanche c6 · Pion noir sur case blanche e6 · Pion noir sur case noire h6 · Pion noir sur case noire a5 · Cavalier noir sur case noire c5 · Pion blanc sur case noire e5 · Pion noir sur case noire b4 · Pion noir sur case noire d4 · Fou blanc sur case noire f4 · Cavalier blanc sur case blanche g4 · Pion blanc sur case noire h4 · Pion blanc sur case blanche d3 · Cavalier blanc sur case blanche f3 · Pion blanc sur case noire g3 · Dame noire sur case blanche a2 · Pion blanc sur case noire b2 · Dame blanche sur case blanche e2 · Pion blanc sur case noire f2 · Fou blanc sur case blanche g2 · Tour blanche sur case noire c1 · Tour blanche sur case blanche d1 · Roi blanc sur case noire g1 | Tour noire sur case blanche a8 · Tour noire sur case noire f8 · Roi noir sur case noire h8 · Fou noir sur case noire e7 · Pion noir sur case blanche f7 · Pion noir sur case noire g7 · Fou noir sur case blanche h7 · Cavalier noir sur case blanche c6 · Pion noir sur case blanche e6 · Pion noir sur case noire h6 · Pion noir sur case noire a5 · Cavalier noir sur case noire c5 · Pion blanc sur case noire e5 · Pion noir sur case noire b4 · Pion noir sur case noire d4 · Fou blanc sur case noire f4 · Cavalier blanc sur case blanche g4 · Pion blanc sur case noire h4 · Pion blanc sur case blanche d3 · Cavalier blanc sur case blanche f3 · Pion blanc sur case noire g3 · Dame noire sur case blanche a2 · Pion blanc sur case noire b2 · Dame blanche sur case blanche e2 · Pion blanc sur case noire f2 · Fou blanc sur case blanche g2 · Tour blanche sur case noire c1 · Tour blanche sur case blanche d1 · Roi blanc sur case noire g1 | Tour noire sur case blanche a8 · Tour noire sur case noire f8 · Roi noir sur case noire h8 · Fou noir sur case noire e7 · Pion noir sur case blanche f7 · Pion noir sur case noire g7 · Fou noir sur case blanche h7 · Cavalier noir sur case blanche c6 · Pion noir sur case blanche e6 · Pion noir sur case noire h6 · Pion noir sur case noire a5 · Cavalier noir sur case noire c5 · Pion blanc sur case noire e5 · Pion noir sur case noire b4 · Pion noir sur case noire d4 · Fou blanc sur case noire f4 · Cavalier blanc sur case blanche g4 · Pion blanc sur case noire h4 · Pion blanc sur case blanche d3 · Cavalier blanc sur case blanche f3 · Pion blanc sur case noire g3 · Dame noire sur case blanche a2 · Pion blanc sur case noire b2 · Dame blanche sur case blanche e2 · Pion blanc sur case noire f2 · Fou blanc sur case blanche g2 · Tour blanche sur case noire c1 · Tour blanche sur case blanche d1 · Roi blanc sur case noire g1 | Tour noire sur case blanche a8 · Tour noire sur case noire f8 · Roi noir sur case noire h8 · Fou noir sur case noire e7 · Pion noir sur case blanche f7 · Pion noir sur case noire g7 · Fou noir sur case blanche h7 · Cavalier noir sur case blanche c6 · Pion noir sur case blanche e6 · Pion noir sur case noire h6 · Pion noir sur case noire a5 · Cavalier noir sur case noire c5 · Pion blanc sur case noire e5 · Pion noir sur case noire b4 · Pion noir sur case noire d4 · Fou blanc sur case noire f4 · Cavalier blanc sur case blanche g4 · Pion blanc sur case noire h4 · Pion blanc sur case blanche d3 · Cavalier blanc sur case blanche f3 · Pion blanc sur case noire g3 · Dame noire sur case blanche a2 · Pion blanc sur case noire b2 · Dame blanche sur case blanche e2 · Pion blanc sur case noire f2 · Fou blanc sur case blanche g2 · Tour blanche sur case noire c1 · Tour blanche sur case blanche d1 · Roi blanc sur case noire g1 | Tour noire sur case blanche a8 · Tour noire sur case noire f8 · Roi noir sur case noire h8 · Fou noir sur case noire e7 · Pion noir sur case blanche f7 · Pion noir sur case noire g7 · Fou noir sur case blanche h7 · Cavalier noir sur case blanche c6 · Pion noir sur case blanche e6 · Pion noir sur case noire h6 · Pion noir sur case noire a5 · Cavalier noir sur case noire c5 · Pion blanc sur case noire e5 · Pion noir sur case noire b4 · Pion noir sur case noire d4 · Fou blanc sur case noire f4 · Cavalier blanc sur case blanche g4 · Pion blanc sur case noire h4 · Pion blanc sur case blanche d3 · Cavalier blanc sur case blanche f3 · Pion blanc sur case noire g3 · Dame noire sur case blanche a2 · Pion blanc sur case noire b2 · Dame blanche sur case blanche e2 · Pion blanc sur case noire f2 · Fou blanc sur case blanche g2 · Tour blanche sur case noire c1 · Tour blanche sur case blanche d1 · Roi blanc sur case noire g1 | Tour noire sur case blanche a8 · Tour noire sur case noire f8 · Roi noir sur case noire h8 · Fou noir sur case noire e7 · Pion noir sur case blanche f7 · Pion noir sur case noire g7 · Fou noir sur case blanche h7 · Cavalier noir sur case blanche c6 · Pion noir sur case blanche e6 · Pion noir sur case noire h6 · Pion noir sur case noire a5 · Cavalier noir sur case noire c5 · Pion blanc sur case noire e5 · Pion noir sur case noire b4 · Pion noir sur case noire d4 · Fou blanc sur case noire f4 · Cavalier blanc sur case blanche g4 · Pion blanc sur case noire h4 · Pion blanc sur case blanche d3 · Cavalier blanc sur case blanche f3 · Pion blanc sur case noire g3 · Dame noire sur case blanche a2 · Pion blanc sur case noire b2 · Dame blanche sur case blanche e2 · Pion blanc sur case noire f2 · Fou blanc sur case blanche g2 · Tour blanche sur case noire c1 · Tour blanche sur case blanche d1 · Roi blanc sur case noire g1 | Tour noire sur case blanche a8 · Tour noire sur case noire f8 · Roi noir sur case noire h8 · Fou noir sur case noire e7 · Pion noir sur case blanche f7 · Pion noir sur case noire g7 · Fou noir sur case blanche h7 · Cavalier noir sur case blanche c6 · Pion noir sur case blanche e6 · Pion noir sur case noire h6 · Pion noir sur case noire a5 · Cavalier noir sur case noire c5 · Pion blanc sur case noire e5 · Pion noir sur case noire b4 · Pion noir sur case noire d4 · Fou blanc sur case noire f4 · Cavalier blanc sur case blanche g4 · Pion blanc sur case noire h4 · Pion blanc sur case blanche d3 · Cavalier blanc sur case blanche f3 · Pion blanc sur case noire g3 · Dame noire sur case blanche a2 · Pion blanc sur case noire b2 · Dame blanche sur case blanche e2 · Pion blanc sur case noire f2 · Fou blanc sur case blanche g2 · Tour blanche sur case noire c1 · Tour blanche sur case blanche d1 · Roi blanc sur case noire g1 | Tour noire sur case blanche a8 · Tour noire sur case noire f8 · Roi noir sur case noire h8 · Fou noir sur case noire e7 · Pion noir sur case blanche f7 · Pion noir sur case noire g7 · Fou noir sur case blanche h7 · Cavalier noir sur case blanche c6 · Pion noir sur case blanche e6 · Pion noir sur case noire h6 · Pion noir sur case noire a5 · Cavalier noir sur case noire c5 · Pion blanc sur case noire e5 · Pion noir sur case noire b4 · Pion noir sur case noire d4 · Fou blanc sur case noire f4 · Cavalier blanc sur case blanche g4 · Pion blanc sur case noire h4 · Pion blanc sur case blanche d3 · Cavalier blanc sur case blanche f3 · Pion blanc sur case noire g3 · Dame noire sur case blanche a2 · Pion blanc sur case noire b2 · Dame blanche sur case blanche e2 · Pion blanc sur case noire f2 · Fou blanc sur case blanche g2 · Tour blanche sur case noire c1 · Tour blanche sur case blanche d1 · Roi blanc sur case noire g1 | 4 |
| 3 | Tour noire sur case blanche a8 · Tour noire sur case noire f8 · Roi noir sur case noire h8 · Fou noir sur case noire e7 · Pion noir sur case blanche f7 · Pion noir sur case noire g7 · Fou noir sur case blanche h7 · Cavalier noir sur case blanche c6 · Pion noir sur case blanche e6 · Pion noir sur case noire h6 · Pion noir sur case noire a5 · Cavalier noir sur case noire c5 · Pion blanc sur case noire e5 · Pion noir sur case noire b4 · Pion noir sur case noire d4 · Fou blanc sur case noire f4 · Cavalier blanc sur case blanche g4 · Pion blanc sur case noire h4 · Pion blanc sur case blanche d3 · Cavalier blanc sur case blanche f3 · Pion blanc sur case noire g3 · Dame noire sur case blanche a2 · Pion blanc sur case noire b2 · Dame blanche sur case blanche e2 · Pion blanc sur case noire f2 · Fou blanc sur case blanche g2 · Tour blanche sur case noire c1 · Tour blanche sur case blanche d1 · Roi blanc sur case noire g1 | Tour noire sur case blanche a8 · Tour noire sur case noire f8 · Roi noir sur case noire h8 · Fou noir sur case noire e7 · Pion noir sur case blanche f7 · Pion noir sur case noire g7 · Fou noir sur case blanche h7 · Cavalier noir sur case blanche c6 · Pion noir sur case blanche e6 · Pion noir sur case noire h6 · Pion noir sur case noire a5 · Cavalier noir sur case noire c5 · Pion blanc sur case noire e5 · Pion noir sur case noire b4 · Pion noir sur case noire d4 · Fou blanc sur case noire f4 · Cavalier blanc sur case blanche g4 · Pion blanc sur case noire h4 · Pion blanc sur case blanche d3 · Cavalier blanc sur case blanche f3 · Pion blanc sur case noire g3 · Dame noire sur case blanche a2 · Pion blanc sur case noire b2 · Dame blanche sur case blanche e2 · Pion blanc sur case noire f2 · Fou blanc sur case blanche g2 · Tour blanche sur case noire c1 · Tour blanche sur case blanche d1 · Roi blanc sur case noire g1 | Tour noire sur case blanche a8 · Tour noire sur case noire f8 · Roi noir sur case noire h8 · Fou noir sur case noire e7 · Pion noir sur case blanche f7 · Pion noir sur case noire g7 · Fou noir sur case blanche h7 · Cavalier noir sur case blanche c6 · Pion noir sur case blanche e6 · Pion noir sur case noire h6 · Pion noir sur case noire a5 · Cavalier noir sur case noire c5 · Pion blanc sur case noire e5 · Pion noir sur case noire b4 · Pion noir sur case noire d4 · Fou blanc sur case noire f4 · Cavalier blanc sur case blanche g4 · Pion blanc sur case noire h4 · Pion blanc sur case blanche d3 · Cavalier blanc sur case blanche f3 · Pion blanc sur case noire g3 · Dame noire sur case blanche a2 · Pion blanc sur case noire b2 · Dame blanche sur case blanche e2 · Pion blanc sur case noire f2 · Fou blanc sur case blanche g2 · Tour blanche sur case noire c1 · Tour blanche sur case blanche d1 · Roi blanc sur case noire g1 | Tour noire sur case blanche a8 · Tour noire sur case noire f8 · Roi noir sur case noire h8 · Fou noir sur case noire e7 · Pion noir sur case blanche f7 · Pion noir sur case noire g7 · Fou noir sur case blanche h7 · Cavalier noir sur case blanche c6 · Pion noir sur case blanche e6 · Pion noir sur case noire h6 · Pion noir sur case noire a5 · Cavalier noir sur case noire c5 · Pion blanc sur case noire e5 · Pion noir sur case noire b4 · Pion noir sur case noire d4 · Fou blanc sur case noire f4 · Cavalier blanc sur case blanche g4 · Pion blanc sur case noire h4 · Pion blanc sur case blanche d3 · Cavalier blanc sur case blanche f3 · Pion blanc sur case noire g3 · Dame noire sur case blanche a2 · Pion blanc sur case noire b2 · Dame blanche sur case blanche e2 · Pion blanc sur case noire f2 · Fou blanc sur case blanche g2 · Tour blanche sur case noire c1 · Tour blanche sur case blanche d1 · Roi blanc sur case noire g1 | Tour noire sur case blanche a8 · Tour noire sur case noire f8 · Roi noir sur case noire h8 · Fou noir sur case noire e7 · Pion noir sur case blanche f7 · Pion noir sur case noire g7 · Fou noir sur case blanche h7 · Cavalier noir sur case blanche c6 · Pion noir sur case blanche e6 · Pion noir sur case noire h6 · Pion noir sur case noire a5 · Cavalier noir sur case noire c5 · Pion blanc sur case noire e5 · Pion noir sur case noire b4 · Pion noir sur case noire d4 · Fou blanc sur case noire f4 · Cavalier blanc sur case blanche g4 · Pion blanc sur case noire h4 · Pion blanc sur case blanche d3 · Cavalier blanc sur case blanche f3 · Pion blanc sur case noire g3 · Dame noire sur case blanche a2 · Pion blanc sur case noire b2 · Dame blanche sur case blanche e2 · Pion blanc sur case noire f2 · Fou blanc sur case blanche g2 · Tour blanche sur case noire c1 · Tour blanche sur case blanche d1 · Roi blanc sur case noire g1 | Tour noire sur case blanche a8 · Tour noire sur case noire f8 · Roi noir sur case noire h8 · Fou noir sur case noire e7 · Pion noir sur case blanche f7 · Pion noir sur case noire g7 · Fou noir sur case blanche h7 · Cavalier noir sur case blanche c6 · Pion noir sur case blanche e6 · Pion noir sur case noire h6 · Pion noir sur case noire a5 · Cavalier noir sur case noire c5 · Pion blanc sur case noire e5 · Pion noir sur case noire b4 · Pion noir sur case noire d4 · Fou blanc sur case noire f4 · Cavalier blanc sur case blanche g4 · Pion blanc sur case noire h4 · Pion blanc sur case blanche d3 · Cavalier blanc sur case blanche f3 · Pion blanc sur case noire g3 · Dame noire sur case blanche a2 · Pion blanc sur case noire b2 · Dame blanche sur case blanche e2 · Pion blanc sur case noire f2 · Fou blanc sur case blanche g2 · Tour blanche sur case noire c1 · Tour blanche sur case blanche d1 · Roi blanc sur case noire g1 | Tour noire sur case blanche a8 · Tour noire sur case noire f8 · Roi noir sur case noire h8 · Fou noir sur case noire e7 · Pion noir sur case blanche f7 · Pion noir sur case noire g7 · Fou noir sur case blanche h7 · Cavalier noir sur case blanche c6 · Pion noir sur case blanche e6 · Pion noir sur case noire h6 · Pion noir sur case noire a5 · Cavalier noir sur case noire c5 · Pion blanc sur case noire e5 · Pion noir sur case noire b4 · Pion noir sur case noire d4 · Fou blanc sur case noire f4 · Cavalier blanc sur case blanche g4 · Pion blanc sur case noire h4 · Pion blanc sur case blanche d3 · Cavalier blanc sur case blanche f3 · Pion blanc sur case noire g3 · Dame noire sur case blanche a2 · Pion blanc sur case noire b2 · Dame blanche sur case blanche e2 · Pion blanc sur case noire f2 · Fou blanc sur case blanche g2 · Tour blanche sur case noire c1 · Tour blanche sur case blanche d1 · Roi blanc sur case noire g1 | Tour noire sur case blanche a8 · Tour noire sur case noire f8 · Roi noir sur case noire h8 · Fou noir sur case noire e7 · Pion noir sur case blanche f7 · Pion noir sur case noire g7 · Fou noir sur case blanche h7 · Cavalier noir sur case blanche c6 · Pion noir sur case blanche e6 · Pion noir sur case noire h6 · Pion noir sur case noire a5 · Cavalier noir sur case noire c5 · Pion blanc sur case noire e5 · Pion noir sur case noire b4 · Pion noir sur case noire d4 · Fou blanc sur case noire f4 · Cavalier blanc sur case blanche g4 · Pion blanc sur case noire h4 · Pion blanc sur case blanche d3 · Cavalier blanc sur case blanche f3 · Pion blanc sur case noire g3 · Dame noire sur case blanche a2 · Pion blanc sur case noire b2 · Dame blanche sur case blanche e2 · Pion blanc sur case noire f2 · Fou blanc sur case blanche g2 · Tour blanche sur case noire c1 · Tour blanche sur case blanche d1 · Roi blanc sur case noire g1 | 3 |
| 2 | Tour noire sur case blanche a8 · Tour noire sur case noire f8 · Roi noir sur case noire h8 · Fou noir sur case noire e7 · Pion noir sur case blanche f7 · Pion noir sur case noire g7 · Fou noir sur case blanche h7 · Cavalier noir sur case blanche c6 · Pion noir sur case blanche e6 · Pion noir sur case noire h6 · Pion noir sur case noire a5 · Cavalier noir sur case noire c5 · Pion blanc sur case noire e5 · Pion noir sur case noire b4 · Pion noir sur case noire d4 · Fou blanc sur case noire f4 · Cavalier blanc sur case blanche g4 · Pion blanc sur case noire h4 · Pion blanc sur case blanche d3 · Cavalier blanc sur case blanche f3 · Pion blanc sur case noire g3 · Dame noire sur case blanche a2 · Pion blanc sur case noire b2 · Dame blanche sur case blanche e2 · Pion blanc sur case noire f2 · Fou blanc sur case blanche g2 · Tour blanche sur case noire c1 · Tour blanche sur case blanche d1 · Roi blanc sur case noire g1 | Tour noire sur case blanche a8 · Tour noire sur case noire f8 · Roi noir sur case noire h8 · Fou noir sur case noire e7 · Pion noir sur case blanche f7 · Pion noir sur case noire g7 · Fou noir sur case blanche h7 · Cavalier noir sur case blanche c6 · Pion noir sur case blanche e6 · Pion noir sur case noire h6 · Pion noir sur case noire a5 · Cavalier noir sur case noire c5 · Pion blanc sur case noire e5 · Pion noir sur case noire b4 · Pion noir sur case noire d4 · Fou blanc sur case noire f4 · Cavalier blanc sur case blanche g4 · Pion blanc sur case noire h4 · Pion blanc sur case blanche d3 · Cavalier blanc sur case blanche f3 · Pion blanc sur case noire g3 · Dame noire sur case blanche a2 · Pion blanc sur case noire b2 · Dame blanche sur case blanche e2 · Pion blanc sur case noire f2 · Fou blanc sur case blanche g2 · Tour blanche sur case noire c1 · Tour blanche sur case blanche d1 · Roi blanc sur case noire g1 | Tour noire sur case blanche a8 · Tour noire sur case noire f8 · Roi noir sur case noire h8 · Fou noir sur case noire e7 · Pion noir sur case blanche f7 · Pion noir sur case noire g7 · Fou noir sur case blanche h7 · Cavalier noir sur case blanche c6 · Pion noir sur case blanche e6 · Pion noir sur case noire h6 · Pion noir sur case noire a5 · Cavalier noir sur case noire c5 · Pion blanc sur case noire e5 · Pion noir sur case noire b4 · Pion noir sur case noire d4 · Fou blanc sur case noire f4 · Cavalier blanc sur case blanche g4 · Pion blanc sur case noire h4 · Pion blanc sur case blanche d3 · Cavalier blanc sur case blanche f3 · Pion blanc sur case noire g3 · Dame noire sur case blanche a2 · Pion blanc sur case noire b2 · Dame blanche sur case blanche e2 · Pion blanc sur case noire f2 · Fou blanc sur case blanche g2 · Tour blanche sur case noire c1 · Tour blanche sur case blanche d1 · Roi blanc sur case noire g1 | Tour noire sur case blanche a8 · Tour noire sur case noire f8 · Roi noir sur case noire h8 · Fou noir sur case noire e7 · Pion noir sur case blanche f7 · Pion noir sur case noire g7 · Fou noir sur case blanche h7 · Cavalier noir sur case blanche c6 · Pion noir sur case blanche e6 · Pion noir sur case noire h6 · Pion noir sur case noire a5 · Cavalier noir sur case noire c5 · Pion blanc sur case noire e5 · Pion noir sur case noire b4 · Pion noir sur case noire d4 · Fou blanc sur case noire f4 · Cavalier blanc sur case blanche g4 · Pion blanc sur case noire h4 · Pion blanc sur case blanche d3 · Cavalier blanc sur case blanche f3 · Pion blanc sur case noire g3 · Dame noire sur case blanche a2 · Pion blanc sur case noire b2 · Dame blanche sur case blanche e2 · Pion blanc sur case noire f2 · Fou blanc sur case blanche g2 · Tour blanche sur case noire c1 · Tour blanche sur case blanche d1 · Roi blanc sur case noire g1 | Tour noire sur case blanche a8 · Tour noire sur case noire f8 · Roi noir sur case noire h8 · Fou noir sur case noire e7 · Pion noir sur case blanche f7 · Pion noir sur case noire g7 · Fou noir sur case blanche h7 · Cavalier noir sur case blanche c6 · Pion noir sur case blanche e6 · Pion noir sur case noire h6 · Pion noir sur case noire a5 · Cavalier noir sur case noire c5 · Pion blanc sur case noire e5 · Pion noir sur case noire b4 · Pion noir sur case noire d4 · Fou blanc sur case noire f4 · Cavalier blanc sur case blanche g4 · Pion blanc sur case noire h4 · Pion blanc sur case blanche d3 · Cavalier blanc sur case blanche f3 · Pion blanc sur case noire g3 · Dame noire sur case blanche a2 · Pion blanc sur case noire b2 · Dame blanche sur case blanche e2 · Pion blanc sur case noire f2 · Fou blanc sur case blanche g2 · Tour blanche sur case noire c1 · Tour blanche sur case blanche d1 · Roi blanc sur case noire g1 | Tour noire sur case blanche a8 · Tour noire sur case noire f8 · Roi noir sur case noire h8 · Fou noir sur case noire e7 · Pion noir sur case blanche f7 · Pion noir sur case noire g7 · Fou noir sur case blanche h7 · Cavalier noir sur case blanche c6 · Pion noir sur case blanche e6 · Pion noir sur case noire h6 · Pion noir sur case noire a5 · Cavalier noir sur case noire c5 · Pion blanc sur case noire e5 · Pion noir sur case noire b4 · Pion noir sur case noire d4 · Fou blanc sur case noire f4 · Cavalier blanc sur case blanche g4 · Pion blanc sur case noire h4 · Pion blanc sur case blanche d3 · Cavalier blanc sur case blanche f3 · Pion blanc sur case noire g3 · Dame noire sur case blanche a2 · Pion blanc sur case noire b2 · Dame blanche sur case blanche e2 · Pion blanc sur case noire f2 · Fou blanc sur case blanche g2 · Tour blanche sur case noire c1 · Tour blanche sur case blanche d1 · Roi blanc sur case noire g1 | Tour noire sur case blanche a8 · Tour noire sur case noire f8 · Roi noir sur case noire h8 · Fou noir sur case noire e7 · Pion noir sur case blanche f7 · Pion noir sur case noire g7 · Fou noir sur case blanche h7 · Cavalier noir sur case blanche c6 · Pion noir sur case blanche e6 · Pion noir sur case noire h6 · Pion noir sur case noire a5 · Cavalier noir sur case noire c5 · Pion blanc sur case noire e5 · Pion noir sur case noire b4 · Pion noir sur case noire d4 · Fou blanc sur case noire f4 · Cavalier blanc sur case blanche g4 · Pion blanc sur case noire h4 · Pion blanc sur case blanche d3 · Cavalier blanc sur case blanche f3 · Pion blanc sur case noire g3 · Dame noire sur case blanche a2 · Pion blanc sur case noire b2 · Dame blanche sur case blanche e2 · Pion blanc sur case noire f2 · Fou blanc sur case blanche g2 · Tour blanche sur case noire c1 · Tour blanche sur case blanche d1 · Roi blanc sur case noire g1 | Tour noire sur case blanche a8 · Tour noire sur case noire f8 · Roi noir sur case noire h8 · Fou noir sur case noire e7 · Pion noir sur case blanche f7 · Pion noir sur case noire g7 · Fou noir sur case blanche h7 · Cavalier noir sur case blanche c6 · Pion noir sur case blanche e6 · Pion noir sur case noire h6 · Pion noir sur case noire a5 · Cavalier noir sur case noire c5 · Pion blanc sur case noire e5 · Pion noir sur case noire b4 · Pion noir sur case noire d4 · Fou blanc sur case noire f4 · Cavalier blanc sur case blanche g4 · Pion blanc sur case noire h4 · Pion blanc sur case blanche d3 · Cavalier blanc sur case blanche f3 · Pion blanc sur case noire g3 · Dame noire sur case blanche a2 · Pion blanc sur case noire b2 · Dame blanche sur case blanche e2 · Pion blanc sur case noire f2 · Fou blanc sur case blanche g2 · Tour blanche sur case noire c1 · Tour blanche sur case blanche d1 · Roi blanc sur case noire g1 | 2 |
| 1 | Tour noire sur case blanche a8 · Tour noire sur case noire f8 · Roi noir sur case noire h8 · Fou noir sur case noire e7 · Pion noir sur case blanche f7 · Pion noir sur case noire g7 · Fou noir sur case blanche h7 · Cavalier noir sur case blanche c6 · Pion noir sur case blanche e6 · Pion noir sur case noire h6 · Pion noir sur case noire a5 · Cavalier noir sur case noire c5 · Pion blanc sur case noire e5 · Pion noir sur case noire b4 · Pion noir sur case noire d4 · Fou blanc sur case noire f4 · Cavalier blanc sur case blanche g4 · Pion blanc sur case noire h4 · Pion blanc sur case blanche d3 · Cavalier blanc sur case blanche f3 · Pion blanc sur case noire g3 · Dame noire sur case blanche a2 · Pion blanc sur case noire b2 · Dame blanche sur case blanche e2 · Pion blanc sur case noire f2 · Fou blanc sur case blanche g2 · Tour blanche sur case noire c1 · Tour blanche sur case blanche d1 · Roi blanc sur case noire g1 | Tour noire sur case blanche a8 · Tour noire sur case noire f8 · Roi noir sur case noire h8 · Fou noir sur case noire e7 · Pion noir sur case blanche f7 · Pion noir sur case noire g7 · Fou noir sur case blanche h7 · Cavalier noir sur case blanche c6 · Pion noir sur case blanche e6 · Pion noir sur case noire h6 · Pion noir sur case noire a5 · Cavalier noir sur case noire c5 · Pion blanc sur case noire e5 · Pion noir sur case noire b4 · Pion noir sur case noire d4 · Fou blanc sur case noire f4 · Cavalier blanc sur case blanche g4 · Pion blanc sur case noire h4 · Pion blanc sur case blanche d3 · Cavalier blanc sur case blanche f3 · Pion blanc sur case noire g3 · Dame noire sur case blanche a2 · Pion blanc sur case noire b2 · Dame blanche sur case blanche e2 · Pion blanc sur case noire f2 · Fou blanc sur case blanche g2 · Tour blanche sur case noire c1 · Tour blanche sur case blanche d1 · Roi blanc sur case noire g1 | Tour noire sur case blanche a8 · Tour noire sur case noire f8 · Roi noir sur case noire h8 · Fou noir sur case noire e7 · Pion noir sur case blanche f7 · Pion noir sur case noire g7 · Fou noir sur case blanche h7 · Cavalier noir sur case blanche c6 · Pion noir sur case blanche e6 · Pion noir sur case noire h6 · Pion noir sur case noire a5 · Cavalier noir sur case noire c5 · Pion blanc sur case noire e5 · Pion noir sur case noire b4 · Pion noir sur case noire d4 · Fou blanc sur case noire f4 · Cavalier blanc sur case blanche g4 · Pion blanc sur case noire h4 · Pion blanc sur case blanche d3 · Cavalier blanc sur case blanche f3 · Pion blanc sur case noire g3 · Dame noire sur case blanche a2 · Pion blanc sur case noire b2 · Dame blanche sur case blanche e2 · Pion blanc sur case noire f2 · Fou blanc sur case blanche g2 · Tour blanche sur case noire c1 · Tour blanche sur case blanche d1 · Roi blanc sur case noire g1 | Tour noire sur case blanche a8 · Tour noire sur case noire f8 · Roi noir sur case noire h8 · Fou noir sur case noire e7 · Pion noir sur case blanche f7 · Pion noir sur case noire g7 · Fou noir sur case blanche h7 · Cavalier noir sur case blanche c6 · Pion noir sur case blanche e6 · Pion noir sur case noire h6 · Pion noir sur case noire a5 · Cavalier noir sur case noire c5 · Pion blanc sur case noire e5 · Pion noir sur case noire b4 · Pion noir sur case noire d4 · Fou blanc sur case noire f4 · Cavalier blanc sur case blanche g4 · Pion blanc sur case noire h4 · Pion blanc sur case blanche d3 · Cavalier blanc sur case blanche f3 · Pion blanc sur case noire g3 · Dame noire sur case blanche a2 · Pion blanc sur case noire b2 · Dame blanche sur case blanche e2 · Pion blanc sur case noire f2 · Fou blanc sur case blanche g2 · Tour blanche sur case noire c1 · Tour blanche sur case blanche d1 · Roi blanc sur case noire g1 | Tour noire sur case blanche a8 · Tour noire sur case noire f8 · Roi noir sur case noire h8 · Fou noir sur case noire e7 · Pion noir sur case blanche f7 · Pion noir sur case noire g7 · Fou noir sur case blanche h7 · Cavalier noir sur case blanche c6 · Pion noir sur case blanche e6 · Pion noir sur case noire h6 · Pion noir sur case noire a5 · Cavalier noir sur case noire c5 · Pion blanc sur case noire e5 · Pion noir sur case noire b4 · Pion noir sur case noire d4 · Fou blanc sur case noire f4 · Cavalier blanc sur case blanche g4 · Pion blanc sur case noire h4 · Pion blanc sur case blanche d3 · Cavalier blanc sur case blanche f3 · Pion blanc sur case noire g3 · Dame noire sur case blanche a2 · Pion blanc sur case noire b2 · Dame blanche sur case blanche e2 · Pion blanc sur case noire f2 · Fou blanc sur case blanche g2 · Tour blanche sur case noire c1 · Tour blanche sur case blanche d1 · Roi blanc sur case noire g1 | Tour noire sur case blanche a8 · Tour noire sur case noire f8 · Roi noir sur case noire h8 · Fou noir sur case noire e7 · Pion noir sur case blanche f7 · Pion noir sur case noire g7 · Fou noir sur case blanche h7 · Cavalier noir sur case blanche c6 · Pion noir sur case blanche e6 · Pion noir sur case noire h6 · Pion noir sur case noire a5 · Cavalier noir sur case noire c5 · Pion blanc sur case noire e5 · Pion noir sur case noire b4 · Pion noir sur case noire d4 · Fou blanc sur case noire f4 · Cavalier blanc sur case blanche g4 · Pion blanc sur case noire h4 · Pion blanc sur case blanche d3 · Cavalier blanc sur case blanche f3 · Pion blanc sur case noire g3 · Dame noire sur case blanche a2 · Pion blanc sur case noire b2 · Dame blanche sur case blanche e2 · Pion blanc sur case noire f2 · Fou blanc sur case blanche g2 · Tour blanche sur case noire c1 · Tour blanche sur case blanche d1 · Roi blanc sur case noire g1 | Tour noire sur case blanche a8 · Tour noire sur case noire f8 · Roi noir sur case noire h8 · Fou noir sur case noire e7 · Pion noir sur case blanche f7 · Pion noir sur case noire g7 · Fou noir sur case blanche h7 · Cavalier noir sur case blanche c6 · Pion noir sur case blanche e6 · Pion noir sur case noire h6 · Pion noir sur case noire a5 · Cavalier noir sur case noire c5 · Pion blanc sur case noire e5 · Pion noir sur case noire b4 · Pion noir sur case noire d4 · Fou blanc sur case noire f4 · Cavalier blanc sur case blanche g4 · Pion blanc sur case noire h4 · Pion blanc sur case blanche d3 · Cavalier blanc sur case blanche f3 · Pion blanc sur case noire g3 · Dame noire sur case blanche a2 · Pion blanc sur case noire b2 · Dame blanche sur case blanche e2 · Pion blanc sur case noire f2 · Fou blanc sur case blanche g2 · Tour blanche sur case noire c1 · Tour blanche sur case blanche d1 · Roi blanc sur case noire g1 | Tour noire sur case blanche a8 · Tour noire sur case noire f8 · Roi noir sur case noire h8 · Fou noir sur case noire e7 · Pion noir sur case blanche f7 · Pion noir sur case noire g7 · Fou noir sur case blanche h7 · Cavalier noir sur case blanche c6 · Pion noir sur case blanche e6 · Pion noir sur case noire h6 · Pion noir sur case noire a5 · Cavalier noir sur case noire c5 · Pion blanc sur case noire e5 · Pion noir sur case noire b4 · Pion noir sur case noire d4 · Fou blanc sur case noire f4 · Cavalier blanc sur case blanche g4 · Pion blanc sur case noire h4 · Pion blanc sur case blanche d3 · Cavalier blanc sur case blanche f3 · Pion blanc sur case noire g3 · Dame noire sur case blanche a2 · Pion blanc sur case noire b2 · Dame blanche sur case blanche e2 · Pion blanc sur case noire f2 · Fou blanc sur case blanche g2 · Tour blanche sur case noire c1 · Tour blanche sur case blanche d1 · Roi blanc sur case noire g1 | 1 |
|   | a | b | c | d | e | f | g | h |   |

|   | a | b | c | d | e | f | g | h |   |
| 8 | Tour noire sur case blanche a8 · Fou noir sur case blanche c8 · Tour noire sur case noire f8 · Roi noir sur case blanche g8 · Pion noir sur case blanche b7 · Cavalier noir sur case blanche d7 · Fou noir sur case noire e7 · Pion noir sur case blanche f7 · Pion noir sur case noire g7 · Pion noir sur case blanche h7 · Pion noir sur case blanche a6 · Dame noire sur case noire b6 · Pion noir sur case noire d6 · Fou blanc sur case blanche d5 · Pion blanc sur case blanche a4 · Cavalier blanc sur case noire d4 · Pion blanc sur case blanche e4 · Cavalier blanc sur case noire c3 · Pion noir sur case noire e3 · Pion blanc sur case noire b2 · Pion blanc sur case blanche c2 · Pion blanc sur case blanche g2 · Pion blanc sur case noire h2 · Tour blanche sur case noire a1 · Dame blanche sur case blanche d1 · Tour blanche sur case blanche f1 · Roi blanc sur case blanche h1 | Tour noire sur case blanche a8 · Fou noir sur case blanche c8 · Tour noire sur case noire f8 · Roi noir sur case blanche g8 · Pion noir sur case blanche b7 · Cavalier noir sur case blanche d7 · Fou noir sur case noire e7 · Pion noir sur case blanche f7 · Pion noir sur case noire g7 · Pion noir sur case blanche h7 · Pion noir sur case blanche a6 · Dame noire sur case noire b6 · Pion noir sur case noire d6 · Fou blanc sur case blanche d5 · Pion blanc sur case blanche a4 · Cavalier blanc sur case noire d4 · Pion blanc sur case blanche e4 · Cavalier blanc sur case noire c3 · Pion noir sur case noire e3 · Pion blanc sur case noire b2 · Pion blanc sur case blanche c2 · Pion blanc sur case blanche g2 · Pion blanc sur case noire h2 · Tour blanche sur case noire a1 · Dame blanche sur case blanche d1 · Tour blanche sur case blanche f1 · Roi blanc sur case blanche h1 | Tour noire sur case blanche a8 · Fou noir sur case blanche c8 · Tour noire sur case noire f8 · Roi noir sur case blanche g8 · Pion noir sur case blanche b7 · Cavalier noir sur case blanche d7 · Fou noir sur case noire e7 · Pion noir sur case blanche f7 · Pion noir sur case noire g7 · Pion noir sur case blanche h7 · Pion noir sur case blanche a6 · Dame noire sur case noire b6 · Pion noir sur case noire d6 · Fou blanc sur case blanche d5 · Pion blanc sur case blanche a4 · Cavalier blanc sur case noire d4 · Pion blanc sur case blanche e4 · Cavalier blanc sur case noire c3 · Pion noir sur case noire e3 · Pion blanc sur case noire b2 · Pion blanc sur case blanche c2 · Pion blanc sur case blanche g2 · Pion blanc sur case noire h2 · Tour blanche sur case noire a1 · Dame blanche sur case blanche d1 · Tour blanche sur case blanche f1 · Roi blanc sur case blanche h1 | Tour noire sur case blanche a8 · Fou noir sur case blanche c8 · Tour noire sur case noire f8 · Roi noir sur case blanche g8 · Pion noir sur case blanche b7 · Cavalier noir sur case blanche d7 · Fou noir sur case noire e7 · Pion noir sur case blanche f7 · Pion noir sur case noire g7 · Pion noir sur case blanche h7 · Pion noir sur case blanche a6 · Dame noire sur case noire b6 · Pion noir sur case noire d6 · Fou blanc sur case blanche d5 · Pion blanc sur case blanche a4 · Cavalier blanc sur case noire d4 · Pion blanc sur case blanche e4 · Cavalier blanc sur case noire c3 · Pion noir sur case noire e3 · Pion blanc sur case noire b2 · Pion blanc sur case blanche c2 · Pion blanc sur case blanche g2 · Pion blanc sur case noire h2 · Tour blanche sur case noire a1 · Dame blanche sur case blanche d1 · Tour blanche sur case blanche f1 · Roi blanc sur case blanche h1 | Tour noire sur case blanche a8 · Fou noir sur case blanche c8 · Tour noire sur case noire f8 · Roi noir sur case blanche g8 · Pion noir sur case blanche b7 · Cavalier noir sur case blanche d7 · Fou noir sur case noire e7 · Pion noir sur case blanche f7 · Pion noir sur case noire g7 · Pion noir sur case blanche h7 · Pion noir sur case blanche a6 · Dame noire sur case noire b6 · Pion noir sur case noire d6 · Fou blanc sur case blanche d5 · Pion blanc sur case blanche a4 · Cavalier blanc sur case noire d4 · Pion blanc sur case blanche e4 · Cavalier blanc sur case noire c3 · Pion noir sur case noire e3 · Pion blanc sur case noire b2 · Pion blanc sur case blanche c2 · Pion blanc sur case blanche g2 · Pion blanc sur case noire h2 · Tour blanche sur case noire a1 · Dame blanche sur case blanche d1 · Tour blanche sur case blanche f1 · Roi blanc sur case blanche h1 | Tour noire sur case blanche a8 · Fou noir sur case blanche c8 · Tour noire sur case noire f8 · Roi noir sur case blanche g8 · Pion noir sur case blanche b7 · Cavalier noir sur case blanche d7 · Fou noir sur case noire e7 · Pion noir sur case blanche f7 · Pion noir sur case noire g7 · Pion noir sur case blanche h7 · Pion noir sur case blanche a6 · Dame noire sur case noire b6 · Pion noir sur case noire d6 · Fou blanc sur case blanche d5 · Pion blanc sur case blanche a4 · Cavalier blanc sur case noire d4 · Pion blanc sur case blanche e4 · Cavalier blanc sur case noire c3 · Pion noir sur case noire e3 · Pion blanc sur case noire b2 · Pion blanc sur case blanche c2 · Pion blanc sur case blanche g2 · Pion blanc sur case noire h2 · Tour blanche sur case noire a1 · Dame blanche sur case blanche d1 · Tour blanche sur case blanche f1 · Roi blanc sur case blanche h1 | Tour noire sur case blanche a8 · Fou noir sur case blanche c8 · Tour noire sur case noire f8 · Roi noir sur case blanche g8 · Pion noir sur case blanche b7 · Cavalier noir sur case blanche d7 · Fou noir sur case noire e7 · Pion noir sur case blanche f7 · Pion noir sur case noire g7 · Pion noir sur case blanche h7 · Pion noir sur case blanche a6 · Dame noire sur case noire b6 · Pion noir sur case noire d6 · Fou blanc sur case blanche d5 · Pion blanc sur case blanche a4 · Cavalier blanc sur case noire d4 · Pion blanc sur case blanche e4 · Cavalier blanc sur case noire c3 · Pion noir sur case noire e3 · Pion blanc sur case noire b2 · Pion blanc sur case blanche c2 · Pion blanc sur case blanche g2 · Pion blanc sur case noire h2 · Tour blanche sur case noire a1 · Dame blanche sur case blanche d1 · Tour blanche sur case blanche f1 · Roi blanc sur case blanche h1 | Tour noire sur case blanche a8 · Fou noir sur case blanche c8 · Tour noire sur case noire f8 · Roi noir sur case blanche g8 · Pion noir sur case blanche b7 · Cavalier noir sur case blanche d7 · Fou noir sur case noire e7 · Pion noir sur case blanche f7 · Pion noir sur case noire g7 · Pion noir sur case blanche h7 · Pion noir sur case blanche a6 · Dame noire sur case noire b6 · Pion noir sur case noire d6 · Fou blanc sur case blanche d5 · Pion blanc sur case blanche a4 · Cavalier blanc sur case noire d4 · Pion blanc sur case blanche e4 · Cavalier blanc sur case noire c3 · Pion noir sur case noire e3 · Pion blanc sur case noire b2 · Pion blanc sur case blanche c2 · Pion blanc sur case blanche g2 · Pion blanc sur case noire h2 · Tour blanche sur case noire a1 · Dame blanche sur case blanche d1 · Tour blanche sur case blanche f1 · Roi blanc sur case blanche h1 | 8 |
| 7 | Tour noire sur case blanche a8 · Fou noir sur case blanche c8 · Tour noire sur case noire f8 · Roi noir sur case blanche g8 · Pion noir sur case blanche b7 · Cavalier noir sur case blanche d7 · Fou noir sur case noire e7 · Pion noir sur case blanche f7 · Pion noir sur case noire g7 · Pion noir sur case blanche h7 · Pion noir sur case blanche a6 · Dame noire sur case noire b6 · Pion noir sur case noire d6 · Fou blanc sur case blanche d5 · Pion blanc sur case blanche a4 · Cavalier blanc sur case noire d4 · Pion blanc sur case blanche e4 · Cavalier blanc sur case noire c3 · Pion noir sur case noire e3 · Pion blanc sur case noire b2 · Pion blanc sur case blanche c2 · Pion blanc sur case blanche g2 · Pion blanc sur case noire h2 · Tour blanche sur case noire a1 · Dame blanche sur case blanche d1 · Tour blanche sur case blanche f1 · Roi blanc sur case blanche h1 | Tour noire sur case blanche a8 · Fou noir sur case blanche c8 · Tour noire sur case noire f8 · Roi noir sur case blanche g8 · Pion noir sur case blanche b7 · Cavalier noir sur case blanche d7 · Fou noir sur case noire e7 · Pion noir sur case blanche f7 · Pion noir sur case noire g7 · Pion noir sur case blanche h7 · Pion noir sur case blanche a6 · Dame noire sur case noire b6 · Pion noir sur case noire d6 · Fou blanc sur case blanche d5 · Pion blanc sur case blanche a4 · Cavalier blanc sur case noire d4 · Pion blanc sur case blanche e4 · Cavalier blanc sur case noire c3 · Pion noir sur case noire e3 · Pion blanc sur case noire b2 · Pion blanc sur case blanche c2 · Pion blanc sur case blanche g2 · Pion blanc sur case noire h2 · Tour blanche sur case noire a1 · Dame blanche sur case blanche d1 · Tour blanche sur case blanche f1 · Roi blanc sur case blanche h1 | Tour noire sur case blanche a8 · Fou noir sur case blanche c8 · Tour noire sur case noire f8 · Roi noir sur case blanche g8 · Pion noir sur case blanche b7 · Cavalier noir sur case blanche d7 · Fou noir sur case noire e7 · Pion noir sur case blanche f7 · Pion noir sur case noire g7 · Pion noir sur case blanche h7 · Pion noir sur case blanche a6 · Dame noire sur case noire b6 · Pion noir sur case noire d6 · Fou blanc sur case blanche d5 · Pion blanc sur case blanche a4 · Cavalier blanc sur case noire d4 · Pion blanc sur case blanche e4 · Cavalier blanc sur case noire c3 · Pion noir sur case noire e3 · Pion blanc sur case noire b2 · Pion blanc sur case blanche c2 · Pion blanc sur case blanche g2 · Pion blanc sur case noire h2 · Tour blanche sur case noire a1 · Dame blanche sur case blanche d1 · Tour blanche sur case blanche f1 · Roi blanc sur case blanche h1 | Tour noire sur case blanche a8 · Fou noir sur case blanche c8 · Tour noire sur case noire f8 · Roi noir sur case blanche g8 · Pion noir sur case blanche b7 · Cavalier noir sur case blanche d7 · Fou noir sur case noire e7 · Pion noir sur case blanche f7 · Pion noir sur case noire g7 · Pion noir sur case blanche h7 · Pion noir sur case blanche a6 · Dame noire sur case noire b6 · Pion noir sur case noire d6 · Fou blanc sur case blanche d5 · Pion blanc sur case blanche a4 · Cavalier blanc sur case noire d4 · Pion blanc sur case blanche e4 · Cavalier blanc sur case noire c3 · Pion noir sur case noire e3 · Pion blanc sur case noire b2 · Pion blanc sur case blanche c2 · Pion blanc sur case blanche g2 · Pion blanc sur case noire h2 · Tour blanche sur case noire a1 · Dame blanche sur case blanche d1 · Tour blanche sur case blanche f1 · Roi blanc sur case blanche h1 | Tour noire sur case blanche a8 · Fou noir sur case blanche c8 · Tour noire sur case noire f8 · Roi noir sur case blanche g8 · Pion noir sur case blanche b7 · Cavalier noir sur case blanche d7 · Fou noir sur case noire e7 · Pion noir sur case blanche f7 · Pion noir sur case noire g7 · Pion noir sur case blanche h7 · Pion noir sur case blanche a6 · Dame noire sur case noire b6 · Pion noir sur case noire d6 · Fou blanc sur case blanche d5 · Pion blanc sur case blanche a4 · Cavalier blanc sur case noire d4 · Pion blanc sur case blanche e4 · Cavalier blanc sur case noire c3 · Pion noir sur case noire e3 · Pion blanc sur case noire b2 · Pion blanc sur case blanche c2 · Pion blanc sur case blanche g2 · Pion blanc sur case noire h2 · Tour blanche sur case noire a1 · Dame blanche sur case blanche d1 · Tour blanche sur case blanche f1 · Roi blanc sur case blanche h1 | Tour noire sur case blanche a8 · Fou noir sur case blanche c8 · Tour noire sur case noire f8 · Roi noir sur case blanche g8 · Pion noir sur case blanche b7 · Cavalier noir sur case blanche d7 · Fou noir sur case noire e7 · Pion noir sur case blanche f7 · Pion noir sur case noire g7 · Pion noir sur case blanche h7 · Pion noir sur case blanche a6 · Dame noire sur case noire b6 · Pion noir sur case noire d6 · Fou blanc sur case blanche d5 · Pion blanc sur case blanche a4 · Cavalier blanc sur case noire d4 · Pion blanc sur case blanche e4 · Cavalier blanc sur case noire c3 · Pion noir sur case noire e3 · Pion blanc sur case noire b2 · Pion blanc sur case blanche c2 · Pion blanc sur case blanche g2 · Pion blanc sur case noire h2 · Tour blanche sur case noire a1 · Dame blanche sur case blanche d1 · Tour blanche sur case blanche f1 · Roi blanc sur case blanche h1 | Tour noire sur case blanche a8 · Fou noir sur case blanche c8 · Tour noire sur case noire f8 · Roi noir sur case blanche g8 · Pion noir sur case blanche b7 · Cavalier noir sur case blanche d7 · Fou noir sur case noire e7 · Pion noir sur case blanche f7 · Pion noir sur case noire g7 · Pion noir sur case blanche h7 · Pion noir sur case blanche a6 · Dame noire sur case noire b6 · Pion noir sur case noire d6 · Fou blanc sur case blanche d5 · Pion blanc sur case blanche a4 · Cavalier blanc sur case noire d4 · Pion blanc sur case blanche e4 · Cavalier blanc sur case noire c3 · Pion noir sur case noire e3 · Pion blanc sur case noire b2 · Pion blanc sur case blanche c2 · Pion blanc sur case blanche g2 · Pion blanc sur case noire h2 · Tour blanche sur case noire a1 · Dame blanche sur case blanche d1 · Tour blanche sur case blanche f1 · Roi blanc sur case blanche h1 | Tour noire sur case blanche a8 · Fou noir sur case blanche c8 · Tour noire sur case noire f8 · Roi noir sur case blanche g8 · Pion noir sur case blanche b7 · Cavalier noir sur case blanche d7 · Fou noir sur case noire e7 · Pion noir sur case blanche f7 · Pion noir sur case noire g7 · Pion noir sur case blanche h7 · Pion noir sur case blanche a6 · Dame noire sur case noire b6 · Pion noir sur case noire d6 · Fou blanc sur case blanche d5 · Pion blanc sur case blanche a4 · Cavalier blanc sur case noire d4 · Pion blanc sur case blanche e4 · Cavalier blanc sur case noire c3 · Pion noir sur case noire e3 · Pion blanc sur case noire b2 · Pion blanc sur case blanche c2 · Pion blanc sur case blanche g2 · Pion blanc sur case noire h2 · Tour blanche sur case noire a1 · Dame blanche sur case blanche d1 · Tour blanche sur case blanche f1 · Roi blanc sur case blanche h1 | 7 |
| 6 | Tour noire sur case blanche a8 · Fou noir sur case blanche c8 · Tour noire sur case noire f8 · Roi noir sur case blanche g8 · Pion noir sur case blanche b7 · Cavalier noir sur case blanche d7 · Fou noir sur case noire e7 · Pion noir sur case blanche f7 · Pion noir sur case noire g7 · Pion noir sur case blanche h7 · Pion noir sur case blanche a6 · Dame noire sur case noire b6 · Pion noir sur case noire d6 · Fou blanc sur case blanche d5 · Pion blanc sur case blanche a4 · Cavalier blanc sur case noire d4 · Pion blanc sur case blanche e4 · Cavalier blanc sur case noire c3 · Pion noir sur case noire e3 · Pion blanc sur case noire b2 · Pion blanc sur case blanche c2 · Pion blanc sur case blanche g2 · Pion blanc sur case noire h2 · Tour blanche sur case noire a1 · Dame blanche sur case blanche d1 · Tour blanche sur case blanche f1 · Roi blanc sur case blanche h1 | Tour noire sur case blanche a8 · Fou noir sur case blanche c8 · Tour noire sur case noire f8 · Roi noir sur case blanche g8 · Pion noir sur case blanche b7 · Cavalier noir sur case blanche d7 · Fou noir sur case noire e7 · Pion noir sur case blanche f7 · Pion noir sur case noire g7 · Pion noir sur case blanche h7 · Pion noir sur case blanche a6 · Dame noire sur case noire b6 · Pion noir sur case noire d6 · Fou blanc sur case blanche d5 · Pion blanc sur case blanche a4 · Cavalier blanc sur case noire d4 · Pion blanc sur case blanche e4 · Cavalier blanc sur case noire c3 · Pion noir sur case noire e3 · Pion blanc sur case noire b2 · Pion blanc sur case blanche c2 · Pion blanc sur case blanche g2 · Pion blanc sur case noire h2 · Tour blanche sur case noire a1 · Dame blanche sur case blanche d1 · Tour blanche sur case blanche f1 · Roi blanc sur case blanche h1 | Tour noire sur case blanche a8 · Fou noir sur case blanche c8 · Tour noire sur case noire f8 · Roi noir sur case blanche g8 · Pion noir sur case blanche b7 · Cavalier noir sur case blanche d7 · Fou noir sur case noire e7 · Pion noir sur case blanche f7 · Pion noir sur case noire g7 · Pion noir sur case blanche h7 · Pion noir sur case blanche a6 · Dame noire sur case noire b6 · Pion noir sur case noire d6 · Fou blanc sur case blanche d5 · Pion blanc sur case blanche a4 · Cavalier blanc sur case noire d4 · Pion blanc sur case blanche e4 · Cavalier blanc sur case noire c3 · Pion noir sur case noire e3 · Pion blanc sur case noire b2 · Pion blanc sur case blanche c2 · Pion blanc sur case blanche g2 · Pion blanc sur case noire h2 · Tour blanche sur case noire a1 · Dame blanche sur case blanche d1 · Tour blanche sur case blanche f1 · Roi blanc sur case blanche h1 | Tour noire sur case blanche a8 · Fou noir sur case blanche c8 · Tour noire sur case noire f8 · Roi noir sur case blanche g8 · Pion noir sur case blanche b7 · Cavalier noir sur case blanche d7 · Fou noir sur case noire e7 · Pion noir sur case blanche f7 · Pion noir sur case noire g7 · Pion noir sur case blanche h7 · Pion noir sur case blanche a6 · Dame noire sur case noire b6 · Pion noir sur case noire d6 · Fou blanc sur case blanche d5 · Pion blanc sur case blanche a4 · Cavalier blanc sur case noire d4 · Pion blanc sur case blanche e4 · Cavalier blanc sur case noire c3 · Pion noir sur case noire e3 · Pion blanc sur case noire b2 · Pion blanc sur case blanche c2 · Pion blanc sur case blanche g2 · Pion blanc sur case noire h2 · Tour blanche sur case noire a1 · Dame blanche sur case blanche d1 · Tour blanche sur case blanche f1 · Roi blanc sur case blanche h1 | Tour noire sur case blanche a8 · Fou noir sur case blanche c8 · Tour noire sur case noire f8 · Roi noir sur case blanche g8 · Pion noir sur case blanche b7 · Cavalier noir sur case blanche d7 · Fou noir sur case noire e7 · Pion noir sur case blanche f7 · Pion noir sur case noire g7 · Pion noir sur case blanche h7 · Pion noir sur case blanche a6 · Dame noire sur case noire b6 · Pion noir sur case noire d6 · Fou blanc sur case blanche d5 · Pion blanc sur case blanche a4 · Cavalier blanc sur case noire d4 · Pion blanc sur case blanche e4 · Cavalier blanc sur case noire c3 · Pion noir sur case noire e3 · Pion blanc sur case noire b2 · Pion blanc sur case blanche c2 · Pion blanc sur case blanche g2 · Pion blanc sur case noire h2 · Tour blanche sur case noire a1 · Dame blanche sur case blanche d1 · Tour blanche sur case blanche f1 · Roi blanc sur case blanche h1 | Tour noire sur case blanche a8 · Fou noir sur case blanche c8 · Tour noire sur case noire f8 · Roi noir sur case blanche g8 · Pion noir sur case blanche b7 · Cavalier noir sur case blanche d7 · Fou noir sur case noire e7 · Pion noir sur case blanche f7 · Pion noir sur case noire g7 · Pion noir sur case blanche h7 · Pion noir sur case blanche a6 · Dame noire sur case noire b6 · Pion noir sur case noire d6 · Fou blanc sur case blanche d5 · Pion blanc sur case blanche a4 · Cavalier blanc sur case noire d4 · Pion blanc sur case blanche e4 · Cavalier blanc sur case noire c3 · Pion noir sur case noire e3 · Pion blanc sur case noire b2 · Pion blanc sur case blanche c2 · Pion blanc sur case blanche g2 · Pion blanc sur case noire h2 · Tour blanche sur case noire a1 · Dame blanche sur case blanche d1 · Tour blanche sur case blanche f1 · Roi blanc sur case blanche h1 | Tour noire sur case blanche a8 · Fou noir sur case blanche c8 · Tour noire sur case noire f8 · Roi noir sur case blanche g8 · Pion noir sur case blanche b7 · Cavalier noir sur case blanche d7 · Fou noir sur case noire e7 · Pion noir sur case blanche f7 · Pion noir sur case noire g7 · Pion noir sur case blanche h7 · Pion noir sur case blanche a6 · Dame noire sur case noire b6 · Pion noir sur case noire d6 · Fou blanc sur case blanche d5 · Pion blanc sur case blanche a4 · Cavalier blanc sur case noire d4 · Pion blanc sur case blanche e4 · Cavalier blanc sur case noire c3 · Pion noir sur case noire e3 · Pion blanc sur case noire b2 · Pion blanc sur case blanche c2 · Pion blanc sur case blanche g2 · Pion blanc sur case noire h2 · Tour blanche sur case noire a1 · Dame blanche sur case blanche d1 · Tour blanche sur case blanche f1 · Roi blanc sur case blanche h1 | Tour noire sur case blanche a8 · Fou noir sur case blanche c8 · Tour noire sur case noire f8 · Roi noir sur case blanche g8 · Pion noir sur case blanche b7 · Cavalier noir sur case blanche d7 · Fou noir sur case noire e7 · Pion noir sur case blanche f7 · Pion noir sur case noire g7 · Pion noir sur case blanche h7 · Pion noir sur case blanche a6 · Dame noire sur case noire b6 · Pion noir sur case noire d6 · Fou blanc sur case blanche d5 · Pion blanc sur case blanche a4 · Cavalier blanc sur case noire d4 · Pion blanc sur case blanche e4 · Cavalier blanc sur case noire c3 · Pion noir sur case noire e3 · Pion blanc sur case noire b2 · Pion blanc sur case blanche c2 · Pion blanc sur case blanche g2 · Pion blanc sur case noire h2 · Tour blanche sur case noire a1 · Dame blanche sur case blanche d1 · Tour blanche sur case blanche f1 · Roi blanc sur case blanche h1 | 6 |
| 5 | Tour noire sur case blanche a8 · Fou noir sur case blanche c8 · Tour noire sur case noire f8 · Roi noir sur case blanche g8 · Pion noir sur case blanche b7 · Cavalier noir sur case blanche d7 · Fou noir sur case noire e7 · Pion noir sur case blanche f7 · Pion noir sur case noire g7 · Pion noir sur case blanche h7 · Pion noir sur case blanche a6 · Dame noire sur case noire b6 · Pion noir sur case noire d6 · Fou blanc sur case blanche d5 · Pion blanc sur case blanche a4 · Cavalier blanc sur case noire d4 · Pion blanc sur case blanche e4 · Cavalier blanc sur case noire c3 · Pion noir sur case noire e3 · Pion blanc sur case noire b2 · Pion blanc sur case blanche c2 · Pion blanc sur case blanche g2 · Pion blanc sur case noire h2 · Tour blanche sur case noire a1 · Dame blanche sur case blanche d1 · Tour blanche sur case blanche f1 · Roi blanc sur case blanche h1 | Tour noire sur case blanche a8 · Fou noir sur case blanche c8 · Tour noire sur case noire f8 · Roi noir sur case blanche g8 · Pion noir sur case blanche b7 · Cavalier noir sur case blanche d7 · Fou noir sur case noire e7 · Pion noir sur case blanche f7 · Pion noir sur case noire g7 · Pion noir sur case blanche h7 · Pion noir sur case blanche a6 · Dame noire sur case noire b6 · Pion noir sur case noire d6 · Fou blanc sur case blanche d5 · Pion blanc sur case blanche a4 · Cavalier blanc sur case noire d4 · Pion blanc sur case blanche e4 · Cavalier blanc sur case noire c3 · Pion noir sur case noire e3 · Pion blanc sur case noire b2 · Pion blanc sur case blanche c2 · Pion blanc sur case blanche g2 · Pion blanc sur case noire h2 · Tour blanche sur case noire a1 · Dame blanche sur case blanche d1 · Tour blanche sur case blanche f1 · Roi blanc sur case blanche h1 | Tour noire sur case blanche a8 · Fou noir sur case blanche c8 · Tour noire sur case noire f8 · Roi noir sur case blanche g8 · Pion noir sur case blanche b7 · Cavalier noir sur case blanche d7 · Fou noir sur case noire e7 · Pion noir sur case blanche f7 · Pion noir sur case noire g7 · Pion noir sur case blanche h7 · Pion noir sur case blanche a6 · Dame noire sur case noire b6 · Pion noir sur case noire d6 · Fou blanc sur case blanche d5 · Pion blanc sur case blanche a4 · Cavalier blanc sur case noire d4 · Pion blanc sur case blanche e4 · Cavalier blanc sur case noire c3 · Pion noir sur case noire e3 · Pion blanc sur case noire b2 · Pion blanc sur case blanche c2 · Pion blanc sur case blanche g2 · Pion blanc sur case noire h2 · Tour blanche sur case noire a1 · Dame blanche sur case blanche d1 · Tour blanche sur case blanche f1 · Roi blanc sur case blanche h1 | Tour noire sur case blanche a8 · Fou noir sur case blanche c8 · Tour noire sur case noire f8 · Roi noir sur case blanche g8 · Pion noir sur case blanche b7 · Cavalier noir sur case blanche d7 · Fou noir sur case noire e7 · Pion noir sur case blanche f7 · Pion noir sur case noire g7 · Pion noir sur case blanche h7 · Pion noir sur case blanche a6 · Dame noire sur case noire b6 · Pion noir sur case noire d6 · Fou blanc sur case blanche d5 · Pion blanc sur case blanche a4 · Cavalier blanc sur case noire d4 · Pion blanc sur case blanche e4 · Cavalier blanc sur case noire c3 · Pion noir sur case noire e3 · Pion blanc sur case noire b2 · Pion blanc sur case blanche c2 · Pion blanc sur case blanche g2 · Pion blanc sur case noire h2 · Tour blanche sur case noire a1 · Dame blanche sur case blanche d1 · Tour blanche sur case blanche f1 · Roi blanc sur case blanche h1 | Tour noire sur case blanche a8 · Fou noir sur case blanche c8 · Tour noire sur case noire f8 · Roi noir sur case blanche g8 · Pion noir sur case blanche b7 · Cavalier noir sur case blanche d7 · Fou noir sur case noire e7 · Pion noir sur case blanche f7 · Pion noir sur case noire g7 · Pion noir sur case blanche h7 · Pion noir sur case blanche a6 · Dame noire sur case noire b6 · Pion noir sur case noire d6 · Fou blanc sur case blanche d5 · Pion blanc sur case blanche a4 · Cavalier blanc sur case noire d4 · Pion blanc sur case blanche e4 · Cavalier blanc sur case noire c3 · Pion noir sur case noire e3 · Pion blanc sur case noire b2 · Pion blanc sur case blanche c2 · Pion blanc sur case blanche g2 · Pion blanc sur case noire h2 · Tour blanche sur case noire a1 · Dame blanche sur case blanche d1 · Tour blanche sur case blanche f1 · Roi blanc sur case blanche h1 | Tour noire sur case blanche a8 · Fou noir sur case blanche c8 · Tour noire sur case noire f8 · Roi noir sur case blanche g8 · Pion noir sur case blanche b7 · Cavalier noir sur case blanche d7 · Fou noir sur case noire e7 · Pion noir sur case blanche f7 · Pion noir sur case noire g7 · Pion noir sur case blanche h7 · Pion noir sur case blanche a6 · Dame noire sur case noire b6 · Pion noir sur case noire d6 · Fou blanc sur case blanche d5 · Pion blanc sur case blanche a4 · Cavalier blanc sur case noire d4 · Pion blanc sur case blanche e4 · Cavalier blanc sur case noire c3 · Pion noir sur case noire e3 · Pion blanc sur case noire b2 · Pion blanc sur case blanche c2 · Pion blanc sur case blanche g2 · Pion blanc sur case noire h2 · Tour blanche sur case noire a1 · Dame blanche sur case blanche d1 · Tour blanche sur case blanche f1 · Roi blanc sur case blanche h1 | Tour noire sur case blanche a8 · Fou noir sur case blanche c8 · Tour noire sur case noire f8 · Roi noir sur case blanche g8 · Pion noir sur case blanche b7 · Cavalier noir sur case blanche d7 · Fou noir sur case noire e7 · Pion noir sur case blanche f7 · Pion noir sur case noire g7 · Pion noir sur case blanche h7 · Pion noir sur case blanche a6 · Dame noire sur case noire b6 · Pion noir sur case noire d6 · Fou blanc sur case blanche d5 · Pion blanc sur case blanche a4 · Cavalier blanc sur case noire d4 · Pion blanc sur case blanche e4 · Cavalier blanc sur case noire c3 · Pion noir sur case noire e3 · Pion blanc sur case noire b2 · Pion blanc sur case blanche c2 · Pion blanc sur case blanche g2 · Pion blanc sur case noire h2 · Tour blanche sur case noire a1 · Dame blanche sur case blanche d1 · Tour blanche sur case blanche f1 · Roi blanc sur case blanche h1 | Tour noire sur case blanche a8 · Fou noir sur case blanche c8 · Tour noire sur case noire f8 · Roi noir sur case blanche g8 · Pion noir sur case blanche b7 · Cavalier noir sur case blanche d7 · Fou noir sur case noire e7 · Pion noir sur case blanche f7 · Pion noir sur case noire g7 · Pion noir sur case blanche h7 · Pion noir sur case blanche a6 · Dame noire sur case noire b6 · Pion noir sur case noire d6 · Fou blanc sur case blanche d5 · Pion blanc sur case blanche a4 · Cavalier blanc sur case noire d4 · Pion blanc sur case blanche e4 · Cavalier blanc sur case noire c3 · Pion noir sur case noire e3 · Pion blanc sur case noire b2 · Pion blanc sur case blanche c2 · Pion blanc sur case blanche g2 · Pion blanc sur case noire h2 · Tour blanche sur case noire a1 · Dame blanche sur case blanche d1 · Tour blanche sur case blanche f1 · Roi blanc sur case blanche h1 | 5 |
| 4 | Tour noire sur case blanche a8 · Fou noir sur case blanche c8 · Tour noire sur case noire f8 · Roi noir sur case blanche g8 · Pion noir sur case blanche b7 · Cavalier noir sur case blanche d7 · Fou noir sur case noire e7 · Pion noir sur case blanche f7 · Pion noir sur case noire g7 · Pion noir sur case blanche h7 · Pion noir sur case blanche a6 · Dame noire sur case noire b6 · Pion noir sur case noire d6 · Fou blanc sur case blanche d5 · Pion blanc sur case blanche a4 · Cavalier blanc sur case noire d4 · Pion blanc sur case blanche e4 · Cavalier blanc sur case noire c3 · Pion noir sur case noire e3 · Pion blanc sur case noire b2 · Pion blanc sur case blanche c2 · Pion blanc sur case blanche g2 · Pion blanc sur case noire h2 · Tour blanche sur case noire a1 · Dame blanche sur case blanche d1 · Tour blanche sur case blanche f1 · Roi blanc sur case blanche h1 | Tour noire sur case blanche a8 · Fou noir sur case blanche c8 · Tour noire sur case noire f8 · Roi noir sur case blanche g8 · Pion noir sur case blanche b7 · Cavalier noir sur case blanche d7 · Fou noir sur case noire e7 · Pion noir sur case blanche f7 · Pion noir sur case noire g7 · Pion noir sur case blanche h7 · Pion noir sur case blanche a6 · Dame noire sur case noire b6 · Pion noir sur case noire d6 · Fou blanc sur case blanche d5 · Pion blanc sur case blanche a4 · Cavalier blanc sur case noire d4 · Pion blanc sur case blanche e4 · Cavalier blanc sur case noire c3 · Pion noir sur case noire e3 · Pion blanc sur case noire b2 · Pion blanc sur case blanche c2 · Pion blanc sur case blanche g2 · Pion blanc sur case noire h2 · Tour blanche sur case noire a1 · Dame blanche sur case blanche d1 · Tour blanche sur case blanche f1 · Roi blanc sur case blanche h1 | Tour noire sur case blanche a8 · Fou noir sur case blanche c8 · Tour noire sur case noire f8 · Roi noir sur case blanche g8 · Pion noir sur case blanche b7 · Cavalier noir sur case blanche d7 · Fou noir sur case noire e7 · Pion noir sur case blanche f7 · Pion noir sur case noire g7 · Pion noir sur case blanche h7 · Pion noir sur case blanche a6 · Dame noire sur case noire b6 · Pion noir sur case noire d6 · Fou blanc sur case blanche d5 · Pion blanc sur case blanche a4 · Cavalier blanc sur case noire d4 · Pion blanc sur case blanche e4 · Cavalier blanc sur case noire c3 · Pion noir sur case noire e3 · Pion blanc sur case noire b2 · Pion blanc sur case blanche c2 · Pion blanc sur case blanche g2 · Pion blanc sur case noire h2 · Tour blanche sur case noire a1 · Dame blanche sur case blanche d1 · Tour blanche sur case blanche f1 · Roi blanc sur case blanche h1 | Tour noire sur case blanche a8 · Fou noir sur case blanche c8 · Tour noire sur case noire f8 · Roi noir sur case blanche g8 · Pion noir sur case blanche b7 · Cavalier noir sur case blanche d7 · Fou noir sur case noire e7 · Pion noir sur case blanche f7 · Pion noir sur case noire g7 · Pion noir sur case blanche h7 · Pion noir sur case blanche a6 · Dame noire sur case noire b6 · Pion noir sur case noire d6 · Fou blanc sur case blanche d5 · Pion blanc sur case blanche a4 · Cavalier blanc sur case noire d4 · Pion blanc sur case blanche e4 · Cavalier blanc sur case noire c3 · Pion noir sur case noire e3 · Pion blanc sur case noire b2 · Pion blanc sur case blanche c2 · Pion blanc sur case blanche g2 · Pion blanc sur case noire h2 · Tour blanche sur case noire a1 · Dame blanche sur case blanche d1 · Tour blanche sur case blanche f1 · Roi blanc sur case blanche h1 | Tour noire sur case blanche a8 · Fou noir sur case blanche c8 · Tour noire sur case noire f8 · Roi noir sur case blanche g8 · Pion noir sur case blanche b7 · Cavalier noir sur case blanche d7 · Fou noir sur case noire e7 · Pion noir sur case blanche f7 · Pion noir sur case noire g7 · Pion noir sur case blanche h7 · Pion noir sur case blanche a6 · Dame noire sur case noire b6 · Pion noir sur case noire d6 · Fou blanc sur case blanche d5 · Pion blanc sur case blanche a4 · Cavalier blanc sur case noire d4 · Pion blanc sur case blanche e4 · Cavalier blanc sur case noire c3 · Pion noir sur case noire e3 · Pion blanc sur case noire b2 · Pion blanc sur case blanche c2 · Pion blanc sur case blanche g2 · Pion blanc sur case noire h2 · Tour blanche sur case noire a1 · Dame blanche sur case blanche d1 · Tour blanche sur case blanche f1 · Roi blanc sur case blanche h1 | Tour noire sur case blanche a8 · Fou noir sur case blanche c8 · Tour noire sur case noire f8 · Roi noir sur case blanche g8 · Pion noir sur case blanche b7 · Cavalier noir sur case blanche d7 · Fou noir sur case noire e7 · Pion noir sur case blanche f7 · Pion noir sur case noire g7 · Pion noir sur case blanche h7 · Pion noir sur case blanche a6 · Dame noire sur case noire b6 · Pion noir sur case noire d6 · Fou blanc sur case blanche d5 · Pion blanc sur case blanche a4 · Cavalier blanc sur case noire d4 · Pion blanc sur case blanche e4 · Cavalier blanc sur case noire c3 · Pion noir sur case noire e3 · Pion blanc sur case noire b2 · Pion blanc sur case blanche c2 · Pion blanc sur case blanche g2 · Pion blanc sur case noire h2 · Tour blanche sur case noire a1 · Dame blanche sur case blanche d1 · Tour blanche sur case blanche f1 · Roi blanc sur case blanche h1 | Tour noire sur case blanche a8 · Fou noir sur case blanche c8 · Tour noire sur case noire f8 · Roi noir sur case blanche g8 · Pion noir sur case blanche b7 · Cavalier noir sur case blanche d7 · Fou noir sur case noire e7 · Pion noir sur case blanche f7 · Pion noir sur case noire g7 · Pion noir sur case blanche h7 · Pion noir sur case blanche a6 · Dame noire sur case noire b6 · Pion noir sur case noire d6 · Fou blanc sur case blanche d5 · Pion blanc sur case blanche a4 · Cavalier blanc sur case noire d4 · Pion blanc sur case blanche e4 · Cavalier blanc sur case noire c3 · Pion noir sur case noire e3 · Pion blanc sur case noire b2 · Pion blanc sur case blanche c2 · Pion blanc sur case blanche g2 · Pion blanc sur case noire h2 · Tour blanche sur case noire a1 · Dame blanche sur case blanche d1 · Tour blanche sur case blanche f1 · Roi blanc sur case blanche h1 | Tour noire sur case blanche a8 · Fou noir sur case blanche c8 · Tour noire sur case noire f8 · Roi noir sur case blanche g8 · Pion noir sur case blanche b7 · Cavalier noir sur case blanche d7 · Fou noir sur case noire e7 · Pion noir sur case blanche f7 · Pion noir sur case noire g7 · Pion noir sur case blanche h7 · Pion noir sur case blanche a6 · Dame noire sur case noire b6 · Pion noir sur case noire d6 · Fou blanc sur case blanche d5 · Pion blanc sur case blanche a4 · Cavalier blanc sur case noire d4 · Pion blanc sur case blanche e4 · Cavalier blanc sur case noire c3 · Pion noir sur case noire e3 · Pion blanc sur case noire b2 · Pion blanc sur case blanche c2 · Pion blanc sur case blanche g2 · Pion blanc sur case noire h2 · Tour blanche sur case noire a1 · Dame blanche sur case blanche d1 · Tour blanche sur case blanche f1 · Roi blanc sur case blanche h1 | 4 |
| 3 | Tour noire sur case blanche a8 · Fou noir sur case blanche c8 · Tour noire sur case noire f8 · Roi noir sur case blanche g8 · Pion noir sur case blanche b7 · Cavalier noir sur case blanche d7 · Fou noir sur case noire e7 · Pion noir sur case blanche f7 · Pion noir sur case noire g7 · Pion noir sur case blanche h7 · Pion noir sur case blanche a6 · Dame noire sur case noire b6 · Pion noir sur case noire d6 · Fou blanc sur case blanche d5 · Pion blanc sur case blanche a4 · Cavalier blanc sur case noire d4 · Pion blanc sur case blanche e4 · Cavalier blanc sur case noire c3 · Pion noir sur case noire e3 · Pion blanc sur case noire b2 · Pion blanc sur case blanche c2 · Pion blanc sur case blanche g2 · Pion blanc sur case noire h2 · Tour blanche sur case noire a1 · Dame blanche sur case blanche d1 · Tour blanche sur case blanche f1 · Roi blanc sur case blanche h1 | Tour noire sur case blanche a8 · Fou noir sur case blanche c8 · Tour noire sur case noire f8 · Roi noir sur case blanche g8 · Pion noir sur case blanche b7 · Cavalier noir sur case blanche d7 · Fou noir sur case noire e7 · Pion noir sur case blanche f7 · Pion noir sur case noire g7 · Pion noir sur case blanche h7 · Pion noir sur case blanche a6 · Dame noire sur case noire b6 · Pion noir sur case noire d6 · Fou blanc sur case blanche d5 · Pion blanc sur case blanche a4 · Cavalier blanc sur case noire d4 · Pion blanc sur case blanche e4 · Cavalier blanc sur case noire c3 · Pion noir sur case noire e3 · Pion blanc sur case noire b2 · Pion blanc sur case blanche c2 · Pion blanc sur case blanche g2 · Pion blanc sur case noire h2 · Tour blanche sur case noire a1 · Dame blanche sur case blanche d1 · Tour blanche sur case blanche f1 · Roi blanc sur case blanche h1 | Tour noire sur case blanche a8 · Fou noir sur case blanche c8 · Tour noire sur case noire f8 · Roi noir sur case blanche g8 · Pion noir sur case blanche b7 · Cavalier noir sur case blanche d7 · Fou noir sur case noire e7 · Pion noir sur case blanche f7 · Pion noir sur case noire g7 · Pion noir sur case blanche h7 · Pion noir sur case blanche a6 · Dame noire sur case noire b6 · Pion noir sur case noire d6 · Fou blanc sur case blanche d5 · Pion blanc sur case blanche a4 · Cavalier blanc sur case noire d4 · Pion blanc sur case blanche e4 · Cavalier blanc sur case noire c3 · Pion noir sur case noire e3 · Pion blanc sur case noire b2 · Pion blanc sur case blanche c2 · Pion blanc sur case blanche g2 · Pion blanc sur case noire h2 · Tour blanche sur case noire a1 · Dame blanche sur case blanche d1 · Tour blanche sur case blanche f1 · Roi blanc sur case blanche h1 | Tour noire sur case blanche a8 · Fou noir sur case blanche c8 · Tour noire sur case noire f8 · Roi noir sur case blanche g8 · Pion noir sur case blanche b7 · Cavalier noir sur case blanche d7 · Fou noir sur case noire e7 · Pion noir sur case blanche f7 · Pion noir sur case noire g7 · Pion noir sur case blanche h7 · Pion noir sur case blanche a6 · Dame noire sur case noire b6 · Pion noir sur case noire d6 · Fou blanc sur case blanche d5 · Pion blanc sur case blanche a4 · Cavalier blanc sur case noire d4 · Pion blanc sur case blanche e4 · Cavalier blanc sur case noire c3 · Pion noir sur case noire e3 · Pion blanc sur case noire b2 · Pion blanc sur case blanche c2 · Pion blanc sur case blanche g2 · Pion blanc sur case noire h2 · Tour blanche sur case noire a1 · Dame blanche sur case blanche d1 · Tour blanche sur case blanche f1 · Roi blanc sur case blanche h1 | Tour noire sur case blanche a8 · Fou noir sur case blanche c8 · Tour noire sur case noire f8 · Roi noir sur case blanche g8 · Pion noir sur case blanche b7 · Cavalier noir sur case blanche d7 · Fou noir sur case noire e7 · Pion noir sur case blanche f7 · Pion noir sur case noire g7 · Pion noir sur case blanche h7 · Pion noir sur case blanche a6 · Dame noire sur case noire b6 · Pion noir sur case noire d6 · Fou blanc sur case blanche d5 · Pion blanc sur case blanche a4 · Cavalier blanc sur case noire d4 · Pion blanc sur case blanche e4 · Cavalier blanc sur case noire c3 · Pion noir sur case noire e3 · Pion blanc sur case noire b2 · Pion blanc sur case blanche c2 · Pion blanc sur case blanche g2 · Pion blanc sur case noire h2 · Tour blanche sur case noire a1 · Dame blanche sur case blanche d1 · Tour blanche sur case blanche f1 · Roi blanc sur case blanche h1 | Tour noire sur case blanche a8 · Fou noir sur case blanche c8 · Tour noire sur case noire f8 · Roi noir sur case blanche g8 · Pion noir sur case blanche b7 · Cavalier noir sur case blanche d7 · Fou noir sur case noire e7 · Pion noir sur case blanche f7 · Pion noir sur case noire g7 · Pion noir sur case blanche h7 · Pion noir sur case blanche a6 · Dame noire sur case noire b6 · Pion noir sur case noire d6 · Fou blanc sur case blanche d5 · Pion blanc sur case blanche a4 · Cavalier blanc sur case noire d4 · Pion blanc sur case blanche e4 · Cavalier blanc sur case noire c3 · Pion noir sur case noire e3 · Pion blanc sur case noire b2 · Pion blanc sur case blanche c2 · Pion blanc sur case blanche g2 · Pion blanc sur case noire h2 · Tour blanche sur case noire a1 · Dame blanche sur case blanche d1 · Tour blanche sur case blanche f1 · Roi blanc sur case blanche h1 | Tour noire sur case blanche a8 · Fou noir sur case blanche c8 · Tour noire sur case noire f8 · Roi noir sur case blanche g8 · Pion noir sur case blanche b7 · Cavalier noir sur case blanche d7 · Fou noir sur case noire e7 · Pion noir sur case blanche f7 · Pion noir sur case noire g7 · Pion noir sur case blanche h7 · Pion noir sur case blanche a6 · Dame noire sur case noire b6 · Pion noir sur case noire d6 · Fou blanc sur case blanche d5 · Pion blanc sur case blanche a4 · Cavalier blanc sur case noire d4 · Pion blanc sur case blanche e4 · Cavalier blanc sur case noire c3 · Pion noir sur case noire e3 · Pion blanc sur case noire b2 · Pion blanc sur case blanche c2 · Pion blanc sur case blanche g2 · Pion blanc sur case noire h2 · Tour blanche sur case noire a1 · Dame blanche sur case blanche d1 · Tour blanche sur case blanche f1 · Roi blanc sur case blanche h1 | Tour noire sur case blanche a8 · Fou noir sur case blanche c8 · Tour noire sur case noire f8 · Roi noir sur case blanche g8 · Pion noir sur case blanche b7 · Cavalier noir sur case blanche d7 · Fou noir sur case noire e7 · Pion noir sur case blanche f7 · Pion noir sur case noire g7 · Pion noir sur case blanche h7 · Pion noir sur case blanche a6 · Dame noire sur case noire b6 · Pion noir sur case noire d6 · Fou blanc sur case blanche d5 · Pion blanc sur case blanche a4 · Cavalier blanc sur case noire d4 · Pion blanc sur case blanche e4 · Cavalier blanc sur case noire c3 · Pion noir sur case noire e3 · Pion blanc sur case noire b2 · Pion blanc sur case blanche c2 · Pion blanc sur case blanche g2 · Pion blanc sur case noire h2 · Tour blanche sur case noire a1 · Dame blanche sur case blanche d1 · Tour blanche sur case blanche f1 · Roi blanc sur case blanche h1 | 3 |
| 2 | Tour noire sur case blanche a8 · Fou noir sur case blanche c8 · Tour noire sur case noire f8 · Roi noir sur case blanche g8 · Pion noir sur case blanche b7 · Cavalier noir sur case blanche d7 · Fou noir sur case noire e7 · Pion noir sur case blanche f7 · Pion noir sur case noire g7 · Pion noir sur case blanche h7 · Pion noir sur case blanche a6 · Dame noire sur case noire b6 · Pion noir sur case noire d6 · Fou blanc sur case blanche d5 · Pion blanc sur case blanche a4 · Cavalier blanc sur case noire d4 · Pion blanc sur case blanche e4 · Cavalier blanc sur case noire c3 · Pion noir sur case noire e3 · Pion blanc sur case noire b2 · Pion blanc sur case blanche c2 · Pion blanc sur case blanche g2 · Pion blanc sur case noire h2 · Tour blanche sur case noire a1 · Dame blanche sur case blanche d1 · Tour blanche sur case blanche f1 · Roi blanc sur case blanche h1 | Tour noire sur case blanche a8 · Fou noir sur case blanche c8 · Tour noire sur case noire f8 · Roi noir sur case blanche g8 · Pion noir sur case blanche b7 · Cavalier noir sur case blanche d7 · Fou noir sur case noire e7 · Pion noir sur case blanche f7 · Pion noir sur case noire g7 · Pion noir sur case blanche h7 · Pion noir sur case blanche a6 · Dame noire sur case noire b6 · Pion noir sur case noire d6 · Fou blanc sur case blanche d5 · Pion blanc sur case blanche a4 · Cavalier blanc sur case noire d4 · Pion blanc sur case blanche e4 · Cavalier blanc sur case noire c3 · Pion noir sur case noire e3 · Pion blanc sur case noire b2 · Pion blanc sur case blanche c2 · Pion blanc sur case blanche g2 · Pion blanc sur case noire h2 · Tour blanche sur case noire a1 · Dame blanche sur case blanche d1 · Tour blanche sur case blanche f1 · Roi blanc sur case blanche h1 | Tour noire sur case blanche a8 · Fou noir sur case blanche c8 · Tour noire sur case noire f8 · Roi noir sur case blanche g8 · Pion noir sur case blanche b7 · Cavalier noir sur case blanche d7 · Fou noir sur case noire e7 · Pion noir sur case blanche f7 · Pion noir sur case noire g7 · Pion noir sur case blanche h7 · Pion noir sur case blanche a6 · Dame noire sur case noire b6 · Pion noir sur case noire d6 · Fou blanc sur case blanche d5 · Pion blanc sur case blanche a4 · Cavalier blanc sur case noire d4 · Pion blanc sur case blanche e4 · Cavalier blanc sur case noire c3 · Pion noir sur case noire e3 · Pion blanc sur case noire b2 · Pion blanc sur case blanche c2 · Pion blanc sur case blanche g2 · Pion blanc sur case noire h2 · Tour blanche sur case noire a1 · Dame blanche sur case blanche d1 · Tour blanche sur case blanche f1 · Roi blanc sur case blanche h1 | Tour noire sur case blanche a8 · Fou noir sur case blanche c8 · Tour noire sur case noire f8 · Roi noir sur case blanche g8 · Pion noir sur case blanche b7 · Cavalier noir sur case blanche d7 · Fou noir sur case noire e7 · Pion noir sur case blanche f7 · Pion noir sur case noire g7 · Pion noir sur case blanche h7 · Pion noir sur case blanche a6 · Dame noire sur case noire b6 · Pion noir sur case noire d6 · Fou blanc sur case blanche d5 · Pion blanc sur case blanche a4 · Cavalier blanc sur case noire d4 · Pion blanc sur case blanche e4 · Cavalier blanc sur case noire c3 · Pion noir sur case noire e3 · Pion blanc sur case noire b2 · Pion blanc sur case blanche c2 · Pion blanc sur case blanche g2 · Pion blanc sur case noire h2 · Tour blanche sur case noire a1 · Dame blanche sur case blanche d1 · Tour blanche sur case blanche f1 · Roi blanc sur case blanche h1 | Tour noire sur case blanche a8 · Fou noir sur case blanche c8 · Tour noire sur case noire f8 · Roi noir sur case blanche g8 · Pion noir sur case blanche b7 · Cavalier noir sur case blanche d7 · Fou noir sur case noire e7 · Pion noir sur case blanche f7 · Pion noir sur case noire g7 · Pion noir sur case blanche h7 · Pion noir sur case blanche a6 · Dame noire sur case noire b6 · Pion noir sur case noire d6 · Fou blanc sur case blanche d5 · Pion blanc sur case blanche a4 · Cavalier blanc sur case noire d4 · Pion blanc sur case blanche e4 · Cavalier blanc sur case noire c3 · Pion noir sur case noire e3 · Pion blanc sur case noire b2 · Pion blanc sur case blanche c2 · Pion blanc sur case blanche g2 · Pion blanc sur case noire h2 · Tour blanche sur case noire a1 · Dame blanche sur case blanche d1 · Tour blanche sur case blanche f1 · Roi blanc sur case blanche h1 | Tour noire sur case blanche a8 · Fou noir sur case blanche c8 · Tour noire sur case noire f8 · Roi noir sur case blanche g8 · Pion noir sur case blanche b7 · Cavalier noir sur case blanche d7 · Fou noir sur case noire e7 · Pion noir sur case blanche f7 · Pion noir sur case noire g7 · Pion noir sur case blanche h7 · Pion noir sur case blanche a6 · Dame noire sur case noire b6 · Pion noir sur case noire d6 · Fou blanc sur case blanche d5 · Pion blanc sur case blanche a4 · Cavalier blanc sur case noire d4 · Pion blanc sur case blanche e4 · Cavalier blanc sur case noire c3 · Pion noir sur case noire e3 · Pion blanc sur case noire b2 · Pion blanc sur case blanche c2 · Pion blanc sur case blanche g2 · Pion blanc sur case noire h2 · Tour blanche sur case noire a1 · Dame blanche sur case blanche d1 · Tour blanche sur case blanche f1 · Roi blanc sur case blanche h1 | Tour noire sur case blanche a8 · Fou noir sur case blanche c8 · Tour noire sur case noire f8 · Roi noir sur case blanche g8 · Pion noir sur case blanche b7 · Cavalier noir sur case blanche d7 · Fou noir sur case noire e7 · Pion noir sur case blanche f7 · Pion noir sur case noire g7 · Pion noir sur case blanche h7 · Pion noir sur case blanche a6 · Dame noire sur case noire b6 · Pion noir sur case noire d6 · Fou blanc sur case blanche d5 · Pion blanc sur case blanche a4 · Cavalier blanc sur case noire d4 · Pion blanc sur case blanche e4 · Cavalier blanc sur case noire c3 · Pion noir sur case noire e3 · Pion blanc sur case noire b2 · Pion blanc sur case blanche c2 · Pion blanc sur case blanche g2 · Pion blanc sur case noire h2 · Tour blanche sur case noire a1 · Dame blanche sur case blanche d1 · Tour blanche sur case blanche f1 · Roi blanc sur case blanche h1 | Tour noire sur case blanche a8 · Fou noir sur case blanche c8 · Tour noire sur case noire f8 · Roi noir sur case blanche g8 · Pion noir sur case blanche b7 · Cavalier noir sur case blanche d7 · Fou noir sur case noire e7 · Pion noir sur case blanche f7 · Pion noir sur case noire g7 · Pion noir sur case blanche h7 · Pion noir sur case blanche a6 · Dame noire sur case noire b6 · Pion noir sur case noire d6 · Fou blanc sur case blanche d5 · Pion blanc sur case blanche a4 · Cavalier blanc sur case noire d4 · Pion blanc sur case blanche e4 · Cavalier blanc sur case noire c3 · Pion noir sur case noire e3 · Pion blanc sur case noire b2 · Pion blanc sur case blanche c2 · Pion blanc sur case blanche g2 · Pion blanc sur case noire h2 · Tour blanche sur case noire a1 · Dame blanche sur case blanche d1 · Tour blanche sur case blanche f1 · Roi blanc sur case blanche h1 | 2 |
| 1 | Tour noire sur case blanche a8 · Fou noir sur case blanche c8 · Tour noire sur case noire f8 · Roi noir sur case blanche g8 · Pion noir sur case blanche b7 · Cavalier noir sur case blanche d7 · Fou noir sur case noire e7 · Pion noir sur case blanche f7 · Pion noir sur case noire g7 · Pion noir sur case blanche h7 · Pion noir sur case blanche a6 · Dame noire sur case noire b6 · Pion noir sur case noire d6 · Fou blanc sur case blanche d5 · Pion blanc sur case blanche a4 · Cavalier blanc sur case noire d4 · Pion blanc sur case blanche e4 · Cavalier blanc sur case noire c3 · Pion noir sur case noire e3 · Pion blanc sur case noire b2 · Pion blanc sur case blanche c2 · Pion blanc sur case blanche g2 · Pion blanc sur case noire h2 · Tour blanche sur case noire a1 · Dame blanche sur case blanche d1 · Tour blanche sur case blanche f1 · Roi blanc sur case blanche h1 | Tour noire sur case blanche a8 · Fou noir sur case blanche c8 · Tour noire sur case noire f8 · Roi noir sur case blanche g8 · Pion noir sur case blanche b7 · Cavalier noir sur case blanche d7 · Fou noir sur case noire e7 · Pion noir sur case blanche f7 · Pion noir sur case noire g7 · Pion noir sur case blanche h7 · Pion noir sur case blanche a6 · Dame noire sur case noire b6 · Pion noir sur case noire d6 · Fou blanc sur case blanche d5 · Pion blanc sur case blanche a4 · Cavalier blanc sur case noire d4 · Pion blanc sur case blanche e4 · Cavalier blanc sur case noire c3 · Pion noir sur case noire e3 · Pion blanc sur case noire b2 · Pion blanc sur case blanche c2 · Pion blanc sur case blanche g2 · Pion blanc sur case noire h2 · Tour blanche sur case noire a1 · Dame blanche sur case blanche d1 · Tour blanche sur case blanche f1 · Roi blanc sur case blanche h1 | Tour noire sur case blanche a8 · Fou noir sur case blanche c8 · Tour noire sur case noire f8 · Roi noir sur case blanche g8 · Pion noir sur case blanche b7 · Cavalier noir sur case blanche d7 · Fou noir sur case noire e7 · Pion noir sur case blanche f7 · Pion noir sur case noire g7 · Pion noir sur case blanche h7 · Pion noir sur case blanche a6 · Dame noire sur case noire b6 · Pion noir sur case noire d6 · Fou blanc sur case blanche d5 · Pion blanc sur case blanche a4 · Cavalier blanc sur case noire d4 · Pion blanc sur case blanche e4 · Cavalier blanc sur case noire c3 · Pion noir sur case noire e3 · Pion blanc sur case noire b2 · Pion blanc sur case blanche c2 · Pion blanc sur case blanche g2 · Pion blanc sur case noire h2 · Tour blanche sur case noire a1 · Dame blanche sur case blanche d1 · Tour blanche sur case blanche f1 · Roi blanc sur case blanche h1 | Tour noire sur case blanche a8 · Fou noir sur case blanche c8 · Tour noire sur case noire f8 · Roi noir sur case blanche g8 · Pion noir sur case blanche b7 · Cavalier noir sur case blanche d7 · Fou noir sur case noire e7 · Pion noir sur case blanche f7 · Pion noir sur case noire g7 · Pion noir sur case blanche h7 · Pion noir sur case blanche a6 · Dame noire sur case noire b6 · Pion noir sur case noire d6 · Fou blanc sur case blanche d5 · Pion blanc sur case blanche a4 · Cavalier blanc sur case noire d4 · Pion blanc sur case blanche e4 · Cavalier blanc sur case noire c3 · Pion noir sur case noire e3 · Pion blanc sur case noire b2 · Pion blanc sur case blanche c2 · Pion blanc sur case blanche g2 · Pion blanc sur case noire h2 · Tour blanche sur case noire a1 · Dame blanche sur case blanche d1 · Tour blanche sur case blanche f1 · Roi blanc sur case blanche h1 | Tour noire sur case blanche a8 · Fou noir sur case blanche c8 · Tour noire sur case noire f8 · Roi noir sur case blanche g8 · Pion noir sur case blanche b7 · Cavalier noir sur case blanche d7 · Fou noir sur case noire e7 · Pion noir sur case blanche f7 · Pion noir sur case noire g7 · Pion noir sur case blanche h7 · Pion noir sur case blanche a6 · Dame noire sur case noire b6 · Pion noir sur case noire d6 · Fou blanc sur case blanche d5 · Pion blanc sur case blanche a4 · Cavalier blanc sur case noire d4 · Pion blanc sur case blanche e4 · Cavalier blanc sur case noire c3 · Pion noir sur case noire e3 · Pion blanc sur case noire b2 · Pion blanc sur case blanche c2 · Pion blanc sur case blanche g2 · Pion blanc sur case noire h2 · Tour blanche sur case noire a1 · Dame blanche sur case blanche d1 · Tour blanche sur case blanche f1 · Roi blanc sur case blanche h1 | Tour noire sur case blanche a8 · Fou noir sur case blanche c8 · Tour noire sur case noire f8 · Roi noir sur case blanche g8 · Pion noir sur case blanche b7 · Cavalier noir sur case blanche d7 · Fou noir sur case noire e7 · Pion noir sur case blanche f7 · Pion noir sur case noire g7 · Pion noir sur case blanche h7 · Pion noir sur case blanche a6 · Dame noire sur case noire b6 · Pion noir sur case noire d6 · Fou blanc sur case blanche d5 · Pion blanc sur case blanche a4 · Cavalier blanc sur case noire d4 · Pion blanc sur case blanche e4 · Cavalier blanc sur case noire c3 · Pion noir sur case noire e3 · Pion blanc sur case noire b2 · Pion blanc sur case blanche c2 · Pion blanc sur case blanche g2 · Pion blanc sur case noire h2 · Tour blanche sur case noire a1 · Dame blanche sur case blanche d1 · Tour blanche sur case blanche f1 · Roi blanc sur case blanche h1 | Tour noire sur case blanche a8 · Fou noir sur case blanche c8 · Tour noire sur case noire f8 · Roi noir sur case blanche g8 · Pion noir sur case blanche b7 · Cavalier noir sur case blanche d7 · Fou noir sur case noire e7 · Pion noir sur case blanche f7 · Pion noir sur case noire g7 · Pion noir sur case blanche h7 · Pion noir sur case blanche a6 · Dame noire sur case noire b6 · Pion noir sur case noire d6 · Fou blanc sur case blanche d5 · Pion blanc sur case blanche a4 · Cavalier blanc sur case noire d4 · Pion blanc sur case blanche e4 · Cavalier blanc sur case noire c3 · Pion noir sur case noire e3 · Pion blanc sur case noire b2 · Pion blanc sur case blanche c2 · Pion blanc sur case blanche g2 · Pion blanc sur case noire h2 · Tour blanche sur case noire a1 · Dame blanche sur case blanche d1 · Tour blanche sur case blanche f1 · Roi blanc sur case blanche h1 | Tour noire sur case blanche a8 · Fou noir sur case blanche c8 · Tour noire sur case noire f8 · Roi noir sur case blanche g8 · Pion noir sur case blanche b7 · Cavalier noir sur case blanche d7 · Fou noir sur case noire e7 · Pion noir sur case blanche f7 · Pion noir sur case noire g7 · Pion noir sur case blanche h7 · Pion noir sur case blanche a6 · Dame noire sur case noire b6 · Pion noir sur case noire d6 · Fou blanc sur case blanche d5 · Pion blanc sur case blanche a4 · Cavalier blanc sur case noire d4 · Pion blanc sur case blanche e4 · Cavalier blanc sur case noire c3 · Pion noir sur case noire e3 · Pion blanc sur case noire b2 · Pion blanc sur case blanche c2 · Pion blanc sur case blanche g2 · Pion blanc sur case noire h2 · Tour blanche sur case noire a1 · Dame blanche sur case blanche d1 · Tour blanche sur case blanche f1 · Roi blanc sur case blanche h1 | 1 |
|   | a | b | c | d | e | f | g | h |   |

|   | a | b | c | d | e | f | g | h |   |
| 8 | Tour noire sur case blanche a8 · Fou noir sur case blanche c8 · Roi noir sur case blanche g8 · Pion noir sur case noire a7 · Pion noir sur case blanche d7 · Cavalier noir sur case blanche f7 · Pion blanc sur case noire g7 · Pion noir sur case blanche c6 · Dame noire sur case noire d6 · Tour noire sur case blanche e6 · Tour blanche sur case blanche g6 · Pion noir sur case noire h6 · Pion noir sur case blanche b5 · Pion noir sur case noire e5 · Pion blanc sur case blanche h5 · Fou blanc sur case blanche c4 · Pion blanc sur case blanche e4 · Cavalier noir sur case noire f4 · Dame blanche sur case blanche g4 · Pion blanc sur case blanche b3 · Pion blanc sur case blanche a2 · Pion blanc sur case blanche c2 · Pion blanc sur case noire d2 · Roi blanc sur case blanche b1 · Tour blanche sur case noire g1 | Tour noire sur case blanche a8 · Fou noir sur case blanche c8 · Roi noir sur case blanche g8 · Pion noir sur case noire a7 · Pion noir sur case blanche d7 · Cavalier noir sur case blanche f7 · Pion blanc sur case noire g7 · Pion noir sur case blanche c6 · Dame noire sur case noire d6 · Tour noire sur case blanche e6 · Tour blanche sur case blanche g6 · Pion noir sur case noire h6 · Pion noir sur case blanche b5 · Pion noir sur case noire e5 · Pion blanc sur case blanche h5 · Fou blanc sur case blanche c4 · Pion blanc sur case blanche e4 · Cavalier noir sur case noire f4 · Dame blanche sur case blanche g4 · Pion blanc sur case blanche b3 · Pion blanc sur case blanche a2 · Pion blanc sur case blanche c2 · Pion blanc sur case noire d2 · Roi blanc sur case blanche b1 · Tour blanche sur case noire g1 | Tour noire sur case blanche a8 · Fou noir sur case blanche c8 · Roi noir sur case blanche g8 · Pion noir sur case noire a7 · Pion noir sur case blanche d7 · Cavalier noir sur case blanche f7 · Pion blanc sur case noire g7 · Pion noir sur case blanche c6 · Dame noire sur case noire d6 · Tour noire sur case blanche e6 · Tour blanche sur case blanche g6 · Pion noir sur case noire h6 · Pion noir sur case blanche b5 · Pion noir sur case noire e5 · Pion blanc sur case blanche h5 · Fou blanc sur case blanche c4 · Pion blanc sur case blanche e4 · Cavalier noir sur case noire f4 · Dame blanche sur case blanche g4 · Pion blanc sur case blanche b3 · Pion blanc sur case blanche a2 · Pion blanc sur case blanche c2 · Pion blanc sur case noire d2 · Roi blanc sur case blanche b1 · Tour blanche sur case noire g1 | Tour noire sur case blanche a8 · Fou noir sur case blanche c8 · Roi noir sur case blanche g8 · Pion noir sur case noire a7 · Pion noir sur case blanche d7 · Cavalier noir sur case blanche f7 · Pion blanc sur case noire g7 · Pion noir sur case blanche c6 · Dame noire sur case noire d6 · Tour noire sur case blanche e6 · Tour blanche sur case blanche g6 · Pion noir sur case noire h6 · Pion noir sur case blanche b5 · Pion noir sur case noire e5 · Pion blanc sur case blanche h5 · Fou blanc sur case blanche c4 · Pion blanc sur case blanche e4 · Cavalier noir sur case noire f4 · Dame blanche sur case blanche g4 · Pion blanc sur case blanche b3 · Pion blanc sur case blanche a2 · Pion blanc sur case blanche c2 · Pion blanc sur case noire d2 · Roi blanc sur case blanche b1 · Tour blanche sur case noire g1 | Tour noire sur case blanche a8 · Fou noir sur case blanche c8 · Roi noir sur case blanche g8 · Pion noir sur case noire a7 · Pion noir sur case blanche d7 · Cavalier noir sur case blanche f7 · Pion blanc sur case noire g7 · Pion noir sur case blanche c6 · Dame noire sur case noire d6 · Tour noire sur case blanche e6 · Tour blanche sur case blanche g6 · Pion noir sur case noire h6 · Pion noir sur case blanche b5 · Pion noir sur case noire e5 · Pion blanc sur case blanche h5 · Fou blanc sur case blanche c4 · Pion blanc sur case blanche e4 · Cavalier noir sur case noire f4 · Dame blanche sur case blanche g4 · Pion blanc sur case blanche b3 · Pion blanc sur case blanche a2 · Pion blanc sur case blanche c2 · Pion blanc sur case noire d2 · Roi blanc sur case blanche b1 · Tour blanche sur case noire g1 | Tour noire sur case blanche a8 · Fou noir sur case blanche c8 · Roi noir sur case blanche g8 · Pion noir sur case noire a7 · Pion noir sur case blanche d7 · Cavalier noir sur case blanche f7 · Pion blanc sur case noire g7 · Pion noir sur case blanche c6 · Dame noire sur case noire d6 · Tour noire sur case blanche e6 · Tour blanche sur case blanche g6 · Pion noir sur case noire h6 · Pion noir sur case blanche b5 · Pion noir sur case noire e5 · Pion blanc sur case blanche h5 · Fou blanc sur case blanche c4 · Pion blanc sur case blanche e4 · Cavalier noir sur case noire f4 · Dame blanche sur case blanche g4 · Pion blanc sur case blanche b3 · Pion blanc sur case blanche a2 · Pion blanc sur case blanche c2 · Pion blanc sur case noire d2 · Roi blanc sur case blanche b1 · Tour blanche sur case noire g1 | Tour noire sur case blanche a8 · Fou noir sur case blanche c8 · Roi noir sur case blanche g8 · Pion noir sur case noire a7 · Pion noir sur case blanche d7 · Cavalier noir sur case blanche f7 · Pion blanc sur case noire g7 · Pion noir sur case blanche c6 · Dame noire sur case noire d6 · Tour noire sur case blanche e6 · Tour blanche sur case blanche g6 · Pion noir sur case noire h6 · Pion noir sur case blanche b5 · Pion noir sur case noire e5 · Pion blanc sur case blanche h5 · Fou blanc sur case blanche c4 · Pion blanc sur case blanche e4 · Cavalier noir sur case noire f4 · Dame blanche sur case blanche g4 · Pion blanc sur case blanche b3 · Pion blanc sur case blanche a2 · Pion blanc sur case blanche c2 · Pion blanc sur case noire d2 · Roi blanc sur case blanche b1 · Tour blanche sur case noire g1 | Tour noire sur case blanche a8 · Fou noir sur case blanche c8 · Roi noir sur case blanche g8 · Pion noir sur case noire a7 · Pion noir sur case blanche d7 · Cavalier noir sur case blanche f7 · Pion blanc sur case noire g7 · Pion noir sur case blanche c6 · Dame noire sur case noire d6 · Tour noire sur case blanche e6 · Tour blanche sur case blanche g6 · Pion noir sur case noire h6 · Pion noir sur case blanche b5 · Pion noir sur case noire e5 · Pion blanc sur case blanche h5 · Fou blanc sur case blanche c4 · Pion blanc sur case blanche e4 · Cavalier noir sur case noire f4 · Dame blanche sur case blanche g4 · Pion blanc sur case blanche b3 · Pion blanc sur case blanche a2 · Pion blanc sur case blanche c2 · Pion blanc sur case noire d2 · Roi blanc sur case blanche b1 · Tour blanche sur case noire g1 | 8 |
| 7 | Tour noire sur case blanche a8 · Fou noir sur case blanche c8 · Roi noir sur case blanche g8 · Pion noir sur case noire a7 · Pion noir sur case blanche d7 · Cavalier noir sur case blanche f7 · Pion blanc sur case noire g7 · Pion noir sur case blanche c6 · Dame noire sur case noire d6 · Tour noire sur case blanche e6 · Tour blanche sur case blanche g6 · Pion noir sur case noire h6 · Pion noir sur case blanche b5 · Pion noir sur case noire e5 · Pion blanc sur case blanche h5 · Fou blanc sur case blanche c4 · Pion blanc sur case blanche e4 · Cavalier noir sur case noire f4 · Dame blanche sur case blanche g4 · Pion blanc sur case blanche b3 · Pion blanc sur case blanche a2 · Pion blanc sur case blanche c2 · Pion blanc sur case noire d2 · Roi blanc sur case blanche b1 · Tour blanche sur case noire g1 | Tour noire sur case blanche a8 · Fou noir sur case blanche c8 · Roi noir sur case blanche g8 · Pion noir sur case noire a7 · Pion noir sur case blanche d7 · Cavalier noir sur case blanche f7 · Pion blanc sur case noire g7 · Pion noir sur case blanche c6 · Dame noire sur case noire d6 · Tour noire sur case blanche e6 · Tour blanche sur case blanche g6 · Pion noir sur case noire h6 · Pion noir sur case blanche b5 · Pion noir sur case noire e5 · Pion blanc sur case blanche h5 · Fou blanc sur case blanche c4 · Pion blanc sur case blanche e4 · Cavalier noir sur case noire f4 · Dame blanche sur case blanche g4 · Pion blanc sur case blanche b3 · Pion blanc sur case blanche a2 · Pion blanc sur case blanche c2 · Pion blanc sur case noire d2 · Roi blanc sur case blanche b1 · Tour blanche sur case noire g1 | Tour noire sur case blanche a8 · Fou noir sur case blanche c8 · Roi noir sur case blanche g8 · Pion noir sur case noire a7 · Pion noir sur case blanche d7 · Cavalier noir sur case blanche f7 · Pion blanc sur case noire g7 · Pion noir sur case blanche c6 · Dame noire sur case noire d6 · Tour noire sur case blanche e6 · Tour blanche sur case blanche g6 · Pion noir sur case noire h6 · Pion noir sur case blanche b5 · Pion noir sur case noire e5 · Pion blanc sur case blanche h5 · Fou blanc sur case blanche c4 · Pion blanc sur case blanche e4 · Cavalier noir sur case noire f4 · Dame blanche sur case blanche g4 · Pion blanc sur case blanche b3 · Pion blanc sur case blanche a2 · Pion blanc sur case blanche c2 · Pion blanc sur case noire d2 · Roi blanc sur case blanche b1 · Tour blanche sur case noire g1 | Tour noire sur case blanche a8 · Fou noir sur case blanche c8 · Roi noir sur case blanche g8 · Pion noir sur case noire a7 · Pion noir sur case blanche d7 · Cavalier noir sur case blanche f7 · Pion blanc sur case noire g7 · Pion noir sur case blanche c6 · Dame noire sur case noire d6 · Tour noire sur case blanche e6 · Tour blanche sur case blanche g6 · Pion noir sur case noire h6 · Pion noir sur case blanche b5 · Pion noir sur case noire e5 · Pion blanc sur case blanche h5 · Fou blanc sur case blanche c4 · Pion blanc sur case blanche e4 · Cavalier noir sur case noire f4 · Dame blanche sur case blanche g4 · Pion blanc sur case blanche b3 · Pion blanc sur case blanche a2 · Pion blanc sur case blanche c2 · Pion blanc sur case noire d2 · Roi blanc sur case blanche b1 · Tour blanche sur case noire g1 | Tour noire sur case blanche a8 · Fou noir sur case blanche c8 · Roi noir sur case blanche g8 · Pion noir sur case noire a7 · Pion noir sur case blanche d7 · Cavalier noir sur case blanche f7 · Pion blanc sur case noire g7 · Pion noir sur case blanche c6 · Dame noire sur case noire d6 · Tour noire sur case blanche e6 · Tour blanche sur case blanche g6 · Pion noir sur case noire h6 · Pion noir sur case blanche b5 · Pion noir sur case noire e5 · Pion blanc sur case blanche h5 · Fou blanc sur case blanche c4 · Pion blanc sur case blanche e4 · Cavalier noir sur case noire f4 · Dame blanche sur case blanche g4 · Pion blanc sur case blanche b3 · Pion blanc sur case blanche a2 · Pion blanc sur case blanche c2 · Pion blanc sur case noire d2 · Roi blanc sur case blanche b1 · Tour blanche sur case noire g1 | Tour noire sur case blanche a8 · Fou noir sur case blanche c8 · Roi noir sur case blanche g8 · Pion noir sur case noire a7 · Pion noir sur case blanche d7 · Cavalier noir sur case blanche f7 · Pion blanc sur case noire g7 · Pion noir sur case blanche c6 · Dame noire sur case noire d6 · Tour noire sur case blanche e6 · Tour blanche sur case blanche g6 · Pion noir sur case noire h6 · Pion noir sur case blanche b5 · Pion noir sur case noire e5 · Pion blanc sur case blanche h5 · Fou blanc sur case blanche c4 · Pion blanc sur case blanche e4 · Cavalier noir sur case noire f4 · Dame blanche sur case blanche g4 · Pion blanc sur case blanche b3 · Pion blanc sur case blanche a2 · Pion blanc sur case blanche c2 · Pion blanc sur case noire d2 · Roi blanc sur case blanche b1 · Tour blanche sur case noire g1 | Tour noire sur case blanche a8 · Fou noir sur case blanche c8 · Roi noir sur case blanche g8 · Pion noir sur case noire a7 · Pion noir sur case blanche d7 · Cavalier noir sur case blanche f7 · Pion blanc sur case noire g7 · Pion noir sur case blanche c6 · Dame noire sur case noire d6 · Tour noire sur case blanche e6 · Tour blanche sur case blanche g6 · Pion noir sur case noire h6 · Pion noir sur case blanche b5 · Pion noir sur case noire e5 · Pion blanc sur case blanche h5 · Fou blanc sur case blanche c4 · Pion blanc sur case blanche e4 · Cavalier noir sur case noire f4 · Dame blanche sur case blanche g4 · Pion blanc sur case blanche b3 · Pion blanc sur case blanche a2 · Pion blanc sur case blanche c2 · Pion blanc sur case noire d2 · Roi blanc sur case blanche b1 · Tour blanche sur case noire g1 | Tour noire sur case blanche a8 · Fou noir sur case blanche c8 · Roi noir sur case blanche g8 · Pion noir sur case noire a7 · Pion noir sur case blanche d7 · Cavalier noir sur case blanche f7 · Pion blanc sur case noire g7 · Pion noir sur case blanche c6 · Dame noire sur case noire d6 · Tour noire sur case blanche e6 · Tour blanche sur case blanche g6 · Pion noir sur case noire h6 · Pion noir sur case blanche b5 · Pion noir sur case noire e5 · Pion blanc sur case blanche h5 · Fou blanc sur case blanche c4 · Pion blanc sur case blanche e4 · Cavalier noir sur case noire f4 · Dame blanche sur case blanche g4 · Pion blanc sur case blanche b3 · Pion blanc sur case blanche a2 · Pion blanc sur case blanche c2 · Pion blanc sur case noire d2 · Roi blanc sur case blanche b1 · Tour blanche sur case noire g1 | 7 |
| 6 | Tour noire sur case blanche a8 · Fou noir sur case blanche c8 · Roi noir sur case blanche g8 · Pion noir sur case noire a7 · Pion noir sur case blanche d7 · Cavalier noir sur case blanche f7 · Pion blanc sur case noire g7 · Pion noir sur case blanche c6 · Dame noire sur case noire d6 · Tour noire sur case blanche e6 · Tour blanche sur case blanche g6 · Pion noir sur case noire h6 · Pion noir sur case blanche b5 · Pion noir sur case noire e5 · Pion blanc sur case blanche h5 · Fou blanc sur case blanche c4 · Pion blanc sur case blanche e4 · Cavalier noir sur case noire f4 · Dame blanche sur case blanche g4 · Pion blanc sur case blanche b3 · Pion blanc sur case blanche a2 · Pion blanc sur case blanche c2 · Pion blanc sur case noire d2 · Roi blanc sur case blanche b1 · Tour blanche sur case noire g1 | Tour noire sur case blanche a8 · Fou noir sur case blanche c8 · Roi noir sur case blanche g8 · Pion noir sur case noire a7 · Pion noir sur case blanche d7 · Cavalier noir sur case blanche f7 · Pion blanc sur case noire g7 · Pion noir sur case blanche c6 · Dame noire sur case noire d6 · Tour noire sur case blanche e6 · Tour blanche sur case blanche g6 · Pion noir sur case noire h6 · Pion noir sur case blanche b5 · Pion noir sur case noire e5 · Pion blanc sur case blanche h5 · Fou blanc sur case blanche c4 · Pion blanc sur case blanche e4 · Cavalier noir sur case noire f4 · Dame blanche sur case blanche g4 · Pion blanc sur case blanche b3 · Pion blanc sur case blanche a2 · Pion blanc sur case blanche c2 · Pion blanc sur case noire d2 · Roi blanc sur case blanche b1 · Tour blanche sur case noire g1 | Tour noire sur case blanche a8 · Fou noir sur case blanche c8 · Roi noir sur case blanche g8 · Pion noir sur case noire a7 · Pion noir sur case blanche d7 · Cavalier noir sur case blanche f7 · Pion blanc sur case noire g7 · Pion noir sur case blanche c6 · Dame noire sur case noire d6 · Tour noire sur case blanche e6 · Tour blanche sur case blanche g6 · Pion noir sur case noire h6 · Pion noir sur case blanche b5 · Pion noir sur case noire e5 · Pion blanc sur case blanche h5 · Fou blanc sur case blanche c4 · Pion blanc sur case blanche e4 · Cavalier noir sur case noire f4 · Dame blanche sur case blanche g4 · Pion blanc sur case blanche b3 · Pion blanc sur case blanche a2 · Pion blanc sur case blanche c2 · Pion blanc sur case noire d2 · Roi blanc sur case blanche b1 · Tour blanche sur case noire g1 | Tour noire sur case blanche a8 · Fou noir sur case blanche c8 · Roi noir sur case blanche g8 · Pion noir sur case noire a7 · Pion noir sur case blanche d7 · Cavalier noir sur case blanche f7 · Pion blanc sur case noire g7 · Pion noir sur case blanche c6 · Dame noire sur case noire d6 · Tour noire sur case blanche e6 · Tour blanche sur case blanche g6 · Pion noir sur case noire h6 · Pion noir sur case blanche b5 · Pion noir sur case noire e5 · Pion blanc sur case blanche h5 · Fou blanc sur case blanche c4 · Pion blanc sur case blanche e4 · Cavalier noir sur case noire f4 · Dame blanche sur case blanche g4 · Pion blanc sur case blanche b3 · Pion blanc sur case blanche a2 · Pion blanc sur case blanche c2 · Pion blanc sur case noire d2 · Roi blanc sur case blanche b1 · Tour blanche sur case noire g1 | Tour noire sur case blanche a8 · Fou noir sur case blanche c8 · Roi noir sur case blanche g8 · Pion noir sur case noire a7 · Pion noir sur case blanche d7 · Cavalier noir sur case blanche f7 · Pion blanc sur case noire g7 · Pion noir sur case blanche c6 · Dame noire sur case noire d6 · Tour noire sur case blanche e6 · Tour blanche sur case blanche g6 · Pion noir sur case noire h6 · Pion noir sur case blanche b5 · Pion noir sur case noire e5 · Pion blanc sur case blanche h5 · Fou blanc sur case blanche c4 · Pion blanc sur case blanche e4 · Cavalier noir sur case noire f4 · Dame blanche sur case blanche g4 · Pion blanc sur case blanche b3 · Pion blanc sur case blanche a2 · Pion blanc sur case blanche c2 · Pion blanc sur case noire d2 · Roi blanc sur case blanche b1 · Tour blanche sur case noire g1 | Tour noire sur case blanche a8 · Fou noir sur case blanche c8 · Roi noir sur case blanche g8 · Pion noir sur case noire a7 · Pion noir sur case blanche d7 · Cavalier noir sur case blanche f7 · Pion blanc sur case noire g7 · Pion noir sur case blanche c6 · Dame noire sur case noire d6 · Tour noire sur case blanche e6 · Tour blanche sur case blanche g6 · Pion noir sur case noire h6 · Pion noir sur case blanche b5 · Pion noir sur case noire e5 · Pion blanc sur case blanche h5 · Fou blanc sur case blanche c4 · Pion blanc sur case blanche e4 · Cavalier noir sur case noire f4 · Dame blanche sur case blanche g4 · Pion blanc sur case blanche b3 · Pion blanc sur case blanche a2 · Pion blanc sur case blanche c2 · Pion blanc sur case noire d2 · Roi blanc sur case blanche b1 · Tour blanche sur case noire g1 | Tour noire sur case blanche a8 · Fou noir sur case blanche c8 · Roi noir sur case blanche g8 · Pion noir sur case noire a7 · Pion noir sur case blanche d7 · Cavalier noir sur case blanche f7 · Pion blanc sur case noire g7 · Pion noir sur case blanche c6 · Dame noire sur case noire d6 · Tour noire sur case blanche e6 · Tour blanche sur case blanche g6 · Pion noir sur case noire h6 · Pion noir sur case blanche b5 · Pion noir sur case noire e5 · Pion blanc sur case blanche h5 · Fou blanc sur case blanche c4 · Pion blanc sur case blanche e4 · Cavalier noir sur case noire f4 · Dame blanche sur case blanche g4 · Pion blanc sur case blanche b3 · Pion blanc sur case blanche a2 · Pion blanc sur case blanche c2 · Pion blanc sur case noire d2 · Roi blanc sur case blanche b1 · Tour blanche sur case noire g1 | Tour noire sur case blanche a8 · Fou noir sur case blanche c8 · Roi noir sur case blanche g8 · Pion noir sur case noire a7 · Pion noir sur case blanche d7 · Cavalier noir sur case blanche f7 · Pion blanc sur case noire g7 · Pion noir sur case blanche c6 · Dame noire sur case noire d6 · Tour noire sur case blanche e6 · Tour blanche sur case blanche g6 · Pion noir sur case noire h6 · Pion noir sur case blanche b5 · Pion noir sur case noire e5 · Pion blanc sur case blanche h5 · Fou blanc sur case blanche c4 · Pion blanc sur case blanche e4 · Cavalier noir sur case noire f4 · Dame blanche sur case blanche g4 · Pion blanc sur case blanche b3 · Pion blanc sur case blanche a2 · Pion blanc sur case blanche c2 · Pion blanc sur case noire d2 · Roi blanc sur case blanche b1 · Tour blanche sur case noire g1 | 6 |
| 5 | Tour noire sur case blanche a8 · Fou noir sur case blanche c8 · Roi noir sur case blanche g8 · Pion noir sur case noire a7 · Pion noir sur case blanche d7 · Cavalier noir sur case blanche f7 · Pion blanc sur case noire g7 · Pion noir sur case blanche c6 · Dame noire sur case noire d6 · Tour noire sur case blanche e6 · Tour blanche sur case blanche g6 · Pion noir sur case noire h6 · Pion noir sur case blanche b5 · Pion noir sur case noire e5 · Pion blanc sur case blanche h5 · Fou blanc sur case blanche c4 · Pion blanc sur case blanche e4 · Cavalier noir sur case noire f4 · Dame blanche sur case blanche g4 · Pion blanc sur case blanche b3 · Pion blanc sur case blanche a2 · Pion blanc sur case blanche c2 · Pion blanc sur case noire d2 · Roi blanc sur case blanche b1 · Tour blanche sur case noire g1 | Tour noire sur case blanche a8 · Fou noir sur case blanche c8 · Roi noir sur case blanche g8 · Pion noir sur case noire a7 · Pion noir sur case blanche d7 · Cavalier noir sur case blanche f7 · Pion blanc sur case noire g7 · Pion noir sur case blanche c6 · Dame noire sur case noire d6 · Tour noire sur case blanche e6 · Tour blanche sur case blanche g6 · Pion noir sur case noire h6 · Pion noir sur case blanche b5 · Pion noir sur case noire e5 · Pion blanc sur case blanche h5 · Fou blanc sur case blanche c4 · Pion blanc sur case blanche e4 · Cavalier noir sur case noire f4 · Dame blanche sur case blanche g4 · Pion blanc sur case blanche b3 · Pion blanc sur case blanche a2 · Pion blanc sur case blanche c2 · Pion blanc sur case noire d2 · Roi blanc sur case blanche b1 · Tour blanche sur case noire g1 | Tour noire sur case blanche a8 · Fou noir sur case blanche c8 · Roi noir sur case blanche g8 · Pion noir sur case noire a7 · Pion noir sur case blanche d7 · Cavalier noir sur case blanche f7 · Pion blanc sur case noire g7 · Pion noir sur case blanche c6 · Dame noire sur case noire d6 · Tour noire sur case blanche e6 · Tour blanche sur case blanche g6 · Pion noir sur case noire h6 · Pion noir sur case blanche b5 · Pion noir sur case noire e5 · Pion blanc sur case blanche h5 · Fou blanc sur case blanche c4 · Pion blanc sur case blanche e4 · Cavalier noir sur case noire f4 · Dame blanche sur case blanche g4 · Pion blanc sur case blanche b3 · Pion blanc sur case blanche a2 · Pion blanc sur case blanche c2 · Pion blanc sur case noire d2 · Roi blanc sur case blanche b1 · Tour blanche sur case noire g1 | Tour noire sur case blanche a8 · Fou noir sur case blanche c8 · Roi noir sur case blanche g8 · Pion noir sur case noire a7 · Pion noir sur case blanche d7 · Cavalier noir sur case blanche f7 · Pion blanc sur case noire g7 · Pion noir sur case blanche c6 · Dame noire sur case noire d6 · Tour noire sur case blanche e6 · Tour blanche sur case blanche g6 · Pion noir sur case noire h6 · Pion noir sur case blanche b5 · Pion noir sur case noire e5 · Pion blanc sur case blanche h5 · Fou blanc sur case blanche c4 · Pion blanc sur case blanche e4 · Cavalier noir sur case noire f4 · Dame blanche sur case blanche g4 · Pion blanc sur case blanche b3 · Pion blanc sur case blanche a2 · Pion blanc sur case blanche c2 · Pion blanc sur case noire d2 · Roi blanc sur case blanche b1 · Tour blanche sur case noire g1 | Tour noire sur case blanche a8 · Fou noir sur case blanche c8 · Roi noir sur case blanche g8 · Pion noir sur case noire a7 · Pion noir sur case blanche d7 · Cavalier noir sur case blanche f7 · Pion blanc sur case noire g7 · Pion noir sur case blanche c6 · Dame noire sur case noire d6 · Tour noire sur case blanche e6 · Tour blanche sur case blanche g6 · Pion noir sur case noire h6 · Pion noir sur case blanche b5 · Pion noir sur case noire e5 · Pion blanc sur case blanche h5 · Fou blanc sur case blanche c4 · Pion blanc sur case blanche e4 · Cavalier noir sur case noire f4 · Dame blanche sur case blanche g4 · Pion blanc sur case blanche b3 · Pion blanc sur case blanche a2 · Pion blanc sur case blanche c2 · Pion blanc sur case noire d2 · Roi blanc sur case blanche b1 · Tour blanche sur case noire g1 | Tour noire sur case blanche a8 · Fou noir sur case blanche c8 · Roi noir sur case blanche g8 · Pion noir sur case noire a7 · Pion noir sur case blanche d7 · Cavalier noir sur case blanche f7 · Pion blanc sur case noire g7 · Pion noir sur case blanche c6 · Dame noire sur case noire d6 · Tour noire sur case blanche e6 · Tour blanche sur case blanche g6 · Pion noir sur case noire h6 · Pion noir sur case blanche b5 · Pion noir sur case noire e5 · Pion blanc sur case blanche h5 · Fou blanc sur case blanche c4 · Pion blanc sur case blanche e4 · Cavalier noir sur case noire f4 · Dame blanche sur case blanche g4 · Pion blanc sur case blanche b3 · Pion blanc sur case blanche a2 · Pion blanc sur case blanche c2 · Pion blanc sur case noire d2 · Roi blanc sur case blanche b1 · Tour blanche sur case noire g1 | Tour noire sur case blanche a8 · Fou noir sur case blanche c8 · Roi noir sur case blanche g8 · Pion noir sur case noire a7 · Pion noir sur case blanche d7 · Cavalier noir sur case blanche f7 · Pion blanc sur case noire g7 · Pion noir sur case blanche c6 · Dame noire sur case noire d6 · Tour noire sur case blanche e6 · Tour blanche sur case blanche g6 · Pion noir sur case noire h6 · Pion noir sur case blanche b5 · Pion noir sur case noire e5 · Pion blanc sur case blanche h5 · Fou blanc sur case blanche c4 · Pion blanc sur case blanche e4 · Cavalier noir sur case noire f4 · Dame blanche sur case blanche g4 · Pion blanc sur case blanche b3 · Pion blanc sur case blanche a2 · Pion blanc sur case blanche c2 · Pion blanc sur case noire d2 · Roi blanc sur case blanche b1 · Tour blanche sur case noire g1 | Tour noire sur case blanche a8 · Fou noir sur case blanche c8 · Roi noir sur case blanche g8 · Pion noir sur case noire a7 · Pion noir sur case blanche d7 · Cavalier noir sur case blanche f7 · Pion blanc sur case noire g7 · Pion noir sur case blanche c6 · Dame noire sur case noire d6 · Tour noire sur case blanche e6 · Tour blanche sur case blanche g6 · Pion noir sur case noire h6 · Pion noir sur case blanche b5 · Pion noir sur case noire e5 · Pion blanc sur case blanche h5 · Fou blanc sur case blanche c4 · Pion blanc sur case blanche e4 · Cavalier noir sur case noire f4 · Dame blanche sur case blanche g4 · Pion blanc sur case blanche b3 · Pion blanc sur case blanche a2 · Pion blanc sur case blanche c2 · Pion blanc sur case noire d2 · Roi blanc sur case blanche b1 · Tour blanche sur case noire g1 | 5 |
| 4 | Tour noire sur case blanche a8 · Fou noir sur case blanche c8 · Roi noir sur case blanche g8 · Pion noir sur case noire a7 · Pion noir sur case blanche d7 · Cavalier noir sur case blanche f7 · Pion blanc sur case noire g7 · Pion noir sur case blanche c6 · Dame noire sur case noire d6 · Tour noire sur case blanche e6 · Tour blanche sur case blanche g6 · Pion noir sur case noire h6 · Pion noir sur case blanche b5 · Pion noir sur case noire e5 · Pion blanc sur case blanche h5 · Fou blanc sur case blanche c4 · Pion blanc sur case blanche e4 · Cavalier noir sur case noire f4 · Dame blanche sur case blanche g4 · Pion blanc sur case blanche b3 · Pion blanc sur case blanche a2 · Pion blanc sur case blanche c2 · Pion blanc sur case noire d2 · Roi blanc sur case blanche b1 · Tour blanche sur case noire g1 | Tour noire sur case blanche a8 · Fou noir sur case blanche c8 · Roi noir sur case blanche g8 · Pion noir sur case noire a7 · Pion noir sur case blanche d7 · Cavalier noir sur case blanche f7 · Pion blanc sur case noire g7 · Pion noir sur case blanche c6 · Dame noire sur case noire d6 · Tour noire sur case blanche e6 · Tour blanche sur case blanche g6 · Pion noir sur case noire h6 · Pion noir sur case blanche b5 · Pion noir sur case noire e5 · Pion blanc sur case blanche h5 · Fou blanc sur case blanche c4 · Pion blanc sur case blanche e4 · Cavalier noir sur case noire f4 · Dame blanche sur case blanche g4 · Pion blanc sur case blanche b3 · Pion blanc sur case blanche a2 · Pion blanc sur case blanche c2 · Pion blanc sur case noire d2 · Roi blanc sur case blanche b1 · Tour blanche sur case noire g1 | Tour noire sur case blanche a8 · Fou noir sur case blanche c8 · Roi noir sur case blanche g8 · Pion noir sur case noire a7 · Pion noir sur case blanche d7 · Cavalier noir sur case blanche f7 · Pion blanc sur case noire g7 · Pion noir sur case blanche c6 · Dame noire sur case noire d6 · Tour noire sur case blanche e6 · Tour blanche sur case blanche g6 · Pion noir sur case noire h6 · Pion noir sur case blanche b5 · Pion noir sur case noire e5 · Pion blanc sur case blanche h5 · Fou blanc sur case blanche c4 · Pion blanc sur case blanche e4 · Cavalier noir sur case noire f4 · Dame blanche sur case blanche g4 · Pion blanc sur case blanche b3 · Pion blanc sur case blanche a2 · Pion blanc sur case blanche c2 · Pion blanc sur case noire d2 · Roi blanc sur case blanche b1 · Tour blanche sur case noire g1 | Tour noire sur case blanche a8 · Fou noir sur case blanche c8 · Roi noir sur case blanche g8 · Pion noir sur case noire a7 · Pion noir sur case blanche d7 · Cavalier noir sur case blanche f7 · Pion blanc sur case noire g7 · Pion noir sur case blanche c6 · Dame noire sur case noire d6 · Tour noire sur case blanche e6 · Tour blanche sur case blanche g6 · Pion noir sur case noire h6 · Pion noir sur case blanche b5 · Pion noir sur case noire e5 · Pion blanc sur case blanche h5 · Fou blanc sur case blanche c4 · Pion blanc sur case blanche e4 · Cavalier noir sur case noire f4 · Dame blanche sur case blanche g4 · Pion blanc sur case blanche b3 · Pion blanc sur case blanche a2 · Pion blanc sur case blanche c2 · Pion blanc sur case noire d2 · Roi blanc sur case blanche b1 · Tour blanche sur case noire g1 | Tour noire sur case blanche a8 · Fou noir sur case blanche c8 · Roi noir sur case blanche g8 · Pion noir sur case noire a7 · Pion noir sur case blanche d7 · Cavalier noir sur case blanche f7 · Pion blanc sur case noire g7 · Pion noir sur case blanche c6 · Dame noire sur case noire d6 · Tour noire sur case blanche e6 · Tour blanche sur case blanche g6 · Pion noir sur case noire h6 · Pion noir sur case blanche b5 · Pion noir sur case noire e5 · Pion blanc sur case blanche h5 · Fou blanc sur case blanche c4 · Pion blanc sur case blanche e4 · Cavalier noir sur case noire f4 · Dame blanche sur case blanche g4 · Pion blanc sur case blanche b3 · Pion blanc sur case blanche a2 · Pion blanc sur case blanche c2 · Pion blanc sur case noire d2 · Roi blanc sur case blanche b1 · Tour blanche sur case noire g1 | Tour noire sur case blanche a8 · Fou noir sur case blanche c8 · Roi noir sur case blanche g8 · Pion noir sur case noire a7 · Pion noir sur case blanche d7 · Cavalier noir sur case blanche f7 · Pion blanc sur case noire g7 · Pion noir sur case blanche c6 · Dame noire sur case noire d6 · Tour noire sur case blanche e6 · Tour blanche sur case blanche g6 · Pion noir sur case noire h6 · Pion noir sur case blanche b5 · Pion noir sur case noire e5 · Pion blanc sur case blanche h5 · Fou blanc sur case blanche c4 · Pion blanc sur case blanche e4 · Cavalier noir sur case noire f4 · Dame blanche sur case blanche g4 · Pion blanc sur case blanche b3 · Pion blanc sur case blanche a2 · Pion blanc sur case blanche c2 · Pion blanc sur case noire d2 · Roi blanc sur case blanche b1 · Tour blanche sur case noire g1 | Tour noire sur case blanche a8 · Fou noir sur case blanche c8 · Roi noir sur case blanche g8 · Pion noir sur case noire a7 · Pion noir sur case blanche d7 · Cavalier noir sur case blanche f7 · Pion blanc sur case noire g7 · Pion noir sur case blanche c6 · Dame noire sur case noire d6 · Tour noire sur case blanche e6 · Tour blanche sur case blanche g6 · Pion noir sur case noire h6 · Pion noir sur case blanche b5 · Pion noir sur case noire e5 · Pion blanc sur case blanche h5 · Fou blanc sur case blanche c4 · Pion blanc sur case blanche e4 · Cavalier noir sur case noire f4 · Dame blanche sur case blanche g4 · Pion blanc sur case blanche b3 · Pion blanc sur case blanche a2 · Pion blanc sur case blanche c2 · Pion blanc sur case noire d2 · Roi blanc sur case blanche b1 · Tour blanche sur case noire g1 | Tour noire sur case blanche a8 · Fou noir sur case blanche c8 · Roi noir sur case blanche g8 · Pion noir sur case noire a7 · Pion noir sur case blanche d7 · Cavalier noir sur case blanche f7 · Pion blanc sur case noire g7 · Pion noir sur case blanche c6 · Dame noire sur case noire d6 · Tour noire sur case blanche e6 · Tour blanche sur case blanche g6 · Pion noir sur case noire h6 · Pion noir sur case blanche b5 · Pion noir sur case noire e5 · Pion blanc sur case blanche h5 · Fou blanc sur case blanche c4 · Pion blanc sur case blanche e4 · Cavalier noir sur case noire f4 · Dame blanche sur case blanche g4 · Pion blanc sur case blanche b3 · Pion blanc sur case blanche a2 · Pion blanc sur case blanche c2 · Pion blanc sur case noire d2 · Roi blanc sur case blanche b1 · Tour blanche sur case noire g1 | 4 |
| 3 | Tour noire sur case blanche a8 · Fou noir sur case blanche c8 · Roi noir sur case blanche g8 · Pion noir sur case noire a7 · Pion noir sur case blanche d7 · Cavalier noir sur case blanche f7 · Pion blanc sur case noire g7 · Pion noir sur case blanche c6 · Dame noire sur case noire d6 · Tour noire sur case blanche e6 · Tour blanche sur case blanche g6 · Pion noir sur case noire h6 · Pion noir sur case blanche b5 · Pion noir sur case noire e5 · Pion blanc sur case blanche h5 · Fou blanc sur case blanche c4 · Pion blanc sur case blanche e4 · Cavalier noir sur case noire f4 · Dame blanche sur case blanche g4 · Pion blanc sur case blanche b3 · Pion blanc sur case blanche a2 · Pion blanc sur case blanche c2 · Pion blanc sur case noire d2 · Roi blanc sur case blanche b1 · Tour blanche sur case noire g1 | Tour noire sur case blanche a8 · Fou noir sur case blanche c8 · Roi noir sur case blanche g8 · Pion noir sur case noire a7 · Pion noir sur case blanche d7 · Cavalier noir sur case blanche f7 · Pion blanc sur case noire g7 · Pion noir sur case blanche c6 · Dame noire sur case noire d6 · Tour noire sur case blanche e6 · Tour blanche sur case blanche g6 · Pion noir sur case noire h6 · Pion noir sur case blanche b5 · Pion noir sur case noire e5 · Pion blanc sur case blanche h5 · Fou blanc sur case blanche c4 · Pion blanc sur case blanche e4 · Cavalier noir sur case noire f4 · Dame blanche sur case blanche g4 · Pion blanc sur case blanche b3 · Pion blanc sur case blanche a2 · Pion blanc sur case blanche c2 · Pion blanc sur case noire d2 · Roi blanc sur case blanche b1 · Tour blanche sur case noire g1 | Tour noire sur case blanche a8 · Fou noir sur case blanche c8 · Roi noir sur case blanche g8 · Pion noir sur case noire a7 · Pion noir sur case blanche d7 · Cavalier noir sur case blanche f7 · Pion blanc sur case noire g7 · Pion noir sur case blanche c6 · Dame noire sur case noire d6 · Tour noire sur case blanche e6 · Tour blanche sur case blanche g6 · Pion noir sur case noire h6 · Pion noir sur case blanche b5 · Pion noir sur case noire e5 · Pion blanc sur case blanche h5 · Fou blanc sur case blanche c4 · Pion blanc sur case blanche e4 · Cavalier noir sur case noire f4 · Dame blanche sur case blanche g4 · Pion blanc sur case blanche b3 · Pion blanc sur case blanche a2 · Pion blanc sur case blanche c2 · Pion blanc sur case noire d2 · Roi blanc sur case blanche b1 · Tour blanche sur case noire g1 | Tour noire sur case blanche a8 · Fou noir sur case blanche c8 · Roi noir sur case blanche g8 · Pion noir sur case noire a7 · Pion noir sur case blanche d7 · Cavalier noir sur case blanche f7 · Pion blanc sur case noire g7 · Pion noir sur case blanche c6 · Dame noire sur case noire d6 · Tour noire sur case blanche e6 · Tour blanche sur case blanche g6 · Pion noir sur case noire h6 · Pion noir sur case blanche b5 · Pion noir sur case noire e5 · Pion blanc sur case blanche h5 · Fou blanc sur case blanche c4 · Pion blanc sur case blanche e4 · Cavalier noir sur case noire f4 · Dame blanche sur case blanche g4 · Pion blanc sur case blanche b3 · Pion blanc sur case blanche a2 · Pion blanc sur case blanche c2 · Pion blanc sur case noire d2 · Roi blanc sur case blanche b1 · Tour blanche sur case noire g1 | Tour noire sur case blanche a8 · Fou noir sur case blanche c8 · Roi noir sur case blanche g8 · Pion noir sur case noire a7 · Pion noir sur case blanche d7 · Cavalier noir sur case blanche f7 · Pion blanc sur case noire g7 · Pion noir sur case blanche c6 · Dame noire sur case noire d6 · Tour noire sur case blanche e6 · Tour blanche sur case blanche g6 · Pion noir sur case noire h6 · Pion noir sur case blanche b5 · Pion noir sur case noire e5 · Pion blanc sur case blanche h5 · Fou blanc sur case blanche c4 · Pion blanc sur case blanche e4 · Cavalier noir sur case noire f4 · Dame blanche sur case blanche g4 · Pion blanc sur case blanche b3 · Pion blanc sur case blanche a2 · Pion blanc sur case blanche c2 · Pion blanc sur case noire d2 · Roi blanc sur case blanche b1 · Tour blanche sur case noire g1 | Tour noire sur case blanche a8 · Fou noir sur case blanche c8 · Roi noir sur case blanche g8 · Pion noir sur case noire a7 · Pion noir sur case blanche d7 · Cavalier noir sur case blanche f7 · Pion blanc sur case noire g7 · Pion noir sur case blanche c6 · Dame noire sur case noire d6 · Tour noire sur case blanche e6 · Tour blanche sur case blanche g6 · Pion noir sur case noire h6 · Pion noir sur case blanche b5 · Pion noir sur case noire e5 · Pion blanc sur case blanche h5 · Fou blanc sur case blanche c4 · Pion blanc sur case blanche e4 · Cavalier noir sur case noire f4 · Dame blanche sur case blanche g4 · Pion blanc sur case blanche b3 · Pion blanc sur case blanche a2 · Pion blanc sur case blanche c2 · Pion blanc sur case noire d2 · Roi blanc sur case blanche b1 · Tour blanche sur case noire g1 | Tour noire sur case blanche a8 · Fou noir sur case blanche c8 · Roi noir sur case blanche g8 · Pion noir sur case noire a7 · Pion noir sur case blanche d7 · Cavalier noir sur case blanche f7 · Pion blanc sur case noire g7 · Pion noir sur case blanche c6 · Dame noire sur case noire d6 · Tour noire sur case blanche e6 · Tour blanche sur case blanche g6 · Pion noir sur case noire h6 · Pion noir sur case blanche b5 · Pion noir sur case noire e5 · Pion blanc sur case blanche h5 · Fou blanc sur case blanche c4 · Pion blanc sur case blanche e4 · Cavalier noir sur case noire f4 · Dame blanche sur case blanche g4 · Pion blanc sur case blanche b3 · Pion blanc sur case blanche a2 · Pion blanc sur case blanche c2 · Pion blanc sur case noire d2 · Roi blanc sur case blanche b1 · Tour blanche sur case noire g1 | Tour noire sur case blanche a8 · Fou noir sur case blanche c8 · Roi noir sur case blanche g8 · Pion noir sur case noire a7 · Pion noir sur case blanche d7 · Cavalier noir sur case blanche f7 · Pion blanc sur case noire g7 · Pion noir sur case blanche c6 · Dame noire sur case noire d6 · Tour noire sur case blanche e6 · Tour blanche sur case blanche g6 · Pion noir sur case noire h6 · Pion noir sur case blanche b5 · Pion noir sur case noire e5 · Pion blanc sur case blanche h5 · Fou blanc sur case blanche c4 · Pion blanc sur case blanche e4 · Cavalier noir sur case noire f4 · Dame blanche sur case blanche g4 · Pion blanc sur case blanche b3 · Pion blanc sur case blanche a2 · Pion blanc sur case blanche c2 · Pion blanc sur case noire d2 · Roi blanc sur case blanche b1 · Tour blanche sur case noire g1 | 3 |
| 2 | Tour noire sur case blanche a8 · Fou noir sur case blanche c8 · Roi noir sur case blanche g8 · Pion noir sur case noire a7 · Pion noir sur case blanche d7 · Cavalier noir sur case blanche f7 · Pion blanc sur case noire g7 · Pion noir sur case blanche c6 · Dame noire sur case noire d6 · Tour noire sur case blanche e6 · Tour blanche sur case blanche g6 · Pion noir sur case noire h6 · Pion noir sur case blanche b5 · Pion noir sur case noire e5 · Pion blanc sur case blanche h5 · Fou blanc sur case blanche c4 · Pion blanc sur case blanche e4 · Cavalier noir sur case noire f4 · Dame blanche sur case blanche g4 · Pion blanc sur case blanche b3 · Pion blanc sur case blanche a2 · Pion blanc sur case blanche c2 · Pion blanc sur case noire d2 · Roi blanc sur case blanche b1 · Tour blanche sur case noire g1 | Tour noire sur case blanche a8 · Fou noir sur case blanche c8 · Roi noir sur case blanche g8 · Pion noir sur case noire a7 · Pion noir sur case blanche d7 · Cavalier noir sur case blanche f7 · Pion blanc sur case noire g7 · Pion noir sur case blanche c6 · Dame noire sur case noire d6 · Tour noire sur case blanche e6 · Tour blanche sur case blanche g6 · Pion noir sur case noire h6 · Pion noir sur case blanche b5 · Pion noir sur case noire e5 · Pion blanc sur case blanche h5 · Fou blanc sur case blanche c4 · Pion blanc sur case blanche e4 · Cavalier noir sur case noire f4 · Dame blanche sur case blanche g4 · Pion blanc sur case blanche b3 · Pion blanc sur case blanche a2 · Pion blanc sur case blanche c2 · Pion blanc sur case noire d2 · Roi blanc sur case blanche b1 · Tour blanche sur case noire g1 | Tour noire sur case blanche a8 · Fou noir sur case blanche c8 · Roi noir sur case blanche g8 · Pion noir sur case noire a7 · Pion noir sur case blanche d7 · Cavalier noir sur case blanche f7 · Pion blanc sur case noire g7 · Pion noir sur case blanche c6 · Dame noire sur case noire d6 · Tour noire sur case blanche e6 · Tour blanche sur case blanche g6 · Pion noir sur case noire h6 · Pion noir sur case blanche b5 · Pion noir sur case noire e5 · Pion blanc sur case blanche h5 · Fou blanc sur case blanche c4 · Pion blanc sur case blanche e4 · Cavalier noir sur case noire f4 · Dame blanche sur case blanche g4 · Pion blanc sur case blanche b3 · Pion blanc sur case blanche a2 · Pion blanc sur case blanche c2 · Pion blanc sur case noire d2 · Roi blanc sur case blanche b1 · Tour blanche sur case noire g1 | Tour noire sur case blanche a8 · Fou noir sur case blanche c8 · Roi noir sur case blanche g8 · Pion noir sur case noire a7 · Pion noir sur case blanche d7 · Cavalier noir sur case blanche f7 · Pion blanc sur case noire g7 · Pion noir sur case blanche c6 · Dame noire sur case noire d6 · Tour noire sur case blanche e6 · Tour blanche sur case blanche g6 · Pion noir sur case noire h6 · Pion noir sur case blanche b5 · Pion noir sur case noire e5 · Pion blanc sur case blanche h5 · Fou blanc sur case blanche c4 · Pion blanc sur case blanche e4 · Cavalier noir sur case noire f4 · Dame blanche sur case blanche g4 · Pion blanc sur case blanche b3 · Pion blanc sur case blanche a2 · Pion blanc sur case blanche c2 · Pion blanc sur case noire d2 · Roi blanc sur case blanche b1 · Tour blanche sur case noire g1 | Tour noire sur case blanche a8 · Fou noir sur case blanche c8 · Roi noir sur case blanche g8 · Pion noir sur case noire a7 · Pion noir sur case blanche d7 · Cavalier noir sur case blanche f7 · Pion blanc sur case noire g7 · Pion noir sur case blanche c6 · Dame noire sur case noire d6 · Tour noire sur case blanche e6 · Tour blanche sur case blanche g6 · Pion noir sur case noire h6 · Pion noir sur case blanche b5 · Pion noir sur case noire e5 · Pion blanc sur case blanche h5 · Fou blanc sur case blanche c4 · Pion blanc sur case blanche e4 · Cavalier noir sur case noire f4 · Dame blanche sur case blanche g4 · Pion blanc sur case blanche b3 · Pion blanc sur case blanche a2 · Pion blanc sur case blanche c2 · Pion blanc sur case noire d2 · Roi blanc sur case blanche b1 · Tour blanche sur case noire g1 | Tour noire sur case blanche a8 · Fou noir sur case blanche c8 · Roi noir sur case blanche g8 · Pion noir sur case noire a7 · Pion noir sur case blanche d7 · Cavalier noir sur case blanche f7 · Pion blanc sur case noire g7 · Pion noir sur case blanche c6 · Dame noire sur case noire d6 · Tour noire sur case blanche e6 · Tour blanche sur case blanche g6 · Pion noir sur case noire h6 · Pion noir sur case blanche b5 · Pion noir sur case noire e5 · Pion blanc sur case blanche h5 · Fou blanc sur case blanche c4 · Pion blanc sur case blanche e4 · Cavalier noir sur case noire f4 · Dame blanche sur case blanche g4 · Pion blanc sur case blanche b3 · Pion blanc sur case blanche a2 · Pion blanc sur case blanche c2 · Pion blanc sur case noire d2 · Roi blanc sur case blanche b1 · Tour blanche sur case noire g1 | Tour noire sur case blanche a8 · Fou noir sur case blanche c8 · Roi noir sur case blanche g8 · Pion noir sur case noire a7 · Pion noir sur case blanche d7 · Cavalier noir sur case blanche f7 · Pion blanc sur case noire g7 · Pion noir sur case blanche c6 · Dame noire sur case noire d6 · Tour noire sur case blanche e6 · Tour blanche sur case blanche g6 · Pion noir sur case noire h6 · Pion noir sur case blanche b5 · Pion noir sur case noire e5 · Pion blanc sur case blanche h5 · Fou blanc sur case blanche c4 · Pion blanc sur case blanche e4 · Cavalier noir sur case noire f4 · Dame blanche sur case blanche g4 · Pion blanc sur case blanche b3 · Pion blanc sur case blanche a2 · Pion blanc sur case blanche c2 · Pion blanc sur case noire d2 · Roi blanc sur case blanche b1 · Tour blanche sur case noire g1 | Tour noire sur case blanche a8 · Fou noir sur case blanche c8 · Roi noir sur case blanche g8 · Pion noir sur case noire a7 · Pion noir sur case blanche d7 · Cavalier noir sur case blanche f7 · Pion blanc sur case noire g7 · Pion noir sur case blanche c6 · Dame noire sur case noire d6 · Tour noire sur case blanche e6 · Tour blanche sur case blanche g6 · Pion noir sur case noire h6 · Pion noir sur case blanche b5 · Pion noir sur case noire e5 · Pion blanc sur case blanche h5 · Fou blanc sur case blanche c4 · Pion blanc sur case blanche e4 · Cavalier noir sur case noire f4 · Dame blanche sur case blanche g4 · Pion blanc sur case blanche b3 · Pion blanc sur case blanche a2 · Pion blanc sur case blanche c2 · Pion blanc sur case noire d2 · Roi blanc sur case blanche b1 · Tour blanche sur case noire g1 | 2 |
| 1 | Tour noire sur case blanche a8 · Fou noir sur case blanche c8 · Roi noir sur case blanche g8 · Pion noir sur case noire a7 · Pion noir sur case blanche d7 · Cavalier noir sur case blanche f7 · Pion blanc sur case noire g7 · Pion noir sur case blanche c6 · Dame noire sur case noire d6 · Tour noire sur case blanche e6 · Tour blanche sur case blanche g6 · Pion noir sur case noire h6 · Pion noir sur case blanche b5 · Pion noir sur case noire e5 · Pion blanc sur case blanche h5 · Fou blanc sur case blanche c4 · Pion blanc sur case blanche e4 · Cavalier noir sur case noire f4 · Dame blanche sur case blanche g4 · Pion blanc sur case blanche b3 · Pion blanc sur case blanche a2 · Pion blanc sur case blanche c2 · Pion blanc sur case noire d2 · Roi blanc sur case blanche b1 · Tour blanche sur case noire g1 | Tour noire sur case blanche a8 · Fou noir sur case blanche c8 · Roi noir sur case blanche g8 · Pion noir sur case noire a7 · Pion noir sur case blanche d7 · Cavalier noir sur case blanche f7 · Pion blanc sur case noire g7 · Pion noir sur case blanche c6 · Dame noire sur case noire d6 · Tour noire sur case blanche e6 · Tour blanche sur case blanche g6 · Pion noir sur case noire h6 · Pion noir sur case blanche b5 · Pion noir sur case noire e5 · Pion blanc sur case blanche h5 · Fou blanc sur case blanche c4 · Pion blanc sur case blanche e4 · Cavalier noir sur case noire f4 · Dame blanche sur case blanche g4 · Pion blanc sur case blanche b3 · Pion blanc sur case blanche a2 · Pion blanc sur case blanche c2 · Pion blanc sur case noire d2 · Roi blanc sur case blanche b1 · Tour blanche sur case noire g1 | Tour noire sur case blanche a8 · Fou noir sur case blanche c8 · Roi noir sur case blanche g8 · Pion noir sur case noire a7 · Pion noir sur case blanche d7 · Cavalier noir sur case blanche f7 · Pion blanc sur case noire g7 · Pion noir sur case blanche c6 · Dame noire sur case noire d6 · Tour noire sur case blanche e6 · Tour blanche sur case blanche g6 · Pion noir sur case noire h6 · Pion noir sur case blanche b5 · Pion noir sur case noire e5 · Pion blanc sur case blanche h5 · Fou blanc sur case blanche c4 · Pion blanc sur case blanche e4 · Cavalier noir sur case noire f4 · Dame blanche sur case blanche g4 · Pion blanc sur case blanche b3 · Pion blanc sur case blanche a2 · Pion blanc sur case blanche c2 · Pion blanc sur case noire d2 · Roi blanc sur case blanche b1 · Tour blanche sur case noire g1 | Tour noire sur case blanche a8 · Fou noir sur case blanche c8 · Roi noir sur case blanche g8 · Pion noir sur case noire a7 · Pion noir sur case blanche d7 · Cavalier noir sur case blanche f7 · Pion blanc sur case noire g7 · Pion noir sur case blanche c6 · Dame noire sur case noire d6 · Tour noire sur case blanche e6 · Tour blanche sur case blanche g6 · Pion noir sur case noire h6 · Pion noir sur case blanche b5 · Pion noir sur case noire e5 · Pion blanc sur case blanche h5 · Fou blanc sur case blanche c4 · Pion blanc sur case blanche e4 · Cavalier noir sur case noire f4 · Dame blanche sur case blanche g4 · Pion blanc sur case blanche b3 · Pion blanc sur case blanche a2 · Pion blanc sur case blanche c2 · Pion blanc sur case noire d2 · Roi blanc sur case blanche b1 · Tour blanche sur case noire g1 | Tour noire sur case blanche a8 · Fou noir sur case blanche c8 · Roi noir sur case blanche g8 · Pion noir sur case noire a7 · Pion noir sur case blanche d7 · Cavalier noir sur case blanche f7 · Pion blanc sur case noire g7 · Pion noir sur case blanche c6 · Dame noire sur case noire d6 · Tour noire sur case blanche e6 · Tour blanche sur case blanche g6 · Pion noir sur case noire h6 · Pion noir sur case blanche b5 · Pion noir sur case noire e5 · Pion blanc sur case blanche h5 · Fou blanc sur case blanche c4 · Pion blanc sur case blanche e4 · Cavalier noir sur case noire f4 · Dame blanche sur case blanche g4 · Pion blanc sur case blanche b3 · Pion blanc sur case blanche a2 · Pion blanc sur case blanche c2 · Pion blanc sur case noire d2 · Roi blanc sur case blanche b1 · Tour blanche sur case noire g1 | Tour noire sur case blanche a8 · Fou noir sur case blanche c8 · Roi noir sur case blanche g8 · Pion noir sur case noire a7 · Pion noir sur case blanche d7 · Cavalier noir sur case blanche f7 · Pion blanc sur case noire g7 · Pion noir sur case blanche c6 · Dame noire sur case noire d6 · Tour noire sur case blanche e6 · Tour blanche sur case blanche g6 · Pion noir sur case noire h6 · Pion noir sur case blanche b5 · Pion noir sur case noire e5 · Pion blanc sur case blanche h5 · Fou blanc sur case blanche c4 · Pion blanc sur case blanche e4 · Cavalier noir sur case noire f4 · Dame blanche sur case blanche g4 · Pion blanc sur case blanche b3 · Pion blanc sur case blanche a2 · Pion blanc sur case blanche c2 · Pion blanc sur case noire d2 · Roi blanc sur case blanche b1 · Tour blanche sur case noire g1 | Tour noire sur case blanche a8 · Fou noir sur case blanche c8 · Roi noir sur case blanche g8 · Pion noir sur case noire a7 · Pion noir sur case blanche d7 · Cavalier noir sur case blanche f7 · Pion blanc sur case noire g7 · Pion noir sur case blanche c6 · Dame noire sur case noire d6 · Tour noire sur case blanche e6 · Tour blanche sur case blanche g6 · Pion noir sur case noire h6 · Pion noir sur case blanche b5 · Pion noir sur case noire e5 · Pion blanc sur case blanche h5 · Fou blanc sur case blanche c4 · Pion blanc sur case blanche e4 · Cavalier noir sur case noire f4 · Dame blanche sur case blanche g4 · Pion blanc sur case blanche b3 · Pion blanc sur case blanche a2 · Pion blanc sur case blanche c2 · Pion blanc sur case noire d2 · Roi blanc sur case blanche b1 · Tour blanche sur case noire g1 | Tour noire sur case blanche a8 · Fou noir sur case blanche c8 · Roi noir sur case blanche g8 · Pion noir sur case noire a7 · Pion noir sur case blanche d7 · Cavalier noir sur case blanche f7 · Pion blanc sur case noire g7 · Pion noir sur case blanche c6 · Dame noire sur case noire d6 · Tour noire sur case blanche e6 · Tour blanche sur case blanche g6 · Pion noir sur case noire h6 · Pion noir sur case blanche b5 · Pion noir sur case noire e5 · Pion blanc sur case blanche h5 · Fou blanc sur case blanche c4 · Pion blanc sur case blanche e4 · Cavalier noir sur case noire f4 · Dame blanche sur case blanche g4 · Pion blanc sur case blanche b3 · Pion blanc sur case blanche a2 · Pion blanc sur case blanche c2 · Pion blanc sur case noire d2 · Roi blanc sur case blanche b1 · Tour blanche sur case noire g1 | 1 |
|   | a | b | c | d | e | f | g | h |   |

## Articles
« En 1994, pour un concours, j'avais publié dans la revue Gambisco une série de onze problèmes que les machines n'arrivaient pas à résoudre ; il fallait éviter que les participants puissent tricher en s'aidant d'une machine pour trouver la solution. Ces positions avaient comme point commun le fait qu'il fallait sacrifier une pièce pour, quelques coups plus tard, récupérer un avantage. Aujourd'hui, les machines savent résoudre toutes ces grilles, sauf la onzième... Parce qu'elle n'est pas correcte. »
— Pierre Nolot, Les ordinateurs sont-ils venus à bout de l'homme aux échecs ? Le monde.fr, 22 septembre 2009
Dans un article de la revue Échec & Mat de octobre-novembre-décembre 2009, il déniche deux positions qui résistent plus d'un mois aux meilleurs logiciels d'échecs.
|   | a | b | c | d | e | f | g | h |   |
| 8 | Tour noire sur case blanche a8 · Tour noire sur case blanche e8 · Roi noir sur case blanche g8 · Pion noir sur case noire a7 · Pion noir sur case blanche b7 · Dame noire sur case blanche d7 · Pion noir sur case blanche f7 · Pion noir sur case blanche c6 · Cavalier noir sur case noire f6 · Pion noir sur case blanche g6 · Fou noir sur case noire h6 · Pion blanc sur case noire a5 · Pion blanc sur case blanche b5 · Pion blanc sur case noire c5 · Pion noir sur case blanche d5 · Fou noir sur case blanche f5 · Cavalier noir sur case noire g5 · Pion noir sur case blanche h5 · Pion blanc sur case noire d4 · Pion noir sur case blanche e4 · Cavalier blanc sur case noire f4 · Cavalier blanc sur case noire c3 · Pion blanc sur case noire e3 · Pion blanc sur case noire g3 · Pion blanc sur case blanche h3 · Tour blanche sur case noire b2 · Fou blanc sur case noire d2 · Pion blanc sur case noire f2 · Fou blanc sur case blanche g2 · Roi blanc sur case noire h2 · Dame blanche sur case blanche d1 · Tour blanche sur case blanche f1 | Tour noire sur case blanche a8 · Tour noire sur case blanche e8 · Roi noir sur case blanche g8 · Pion noir sur case noire a7 · Pion noir sur case blanche b7 · Dame noire sur case blanche d7 · Pion noir sur case blanche f7 · Pion noir sur case blanche c6 · Cavalier noir sur case noire f6 · Pion noir sur case blanche g6 · Fou noir sur case noire h6 · Pion blanc sur case noire a5 · Pion blanc sur case blanche b5 · Pion blanc sur case noire c5 · Pion noir sur case blanche d5 · Fou noir sur case blanche f5 · Cavalier noir sur case noire g5 · Pion noir sur case blanche h5 · Pion blanc sur case noire d4 · Pion noir sur case blanche e4 · Cavalier blanc sur case noire f4 · Cavalier blanc sur case noire c3 · Pion blanc sur case noire e3 · Pion blanc sur case noire g3 · Pion blanc sur case blanche h3 · Tour blanche sur case noire b2 · Fou blanc sur case noire d2 · Pion blanc sur case noire f2 · Fou blanc sur case blanche g2 · Roi blanc sur case noire h2 · Dame blanche sur case blanche d1 · Tour blanche sur case blanche f1 | Tour noire sur case blanche a8 · Tour noire sur case blanche e8 · Roi noir sur case blanche g8 · Pion noir sur case noire a7 · Pion noir sur case blanche b7 · Dame noire sur case blanche d7 · Pion noir sur case blanche f7 · Pion noir sur case blanche c6 · Cavalier noir sur case noire f6 · Pion noir sur case blanche g6 · Fou noir sur case noire h6 · Pion blanc sur case noire a5 · Pion blanc sur case blanche b5 · Pion blanc sur case noire c5 · Pion noir sur case blanche d5 · Fou noir sur case blanche f5 · Cavalier noir sur case noire g5 · Pion noir sur case blanche h5 · Pion blanc sur case noire d4 · Pion noir sur case blanche e4 · Cavalier blanc sur case noire f4 · Cavalier blanc sur case noire c3 · Pion blanc sur case noire e3 · Pion blanc sur case noire g3 · Pion blanc sur case blanche h3 · Tour blanche sur case noire b2 · Fou blanc sur case noire d2 · Pion blanc sur case noire f2 · Fou blanc sur case blanche g2 · Roi blanc sur case noire h2 · Dame blanche sur case blanche d1 · Tour blanche sur case blanche f1 | Tour noire sur case blanche a8 · Tour noire sur case blanche e8 · Roi noir sur case blanche g8 · Pion noir sur case noire a7 · Pion noir sur case blanche b7 · Dame noire sur case blanche d7 · Pion noir sur case blanche f7 · Pion noir sur case blanche c6 · Cavalier noir sur case noire f6 · Pion noir sur case blanche g6 · Fou noir sur case noire h6 · Pion blanc sur case noire a5 · Pion blanc sur case blanche b5 · Pion blanc sur case noire c5 · Pion noir sur case blanche d5 · Fou noir sur case blanche f5 · Cavalier noir sur case noire g5 · Pion noir sur case blanche h5 · Pion blanc sur case noire d4 · Pion noir sur case blanche e4 · Cavalier blanc sur case noire f4 · Cavalier blanc sur case noire c3 · Pion blanc sur case noire e3 · Pion blanc sur case noire g3 · Pion blanc sur case blanche h3 · Tour blanche sur case noire b2 · Fou blanc sur case noire d2 · Pion blanc sur case noire f2 · Fou blanc sur case blanche g2 · Roi blanc sur case noire h2 · Dame blanche sur case blanche d1 · Tour blanche sur case blanche f1 | Tour noire sur case blanche a8 · Tour noire sur case blanche e8 · Roi noir sur case blanche g8 · Pion noir sur case noire a7 · Pion noir sur case blanche b7 · Dame noire sur case blanche d7 · Pion noir sur case blanche f7 · Pion noir sur case blanche c6 · Cavalier noir sur case noire f6 · Pion noir sur case blanche g6 · Fou noir sur case noire h6 · Pion blanc sur case noire a5 · Pion blanc sur case blanche b5 · Pion blanc sur case noire c5 · Pion noir sur case blanche d5 · Fou noir sur case blanche f5 · Cavalier noir sur case noire g5 · Pion noir sur case blanche h5 · Pion blanc sur case noire d4 · Pion noir sur case blanche e4 · Cavalier blanc sur case noire f4 · Cavalier blanc sur case noire c3 · Pion blanc sur case noire e3 · Pion blanc sur case noire g3 · Pion blanc sur case blanche h3 · Tour blanche sur case noire b2 · Fou blanc sur case noire d2 · Pion blanc sur case noire f2 · Fou blanc sur case blanche g2 · Roi blanc sur case noire h2 · Dame blanche sur case blanche d1 · Tour blanche sur case blanche f1 | Tour noire sur case blanche a8 · Tour noire sur case blanche e8 · Roi noir sur case blanche g8 · Pion noir sur case noire a7 · Pion noir sur case blanche b7 · Dame noire sur case blanche d7 · Pion noir sur case blanche f7 · Pion noir sur case blanche c6 · Cavalier noir sur case noire f6 · Pion noir sur case blanche g6 · Fou noir sur case noire h6 · Pion blanc sur case noire a5 · Pion blanc sur case blanche b5 · Pion blanc sur case noire c5 · Pion noir sur case blanche d5 · Fou noir sur case blanche f5 · Cavalier noir sur case noire g5 · Pion noir sur case blanche h5 · Pion blanc sur case noire d4 · Pion noir sur case blanche e4 · Cavalier blanc sur case noire f4 · Cavalier blanc sur case noire c3 · Pion blanc sur case noire e3 · Pion blanc sur case noire g3 · Pion blanc sur case blanche h3 · Tour blanche sur case noire b2 · Fou blanc sur case noire d2 · Pion blanc sur case noire f2 · Fou blanc sur case blanche g2 · Roi blanc sur case noire h2 · Dame blanche sur case blanche d1 · Tour blanche sur case blanche f1 | Tour noire sur case blanche a8 · Tour noire sur case blanche e8 · Roi noir sur case blanche g8 · Pion noir sur case noire a7 · Pion noir sur case blanche b7 · Dame noire sur case blanche d7 · Pion noir sur case blanche f7 · Pion noir sur case blanche c6 · Cavalier noir sur case noire f6 · Pion noir sur case blanche g6 · Fou noir sur case noire h6 · Pion blanc sur case noire a5 · Pion blanc sur case blanche b5 · Pion blanc sur case noire c5 · Pion noir sur case blanche d5 · Fou noir sur case blanche f5 · Cavalier noir sur case noire g5 · Pion noir sur case blanche h5 · Pion blanc sur case noire d4 · Pion noir sur case blanche e4 · Cavalier blanc sur case noire f4 · Cavalier blanc sur case noire c3 · Pion blanc sur case noire e3 · Pion blanc sur case noire g3 · Pion blanc sur case blanche h3 · Tour blanche sur case noire b2 · Fou blanc sur case noire d2 · Pion blanc sur case noire f2 · Fou blanc sur case blanche g2 · Roi blanc sur case noire h2 · Dame blanche sur case blanche d1 · Tour blanche sur case blanche f1 | Tour noire sur case blanche a8 · Tour noire sur case blanche e8 · Roi noir sur case blanche g8 · Pion noir sur case noire a7 · Pion noir sur case blanche b7 · Dame noire sur case blanche d7 · Pion noir sur case blanche f7 · Pion noir sur case blanche c6 · Cavalier noir sur case noire f6 · Pion noir sur case blanche g6 · Fou noir sur case noire h6 · Pion blanc sur case noire a5 · Pion blanc sur case blanche b5 · Pion blanc sur case noire c5 · Pion noir sur case blanche d5 · Fou noir sur case blanche f5 · Cavalier noir sur case noire g5 · Pion noir sur case blanche h5 · Pion blanc sur case noire d4 · Pion noir sur case blanche e4 · Cavalier blanc sur case noire f4 · Cavalier blanc sur case noire c3 · Pion blanc sur case noire e3 · Pion blanc sur case noire g3 · Pion blanc sur case blanche h3 · Tour blanche sur case noire b2 · Fou blanc sur case noire d2 · Pion blanc sur case noire f2 · Fou blanc sur case blanche g2 · Roi blanc sur case noire h2 · Dame blanche sur case blanche d1 · Tour blanche sur case blanche f1 | 8 |
| 7 | Tour noire sur case blanche a8 · Tour noire sur case blanche e8 · Roi noir sur case blanche g8 · Pion noir sur case noire a7 · Pion noir sur case blanche b7 · Dame noire sur case blanche d7 · Pion noir sur case blanche f7 · Pion noir sur case blanche c6 · Cavalier noir sur case noire f6 · Pion noir sur case blanche g6 · Fou noir sur case noire h6 · Pion blanc sur case noire a5 · Pion blanc sur case blanche b5 · Pion blanc sur case noire c5 · Pion noir sur case blanche d5 · Fou noir sur case blanche f5 · Cavalier noir sur case noire g5 · Pion noir sur case blanche h5 · Pion blanc sur case noire d4 · Pion noir sur case blanche e4 · Cavalier blanc sur case noire f4 · Cavalier blanc sur case noire c3 · Pion blanc sur case noire e3 · Pion blanc sur case noire g3 · Pion blanc sur case blanche h3 · Tour blanche sur case noire b2 · Fou blanc sur case noire d2 · Pion blanc sur case noire f2 · Fou blanc sur case blanche g2 · Roi blanc sur case noire h2 · Dame blanche sur case blanche d1 · Tour blanche sur case blanche f1 | Tour noire sur case blanche a8 · Tour noire sur case blanche e8 · Roi noir sur case blanche g8 · Pion noir sur case noire a7 · Pion noir sur case blanche b7 · Dame noire sur case blanche d7 · Pion noir sur case blanche f7 · Pion noir sur case blanche c6 · Cavalier noir sur case noire f6 · Pion noir sur case blanche g6 · Fou noir sur case noire h6 · Pion blanc sur case noire a5 · Pion blanc sur case blanche b5 · Pion blanc sur case noire c5 · Pion noir sur case blanche d5 · Fou noir sur case blanche f5 · Cavalier noir sur case noire g5 · Pion noir sur case blanche h5 · Pion blanc sur case noire d4 · Pion noir sur case blanche e4 · Cavalier blanc sur case noire f4 · Cavalier blanc sur case noire c3 · Pion blanc sur case noire e3 · Pion blanc sur case noire g3 · Pion blanc sur case blanche h3 · Tour blanche sur case noire b2 · Fou blanc sur case noire d2 · Pion blanc sur case noire f2 · Fou blanc sur case blanche g2 · Roi blanc sur case noire h2 · Dame blanche sur case blanche d1 · Tour blanche sur case blanche f1 | Tour noire sur case blanche a8 · Tour noire sur case blanche e8 · Roi noir sur case blanche g8 · Pion noir sur case noire a7 · Pion noir sur case blanche b7 · Dame noire sur case blanche d7 · Pion noir sur case blanche f7 · Pion noir sur case blanche c6 · Cavalier noir sur case noire f6 · Pion noir sur case blanche g6 · Fou noir sur case noire h6 · Pion blanc sur case noire a5 · Pion blanc sur case blanche b5 · Pion blanc sur case noire c5 · Pion noir sur case blanche d5 · Fou noir sur case blanche f5 · Cavalier noir sur case noire g5 · Pion noir sur case blanche h5 · Pion blanc sur case noire d4 · Pion noir sur case blanche e4 · Cavalier blanc sur case noire f4 · Cavalier blanc sur case noire c3 · Pion blanc sur case noire e3 · Pion blanc sur case noire g3 · Pion blanc sur case blanche h3 · Tour blanche sur case noire b2 · Fou blanc sur case noire d2 · Pion blanc sur case noire f2 · Fou blanc sur case blanche g2 · Roi blanc sur case noire h2 · Dame blanche sur case blanche d1 · Tour blanche sur case blanche f1 | Tour noire sur case blanche a8 · Tour noire sur case blanche e8 · Roi noir sur case blanche g8 · Pion noir sur case noire a7 · Pion noir sur case blanche b7 · Dame noire sur case blanche d7 · Pion noir sur case blanche f7 · Pion noir sur case blanche c6 · Cavalier noir sur case noire f6 · Pion noir sur case blanche g6 · Fou noir sur case noire h6 · Pion blanc sur case noire a5 · Pion blanc sur case blanche b5 · Pion blanc sur case noire c5 · Pion noir sur case blanche d5 · Fou noir sur case blanche f5 · Cavalier noir sur case noire g5 · Pion noir sur case blanche h5 · Pion blanc sur case noire d4 · Pion noir sur case blanche e4 · Cavalier blanc sur case noire f4 · Cavalier blanc sur case noire c3 · Pion blanc sur case noire e3 · Pion blanc sur case noire g3 · Pion blanc sur case blanche h3 · Tour blanche sur case noire b2 · Fou blanc sur case noire d2 · Pion blanc sur case noire f2 · Fou blanc sur case blanche g2 · Roi blanc sur case noire h2 · Dame blanche sur case blanche d1 · Tour blanche sur case blanche f1 | Tour noire sur case blanche a8 · Tour noire sur case blanche e8 · Roi noir sur case blanche g8 · Pion noir sur case noire a7 · Pion noir sur case blanche b7 · Dame noire sur case blanche d7 · Pion noir sur case blanche f7 · Pion noir sur case blanche c6 · Cavalier noir sur case noire f6 · Pion noir sur case blanche g6 · Fou noir sur case noire h6 · Pion blanc sur case noire a5 · Pion blanc sur case blanche b5 · Pion blanc sur case noire c5 · Pion noir sur case blanche d5 · Fou noir sur case blanche f5 · Cavalier noir sur case noire g5 · Pion noir sur case blanche h5 · Pion blanc sur case noire d4 · Pion noir sur case blanche e4 · Cavalier blanc sur case noire f4 · Cavalier blanc sur case noire c3 · Pion blanc sur case noire e3 · Pion blanc sur case noire g3 · Pion blanc sur case blanche h3 · Tour blanche sur case noire b2 · Fou blanc sur case noire d2 · Pion blanc sur case noire f2 · Fou blanc sur case blanche g2 · Roi blanc sur case noire h2 · Dame blanche sur case blanche d1 · Tour blanche sur case blanche f1 | Tour noire sur case blanche a8 · Tour noire sur case blanche e8 · Roi noir sur case blanche g8 · Pion noir sur case noire a7 · Pion noir sur case blanche b7 · Dame noire sur case blanche d7 · Pion noir sur case blanche f7 · Pion noir sur case blanche c6 · Cavalier noir sur case noire f6 · Pion noir sur case blanche g6 · Fou noir sur case noire h6 · Pion blanc sur case noire a5 · Pion blanc sur case blanche b5 · Pion blanc sur case noire c5 · Pion noir sur case blanche d5 · Fou noir sur case blanche f5 · Cavalier noir sur case noire g5 · Pion noir sur case blanche h5 · Pion blanc sur case noire d4 · Pion noir sur case blanche e4 · Cavalier blanc sur case noire f4 · Cavalier blanc sur case noire c3 · Pion blanc sur case noire e3 · Pion blanc sur case noire g3 · Pion blanc sur case blanche h3 · Tour blanche sur case noire b2 · Fou blanc sur case noire d2 · Pion blanc sur case noire f2 · Fou blanc sur case blanche g2 · Roi blanc sur case noire h2 · Dame blanche sur case blanche d1 · Tour blanche sur case blanche f1 | Tour noire sur case blanche a8 · Tour noire sur case blanche e8 · Roi noir sur case blanche g8 · Pion noir sur case noire a7 · Pion noir sur case blanche b7 · Dame noire sur case blanche d7 · Pion noir sur case blanche f7 · Pion noir sur case blanche c6 · Cavalier noir sur case noire f6 · Pion noir sur case blanche g6 · Fou noir sur case noire h6 · Pion blanc sur case noire a5 · Pion blanc sur case blanche b5 · Pion blanc sur case noire c5 · Pion noir sur case blanche d5 · Fou noir sur case blanche f5 · Cavalier noir sur case noire g5 · Pion noir sur case blanche h5 · Pion blanc sur case noire d4 · Pion noir sur case blanche e4 · Cavalier blanc sur case noire f4 · Cavalier blanc sur case noire c3 · Pion blanc sur case noire e3 · Pion blanc sur case noire g3 · Pion blanc sur case blanche h3 · Tour blanche sur case noire b2 · Fou blanc sur case noire d2 · Pion blanc sur case noire f2 · Fou blanc sur case blanche g2 · Roi blanc sur case noire h2 · Dame blanche sur case blanche d1 · Tour blanche sur case blanche f1 | Tour noire sur case blanche a8 · Tour noire sur case blanche e8 · Roi noir sur case blanche g8 · Pion noir sur case noire a7 · Pion noir sur case blanche b7 · Dame noire sur case blanche d7 · Pion noir sur case blanche f7 · Pion noir sur case blanche c6 · Cavalier noir sur case noire f6 · Pion noir sur case blanche g6 · Fou noir sur case noire h6 · Pion blanc sur case noire a5 · Pion blanc sur case blanche b5 · Pion blanc sur case noire c5 · Pion noir sur case blanche d5 · Fou noir sur case blanche f5 · Cavalier noir sur case noire g5 · Pion noir sur case blanche h5 · Pion blanc sur case noire d4 · Pion noir sur case blanche e4 · Cavalier blanc sur case noire f4 · Cavalier blanc sur case noire c3 · Pion blanc sur case noire e3 · Pion blanc sur case noire g3 · Pion blanc sur case blanche h3 · Tour blanche sur case noire b2 · Fou blanc sur case noire d2 · Pion blanc sur case noire f2 · Fou blanc sur case blanche g2 · Roi blanc sur case noire h2 · Dame blanche sur case blanche d1 · Tour blanche sur case blanche f1 | 7 |
| 6 | Tour noire sur case blanche a8 · Tour noire sur case blanche e8 · Roi noir sur case blanche g8 · Pion noir sur case noire a7 · Pion noir sur case blanche b7 · Dame noire sur case blanche d7 · Pion noir sur case blanche f7 · Pion noir sur case blanche c6 · Cavalier noir sur case noire f6 · Pion noir sur case blanche g6 · Fou noir sur case noire h6 · Pion blanc sur case noire a5 · Pion blanc sur case blanche b5 · Pion blanc sur case noire c5 · Pion noir sur case blanche d5 · Fou noir sur case blanche f5 · Cavalier noir sur case noire g5 · Pion noir sur case blanche h5 · Pion blanc sur case noire d4 · Pion noir sur case blanche e4 · Cavalier blanc sur case noire f4 · Cavalier blanc sur case noire c3 · Pion blanc sur case noire e3 · Pion blanc sur case noire g3 · Pion blanc sur case blanche h3 · Tour blanche sur case noire b2 · Fou blanc sur case noire d2 · Pion blanc sur case noire f2 · Fou blanc sur case blanche g2 · Roi blanc sur case noire h2 · Dame blanche sur case blanche d1 · Tour blanche sur case blanche f1 | Tour noire sur case blanche a8 · Tour noire sur case blanche e8 · Roi noir sur case blanche g8 · Pion noir sur case noire a7 · Pion noir sur case blanche b7 · Dame noire sur case blanche d7 · Pion noir sur case blanche f7 · Pion noir sur case blanche c6 · Cavalier noir sur case noire f6 · Pion noir sur case blanche g6 · Fou noir sur case noire h6 · Pion blanc sur case noire a5 · Pion blanc sur case blanche b5 · Pion blanc sur case noire c5 · Pion noir sur case blanche d5 · Fou noir sur case blanche f5 · Cavalier noir sur case noire g5 · Pion noir sur case blanche h5 · Pion blanc sur case noire d4 · Pion noir sur case blanche e4 · Cavalier blanc sur case noire f4 · Cavalier blanc sur case noire c3 · Pion blanc sur case noire e3 · Pion blanc sur case noire g3 · Pion blanc sur case blanche h3 · Tour blanche sur case noire b2 · Fou blanc sur case noire d2 · Pion blanc sur case noire f2 · Fou blanc sur case blanche g2 · Roi blanc sur case noire h2 · Dame blanche sur case blanche d1 · Tour blanche sur case blanche f1 | Tour noire sur case blanche a8 · Tour noire sur case blanche e8 · Roi noir sur case blanche g8 · Pion noir sur case noire a7 · Pion noir sur case blanche b7 · Dame noire sur case blanche d7 · Pion noir sur case blanche f7 · Pion noir sur case blanche c6 · Cavalier noir sur case noire f6 · Pion noir sur case blanche g6 · Fou noir sur case noire h6 · Pion blanc sur case noire a5 · Pion blanc sur case blanche b5 · Pion blanc sur case noire c5 · Pion noir sur case blanche d5 · Fou noir sur case blanche f5 · Cavalier noir sur case noire g5 · Pion noir sur case blanche h5 · Pion blanc sur case noire d4 · Pion noir sur case blanche e4 · Cavalier blanc sur case noire f4 · Cavalier blanc sur case noire c3 · Pion blanc sur case noire e3 · Pion blanc sur case noire g3 · Pion blanc sur case blanche h3 · Tour blanche sur case noire b2 · Fou blanc sur case noire d2 · Pion blanc sur case noire f2 · Fou blanc sur case blanche g2 · Roi blanc sur case noire h2 · Dame blanche sur case blanche d1 · Tour blanche sur case blanche f1 | Tour noire sur case blanche a8 · Tour noire sur case blanche e8 · Roi noir sur case blanche g8 · Pion noir sur case noire a7 · Pion noir sur case blanche b7 · Dame noire sur case blanche d7 · Pion noir sur case blanche f7 · Pion noir sur case blanche c6 · Cavalier noir sur case noire f6 · Pion noir sur case blanche g6 · Fou noir sur case noire h6 · Pion blanc sur case noire a5 · Pion blanc sur case blanche b5 · Pion blanc sur case noire c5 · Pion noir sur case blanche d5 · Fou noir sur case blanche f5 · Cavalier noir sur case noire g5 · Pion noir sur case blanche h5 · Pion blanc sur case noire d4 · Pion noir sur case blanche e4 · Cavalier blanc sur case noire f4 · Cavalier blanc sur case noire c3 · Pion blanc sur case noire e3 · Pion blanc sur case noire g3 · Pion blanc sur case blanche h3 · Tour blanche sur case noire b2 · Fou blanc sur case noire d2 · Pion blanc sur case noire f2 · Fou blanc sur case blanche g2 · Roi blanc sur case noire h2 · Dame blanche sur case blanche d1 · Tour blanche sur case blanche f1 | Tour noire sur case blanche a8 · Tour noire sur case blanche e8 · Roi noir sur case blanche g8 · Pion noir sur case noire a7 · Pion noir sur case blanche b7 · Dame noire sur case blanche d7 · Pion noir sur case blanche f7 · Pion noir sur case blanche c6 · Cavalier noir sur case noire f6 · Pion noir sur case blanche g6 · Fou noir sur case noire h6 · Pion blanc sur case noire a5 · Pion blanc sur case blanche b5 · Pion blanc sur case noire c5 · Pion noir sur case blanche d5 · Fou noir sur case blanche f5 · Cavalier noir sur case noire g5 · Pion noir sur case blanche h5 · Pion blanc sur case noire d4 · Pion noir sur case blanche e4 · Cavalier blanc sur case noire f4 · Cavalier blanc sur case noire c3 · Pion blanc sur case noire e3 · Pion blanc sur case noire g3 · Pion blanc sur case blanche h3 · Tour blanche sur case noire b2 · Fou blanc sur case noire d2 · Pion blanc sur case noire f2 · Fou blanc sur case blanche g2 · Roi blanc sur case noire h2 · Dame blanche sur case blanche d1 · Tour blanche sur case blanche f1 | Tour noire sur case blanche a8 · Tour noire sur case blanche e8 · Roi noir sur case blanche g8 · Pion noir sur case noire a7 · Pion noir sur case blanche b7 · Dame noire sur case blanche d7 · Pion noir sur case blanche f7 · Pion noir sur case blanche c6 · Cavalier noir sur case noire f6 · Pion noir sur case blanche g6 · Fou noir sur case noire h6 · Pion blanc sur case noire a5 · Pion blanc sur case blanche b5 · Pion blanc sur case noire c5 · Pion noir sur case blanche d5 · Fou noir sur case blanche f5 · Cavalier noir sur case noire g5 · Pion noir sur case blanche h5 · Pion blanc sur case noire d4 · Pion noir sur case blanche e4 · Cavalier blanc sur case noire f4 · Cavalier blanc sur case noire c3 · Pion blanc sur case noire e3 · Pion blanc sur case noire g3 · Pion blanc sur case blanche h3 · Tour blanche sur case noire b2 · Fou blanc sur case noire d2 · Pion blanc sur case noire f2 · Fou blanc sur case blanche g2 · Roi blanc sur case noire h2 · Dame blanche sur case blanche d1 · Tour blanche sur case blanche f1 | Tour noire sur case blanche a8 · Tour noire sur case blanche e8 · Roi noir sur case blanche g8 · Pion noir sur case noire a7 · Pion noir sur case blanche b7 · Dame noire sur case blanche d7 · Pion noir sur case blanche f7 · Pion noir sur case blanche c6 · Cavalier noir sur case noire f6 · Pion noir sur case blanche g6 · Fou noir sur case noire h6 · Pion blanc sur case noire a5 · Pion blanc sur case blanche b5 · Pion blanc sur case noire c5 · Pion noir sur case blanche d5 · Fou noir sur case blanche f5 · Cavalier noir sur case noire g5 · Pion noir sur case blanche h5 · Pion blanc sur case noire d4 · Pion noir sur case blanche e4 · Cavalier blanc sur case noire f4 · Cavalier blanc sur case noire c3 · Pion blanc sur case noire e3 · Pion blanc sur case noire g3 · Pion blanc sur case blanche h3 · Tour blanche sur case noire b2 · Fou blanc sur case noire d2 · Pion blanc sur case noire f2 · Fou blanc sur case blanche g2 · Roi blanc sur case noire h2 · Dame blanche sur case blanche d1 · Tour blanche sur case blanche f1 | Tour noire sur case blanche a8 · Tour noire sur case blanche e8 · Roi noir sur case blanche g8 · Pion noir sur case noire a7 · Pion noir sur case blanche b7 · Dame noire sur case blanche d7 · Pion noir sur case blanche f7 · Pion noir sur case blanche c6 · Cavalier noir sur case noire f6 · Pion noir sur case blanche g6 · Fou noir sur case noire h6 · Pion blanc sur case noire a5 · Pion blanc sur case blanche b5 · Pion blanc sur case noire c5 · Pion noir sur case blanche d5 · Fou noir sur case blanche f5 · Cavalier noir sur case noire g5 · Pion noir sur case blanche h5 · Pion blanc sur case noire d4 · Pion noir sur case blanche e4 · Cavalier blanc sur case noire f4 · Cavalier blanc sur case noire c3 · Pion blanc sur case noire e3 · Pion blanc sur case noire g3 · Pion blanc sur case blanche h3 · Tour blanche sur case noire b2 · Fou blanc sur case noire d2 · Pion blanc sur case noire f2 · Fou blanc sur case blanche g2 · Roi blanc sur case noire h2 · Dame blanche sur case blanche d1 · Tour blanche sur case blanche f1 | 6 |
| 5 | Tour noire sur case blanche a8 · Tour noire sur case blanche e8 · Roi noir sur case blanche g8 · Pion noir sur case noire a7 · Pion noir sur case blanche b7 · Dame noire sur case blanche d7 · Pion noir sur case blanche f7 · Pion noir sur case blanche c6 · Cavalier noir sur case noire f6 · Pion noir sur case blanche g6 · Fou noir sur case noire h6 · Pion blanc sur case noire a5 · Pion blanc sur case blanche b5 · Pion blanc sur case noire c5 · Pion noir sur case blanche d5 · Fou noir sur case blanche f5 · Cavalier noir sur case noire g5 · Pion noir sur case blanche h5 · Pion blanc sur case noire d4 · Pion noir sur case blanche e4 · Cavalier blanc sur case noire f4 · Cavalier blanc sur case noire c3 · Pion blanc sur case noire e3 · Pion blanc sur case noire g3 · Pion blanc sur case blanche h3 · Tour blanche sur case noire b2 · Fou blanc sur case noire d2 · Pion blanc sur case noire f2 · Fou blanc sur case blanche g2 · Roi blanc sur case noire h2 · Dame blanche sur case blanche d1 · Tour blanche sur case blanche f1 | Tour noire sur case blanche a8 · Tour noire sur case blanche e8 · Roi noir sur case blanche g8 · Pion noir sur case noire a7 · Pion noir sur case blanche b7 · Dame noire sur case blanche d7 · Pion noir sur case blanche f7 · Pion noir sur case blanche c6 · Cavalier noir sur case noire f6 · Pion noir sur case blanche g6 · Fou noir sur case noire h6 · Pion blanc sur case noire a5 · Pion blanc sur case blanche b5 · Pion blanc sur case noire c5 · Pion noir sur case blanche d5 · Fou noir sur case blanche f5 · Cavalier noir sur case noire g5 · Pion noir sur case blanche h5 · Pion blanc sur case noire d4 · Pion noir sur case blanche e4 · Cavalier blanc sur case noire f4 · Cavalier blanc sur case noire c3 · Pion blanc sur case noire e3 · Pion blanc sur case noire g3 · Pion blanc sur case blanche h3 · Tour blanche sur case noire b2 · Fou blanc sur case noire d2 · Pion blanc sur case noire f2 · Fou blanc sur case blanche g2 · Roi blanc sur case noire h2 · Dame blanche sur case blanche d1 · Tour blanche sur case blanche f1 | Tour noire sur case blanche a8 · Tour noire sur case blanche e8 · Roi noir sur case blanche g8 · Pion noir sur case noire a7 · Pion noir sur case blanche b7 · Dame noire sur case blanche d7 · Pion noir sur case blanche f7 · Pion noir sur case blanche c6 · Cavalier noir sur case noire f6 · Pion noir sur case blanche g6 · Fou noir sur case noire h6 · Pion blanc sur case noire a5 · Pion blanc sur case blanche b5 · Pion blanc sur case noire c5 · Pion noir sur case blanche d5 · Fou noir sur case blanche f5 · Cavalier noir sur case noire g5 · Pion noir sur case blanche h5 · Pion blanc sur case noire d4 · Pion noir sur case blanche e4 · Cavalier blanc sur case noire f4 · Cavalier blanc sur case noire c3 · Pion blanc sur case noire e3 · Pion blanc sur case noire g3 · Pion blanc sur case blanche h3 · Tour blanche sur case noire b2 · Fou blanc sur case noire d2 · Pion blanc sur case noire f2 · Fou blanc sur case blanche g2 · Roi blanc sur case noire h2 · Dame blanche sur case blanche d1 · Tour blanche sur case blanche f1 | Tour noire sur case blanche a8 · Tour noire sur case blanche e8 · Roi noir sur case blanche g8 · Pion noir sur case noire a7 · Pion noir sur case blanche b7 · Dame noire sur case blanche d7 · Pion noir sur case blanche f7 · Pion noir sur case blanche c6 · Cavalier noir sur case noire f6 · Pion noir sur case blanche g6 · Fou noir sur case noire h6 · Pion blanc sur case noire a5 · Pion blanc sur case blanche b5 · Pion blanc sur case noire c5 · Pion noir sur case blanche d5 · Fou noir sur case blanche f5 · Cavalier noir sur case noire g5 · Pion noir sur case blanche h5 · Pion blanc sur case noire d4 · Pion noir sur case blanche e4 · Cavalier blanc sur case noire f4 · Cavalier blanc sur case noire c3 · Pion blanc sur case noire e3 · Pion blanc sur case noire g3 · Pion blanc sur case blanche h3 · Tour blanche sur case noire b2 · Fou blanc sur case noire d2 · Pion blanc sur case noire f2 · Fou blanc sur case blanche g2 · Roi blanc sur case noire h2 · Dame blanche sur case blanche d1 · Tour blanche sur case blanche f1 | Tour noire sur case blanche a8 · Tour noire sur case blanche e8 · Roi noir sur case blanche g8 · Pion noir sur case noire a7 · Pion noir sur case blanche b7 · Dame noire sur case blanche d7 · Pion noir sur case blanche f7 · Pion noir sur case blanche c6 · Cavalier noir sur case noire f6 · Pion noir sur case blanche g6 · Fou noir sur case noire h6 · Pion blanc sur case noire a5 · Pion blanc sur case blanche b5 · Pion blanc sur case noire c5 · Pion noir sur case blanche d5 · Fou noir sur case blanche f5 · Cavalier noir sur case noire g5 · Pion noir sur case blanche h5 · Pion blanc sur case noire d4 · Pion noir sur case blanche e4 · Cavalier blanc sur case noire f4 · Cavalier blanc sur case noire c3 · Pion blanc sur case noire e3 · Pion blanc sur case noire g3 · Pion blanc sur case blanche h3 · Tour blanche sur case noire b2 · Fou blanc sur case noire d2 · Pion blanc sur case noire f2 · Fou blanc sur case blanche g2 · Roi blanc sur case noire h2 · Dame blanche sur case blanche d1 · Tour blanche sur case blanche f1 | Tour noire sur case blanche a8 · Tour noire sur case blanche e8 · Roi noir sur case blanche g8 · Pion noir sur case noire a7 · Pion noir sur case blanche b7 · Dame noire sur case blanche d7 · Pion noir sur case blanche f7 · Pion noir sur case blanche c6 · Cavalier noir sur case noire f6 · Pion noir sur case blanche g6 · Fou noir sur case noire h6 · Pion blanc sur case noire a5 · Pion blanc sur case blanche b5 · Pion blanc sur case noire c5 · Pion noir sur case blanche d5 · Fou noir sur case blanche f5 · Cavalier noir sur case noire g5 · Pion noir sur case blanche h5 · Pion blanc sur case noire d4 · Pion noir sur case blanche e4 · Cavalier blanc sur case noire f4 · Cavalier blanc sur case noire c3 · Pion blanc sur case noire e3 · Pion blanc sur case noire g3 · Pion blanc sur case blanche h3 · Tour blanche sur case noire b2 · Fou blanc sur case noire d2 · Pion blanc sur case noire f2 · Fou blanc sur case blanche g2 · Roi blanc sur case noire h2 · Dame blanche sur case blanche d1 · Tour blanche sur case blanche f1 | Tour noire sur case blanche a8 · Tour noire sur case blanche e8 · Roi noir sur case blanche g8 · Pion noir sur case noire a7 · Pion noir sur case blanche b7 · Dame noire sur case blanche d7 · Pion noir sur case blanche f7 · Pion noir sur case blanche c6 · Cavalier noir sur case noire f6 · Pion noir sur case blanche g6 · Fou noir sur case noire h6 · Pion blanc sur case noire a5 · Pion blanc sur case blanche b5 · Pion blanc sur case noire c5 · Pion noir sur case blanche d5 · Fou noir sur case blanche f5 · Cavalier noir sur case noire g5 · Pion noir sur case blanche h5 · Pion blanc sur case noire d4 · Pion noir sur case blanche e4 · Cavalier blanc sur case noire f4 · Cavalier blanc sur case noire c3 · Pion blanc sur case noire e3 · Pion blanc sur case noire g3 · Pion blanc sur case blanche h3 · Tour blanche sur case noire b2 · Fou blanc sur case noire d2 · Pion blanc sur case noire f2 · Fou blanc sur case blanche g2 · Roi blanc sur case noire h2 · Dame blanche sur case blanche d1 · Tour blanche sur case blanche f1 | Tour noire sur case blanche a8 · Tour noire sur case blanche e8 · Roi noir sur case blanche g8 · Pion noir sur case noire a7 · Pion noir sur case blanche b7 · Dame noire sur case blanche d7 · Pion noir sur case blanche f7 · Pion noir sur case blanche c6 · Cavalier noir sur case noire f6 · Pion noir sur case blanche g6 · Fou noir sur case noire h6 · Pion blanc sur case noire a5 · Pion blanc sur case blanche b5 · Pion blanc sur case noire c5 · Pion noir sur case blanche d5 · Fou noir sur case blanche f5 · Cavalier noir sur case noire g5 · Pion noir sur case blanche h5 · Pion blanc sur case noire d4 · Pion noir sur case blanche e4 · Cavalier blanc sur case noire f4 · Cavalier blanc sur case noire c3 · Pion blanc sur case noire e3 · Pion blanc sur case noire g3 · Pion blanc sur case blanche h3 · Tour blanche sur case noire b2 · Fou blanc sur case noire d2 · Pion blanc sur case noire f2 · Fou blanc sur case blanche g2 · Roi blanc sur case noire h2 · Dame blanche sur case blanche d1 · Tour blanche sur case blanche f1 | 5 |
| 4 | Tour noire sur case blanche a8 · Tour noire sur case blanche e8 · Roi noir sur case blanche g8 · Pion noir sur case noire a7 · Pion noir sur case blanche b7 · Dame noire sur case blanche d7 · Pion noir sur case blanche f7 · Pion noir sur case blanche c6 · Cavalier noir sur case noire f6 · Pion noir sur case blanche g6 · Fou noir sur case noire h6 · Pion blanc sur case noire a5 · Pion blanc sur case blanche b5 · Pion blanc sur case noire c5 · Pion noir sur case blanche d5 · Fou noir sur case blanche f5 · Cavalier noir sur case noire g5 · Pion noir sur case blanche h5 · Pion blanc sur case noire d4 · Pion noir sur case blanche e4 · Cavalier blanc sur case noire f4 · Cavalier blanc sur case noire c3 · Pion blanc sur case noire e3 · Pion blanc sur case noire g3 · Pion blanc sur case blanche h3 · Tour blanche sur case noire b2 · Fou blanc sur case noire d2 · Pion blanc sur case noire f2 · Fou blanc sur case blanche g2 · Roi blanc sur case noire h2 · Dame blanche sur case blanche d1 · Tour blanche sur case blanche f1 | Tour noire sur case blanche a8 · Tour noire sur case blanche e8 · Roi noir sur case blanche g8 · Pion noir sur case noire a7 · Pion noir sur case blanche b7 · Dame noire sur case blanche d7 · Pion noir sur case blanche f7 · Pion noir sur case blanche c6 · Cavalier noir sur case noire f6 · Pion noir sur case blanche g6 · Fou noir sur case noire h6 · Pion blanc sur case noire a5 · Pion blanc sur case blanche b5 · Pion blanc sur case noire c5 · Pion noir sur case blanche d5 · Fou noir sur case blanche f5 · Cavalier noir sur case noire g5 · Pion noir sur case blanche h5 · Pion blanc sur case noire d4 · Pion noir sur case blanche e4 · Cavalier blanc sur case noire f4 · Cavalier blanc sur case noire c3 · Pion blanc sur case noire e3 · Pion blanc sur case noire g3 · Pion blanc sur case blanche h3 · Tour blanche sur case noire b2 · Fou blanc sur case noire d2 · Pion blanc sur case noire f2 · Fou blanc sur case blanche g2 · Roi blanc sur case noire h2 · Dame blanche sur case blanche d1 · Tour blanche sur case blanche f1 | Tour noire sur case blanche a8 · Tour noire sur case blanche e8 · Roi noir sur case blanche g8 · Pion noir sur case noire a7 · Pion noir sur case blanche b7 · Dame noire sur case blanche d7 · Pion noir sur case blanche f7 · Pion noir sur case blanche c6 · Cavalier noir sur case noire f6 · Pion noir sur case blanche g6 · Fou noir sur case noire h6 · Pion blanc sur case noire a5 · Pion blanc sur case blanche b5 · Pion blanc sur case noire c5 · Pion noir sur case blanche d5 · Fou noir sur case blanche f5 · Cavalier noir sur case noire g5 · Pion noir sur case blanche h5 · Pion blanc sur case noire d4 · Pion noir sur case blanche e4 · Cavalier blanc sur case noire f4 · Cavalier blanc sur case noire c3 · Pion blanc sur case noire e3 · Pion blanc sur case noire g3 · Pion blanc sur case blanche h3 · Tour blanche sur case noire b2 · Fou blanc sur case noire d2 · Pion blanc sur case noire f2 · Fou blanc sur case blanche g2 · Roi blanc sur case noire h2 · Dame blanche sur case blanche d1 · Tour blanche sur case blanche f1 | Tour noire sur case blanche a8 · Tour noire sur case blanche e8 · Roi noir sur case blanche g8 · Pion noir sur case noire a7 · Pion noir sur case blanche b7 · Dame noire sur case blanche d7 · Pion noir sur case blanche f7 · Pion noir sur case blanche c6 · Cavalier noir sur case noire f6 · Pion noir sur case blanche g6 · Fou noir sur case noire h6 · Pion blanc sur case noire a5 · Pion blanc sur case blanche b5 · Pion blanc sur case noire c5 · Pion noir sur case blanche d5 · Fou noir sur case blanche f5 · Cavalier noir sur case noire g5 · Pion noir sur case blanche h5 · Pion blanc sur case noire d4 · Pion noir sur case blanche e4 · Cavalier blanc sur case noire f4 · Cavalier blanc sur case noire c3 · Pion blanc sur case noire e3 · Pion blanc sur case noire g3 · Pion blanc sur case blanche h3 · Tour blanche sur case noire b2 · Fou blanc sur case noire d2 · Pion blanc sur case noire f2 · Fou blanc sur case blanche g2 · Roi blanc sur case noire h2 · Dame blanche sur case blanche d1 · Tour blanche sur case blanche f1 | Tour noire sur case blanche a8 · Tour noire sur case blanche e8 · Roi noir sur case blanche g8 · Pion noir sur case noire a7 · Pion noir sur case blanche b7 · Dame noire sur case blanche d7 · Pion noir sur case blanche f7 · Pion noir sur case blanche c6 · Cavalier noir sur case noire f6 · Pion noir sur case blanche g6 · Fou noir sur case noire h6 · Pion blanc sur case noire a5 · Pion blanc sur case blanche b5 · Pion blanc sur case noire c5 · Pion noir sur case blanche d5 · Fou noir sur case blanche f5 · Cavalier noir sur case noire g5 · Pion noir sur case blanche h5 · Pion blanc sur case noire d4 · Pion noir sur case blanche e4 · Cavalier blanc sur case noire f4 · Cavalier blanc sur case noire c3 · Pion blanc sur case noire e3 · Pion blanc sur case noire g3 · Pion blanc sur case blanche h3 · Tour blanche sur case noire b2 · Fou blanc sur case noire d2 · Pion blanc sur case noire f2 · Fou blanc sur case blanche g2 · Roi blanc sur case noire h2 · Dame blanche sur case blanche d1 · Tour blanche sur case blanche f1 | Tour noire sur case blanche a8 · Tour noire sur case blanche e8 · Roi noir sur case blanche g8 · Pion noir sur case noire a7 · Pion noir sur case blanche b7 · Dame noire sur case blanche d7 · Pion noir sur case blanche f7 · Pion noir sur case blanche c6 · Cavalier noir sur case noire f6 · Pion noir sur case blanche g6 · Fou noir sur case noire h6 · Pion blanc sur case noire a5 · Pion blanc sur case blanche b5 · Pion blanc sur case noire c5 · Pion noir sur case blanche d5 · Fou noir sur case blanche f5 · Cavalier noir sur case noire g5 · Pion noir sur case blanche h5 · Pion blanc sur case noire d4 · Pion noir sur case blanche e4 · Cavalier blanc sur case noire f4 · Cavalier blanc sur case noire c3 · Pion blanc sur case noire e3 · Pion blanc sur case noire g3 · Pion blanc sur case blanche h3 · Tour blanche sur case noire b2 · Fou blanc sur case noire d2 · Pion blanc sur case noire f2 · Fou blanc sur case blanche g2 · Roi blanc sur case noire h2 · Dame blanche sur case blanche d1 · Tour blanche sur case blanche f1 | Tour noire sur case blanche a8 · Tour noire sur case blanche e8 · Roi noir sur case blanche g8 · Pion noir sur case noire a7 · Pion noir sur case blanche b7 · Dame noire sur case blanche d7 · Pion noir sur case blanche f7 · Pion noir sur case blanche c6 · Cavalier noir sur case noire f6 · Pion noir sur case blanche g6 · Fou noir sur case noire h6 · Pion blanc sur case noire a5 · Pion blanc sur case blanche b5 · Pion blanc sur case noire c5 · Pion noir sur case blanche d5 · Fou noir sur case blanche f5 · Cavalier noir sur case noire g5 · Pion noir sur case blanche h5 · Pion blanc sur case noire d4 · Pion noir sur case blanche e4 · Cavalier blanc sur case noire f4 · Cavalier blanc sur case noire c3 · Pion blanc sur case noire e3 · Pion blanc sur case noire g3 · Pion blanc sur case blanche h3 · Tour blanche sur case noire b2 · Fou blanc sur case noire d2 · Pion blanc sur case noire f2 · Fou blanc sur case blanche g2 · Roi blanc sur case noire h2 · Dame blanche sur case blanche d1 · Tour blanche sur case blanche f1 | Tour noire sur case blanche a8 · Tour noire sur case blanche e8 · Roi noir sur case blanche g8 · Pion noir sur case noire a7 · Pion noir sur case blanche b7 · Dame noire sur case blanche d7 · Pion noir sur case blanche f7 · Pion noir sur case blanche c6 · Cavalier noir sur case noire f6 · Pion noir sur case blanche g6 · Fou noir sur case noire h6 · Pion blanc sur case noire a5 · Pion blanc sur case blanche b5 · Pion blanc sur case noire c5 · Pion noir sur case blanche d5 · Fou noir sur case blanche f5 · Cavalier noir sur case noire g5 · Pion noir sur case blanche h5 · Pion blanc sur case noire d4 · Pion noir sur case blanche e4 · Cavalier blanc sur case noire f4 · Cavalier blanc sur case noire c3 · Pion blanc sur case noire e3 · Pion blanc sur case noire g3 · Pion blanc sur case blanche h3 · Tour blanche sur case noire b2 · Fou blanc sur case noire d2 · Pion blanc sur case noire f2 · Fou blanc sur case blanche g2 · Roi blanc sur case noire h2 · Dame blanche sur case blanche d1 · Tour blanche sur case blanche f1 | 4 |
| 3 | Tour noire sur case blanche a8 · Tour noire sur case blanche e8 · Roi noir sur case blanche g8 · Pion noir sur case noire a7 · Pion noir sur case blanche b7 · Dame noire sur case blanche d7 · Pion noir sur case blanche f7 · Pion noir sur case blanche c6 · Cavalier noir sur case noire f6 · Pion noir sur case blanche g6 · Fou noir sur case noire h6 · Pion blanc sur case noire a5 · Pion blanc sur case blanche b5 · Pion blanc sur case noire c5 · Pion noir sur case blanche d5 · Fou noir sur case blanche f5 · Cavalier noir sur case noire g5 · Pion noir sur case blanche h5 · Pion blanc sur case noire d4 · Pion noir sur case blanche e4 · Cavalier blanc sur case noire f4 · Cavalier blanc sur case noire c3 · Pion blanc sur case noire e3 · Pion blanc sur case noire g3 · Pion blanc sur case blanche h3 · Tour blanche sur case noire b2 · Fou blanc sur case noire d2 · Pion blanc sur case noire f2 · Fou blanc sur case blanche g2 · Roi blanc sur case noire h2 · Dame blanche sur case blanche d1 · Tour blanche sur case blanche f1 | Tour noire sur case blanche a8 · Tour noire sur case blanche e8 · Roi noir sur case blanche g8 · Pion noir sur case noire a7 · Pion noir sur case blanche b7 · Dame noire sur case blanche d7 · Pion noir sur case blanche f7 · Pion noir sur case blanche c6 · Cavalier noir sur case noire f6 · Pion noir sur case blanche g6 · Fou noir sur case noire h6 · Pion blanc sur case noire a5 · Pion blanc sur case blanche b5 · Pion blanc sur case noire c5 · Pion noir sur case blanche d5 · Fou noir sur case blanche f5 · Cavalier noir sur case noire g5 · Pion noir sur case blanche h5 · Pion blanc sur case noire d4 · Pion noir sur case blanche e4 · Cavalier blanc sur case noire f4 · Cavalier blanc sur case noire c3 · Pion blanc sur case noire e3 · Pion blanc sur case noire g3 · Pion blanc sur case blanche h3 · Tour blanche sur case noire b2 · Fou blanc sur case noire d2 · Pion blanc sur case noire f2 · Fou blanc sur case blanche g2 · Roi blanc sur case noire h2 · Dame blanche sur case blanche d1 · Tour blanche sur case blanche f1 | Tour noire sur case blanche a8 · Tour noire sur case blanche e8 · Roi noir sur case blanche g8 · Pion noir sur case noire a7 · Pion noir sur case blanche b7 · Dame noire sur case blanche d7 · Pion noir sur case blanche f7 · Pion noir sur case blanche c6 · Cavalier noir sur case noire f6 · Pion noir sur case blanche g6 · Fou noir sur case noire h6 · Pion blanc sur case noire a5 · Pion blanc sur case blanche b5 · Pion blanc sur case noire c5 · Pion noir sur case blanche d5 · Fou noir sur case blanche f5 · Cavalier noir sur case noire g5 · Pion noir sur case blanche h5 · Pion blanc sur case noire d4 · Pion noir sur case blanche e4 · Cavalier blanc sur case noire f4 · Cavalier blanc sur case noire c3 · Pion blanc sur case noire e3 · Pion blanc sur case noire g3 · Pion blanc sur case blanche h3 · Tour blanche sur case noire b2 · Fou blanc sur case noire d2 · Pion blanc sur case noire f2 · Fou blanc sur case blanche g2 · Roi blanc sur case noire h2 · Dame blanche sur case blanche d1 · Tour blanche sur case blanche f1 | Tour noire sur case blanche a8 · Tour noire sur case blanche e8 · Roi noir sur case blanche g8 · Pion noir sur case noire a7 · Pion noir sur case blanche b7 · Dame noire sur case blanche d7 · Pion noir sur case blanche f7 · Pion noir sur case blanche c6 · Cavalier noir sur case noire f6 · Pion noir sur case blanche g6 · Fou noir sur case noire h6 · Pion blanc sur case noire a5 · Pion blanc sur case blanche b5 · Pion blanc sur case noire c5 · Pion noir sur case blanche d5 · Fou noir sur case blanche f5 · Cavalier noir sur case noire g5 · Pion noir sur case blanche h5 · Pion blanc sur case noire d4 · Pion noir sur case blanche e4 · Cavalier blanc sur case noire f4 · Cavalier blanc sur case noire c3 · Pion blanc sur case noire e3 · Pion blanc sur case noire g3 · Pion blanc sur case blanche h3 · Tour blanche sur case noire b2 · Fou blanc sur case noire d2 · Pion blanc sur case noire f2 · Fou blanc sur case blanche g2 · Roi blanc sur case noire h2 · Dame blanche sur case blanche d1 · Tour blanche sur case blanche f1 | Tour noire sur case blanche a8 · Tour noire sur case blanche e8 · Roi noir sur case blanche g8 · Pion noir sur case noire a7 · Pion noir sur case blanche b7 · Dame noire sur case blanche d7 · Pion noir sur case blanche f7 · Pion noir sur case blanche c6 · Cavalier noir sur case noire f6 · Pion noir sur case blanche g6 · Fou noir sur case noire h6 · Pion blanc sur case noire a5 · Pion blanc sur case blanche b5 · Pion blanc sur case noire c5 · Pion noir sur case blanche d5 · Fou noir sur case blanche f5 · Cavalier noir sur case noire g5 · Pion noir sur case blanche h5 · Pion blanc sur case noire d4 · Pion noir sur case blanche e4 · Cavalier blanc sur case noire f4 · Cavalier blanc sur case noire c3 · Pion blanc sur case noire e3 · Pion blanc sur case noire g3 · Pion blanc sur case blanche h3 · Tour blanche sur case noire b2 · Fou blanc sur case noire d2 · Pion blanc sur case noire f2 · Fou blanc sur case blanche g2 · Roi blanc sur case noire h2 · Dame blanche sur case blanche d1 · Tour blanche sur case blanche f1 | Tour noire sur case blanche a8 · Tour noire sur case blanche e8 · Roi noir sur case blanche g8 · Pion noir sur case noire a7 · Pion noir sur case blanche b7 · Dame noire sur case blanche d7 · Pion noir sur case blanche f7 · Pion noir sur case blanche c6 · Cavalier noir sur case noire f6 · Pion noir sur case blanche g6 · Fou noir sur case noire h6 · Pion blanc sur case noire a5 · Pion blanc sur case blanche b5 · Pion blanc sur case noire c5 · Pion noir sur case blanche d5 · Fou noir sur case blanche f5 · Cavalier noir sur case noire g5 · Pion noir sur case blanche h5 · Pion blanc sur case noire d4 · Pion noir sur case blanche e4 · Cavalier blanc sur case noire f4 · Cavalier blanc sur case noire c3 · Pion blanc sur case noire e3 · Pion blanc sur case noire g3 · Pion blanc sur case blanche h3 · Tour blanche sur case noire b2 · Fou blanc sur case noire d2 · Pion blanc sur case noire f2 · Fou blanc sur case blanche g2 · Roi blanc sur case noire h2 · Dame blanche sur case blanche d1 · Tour blanche sur case blanche f1 | Tour noire sur case blanche a8 · Tour noire sur case blanche e8 · Roi noir sur case blanche g8 · Pion noir sur case noire a7 · Pion noir sur case blanche b7 · Dame noire sur case blanche d7 · Pion noir sur case blanche f7 · Pion noir sur case blanche c6 · Cavalier noir sur case noire f6 · Pion noir sur case blanche g6 · Fou noir sur case noire h6 · Pion blanc sur case noire a5 · Pion blanc sur case blanche b5 · Pion blanc sur case noire c5 · Pion noir sur case blanche d5 · Fou noir sur case blanche f5 · Cavalier noir sur case noire g5 · Pion noir sur case blanche h5 · Pion blanc sur case noire d4 · Pion noir sur case blanche e4 · Cavalier blanc sur case noire f4 · Cavalier blanc sur case noire c3 · Pion blanc sur case noire e3 · Pion blanc sur case noire g3 · Pion blanc sur case blanche h3 · Tour blanche sur case noire b2 · Fou blanc sur case noire d2 · Pion blanc sur case noire f2 · Fou blanc sur case blanche g2 · Roi blanc sur case noire h2 · Dame blanche sur case blanche d1 · Tour blanche sur case blanche f1 | Tour noire sur case blanche a8 · Tour noire sur case blanche e8 · Roi noir sur case blanche g8 · Pion noir sur case noire a7 · Pion noir sur case blanche b7 · Dame noire sur case blanche d7 · Pion noir sur case blanche f7 · Pion noir sur case blanche c6 · Cavalier noir sur case noire f6 · Pion noir sur case blanche g6 · Fou noir sur case noire h6 · Pion blanc sur case noire a5 · Pion blanc sur case blanche b5 · Pion blanc sur case noire c5 · Pion noir sur case blanche d5 · Fou noir sur case blanche f5 · Cavalier noir sur case noire g5 · Pion noir sur case blanche h5 · Pion blanc sur case noire d4 · Pion noir sur case blanche e4 · Cavalier blanc sur case noire f4 · Cavalier blanc sur case noire c3 · Pion blanc sur case noire e3 · Pion blanc sur case noire g3 · Pion blanc sur case blanche h3 · Tour blanche sur case noire b2 · Fou blanc sur case noire d2 · Pion blanc sur case noire f2 · Fou blanc sur case blanche g2 · Roi blanc sur case noire h2 · Dame blanche sur case blanche d1 · Tour blanche sur case blanche f1 | 3 |
| 2 | Tour noire sur case blanche a8 · Tour noire sur case blanche e8 · Roi noir sur case blanche g8 · Pion noir sur case noire a7 · Pion noir sur case blanche b7 · Dame noire sur case blanche d7 · Pion noir sur case blanche f7 · Pion noir sur case blanche c6 · Cavalier noir sur case noire f6 · Pion noir sur case blanche g6 · Fou noir sur case noire h6 · Pion blanc sur case noire a5 · Pion blanc sur case blanche b5 · Pion blanc sur case noire c5 · Pion noir sur case blanche d5 · Fou noir sur case blanche f5 · Cavalier noir sur case noire g5 · Pion noir sur case blanche h5 · Pion blanc sur case noire d4 · Pion noir sur case blanche e4 · Cavalier blanc sur case noire f4 · Cavalier blanc sur case noire c3 · Pion blanc sur case noire e3 · Pion blanc sur case noire g3 · Pion blanc sur case blanche h3 · Tour blanche sur case noire b2 · Fou blanc sur case noire d2 · Pion blanc sur case noire f2 · Fou blanc sur case blanche g2 · Roi blanc sur case noire h2 · Dame blanche sur case blanche d1 · Tour blanche sur case blanche f1 | Tour noire sur case blanche a8 · Tour noire sur case blanche e8 · Roi noir sur case blanche g8 · Pion noir sur case noire a7 · Pion noir sur case blanche b7 · Dame noire sur case blanche d7 · Pion noir sur case blanche f7 · Pion noir sur case blanche c6 · Cavalier noir sur case noire f6 · Pion noir sur case blanche g6 · Fou noir sur case noire h6 · Pion blanc sur case noire a5 · Pion blanc sur case blanche b5 · Pion blanc sur case noire c5 · Pion noir sur case blanche d5 · Fou noir sur case blanche f5 · Cavalier noir sur case noire g5 · Pion noir sur case blanche h5 · Pion blanc sur case noire d4 · Pion noir sur case blanche e4 · Cavalier blanc sur case noire f4 · Cavalier blanc sur case noire c3 · Pion blanc sur case noire e3 · Pion blanc sur case noire g3 · Pion blanc sur case blanche h3 · Tour blanche sur case noire b2 · Fou blanc sur case noire d2 · Pion blanc sur case noire f2 · Fou blanc sur case blanche g2 · Roi blanc sur case noire h2 · Dame blanche sur case blanche d1 · Tour blanche sur case blanche f1 | Tour noire sur case blanche a8 · Tour noire sur case blanche e8 · Roi noir sur case blanche g8 · Pion noir sur case noire a7 · Pion noir sur case blanche b7 · Dame noire sur case blanche d7 · Pion noir sur case blanche f7 · Pion noir sur case blanche c6 · Cavalier noir sur case noire f6 · Pion noir sur case blanche g6 · Fou noir sur case noire h6 · Pion blanc sur case noire a5 · Pion blanc sur case blanche b5 · Pion blanc sur case noire c5 · Pion noir sur case blanche d5 · Fou noir sur case blanche f5 · Cavalier noir sur case noire g5 · Pion noir sur case blanche h5 · Pion blanc sur case noire d4 · Pion noir sur case blanche e4 · Cavalier blanc sur case noire f4 · Cavalier blanc sur case noire c3 · Pion blanc sur case noire e3 · Pion blanc sur case noire g3 · Pion blanc sur case blanche h3 · Tour blanche sur case noire b2 · Fou blanc sur case noire d2 · Pion blanc sur case noire f2 · Fou blanc sur case blanche g2 · Roi blanc sur case noire h2 · Dame blanche sur case blanche d1 · Tour blanche sur case blanche f1 | Tour noire sur case blanche a8 · Tour noire sur case blanche e8 · Roi noir sur case blanche g8 · Pion noir sur case noire a7 · Pion noir sur case blanche b7 · Dame noire sur case blanche d7 · Pion noir sur case blanche f7 · Pion noir sur case blanche c6 · Cavalier noir sur case noire f6 · Pion noir sur case blanche g6 · Fou noir sur case noire h6 · Pion blanc sur case noire a5 · Pion blanc sur case blanche b5 · Pion blanc sur case noire c5 · Pion noir sur case blanche d5 · Fou noir sur case blanche f5 · Cavalier noir sur case noire g5 · Pion noir sur case blanche h5 · Pion blanc sur case noire d4 · Pion noir sur case blanche e4 · Cavalier blanc sur case noire f4 · Cavalier blanc sur case noire c3 · Pion blanc sur case noire e3 · Pion blanc sur case noire g3 · Pion blanc sur case blanche h3 · Tour blanche sur case noire b2 · Fou blanc sur case noire d2 · Pion blanc sur case noire f2 · Fou blanc sur case blanche g2 · Roi blanc sur case noire h2 · Dame blanche sur case blanche d1 · Tour blanche sur case blanche f1 | Tour noire sur case blanche a8 · Tour noire sur case blanche e8 · Roi noir sur case blanche g8 · Pion noir sur case noire a7 · Pion noir sur case blanche b7 · Dame noire sur case blanche d7 · Pion noir sur case blanche f7 · Pion noir sur case blanche c6 · Cavalier noir sur case noire f6 · Pion noir sur case blanche g6 · Fou noir sur case noire h6 · Pion blanc sur case noire a5 · Pion blanc sur case blanche b5 · Pion blanc sur case noire c5 · Pion noir sur case blanche d5 · Fou noir sur case blanche f5 · Cavalier noir sur case noire g5 · Pion noir sur case blanche h5 · Pion blanc sur case noire d4 · Pion noir sur case blanche e4 · Cavalier blanc sur case noire f4 · Cavalier blanc sur case noire c3 · Pion blanc sur case noire e3 · Pion blanc sur case noire g3 · Pion blanc sur case blanche h3 · Tour blanche sur case noire b2 · Fou blanc sur case noire d2 · Pion blanc sur case noire f2 · Fou blanc sur case blanche g2 · Roi blanc sur case noire h2 · Dame blanche sur case blanche d1 · Tour blanche sur case blanche f1 | Tour noire sur case blanche a8 · Tour noire sur case blanche e8 · Roi noir sur case blanche g8 · Pion noir sur case noire a7 · Pion noir sur case blanche b7 · Dame noire sur case blanche d7 · Pion noir sur case blanche f7 · Pion noir sur case blanche c6 · Cavalier noir sur case noire f6 · Pion noir sur case blanche g6 · Fou noir sur case noire h6 · Pion blanc sur case noire a5 · Pion blanc sur case blanche b5 · Pion blanc sur case noire c5 · Pion noir sur case blanche d5 · Fou noir sur case blanche f5 · Cavalier noir sur case noire g5 · Pion noir sur case blanche h5 · Pion blanc sur case noire d4 · Pion noir sur case blanche e4 · Cavalier blanc sur case noire f4 · Cavalier blanc sur case noire c3 · Pion blanc sur case noire e3 · Pion blanc sur case noire g3 · Pion blanc sur case blanche h3 · Tour blanche sur case noire b2 · Fou blanc sur case noire d2 · Pion blanc sur case noire f2 · Fou blanc sur case blanche g2 · Roi blanc sur case noire h2 · Dame blanche sur case blanche d1 · Tour blanche sur case blanche f1 | Tour noire sur case blanche a8 · Tour noire sur case blanche e8 · Roi noir sur case blanche g8 · Pion noir sur case noire a7 · Pion noir sur case blanche b7 · Dame noire sur case blanche d7 · Pion noir sur case blanche f7 · Pion noir sur case blanche c6 · Cavalier noir sur case noire f6 · Pion noir sur case blanche g6 · Fou noir sur case noire h6 · Pion blanc sur case noire a5 · Pion blanc sur case blanche b5 · Pion blanc sur case noire c5 · Pion noir sur case blanche d5 · Fou noir sur case blanche f5 · Cavalier noir sur case noire g5 · Pion noir sur case blanche h5 · Pion blanc sur case noire d4 · Pion noir sur case blanche e4 · Cavalier blanc sur case noire f4 · Cavalier blanc sur case noire c3 · Pion blanc sur case noire e3 · Pion blanc sur case noire g3 · Pion blanc sur case blanche h3 · Tour blanche sur case noire b2 · Fou blanc sur case noire d2 · Pion blanc sur case noire f2 · Fou blanc sur case blanche g2 · Roi blanc sur case noire h2 · Dame blanche sur case blanche d1 · Tour blanche sur case blanche f1 | Tour noire sur case blanche a8 · Tour noire sur case blanche e8 · Roi noir sur case blanche g8 · Pion noir sur case noire a7 · Pion noir sur case blanche b7 · Dame noire sur case blanche d7 · Pion noir sur case blanche f7 · Pion noir sur case blanche c6 · Cavalier noir sur case noire f6 · Pion noir sur case blanche g6 · Fou noir sur case noire h6 · Pion blanc sur case noire a5 · Pion blanc sur case blanche b5 · Pion blanc sur case noire c5 · Pion noir sur case blanche d5 · Fou noir sur case blanche f5 · Cavalier noir sur case noire g5 · Pion noir sur case blanche h5 · Pion blanc sur case noire d4 · Pion noir sur case blanche e4 · Cavalier blanc sur case noire f4 · Cavalier blanc sur case noire c3 · Pion blanc sur case noire e3 · Pion blanc sur case noire g3 · Pion blanc sur case blanche h3 · Tour blanche sur case noire b2 · Fou blanc sur case noire d2 · Pion blanc sur case noire f2 · Fou blanc sur case blanche g2 · Roi blanc sur case noire h2 · Dame blanche sur case blanche d1 · Tour blanche sur case blanche f1 | 2 |
| 1 | Tour noire sur case blanche a8 · Tour noire sur case blanche e8 · Roi noir sur case blanche g8 · Pion noir sur case noire a7 · Pion noir sur case blanche b7 · Dame noire sur case blanche d7 · Pion noir sur case blanche f7 · Pion noir sur case blanche c6 · Cavalier noir sur case noire f6 · Pion noir sur case blanche g6 · Fou noir sur case noire h6 · Pion blanc sur case noire a5 · Pion blanc sur case blanche b5 · Pion blanc sur case noire c5 · Pion noir sur case blanche d5 · Fou noir sur case blanche f5 · Cavalier noir sur case noire g5 · Pion noir sur case blanche h5 · Pion blanc sur case noire d4 · Pion noir sur case blanche e4 · Cavalier blanc sur case noire f4 · Cavalier blanc sur case noire c3 · Pion blanc sur case noire e3 · Pion blanc sur case noire g3 · Pion blanc sur case blanche h3 · Tour blanche sur case noire b2 · Fou blanc sur case noire d2 · Pion blanc sur case noire f2 · Fou blanc sur case blanche g2 · Roi blanc sur case noire h2 · Dame blanche sur case blanche d1 · Tour blanche sur case blanche f1 | Tour noire sur case blanche a8 · Tour noire sur case blanche e8 · Roi noir sur case blanche g8 · Pion noir sur case noire a7 · Pion noir sur case blanche b7 · Dame noire sur case blanche d7 · Pion noir sur case blanche f7 · Pion noir sur case blanche c6 · Cavalier noir sur case noire f6 · Pion noir sur case blanche g6 · Fou noir sur case noire h6 · Pion blanc sur case noire a5 · Pion blanc sur case blanche b5 · Pion blanc sur case noire c5 · Pion noir sur case blanche d5 · Fou noir sur case blanche f5 · Cavalier noir sur case noire g5 · Pion noir sur case blanche h5 · Pion blanc sur case noire d4 · Pion noir sur case blanche e4 · Cavalier blanc sur case noire f4 · Cavalier blanc sur case noire c3 · Pion blanc sur case noire e3 · Pion blanc sur case noire g3 · Pion blanc sur case blanche h3 · Tour blanche sur case noire b2 · Fou blanc sur case noire d2 · Pion blanc sur case noire f2 · Fou blanc sur case blanche g2 · Roi blanc sur case noire h2 · Dame blanche sur case blanche d1 · Tour blanche sur case blanche f1 | Tour noire sur case blanche a8 · Tour noire sur case blanche e8 · Roi noir sur case blanche g8 · Pion noir sur case noire a7 · Pion noir sur case blanche b7 · Dame noire sur case blanche d7 · Pion noir sur case blanche f7 · Pion noir sur case blanche c6 · Cavalier noir sur case noire f6 · Pion noir sur case blanche g6 · Fou noir sur case noire h6 · Pion blanc sur case noire a5 · Pion blanc sur case blanche b5 · Pion blanc sur case noire c5 · Pion noir sur case blanche d5 · Fou noir sur case blanche f5 · Cavalier noir sur case noire g5 · Pion noir sur case blanche h5 · Pion blanc sur case noire d4 · Pion noir sur case blanche e4 · Cavalier blanc sur case noire f4 · Cavalier blanc sur case noire c3 · Pion blanc sur case noire e3 · Pion blanc sur case noire g3 · Pion blanc sur case blanche h3 · Tour blanche sur case noire b2 · Fou blanc sur case noire d2 · Pion blanc sur case noire f2 · Fou blanc sur case blanche g2 · Roi blanc sur case noire h2 · Dame blanche sur case blanche d1 · Tour blanche sur case blanche f1 | Tour noire sur case blanche a8 · Tour noire sur case blanche e8 · Roi noir sur case blanche g8 · Pion noir sur case noire a7 · Pion noir sur case blanche b7 · Dame noire sur case blanche d7 · Pion noir sur case blanche f7 · Pion noir sur case blanche c6 · Cavalier noir sur case noire f6 · Pion noir sur case blanche g6 · Fou noir sur case noire h6 · Pion blanc sur case noire a5 · Pion blanc sur case blanche b5 · Pion blanc sur case noire c5 · Pion noir sur case blanche d5 · Fou noir sur case blanche f5 · Cavalier noir sur case noire g5 · Pion noir sur case blanche h5 · Pion blanc sur case noire d4 · Pion noir sur case blanche e4 · Cavalier blanc sur case noire f4 · Cavalier blanc sur case noire c3 · Pion blanc sur case noire e3 · Pion blanc sur case noire g3 · Pion blanc sur case blanche h3 · Tour blanche sur case noire b2 · Fou blanc sur case noire d2 · Pion blanc sur case noire f2 · Fou blanc sur case blanche g2 · Roi blanc sur case noire h2 · Dame blanche sur case blanche d1 · Tour blanche sur case blanche f1 | Tour noire sur case blanche a8 · Tour noire sur case blanche e8 · Roi noir sur case blanche g8 · Pion noir sur case noire a7 · Pion noir sur case blanche b7 · Dame noire sur case blanche d7 · Pion noir sur case blanche f7 · Pion noir sur case blanche c6 · Cavalier noir sur case noire f6 · Pion noir sur case blanche g6 · Fou noir sur case noire h6 · Pion blanc sur case noire a5 · Pion blanc sur case blanche b5 · Pion blanc sur case noire c5 · Pion noir sur case blanche d5 · Fou noir sur case blanche f5 · Cavalier noir sur case noire g5 · Pion noir sur case blanche h5 · Pion blanc sur case noire d4 · Pion noir sur case blanche e4 · Cavalier blanc sur case noire f4 · Cavalier blanc sur case noire c3 · Pion blanc sur case noire e3 · Pion blanc sur case noire g3 · Pion blanc sur case blanche h3 · Tour blanche sur case noire b2 · Fou blanc sur case noire d2 · Pion blanc sur case noire f2 · Fou blanc sur case blanche g2 · Roi blanc sur case noire h2 · Dame blanche sur case blanche d1 · Tour blanche sur case blanche f1 | Tour noire sur case blanche a8 · Tour noire sur case blanche e8 · Roi noir sur case blanche g8 · Pion noir sur case noire a7 · Pion noir sur case blanche b7 · Dame noire sur case blanche d7 · Pion noir sur case blanche f7 · Pion noir sur case blanche c6 · Cavalier noir sur case noire f6 · Pion noir sur case blanche g6 · Fou noir sur case noire h6 · Pion blanc sur case noire a5 · Pion blanc sur case blanche b5 · Pion blanc sur case noire c5 · Pion noir sur case blanche d5 · Fou noir sur case blanche f5 · Cavalier noir sur case noire g5 · Pion noir sur case blanche h5 · Pion blanc sur case noire d4 · Pion noir sur case blanche e4 · Cavalier blanc sur case noire f4 · Cavalier blanc sur case noire c3 · Pion blanc sur case noire e3 · Pion blanc sur case noire g3 · Pion blanc sur case blanche h3 · Tour blanche sur case noire b2 · Fou blanc sur case noire d2 · Pion blanc sur case noire f2 · Fou blanc sur case blanche g2 · Roi blanc sur case noire h2 · Dame blanche sur case blanche d1 · Tour blanche sur case blanche f1 | Tour noire sur case blanche a8 · Tour noire sur case blanche e8 · Roi noir sur case blanche g8 · Pion noir sur case noire a7 · Pion noir sur case blanche b7 · Dame noire sur case blanche d7 · Pion noir sur case blanche f7 · Pion noir sur case blanche c6 · Cavalier noir sur case noire f6 · Pion noir sur case blanche g6 · Fou noir sur case noire h6 · Pion blanc sur case noire a5 · Pion blanc sur case blanche b5 · Pion blanc sur case noire c5 · Pion noir sur case blanche d5 · Fou noir sur case blanche f5 · Cavalier noir sur case noire g5 · Pion noir sur case blanche h5 · Pion blanc sur case noire d4 · Pion noir sur case blanche e4 · Cavalier blanc sur case noire f4 · Cavalier blanc sur case noire c3 · Pion blanc sur case noire e3 · Pion blanc sur case noire g3 · Pion blanc sur case blanche h3 · Tour blanche sur case noire b2 · Fou blanc sur case noire d2 · Pion blanc sur case noire f2 · Fou blanc sur case blanche g2 · Roi blanc sur case noire h2 · Dame blanche sur case blanche d1 · Tour blanche sur case blanche f1 | Tour noire sur case blanche a8 · Tour noire sur case blanche e8 · Roi noir sur case blanche g8 · Pion noir sur case noire a7 · Pion noir sur case blanche b7 · Dame noire sur case blanche d7 · Pion noir sur case blanche f7 · Pion noir sur case blanche c6 · Cavalier noir sur case noire f6 · Pion noir sur case blanche g6 · Fou noir sur case noire h6 · Pion blanc sur case noire a5 · Pion blanc sur case blanche b5 · Pion blanc sur case noire c5 · Pion noir sur case blanche d5 · Fou noir sur case blanche f5 · Cavalier noir sur case noire g5 · Pion noir sur case blanche h5 · Pion blanc sur case noire d4 · Pion noir sur case blanche e4 · Cavalier blanc sur case noire f4 · Cavalier blanc sur case noire c3 · Pion blanc sur case noire e3 · Pion blanc sur case noire g3 · Pion blanc sur case blanche h3 · Tour blanche sur case noire b2 · Fou blanc sur case noire d2 · Pion blanc sur case noire f2 · Fou blanc sur case blanche g2 · Roi blanc sur case noire h2 · Dame blanche sur case blanche d1 · Tour blanche sur case blanche f1 | 1 |
|   | a | b | c | d | e | f | g | h |   |

|   | a | b | c | d | e | f | g | h |   |
| 8 | Dame noire sur case blanche e8 · Roi noir sur case blanche g8 · Tour noire sur case noire h8 · Pion noir sur case noire a7 · Pion noir sur case blanche h7 · Pion noir sur case noire b6 · Tour noire sur case blanche c6 · Dame blanche sur case noire d6 · Pion blanc sur case blanche e6 · Pion noir sur case noire f6 · Pion noir sur case blanche g6 · Fou blanc sur case noire h6 · Cavalier noir sur case noire e5 · Pion blanc sur case blanche e4 · Pion blanc sur case noire c3 · Pion blanc sur case blanche a2 · Pion blanc sur case noire b2 · Fou blanc sur case blanche e2 · Pion blanc sur case noire h2 · Tour blanche sur case noire a1 · Roi blanc sur case noire g1 | Dame noire sur case blanche e8 · Roi noir sur case blanche g8 · Tour noire sur case noire h8 · Pion noir sur case noire a7 · Pion noir sur case blanche h7 · Pion noir sur case noire b6 · Tour noire sur case blanche c6 · Dame blanche sur case noire d6 · Pion blanc sur case blanche e6 · Pion noir sur case noire f6 · Pion noir sur case blanche g6 · Fou blanc sur case noire h6 · Cavalier noir sur case noire e5 · Pion blanc sur case blanche e4 · Pion blanc sur case noire c3 · Pion blanc sur case blanche a2 · Pion blanc sur case noire b2 · Fou blanc sur case blanche e2 · Pion blanc sur case noire h2 · Tour blanche sur case noire a1 · Roi blanc sur case noire g1 | Dame noire sur case blanche e8 · Roi noir sur case blanche g8 · Tour noire sur case noire h8 · Pion noir sur case noire a7 · Pion noir sur case blanche h7 · Pion noir sur case noire b6 · Tour noire sur case blanche c6 · Dame blanche sur case noire d6 · Pion blanc sur case blanche e6 · Pion noir sur case noire f6 · Pion noir sur case blanche g6 · Fou blanc sur case noire h6 · Cavalier noir sur case noire e5 · Pion blanc sur case blanche e4 · Pion blanc sur case noire c3 · Pion blanc sur case blanche a2 · Pion blanc sur case noire b2 · Fou blanc sur case blanche e2 · Pion blanc sur case noire h2 · Tour blanche sur case noire a1 · Roi blanc sur case noire g1 | Dame noire sur case blanche e8 · Roi noir sur case blanche g8 · Tour noire sur case noire h8 · Pion noir sur case noire a7 · Pion noir sur case blanche h7 · Pion noir sur case noire b6 · Tour noire sur case blanche c6 · Dame blanche sur case noire d6 · Pion blanc sur case blanche e6 · Pion noir sur case noire f6 · Pion noir sur case blanche g6 · Fou blanc sur case noire h6 · Cavalier noir sur case noire e5 · Pion blanc sur case blanche e4 · Pion blanc sur case noire c3 · Pion blanc sur case blanche a2 · Pion blanc sur case noire b2 · Fou blanc sur case blanche e2 · Pion blanc sur case noire h2 · Tour blanche sur case noire a1 · Roi blanc sur case noire g1 | Dame noire sur case blanche e8 · Roi noir sur case blanche g8 · Tour noire sur case noire h8 · Pion noir sur case noire a7 · Pion noir sur case blanche h7 · Pion noir sur case noire b6 · Tour noire sur case blanche c6 · Dame blanche sur case noire d6 · Pion blanc sur case blanche e6 · Pion noir sur case noire f6 · Pion noir sur case blanche g6 · Fou blanc sur case noire h6 · Cavalier noir sur case noire e5 · Pion blanc sur case blanche e4 · Pion blanc sur case noire c3 · Pion blanc sur case blanche a2 · Pion blanc sur case noire b2 · Fou blanc sur case blanche e2 · Pion blanc sur case noire h2 · Tour blanche sur case noire a1 · Roi blanc sur case noire g1 | Dame noire sur case blanche e8 · Roi noir sur case blanche g8 · Tour noire sur case noire h8 · Pion noir sur case noire a7 · Pion noir sur case blanche h7 · Pion noir sur case noire b6 · Tour noire sur case blanche c6 · Dame blanche sur case noire d6 · Pion blanc sur case blanche e6 · Pion noir sur case noire f6 · Pion noir sur case blanche g6 · Fou blanc sur case noire h6 · Cavalier noir sur case noire e5 · Pion blanc sur case blanche e4 · Pion blanc sur case noire c3 · Pion blanc sur case blanche a2 · Pion blanc sur case noire b2 · Fou blanc sur case blanche e2 · Pion blanc sur case noire h2 · Tour blanche sur case noire a1 · Roi blanc sur case noire g1 | Dame noire sur case blanche e8 · Roi noir sur case blanche g8 · Tour noire sur case noire h8 · Pion noir sur case noire a7 · Pion noir sur case blanche h7 · Pion noir sur case noire b6 · Tour noire sur case blanche c6 · Dame blanche sur case noire d6 · Pion blanc sur case blanche e6 · Pion noir sur case noire f6 · Pion noir sur case blanche g6 · Fou blanc sur case noire h6 · Cavalier noir sur case noire e5 · Pion blanc sur case blanche e4 · Pion blanc sur case noire c3 · Pion blanc sur case blanche a2 · Pion blanc sur case noire b2 · Fou blanc sur case blanche e2 · Pion blanc sur case noire h2 · Tour blanche sur case noire a1 · Roi blanc sur case noire g1 | Dame noire sur case blanche e8 · Roi noir sur case blanche g8 · Tour noire sur case noire h8 · Pion noir sur case noire a7 · Pion noir sur case blanche h7 · Pion noir sur case noire b6 · Tour noire sur case blanche c6 · Dame blanche sur case noire d6 · Pion blanc sur case blanche e6 · Pion noir sur case noire f6 · Pion noir sur case blanche g6 · Fou blanc sur case noire h6 · Cavalier noir sur case noire e5 · Pion blanc sur case blanche e4 · Pion blanc sur case noire c3 · Pion blanc sur case blanche a2 · Pion blanc sur case noire b2 · Fou blanc sur case blanche e2 · Pion blanc sur case noire h2 · Tour blanche sur case noire a1 · Roi blanc sur case noire g1 | 8 |
| 7 | Dame noire sur case blanche e8 · Roi noir sur case blanche g8 · Tour noire sur case noire h8 · Pion noir sur case noire a7 · Pion noir sur case blanche h7 · Pion noir sur case noire b6 · Tour noire sur case blanche c6 · Dame blanche sur case noire d6 · Pion blanc sur case blanche e6 · Pion noir sur case noire f6 · Pion noir sur case blanche g6 · Fou blanc sur case noire h6 · Cavalier noir sur case noire e5 · Pion blanc sur case blanche e4 · Pion blanc sur case noire c3 · Pion blanc sur case blanche a2 · Pion blanc sur case noire b2 · Fou blanc sur case blanche e2 · Pion blanc sur case noire h2 · Tour blanche sur case noire a1 · Roi blanc sur case noire g1 | Dame noire sur case blanche e8 · Roi noir sur case blanche g8 · Tour noire sur case noire h8 · Pion noir sur case noire a7 · Pion noir sur case blanche h7 · Pion noir sur case noire b6 · Tour noire sur case blanche c6 · Dame blanche sur case noire d6 · Pion blanc sur case blanche e6 · Pion noir sur case noire f6 · Pion noir sur case blanche g6 · Fou blanc sur case noire h6 · Cavalier noir sur case noire e5 · Pion blanc sur case blanche e4 · Pion blanc sur case noire c3 · Pion blanc sur case blanche a2 · Pion blanc sur case noire b2 · Fou blanc sur case blanche e2 · Pion blanc sur case noire h2 · Tour blanche sur case noire a1 · Roi blanc sur case noire g1 | Dame noire sur case blanche e8 · Roi noir sur case blanche g8 · Tour noire sur case noire h8 · Pion noir sur case noire a7 · Pion noir sur case blanche h7 · Pion noir sur case noire b6 · Tour noire sur case blanche c6 · Dame blanche sur case noire d6 · Pion blanc sur case blanche e6 · Pion noir sur case noire f6 · Pion noir sur case blanche g6 · Fou blanc sur case noire h6 · Cavalier noir sur case noire e5 · Pion blanc sur case blanche e4 · Pion blanc sur case noire c3 · Pion blanc sur case blanche a2 · Pion blanc sur case noire b2 · Fou blanc sur case blanche e2 · Pion blanc sur case noire h2 · Tour blanche sur case noire a1 · Roi blanc sur case noire g1 | Dame noire sur case blanche e8 · Roi noir sur case blanche g8 · Tour noire sur case noire h8 · Pion noir sur case noire a7 · Pion noir sur case blanche h7 · Pion noir sur case noire b6 · Tour noire sur case blanche c6 · Dame blanche sur case noire d6 · Pion blanc sur case blanche e6 · Pion noir sur case noire f6 · Pion noir sur case blanche g6 · Fou blanc sur case noire h6 · Cavalier noir sur case noire e5 · Pion blanc sur case blanche e4 · Pion blanc sur case noire c3 · Pion blanc sur case blanche a2 · Pion blanc sur case noire b2 · Fou blanc sur case blanche e2 · Pion blanc sur case noire h2 · Tour blanche sur case noire a1 · Roi blanc sur case noire g1 | Dame noire sur case blanche e8 · Roi noir sur case blanche g8 · Tour noire sur case noire h8 · Pion noir sur case noire a7 · Pion noir sur case blanche h7 · Pion noir sur case noire b6 · Tour noire sur case blanche c6 · Dame blanche sur case noire d6 · Pion blanc sur case blanche e6 · Pion noir sur case noire f6 · Pion noir sur case blanche g6 · Fou blanc sur case noire h6 · Cavalier noir sur case noire e5 · Pion blanc sur case blanche e4 · Pion blanc sur case noire c3 · Pion blanc sur case blanche a2 · Pion blanc sur case noire b2 · Fou blanc sur case blanche e2 · Pion blanc sur case noire h2 · Tour blanche sur case noire a1 · Roi blanc sur case noire g1 | Dame noire sur case blanche e8 · Roi noir sur case blanche g8 · Tour noire sur case noire h8 · Pion noir sur case noire a7 · Pion noir sur case blanche h7 · Pion noir sur case noire b6 · Tour noire sur case blanche c6 · Dame blanche sur case noire d6 · Pion blanc sur case blanche e6 · Pion noir sur case noire f6 · Pion noir sur case blanche g6 · Fou blanc sur case noire h6 · Cavalier noir sur case noire e5 · Pion blanc sur case blanche e4 · Pion blanc sur case noire c3 · Pion blanc sur case blanche a2 · Pion blanc sur case noire b2 · Fou blanc sur case blanche e2 · Pion blanc sur case noire h2 · Tour blanche sur case noire a1 · Roi blanc sur case noire g1 | Dame noire sur case blanche e8 · Roi noir sur case blanche g8 · Tour noire sur case noire h8 · Pion noir sur case noire a7 · Pion noir sur case blanche h7 · Pion noir sur case noire b6 · Tour noire sur case blanche c6 · Dame blanche sur case noire d6 · Pion blanc sur case blanche e6 · Pion noir sur case noire f6 · Pion noir sur case blanche g6 · Fou blanc sur case noire h6 · Cavalier noir sur case noire e5 · Pion blanc sur case blanche e4 · Pion blanc sur case noire c3 · Pion blanc sur case blanche a2 · Pion blanc sur case noire b2 · Fou blanc sur case blanche e2 · Pion blanc sur case noire h2 · Tour blanche sur case noire a1 · Roi blanc sur case noire g1 | Dame noire sur case blanche e8 · Roi noir sur case blanche g8 · Tour noire sur case noire h8 · Pion noir sur case noire a7 · Pion noir sur case blanche h7 · Pion noir sur case noire b6 · Tour noire sur case blanche c6 · Dame blanche sur case noire d6 · Pion blanc sur case blanche e6 · Pion noir sur case noire f6 · Pion noir sur case blanche g6 · Fou blanc sur case noire h6 · Cavalier noir sur case noire e5 · Pion blanc sur case blanche e4 · Pion blanc sur case noire c3 · Pion blanc sur case blanche a2 · Pion blanc sur case noire b2 · Fou blanc sur case blanche e2 · Pion blanc sur case noire h2 · Tour blanche sur case noire a1 · Roi blanc sur case noire g1 | 7 |
| 6 | Dame noire sur case blanche e8 · Roi noir sur case blanche g8 · Tour noire sur case noire h8 · Pion noir sur case noire a7 · Pion noir sur case blanche h7 · Pion noir sur case noire b6 · Tour noire sur case blanche c6 · Dame blanche sur case noire d6 · Pion blanc sur case blanche e6 · Pion noir sur case noire f6 · Pion noir sur case blanche g6 · Fou blanc sur case noire h6 · Cavalier noir sur case noire e5 · Pion blanc sur case blanche e4 · Pion blanc sur case noire c3 · Pion blanc sur case blanche a2 · Pion blanc sur case noire b2 · Fou blanc sur case blanche e2 · Pion blanc sur case noire h2 · Tour blanche sur case noire a1 · Roi blanc sur case noire g1 | Dame noire sur case blanche e8 · Roi noir sur case blanche g8 · Tour noire sur case noire h8 · Pion noir sur case noire a7 · Pion noir sur case blanche h7 · Pion noir sur case noire b6 · Tour noire sur case blanche c6 · Dame blanche sur case noire d6 · Pion blanc sur case blanche e6 · Pion noir sur case noire f6 · Pion noir sur case blanche g6 · Fou blanc sur case noire h6 · Cavalier noir sur case noire e5 · Pion blanc sur case blanche e4 · Pion blanc sur case noire c3 · Pion blanc sur case blanche a2 · Pion blanc sur case noire b2 · Fou blanc sur case blanche e2 · Pion blanc sur case noire h2 · Tour blanche sur case noire a1 · Roi blanc sur case noire g1 | Dame noire sur case blanche e8 · Roi noir sur case blanche g8 · Tour noire sur case noire h8 · Pion noir sur case noire a7 · Pion noir sur case blanche h7 · Pion noir sur case noire b6 · Tour noire sur case blanche c6 · Dame blanche sur case noire d6 · Pion blanc sur case blanche e6 · Pion noir sur case noire f6 · Pion noir sur case blanche g6 · Fou blanc sur case noire h6 · Cavalier noir sur case noire e5 · Pion blanc sur case blanche e4 · Pion blanc sur case noire c3 · Pion blanc sur case blanche a2 · Pion blanc sur case noire b2 · Fou blanc sur case blanche e2 · Pion blanc sur case noire h2 · Tour blanche sur case noire a1 · Roi blanc sur case noire g1 | Dame noire sur case blanche e8 · Roi noir sur case blanche g8 · Tour noire sur case noire h8 · Pion noir sur case noire a7 · Pion noir sur case blanche h7 · Pion noir sur case noire b6 · Tour noire sur case blanche c6 · Dame blanche sur case noire d6 · Pion blanc sur case blanche e6 · Pion noir sur case noire f6 · Pion noir sur case blanche g6 · Fou blanc sur case noire h6 · Cavalier noir sur case noire e5 · Pion blanc sur case blanche e4 · Pion blanc sur case noire c3 · Pion blanc sur case blanche a2 · Pion blanc sur case noire b2 · Fou blanc sur case blanche e2 · Pion blanc sur case noire h2 · Tour blanche sur case noire a1 · Roi blanc sur case noire g1 | Dame noire sur case blanche e8 · Roi noir sur case blanche g8 · Tour noire sur case noire h8 · Pion noir sur case noire a7 · Pion noir sur case blanche h7 · Pion noir sur case noire b6 · Tour noire sur case blanche c6 · Dame blanche sur case noire d6 · Pion blanc sur case blanche e6 · Pion noir sur case noire f6 · Pion noir sur case blanche g6 · Fou blanc sur case noire h6 · Cavalier noir sur case noire e5 · Pion blanc sur case blanche e4 · Pion blanc sur case noire c3 · Pion blanc sur case blanche a2 · Pion blanc sur case noire b2 · Fou blanc sur case blanche e2 · Pion blanc sur case noire h2 · Tour blanche sur case noire a1 · Roi blanc sur case noire g1 | Dame noire sur case blanche e8 · Roi noir sur case blanche g8 · Tour noire sur case noire h8 · Pion noir sur case noire a7 · Pion noir sur case blanche h7 · Pion noir sur case noire b6 · Tour noire sur case blanche c6 · Dame blanche sur case noire d6 · Pion blanc sur case blanche e6 · Pion noir sur case noire f6 · Pion noir sur case blanche g6 · Fou blanc sur case noire h6 · Cavalier noir sur case noire e5 · Pion blanc sur case blanche e4 · Pion blanc sur case noire c3 · Pion blanc sur case blanche a2 · Pion blanc sur case noire b2 · Fou blanc sur case blanche e2 · Pion blanc sur case noire h2 · Tour blanche sur case noire a1 · Roi blanc sur case noire g1 | Dame noire sur case blanche e8 · Roi noir sur case blanche g8 · Tour noire sur case noire h8 · Pion noir sur case noire a7 · Pion noir sur case blanche h7 · Pion noir sur case noire b6 · Tour noire sur case blanche c6 · Dame blanche sur case noire d6 · Pion blanc sur case blanche e6 · Pion noir sur case noire f6 · Pion noir sur case blanche g6 · Fou blanc sur case noire h6 · Cavalier noir sur case noire e5 · Pion blanc sur case blanche e4 · Pion blanc sur case noire c3 · Pion blanc sur case blanche a2 · Pion blanc sur case noire b2 · Fou blanc sur case blanche e2 · Pion blanc sur case noire h2 · Tour blanche sur case noire a1 · Roi blanc sur case noire g1 | Dame noire sur case blanche e8 · Roi noir sur case blanche g8 · Tour noire sur case noire h8 · Pion noir sur case noire a7 · Pion noir sur case blanche h7 · Pion noir sur case noire b6 · Tour noire sur case blanche c6 · Dame blanche sur case noire d6 · Pion blanc sur case blanche e6 · Pion noir sur case noire f6 · Pion noir sur case blanche g6 · Fou blanc sur case noire h6 · Cavalier noir sur case noire e5 · Pion blanc sur case blanche e4 · Pion blanc sur case noire c3 · Pion blanc sur case blanche a2 · Pion blanc sur case noire b2 · Fou blanc sur case blanche e2 · Pion blanc sur case noire h2 · Tour blanche sur case noire a1 · Roi blanc sur case noire g1 | 6 |
| 5 | Dame noire sur case blanche e8 · Roi noir sur case blanche g8 · Tour noire sur case noire h8 · Pion noir sur case noire a7 · Pion noir sur case blanche h7 · Pion noir sur case noire b6 · Tour noire sur case blanche c6 · Dame blanche sur case noire d6 · Pion blanc sur case blanche e6 · Pion noir sur case noire f6 · Pion noir sur case blanche g6 · Fou blanc sur case noire h6 · Cavalier noir sur case noire e5 · Pion blanc sur case blanche e4 · Pion blanc sur case noire c3 · Pion blanc sur case blanche a2 · Pion blanc sur case noire b2 · Fou blanc sur case blanche e2 · Pion blanc sur case noire h2 · Tour blanche sur case noire a1 · Roi blanc sur case noire g1 | Dame noire sur case blanche e8 · Roi noir sur case blanche g8 · Tour noire sur case noire h8 · Pion noir sur case noire a7 · Pion noir sur case blanche h7 · Pion noir sur case noire b6 · Tour noire sur case blanche c6 · Dame blanche sur case noire d6 · Pion blanc sur case blanche e6 · Pion noir sur case noire f6 · Pion noir sur case blanche g6 · Fou blanc sur case noire h6 · Cavalier noir sur case noire e5 · Pion blanc sur case blanche e4 · Pion blanc sur case noire c3 · Pion blanc sur case blanche a2 · Pion blanc sur case noire b2 · Fou blanc sur case blanche e2 · Pion blanc sur case noire h2 · Tour blanche sur case noire a1 · Roi blanc sur case noire g1 | Dame noire sur case blanche e8 · Roi noir sur case blanche g8 · Tour noire sur case noire h8 · Pion noir sur case noire a7 · Pion noir sur case blanche h7 · Pion noir sur case noire b6 · Tour noire sur case blanche c6 · Dame blanche sur case noire d6 · Pion blanc sur case blanche e6 · Pion noir sur case noire f6 · Pion noir sur case blanche g6 · Fou blanc sur case noire h6 · Cavalier noir sur case noire e5 · Pion blanc sur case blanche e4 · Pion blanc sur case noire c3 · Pion blanc sur case blanche a2 · Pion blanc sur case noire b2 · Fou blanc sur case blanche e2 · Pion blanc sur case noire h2 · Tour blanche sur case noire a1 · Roi blanc sur case noire g1 | Dame noire sur case blanche e8 · Roi noir sur case blanche g8 · Tour noire sur case noire h8 · Pion noir sur case noire a7 · Pion noir sur case blanche h7 · Pion noir sur case noire b6 · Tour noire sur case blanche c6 · Dame blanche sur case noire d6 · Pion blanc sur case blanche e6 · Pion noir sur case noire f6 · Pion noir sur case blanche g6 · Fou blanc sur case noire h6 · Cavalier noir sur case noire e5 · Pion blanc sur case blanche e4 · Pion blanc sur case noire c3 · Pion blanc sur case blanche a2 · Pion blanc sur case noire b2 · Fou blanc sur case blanche e2 · Pion blanc sur case noire h2 · Tour blanche sur case noire a1 · Roi blanc sur case noire g1 | Dame noire sur case blanche e8 · Roi noir sur case blanche g8 · Tour noire sur case noire h8 · Pion noir sur case noire a7 · Pion noir sur case blanche h7 · Pion noir sur case noire b6 · Tour noire sur case blanche c6 · Dame blanche sur case noire d6 · Pion blanc sur case blanche e6 · Pion noir sur case noire f6 · Pion noir sur case blanche g6 · Fou blanc sur case noire h6 · Cavalier noir sur case noire e5 · Pion blanc sur case blanche e4 · Pion blanc sur case noire c3 · Pion blanc sur case blanche a2 · Pion blanc sur case noire b2 · Fou blanc sur case blanche e2 · Pion blanc sur case noire h2 · Tour blanche sur case noire a1 · Roi blanc sur case noire g1 | Dame noire sur case blanche e8 · Roi noir sur case blanche g8 · Tour noire sur case noire h8 · Pion noir sur case noire a7 · Pion noir sur case blanche h7 · Pion noir sur case noire b6 · Tour noire sur case blanche c6 · Dame blanche sur case noire d6 · Pion blanc sur case blanche e6 · Pion noir sur case noire f6 · Pion noir sur case blanche g6 · Fou blanc sur case noire h6 · Cavalier noir sur case noire e5 · Pion blanc sur case blanche e4 · Pion blanc sur case noire c3 · Pion blanc sur case blanche a2 · Pion blanc sur case noire b2 · Fou blanc sur case blanche e2 · Pion blanc sur case noire h2 · Tour blanche sur case noire a1 · Roi blanc sur case noire g1 | Dame noire sur case blanche e8 · Roi noir sur case blanche g8 · Tour noire sur case noire h8 · Pion noir sur case noire a7 · Pion noir sur case blanche h7 · Pion noir sur case noire b6 · Tour noire sur case blanche c6 · Dame blanche sur case noire d6 · Pion blanc sur case blanche e6 · Pion noir sur case noire f6 · Pion noir sur case blanche g6 · Fou blanc sur case noire h6 · Cavalier noir sur case noire e5 · Pion blanc sur case blanche e4 · Pion blanc sur case noire c3 · Pion blanc sur case blanche a2 · Pion blanc sur case noire b2 · Fou blanc sur case blanche e2 · Pion blanc sur case noire h2 · Tour blanche sur case noire a1 · Roi blanc sur case noire g1 | Dame noire sur case blanche e8 · Roi noir sur case blanche g8 · Tour noire sur case noire h8 · Pion noir sur case noire a7 · Pion noir sur case blanche h7 · Pion noir sur case noire b6 · Tour noire sur case blanche c6 · Dame blanche sur case noire d6 · Pion blanc sur case blanche e6 · Pion noir sur case noire f6 · Pion noir sur case blanche g6 · Fou blanc sur case noire h6 · Cavalier noir sur case noire e5 · Pion blanc sur case blanche e4 · Pion blanc sur case noire c3 · Pion blanc sur case blanche a2 · Pion blanc sur case noire b2 · Fou blanc sur case blanche e2 · Pion blanc sur case noire h2 · Tour blanche sur case noire a1 · Roi blanc sur case noire g1 | 5 |
| 4 | Dame noire sur case blanche e8 · Roi noir sur case blanche g8 · Tour noire sur case noire h8 · Pion noir sur case noire a7 · Pion noir sur case blanche h7 · Pion noir sur case noire b6 · Tour noire sur case blanche c6 · Dame blanche sur case noire d6 · Pion blanc sur case blanche e6 · Pion noir sur case noire f6 · Pion noir sur case blanche g6 · Fou blanc sur case noire h6 · Cavalier noir sur case noire e5 · Pion blanc sur case blanche e4 · Pion blanc sur case noire c3 · Pion blanc sur case blanche a2 · Pion blanc sur case noire b2 · Fou blanc sur case blanche e2 · Pion blanc sur case noire h2 · Tour blanche sur case noire a1 · Roi blanc sur case noire g1 | Dame noire sur case blanche e8 · Roi noir sur case blanche g8 · Tour noire sur case noire h8 · Pion noir sur case noire a7 · Pion noir sur case blanche h7 · Pion noir sur case noire b6 · Tour noire sur case blanche c6 · Dame blanche sur case noire d6 · Pion blanc sur case blanche e6 · Pion noir sur case noire f6 · Pion noir sur case blanche g6 · Fou blanc sur case noire h6 · Cavalier noir sur case noire e5 · Pion blanc sur case blanche e4 · Pion blanc sur case noire c3 · Pion blanc sur case blanche a2 · Pion blanc sur case noire b2 · Fou blanc sur case blanche e2 · Pion blanc sur case noire h2 · Tour blanche sur case noire a1 · Roi blanc sur case noire g1 | Dame noire sur case blanche e8 · Roi noir sur case blanche g8 · Tour noire sur case noire h8 · Pion noir sur case noire a7 · Pion noir sur case blanche h7 · Pion noir sur case noire b6 · Tour noire sur case blanche c6 · Dame blanche sur case noire d6 · Pion blanc sur case blanche e6 · Pion noir sur case noire f6 · Pion noir sur case blanche g6 · Fou blanc sur case noire h6 · Cavalier noir sur case noire e5 · Pion blanc sur case blanche e4 · Pion blanc sur case noire c3 · Pion blanc sur case blanche a2 · Pion blanc sur case noire b2 · Fou blanc sur case blanche e2 · Pion blanc sur case noire h2 · Tour blanche sur case noire a1 · Roi blanc sur case noire g1 | Dame noire sur case blanche e8 · Roi noir sur case blanche g8 · Tour noire sur case noire h8 · Pion noir sur case noire a7 · Pion noir sur case blanche h7 · Pion noir sur case noire b6 · Tour noire sur case blanche c6 · Dame blanche sur case noire d6 · Pion blanc sur case blanche e6 · Pion noir sur case noire f6 · Pion noir sur case blanche g6 · Fou blanc sur case noire h6 · Cavalier noir sur case noire e5 · Pion blanc sur case blanche e4 · Pion blanc sur case noire c3 · Pion blanc sur case blanche a2 · Pion blanc sur case noire b2 · Fou blanc sur case blanche e2 · Pion blanc sur case noire h2 · Tour blanche sur case noire a1 · Roi blanc sur case noire g1 | Dame noire sur case blanche e8 · Roi noir sur case blanche g8 · Tour noire sur case noire h8 · Pion noir sur case noire a7 · Pion noir sur case blanche h7 · Pion noir sur case noire b6 · Tour noire sur case blanche c6 · Dame blanche sur case noire d6 · Pion blanc sur case blanche e6 · Pion noir sur case noire f6 · Pion noir sur case blanche g6 · Fou blanc sur case noire h6 · Cavalier noir sur case noire e5 · Pion blanc sur case blanche e4 · Pion blanc sur case noire c3 · Pion blanc sur case blanche a2 · Pion blanc sur case noire b2 · Fou blanc sur case blanche e2 · Pion blanc sur case noire h2 · Tour blanche sur case noire a1 · Roi blanc sur case noire g1 | Dame noire sur case blanche e8 · Roi noir sur case blanche g8 · Tour noire sur case noire h8 · Pion noir sur case noire a7 · Pion noir sur case blanche h7 · Pion noir sur case noire b6 · Tour noire sur case blanche c6 · Dame blanche sur case noire d6 · Pion blanc sur case blanche e6 · Pion noir sur case noire f6 · Pion noir sur case blanche g6 · Fou blanc sur case noire h6 · Cavalier noir sur case noire e5 · Pion blanc sur case blanche e4 · Pion blanc sur case noire c3 · Pion blanc sur case blanche a2 · Pion blanc sur case noire b2 · Fou blanc sur case blanche e2 · Pion blanc sur case noire h2 · Tour blanche sur case noire a1 · Roi blanc sur case noire g1 | Dame noire sur case blanche e8 · Roi noir sur case blanche g8 · Tour noire sur case noire h8 · Pion noir sur case noire a7 · Pion noir sur case blanche h7 · Pion noir sur case noire b6 · Tour noire sur case blanche c6 · Dame blanche sur case noire d6 · Pion blanc sur case blanche e6 · Pion noir sur case noire f6 · Pion noir sur case blanche g6 · Fou blanc sur case noire h6 · Cavalier noir sur case noire e5 · Pion blanc sur case blanche e4 · Pion blanc sur case noire c3 · Pion blanc sur case blanche a2 · Pion blanc sur case noire b2 · Fou blanc sur case blanche e2 · Pion blanc sur case noire h2 · Tour blanche sur case noire a1 · Roi blanc sur case noire g1 | Dame noire sur case blanche e8 · Roi noir sur case blanche g8 · Tour noire sur case noire h8 · Pion noir sur case noire a7 · Pion noir sur case blanche h7 · Pion noir sur case noire b6 · Tour noire sur case blanche c6 · Dame blanche sur case noire d6 · Pion blanc sur case blanche e6 · Pion noir sur case noire f6 · Pion noir sur case blanche g6 · Fou blanc sur case noire h6 · Cavalier noir sur case noire e5 · Pion blanc sur case blanche e4 · Pion blanc sur case noire c3 · Pion blanc sur case blanche a2 · Pion blanc sur case noire b2 · Fou blanc sur case blanche e2 · Pion blanc sur case noire h2 · Tour blanche sur case noire a1 · Roi blanc sur case noire g1 | 4 |
| 3 | Dame noire sur case blanche e8 · Roi noir sur case blanche g8 · Tour noire sur case noire h8 · Pion noir sur case noire a7 · Pion noir sur case blanche h7 · Pion noir sur case noire b6 · Tour noire sur case blanche c6 · Dame blanche sur case noire d6 · Pion blanc sur case blanche e6 · Pion noir sur case noire f6 · Pion noir sur case blanche g6 · Fou blanc sur case noire h6 · Cavalier noir sur case noire e5 · Pion blanc sur case blanche e4 · Pion blanc sur case noire c3 · Pion blanc sur case blanche a2 · Pion blanc sur case noire b2 · Fou blanc sur case blanche e2 · Pion blanc sur case noire h2 · Tour blanche sur case noire a1 · Roi blanc sur case noire g1 | Dame noire sur case blanche e8 · Roi noir sur case blanche g8 · Tour noire sur case noire h8 · Pion noir sur case noire a7 · Pion noir sur case blanche h7 · Pion noir sur case noire b6 · Tour noire sur case blanche c6 · Dame blanche sur case noire d6 · Pion blanc sur case blanche e6 · Pion noir sur case noire f6 · Pion noir sur case blanche g6 · Fou blanc sur case noire h6 · Cavalier noir sur case noire e5 · Pion blanc sur case blanche e4 · Pion blanc sur case noire c3 · Pion blanc sur case blanche a2 · Pion blanc sur case noire b2 · Fou blanc sur case blanche e2 · Pion blanc sur case noire h2 · Tour blanche sur case noire a1 · Roi blanc sur case noire g1 | Dame noire sur case blanche e8 · Roi noir sur case blanche g8 · Tour noire sur case noire h8 · Pion noir sur case noire a7 · Pion noir sur case blanche h7 · Pion noir sur case noire b6 · Tour noire sur case blanche c6 · Dame blanche sur case noire d6 · Pion blanc sur case blanche e6 · Pion noir sur case noire f6 · Pion noir sur case blanche g6 · Fou blanc sur case noire h6 · Cavalier noir sur case noire e5 · Pion blanc sur case blanche e4 · Pion blanc sur case noire c3 · Pion blanc sur case blanche a2 · Pion blanc sur case noire b2 · Fou blanc sur case blanche e2 · Pion blanc sur case noire h2 · Tour blanche sur case noire a1 · Roi blanc sur case noire g1 | Dame noire sur case blanche e8 · Roi noir sur case blanche g8 · Tour noire sur case noire h8 · Pion noir sur case noire a7 · Pion noir sur case blanche h7 · Pion noir sur case noire b6 · Tour noire sur case blanche c6 · Dame blanche sur case noire d6 · Pion blanc sur case blanche e6 · Pion noir sur case noire f6 · Pion noir sur case blanche g6 · Fou blanc sur case noire h6 · Cavalier noir sur case noire e5 · Pion blanc sur case blanche e4 · Pion blanc sur case noire c3 · Pion blanc sur case blanche a2 · Pion blanc sur case noire b2 · Fou blanc sur case blanche e2 · Pion blanc sur case noire h2 · Tour blanche sur case noire a1 · Roi blanc sur case noire g1 | Dame noire sur case blanche e8 · Roi noir sur case blanche g8 · Tour noire sur case noire h8 · Pion noir sur case noire a7 · Pion noir sur case blanche h7 · Pion noir sur case noire b6 · Tour noire sur case blanche c6 · Dame blanche sur case noire d6 · Pion blanc sur case blanche e6 · Pion noir sur case noire f6 · Pion noir sur case blanche g6 · Fou blanc sur case noire h6 · Cavalier noir sur case noire e5 · Pion blanc sur case blanche e4 · Pion blanc sur case noire c3 · Pion blanc sur case blanche a2 · Pion blanc sur case noire b2 · Fou blanc sur case blanche e2 · Pion blanc sur case noire h2 · Tour blanche sur case noire a1 · Roi blanc sur case noire g1 | Dame noire sur case blanche e8 · Roi noir sur case blanche g8 · Tour noire sur case noire h8 · Pion noir sur case noire a7 · Pion noir sur case blanche h7 · Pion noir sur case noire b6 · Tour noire sur case blanche c6 · Dame blanche sur case noire d6 · Pion blanc sur case blanche e6 · Pion noir sur case noire f6 · Pion noir sur case blanche g6 · Fou blanc sur case noire h6 · Cavalier noir sur case noire e5 · Pion blanc sur case blanche e4 · Pion blanc sur case noire c3 · Pion blanc sur case blanche a2 · Pion blanc sur case noire b2 · Fou blanc sur case blanche e2 · Pion blanc sur case noire h2 · Tour blanche sur case noire a1 · Roi blanc sur case noire g1 | Dame noire sur case blanche e8 · Roi noir sur case blanche g8 · Tour noire sur case noire h8 · Pion noir sur case noire a7 · Pion noir sur case blanche h7 · Pion noir sur case noire b6 · Tour noire sur case blanche c6 · Dame blanche sur case noire d6 · Pion blanc sur case blanche e6 · Pion noir sur case noire f6 · Pion noir sur case blanche g6 · Fou blanc sur case noire h6 · Cavalier noir sur case noire e5 · Pion blanc sur case blanche e4 · Pion blanc sur case noire c3 · Pion blanc sur case blanche a2 · Pion blanc sur case noire b2 · Fou blanc sur case blanche e2 · Pion blanc sur case noire h2 · Tour blanche sur case noire a1 · Roi blanc sur case noire g1 | Dame noire sur case blanche e8 · Roi noir sur case blanche g8 · Tour noire sur case noire h8 · Pion noir sur case noire a7 · Pion noir sur case blanche h7 · Pion noir sur case noire b6 · Tour noire sur case blanche c6 · Dame blanche sur case noire d6 · Pion blanc sur case blanche e6 · Pion noir sur case noire f6 · Pion noir sur case blanche g6 · Fou blanc sur case noire h6 · Cavalier noir sur case noire e5 · Pion blanc sur case blanche e4 · Pion blanc sur case noire c3 · Pion blanc sur case blanche a2 · Pion blanc sur case noire b2 · Fou blanc sur case blanche e2 · Pion blanc sur case noire h2 · Tour blanche sur case noire a1 · Roi blanc sur case noire g1 | 3 |
| 2 | Dame noire sur case blanche e8 · Roi noir sur case blanche g8 · Tour noire sur case noire h8 · Pion noir sur case noire a7 · Pion noir sur case blanche h7 · Pion noir sur case noire b6 · Tour noire sur case blanche c6 · Dame blanche sur case noire d6 · Pion blanc sur case blanche e6 · Pion noir sur case noire f6 · Pion noir sur case blanche g6 · Fou blanc sur case noire h6 · Cavalier noir sur case noire e5 · Pion blanc sur case blanche e4 · Pion blanc sur case noire c3 · Pion blanc sur case blanche a2 · Pion blanc sur case noire b2 · Fou blanc sur case blanche e2 · Pion blanc sur case noire h2 · Tour blanche sur case noire a1 · Roi blanc sur case noire g1 | Dame noire sur case blanche e8 · Roi noir sur case blanche g8 · Tour noire sur case noire h8 · Pion noir sur case noire a7 · Pion noir sur case blanche h7 · Pion noir sur case noire b6 · Tour noire sur case blanche c6 · Dame blanche sur case noire d6 · Pion blanc sur case blanche e6 · Pion noir sur case noire f6 · Pion noir sur case blanche g6 · Fou blanc sur case noire h6 · Cavalier noir sur case noire e5 · Pion blanc sur case blanche e4 · Pion blanc sur case noire c3 · Pion blanc sur case blanche a2 · Pion blanc sur case noire b2 · Fou blanc sur case blanche e2 · Pion blanc sur case noire h2 · Tour blanche sur case noire a1 · Roi blanc sur case noire g1 | Dame noire sur case blanche e8 · Roi noir sur case blanche g8 · Tour noire sur case noire h8 · Pion noir sur case noire a7 · Pion noir sur case blanche h7 · Pion noir sur case noire b6 · Tour noire sur case blanche c6 · Dame blanche sur case noire d6 · Pion blanc sur case blanche e6 · Pion noir sur case noire f6 · Pion noir sur case blanche g6 · Fou blanc sur case noire h6 · Cavalier noir sur case noire e5 · Pion blanc sur case blanche e4 · Pion blanc sur case noire c3 · Pion blanc sur case blanche a2 · Pion blanc sur case noire b2 · Fou blanc sur case blanche e2 · Pion blanc sur case noire h2 · Tour blanche sur case noire a1 · Roi blanc sur case noire g1 | Dame noire sur case blanche e8 · Roi noir sur case blanche g8 · Tour noire sur case noire h8 · Pion noir sur case noire a7 · Pion noir sur case blanche h7 · Pion noir sur case noire b6 · Tour noire sur case blanche c6 · Dame blanche sur case noire d6 · Pion blanc sur case blanche e6 · Pion noir sur case noire f6 · Pion noir sur case blanche g6 · Fou blanc sur case noire h6 · Cavalier noir sur case noire e5 · Pion blanc sur case blanche e4 · Pion blanc sur case noire c3 · Pion blanc sur case blanche a2 · Pion blanc sur case noire b2 · Fou blanc sur case blanche e2 · Pion blanc sur case noire h2 · Tour blanche sur case noire a1 · Roi blanc sur case noire g1 | Dame noire sur case blanche e8 · Roi noir sur case blanche g8 · Tour noire sur case noire h8 · Pion noir sur case noire a7 · Pion noir sur case blanche h7 · Pion noir sur case noire b6 · Tour noire sur case blanche c6 · Dame blanche sur case noire d6 · Pion blanc sur case blanche e6 · Pion noir sur case noire f6 · Pion noir sur case blanche g6 · Fou blanc sur case noire h6 · Cavalier noir sur case noire e5 · Pion blanc sur case blanche e4 · Pion blanc sur case noire c3 · Pion blanc sur case blanche a2 · Pion blanc sur case noire b2 · Fou blanc sur case blanche e2 · Pion blanc sur case noire h2 · Tour blanche sur case noire a1 · Roi blanc sur case noire g1 | Dame noire sur case blanche e8 · Roi noir sur case blanche g8 · Tour noire sur case noire h8 · Pion noir sur case noire a7 · Pion noir sur case blanche h7 · Pion noir sur case noire b6 · Tour noire sur case blanche c6 · Dame blanche sur case noire d6 · Pion blanc sur case blanche e6 · Pion noir sur case noire f6 · Pion noir sur case blanche g6 · Fou blanc sur case noire h6 · Cavalier noir sur case noire e5 · Pion blanc sur case blanche e4 · Pion blanc sur case noire c3 · Pion blanc sur case blanche a2 · Pion blanc sur case noire b2 · Fou blanc sur case blanche e2 · Pion blanc sur case noire h2 · Tour blanche sur case noire a1 · Roi blanc sur case noire g1 | Dame noire sur case blanche e8 · Roi noir sur case blanche g8 · Tour noire sur case noire h8 · Pion noir sur case noire a7 · Pion noir sur case blanche h7 · Pion noir sur case noire b6 · Tour noire sur case blanche c6 · Dame blanche sur case noire d6 · Pion blanc sur case blanche e6 · Pion noir sur case noire f6 · Pion noir sur case blanche g6 · Fou blanc sur case noire h6 · Cavalier noir sur case noire e5 · Pion blanc sur case blanche e4 · Pion blanc sur case noire c3 · Pion blanc sur case blanche a2 · Pion blanc sur case noire b2 · Fou blanc sur case blanche e2 · Pion blanc sur case noire h2 · Tour blanche sur case noire a1 · Roi blanc sur case noire g1 | Dame noire sur case blanche e8 · Roi noir sur case blanche g8 · Tour noire sur case noire h8 · Pion noir sur case noire a7 · Pion noir sur case blanche h7 · Pion noir sur case noire b6 · Tour noire sur case blanche c6 · Dame blanche sur case noire d6 · Pion blanc sur case blanche e6 · Pion noir sur case noire f6 · Pion noir sur case blanche g6 · Fou blanc sur case noire h6 · Cavalier noir sur case noire e5 · Pion blanc sur case blanche e4 · Pion blanc sur case noire c3 · Pion blanc sur case blanche a2 · Pion blanc sur case noire b2 · Fou blanc sur case blanche e2 · Pion blanc sur case noire h2 · Tour blanche sur case noire a1 · Roi blanc sur case noire g1 | 2 |
| 1 | Dame noire sur case blanche e8 · Roi noir sur case blanche g8 · Tour noire sur case noire h8 · Pion noir sur case noire a7 · Pion noir sur case blanche h7 · Pion noir sur case noire b6 · Tour noire sur case blanche c6 · Dame blanche sur case noire d6 · Pion blanc sur case blanche e6 · Pion noir sur case noire f6 · Pion noir sur case blanche g6 · Fou blanc sur case noire h6 · Cavalier noir sur case noire e5 · Pion blanc sur case blanche e4 · Pion blanc sur case noire c3 · Pion blanc sur case blanche a2 · Pion blanc sur case noire b2 · Fou blanc sur case blanche e2 · Pion blanc sur case noire h2 · Tour blanche sur case noire a1 · Roi blanc sur case noire g1 | Dame noire sur case blanche e8 · Roi noir sur case blanche g8 · Tour noire sur case noire h8 · Pion noir sur case noire a7 · Pion noir sur case blanche h7 · Pion noir sur case noire b6 · Tour noire sur case blanche c6 · Dame blanche sur case noire d6 · Pion blanc sur case blanche e6 · Pion noir sur case noire f6 · Pion noir sur case blanche g6 · Fou blanc sur case noire h6 · Cavalier noir sur case noire e5 · Pion blanc sur case blanche e4 · Pion blanc sur case noire c3 · Pion blanc sur case blanche a2 · Pion blanc sur case noire b2 · Fou blanc sur case blanche e2 · Pion blanc sur case noire h2 · Tour blanche sur case noire a1 · Roi blanc sur case noire g1 | Dame noire sur case blanche e8 · Roi noir sur case blanche g8 · Tour noire sur case noire h8 · Pion noir sur case noire a7 · Pion noir sur case blanche h7 · Pion noir sur case noire b6 · Tour noire sur case blanche c6 · Dame blanche sur case noire d6 · Pion blanc sur case blanche e6 · Pion noir sur case noire f6 · Pion noir sur case blanche g6 · Fou blanc sur case noire h6 · Cavalier noir sur case noire e5 · Pion blanc sur case blanche e4 · Pion blanc sur case noire c3 · Pion blanc sur case blanche a2 · Pion blanc sur case noire b2 · Fou blanc sur case blanche e2 · Pion blanc sur case noire h2 · Tour blanche sur case noire a1 · Roi blanc sur case noire g1 | Dame noire sur case blanche e8 · Roi noir sur case blanche g8 · Tour noire sur case noire h8 · Pion noir sur case noire a7 · Pion noir sur case blanche h7 · Pion noir sur case noire b6 · Tour noire sur case blanche c6 · Dame blanche sur case noire d6 · Pion blanc sur case blanche e6 · Pion noir sur case noire f6 · Pion noir sur case blanche g6 · Fou blanc sur case noire h6 · Cavalier noir sur case noire e5 · Pion blanc sur case blanche e4 · Pion blanc sur case noire c3 · Pion blanc sur case blanche a2 · Pion blanc sur case noire b2 · Fou blanc sur case blanche e2 · Pion blanc sur case noire h2 · Tour blanche sur case noire a1 · Roi blanc sur case noire g1 | Dame noire sur case blanche e8 · Roi noir sur case blanche g8 · Tour noire sur case noire h8 · Pion noir sur case noire a7 · Pion noir sur case blanche h7 · Pion noir sur case noire b6 · Tour noire sur case blanche c6 · Dame blanche sur case noire d6 · Pion blanc sur case blanche e6 · Pion noir sur case noire f6 · Pion noir sur case blanche g6 · Fou blanc sur case noire h6 · Cavalier noir sur case noire e5 · Pion blanc sur case blanche e4 · Pion blanc sur case noire c3 · Pion blanc sur case blanche a2 · Pion blanc sur case noire b2 · Fou blanc sur case blanche e2 · Pion blanc sur case noire h2 · Tour blanche sur case noire a1 · Roi blanc sur case noire g1 | Dame noire sur case blanche e8 · Roi noir sur case blanche g8 · Tour noire sur case noire h8 · Pion noir sur case noire a7 · Pion noir sur case blanche h7 · Pion noir sur case noire b6 · Tour noire sur case blanche c6 · Dame blanche sur case noire d6 · Pion blanc sur case blanche e6 · Pion noir sur case noire f6 · Pion noir sur case blanche g6 · Fou blanc sur case noire h6 · Cavalier noir sur case noire e5 · Pion blanc sur case blanche e4 · Pion blanc sur case noire c3 · Pion blanc sur case blanche a2 · Pion blanc sur case noire b2 · Fou blanc sur case blanche e2 · Pion blanc sur case noire h2 · Tour blanche sur case noire a1 · Roi blanc sur case noire g1 | Dame noire sur case blanche e8 · Roi noir sur case blanche g8 · Tour noire sur case noire h8 · Pion noir sur case noire a7 · Pion noir sur case blanche h7 · Pion noir sur case noire b6 · Tour noire sur case blanche c6 · Dame blanche sur case noire d6 · Pion blanc sur case blanche e6 · Pion noir sur case noire f6 · Pion noir sur case blanche g6 · Fou blanc sur case noire h6 · Cavalier noir sur case noire e5 · Pion blanc sur case blanche e4 · Pion blanc sur case noire c3 · Pion blanc sur case blanche a2 · Pion blanc sur case noire b2 · Fou blanc sur case blanche e2 · Pion blanc sur case noire h2 · Tour blanche sur case noire a1 · Roi blanc sur case noire g1 | Dame noire sur case blanche e8 · Roi noir sur case blanche g8 · Tour noire sur case noire h8 · Pion noir sur case noire a7 · Pion noir sur case blanche h7 · Pion noir sur case noire b6 · Tour noire sur case blanche c6 · Dame blanche sur case noire d6 · Pion blanc sur case blanche e6 · Pion noir sur case noire f6 · Pion noir sur case blanche g6 · Fou blanc sur case noire h6 · Cavalier noir sur case noire e5 · Pion blanc sur case blanche e4 · Pion blanc sur case noire c3 · Pion blanc sur case blanche a2 · Pion blanc sur case noire b2 · Fou blanc sur case blanche e2 · Pion blanc sur case noire h2 · Tour blanche sur case noire a1 · Roi blanc sur case noire g1 | 1 |
|   | a | b | c | d | e | f | g | h |   |

Article du 26/11/2012 Les échecs électroniques : histoire d’une confrontation entre l’humain et la machine dans le site Interstices, le site de culture scientifique,
Pierre Nolot propose un autre test plus stratégique :
|   | a | b | c | d | e | f | g | h |   |
| 8 | Dame noire sur case blanche c8 · Cavalier blanc sur case noire d8 · Roi noir sur case noire a7 · Pion noir sur case blanche d7 · Pion noir sur case blanche c6 · Pion blanc sur case noire d6 · Pion noir sur case blanche b5 · Pion blanc sur case noire c5 · Fou blanc sur case noire g5 · Pion noir sur case blanche a4 · Pion blanc sur case noire b4 · Pion blanc sur case noire a3 · Roi blanc sur case noire e3 | Dame noire sur case blanche c8 · Cavalier blanc sur case noire d8 · Roi noir sur case noire a7 · Pion noir sur case blanche d7 · Pion noir sur case blanche c6 · Pion blanc sur case noire d6 · Pion noir sur case blanche b5 · Pion blanc sur case noire c5 · Fou blanc sur case noire g5 · Pion noir sur case blanche a4 · Pion blanc sur case noire b4 · Pion blanc sur case noire a3 · Roi blanc sur case noire e3 | Dame noire sur case blanche c8 · Cavalier blanc sur case noire d8 · Roi noir sur case noire a7 · Pion noir sur case blanche d7 · Pion noir sur case blanche c6 · Pion blanc sur case noire d6 · Pion noir sur case blanche b5 · Pion blanc sur case noire c5 · Fou blanc sur case noire g5 · Pion noir sur case blanche a4 · Pion blanc sur case noire b4 · Pion blanc sur case noire a3 · Roi blanc sur case noire e3 | Dame noire sur case blanche c8 · Cavalier blanc sur case noire d8 · Roi noir sur case noire a7 · Pion noir sur case blanche d7 · Pion noir sur case blanche c6 · Pion blanc sur case noire d6 · Pion noir sur case blanche b5 · Pion blanc sur case noire c5 · Fou blanc sur case noire g5 · Pion noir sur case blanche a4 · Pion blanc sur case noire b4 · Pion blanc sur case noire a3 · Roi blanc sur case noire e3 | Dame noire sur case blanche c8 · Cavalier blanc sur case noire d8 · Roi noir sur case noire a7 · Pion noir sur case blanche d7 · Pion noir sur case blanche c6 · Pion blanc sur case noire d6 · Pion noir sur case blanche b5 · Pion blanc sur case noire c5 · Fou blanc sur case noire g5 · Pion noir sur case blanche a4 · Pion blanc sur case noire b4 · Pion blanc sur case noire a3 · Roi blanc sur case noire e3 | Dame noire sur case blanche c8 · Cavalier blanc sur case noire d8 · Roi noir sur case noire a7 · Pion noir sur case blanche d7 · Pion noir sur case blanche c6 · Pion blanc sur case noire d6 · Pion noir sur case blanche b5 · Pion blanc sur case noire c5 · Fou blanc sur case noire g5 · Pion noir sur case blanche a4 · Pion blanc sur case noire b4 · Pion blanc sur case noire a3 · Roi blanc sur case noire e3 | Dame noire sur case blanche c8 · Cavalier blanc sur case noire d8 · Roi noir sur case noire a7 · Pion noir sur case blanche d7 · Pion noir sur case blanche c6 · Pion blanc sur case noire d6 · Pion noir sur case blanche b5 · Pion blanc sur case noire c5 · Fou blanc sur case noire g5 · Pion noir sur case blanche a4 · Pion blanc sur case noire b4 · Pion blanc sur case noire a3 · Roi blanc sur case noire e3 | Dame noire sur case blanche c8 · Cavalier blanc sur case noire d8 · Roi noir sur case noire a7 · Pion noir sur case blanche d7 · Pion noir sur case blanche c6 · Pion blanc sur case noire d6 · Pion noir sur case blanche b5 · Pion blanc sur case noire c5 · Fou blanc sur case noire g5 · Pion noir sur case blanche a4 · Pion blanc sur case noire b4 · Pion blanc sur case noire a3 · Roi blanc sur case noire e3 | 8 |
| 7 | Dame noire sur case blanche c8 · Cavalier blanc sur case noire d8 · Roi noir sur case noire a7 · Pion noir sur case blanche d7 · Pion noir sur case blanche c6 · Pion blanc sur case noire d6 · Pion noir sur case blanche b5 · Pion blanc sur case noire c5 · Fou blanc sur case noire g5 · Pion noir sur case blanche a4 · Pion blanc sur case noire b4 · Pion blanc sur case noire a3 · Roi blanc sur case noire e3 | Dame noire sur case blanche c8 · Cavalier blanc sur case noire d8 · Roi noir sur case noire a7 · Pion noir sur case blanche d7 · Pion noir sur case blanche c6 · Pion blanc sur case noire d6 · Pion noir sur case blanche b5 · Pion blanc sur case noire c5 · Fou blanc sur case noire g5 · Pion noir sur case blanche a4 · Pion blanc sur case noire b4 · Pion blanc sur case noire a3 · Roi blanc sur case noire e3 | Dame noire sur case blanche c8 · Cavalier blanc sur case noire d8 · Roi noir sur case noire a7 · Pion noir sur case blanche d7 · Pion noir sur case blanche c6 · Pion blanc sur case noire d6 · Pion noir sur case blanche b5 · Pion blanc sur case noire c5 · Fou blanc sur case noire g5 · Pion noir sur case blanche a4 · Pion blanc sur case noire b4 · Pion blanc sur case noire a3 · Roi blanc sur case noire e3 | Dame noire sur case blanche c8 · Cavalier blanc sur case noire d8 · Roi noir sur case noire a7 · Pion noir sur case blanche d7 · Pion noir sur case blanche c6 · Pion blanc sur case noire d6 · Pion noir sur case blanche b5 · Pion blanc sur case noire c5 · Fou blanc sur case noire g5 · Pion noir sur case blanche a4 · Pion blanc sur case noire b4 · Pion blanc sur case noire a3 · Roi blanc sur case noire e3 | Dame noire sur case blanche c8 · Cavalier blanc sur case noire d8 · Roi noir sur case noire a7 · Pion noir sur case blanche d7 · Pion noir sur case blanche c6 · Pion blanc sur case noire d6 · Pion noir sur case blanche b5 · Pion blanc sur case noire c5 · Fou blanc sur case noire g5 · Pion noir sur case blanche a4 · Pion blanc sur case noire b4 · Pion blanc sur case noire a3 · Roi blanc sur case noire e3 | Dame noire sur case blanche c8 · Cavalier blanc sur case noire d8 · Roi noir sur case noire a7 · Pion noir sur case blanche d7 · Pion noir sur case blanche c6 · Pion blanc sur case noire d6 · Pion noir sur case blanche b5 · Pion blanc sur case noire c5 · Fou blanc sur case noire g5 · Pion noir sur case blanche a4 · Pion blanc sur case noire b4 · Pion blanc sur case noire a3 · Roi blanc sur case noire e3 | Dame noire sur case blanche c8 · Cavalier blanc sur case noire d8 · Roi noir sur case noire a7 · Pion noir sur case blanche d7 · Pion noir sur case blanche c6 · Pion blanc sur case noire d6 · Pion noir sur case blanche b5 · Pion blanc sur case noire c5 · Fou blanc sur case noire g5 · Pion noir sur case blanche a4 · Pion blanc sur case noire b4 · Pion blanc sur case noire a3 · Roi blanc sur case noire e3 | Dame noire sur case blanche c8 · Cavalier blanc sur case noire d8 · Roi noir sur case noire a7 · Pion noir sur case blanche d7 · Pion noir sur case blanche c6 · Pion blanc sur case noire d6 · Pion noir sur case blanche b5 · Pion blanc sur case noire c5 · Fou blanc sur case noire g5 · Pion noir sur case blanche a4 · Pion blanc sur case noire b4 · Pion blanc sur case noire a3 · Roi blanc sur case noire e3 | 7 |
| 6 | Dame noire sur case blanche c8 · Cavalier blanc sur case noire d8 · Roi noir sur case noire a7 · Pion noir sur case blanche d7 · Pion noir sur case blanche c6 · Pion blanc sur case noire d6 · Pion noir sur case blanche b5 · Pion blanc sur case noire c5 · Fou blanc sur case noire g5 · Pion noir sur case blanche a4 · Pion blanc sur case noire b4 · Pion blanc sur case noire a3 · Roi blanc sur case noire e3 | Dame noire sur case blanche c8 · Cavalier blanc sur case noire d8 · Roi noir sur case noire a7 · Pion noir sur case blanche d7 · Pion noir sur case blanche c6 · Pion blanc sur case noire d6 · Pion noir sur case blanche b5 · Pion blanc sur case noire c5 · Fou blanc sur case noire g5 · Pion noir sur case blanche a4 · Pion blanc sur case noire b4 · Pion blanc sur case noire a3 · Roi blanc sur case noire e3 | Dame noire sur case blanche c8 · Cavalier blanc sur case noire d8 · Roi noir sur case noire a7 · Pion noir sur case blanche d7 · Pion noir sur case blanche c6 · Pion blanc sur case noire d6 · Pion noir sur case blanche b5 · Pion blanc sur case noire c5 · Fou blanc sur case noire g5 · Pion noir sur case blanche a4 · Pion blanc sur case noire b4 · Pion blanc sur case noire a3 · Roi blanc sur case noire e3 | Dame noire sur case blanche c8 · Cavalier blanc sur case noire d8 · Roi noir sur case noire a7 · Pion noir sur case blanche d7 · Pion noir sur case blanche c6 · Pion blanc sur case noire d6 · Pion noir sur case blanche b5 · Pion blanc sur case noire c5 · Fou blanc sur case noire g5 · Pion noir sur case blanche a4 · Pion blanc sur case noire b4 · Pion blanc sur case noire a3 · Roi blanc sur case noire e3 | Dame noire sur case blanche c8 · Cavalier blanc sur case noire d8 · Roi noir sur case noire a7 · Pion noir sur case blanche d7 · Pion noir sur case blanche c6 · Pion blanc sur case noire d6 · Pion noir sur case blanche b5 · Pion blanc sur case noire c5 · Fou blanc sur case noire g5 · Pion noir sur case blanche a4 · Pion blanc sur case noire b4 · Pion blanc sur case noire a3 · Roi blanc sur case noire e3 | Dame noire sur case blanche c8 · Cavalier blanc sur case noire d8 · Roi noir sur case noire a7 · Pion noir sur case blanche d7 · Pion noir sur case blanche c6 · Pion blanc sur case noire d6 · Pion noir sur case blanche b5 · Pion blanc sur case noire c5 · Fou blanc sur case noire g5 · Pion noir sur case blanche a4 · Pion blanc sur case noire b4 · Pion blanc sur case noire a3 · Roi blanc sur case noire e3 | Dame noire sur case blanche c8 · Cavalier blanc sur case noire d8 · Roi noir sur case noire a7 · Pion noir sur case blanche d7 · Pion noir sur case blanche c6 · Pion blanc sur case noire d6 · Pion noir sur case blanche b5 · Pion blanc sur case noire c5 · Fou blanc sur case noire g5 · Pion noir sur case blanche a4 · Pion blanc sur case noire b4 · Pion blanc sur case noire a3 · Roi blanc sur case noire e3 | Dame noire sur case blanche c8 · Cavalier blanc sur case noire d8 · Roi noir sur case noire a7 · Pion noir sur case blanche d7 · Pion noir sur case blanche c6 · Pion blanc sur case noire d6 · Pion noir sur case blanche b5 · Pion blanc sur case noire c5 · Fou blanc sur case noire g5 · Pion noir sur case blanche a4 · Pion blanc sur case noire b4 · Pion blanc sur case noire a3 · Roi blanc sur case noire e3 | 6 |
| 5 | Dame noire sur case blanche c8 · Cavalier blanc sur case noire d8 · Roi noir sur case noire a7 · Pion noir sur case blanche d7 · Pion noir sur case blanche c6 · Pion blanc sur case noire d6 · Pion noir sur case blanche b5 · Pion blanc sur case noire c5 · Fou blanc sur case noire g5 · Pion noir sur case blanche a4 · Pion blanc sur case noire b4 · Pion blanc sur case noire a3 · Roi blanc sur case noire e3 | Dame noire sur case blanche c8 · Cavalier blanc sur case noire d8 · Roi noir sur case noire a7 · Pion noir sur case blanche d7 · Pion noir sur case blanche c6 · Pion blanc sur case noire d6 · Pion noir sur case blanche b5 · Pion blanc sur case noire c5 · Fou blanc sur case noire g5 · Pion noir sur case blanche a4 · Pion blanc sur case noire b4 · Pion blanc sur case noire a3 · Roi blanc sur case noire e3 | Dame noire sur case blanche c8 · Cavalier blanc sur case noire d8 · Roi noir sur case noire a7 · Pion noir sur case blanche d7 · Pion noir sur case blanche c6 · Pion blanc sur case noire d6 · Pion noir sur case blanche b5 · Pion blanc sur case noire c5 · Fou blanc sur case noire g5 · Pion noir sur case blanche a4 · Pion blanc sur case noire b4 · Pion blanc sur case noire a3 · Roi blanc sur case noire e3 | Dame noire sur case blanche c8 · Cavalier blanc sur case noire d8 · Roi noir sur case noire a7 · Pion noir sur case blanche d7 · Pion noir sur case blanche c6 · Pion blanc sur case noire d6 · Pion noir sur case blanche b5 · Pion blanc sur case noire c5 · Fou blanc sur case noire g5 · Pion noir sur case blanche a4 · Pion blanc sur case noire b4 · Pion blanc sur case noire a3 · Roi blanc sur case noire e3 | Dame noire sur case blanche c8 · Cavalier blanc sur case noire d8 · Roi noir sur case noire a7 · Pion noir sur case blanche d7 · Pion noir sur case blanche c6 · Pion blanc sur case noire d6 · Pion noir sur case blanche b5 · Pion blanc sur case noire c5 · Fou blanc sur case noire g5 · Pion noir sur case blanche a4 · Pion blanc sur case noire b4 · Pion blanc sur case noire a3 · Roi blanc sur case noire e3 | Dame noire sur case blanche c8 · Cavalier blanc sur case noire d8 · Roi noir sur case noire a7 · Pion noir sur case blanche d7 · Pion noir sur case blanche c6 · Pion blanc sur case noire d6 · Pion noir sur case blanche b5 · Pion blanc sur case noire c5 · Fou blanc sur case noire g5 · Pion noir sur case blanche a4 · Pion blanc sur case noire b4 · Pion blanc sur case noire a3 · Roi blanc sur case noire e3 | Dame noire sur case blanche c8 · Cavalier blanc sur case noire d8 · Roi noir sur case noire a7 · Pion noir sur case blanche d7 · Pion noir sur case blanche c6 · Pion blanc sur case noire d6 · Pion noir sur case blanche b5 · Pion blanc sur case noire c5 · Fou blanc sur case noire g5 · Pion noir sur case blanche a4 · Pion blanc sur case noire b4 · Pion blanc sur case noire a3 · Roi blanc sur case noire e3 | Dame noire sur case blanche c8 · Cavalier blanc sur case noire d8 · Roi noir sur case noire a7 · Pion noir sur case blanche d7 · Pion noir sur case blanche c6 · Pion blanc sur case noire d6 · Pion noir sur case blanche b5 · Pion blanc sur case noire c5 · Fou blanc sur case noire g5 · Pion noir sur case blanche a4 · Pion blanc sur case noire b4 · Pion blanc sur case noire a3 · Roi blanc sur case noire e3 | 5 |
| 4 | Dame noire sur case blanche c8 · Cavalier blanc sur case noire d8 · Roi noir sur case noire a7 · Pion noir sur case blanche d7 · Pion noir sur case blanche c6 · Pion blanc sur case noire d6 · Pion noir sur case blanche b5 · Pion blanc sur case noire c5 · Fou blanc sur case noire g5 · Pion noir sur case blanche a4 · Pion blanc sur case noire b4 · Pion blanc sur case noire a3 · Roi blanc sur case noire e3 | Dame noire sur case blanche c8 · Cavalier blanc sur case noire d8 · Roi noir sur case noire a7 · Pion noir sur case blanche d7 · Pion noir sur case blanche c6 · Pion blanc sur case noire d6 · Pion noir sur case blanche b5 · Pion blanc sur case noire c5 · Fou blanc sur case noire g5 · Pion noir sur case blanche a4 · Pion blanc sur case noire b4 · Pion blanc sur case noire a3 · Roi blanc sur case noire e3 | Dame noire sur case blanche c8 · Cavalier blanc sur case noire d8 · Roi noir sur case noire a7 · Pion noir sur case blanche d7 · Pion noir sur case blanche c6 · Pion blanc sur case noire d6 · Pion noir sur case blanche b5 · Pion blanc sur case noire c5 · Fou blanc sur case noire g5 · Pion noir sur case blanche a4 · Pion blanc sur case noire b4 · Pion blanc sur case noire a3 · Roi blanc sur case noire e3 | Dame noire sur case blanche c8 · Cavalier blanc sur case noire d8 · Roi noir sur case noire a7 · Pion noir sur case blanche d7 · Pion noir sur case blanche c6 · Pion blanc sur case noire d6 · Pion noir sur case blanche b5 · Pion blanc sur case noire c5 · Fou blanc sur case noire g5 · Pion noir sur case blanche a4 · Pion blanc sur case noire b4 · Pion blanc sur case noire a3 · Roi blanc sur case noire e3 | Dame noire sur case blanche c8 · Cavalier blanc sur case noire d8 · Roi noir sur case noire a7 · Pion noir sur case blanche d7 · Pion noir sur case blanche c6 · Pion blanc sur case noire d6 · Pion noir sur case blanche b5 · Pion blanc sur case noire c5 · Fou blanc sur case noire g5 · Pion noir sur case blanche a4 · Pion blanc sur case noire b4 · Pion blanc sur case noire a3 · Roi blanc sur case noire e3 | Dame noire sur case blanche c8 · Cavalier blanc sur case noire d8 · Roi noir sur case noire a7 · Pion noir sur case blanche d7 · Pion noir sur case blanche c6 · Pion blanc sur case noire d6 · Pion noir sur case blanche b5 · Pion blanc sur case noire c5 · Fou blanc sur case noire g5 · Pion noir sur case blanche a4 · Pion blanc sur case noire b4 · Pion blanc sur case noire a3 · Roi blanc sur case noire e3 | Dame noire sur case blanche c8 · Cavalier blanc sur case noire d8 · Roi noir sur case noire a7 · Pion noir sur case blanche d7 · Pion noir sur case blanche c6 · Pion blanc sur case noire d6 · Pion noir sur case blanche b5 · Pion blanc sur case noire c5 · Fou blanc sur case noire g5 · Pion noir sur case blanche a4 · Pion blanc sur case noire b4 · Pion blanc sur case noire a3 · Roi blanc sur case noire e3 | Dame noire sur case blanche c8 · Cavalier blanc sur case noire d8 · Roi noir sur case noire a7 · Pion noir sur case blanche d7 · Pion noir sur case blanche c6 · Pion blanc sur case noire d6 · Pion noir sur case blanche b5 · Pion blanc sur case noire c5 · Fou blanc sur case noire g5 · Pion noir sur case blanche a4 · Pion blanc sur case noire b4 · Pion blanc sur case noire a3 · Roi blanc sur case noire e3 | 4 |
| 3 | Dame noire sur case blanche c8 · Cavalier blanc sur case noire d8 · Roi noir sur case noire a7 · Pion noir sur case blanche d7 · Pion noir sur case blanche c6 · Pion blanc sur case noire d6 · Pion noir sur case blanche b5 · Pion blanc sur case noire c5 · Fou blanc sur case noire g5 · Pion noir sur case blanche a4 · Pion blanc sur case noire b4 · Pion blanc sur case noire a3 · Roi blanc sur case noire e3 | Dame noire sur case blanche c8 · Cavalier blanc sur case noire d8 · Roi noir sur case noire a7 · Pion noir sur case blanche d7 · Pion noir sur case blanche c6 · Pion blanc sur case noire d6 · Pion noir sur case blanche b5 · Pion blanc sur case noire c5 · Fou blanc sur case noire g5 · Pion noir sur case blanche a4 · Pion blanc sur case noire b4 · Pion blanc sur case noire a3 · Roi blanc sur case noire e3 | Dame noire sur case blanche c8 · Cavalier blanc sur case noire d8 · Roi noir sur case noire a7 · Pion noir sur case blanche d7 · Pion noir sur case blanche c6 · Pion blanc sur case noire d6 · Pion noir sur case blanche b5 · Pion blanc sur case noire c5 · Fou blanc sur case noire g5 · Pion noir sur case blanche a4 · Pion blanc sur case noire b4 · Pion blanc sur case noire a3 · Roi blanc sur case noire e3 | Dame noire sur case blanche c8 · Cavalier blanc sur case noire d8 · Roi noir sur case noire a7 · Pion noir sur case blanche d7 · Pion noir sur case blanche c6 · Pion blanc sur case noire d6 · Pion noir sur case blanche b5 · Pion blanc sur case noire c5 · Fou blanc sur case noire g5 · Pion noir sur case blanche a4 · Pion blanc sur case noire b4 · Pion blanc sur case noire a3 · Roi blanc sur case noire e3 | Dame noire sur case blanche c8 · Cavalier blanc sur case noire d8 · Roi noir sur case noire a7 · Pion noir sur case blanche d7 · Pion noir sur case blanche c6 · Pion blanc sur case noire d6 · Pion noir sur case blanche b5 · Pion blanc sur case noire c5 · Fou blanc sur case noire g5 · Pion noir sur case blanche a4 · Pion blanc sur case noire b4 · Pion blanc sur case noire a3 · Roi blanc sur case noire e3 | Dame noire sur case blanche c8 · Cavalier blanc sur case noire d8 · Roi noir sur case noire a7 · Pion noir sur case blanche d7 · Pion noir sur case blanche c6 · Pion blanc sur case noire d6 · Pion noir sur case blanche b5 · Pion blanc sur case noire c5 · Fou blanc sur case noire g5 · Pion noir sur case blanche a4 · Pion blanc sur case noire b4 · Pion blanc sur case noire a3 · Roi blanc sur case noire e3 | Dame noire sur case blanche c8 · Cavalier blanc sur case noire d8 · Roi noir sur case noire a7 · Pion noir sur case blanche d7 · Pion noir sur case blanche c6 · Pion blanc sur case noire d6 · Pion noir sur case blanche b5 · Pion blanc sur case noire c5 · Fou blanc sur case noire g5 · Pion noir sur case blanche a4 · Pion blanc sur case noire b4 · Pion blanc sur case noire a3 · Roi blanc sur case noire e3 | Dame noire sur case blanche c8 · Cavalier blanc sur case noire d8 · Roi noir sur case noire a7 · Pion noir sur case blanche d7 · Pion noir sur case blanche c6 · Pion blanc sur case noire d6 · Pion noir sur case blanche b5 · Pion blanc sur case noire c5 · Fou blanc sur case noire g5 · Pion noir sur case blanche a4 · Pion blanc sur case noire b4 · Pion blanc sur case noire a3 · Roi blanc sur case noire e3 | 3 |
| 2 | Dame noire sur case blanche c8 · Cavalier blanc sur case noire d8 · Roi noir sur case noire a7 · Pion noir sur case blanche d7 · Pion noir sur case blanche c6 · Pion blanc sur case noire d6 · Pion noir sur case blanche b5 · Pion blanc sur case noire c5 · Fou blanc sur case noire g5 · Pion noir sur case blanche a4 · Pion blanc sur case noire b4 · Pion blanc sur case noire a3 · Roi blanc sur case noire e3 | Dame noire sur case blanche c8 · Cavalier blanc sur case noire d8 · Roi noir sur case noire a7 · Pion noir sur case blanche d7 · Pion noir sur case blanche c6 · Pion blanc sur case noire d6 · Pion noir sur case blanche b5 · Pion blanc sur case noire c5 · Fou blanc sur case noire g5 · Pion noir sur case blanche a4 · Pion blanc sur case noire b4 · Pion blanc sur case noire a3 · Roi blanc sur case noire e3 | Dame noire sur case blanche c8 · Cavalier blanc sur case noire d8 · Roi noir sur case noire a7 · Pion noir sur case blanche d7 · Pion noir sur case blanche c6 · Pion blanc sur case noire d6 · Pion noir sur case blanche b5 · Pion blanc sur case noire c5 · Fou blanc sur case noire g5 · Pion noir sur case blanche a4 · Pion blanc sur case noire b4 · Pion blanc sur case noire a3 · Roi blanc sur case noire e3 | Dame noire sur case blanche c8 · Cavalier blanc sur case noire d8 · Roi noir sur case noire a7 · Pion noir sur case blanche d7 · Pion noir sur case blanche c6 · Pion blanc sur case noire d6 · Pion noir sur case blanche b5 · Pion blanc sur case noire c5 · Fou blanc sur case noire g5 · Pion noir sur case blanche a4 · Pion blanc sur case noire b4 · Pion blanc sur case noire a3 · Roi blanc sur case noire e3 | Dame noire sur case blanche c8 · Cavalier blanc sur case noire d8 · Roi noir sur case noire a7 · Pion noir sur case blanche d7 · Pion noir sur case blanche c6 · Pion blanc sur case noire d6 · Pion noir sur case blanche b5 · Pion blanc sur case noire c5 · Fou blanc sur case noire g5 · Pion noir sur case blanche a4 · Pion blanc sur case noire b4 · Pion blanc sur case noire a3 · Roi blanc sur case noire e3 | Dame noire sur case blanche c8 · Cavalier blanc sur case noire d8 · Roi noir sur case noire a7 · Pion noir sur case blanche d7 · Pion noir sur case blanche c6 · Pion blanc sur case noire d6 · Pion noir sur case blanche b5 · Pion blanc sur case noire c5 · Fou blanc sur case noire g5 · Pion noir sur case blanche a4 · Pion blanc sur case noire b4 · Pion blanc sur case noire a3 · Roi blanc sur case noire e3 | Dame noire sur case blanche c8 · Cavalier blanc sur case noire d8 · Roi noir sur case noire a7 · Pion noir sur case blanche d7 · Pion noir sur case blanche c6 · Pion blanc sur case noire d6 · Pion noir sur case blanche b5 · Pion blanc sur case noire c5 · Fou blanc sur case noire g5 · Pion noir sur case blanche a4 · Pion blanc sur case noire b4 · Pion blanc sur case noire a3 · Roi blanc sur case noire e3 | Dame noire sur case blanche c8 · Cavalier blanc sur case noire d8 · Roi noir sur case noire a7 · Pion noir sur case blanche d7 · Pion noir sur case blanche c6 · Pion blanc sur case noire d6 · Pion noir sur case blanche b5 · Pion blanc sur case noire c5 · Fou blanc sur case noire g5 · Pion noir sur case blanche a4 · Pion blanc sur case noire b4 · Pion blanc sur case noire a3 · Roi blanc sur case noire e3 | 2 |
| 1 | Dame noire sur case blanche c8 · Cavalier blanc sur case noire d8 · Roi noir sur case noire a7 · Pion noir sur case blanche d7 · Pion noir sur case blanche c6 · Pion blanc sur case noire d6 · Pion noir sur case blanche b5 · Pion blanc sur case noire c5 · Fou blanc sur case noire g5 · Pion noir sur case blanche a4 · Pion blanc sur case noire b4 · Pion blanc sur case noire a3 · Roi blanc sur case noire e3 | Dame noire sur case blanche c8 · Cavalier blanc sur case noire d8 · Roi noir sur case noire a7 · Pion noir sur case blanche d7 · Pion noir sur case blanche c6 · Pion blanc sur case noire d6 · Pion noir sur case blanche b5 · Pion blanc sur case noire c5 · Fou blanc sur case noire g5 · Pion noir sur case blanche a4 · Pion blanc sur case noire b4 · Pion blanc sur case noire a3 · Roi blanc sur case noire e3 | Dame noire sur case blanche c8 · Cavalier blanc sur case noire d8 · Roi noir sur case noire a7 · Pion noir sur case blanche d7 · Pion noir sur case blanche c6 · Pion blanc sur case noire d6 · Pion noir sur case blanche b5 · Pion blanc sur case noire c5 · Fou blanc sur case noire g5 · Pion noir sur case blanche a4 · Pion blanc sur case noire b4 · Pion blanc sur case noire a3 · Roi blanc sur case noire e3 | Dame noire sur case blanche c8 · Cavalier blanc sur case noire d8 · Roi noir sur case noire a7 · Pion noir sur case blanche d7 · Pion noir sur case blanche c6 · Pion blanc sur case noire d6 · Pion noir sur case blanche b5 · Pion blanc sur case noire c5 · Fou blanc sur case noire g5 · Pion noir sur case blanche a4 · Pion blanc sur case noire b4 · Pion blanc sur case noire a3 · Roi blanc sur case noire e3 | Dame noire sur case blanche c8 · Cavalier blanc sur case noire d8 · Roi noir sur case noire a7 · Pion noir sur case blanche d7 · Pion noir sur case blanche c6 · Pion blanc sur case noire d6 · Pion noir sur case blanche b5 · Pion blanc sur case noire c5 · Fou blanc sur case noire g5 · Pion noir sur case blanche a4 · Pion blanc sur case noire b4 · Pion blanc sur case noire a3 · Roi blanc sur case noire e3 | Dame noire sur case blanche c8 · Cavalier blanc sur case noire d8 · Roi noir sur case noire a7 · Pion noir sur case blanche d7 · Pion noir sur case blanche c6 · Pion blanc sur case noire d6 · Pion noir sur case blanche b5 · Pion blanc sur case noire c5 · Fou blanc sur case noire g5 · Pion noir sur case blanche a4 · Pion blanc sur case noire b4 · Pion blanc sur case noire a3 · Roi blanc sur case noire e3 | Dame noire sur case blanche c8 · Cavalier blanc sur case noire d8 · Roi noir sur case noire a7 · Pion noir sur case blanche d7 · Pion noir sur case blanche c6 · Pion blanc sur case noire d6 · Pion noir sur case blanche b5 · Pion blanc sur case noire c5 · Fou blanc sur case noire g5 · Pion noir sur case blanche a4 · Pion blanc sur case noire b4 · Pion blanc sur case noire a3 · Roi blanc sur case noire e3 | Dame noire sur case blanche c8 · Cavalier blanc sur case noire d8 · Roi noir sur case noire a7 · Pion noir sur case blanche d7 · Pion noir sur case blanche c6 · Pion blanc sur case noire d6 · Pion noir sur case blanche b5 · Pion blanc sur case noire c5 · Fou blanc sur case noire g5 · Pion noir sur case blanche a4 · Pion blanc sur case noire b4 · Pion blanc sur case noire a3 · Roi blanc sur case noire e3 | 1 |
|   | a | b | c | d | e | f | g | h |   |

Vous constatez d’abord que les noirs sont paralysés malgré leur avantage matériel (Dame contre Fou et Cavalier). Le plan des blancs est simple, prendre le pion d7 et promouvoir ensuite le pion d6. Quelle pièce va pouvoir prendre le pion d7 ? Pas le Fou, puisqu’il n’est pas de la bonne couleur. Pas le Roi, parce que le pion est protégé par la Dame noire. C’est donc le Cavalier qui va prendre en d7, à condition d’être protégé par son Roi. Mais si le Cavalier quitte la case d8, la Dame noire pourra s’échapper de la nasse dans laquelle elle se trouve. Poser le problème, c’est le résoudre : il faut maintenir l’enfermement de la Dame adverse en substituant le Fou au Cavalier. En pratique, mener le Roi en e7 sans couper la diagonale du Fou, par exemple : Roi e4, f5, g6, f7 et e7. Ensuite, mettre le Fou sur une case qui empêchera la Dame de sortir, en f8 : Fou h6, f8. En sept coups, vous avez libéré le Cavalier pour qu’il puisse remplir son office : prendre le pion d7, ce qui est accompli en trois coups : Cavalier f7, e5 et prise du pion d7. En dix coups, vous avez pris le pion d7 et ouvert la voie à la promotion de votre pion d6. Ce plan simple, aucun programme n’est capable de le trouver à ce jour.

## Publications
- Pierre Nolot, Éric Birmingham et Pierre Bretagnolle, Échec et mat : Initiation au jeu d'échecs, Payot 2005,  (ISBN 978-2228899710)